# 国鉄キハ40系気動車 (2代)
国鉄キハ40系気動車（こくてつキハ40けいきどうしゃ）は、1977年から1982年にかけて日本国有鉄道（国鉄）が導入した気動車。
キハ40系の呼称は国鉄の車両称号基準規程に則った制式のものではなく、同一の設計方針に基づき製造された気動車の形式を便宜的に総称したもので、キハ40形・キハ47形・キハ48形の3形式およびこれらの改造等による派生形式からなる。

## 概要
1977年から1982年にかけて計888両が製造され、日本全国各地に投入された。キハ45系、キハ66系の設計を基にしている。
本系列は客用の片引戸を車端部2か所に設置した両運転台のキハ40形と、それを片運転台としたキハ48形、都市近郊向けに両引戸を車体中央に寄せて2か所に設置した片運転台のキハ47形の3形式が導入され、運用線区の気候に応じた酷寒地用、寒地用、暖地用の仕様の違いとトイレの有無によって下表のとおり計13車種が設定される。なお、本系列より、北海道向け車両もそれまでの気動車のように別形式とせず、同一形式内での番台区分とした。
| キハ40系 新造時形式・番台別仕様一覧 | キハ40系 新造時形式・番台別仕様一覧 | キハ40系 新造時形式・番台別仕様一覧 | キハ40系 新造時形式・番台別仕様一覧 | キハ40系 新造時形式・番台別仕様一覧 | キハ40系 新造時形式・番台別仕様一覧 | キハ40系 新造時形式・番台別仕様一覧 | キハ40系 新造時形式・番台別仕様一覧 | キハ40系 新造時形式・番台別仕様一覧 | キハ40系 新造時形式・番台別仕様一覧 | キハ40系 新造時形式・番台別仕様一覧 |
| 形式                                | 番台区分                            | 運転台                              | 客扉                                | 仕向け地 （仕様）                   | 枕ばね                              | デッキ                              | トイレ                              | 両数                                | 製造年                              | メーカー                            |
| ----------------------------------- | ----------------------------------- | ----------------------------------- | ----------------------------------- | ----------------------------------- | ----------------------------------- | ----------------------------------- | ----------------------------------- | ----------------------------------- | ----------------------------------- | ----------------------------------- |
| キハ40形                            | 100                                 | 両                                  | 片開き                              | 酷寒地                              | 空気                                | 有                                  | 有                                  | 150                                 | 1975年度3次債務 - 1981年度1次債務   | 新潟 富士                           |
| キハ40形                            | 500                                 | 両                                  | 片開き                              | 寒地                                | 空気                                | 有                                  | 有                                  | 94                                  | 1975年度2次債務 - 1981年度1次債務   | 新潟 富士                           |
| キハ40形                            | 2000                                | 両                                  | 片開き                              | 暖地                                | コイル                              | 無                                  | 有                                  | 148                                 | 1978年度1次債務 - 1981年度1次債務   | 新潟 富士                           |
| キハ47形                            | 0                                   | 片                                  | 両開き                              | 暖地                                | コイル                              | 無                                  | 有                                  | 193                                 | 1975年度3次債務 - 1981年度1次債務   | 新潟 富士                           |
| キハ47形                            | 1000                                | 片                                  | 両開き                              | 暖地                                | コイル                              | 無                                  | 無                                  | 134                                 | 1977年度1次債務 - 1981年度1次債務   | 新潟 富士                           |
| キハ47形                            | 500                                 | 片                                  | 両開き                              | 寒地                                | 空気                                | 無                                  | 有                                  | 22                                  | 1977年度1次債務 - 1979年度2次債務   | 新潟                                |
| キハ47形                            | 1500                                | 片                                  | 両開き                              | 寒地                                | 空気                                | 無                                  | 無                                  | 21                                  | 1977年度1次債務 - 1979年度2次債務   | 新潟                                |
| キハ48形                            | 0                                   | 片                                  | 片開き                              | 暖地・準寒地                        | コイル                              | 有                                  | 有                                  | 6                                   | 1980年度1次債務 - 1981年度本予算    | 富士 新潟                           |
| キハ48形                            | 1000                                | 片                                  | 片開き                              | 暖地・準寒地                        | コイル                              | 有                                  | 無                                  | 4                                   | 1980年度1次債務 - 1981年度本予算    | 富士 新潟                           |
| キハ48形                            | 300                                 | 片                                  | 片開き                              | 酷寒地                              | 空気                                | 有                                  | 有                                  | 4                                   | 1981年度1次債務                     | 新潟                                |
| キハ48形                            | 1300                                | 片                                  | 片開き                              | 酷寒地                              | 空気                                | 有                                  | 無                                  | 3                                   | 1981年度1次債務                     | 新潟                                |
| キハ48形                            | 500                                 | 片                                  | 片開き                              | 寒地                                | 空気                                | 有                                  | 有                                  | 59                                  | 1978年度1次債務 - 1981年度1次債務   | 新潟 富士                           |
| キハ48形                            | 1500                                | 片                                  | 片開き                              | 寒地                                | 空気                                | 有                                  | 無                                  | 50                                  | 1978年度1次債務 - 1981年度1次債務   | 新潟 富士                           |
| 1.                                  |                                     |                                     |                                     |                                     |                                     |                                     |                                     |                                     |                                     |                                     |

在来の一般形気動車に比し、客室設備の改善や走行機器の刷新などが図られた一方、エンジン出力は増加したものの、車体の大型化や新装備の追加などで重量も増加したため動力性能は若干の向上に留まったほか、設計当時すでに経年の進んだ急行形気動車の普通列車への転用が並行して計画されており、勾配線区用の強力形は導入されなかった。
国鉄分割民営化後は、事故廃車となった1両を除く887両がJR旅客各社へ継承されて使用線区に応じた種々の改造が実施され、多数の番台区分が生じた。また、余剰車が出始めた1990年代以降は観光列車やジョイフルトレインにも改造されている。2000年代後半以降は新形気動車への置き換えやローカル線の廃止に伴って廃車が始まり、東海旅客鉄道（JR東海）では2016年に全廃となった。それ以外のJR各社も置き換えを進めており、一部の車両は私鉄・第三セクター会社や日本国外へ譲渡されている。

## 導入の経緯

### 1970年代初頭の需給計画
国鉄における1973年4月時点の一般形気動車保有数は2457両（そのほか急行形2413両、特急形542両）という体制であったが、うち731両を占めるキハ10系は老朽化が進んでおり、なかでも"所定の修繕費の範囲で使用は可能だが特別な修繕費をかけることは不経済"とされた車両が166両、”次回の全般検査を通す価値がない”と判断された車両が196両という状況であった。また、キハ10系は低いエンジン出力を軽量化で補う設計思想で、当時のステップ部の車両限界との関係もあって同時期の客車や電車よりも車体断面が小さく、接客設備や台車も簡素なものであったため、新形式の気動車の導入に伴い陳腐化が顕著となり、また、座席と台車設計に起因する乗り心地の悪さも問題となっていた。
また、この時点において考えられていた、整備新幹線（北海道、東北、北陸、九州）の整備状況や電化の進捗を考慮した、1982年頃の車両需給によると一般形気動車の所要数は約1800両と見積もられ、所用数の減少と経年20年以上の車両を代替することを併せて考慮すると、約650両の新製が必要であると考えられていたが、一方で、当面の需給を考えた場合には、キハ10系の代替のため、"在来の急行形の一般形への転用"と、"波動輸送用急行にも使用できる、従来の一般形気動車とはイメージの異なる車両の新製"の、2通りの方法を時期・線区に応じ選択することが望ましいと考えられていた。
導入される気動車としては、冷房化、座席の拡大、汚物処理装置の装備等をしつつ、コスト削減を図ることを目的とし、また、当時の気動車普通列車の編成両数の実態（2両編成の列車が29.9 %、3両編成以上の列車が60.3 %）に鑑み、2両編成での使用を基本とした、DML30H系のエンジン1基を搭載する車両が考えられており、1974年から1975年にかけてキハ66系30両が導入された。しかし、キハ66系は車両改善委員会の議論に基づいて1年間試用経過を観察することとなっており、導入当初はその後の他路線への導入とキハ10系の代替も期待されていたものの、実際には量産されなかった。

### キハ40系の導入
キハ66系は量産先行車の30両のみで製造を終了し、引き続きキハ10系を代替する車両の開発が進められたが、特に搭載するエンジンの選定には多くの検討を要していた。これは、火災対策強化・車体前面強化・台車枠強化などにより車両重量増が見込まれるため、従来のDMH17系より出力の向上が必要となる一方で、キハ66系のDML30HSHなどの大型のエンジンを搭載することはさらなる車両重量の増加を招くため、軌道の弱い線区では速度制限もしくは軌道強化が必要となることに加え、機関のサイズや構造の関係から、工場・検修区によっては検修設備の大幅な改修が必要となる場合があるなどの問題があり、広く全国の各線で使用する一般形気動車に採用するには適さないとされたことによるものである。
検討の結果、エンジンにはDML30HSHを片列化し、シリンダーヘッド・シリンダーライナー・シリンダー・過給機・弁動作機構等に共通の部品を使用したDMF15HSAを使用することとした。また、当時の国鉄は労使紛争が盛んで、組合側は労働環境の改善を強く要求していた。その一環として、車両には安全性や整備性の改善が求められ、国鉄ではこの時期に1950年代から1960年代にかけて設計された量産形式を基本に随所を改良したマイナーチェンジ車を製造し続けていた。本系列もその方針の下にキハ10系のほか、1950年代後半に製造されたキハ55系 とキハ20系の老朽化も視野に入れ、それらの代替用として開発された。そして、1976年2月に最初の車両となる酷寒地向けのキハ40形と暖地向けのキハ47形各16両の製作が決定され、1977年2 - 3月に前者は札幌および旭川地区に半数ずつが、後者は福知山地区にそれぞれ配置されており、その基本構想は以下の通りであった。
- キハ40形はキハ24形、キハ47形はキハ45形をそれぞれベースとしつつ、キハ66系での経験を十分に反映させるとともに部品の共通化を図る。
- どのような線区でも運行できるよう、設備改善に伴う重量増を最低限に抑える。
- 従来車と併結運用が可能とし、運転取扱もできるだけ同じとする。
- 暖房能力向上を図るため、新方式の温風暖房装置を搭載する一方、軽量化と機器の簡素化のため冷房装置は搭載しない。
- 重量増に伴う走行性能の低下を防ぐため、DMF15HSA機関を採用し、キハ66系同様、エンジントラブル防止のため出力を抑制して使用する。
- 液体変速機はキハ66系のDW9をサイズダウンした、逆転機内蔵・湿式多板式クラッチのDW10を使用する。
- 防蝕・軽量化のため、暖房配管はステンレス製とし、空気配管の一部はステンレス管とするほか、その他は内側を燐酸被膜塩処理したものとする。
- 車体は難燃化構造とするほか、踏切事故に備え車体前面を強化構造とし、また、客室・乗務員室の環境改善・居住性向上を図る。
- トイレには洗面所を設置しないが、汚物処理装置の設置準備を行う。
- 保守の省力化を図る。
- キハ40形には、これまでの北海道での経験を反映させた耐寒・耐雪装備を備える。

その後、キハ40形、キハ47形、キハ48形の各形式が下表のとおり導入されている。
| キハ40系気動車年度・予算別導入一覧（上段：番号、下段：両数） | キハ40系気動車年度・予算別導入一覧（上段：番号、下段：両数） | キハ40系気動車年度・予算別導入一覧（上段：番号、下段：両数） | キハ40系気動車年度・予算別導入一覧（上段：番号、下段：両数） | キハ40系気動車年度・予算別導入一覧（上段：番号、下段：両数） | キハ40系気動車年度・予算別導入一覧（上段：番号、下段：両数） | キハ40系気動車年度・予算別導入一覧（上段：番号、下段：両数） | キハ40系気動車年度・予算別導入一覧（上段：番号、下段：両数） | キハ40系気動車年度・予算別導入一覧（上段：番号、下段：両数） | キハ40系気動車年度・予算別導入一覧（上段：番号、下段：両数） | キハ40系気動車年度・予算別導入一覧（上段：番号、下段：両数） | キハ40系気動車年度・予算別導入一覧（上段：番号、下段：両数） | キハ40系気動車年度・予算別導入一覧（上段：番号、下段：両数） | キハ40系気動車年度・予算別導入一覧（上段：番号、下段：両数） | キハ40系気動車年度・予算別導入一覧（上段：番号、下段：両数） | キハ40系気動車年度・予算別導入一覧（上段：番号、下段：両数） | キハ40系気動車年度・予算別導入一覧（上段：番号、下段：両数） | キハ40系気動車年度・予算別導入一覧（上段：番号、下段：両数） |
| 用途                                                         | 形式                                                         | 番台                                                         | 1975年度                                                     | 1976年度                                                     | 1977年度                                                     | 1978年度                                                     | 1978年度                                                     | 1978年度                                                     | 1978年度                                                     | 1979年度                                                     | 1979年度                                                     | 1979年度                                                     | 1980年度                                                     | 1980年度                                                     | 1981年度                                                     | 1981年度                                                     | 総計                                                         |
| 用途                                                         | 形式                                                         | 番台                                                         | 3次債務                                                      | 2次債務                                                      | 1次債務                                                      | 本予算                                                       | 1次債務                                                      | 2次債務                                                      | 3次債務                                                      | 本予算                                                       | 2次債務                                                      | 3次債務                                                      | 1次債務                                                      | 3次債務                                                      | 本予算                                                       | 1次債務                                                      | 総計                                                         |
| ------------------------------------------------------------ | ------------------------------------------------------------ | ------------------------------------------------------------ | ------------------------------------------------------------ | ------------------------------------------------------------ | ------------------------------------------------------------ | ------------------------------------------------------------ | ------------------------------------------------------------ | ------------------------------------------------------------ | ------------------------------------------------------------ | ------------------------------------------------------------ | ------------------------------------------------------------ | ------------------------------------------------------------ | ------------------------------------------------------------ | ------------------------------------------------------------ | ------------------------------------------------------------ | ------------------------------------------------------------ | ------------------------------------------------------------ |
| 酷寒地                                                       | キハ40                                                       | 100                                                          | 101-116 16両                                                 |                                                              |                                                              |                                                              |                                                              | 117-146 30両                                                 | 147-165 19両                                                 |                                                              | 166-196 31両                                                 | 197-217 21両                                                 | 218-240 23両                                                 |                                                              |                                                              | 241-250 10両                                                 | 101-250 150両                                                |
| 酷寒地                                                       | キハ48                                                       | 300                                                          |                                                              |                                                              |                                                              |                                                              |                                                              |                                                              |                                                              |                                                              |                                                              |                                                              |                                                              |                                                              |                                                              | 301-304 4両                                                  | 301-304 4両                                                  |
| 酷寒地                                                       | キハ48                                                       | 1300                                                         |                                                              |                                                              |                                                              |                                                              |                                                              |                                                              |                                                              |                                                              |                                                              |                                                              |                                                              |                                                              |                                                              | 1301-1303 3両                                                | 1301-1303 3両                                                |
| 酷寒地                                                       | 酷寒地計                                                     | 酷寒地計                                                     | 16両                                                         |                                                              |                                                              |                                                              |                                                              | 30両                                                         | 19両                                                         |                                                              | 31両                                                         | 21両                                                         | 23両                                                         |                                                              |                                                              | 17両                                                         | 157両                                                        |
| 寒地                                                         | キハ40                                                       | 500                                                          |                                                              | 501-520 20両                                                 |                                                              |                                                              | 521-550 30両                                                 | 551-553 3両                                                  | 554-558 5両                                                  | 559-563 5両                                                  | 564-577 14両                                                 | 578-592 15両                                                 |                                                              |                                                              |                                                              | 593-594 2両                                                  | 501-594 94両                                                 |
| 寒地                                                         | キハ47                                                       | 500                                                          |                                                              |                                                              | 501-505 5両                                                  |                                                              | 506-519 14両                                                 |                                                              |                                                              |                                                              | 520-522 3両                                                  |                                                              |                                                              |                                                              |                                                              |                                                              | 501-522 22両                                                 |
| 寒地                                                         | キハ47                                                       | 1500                                                         |                                                              |                                                              | 1501-1505 5両                                                |                                                              | 1506-1518 13両                                               |                                                              |                                                              |                                                              | 1519-1521 3両                                                |                                                              |                                                              |                                                              |                                                              |                                                              | 1501-1521 21両                                               |
| 寒地                                                         | キハ48                                                       | 500                                                          |                                                              |                                                              |                                                              |                                                              | 501-514 14両                                                 | 515-530 16両                                                 | 531-532 2両                                                  | 533-538 6両                                                  | 539-547 9両                                                  | 549-551 4両                                                  |                                                              | 552-558 7両                                                  |                                                              | 559 1両                                                      | 501-559 59両                                                 |
| 寒地                                                         | キハ48                                                       | 1500                                                         |                                                              |                                                              |                                                              |                                                              | 1501-1519 19両                                               | 1520-1529 10両                                               | 1530-1531 2両                                                | 1532-1535 4両                                                | 1536-1541 6両                                                | 1542 1両                                                     |                                                              | 1543-1549 7両                                                |                                                              | 1550 1両                                                     | 1501-1550 50両                                               |
| 寒地                                                         | 寒地計                                                       | 寒地計                                                       |                                                              | 20両                                                         | 10両                                                         |                                                              | 90両                                                         | 29両                                                         | 9両                                                          | 15両                                                         | 35両                                                         | 20両                                                         |                                                              | 14両                                                         |                                                              | 4両                                                          | 246両                                                        |
| 暖地 (準寒地)                                                | キハ40                                                       | 2000                                                         |                                                              |                                                              |                                                              |                                                              | 2001-2026 26両                                               | 2027-2041 15両                                               | 2042-2047 6両                                                | 2048-2059 12両                                               | 2060-2089 30両                                               | 2090-2106 17両                                               | 2107-2131 25両                                               | 2132-2134 3両                                                | 2135-2141 7両                                                | 2142-2148 7両                                                | 2001-2148 148両                                              |
| 暖地 (準寒地)                                                | キハ47                                                       | 0                                                            | 1-16 16両                                                    |                                                              | 17-33 17両                                                   | 34-54 21両                                                   | 55-79 25両                                                   | 80-89 10両                                                   | 90-96 7両                                                    | 97-107 11両                                                  | 108-138 31両                                                 | 139-143 5両                                                  | 144-170 27両                                                 | 171-186 16両                                                 | 187-189 3両                                                  | 190-193 4両                                                  | 1-193 193両                                                  |
| 暖地 (準寒地)                                                | キハ47                                                       | 1000                                                         |                                                              |                                                              | 1001-1014 14両                                               | 1015-1033 19両                                               | 1034-1052 19両                                               | 1053-1056 4両                                                | 1057-1061 5両                                                | 1062-1069 8両                                                | 1070-1092 23両                                               | 1093-1096 4両                                                | 1097-1116 20両                                               | 1117-1128 12両                                               | 1129-1130 2両                                                | 1131-1134 4両                                                | 1001-1134 134両                                              |
| 暖地 (準寒地)                                                | キハ48                                                       | 0                                                            |                                                              |                                                              |                                                              |                                                              |                                                              |                                                              |                                                              |                                                              |                                                              |                                                              | 1-3 3両                                                      |                                                              | 4-6 3両                                                      |                                                              | 1-6 6両                                                      |
| 暖地 (準寒地)                                                | キハ48                                                       | 1000                                                         |                                                              |                                                              |                                                              |                                                              |                                                              |                                                              |                                                              |                                                              |                                                              |                                                              | 1001-1002 2両                                                |                                                              | 1003-1004 2両                                                |                                                              | 1001-1004 4両                                                |
| 暖地 (準寒地)                                                | 暖地計                                                       | 暖地計                                                       | 16両                                                         |                                                              | 31両                                                         | 40両                                                         | 70両                                                         | 29両                                                         | 18両                                                         | 31両                                                         | 84両                                                         | 26両                                                         | 77両                                                         | 31両                                                         | 17両                                                         | 15両                                                         | 485両                                                        |
| 総計                                                         | 総計                                                         | 総計                                                         | 32両                                                         | 20両                                                         | 41両                                                         | 40両                                                         | 160両                                                        | 88両                                                         | 46両                                                         | 46両                                                         | 150両                                                        | 67両                                                         | 100両                                                        | 45両                                                         | 17両                                                         | 36両                                                         | 888両                                                        |
| 累計                                                         | 累計                                                         | 累計                                                         | 32両                                                         | 52両                                                         | 93両                                                         | 133両                                                        | 293両                                                        | 381両                                                        | 427両                                                        | 473両                                                        | 623両                                                        | 690両                                                        | 790両                                                        | 835両                                                        | 852両                                                        | 888両                                                        | 888両                                                        |
| 1. 2.                                                        |                                                              |                                                              |                                                              |                                                              |                                                              |                                                              |                                                              |                                                              |                                                              |                                                              |                                                              |                                                              |                                                              |                                                              |                                                              |                                                              |                                                              |

### 1980年代の需給計画におけるキハ40系
キハ40系により進められてきた老朽化した一般形気動車の代替であるが、輸送の効率化や特定地方交通線の廃止等の動きがあるなかで気動車の所用両数の減少が見えてきたため、1982年度をもって一旦取りやめ、急行形気動車の特別保全を実施しながら、1990年前後から置換時期を迎える気動車の代替を検討することとなった。1981年時点では、1970年代に起こった2度のオイルショックと燃料費高騰や、国鉄の経営状況に鑑み、エンジンの直噴化や車両の小型軽量化による省エネルギー化と、機関の大出力化による高出力車の2基→1基エンジン化や新設計エンジンによる省力化が構想されており、具体的には、キハ40系が導入された路線よりも経営環境の厳しい路線で運用するためのキハ37形と、キハ58系を代替する軽量車体・高出力1エンジンの急行用気動車が計画されていた。
これらと並行して新型エンジンの開発も進められており、1981年時点ではキハ40系のDMF15HSAを直噴化改造するDMF15HSA-DI、DMF15HSAをベースに新設計とした新形式急行用気動車向けのDMF15HZB、軽快気動車用として舶用機関を転用したDMF13Sの開発が並行して進められていた。しかしながら、同時期に第1次特定地方交通線の廃止が具体化し、また、経営改善計画に則った輸送改善が1982年11月、1984年2月、1985年3月に実施されることとなって車両需給が見通せなくなったためキハ37形の量産は見送られ、国鉄におけるキハ40系の直噴（DMF15HSA-DI）化・出力増強改造も1987年までに北海道配置の112両に実施されたのみとなった。
1985年頃の時点では、1990年度の一般形気動車の所要数は約2200両で、キハ40系は特別保全工事を実施した急行形気動車約600両とともに継続使用され、残る約600両はその手前頃より順次代替する必要があると見積もられており、国鉄再建監理委員会の答申では特定地方交通線は廃止し、その他の地方交通線は当面各旅客会社で運営することとされ、また、1986年度には分割民営化に向けての最後の輸送改善が計画されていたため、これらが固まるにつれて具体的な需給状況も明確になる見通しであった。そしてその後、国鉄末期にかけ、接客設備の違いから在来の気動車で代替できないキハ35系を代替するキハ38形7両と、分割民営化の時点で北海道、四国、九州に残る1965年度以前製造の一般形気動車約300両のうち、輸送効率化、電化、路線廃止等による必要数削減後も残ると見積もられる約100両を代替する、キハ54形、キハ31形、キハ32形計82両が導入されている。

## 構造
1974年に開発されたキハ66系をベースにしており、車体や制御回路、変速機、ブレーキ方式などの基本構造は同系を踏襲しているが、搭載機関は、同系で採用された180度V型12気筒と基本設計を共通化しつつ、直列6気筒として出力を半分に落とし、当時の国鉄の技術力・予算に見合った設計としている。また、国鉄時代には全国で大規模な車両の配置転換を行っていたことから、暖房やラジエーターなど酷寒地向けを基本として設計された箇所が多い。

### 車体

#### 構造
車体は全長21300 mm、車体長20800 mmの、既存の急行形気動車同等の大型のもので、車体断面は幅を2900 mm（外板厚を含まない）として下部をR1500 mmで内側に絞り込み、上部はR250 mmでR5000 mmの屋根へつなげたもので、車体設計標準化の一環としてその後の車両もこれを基本とすることとされていた。
台枠は基本的にはキハ45系と同様の構造で、本系列では中梁を車体端から、枕梁から車両内側寄り2本目の横梁まで通しているほか、横梁のうちエンジン上部の2本は構造を強化したエンジン吊梁としている。
鋼体は軽量形鋼とプレス加工材を基本に溶接組立としたもので、外板を含む側鋼体をR250 mmの下屋根部まで上方へ延ばしてR5000 mmの屋根鋼体に接続した、いわゆる長柱・張上げ屋根構造となっている。この構造は10系客車の設計をもとにキハ55・20系から採用されたもので、キハ58系では雨樋を下屋根上部に設置して外観上も張上げ屋根としたが、キハ65形では機械洗浄時のこの部分の洗い残しを無くすために再度雨樋位置を下げており、本系列においても同様に雨樋は下屋根下端（側面垂直部上端）から34 mm上方の位置に設けられている。なお、運転室寄りの側面に設けられた雨樋縦管は、酷寒地向けと1978年度2次債務車までの寒地向けでは凍結による破損時の交換を容易とするため車体外側に、その他の車両では車体内部に設置されている。また、屋根のトイレ用水タンクを搭載している箇所は一般部より180 mm低く、車体中心線から左右に20/1000の勾配をつけた平屋根構造で、室内も平天井となっている。
酷寒地や海岸沿いでの使用を考慮して外板、屋根板、床板には当時の鋼製車両標準の車両用耐候性高張力鋼板（SPA）を用いて耐久性を向上させている。板厚は例えば同じSPAを使用した201系電車と比較すると、外板厚が2.3 mmに対して国鉄気動車標準の1.6 mm、屋根板厚は1.6 mmに対して1.2 mmと薄く、台枠と外板の接続は、201系電車では外板下部と台枠上端部とで突合せて連続溶接として水の侵入を防ぐ構造としていたが、本形式では従来通りの台枠と外板を重ねてスポット溶接した構造としている。車体塗装は警戒色による安全確保と塗装工程の短縮および人工の節約を目的とした朱色5号の単色塗りとし、屋根および屋根上機器類はねずみ色1号、前頭部スカートは灰色1号、ステップおよびスノープラウは黒色となっている。
床構造は、キハ66系の、台枠上に張ったSPAの波板の上にエポキシ樹脂系床詰物材を流し込んで塩化ビニール系床仕上げ材を貼って厚さを45 mmとした構造から、1972年の北陸トンネル火災事故を受けて1973年より導入された24系客車以降の標準となり、50系客車や1976年度本予算以降の12系客車等にも採用された防火構造に変更となった。これは、台枠上に張った1.2 mm厚SPAの波板の上に根太を流して間にグラスウールの断熱材を詰め、その上に3 mmもしくは4 mm厚アルミ合金の床板と3 mm厚の塩化ビニール系床仕上げ材を貼ってトータルの厚さを70 mmとした構造であり、酷寒地・寒地・暖地向け各仕様とも共通となっている。
前頭部形状はキハ66系を踏襲した、踏切障害事故対策を強化したものである。キハ65形などと比較して運転席の位置を150 mm上げ、350 mm後方に移して運転席・助士席部の床面を他部より460 mm高いものとしたほか、台枠裾部から台枠上1240 mmの高さまで、正面幌柱から側面下降窓前部の側柱間にかけての前面外板を4.5 mm厚へ強化し、運転室側面の外板も一般部より厚い2.3 mmとし、前面床下に6 mm厚鋼板製のスカートをボルト止めしたもので、1974年10月にはキハ91形をこの前頭部に改造した車両を使用した衝突実験で検証が行われている。キハ66系と同じく、運転台窓は運転席からの視認性に配慮して曲面ガラスを用いて側面に回り込んだものとし、また、運転席が後方にずれた分、側面に固定窓を1箇所増設しているが、運転士の前方死角はキハ58系の約8.5 mからキハ181系と同等の約12 mとなっている。なお、キハ66系と比較して、尾灯とタイフォンの位置を上げるなど一部が変更されている。前照灯は前面窓上にRBS-24V形150/50 Wシールドビームが2灯、尾灯は在来形気動車よりも高い位置に40 Wのものが2灯、それぞれ左右に振り分けて設置され、貫通路直上には手動式の列車種別表示器が設けられている。
側窓は寒地形、暖地形は外はめ式のアルミ合金製2段式ユニット窓として工数を削減している。キハ40形・キハ48形の寒地形・準寒地形は幅1080 / 825 / 470 mm × 高さ923 mmの上段下降、下段上昇式のもの、キハ40形暖地形とキハ47形は113系1000番台などと同様の、幅1082 / 818 / 470 mm × 高さ866 mmの2段上昇式のもので、後者は前者と比べて四隅に丸みがついておらず、天地寸法が小さく、車体よりやや奥まっている。また、酷寒地形はキハ22形から採用された1段上昇式二重窓としており、幅930 / 473 mm × 高さ680 mmで、キハ23形や711系と同様のアルミ枠の外窓に、心材に木を用いたFRP製窓枠による内窓を組み合わせた構造とし、冬季の車内保温を図っている。

#### 設備
キハ40形、キハ48形は車体両端2か所に幅1000 mm（開口幅885 mm）の片開き扉、キハ47形はやや車体中央寄り2か所に幅1300 mm（開口幅1200 mm）の両開き扉を設けており、いずれも高さ275 mmのステップ付の自動/半自動扉である。ドアエンジンは、両開き式はキハ66系と同じTK106A形、片開き式はキハ46形と同じTK105形で、空気・電気回路の切換により自動/半自動兼用とし、手動時には両開きのTK106A形も左右の扉が連動せず片側のみの開閉が可能となっている。キハ10・20系で使用された、半自動専用で、戸開方向にばねで初圧を設定しているTK5形と比べると手動「開」時の操作はやや重い。
キハ40形、キハ48形の寒地・酷寒地形は客室とデッキの間に仕切り扉を設けたデッキ付きとし、寒冷時の保温を図った。
運転台は人間工学を取り入れた設計で、キハ45系や1967年度本予算以降のキハ58系と同様にブレーキ弁とマスター・コントローラーを手前に10°、常時監視の計器・表示灯類を前方へ27°傾けたほか、運転席は運転士の負荷軽減や姿勢保持のために座席の背摺角度や座布団が改良され、足下スペースを確保したものとなっている。そのほか、キハ66系と同様に、大形の電照式時刻表差し、強化型ワイパー・ウィンドウウォッシャー、正面貫通開戸の隙間風防止用膨張性シールゴムなどが装備されたほか、キハ66系からは、強化された暖房装置と扇風機の設置、行先表示器横の通風口の廃止などの改良が図られた。運転席および助士席正面窓に設置されるデフロスタは、キハ90系・キハ45系や1967年度本予算以降のキハ58系などでは電熱式から温気式に変更となり、キハ183系では熱線入りガラス + 温気式となったが、本系列では従来と同じ電熱式が使用されている。また、投入線区の運用実態に即し、側面には通票キャリア車上受（通称タブレットキャッチャー）と、同装置を使用した走行時の通票キャリア受取り時に、車体や窓ガラス等を保護する防護板または防護枠を設けている、。
導入当初の内装色は、天井は白色、客室壁面は従来の気動車と同じく、酷寒地形キハ40形が薄茶色4号、寒地形キハ40形・キハ47形、暖地形キハ47形は淡緑1号であったほか、乗務員室壁面は運転席側が淡緑3号、助士席側が淡緑1号、トイレ内がグレーコルク、床敷物がねずみ色1号の配色であった。その後1978年本予算車から、暖地形・寒地形各形式の客室壁面が淡緑1号から50系客車と同じクリーム9号に、乗務員室壁面助士席側が淡緑3号にそれぞれ変更されている。
座席はボックスシートを基本としてドア付近にロングシートを配したセミクロスシートとした。ボックスシート部のシートピッチはキハ20・55・58系は50系客車と同じ1470 mm、キハ65形は12系客車と同じ1580 mmであったものがキハ45系で1400 mmに短縮されていたが、キハ40系では1470 mmに戻されたほか、座席は12系客車、キハ65形や711系電車で使用されたものと同じ、座布団のばね配置・詰め物の改良、下部背摺の角度を107°に増して腰椎を支える形に変更、肘掛けの位置を低くして水平に変更、といった人間工学に基づく新形状とした急行形標準のものとしている。座面幅は一般部はキハ65形・12系等と同じ965 mm（暖房リターンダクト部と車体端部は925 mm）となっており、一方、肘掛等を含む座席幅はキハ65形・12系は1095 mmであったが、キハ40系では50系客車や711系と同じく車体壁面側の肘掛けを省略して1025 mmとし、通路幅を確保している。一方、ロングシートはキハ66系と同様の座面の奥行430 mm、背摺を含む奥行550 mmのものであるが、暖房が電気暖房から温風暖房に変更となったため蹴込み板を省略している。
トイレは当初の車両は化粧板を使用する通常構造、1978年度本予算車以降はFRPユニット組立て式となっている。キハ40形はデッキ側から内開き扉で、キハ47形・キハ48形は側面の客室通路側引き戸から出入りする構造で、トイレ利用者が出入り時に座席着席者と正対することを避けるため、キハ48形はトイレ出入口の向かい側にはロングシートを設置していない。屋根上のキセ内に容量250 lで円筒型のFRP製タンク2個と空気弁装置を収容した、従来車と同様の空気給水式としているほか、当時は地方路線の汚物処理施設整備が進んでいなかったため従来通りの垂流し式であったが、汚物処理装置の搭載スペースが確保された。また、凍結防止と保守性向上のため、1978年度1次債務車より空気弁装置等をトイレ壁面内に移設し、これを収容するためにトイレ妻壁面の厚さが290 mmとなった。これに伴い、キハ47形はトイレ室内長を縮小した一方、キハ40形は扉が内開きでスペースに余裕が無いため、客室のトイレ隣接部を短縮して4人掛ボックス席の1箇所を片側のみ2人掛とし、これに伴い側面の狭幅窓の位置が変更となっている。

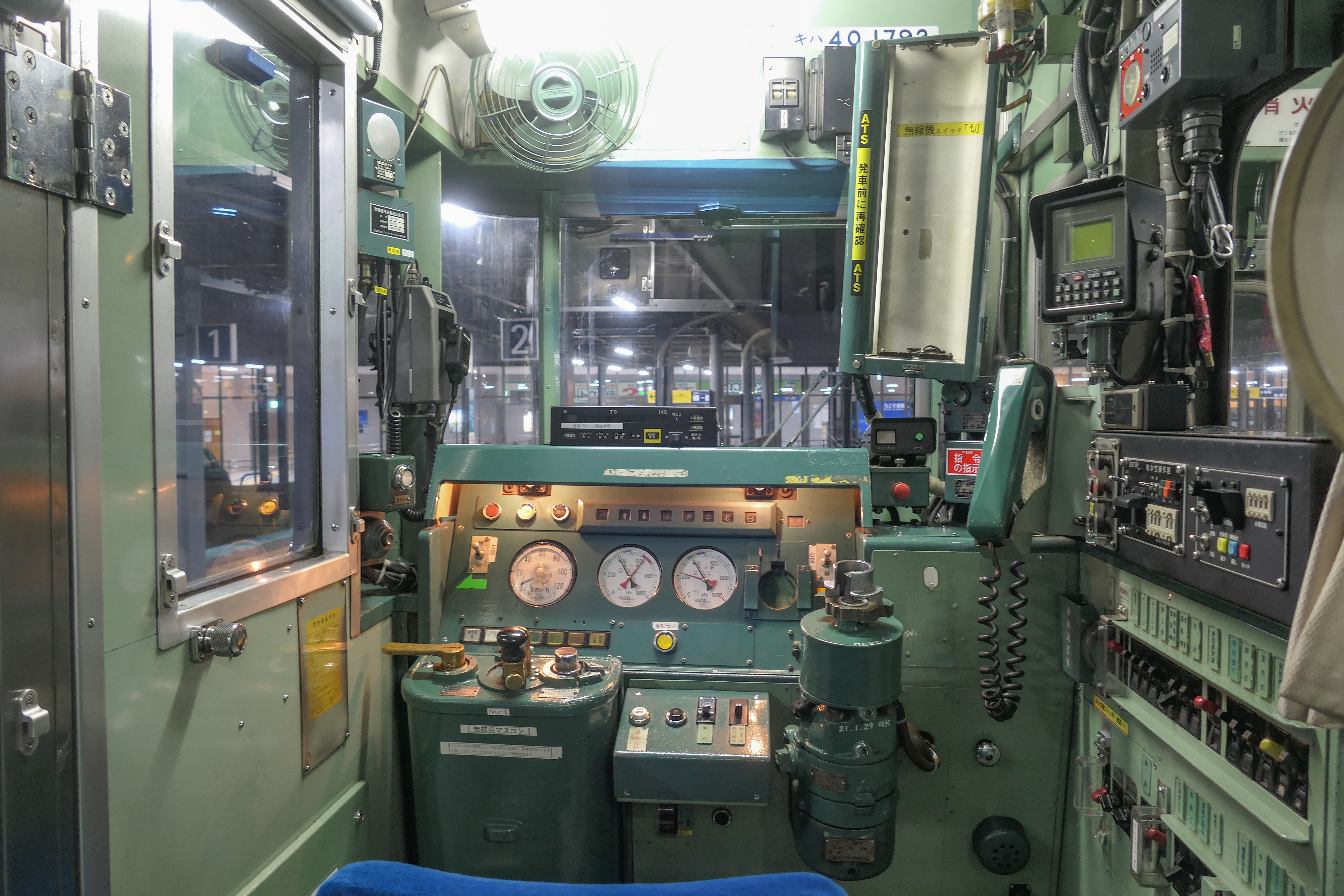
キハ40形100番台を改造した1700番台の運転室、ワンマン化などは後年の改造（2021年9月）
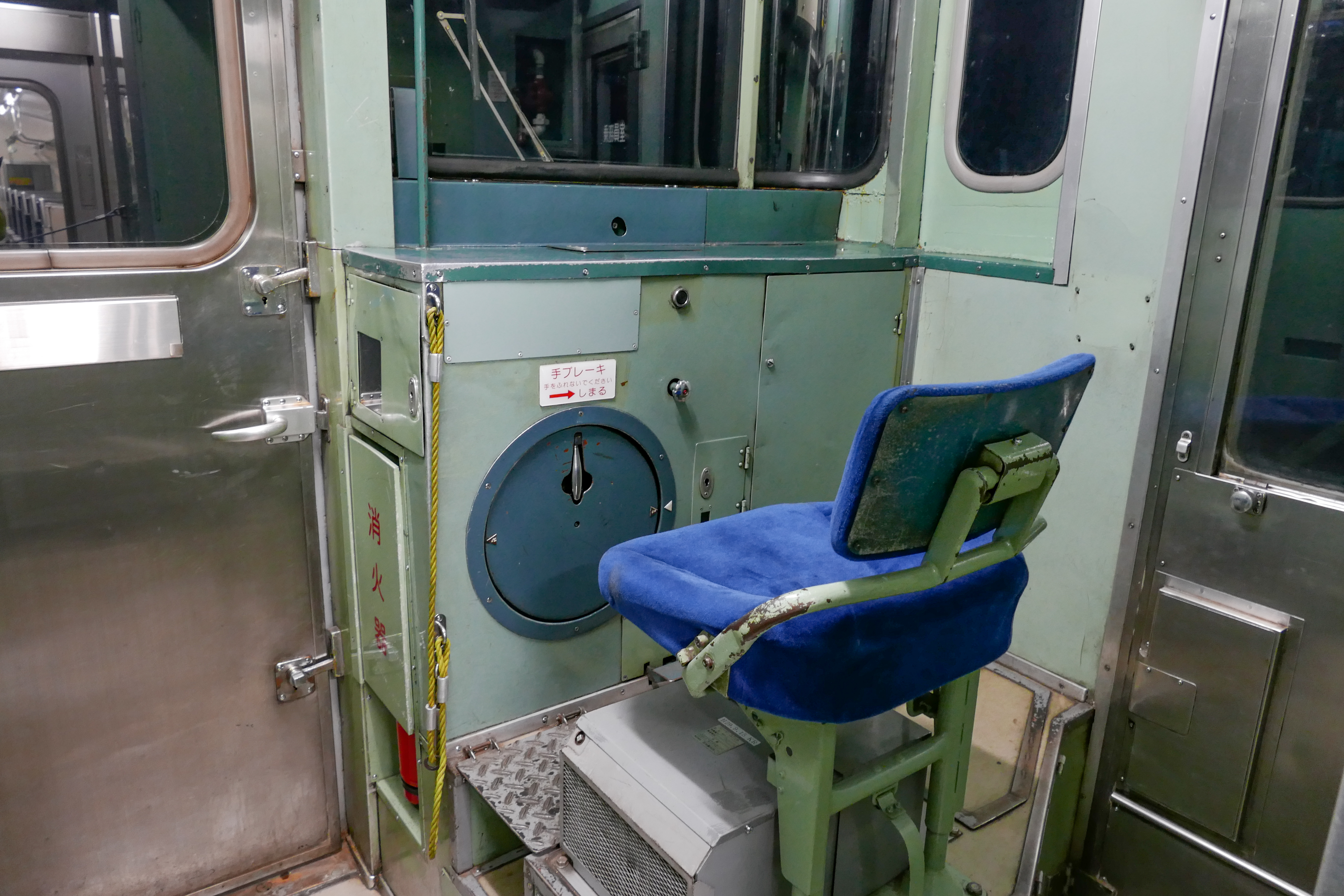
キハ40形100番台を改造した1700番台の運転室助士席側（2022年9月）
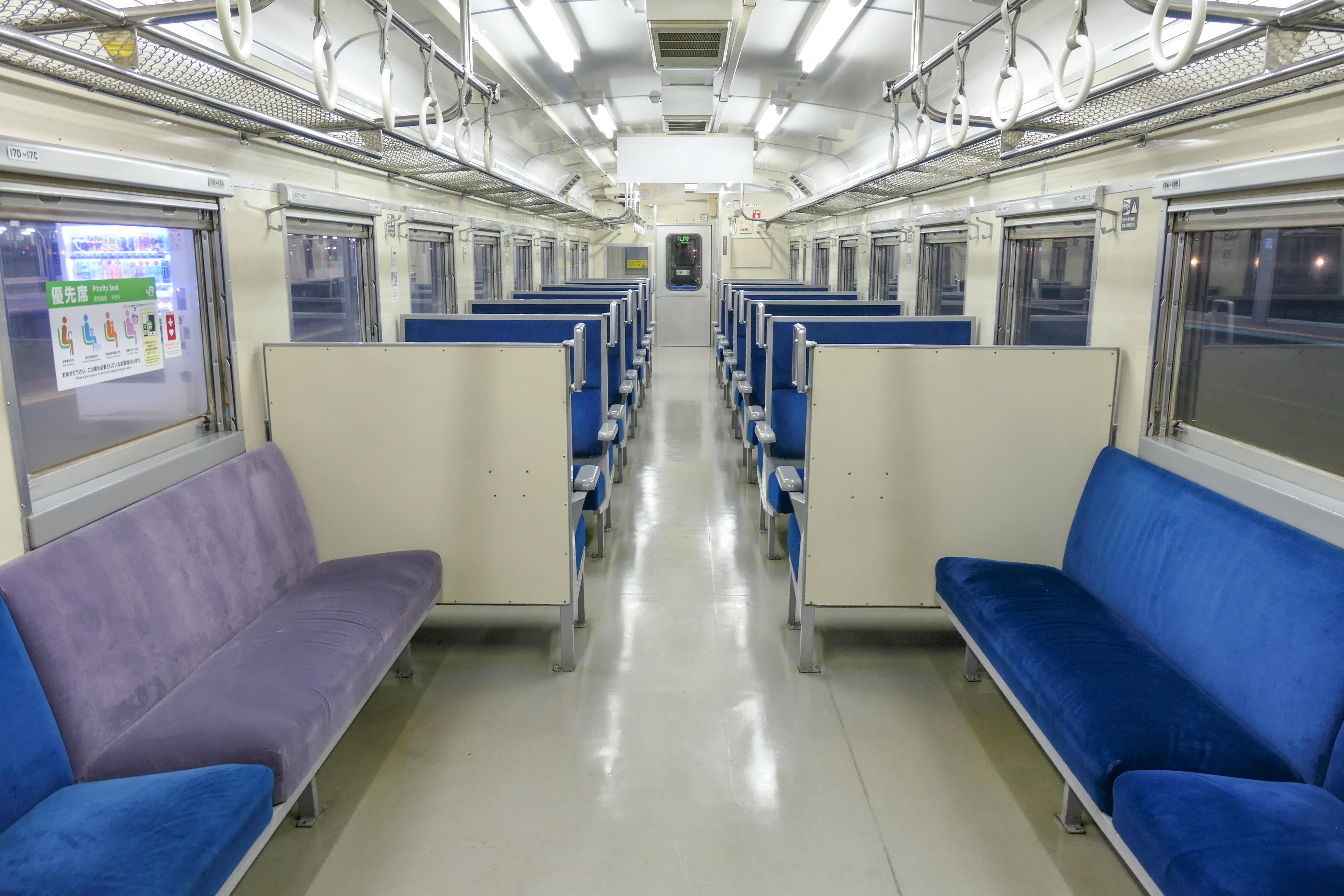
キハ40形100番台を改造した1700番台の室内、壁面がクリーム9号の量産車（2022年8月）
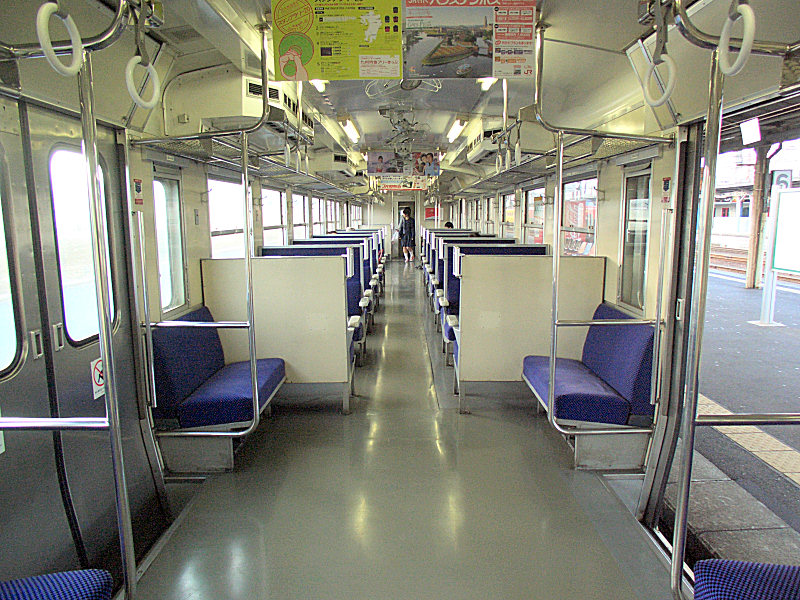
キハ47形0番台を改造した8000番台の室内、冷房化は後年の改造、壁面がクリーム9号の量産車（2010年4月）
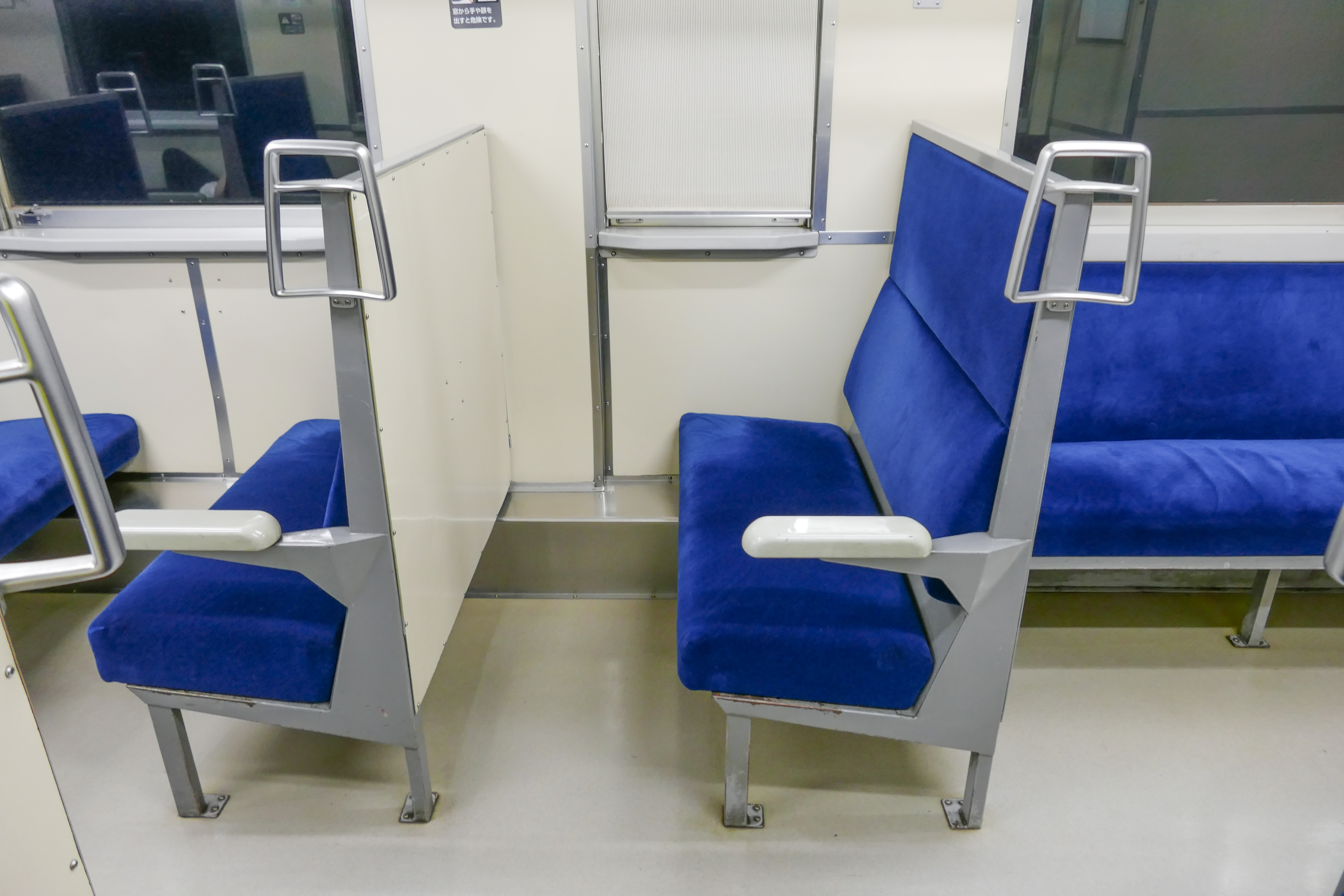
トイレ関連機器の移設に伴う座席配置変更に伴ってキハ40形に設定された2人掛席（2021年9月）
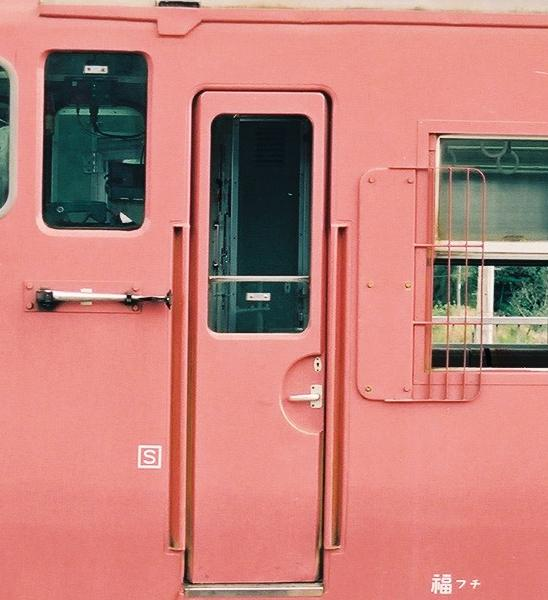
タブレットキャッチャーと防護板（1990年）
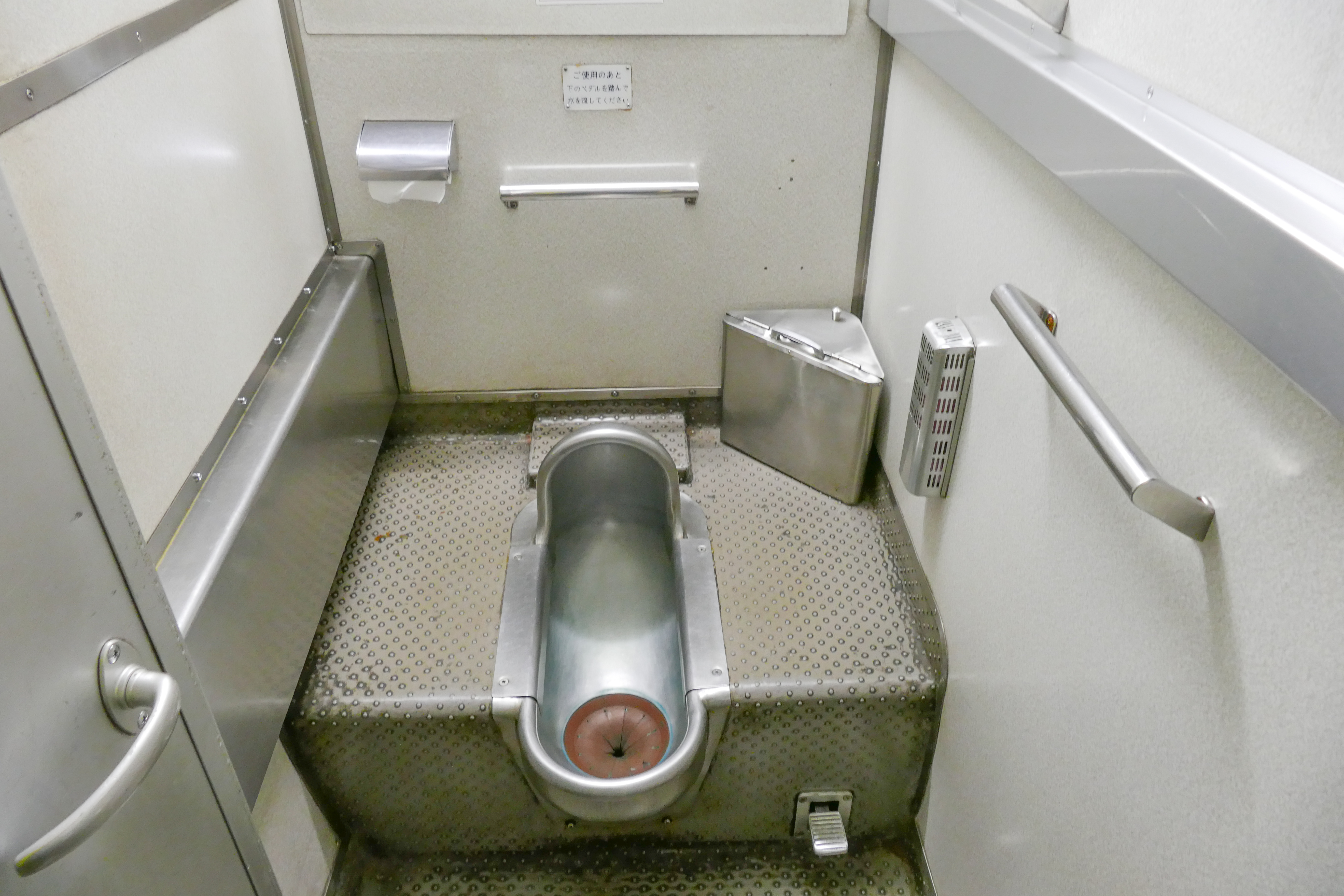
キハ40形100番台を改造した1700番台のトイレ（2021年9月）

### 主要機器

#### 機関
従来のDMH17系機関に代えてDMF15HSA形（連続定格出力220 PS / 1600 rpm、連続定格出力時燃料消費率185 g/PS/h、最大出力250 PS/2000 rpm）を搭載する。この機関は、1963年に試作されたDMF15HS形や、その改良型でキハ90 1に搭載されたDMF15HZA形をルーツとする直列6気筒水平シリンダーの予燃焼室式直列6気筒機関であり、これらDMF15系は、これを12気筒としたDML30系とも同一の系列となっている。
設計はキハ66系に搭載されたDML30HSH形をベースとして、その使用経験と、DMF15系の発電用機関であるDMF15HS-G形の使用経験を反映したものとなっている。1973年度に実施された「高過給ディーゼル旗艦の性能安定化の研究」に基づいた、DML30HSH形における従来のDML30HS系機関からの改良点は以下の通りであり、DMF15HSA形にもこれが反映されてクランクケース、クランクシャフト、カムシャフト等が新設計となった一方、ピストン、シリンダーヘッドやその他消耗品はDML30HSH形と極力互換性を持たせている。
- ヘッドガスケットの吹抜け防止と組立作業性向上のため、3筒一体のシリンダーヘッドと鋼板積層構造ガスケットであったものを、DML61ZB形機関で実績のある、銅ガスケットを使用する1筒一体のものに変更。
- シリンダーヘッドの熱亀裂防止のため、シリンダ排気口径を縮小してバルブ間隔を拡大し、ここを通る冷却水通路断面積を約2倍に拡大するとともに、これと爆発面との距離を縮小して冷却効率を向上。
- 上記2項目の変更に伴い、シリンダー間隔を拡大[注 24]。
- エンストの要因とされていた燃料制御装置の固渋や調整不良を排除するため、油圧サーボ機構に吸気抑制装置とオートタイマーを付加したものから、DMF31SB形で実績のある構造の簡単な電磁油圧制御[96]の燃料制御装置とするとともに、吸気抑制装置を省略、オートタイマーを全自動から2段切替式とし、信頼性を向上。
- エキゾーストマニホールドの傷入対策として、ベローズの形状と山数、材質を変更。

このほか、キハ65形のDML30HSD形から使用されたTB11形の改良形であるTB11B形排気タービン過給器を装備するほか、補機類はCW750D空気圧縮機、DM99AもしくはDM99B形4 kVA交流発電機などで、いずれも歯車駆動としてVベルトを廃している。機関支持方式は、キハ90系、キハ181系、キハ65形で採用された、機関振動の車体への伝達防止のため、機関の慣性軸上に配置された前後2点で支持してトルク反力を変速機と減速機間に設置した反力軸で直接台車に伝達する慣性支持方式から、キハ66系やDMH17H機関と同じく前端1点、液体変速機側2点で角形の防振ゴムを介して吊る方式となっている。
機関の吸気は、12系・14系客車の発電用機関やキハ66系と同様に、できるだけ清浄な空気を吸入するために車体側面に設置した機関吸気口から吸気する方式としているが、酷寒地向け、寒地向け車両は冬季における吸気口ルーバーの氷雪による目詰まりを防止するため、機関上部に冬季用の吸気口を設け、手動で切替える構造となっている。吸気した空気は遠心式空気清浄器と油浴式の空気清浄器を経由して機関に供給され、排気は機関から排気たわみ管、第1消音器、排気たわみ管、第2消音器の順で運転室助士席側背面の煙突に至っている。

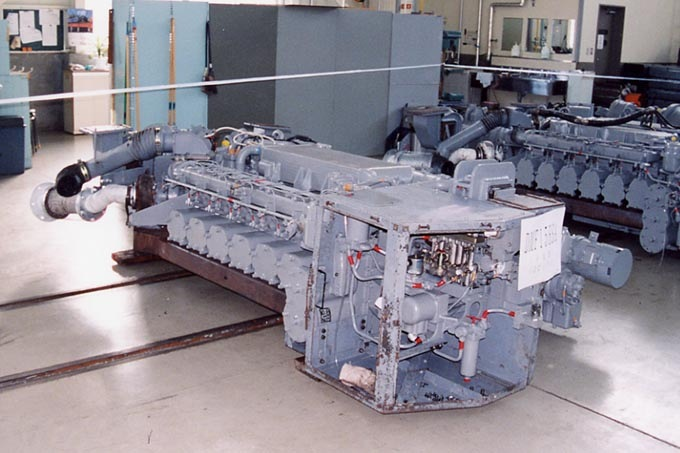
DMF15HSAを直噴化改造したDMF15HSA-DI形機関（原型とはシリンダーヘッド等が異なる）、釧路運輸車両所

#### 液体変速機・減速機
変速・直結各1段のDW10形を装備する。これはキハ65形・キハ66系に搭載されたDW9形をベースにとしたもので、トルクコンバータの構成は在来標準形のDF115・TC-2形やキハ90形のDW3B形（3段6要素）に対して、DW4形・DW9形やDE10形用のDW6形（2000番台）などと同じ中高速での引張力を確保するとともに、エネルギー損失を抑制した1段3要素となり、クラッチはいずれも湿式多板式で、変速、直結が各3枚、逆転機が8枚の構成となっている。なお、変速と直結の切替は変速機の入力軸と出力軸の回転差を検出して機関の吹き上げ、アイドル指令を出し、最適な回転数で切り替える半自動式とすることでショックのない変速としたほか、変速機の特性の異なる手動変速の在来形気動車との併結に対応している。 変速機油冷却は従来の空冷式から油冷却器による水冷式に変更となっている。
トルクコンバーターのストールトルク比の違いにより、起動時の動輪周引張力はキハ20系（定格出力180 PSのDMH17C形機関搭載車。変速機としてDF115形ないしはTC2形を搭載）の2500 kg弱に対して2400 kg弱と低く、車両重量の増大と相まって「キハ40系＝低出力」のイメージを強める一因となっている。一方で、例えば10 km/hではキハ20系の約1800 kgに対し約2100 kg、50 km/hでは約600 kgに対し約800 kgと逆転しており、当初特急・急行形用として開発された変速機の中高速域を重視した特性が表れている。
駆動方式は1軸駆動で、前位側台車の車両内側寄りの第2軸を駆動しており、また、逆転機を台車に装架するのが困難な2軸駆動車用のDW9の構造を踏襲して逆転機を変速機内に内蔵し、台車側には推進軸の方向転換と最終減速段を受け持つ減速機を装架している。減速機はキハ65形・キハ66系の第2減速機と同一のGB122形減速機が装架されており、減速比は2.995と従来の一般形気動車よりもわずかに大きくされている。

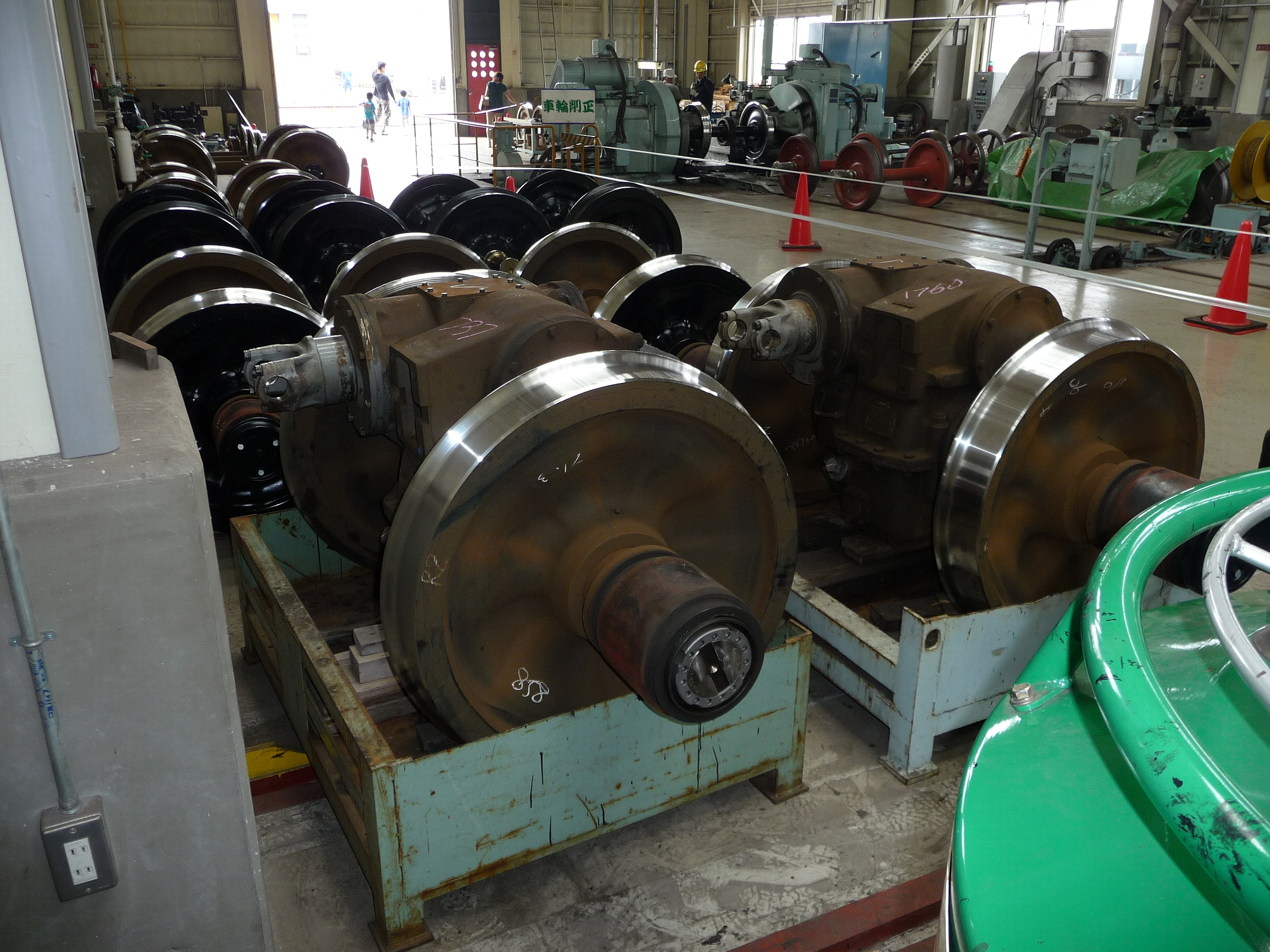
GB122形減速機（推進軸側、こちら側にも減速機支え装置取付座がある）
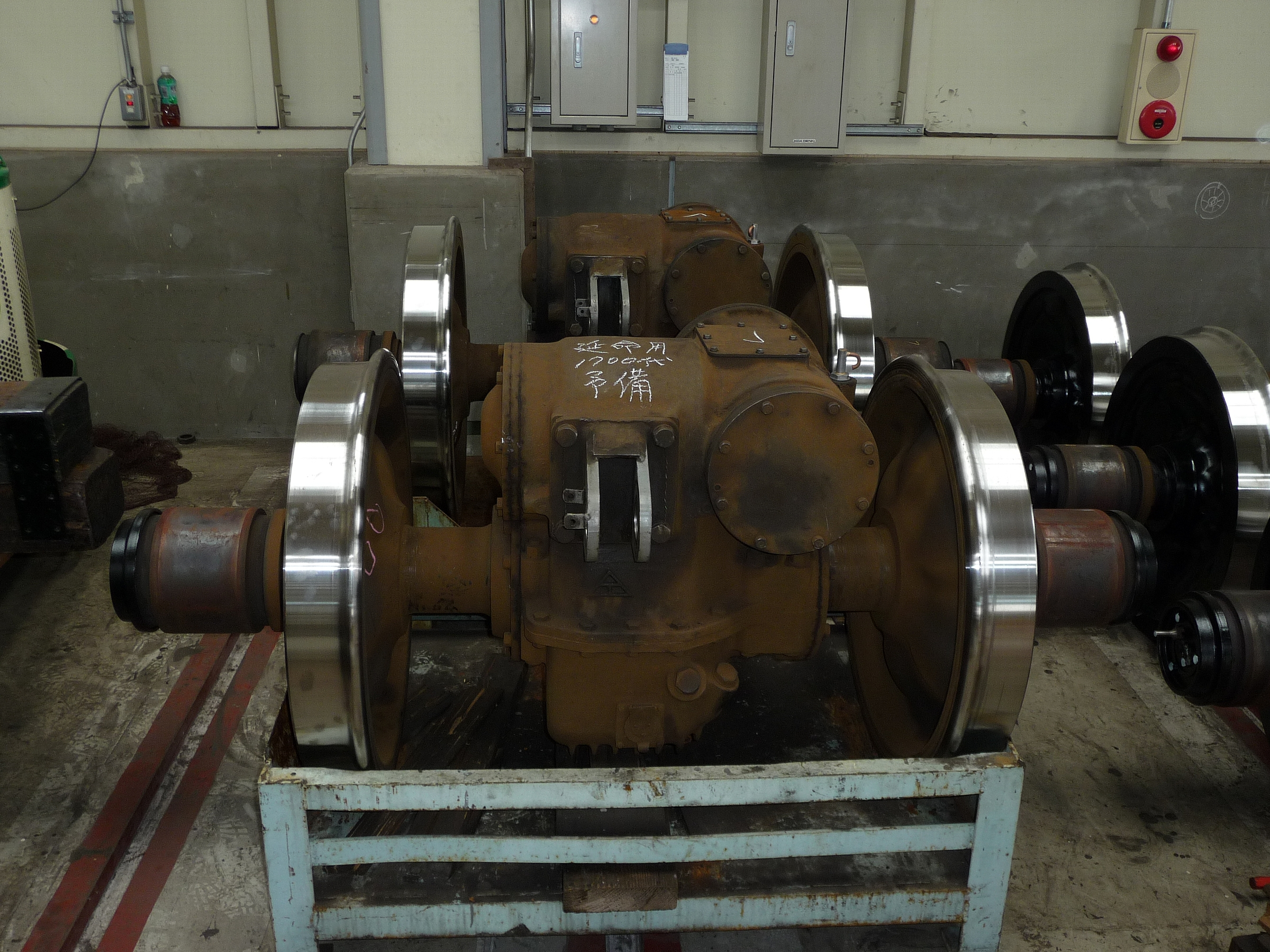
GB122形減速機（減速機支え装置取り付け側）

#### 制御装置
運転台に設置されるマスターコントローラーは、キハ10系から使用されるMC19系のうち、キハ45系の北海道向け形式と同様に内部に20 Wの保温用電熱ヒーターを追加したMC19H形であり、これにはハンドルロック解除用押ボタン付の主ハンドル、逆転ハンドル、変速ハンドルが設置されている。
本系列のエンジンの機関制御装置は燃料制御装置、リンク機構（燃料制御装置 - 燃料ポンプ間）、燃料ポンプ、燃料ポンプ駆動装置、オートタイマー、ガバナーで構成されており、このうち、電磁油圧式の燃料制御装置の3個の電磁弁のON/OFFをマスターコントローラーの主ハンドルで遠隔制御することで、燃料制御装置の油圧サーボシリンダを動作させて燃料ポンプのレバーを調整し、エンジンの燃料の量を「停」（機関停止）「切」（機関アイドル）「1 」- 「5」（力行）の8段で調整する。オートタイマーは電磁作用・2段切替式のもので、通常時は上死点前22 °である噴射時期を、機関回転数1240 rpm以上（回転数上昇時、下降時は1120 rpm）で上死点前37.5 °に調整するものであるが、2段切替であるため、機関アイドル時および1240 rpm直後の付近以外では噴射時期が最適噴射時期より遅れ気味となり、特に1240 rpm直前では約15 °以上と大きく遅れており、ピストン溶損の恐れがあった。ガバナーは RQ型のメカニカルがバナーで、アイドル時の回転数制御と、最高回転数の制御を行うものである。
DW10液体変速機のクラッチは変速・直結、前進・後進ともに電磁油圧動作で、マスターコントローラーの変速ハンドルは「変」「中」「直」の3位置で変速機の変速用と直結用の2個の電磁弁を遠隔制御して液体変速機の変速・中立・直結を切換え、逆転ハンドルは「前」「中」「後」の3位置で液体変速機の前進用と後進用の2個の電磁弁を遠隔制御することで前進・中立・後進を切換える。また、このほかの制御機器として、運転台には編成中の運転台の「前」「中」「後」の各位置を設定する切換スイッチ、エンジン始動時に始動電動機と予熱栓の「切」「予熱」「始動」を切換える機関始動スイッチが設置され、床下の接触器箱内には編成中の故障した車両の制御回路の「切」「入」を切換える制御回路開放器のほか、機関、逆転機、変速機の床下操作スイッチが設置されており、自車の機器を床下で操作可能となっている。

#### 台車
酷寒地形・寒地形は本形式用に新開発のDT44形・TR227形もしくはDT44A形・TR227A形空気ばね台車を採用した。一方、暖地形はコストダウンを優先し、従来からの標準台車であるコイルばね式DT22・TR51系のDT22D形・TR51C形を採用している。
DT44・TR227系台車
DT44形（動台車）・TR227形（附随台車）は、枕ばねを空気ばねとしたが、これは北海道には地盤の悪い低規格路線が多いこと、コイルばねの間に雪が詰まるとばねが効かなくなること、軽量化、構造の簡略化、省力化などを考慮したものである。軸ばねはコイルばねをゴムで被覆したいわゆる「エリゴばね」として雪咬みを防止しており、軸箱支持方式はペデスタル式で、荷重を軸箱直上の軸ばねで伝えるものであるほか、制輪子の自動隙間調整器によりブレーキシリンダストローク調整作業を省略している。
枕ばねは保守面での制約などから、空気ばね車体直結のダイレクトマウント方式ではなく、ボルスタ直下に上揺れ枕を置きその下に空気ばねを置くインダイレクト方式として基本構造をDT32系と共通化しており、空気ばね・ボルスタアンカ・LV4-1形空気ばね自動高さ調整装置などは同系列と同一もしくは一部変更品を使用している。枕ばねを横剛性の高いダイアフラム型空気ばねとして揺れ枕吊りを廃止したことや大径心皿化、ブレーキシリンダの台車装架などにより、DT22・TR51系台車を装着する従来の気動車を上回る乗り心地となった。
DT44A形・TR227A形は1978年度1次債務車以降に使用される改良型で、DT44・TR227での実運用の結果、制輪子の交換がピット線以外では困難であることと、枕梁と台車枠横梁の間の雪咬みによりばね作用が損なわれることが問題となったため、制輪子交換を容易にするために台車側梁上面を下げるとともに軸箱支持方式を乾式円筒案内式としたほか、枕梁下部の台車枠横梁部に空間を確保したものである。
DT22D・TR51C形台車
従来のDT22C・TR51B形台車から、台車枠側梁内部への補強の追加、軸ばねのキハ181系・キハ65形・キハ66系と同一のものへの変更、揺枕装置の寸法変更、基礎ブレーキ装置の変更、台車枠横梁の減速機支え装置の変更（DT22D）もしくは応荷重装置取付対応（TR51C）といった変更がされた。また、制輪子の自動隙間調整器によりブレーキシリンダストローク調整作業を省略している。

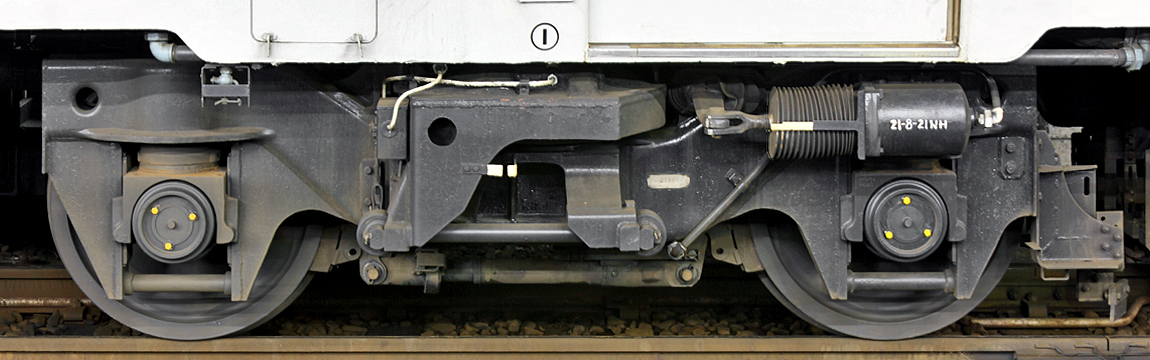
DT44形台車
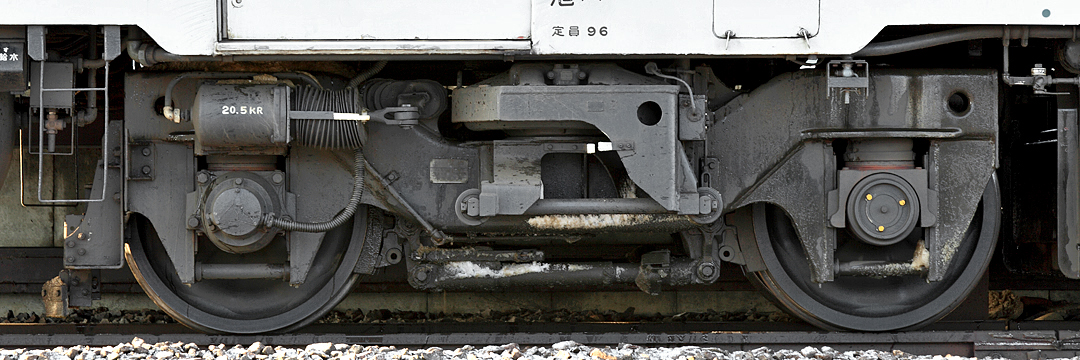
TR227形台車
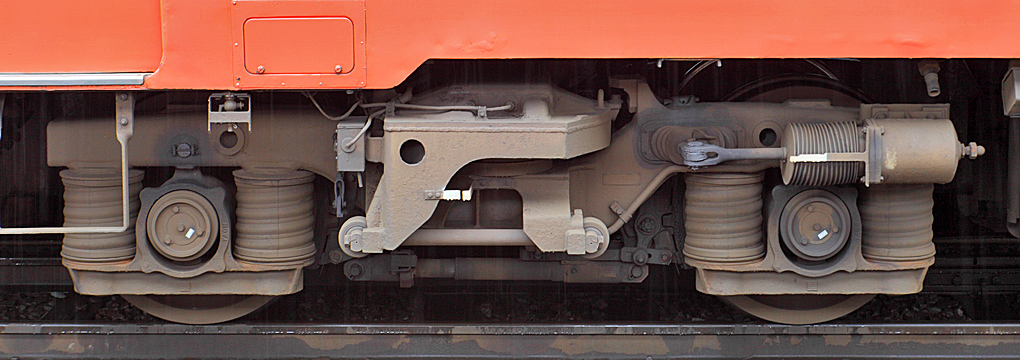
DT44A形台車
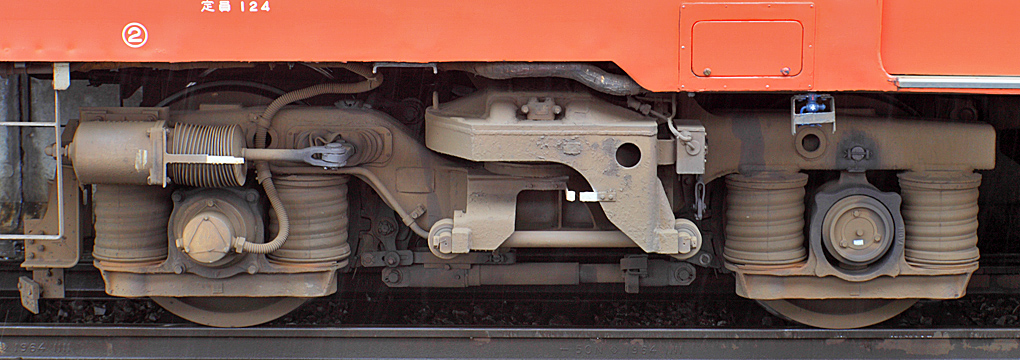
TR227A形台車
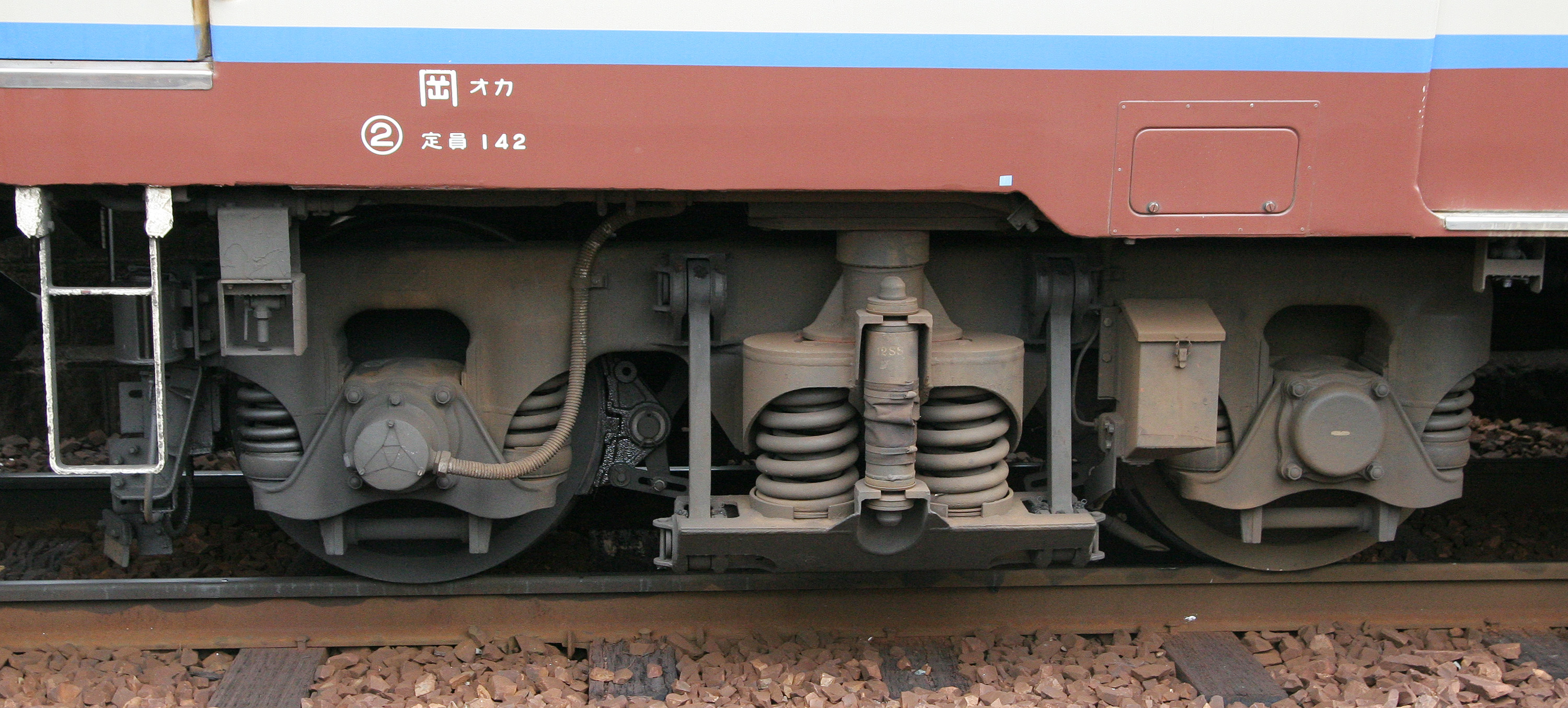
DT22D形台車（砂撒装置は後年の設置）

#### ブレーキ装置
空気ブレーキ装置は、キハ66系と同じく、12系以降の新型客車で実績のあったCL空気ブレーキに電磁弁を加えた「CLE空気ブレーキ装置」（C: 3圧式制御弁付、L: 応荷重装置付、E: 電磁弁付をそれぞれ示す）とした。これは従来型気動車の標準ブレーキ装置であったDA系自動空気ブレーキのA制御弁に代えてKU1B三圧式制御弁を使用するとともに、キハ56・58系第5次以降（長編成対応車）のDAEブレーキと同様にブレーキ弁によるブレーキ管圧の制御と並行して各車のC13-4A（ブレーキ）もしくはA14-4（ゆるめ）の各電磁給排弁を制御する電磁自動空気ブレーキであり、運転台にはDA系と同じM23系ブレーキ弁とKB5脚台が装備されるが、ブレーキ弁は電磁自動式のDAEブレーキ用のME23Bに、保ち位置を電磁弁制御とするための接点を追加したME23Cとなっている。このCLEブレーキはDA1系と比較してKU1B制御弁により空気圧指令時のブレーキ応答性が向上し、BPの最大減圧量が1.4 kg/cm2から1.8 kg/cm2となってブレーキ制御範囲が拡大されたほか、U5A応荷重弁により荷重に応じブレーキシリンダ圧力が自動的に増減される。また、電磁弁の付加により空走・込め時間の短縮による列車衝動の緩和や保ち作用が可能となるなど、作動性や操作性、整備性、保安性が改善された。床下の制御弁関係はC26Aブレーキ制御装置として1つの機器箱内にユニット化し、電熱ヒーターを装備して凍結防止を図っている。なお、DA自動空気ブレーキやDAE電磁自動空気ブレーキを搭載する在来気動車とも相互に併結可能であるが、DAブレーキ搭載車との混用の場合、電磁弁が使用不能となるため最大連結両数に制約が生じ、ブレーキの応答性能も低下する。
このほか直通予備ブレーキ装置と、酷寒地形・寒地形は耐雪ブレーキ装置を装備する。直通予備ブレーキは富士急行列車脱線転覆事故の対策として、空気ブレーキ装置の多重化のためキハ66系から装備されたもので、運転台でのスイッチ操作により、S抑圧装置の電磁弁と圧力調整弁の作用により4.5 kg/cm2のブレーキが作用するが、引通し線の本数不足の関係でキハ40系のみの編成でも先頭車にのみ動作する（KE93電気連結器装備車は引通し線の準備工事）。耐雪ブレーキは制輪子と車輪間の雪氷の介在によるブレーキ力低下を防止するためのもので、運転台でのスイッチ操作により、電磁弁とB8A圧力調整弁の作用により0.5 kg/cm2のブレーキが作用する。
また、1963年度本予算車以降のキハ58系の一部から装備された機関ブレーキ機構が本形式でも装備される。惰行運転中に運転台でマスター・コントローラーの主ハンドルを「1」ノッチとして機関ブレーキスイッチを操作すると変速機が直結となり（運転台の運転表示灯「B」「直」が点灯）、この状態で主ハンドルを「切」もしくは「停」とするとエンジンブレーキが作用するもので、その後、再度主ハンドルを「1」ノッチとすると機関ブレーキが解除され（運転表示灯の「B」「直」が消灯）、「切」とすることで惰行運転に戻る。

### 補器類

#### 暖房装置
暖房はキハ20系の後期製造車やキハ45系の温水暖房式から、一部のバスでも採用されている温風暖房式となった。これは、機関冷却水を熱源として床下の熱交換器で温風を作り車内に循環させる方式で、客室空気は室内天井付近のリターン口から吸入され、車体側面の外気導入口からの新鮮外気と混合されて熱交換器で加熱された後、併設の送風機で客室側壁下部の送風ダクトに送り込まれ、ダクトの送風口から客室・運転室・トイレ内に送出される。気温が低い時、下り勾配、停車時など、機関の廃熱だけでは冷却水温が上がらない場合には、運転席からのスイッチ操作により、外気導入の導入を停止させることや、WH250B形機関予熱器を動作させて機関冷却水を60-80°Cに保つことが可能となっているが、外気温が0°C程度までであれば機関予熱器の使用は不要とされている。1両あたり2基搭載された重量125 kg、放熱器水容量14.3 lの熱交換器により暖房能力は公称30000 kcal/hとなり、従来の軽油燃焼式温気暖房に比して著しく強力な暖房能力を得た。
運転室内には客室と同じ温風暖房に加え、自動車用温水暖房装置であるWH33形が運転席側、助士席側に各1基ずつ設置される。また、酷寒地形・寒地形にはキハ45系の酷寒地形で採用された乗降扉ステップ下部の温水暖房を装備するほか、酷寒地形にはKE53形電気連結器にも温水暖房装置を装備する一方で、マスターコントローラー内部、給水装置類、ブレーキ・笛等空気関係装置類、温水暖房装置が設置されない電気連結器には電気暖房装置を装備する。エンジンからの暖房用温水回路は客室用暖房装置から室内の温風ダクト内を通って乗降扉ステップ暖房（酷寒地形・寒地形）、運転室暖房および電気連結器暖房（酷寒地形）を経由してラジエーターに戻るもので、暖房不使用期間は客室用暖房装置 - ラジエーター間が短絡される。
一方、冷房装置は製造時には設置されず、準備工事も見送られた。当時は地方路線の冷房化は時期尚早であると判断されたほか、車体の大型化や事故対策などで車両重量が増加したため、さらなる重量増となる発電機の搭載や機関出力を消費する直結式冷房装置の搭載が困難であったことも理由である。

#### 電気連結器
1977年度1次債務車までは、各種電気信号用の電気連結器として、在来の一般形気動車と共通のKE53形（接点数15）を2個（制御・補助用）と放送回路用KE66形（接点数2） を1個、電磁自動空気ブレーキ用のKE67形（接点数2） を1個の計4個の電気連結器を装備する。一般形気動車ではこの4個の電気連結器が標準で、冷房を搭載する急行形気動車ではこれに加えて冷房制御・放送・電磁ブレーキ用のKE53形1個と電源供給用のKE8形（接点数8）1個を装備する。
しかし、この構成は、装備の追加に伴い後追いで電気連結器を追加した結果であるため、キハ66系のキハ66形とキハ67形の間に使用された、KE91形（接点数90）へ集約することが検討され、1977年度1次債務車では準備工事として妻面向かって左下にKE91形用栓納めを設置する縦長の窪みを設け、運転室部のものは塞ぎ板で塞いでいる。
その後、1978年度本予算車からは栓納め設置用の窪みや塞ぎ板はそのまま、接点数61のKE93形 1個で従来のKE53形3個（キハ40系では使用されない冷房用を含む）とKE66形・KE67形各1個を置き換えることとしつつ、当面の措置としてKE93形にKE94形アダプタ をボルトで固定してKE53形2個を備える一般形気動車と併結可能としている。KE53形3個とKE66形・KE67形各1個で計49接点を使用するが、これをKE93形に代替して増加する16接点は直通予備ブレーキ、火災警報、暖房や扇風機等の総括制御回路、行先表示器、戸閉回路等に割り当てる予定とされ、一方で、KE93形をKE94形アダプタを介して使用する場合にはKE53形と同じ接点数15 × 2（制御・補助用）となり、KE66形・KE67形（および冷房用のKE53形）の接続が必要となる。

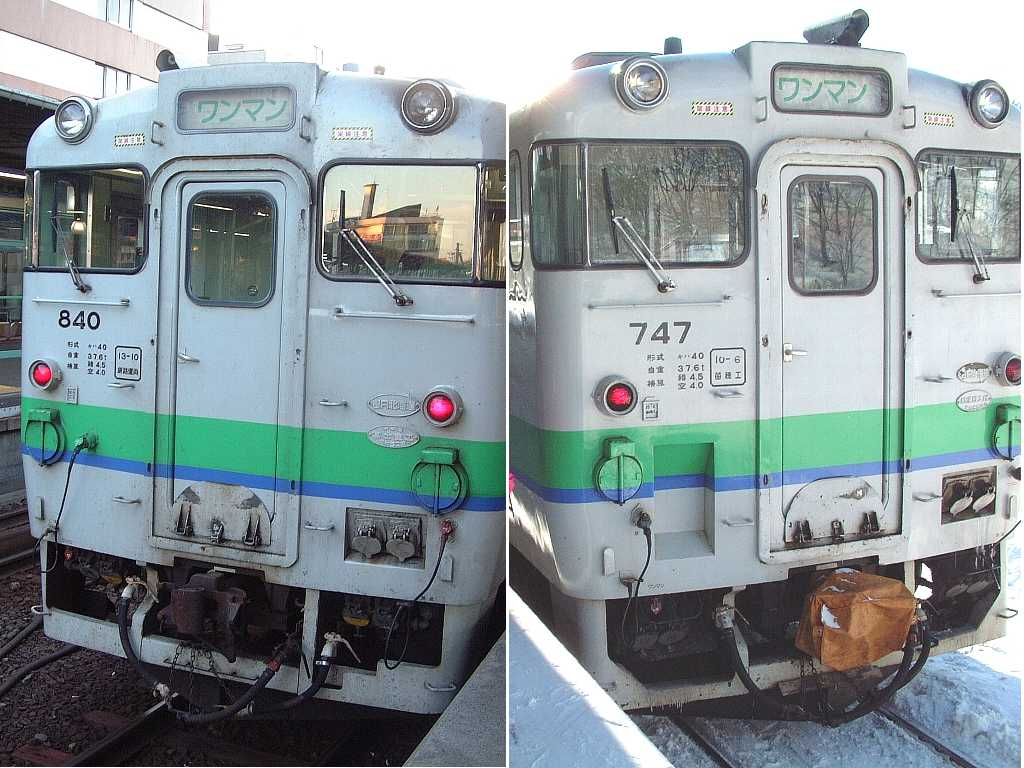
1975年度3次債務車（左）1978年度本予算以降製造車（右）
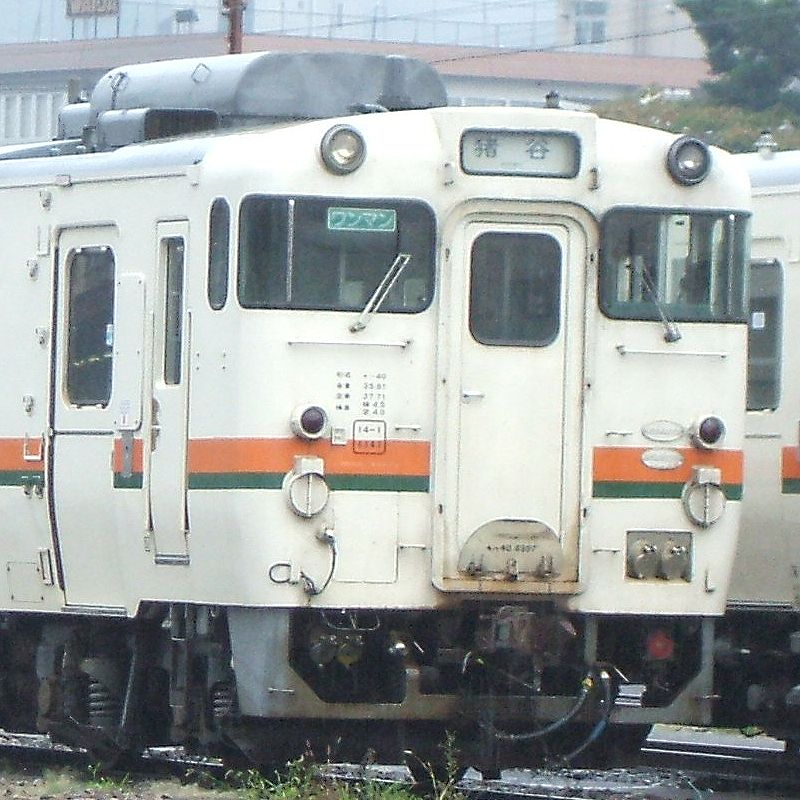
キハ40 6307号車、KE94形アダプタを外し、KE93形電気連結器（蓋を赤色塗装）を使用可能とした状態
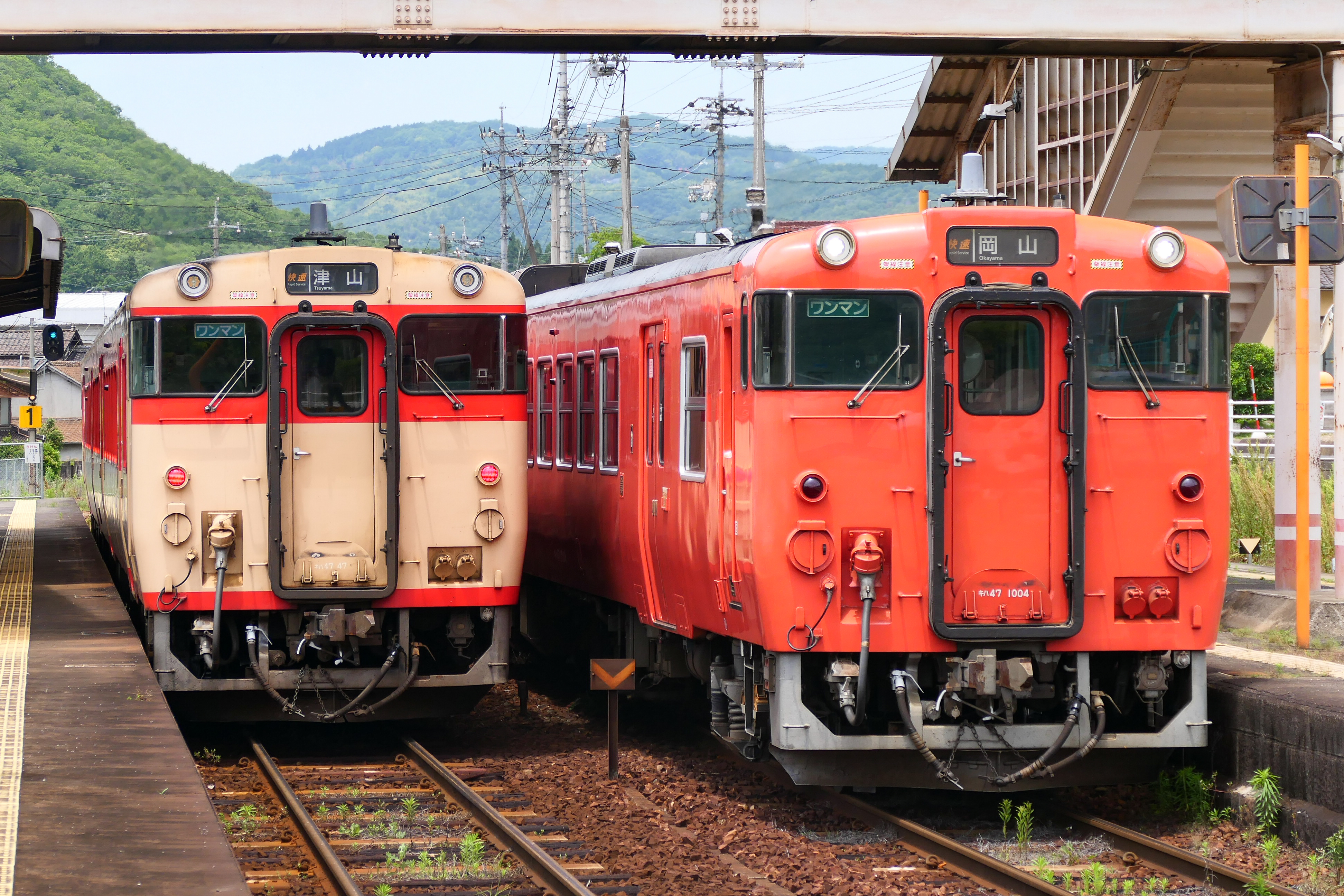
KE93形電気連結器を本設したJR西日本のキハ47形
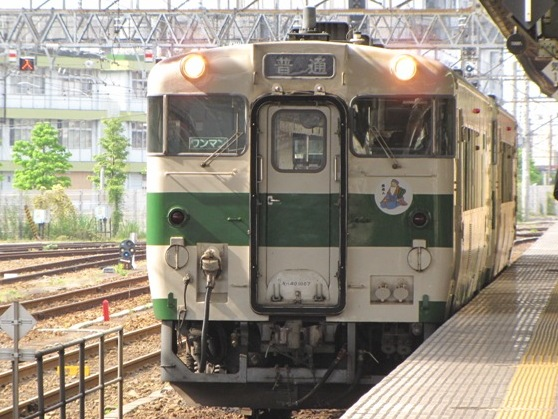
片側にKE93形電気連結器を本設したJR東日本のキハ40形

#### 空気圧縮機
空気圧縮機はキハ90系、キハ181系、キハ65形等に使用された、3気筒（ピストン径×行程：73.1 × 60 mm）、機関直結・水冷・歯車駆動式のCW750系のうち、キハ183系にも使用されるCW750D形を1基搭載しており、これはキハ66系のCW750C形から、吸込チリコシを圧縮機本体に直接設置するよう変更して配管を簡略化したものとなっている。また、本系列はキハ181系やキハ66系と同様に従来の気動車が装備していた圧力490 kPaの制御空気系を省略しており、従来これを使用していた戸閉機械・トイレの水揚装置および各種電磁空気動作式の補機類にも580 - 690 kPaの元空気溜系の圧縮空気を使用している。

### 性能に対する評価
先行量産車を使用した性能試験の結果と評価は以下の通り。
- 動輪周上引張力は計画通りで、車輪径が同一であれば加速力は従来形式と殆ど差はない。
- 機関出力が従来形式より40 PS大きいにも関わらず加速力がほぼ同一であるのは、暖房等の補機消費出力が約17 PS大きいことと、前面強化等による車両重量増によるもの。
- 180 %乗車のキハ47形と150 %乗車のキハ17形との比較においては、10パーミル上り勾配での均衡速度はキハ17形との比較において約8 km/h上回る。
- 変速機の特性の違いにより、従来車より変速段の低速域における引張力は若干劣る一方、中速域以上ではやや優れている。180 %乗車のキハ47形と150 %乗車のキハ17形との比較においては、約23 km/h付近で同等、30 km/h以上で上回る。
- キハ40系の変速機は、60 - 65 km/hで変速段から直結段へ切換えるが、従来形式と併結した際はこれに合わせた45 km/hでの切換となるため、変速後の加速力が低い。
- 過給機付機関であるため、ターボラグによりノッチアップ後に機関出力が上がるまでに約10秒かかるため、従来車に比べスタートが悪い。

本系列と同様の構成の従来形式との比較においては、キハ45形が自重33.0 tであるのに対し、キハ47形0番台が35.5 - 35.6 t（いずれも全長21.3 m、片運転台、トイレ付、両開き2扉、暖地向け）、キハ24形の34.5 tに対しキハ40形100番台が36.8 - 37.6 t（いずれも全長21.3 m、両運転台、トイレ付、片開き2扉、酷寒地向け）で、7 - 9 %程度自重が重いのに対し、搭載機関の連続定格出力は約22 %高い220 PSで、動輪周引張力は例えば10 - 55 km/hの速度域では約15 - 45 %高くなっている。また、本系列による代替の対象となったキハ10系は1機関搭載・運転台付の車両で自重が29.5 - 34.0 t、同じくキハ20系で30.0 - 33.1 tであり、単位重量あたりの出力ではキハ10系とキハ20系の1機関搭載車とおおむね同等であった。新形式車両でありながら走行性能は大きくは改善しておらず、地方線区の経営改善のためのダイヤ改正にも支障となるものとして批判された。本系列（暖地向け車）を使用した普通列車（普気）の速度種別設定は「停気F1」で、上り10パーミル勾配における均衡速度は51 km/h、25パーミル勾配では26 km/h であった。
| 参考：キハ40とその他の気動車の出力重量比比較 | 参考：キハ40とその他の気動車の出力重量比比較 | 参考：キハ40とその他の気動車の出力重量比比較 | 参考：キハ40とその他の気動車の出力重量比比較 | 参考：キハ40とその他の気動車の出力重量比比較 |
| 形式                                         | 製造所年                                     | 自重                                         | 機関出力                                     | パワーウェイトレシオ                         |
| -------------------------------------------- | -------------------------------------------- | -------------------------------------------- | -------------------------------------------- | -------------------------------------------- |
| キハ20形                                     | 1957年                                       | 30.6 - 32.2 t                                | 160 - 180 PS                                 | 170 - 191 kg/PS                              |
| キハ23形                                     | 1966年                                       | 34.2 t                                       | 180 PS                                       | 190 kg/PS                                    |
| キハ40形2000番台                             | 1977年                                       | 36.4 t                                       | 220 PS                                       | 165 kg/PS                                    |
| キハ110形                                    | 1990年                                       | 約31 t                                       | 420 PS                                       | 74 kg/PS                                     |
| キハE120形                                   | 2008年                                       | 38.5 t                                       | 450 PS                                       | 85 kg/PS                                     |

本系列の性能や、それを招いた国鉄の開発思想に対して部外者からは批判があった。1980年代後期から1990年代にかけて、曽根悟らがこの過重量と出力不足を批判しており、特に曽根は、本形式の性能を「（数世代前の）キハ42500形にも劣る」と評価している。
2機関搭載車との比較においては、2機関搭載のキハ51形やキハ52形などには大きく劣っており、平坦な非電化線区においても機関2基搭載車基準のダイヤでは運行できず、本形式が運用に入る列車は別途遅いダイヤを設定しなければならないなど、スピードアップの阻害要因となることが多かった。
電車との比較においては、従来の気動車と同様、電化区間へ乗り入れる場合は、電車列車より加速力が大きく劣るため足並みが揃わず、ダイヤ作成の障害となった。
低出力による加速力の低さに加え、変速機の特性上、低速域の引張力が小さいため、起動はキハ20形などと比べても鈍重で加速も悪く、乗客には低性能ぶりが一層強く印象付けられることとなり、1980年から1990年代の鉄道旅行誌の掲載記事等においては、新系列車両であるにもかかわらず執筆者から「旧式気動車」などと記されてしまうこともあった。
DMF15HSの定格時燃料消費率は185 g/PS/hであり、基本設計が1941年であるDMH17系（190 g/PS/h）と同水準で、のちにJR東海がカミンズNTA855-R1（JR形式C-DMF14HZ）（154 g/PS/h）に換装した際には、燃費が換装前の71 %に改善 した。また変直切替速度が高く、変速段とエンジンの高回転域を多用する変速機の非効率がそれを一層助長した。排気系の過熱防止のため全出力運転が5分までに制限されるDMH17系と異なり、DMF15HS系は全出力運転の時間制限がなかったため、運行中はほぼ全出力で運転できてしまい、かえって燃料消費量も増加した。DMH17系機関を1基搭載する車両の代替は可能であったが、加減速の多い仕業や勾配路線向きの形式は製作されなかった。

## 新造形式

### 主要諸元
キハ40系の3形式計13車種の主要諸元は下表の通り。
| キハ40系気動車諸元表 | キハ40系気動車諸元表 | キハ40系気動車諸元表                       | キハ40系気動車諸元表                       | キハ40系気動車諸元表                       | キハ40系気動車諸元表                       | キハ40系気動車諸元表                    | キハ40系気動車諸元表                    | キハ40系気動車諸元表                    | キハ40系気動車諸元表                    | キハ40系気動車諸元表                    | キハ40系気動車諸元表                    | キハ40系気動車諸元表                    | キハ40系気動車諸元表                    | キハ40系気動車諸元表                    | キハ40系気動車諸元表                    | キハ40系気動車諸元表                    | キハ40系気動車諸元表                    | キハ40系気動車諸元表                    | キハ40系気動車諸元表                    | キハ40系気動車諸元表                    |
| 仕向地               | 仕向地               | 酷寒地                                     | 酷寒地                                     | 酷寒地                                     | 酷寒地                                     | 寒地                                    | 寒地                                    | 寒地                                    | 寒地                                    | 寒地                                    | 寒地                                    | 寒地                                    | 寒地                                    | 暖地（準寒地）                          | 暖地（準寒地）                          | 暖地（準寒地）                          | 暖地（準寒地）                          | 暖地（準寒地）                          | 暖地（準寒地）                          | 暖地（準寒地）                          |
| 形式                 | 形式                 | キハ40                                     | キハ40                                     | キハ48                                     | キハ48                                     | キハ40                                  | キハ40                                  | キハ47                                  | キハ47                                  | キハ47                                  | キハ47                                  | キハ48                                  | キハ48                                  | キハ40                                  | キハ47                                  | キハ47                                  | キハ47                                  | キハ47                                  | キハ48                                  | キハ48                                  |
| 番台                 | 番台                 | 100                                        | 100                                        | 300                                        | 1300                                       | 500                                     | 500                                     | 500                                     | 500                                     | 1500                                    | 1500                                    | 500                                     | 1500                                    | 2000                                    | 0                                       | 0                                       | 1000                                    | 1000                                    | 0                                       | 1000                                    |
| 車号                 | 車号                 | 101-116                                    | 117-250                                    | 301-304                                    | 1301-1304                                  | 501-520                                 | 521-594                                 | 501-505                                 | 506-522                                 | 1501-1505                               | 1506-1521                               | 501-559                                 | 1501-1550                               | 2001-2148                               | 1-33                                    | 34-193                                  | 1000-1014                               | 1015-1134                               | 1-6                                     | 1001-1004                               |
| -------------------- | -------------------- | ------------------------------------------ | ------------------------------------------ | ------------------------------------------ | ------------------------------------------ | --------------------------------------- | --------------------------------------- | --------------------------------------- | --------------------------------------- | --------------------------------------- | --------------------------------------- | --------------------------------------- | --------------------------------------- | --------------------------------------- | --------------------------------------- | --------------------------------------- | --------------------------------------- | --------------------------------------- | --------------------------------------- | --------------------------------------- |
| 基本 形態            | 運転台               | 両運転台                                   | 両運転台                                   | 片運転台                                   | 片運転台                                   | 両運転台                                | 両運転台                                | 片運転台                                | 片運転台                                | 片運転台                                | 片運転台                                | 片運転台                                | 片運転台                                | 両運転台                                | 片運転台                                | 片運転台                                | 片運転台                                | 片運転台                                | 片運転台                                | 片運転台                                |
| 基本 形態            | トイレ               | 有                                         | 有                                         | 有                                         | 無                                         | 有                                      | 有                                      | 有                                      | 有                                      | 無                                      | 無                                      | 有                                      | 無                                      | 有                                      | 有                                      | 有                                      | 無                                      | 無                                      | 有                                      | 無                                      |
| 基本 形態            | デッキ               | 有                                         | 有                                         | 有                                         | 有                                         | 有                                      | 有                                      | 無                                      | 無                                      | 無                                      | 無                                      | 有                                      | 有                                      | 無                                      | 無                                      | 無                                      | 無                                      | 無                                      | 有                                      | 有                                      |
| 基本 形態            | 乗降扉               | 片引                                       | 片引                                       | 片引                                       | 片引                                       | 片引                                    | 片引                                    | 両引                                    | 両引                                    | 両引                                    | 両引                                    | 片引                                    | 片引                                    | 片引                                    | 両引                                    | 両引                                    | 両引                                    | 両引                                    | 片引                                    | 片引                                    |
| 車体                 | 客室窓               | 一段上昇・二重                             | 一段上昇・二重                             | 一段上昇・二重                             | 一段上昇・二重                             | 上段下降/下段上昇                       | 上段下降/下段上昇                       | 二段上昇                                | 二段上昇                                | 二段上昇                                | 二段上昇                                | 上段下降/下段上昇                       | 上段下降/下段上昇                       | 二段上昇                                | 二段上昇                                | 二段上昇                                | 二段上昇                                | 二段上昇                                | 上段下降/下段上昇                       | 上段下降/下段上昇                       |
| 車体                 | トイレ関連機器       | 屋根上キセ内                               | トイレ壁面内                               | トイレ壁面内                               | 無                                         | 屋根上キセ内                            | トイレ壁面内                            | トイレ壁面内                            | トイレ壁面内                            | 無                                      | 無                                      | トイレ壁面内                            | 無                                      | トイレ壁面内                            | 屋根上キセ内                            | トイレ壁面内                            | 無                                      | 無                                      | トイレ壁面内                            | 無                                      |
| 車体                 | 客室内色             | 薄茶色4号                                  | クリーム9号                                | クリーム9号                                | クリーム9号                                | 淡緑1号                                 | クリーム9号                             | 淡緑1号                                 | クリーム9号                             | 淡緑1号                                 | クリーム9号                             | クリーム9号                             | クリーム9号                             | クリーム9号                             | 淡緑1号                                 | クリーム9号                             | 淡緑1号                                 | クリーム9号                             | クリーム9号                             | クリーム9号                             |
| 主要 寸法            | 全長                 | 21300 mm                                   | 21300 mm                                   | 21300 mm                                   | 21300 mm                                   | 21300 mm                                | 21300 mm                                | 21300 mm                                | 21300 mm                                | 21300 mm                                | 21300 mm                                | 21300 mm                                | 21300 mm                                | 21300 mm                                | 21300 mm                                | 21300 mm                                | 21300 mm                                | 21300 mm                                | 21300 mm                                | 21300 mm                                |
| 主要 寸法            | 車体長               | 19800 mm                                   | 19800 mm                                   | 19800 mm                                   | 19800 mm                                   | 19800 mm                                | 19800 mm                                | 19800 mm                                | 19800 mm                                | 19800 mm                                | 19800 mm                                | 19800 mm                                | 19800 mm                                | 19800 mm                                | 19800 mm                                | 19800 mm                                | 19800 mm                                | 19800 mm                                | 19800 mm                                | 19800 mm                                |
| 主要 寸法            | 全幅                 | 2930 mm                                    | 2930 mm                                    | 2930 mm                                    | 2930 mm                                    | 2930 mm                                 | 2930 mm                                 | 2930 mm                                 | 2930 mm                                 | 2930 mm                                 | 2930 mm                                 | 2930 mm                                 | 2930 mm                                 | 2930 mm                                 | 2930 mm                                 | 2930 mm                                 | 2930 mm                                 | 2930 mm                                 | 2930 mm                                 | 2930 mm                                 |
| 主要 寸法            | 車体幅               | 2900 mm                                    | 2900 mm                                    | 2900 mm                                    | 2900 mm                                    | 2900 mm                                 | 2900 mm                                 | 2900 mm                                 | 2900 mm                                 | 2900 mm                                 | 2900 mm                                 | 2900 mm                                 | 2900 mm                                 | 2900 mm                                 | 2900 mm                                 | 2900 mm                                 | 2900 mm                                 | 2900 mm                                 | 2900 mm                                 | 2900 mm                                 |
| 主要 寸法            | 全高                 | 4055 mm                                    | 4055 mm                                    | 4055 mm                                    | 3895 mm                                    | 4055 mm                                 | 4055 mm                                 | 4055 mm                                 | 4055 mm                                 | 3895 mm                                 | 3895 mm                                 | 4055 mm                                 | 3895 mm                                 | 4055 mm                                 | 4055 mm                                 | 4055 mm                                 | 3895 mm                                 | 3895 mm                                 | 4055 mm                                 | 3895 mm                                 |
| 主要 寸法            | 屋根高               | 3650 mm                                    | 3650 mm                                    | 3650 mm                                    | 3650 mm                                    | 3650 mm                                 | 3650 mm                                 | 3650 mm                                 | 3650 mm                                 | 3650 mm                                 | 3650 mm                                 | 3650 mm                                 | 3650 mm                                 | 3650 mm                                 | 3650 mm                                 | 3650 mm                                 | 3650 mm                                 | 3650 mm                                 | 3650 mm                                 | 3650 mm                                 |
| 主要 寸法            | 床面高               | 1240 mm                                    | 1240 mm                                    | 1240 mm                                    | 1240 mm                                    | 1240 mm                                 | 1240 mm                                 | 1240 mm                                 | 1240 mm                                 | 1240 mm                                 | 1240 mm                                 | 1240 mm                                 | 1240 mm                                 | 1240 mm                                 | 1240 mm                                 | 1240 mm                                 | 1240 mm                                 | 1240 mm                                 | 1240 mm                                 | 1240 mm                                 |
| 自重                 | 自重                 | 36.8 t                                     | 37.6 t                                     | 36.6 t                                     | 36.3 t                                     | 36.5 t                                  | 37.3 t                                  | 35.8 t                                  | 35.9 t                                  | 35.4 t                                  | 35.5 t                                  | 36.2 t                                  | 35.9 t                                  | 37.3 t                                  | 35.5 t                                  | 35.6 t                                  | 35.1 t                                  | 35.2 t                                  | 35.9 t                                  | 35.6 t                                  |
| 定員                 | 座席 + 立席          | 96人                                       | 96人                                       | 108人                                      | 116人                                      | 96人                                    | 96人                                    | 124人                                   | 124人                                   | 128人                                   | 128人                                   | 108人                                   | 116人                                   | 96人                                    | 124人                                   | 124人                                   | 128人                                   | 128人                                   | 108人                                   | 116人                                   |
| 定員                 | 座席                 | 68人                                       | 66人                                       | 74人                                       | 82人                                       | 68人                                    | 66人                                    | 76人                                    | 76人                                    | 80人                                    | 80人                                    | 74人                                    | 82人                                    | 66人                                    | 76人                                    | 76人                                    | 80人                                    | 80人                                    | 74人                                    | 82人                                    |
| 定員                 | 立席                 | 28人                                       | 30人                                       | 34人                                       | 34人                                       | 28人                                    | 30人                                    | 48人                                    | 48人                                    | 48人                                    | 48人                                    | 34人                                    | 34人                                    | 30人                                    | 48人                                    | 48人                                    | 48人                                    | 48人                                    | 34人                                    | 34人                                    |
| 走行 装置            | 機関                 | DMF15HSA × 1                               | DMF15HSA × 1                               | DMF15HSA × 1                               | DMF15HSA × 1                               | DMF15HSA × 1                            | DMF15HSA × 1                            | DMF15HSA × 1                            | DMF15HSA × 1                            | DMF15HSA × 1                            | DMF15HSA × 1                            | DMF15HSA × 1                            | DMF15HSA × 1                            | DMF15HSA × 1                            | DMF15HSA × 1                            | DMF15HSA × 1                            | DMF15HSA × 1                            | DMF15HSA × 1                            | DMF15HSA × 1                            | DMF15HSA × 1                            |
| 走行 装置            | 連続定格出力         | 220 PS / 1600 rpm                          | 220 PS / 1600 rpm                          | 220 PS / 1600 rpm                          | 220 PS / 1600 rpm                          | 220 PS / 1600 rpm                       | 220 PS / 1600 rpm                       | 220 PS / 1600 rpm                       | 220 PS / 1600 rpm                       | 220 PS / 1600 rpm                       | 220 PS / 1600 rpm                       | 220 PS / 1600 rpm                       | 220 PS / 1600 rpm                       | 220 PS / 1600 rpm                       | 220 PS / 1600 rpm                       | 220 PS / 1600 rpm                       | 220 PS / 1600 rpm                       | 220 PS / 1600 rpm                       | 220 PS / 1600 rpm                       | 220 PS / 1600 rpm                       |
| 走行 装置            | 液体変速機           | DW10 × 1                                   | DW10 × 1                                   | DW10 × 1                                   | DW10 × 1                                   | DW10 × 1                                | DW10 × 1                                | DW10 × 1                                | DW10 × 1                                | DW10 × 1                                | DW10 × 1                                | DW10 × 1                                | DW10 × 1                                | DW10 × 1                                | DW10 × 1                                | DW10 × 1                                | DW10 × 1                                | DW10 × 1                                | DW10 × 1                                | DW10 × 1                                |
| 走行 装置            | 燃料容量             | 800 l                                      | 800 l                                      | 800 l                                      | 800 l                                      | 800 l                                   | 800 l                                   | 800 l                                   | 800 l                                   | 800 l                                   | 800 l                                   | 800 l                                   | 800 l                                   | 800 l                                   | 800 l                                   | 800 l                                   | 800 l                                   | 800 l                                   | 800 l                                   | 800 l                                   |
| 走行 装置            | 最高速度             | 95 km/h                                    | 95 km/h                                    | 95 km/h                                    | 95 km/h                                    | 95 km/h                                 | 95 km/h                                 | 95 km/h                                 | 95 km/h                                 | 95 km/h                                 | 95 km/h                                 | 95 km/h                                 | 95 km/h                                 | 95 km/h                                 | 95 km/h                                 | 95 km/h                                 | 95 km/h                                 | 95 km/h                                 | 95 km/h                                 | 95 km/h                                 |
| 走行 装置            | 全減速比             | 3.066                                      | 3.066                                      | 3.066                                      | 3.066                                      | 3.066                                   | 3.066                                   | 3.066                                   | 3.066                                   | 3.066                                   | 3.066                                   | 3.066                                   | 3.066                                   | 3.066                                   | 3.066                                   | 3.066                                   | 3.066                                   | 3.066                                   | 3.066                                   | 3.066                                   |
| 走行 装置            | 終減速機             | GB122                                      | GB122                                      | GB122                                      | GB122                                      | GB122                                   | GB122                                   | GB122                                   | GB122                                   | GB122                                   | GB122                                   | GB122                                   | GB122                                   | GB122                                   | GB122                                   | GB122                                   | GB122                                   | GB122                                   | GB122                                   | GB122                                   |
| 走行 装置            | 動台車               | DT44                                       | DT44A                                      | DT44A                                      | DT44A                                      | DT44                                    | DT44A                                   | DT44                                    | DT44A                                   | DT44                                    | DT44A                                   | DT44A                                   | DT44A                                   | DT22D                                   | DT22D                                   | DT22D                                   | DT22D                                   | DT22D                                   | DT22D                                   | DT22D                                   |
| 走行 装置            | 付随台車             | TR227                                      | TR227A                                     | TR227A                                     | TR227A                                     | TR227                                   | TR227A                                  | TR227                                   | TR227A                                  | TR227                                   | TR227A                                  | TR227A                                  | TR227A                                  | TR51C                                   | TR51C                                   | TR51C                                   | TR51C                                   | TR51C                                   | TR51C                                   | TR51C                                   |
| 制動 装置            | 空気ブレーキ         | CLE電磁自動ブレーキ                        | CLE電磁自動ブレーキ                        | CLE電磁自動ブレーキ                        | CLE電磁自動ブレーキ                        | CLE電磁自動ブレーキ                     | CLE電磁自動ブレーキ                     | CLE電磁自動ブレーキ                     | CLE電磁自動ブレーキ                     | CLE電磁自動ブレーキ                     | CLE電磁自動ブレーキ                     | CLE電磁自動ブレーキ                     | CLE電磁自動ブレーキ                     | CLE電磁自動ブレーキ                     | CLE電磁自動ブレーキ                     | CLE電磁自動ブレーキ                     | CLE電磁自動ブレーキ                     | CLE電磁自動ブレーキ                     | CLE電磁自動ブレーキ                     | CLE電磁自動ブレーキ                     |
| 制動 装置            | 直通予備ブレーキ     | 有                                         | 有                                         | 有                                         | 有                                         | 有                                      | 有                                      | 有                                      | 有                                      | 有                                      | 有                                      | 有                                      | 有                                      | 有                                      | 有                                      | 有                                      | 有                                      | 有                                      | 有                                      | 有                                      |
| 制動 装置            | 手ブレーキ           | 有（片側台車のみ）                         | 有（片側台車のみ）                         | 有（片側台車のみ）                         | 有（片側台車のみ）                         | 有（片側台車のみ）                      | 有（片側台車のみ）                      | 有（片側台車のみ）                      | 有（片側台車のみ）                      | 有（片側台車のみ）                      | 有（片側台車のみ）                      | 有（片側台車のみ）                      | 有（片側台車のみ）                      | 有（片側台車のみ）                      | 有（片側台車のみ）                      | 有（片側台車のみ）                      | 有（片側台車のみ）                      | 有（片側台車のみ）                      | 有（片側台車のみ）                      | 有（片側台車のみ）                      |
| 制動 装置            | 機関ブレーキ回路     | 有                                         | 有                                         | 有                                         | 有                                         | 有                                      | 有                                      | 有                                      | 有                                      | 有                                      | 有                                      | 有                                      | 有                                      | 有                                      | 有                                      | 有                                      | 有                                      | 有                                      | 有                                      | 有                                      |
| 制動 装置            | 空気圧縮機           | CW750D                                     | CW750D                                     | CW750D                                     | CW750D                                     | CW750D                                  | CW750D                                  | CW750D                                  | CW750D                                  | CW750D                                  | CW750D                                  | CW750D                                  | CW750D                                  | CW750D                                  | CW750D                                  | CW750D                                  | CW750D                                  | CW750D                                  | CW750D                                  | CW750D                                  |
| 燃料タンク容量       | 燃料タンク容量       | 800 l                                      | 800 l                                      | 800 l                                      | 800 l                                      | 800 l                                   | 800 l                                   | 800 l                                   | 800 l                                   | 800 l                                   | 800 l                                   | 800 l                                   | 800 l                                   | 800 l                                   | 800 l                                   | 800 l                                   | 800 l                                   | 800 l                                   | 800 l                                   | 800 l                                   |
| 充電発電機           | 充電発電機           | DM99A                                      | DM99A                                      | DM99A                                      | DM99A                                      | DM99A                                   | DM99A                                   | DM99A                                   | DM99A                                   | DM99A                                   | DM99A                                   | DM99A                                   | DM99A                                   | DM99A                                   | DM99A                                   | DM99A                                   | DM99A                                   | DM99A                                   | DM99A                                   | DM99A                                   |
| 蓄電池               | 蓄電池               | TRK15-12 × 4                               | TRK15-12 × 4                               | TRK15-12 × 4                               | TRK15-12 × 4                               | TRK15-12 × 4                            | TRK15-12 × 4                            | TRK15-12 × 4                            | TRK15-12 × 4                            | TRK15-12 × 4                            | TRK15-12 × 4                            | TRK15-12 × 4                            | TRK15-12 × 4                            | TRK15-12 × 4                            | TRK15-12 × 4                            | TRK15-12 × 4                            | TRK15-12 × 4                            | TRK15-12 × 4                            | TRK15-12 × 4                            | TRK15-12 × 4                            |
| 笛                   | 笛                   | AW5                                        | AW5                                        | AW5                                        | AW5                                        | AW5                                     | AW5                                     | AW5                                     | AW5                                     | AW5                                     | AW5                                     | AW5                                     | AW5                                     | AW5                                     | AW5                                     | AW5                                     | AW5                                     | AW5                                     | AW5                                     | AW5                                     |
| 保安装置             | 保安装置             | ATS-S（電源未投入および警報持続装置付）    | ATS-S（電源未投入および警報持続装置付）    | ATS-S（電源未投入および警報持続装置付）    | ATS-S（電源未投入および警報持続装置付）    | ATS-S（電源未投入および警報持続装置付） | ATS-S（電源未投入および警報持続装置付） | ATS-S（電源未投入および警報持続装置付） | ATS-S（電源未投入および警報持続装置付） | ATS-S（電源未投入および警報持続装置付） | ATS-S（電源未投入および警報持続装置付） | ATS-S（電源未投入および警報持続装置付） | ATS-S（電源未投入および警報持続装置付） | ATS-S（電源未投入および警報持続装置付） | ATS-S（電源未投入および警報持続装置付） | ATS-S（電源未投入および警報持続装置付） | ATS-S（電源未投入および警報持続装置付） | ATS-S（電源未投入および警報持続装置付） | ATS-S（電源未投入および警報持続装置付） | ATS-S（電源未投入および警報持続装置付） |
| 戸閉機械             | 戸閉機械             | TK105                                      | TK105                                      | TK105                                      | TK105                                      | TK105                                   | TK105                                   | TK106A                                  | TK106A                                  | TK106A                                  | TK106A                                  | TK105                                   | TK105                                   | TK105                                   | TK106A                                  | TK106A                                  | TK106A                                  | TK106A                                  | TK105                                   | TK105                                   |
| 連結器               | 連結器               | 密着式小型自動連結器                       | 密着式小型自動連結器                       | 密着式小型自動連結器                       | 密着式小型自動連結器                       | 密着式小型自動連結器                    | 密着式小型自動連結器                    | 密着式小型自動連結器                    | 密着式小型自動連結器                    | 密着式小型自動連結器                    | 密着式小型自動連結器                    | 密着式小型自動連結器                    | 密着式小型自動連結器                    | 密着式小型自動連結器                    | 密着式小型自動連結器                    | 密着式小型自動連結器                    | 密着式小型自動連結器                    | 密着式小型自動連結器                    | 密着式小型自動連結器                    | 密着式小型自動連結器                    |
| 電気 連結器          | 制御・補助           | KE53 × 2                                   | KE93                                       | KE93                                       | KE93                                       | KE53 × 2                                | KE93                                    | KE53 × 2                                | KE93                                    | KE53 × 2                                | KE93                                    | KE53 × 2                                | KE93                                    | KE93                                    | KE53 × 2                                | KE93                                    | KE53 × 2                                | KE93                                    | KE93                                    | KE93                                    |
| 電気 連結器          | 電磁空気ブレーキ     | KE67                                       | KE67                                       | KE67                                       | KE67                                       | KE67                                    | KE67                                    | KE67                                    | KE67                                    | KE67                                    | KE67                                    | KE67                                    | KE67                                    | KE67                                    | KE67                                    | KE67                                    | KE67                                    | KE67                                    | KE67                                    | KE67                                    |
| 電気 連結器          | 放送                 | KE66                                       | KE66                                       | KE66                                       | KE66                                       | KE66                                    | KE66                                    | KE66                                    | KE66                                    | KE66                                    | KE66                                    | KE66                                    | KE66                                    | KE66                                    | KE66                                    | KE66                                    | KE66                                    | KE66                                    | KE66                                    | KE66                                    |
| 耐寒 耐雪 装備       | 通風器室内側整風     | 整風皿                                     | 整風皿                                     | 整風皿                                     | 整風皿                                     | 整風皿                                  | 整風皿                                  | 整風ルーバー                            | 整風ルーバー                            | 整風ルーバー                            | 整風ルーバー                            | 整風皿                                  | 整風皿                                  | 整風ルーバー                            | 整風ルーバー                            | 整風ルーバー                            | 整風ルーバー                            | 整風ルーバー                            | 整風皿                                  | 整風皿                                  |
| 耐寒 耐雪 装備       | エンジンカバー       | 防雪                                       | 防雪                                       | 防雪                                       | 防雪                                       | 簡易防雪                                | 簡易防雪                                | 簡易防雪                                | 簡易防雪                                | 簡易防雪                                | 簡易防雪                                | 簡易防雪                                | 簡易防雪                                | 無                                      | 無                                      | 無                                      | 無                                      | 無                                      | 簡易防雪                                | 簡易防雪                                |
| 耐寒 耐雪 装備       | 機関吸気口夏冬切換   | 有                                         | 有                                         | 有                                         | 有                                         | 有                                      | 有                                      | 有                                      | 有                                      | 有                                      | 有                                      | 有                                      | 有                                      | 無                                      | 無                                      | 無                                      | 無                                      | 無                                      | 有                                      | 有                                      |
| 耐寒 耐雪 装備       | 耐雪ブレーキ         | 有                                         | 有                                         | 有                                         | 有                                         | 有                                      | 有                                      | 有                                      | 有                                      | 有                                      | 有                                      | 有                                      | 有                                      | 無                                      | 無                                      | 無                                      | 無                                      | 無                                      | 有                                      | 有                                      |
| 耐寒 耐雪 装備       | 機関冷却水切換弁     | 有                                         | 有                                         | 有                                         | 有                                         | 有                                      | 有                                      | 有                                      | 有                                      | 有                                      | 有                                      | 有                                      | 有                                      | 無                                      | 無                                      | 無                                      | 無                                      | 無                                      | 有                                      | 有                                      |
| 耐寒 耐雪 装備       | 乗降扉踏段温水暖房   | 有                                         | 有                                         | 有                                         | 有                                         | 有                                      | 有                                      | 有                                      | 有                                      | 有                                      | 有                                      | 有                                      | 有                                      | 無                                      | 無                                      | 無                                      | 無                                      | 無                                      | 有                                      | 有                                      |
| 耐寒 耐雪 装備       | 電気連結器暖房       | 温水（制御・補助）・電気（放送・ブレーキ） | 温水（制御・補助）・電気（放送・ブレーキ） | 温水（制御・補助）・電気（放送・ブレーキ） | 温水（制御・補助）・電気（放送・ブレーキ） | 電気                                    | 電気                                    | 電気                                    | 電気                                    | 電気                                    | 電気                                    | 電気                                    | 電気                                    | 電気                                    | 電気                                    | 電気                                    | 電気                                    | 電気                                    | 電気                                    | 電気                                    |
| 1.                   |                      |                                            |                                            |                                            |                                            |                                         |                                         |                                         |                                         |                                         |                                         |                                         |                                         |                                         |                                         |                                         |                                         |                                         |                                         |                                         |

### 導入年次毎の設計変更事項
前項までに記載した事項のほか、主な設計変更事項は以下の通り。
前頭部スカート
1975年度3次債務の先行量産車のスカートは正面から見て、上端部横幅2675 mm・下端部2530 mmの逆台形の形状であったが、1976年度2次債務車から、床下機器の積雪からの保護のため上端・下端とも幅 2600 mmの形状となるとともに下部右側の元空気ダメ管連結ホース近傍の切欠き部の形状が若干変更となり、さらに、1977年度1次債務車より正面下部左右の切欠きの形状が変更となっている。
トイレ水タンクカバー
1975年度3次債務の先行量産車の屋根上トイレ水タンクカバーは、キハ40形は幅1260 mm・高さ375 mm（取付座高さ205 mm）、キハ47形は幅1225 mm・高さ555 mm（取付座高さ30 mm）でそれぞれ肩部が角形の形状であったが、1976年度2次債務車以降の車両から肩部が丸い形状となり、キハ40・48形は幅1260 mm・高さ375 mm（取付座高さ205 mm）、キハ47形は幅1260 mm・高さ555 mm（取付座高さ30 mm）となっている。さらに、1980年度3次債務車からカバーの板厚が0.8 mmから1.2 mmに変更となり、1981年度本1次債務車では2分割式として水漏れ対策と塗装法を変更している。

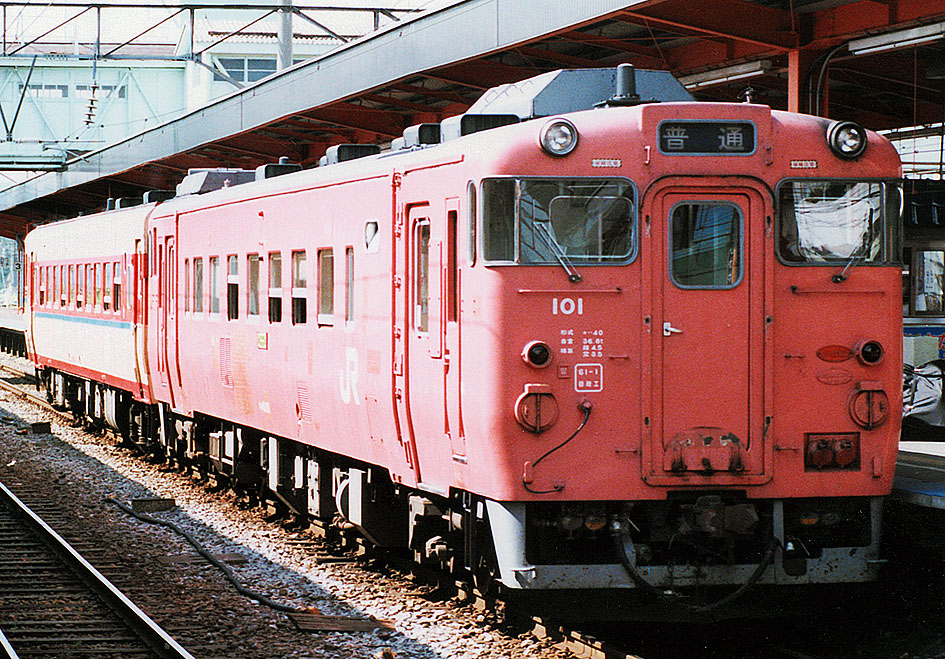
屋根上水タンク、正面下部スカート切欠部形状ともに最初期の形状のキハ40 101号車（1990年）
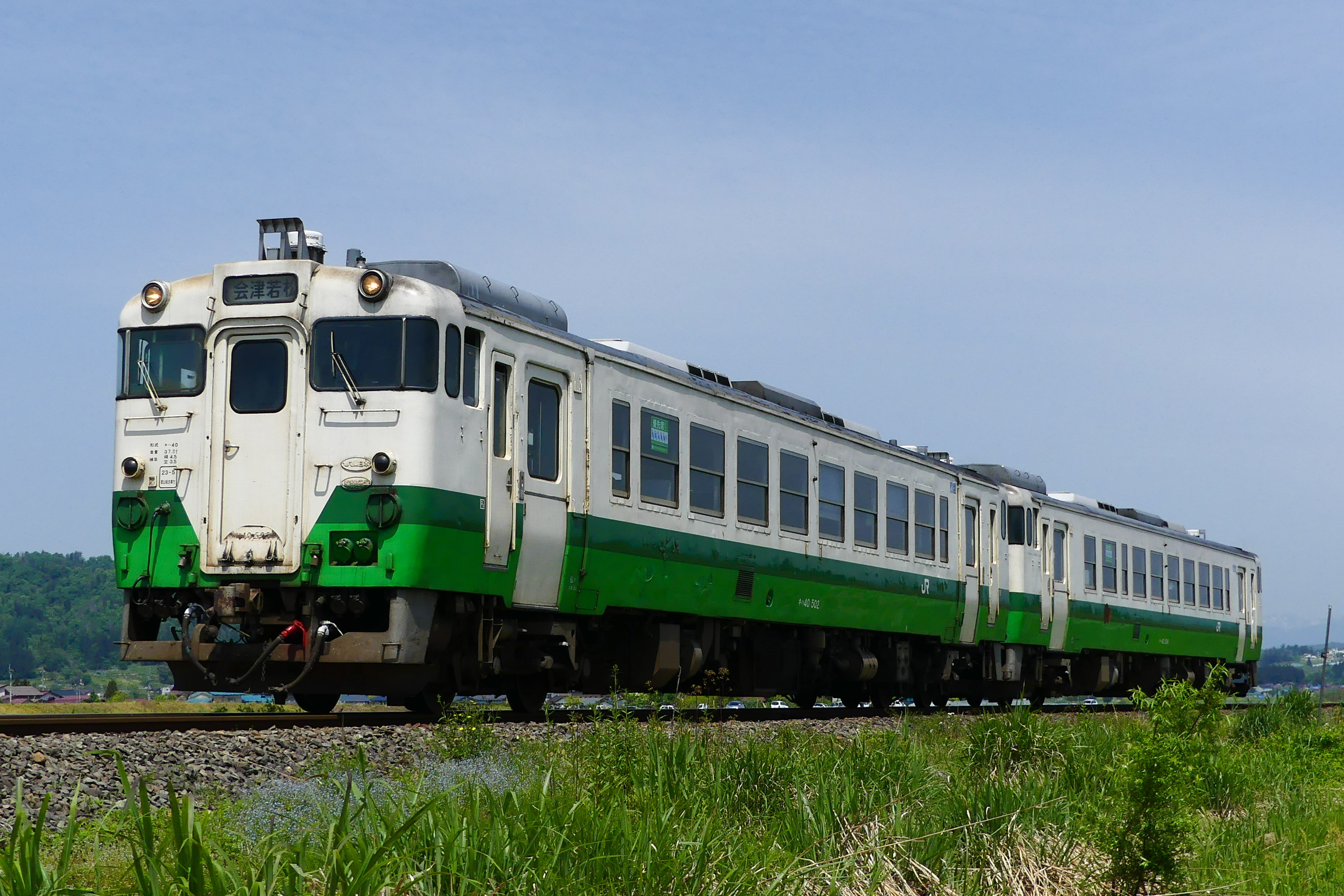
スカート幅と下部向かって右側の切欠部形状が変更となった1976年度2次債務のキハ40 502号車（2018年）
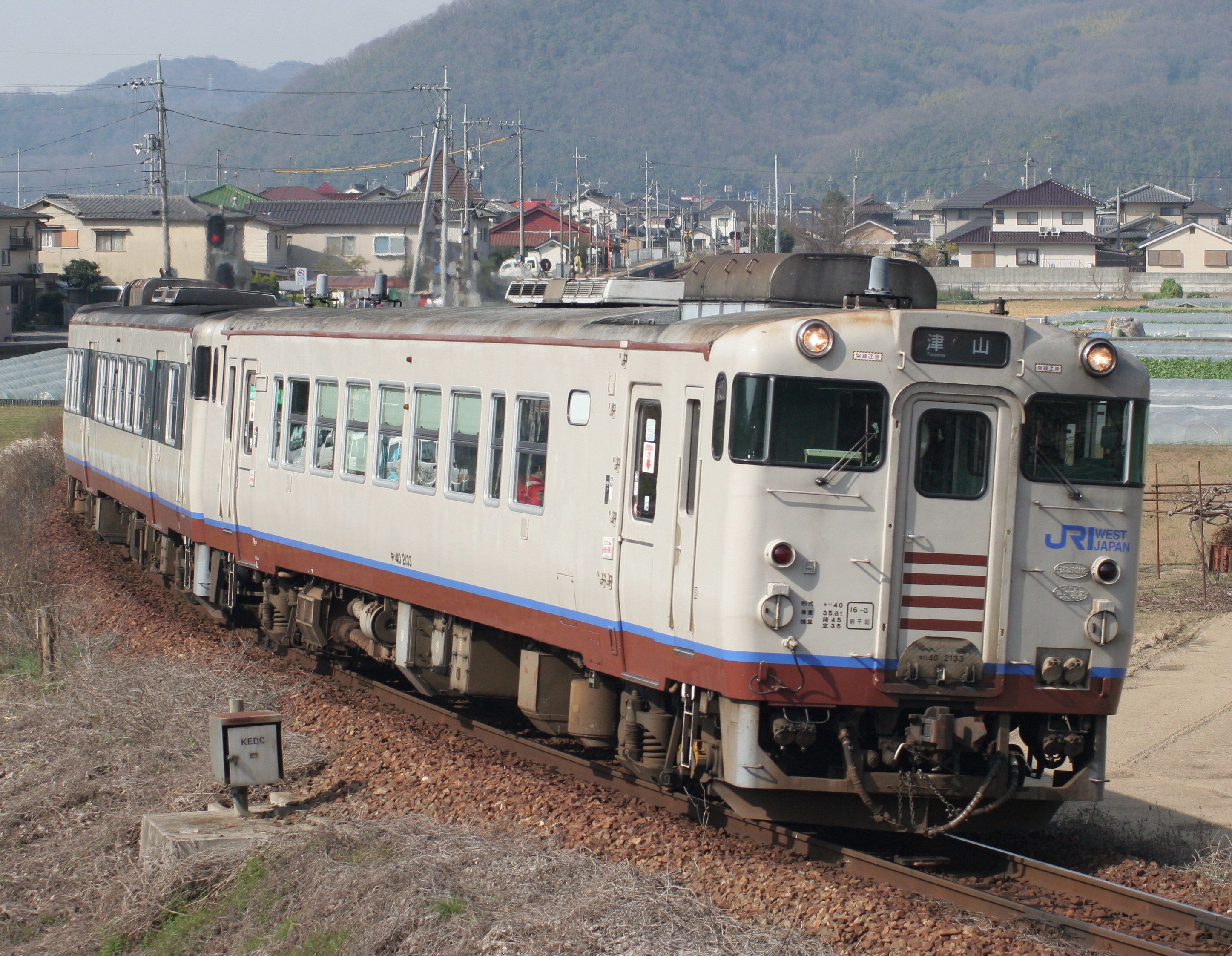
キハ40形（1両目）とキハ47形（2両目）では屋根上水タンクカバーと取付座の高さが異なる、スカート下部左右の切欠部が斜めとなった1977年度1次債務以降の形態
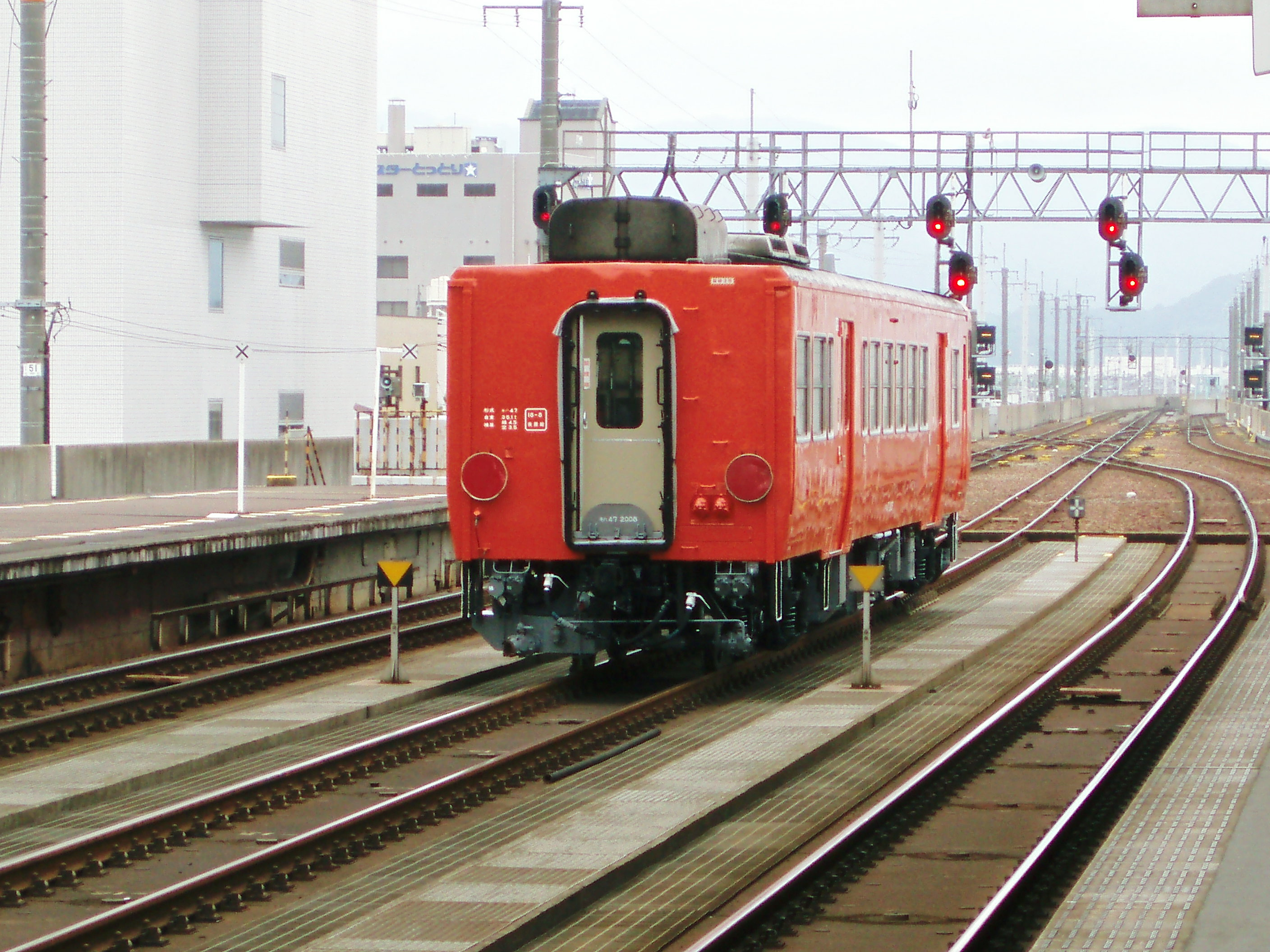
キハ47形は水タンクカバーの高さが高く、取付座の高さが低い

### 酷寒地仕様

#### キハ40形100番台
北海道向けの酷寒地仕様で、1977年上期から1982年までに150両（101 - 250）が製造された。暖地向けのキハ47形とともに最初に就役したグループである。番号が0番台（1 - ）とならなかったのは、旧形客車を気動車化改造したキハ40形（1966年12月にキハ08形に形式変更）が存在していたためとされている。車体はデッキ付きで、1段上昇式の二重窓、トイレ、空気ばね台車を装備する。
1977年製の16両（101 - 116）は、角型水タンクカバー、4人掛けクロスシート12組、客室の小窓が両端配置、客室の化粧板が薄茶色、台車は、軸箱支持装置がペデスタル式の空気ばね台車であるDT44・TR227である。

#### キハ48形300番台・1300番台
キハ48形の北海道向け酷寒地仕様で、デッキ付き、1段上昇式二重窓の車体構成はキハ46形とも類似する。輸送量が限られた北海道の路線では2両編成以上が必須の片運転台車は使いにくく、1982年にトイレ付きの300番台車は4両（301 - 304）、トイレなしの1300番台車は3両（1301 - 1303）が製造されたのみとなった。

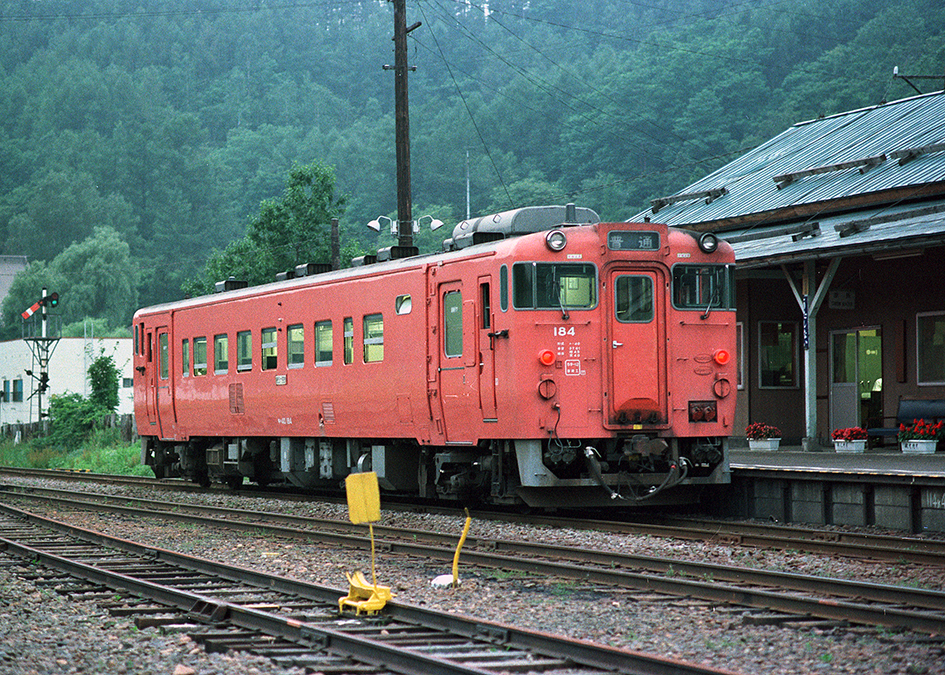
キハ40 184（歌志内駅、1986年）
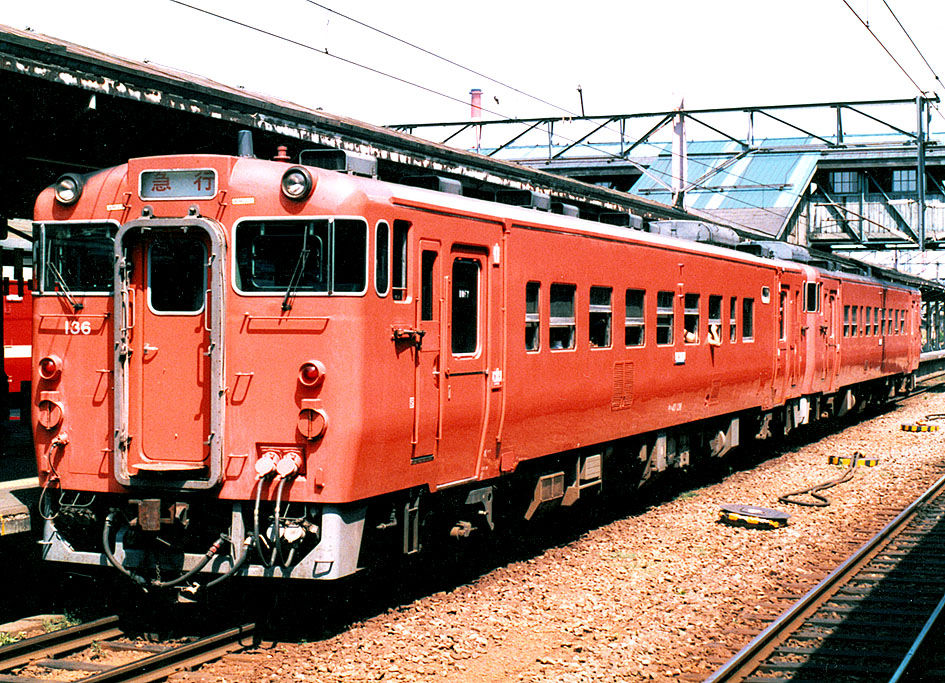
キハ40 136 急行「えりも」（1986年）
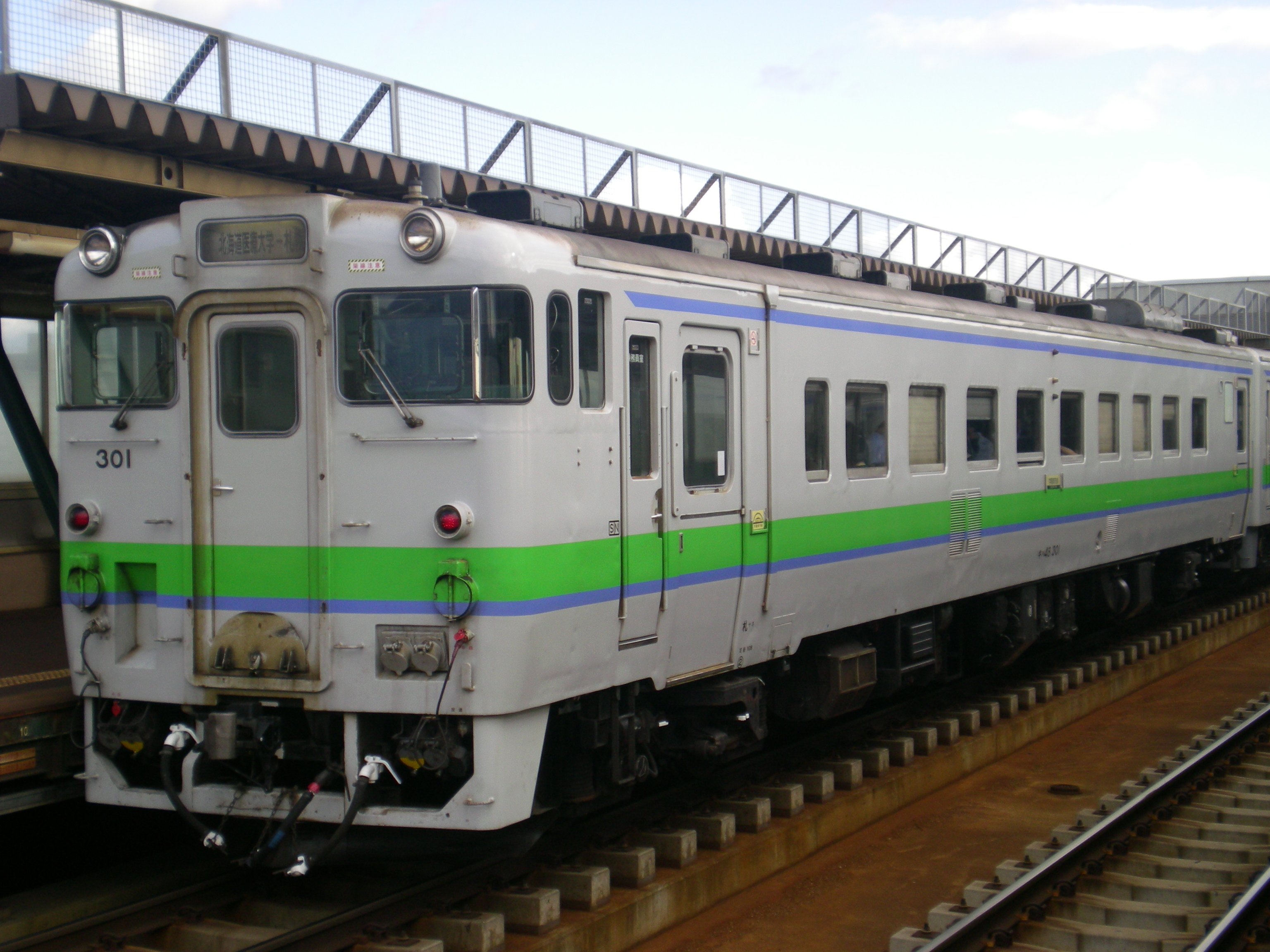
キハ48 301（2009年9月）

### 寒地仕様

#### キハ40形500番台
主に東北地方を対象とした寒地仕様で、1977年末から1982年までに94両（501 - 594）が製造された。デッキ付きで上段下降・下段上昇式のユニット窓と空気ばね台車を装備する 。

#### キハ47形500番台・1500番台
新潟地区向け寒地仕様で、空気ばね台車装備。デッキはなく、客室窓は暖地向車と同じ2段上昇式となっている。1978年から1980年にかけてトイレ付きの500番台車22両（501 - 522）とトイレなしの1500番台車21両（1501 - 1521）が製造された。

#### キハ48形500番台・1500番台
キハ40形500番台と同様の寒地仕様車で、1979年から1982年までにトイレ付きの500番台が59両（501 - 559）、トイレなしの1500番台が50両（1501 - 1550）製造された。デッキ付き、上段下降・下段上昇式ユニット窓と空気ばね台車を装備している。

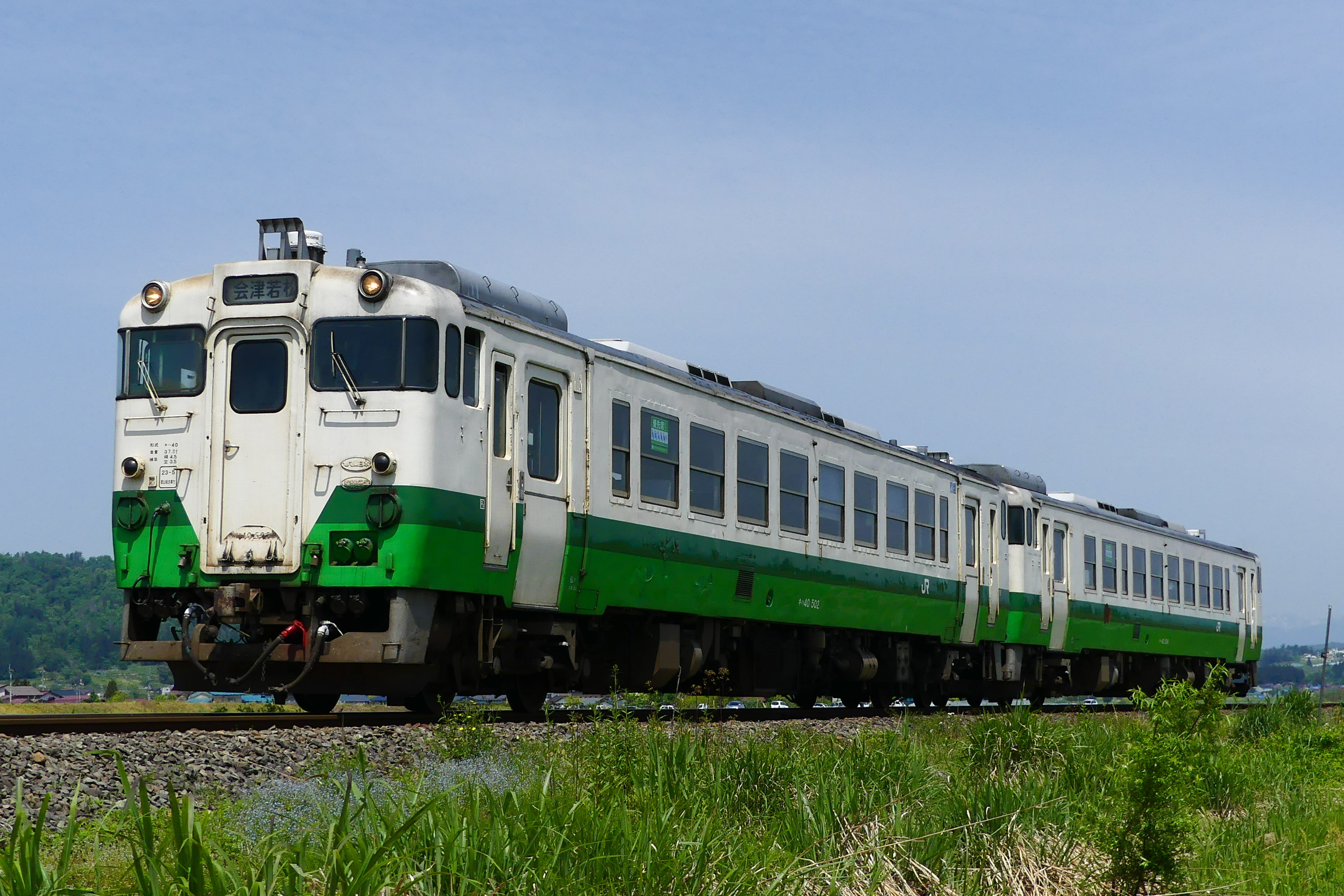
キハ40 502（2018年5月）
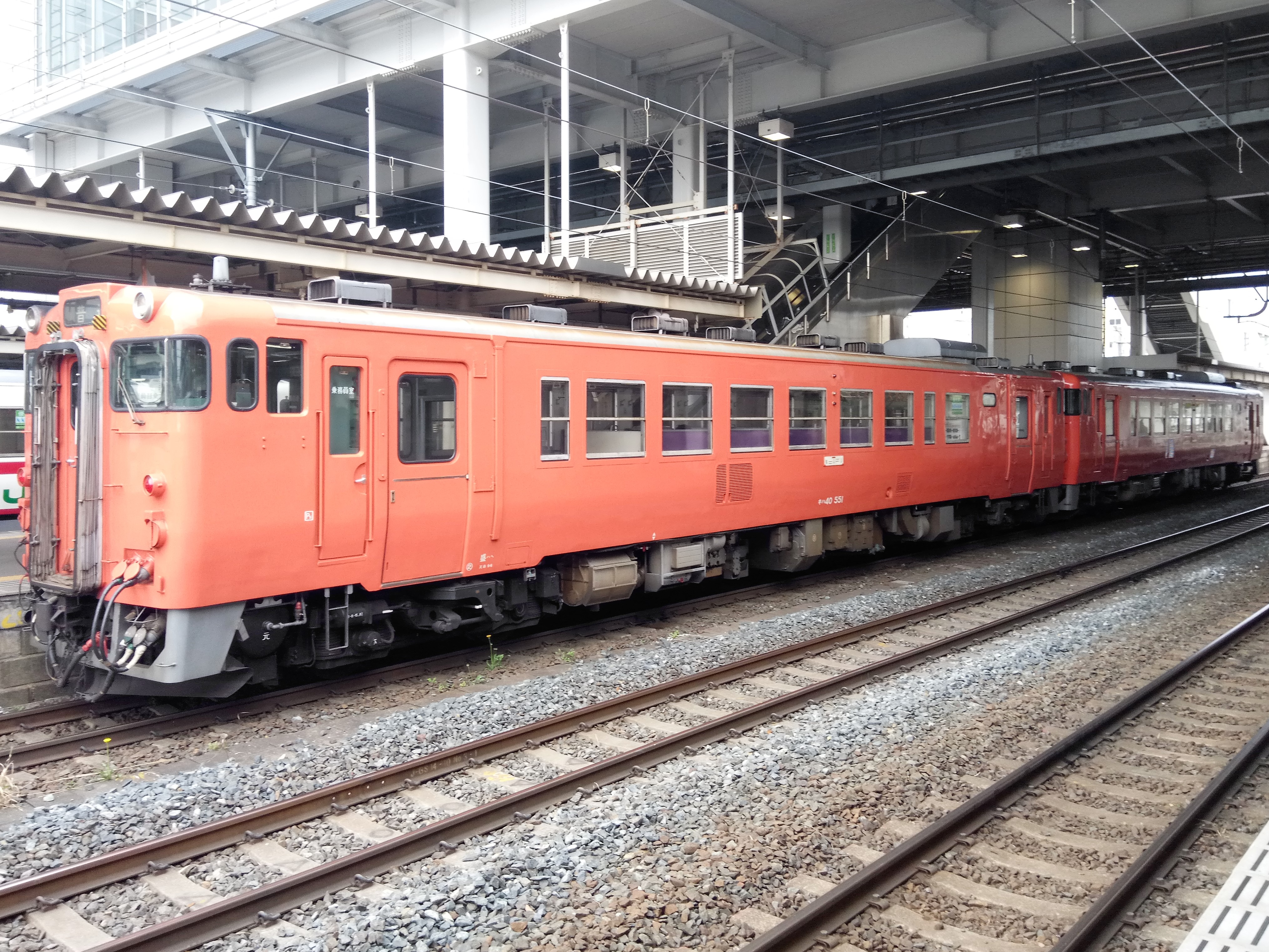
キハ40 551（2017年5月）
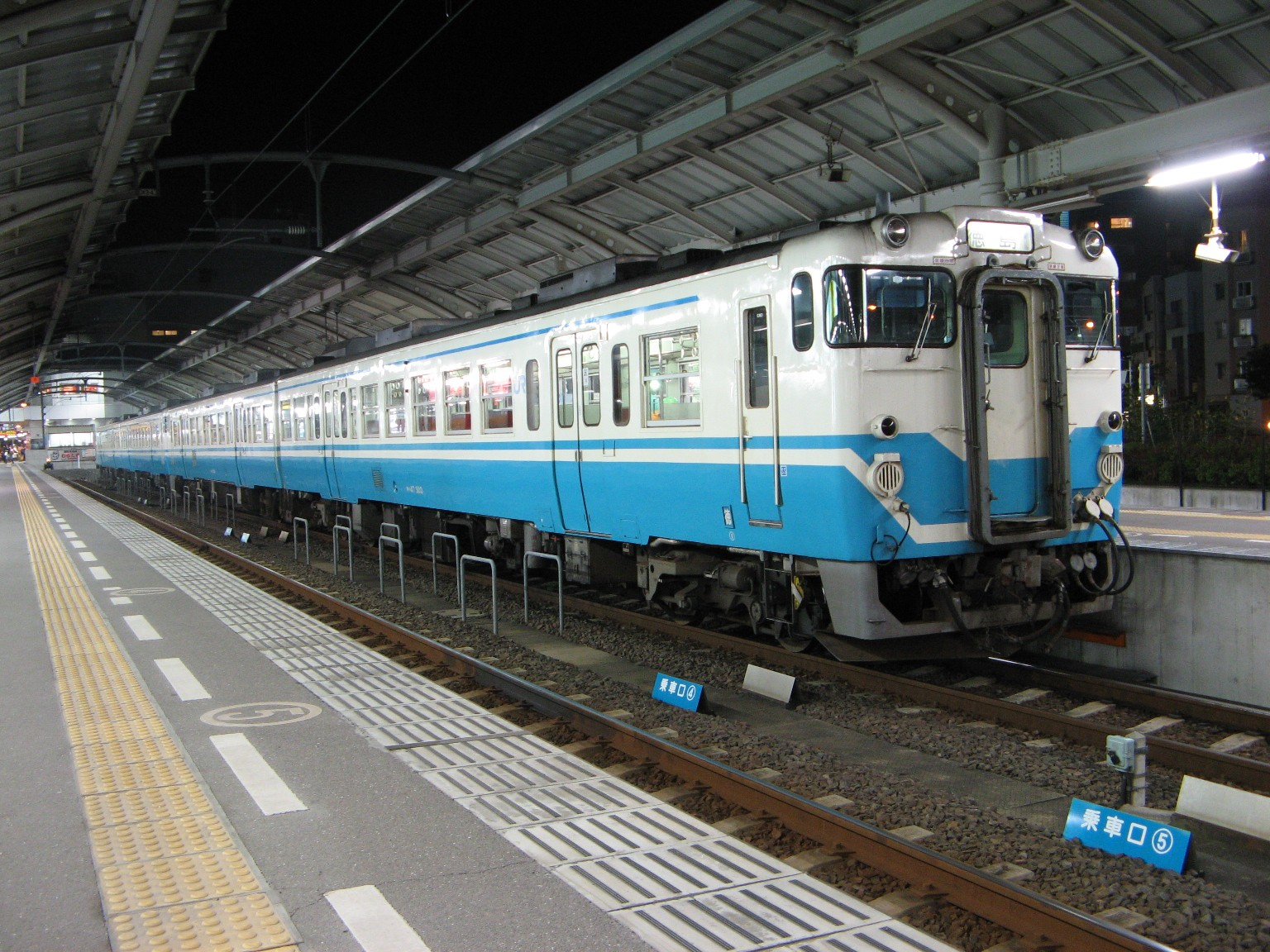
キハ47 503・四国色（2007年10月）
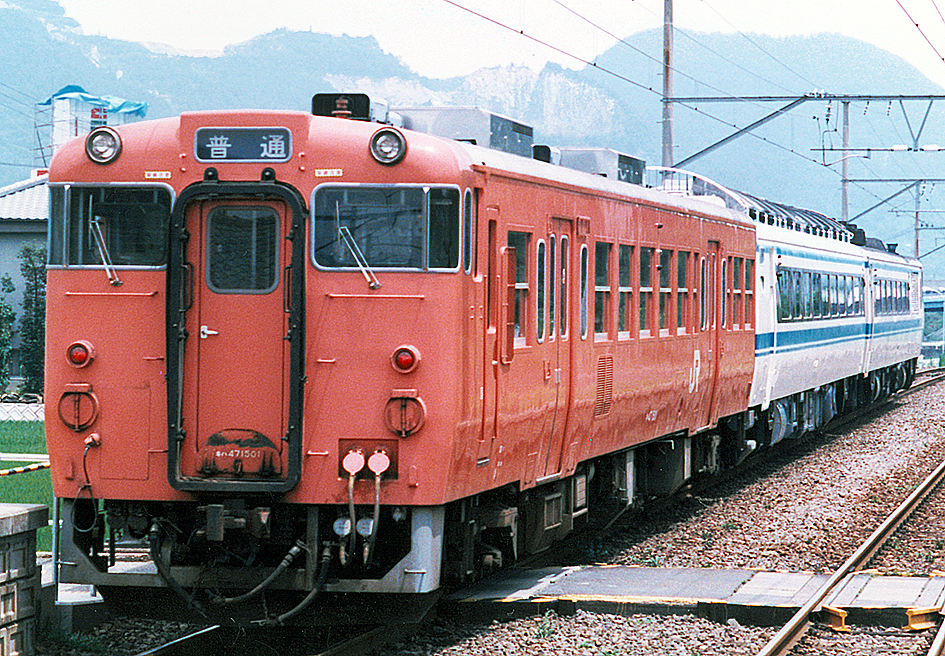
キハ47 1501・朱色（1987年）
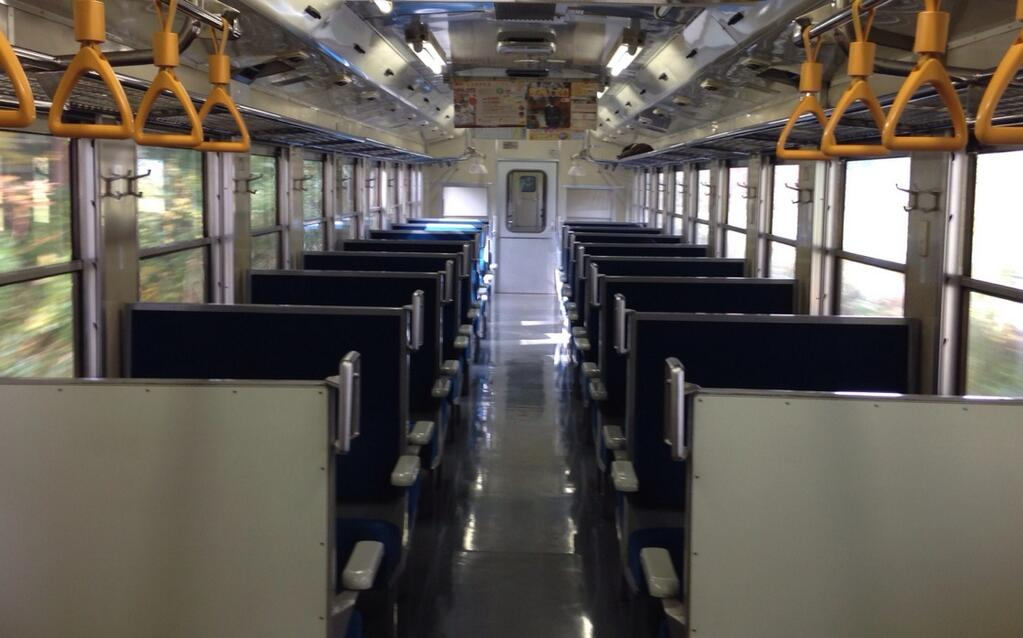
キハ48 523の車内
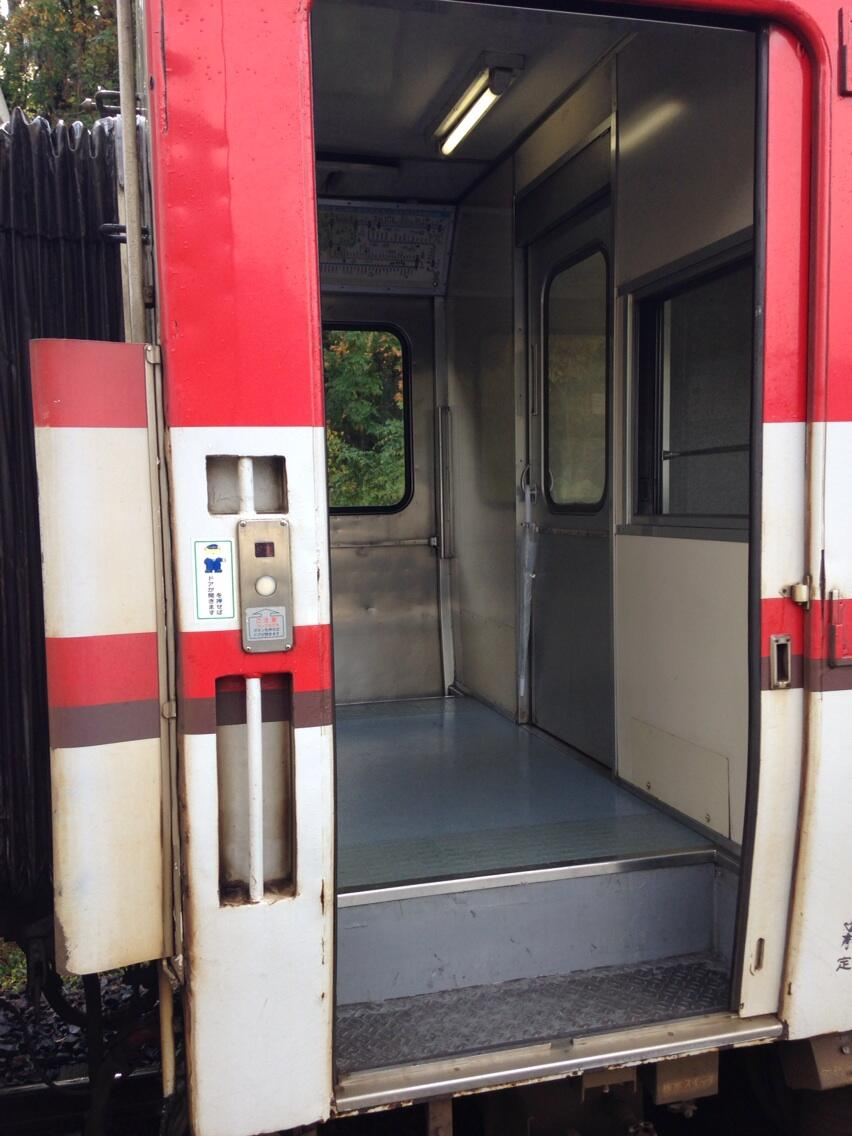
1キハ48 523の入口とデッキ部

### 暖地・準寒地仕様

#### キハ47形0番台・1000番台
暖地向け仕様で、金属ばね台車装備で、車内の化粧板は初期に製造されたキハ47 1 - 16は淡緑色、キハ47 17以降はクリーム色である。トイレ付きの0番台は1977年から1983年までに193両（1 - 193）が、トイレなしの1000番台は1978年から1982年までに134両（1001 - 1134）がそれぞれ製造され、これら327両が本系列の最大グループとなっている。

#### キハ40形2000番台
暖地向け仕様で、1979年から1982年にかけて148両（2001 - 2148）が製造された。当初はキハ47形を両運転台としたキハ41形が想定されていたが設計上の制約からキハ40形500番台に準じた2000番台が製造されたもので、これを運転台とトイレへの暖房用ダクトの配置が困難であるためとする文献と、トイレが台車直上に位置するため、流し管の角度が取れないためとする文献とがある。
客室窓はキハ47形と同じ2段上昇式であるほか、車内の化粧板はクリーム色系で、デッキは装備されていない。なお、2000番台は1978年度1次債務以降の製造で、1977年度1次債務車からのトイレ関連機器設置位置の変更に対応した窓・座席配置であるため、いわゆる「前期型」に当たる車両は無い。台車は金属ばねのDT22D・TR51Cである。

#### キハ48形0番台・1000番台
寒冷ではあるが降雪量が少なく台車への雪の影響を考慮しなくてよい線区向けとして、寒地仕様のキハ48形500・1500番台と同一車体ながら、製造コストと検修時の作業性を考慮して台車を金属ばねのDT22D・TR51Cとした準寒地向け車両である。1981年から1982年にかけてトイレ付きの0番台車が6両、トイレなしの1000番台車が4両製造され、美濃太田（1 - 3・1001・1002）と敦賀（4 - 6・1003・1004）に配置された。

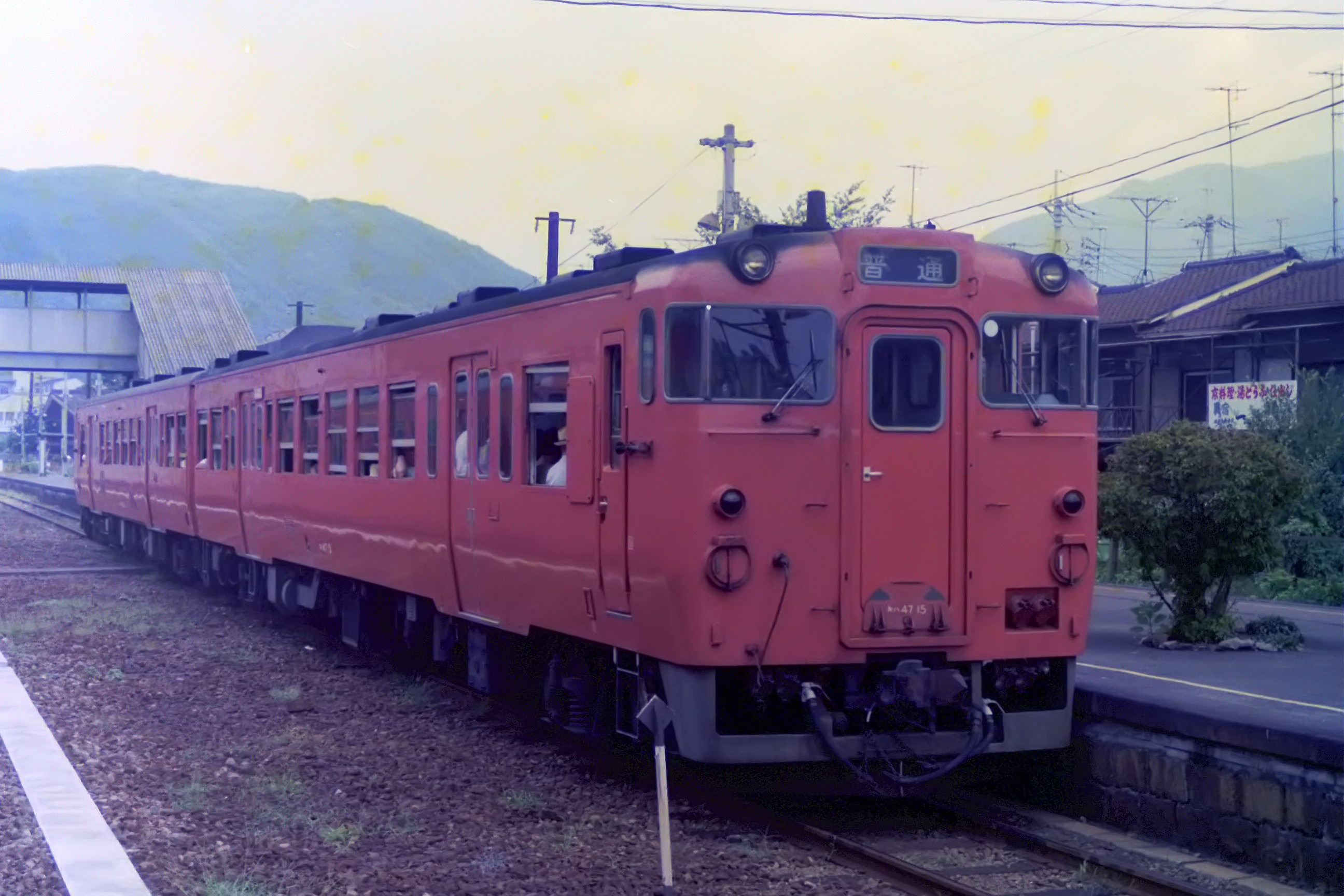
キハ47 15（1987年）
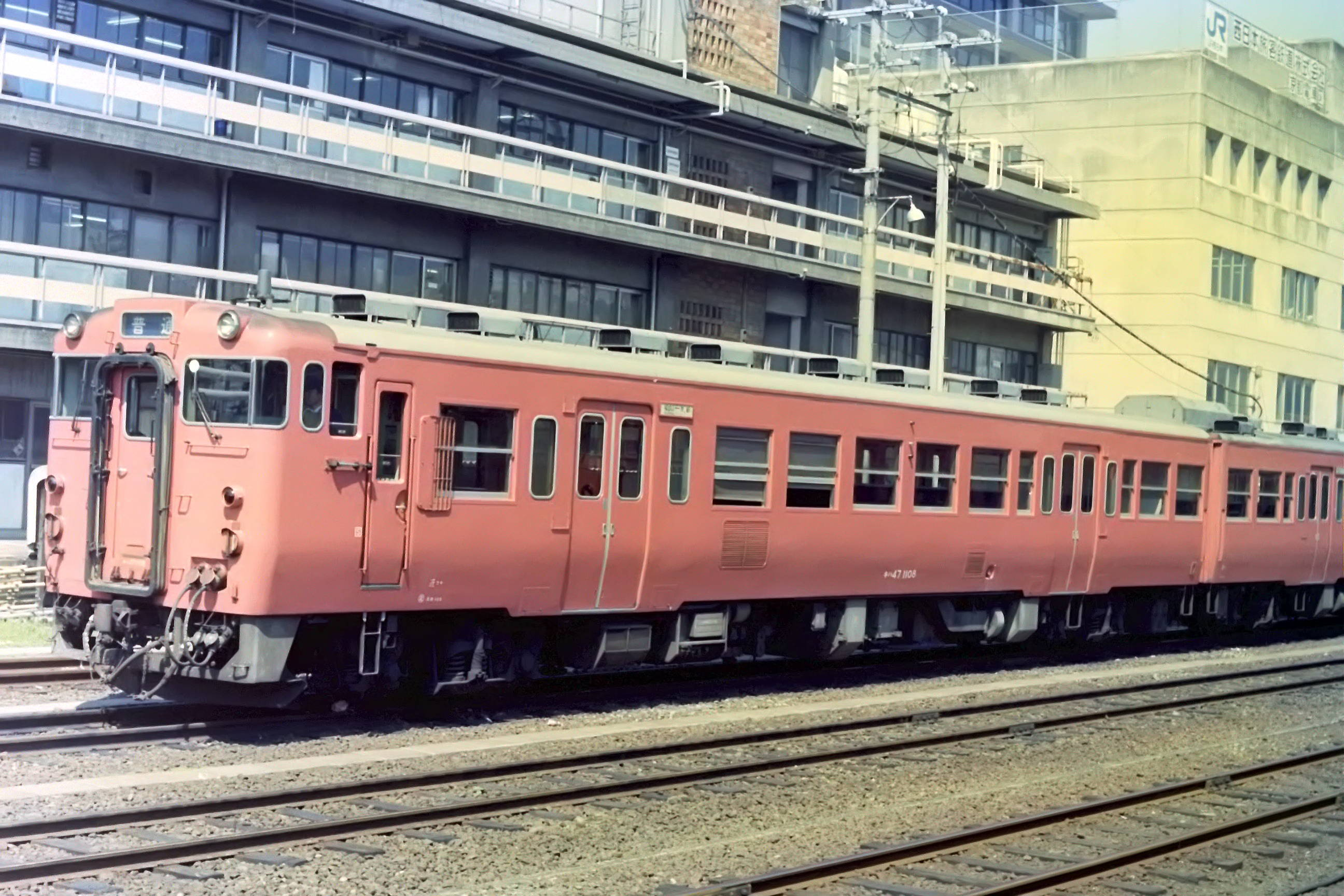
キハ47 1108（1987年4月）
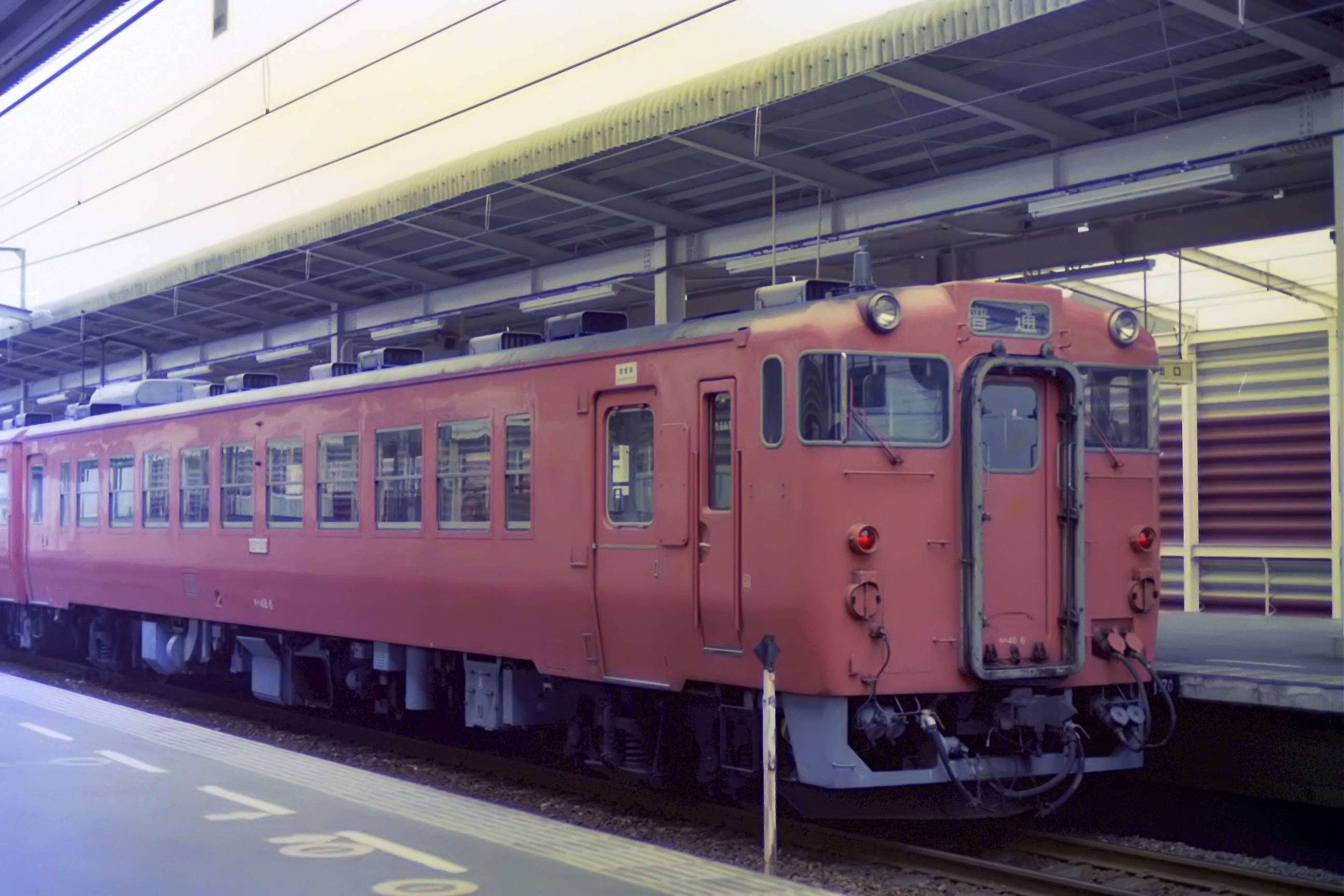
キハ48 6（近江今津駅、1988年3月）
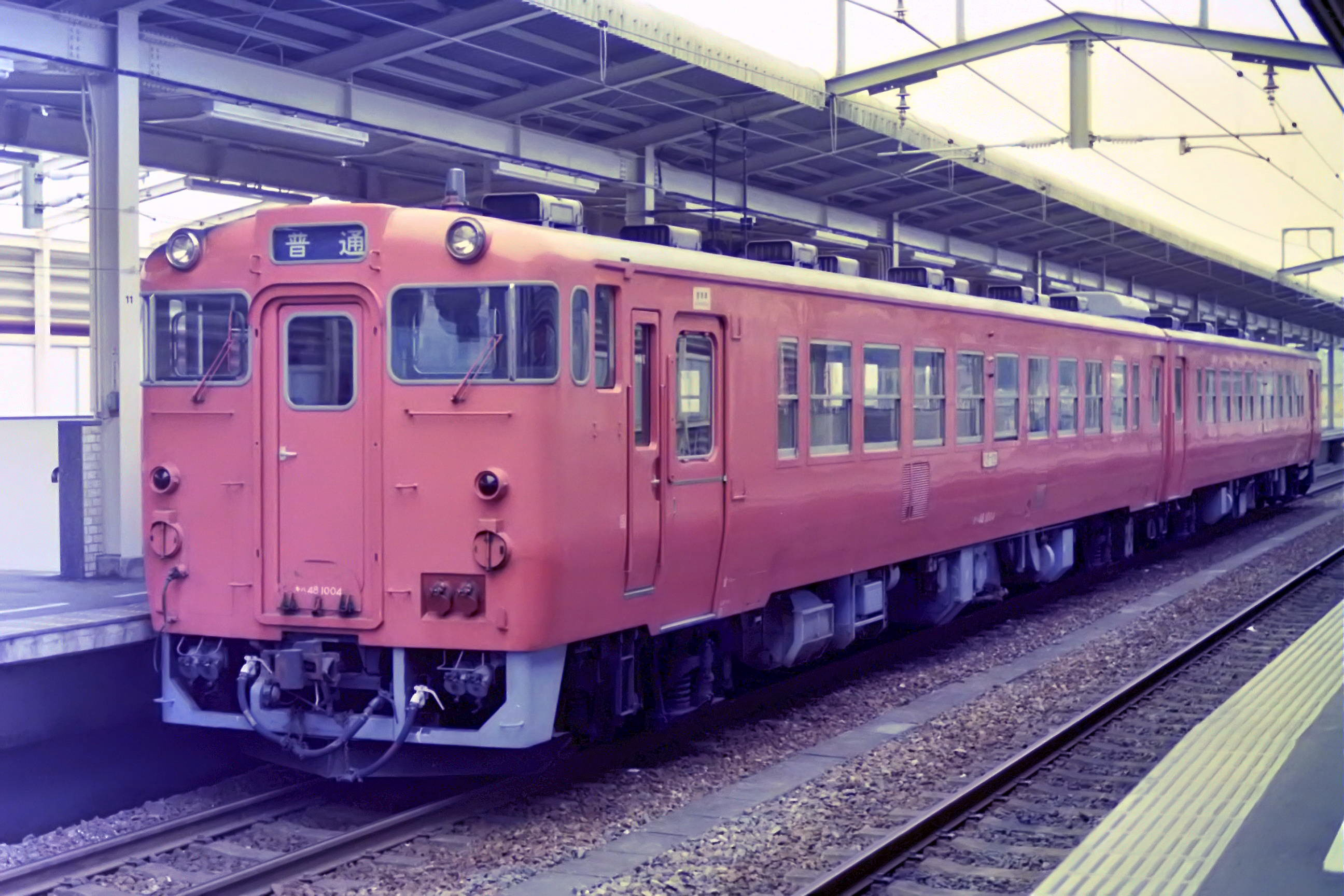
キハ48 1004（近江今津駅、1988年3月）

## 改造

### 国鉄

#### 冷房化
指宿枕崎線で運用する本系列に対し、窓が開けられない桜島の降灰時の車内温度上昇対策のためAU34による冷房化を1986年から1987年にかけてキハ40形5両およびキハ47形10両に実施した。床下の暖房用熱交換器を撤去してバス用独立機関式冷房装置を設置し、暖房用のリターンダクトを送風ダクトに転用して、これと接続した天井の吹出しダクトから室内へ冷気を送る構造で、冷房装置は排気量2.5 lのトヨタ2Jで6C-550圧縮器やクーリングユニットのファンを駆動するものである。また、撤去した暖房装置の代替として、放熱量4800 kcal/hの自動車用車内放熱器のRH21を8基、座席下に設置している。

#### 機関直噴化
戦後本格的に使用されるようになった国鉄気動車用ディーゼルエンジンの燃焼方式は、小型高速機関に有利とされたほか、当時の燃料事情に鑑み、燃料性状に影響されにくいとされた予燃焼室式が選ばれていたが、オイルショック以降、国鉄でも直接噴射式エンジンの開発が進められた。直噴式は予燃焼室式のエンジンに比して10 %程度燃費が良い、構造が簡単で部品点数も少ない、燃焼室および排気温度が低いためエンジンの信頼性が向上する、冷間時の始動性に優れるといった特徴がある一方で、最大爆発力が高く騒音・振動が大きい、燃焼に対する燃料噴射ノズルの状態の影響が大きいためその的確な点検が必要といった欠点があるとされていた。
1980年時点では、現有車両のエンジンを早急に直噴化するため、キハ40系およびDE10形等のエンジンを直噴化改造するDMF15HSA-DIおよびDML61ZB-DIの開発と、新形式急行用気動車用のDMF15HSBおよび、DD51形の後継機種用16気筒エンジンのベースとなるDML61ZCの新規開発が計画されていた。その後は気動車用エンジンの開発が先行し、DMF15系2機種に加えて軽快気動車用のDMF13Sと12気筒のDML30HSI-DIの開発も進められており、前3者とDMF15HSAの主要諸元は以下の通りとなっている。
| DMF15HSAと直噴式エンジン各形式比較 | DMF15HSAと直噴式エンジン各形式比較 | DMF15HSAと直噴式エンジン各形式比較 | DMF15HSAと直噴式エンジン各形式比較 | DMF15HSAと直噴式エンジン各形式比較 | DMF15HSAと直噴式エンジン各形式比較 | DMF15HSAと直噴式エンジン各形式比較 | DMF15HSAと直噴式エンジン各形式比較 |
| 形式                               | 燃料制御装置                       | 過給機                             | 中間 冷却器                        | 定格出力                           | 最大出力                           | 燃料消費率 (定格時)                | 備考                               |
| ---------------------------------- | ---------------------------------- | ---------------------------------- | ---------------------------------- | ---------------------------------- | ---------------------------------- | ---------------------------------- | ---------------------------------- |
| DMF15HSA                           | 電磁式                             | 有                                 | 無                                 | 220 PS/1600 rpm                    | 250 PS/2000 rpm                    | 185 g/PS・h                        | キハ40系用                         |
| DMF15HSA-DI                        | 電子式                             | 有                                 | 無                                 | 250 PS/1600 rpm                    | 275 PS/2000 rpm                    | 168 g/PS・h                        | キハ40系改造用                     |
| DMF15HZB                           | 電子式                             | 有                                 | 有                                 | 300 PS/1600 rpm                    | 330 PS/2000 rpm                    | 約163 g/PS・h                      | 新形式急行形用                     |
| DMF13S                             | 電磁空気式                         | 有                                 | 無                                 | 210 PS/1600 rpm                    | 約225 PS/2000 rpm                  | 約170 g/PS・h                      | キハ37形用                         |
|                                    |                                    |                                    |                                    |                                    |                                    |                                    |                                    |

DMF15HSA-DIはキハ47 47, 48, 1034の3両で1983年1月から実運用が行われている。岡山 - 鳥取間で行われた、キハ47形の直噴化改造車と従来車の編成での営業列車における燃料消費量の測定試験の結果、力行時で14 %、アイドリング時で31 %の削減が認められたほか、部品点数が400点削減されたこと、電子化による始動性の向上やアイドリング時のエンジン回転数の低下および燃料制御装置化の調整が不要になったことなどにより保守性も向上している。また、北海道においてはキハ40 109が試験的に改造され、その後1987年までに北海道配置のキハ40系112両が改造されたほか、JR東日本のキハ40 2086, 2088や宇都宮運転所のキハ40 1001, 1002, 1004 - 1006, 1008、八戸運輸区のキハ40 538, 539, 591, 592なども直噴化改造されており、JR四国の車両も直噴化改造されているとする文献もある。

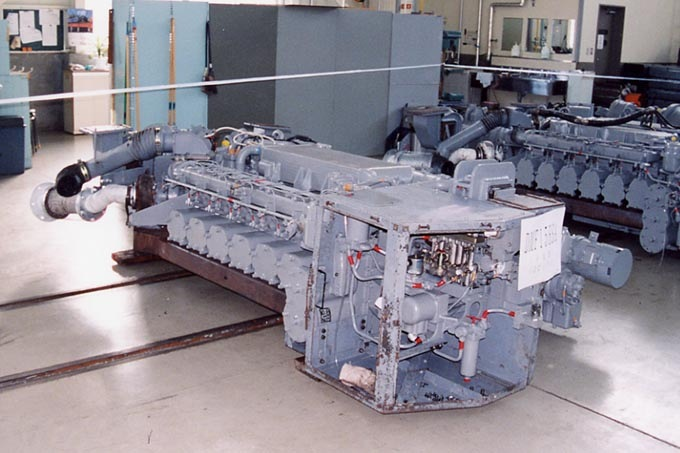
DMF15HSA-DI形機関（原型の4弁式から2弁式となったためシリンダーヘッド部が異なる）
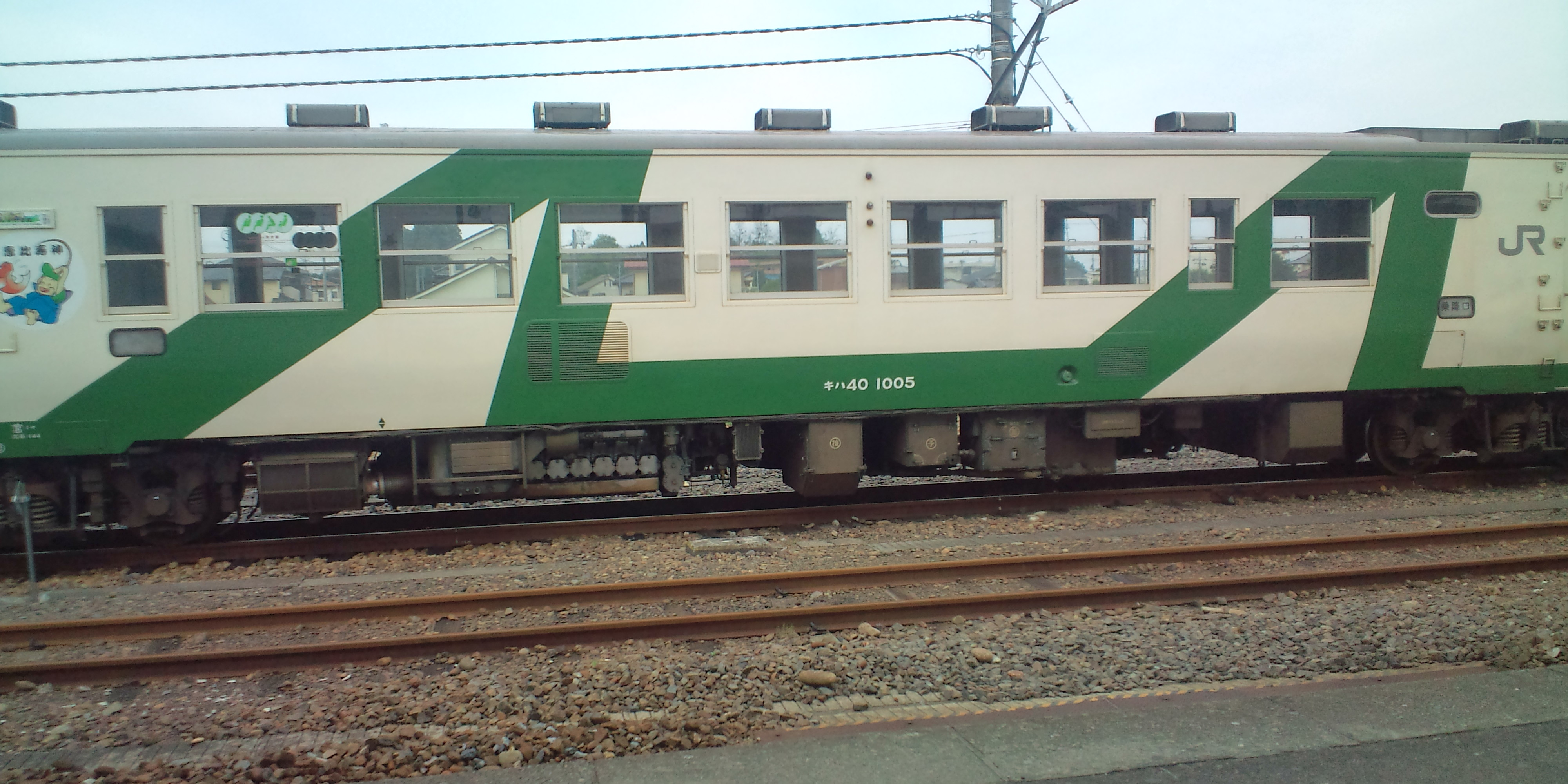
DMF15HSA-DI（床下左側、シリンダーヘッド部の差で識別できる）を搭載するJR東日本のキハ40 1005（2010年）

#### 烏山線向け改造（キハ40形1000番台）
烏山線向けに2000番台からトイレを撤去するなどの改造を行い、9両が1000番台となった。1001 - 1007は国鉄が1986年11月から翌1987年3月の間に、1008と1009は東日本旅客鉄道（JR東日本）が1991年と1995年に各1両を改造した。改造時期やその後の改造などにより形態には差異がある。
キハ40 1001 - 1007：1979年4月から5月に導入され、宇都宮運転所の配置で烏山線で運用していたキハ40形2000番台（2011 - 2020）のうち水戸運転所へ転出した3両（2018 - 2020）を除く7両（2011 - 2017）を大宮工場で改造したもの。トイレの撤去により定員は98名となったが、撤去したトイレ部分の小窓と屋根上の水タンクが存置された。塗色は烏山線色（白（クリーム10号）地に緑色（緑14号）でr字様帯模様の2色塗装）に変更されている。
民営化後の1990年3月に、1006を除く6両にワンマン化（後乗り前降り）とロングシート化が実施されて定員は144名に増加し、車内案内自動放送装置、外部スピーカー、乗降口案内表示器が設置された。客室は旧トイレ部分の小窓をそのまま固定化して座席および網棚、吊手を延長し、ロングシートの中央部の暖房リターンダクト立ち上がり部分には消火器とくず物入れを設置した。さらに1995年から1996年にかけて冷房装置（サブエンジン式のAU34）を搭載して網棚上4か所にクーリングユニットを装備し、水タンクとその横にあった通風器が撤去された。乗降扉の半自動対応改造（乗降扉横に押しボタン式のドア開閉装置、ドア開閉時チャイム音）も行われた。機関換装は行われていないが、1001・1002・1004・1005の4両は燃料直噴式（DMF15HSA-DI）に改造された。
ワンマン化されなかった1006は、耐寒耐雪改造を実施の上で東北地区に転出し、2004年に秋田総合車両センターでリニューアル工事が行われた。烏山線に残された車両とは下記の通り仕様が異なるが、番号の変更はない。
- 座席配置がセミクロスシートのまま
- 屋根上水タンク存置
- 旧トイレ部分[注 60] の窓を埋め込み
- 機関をカミンズ製DMF14HZ (300 PS / 2000 rpm) へ換装し、機関直結式冷房装置（AU26J-A×2）を搭載

キハ40 1008：1991年8月に、高崎運転所のキハ40 2087のトイレと水タンクの撤去、座席のロングシート化、吊り手と荷物棚の延長、車体塗装の変更を行うとともに、ワンマン機器を搭載したもので、他の1000番台と異なり旧トイレ部には他の客室窓と同様のユニット窓が設けられたほか、水タンク横の通風器が残る。また、本改造以前ににAU34冷房装置を搭載しているが、室内熱交換機も含め床下搭載する方式で、天井には冷房用ダクトのみが設けられているほか、機関は燃料直噴式（DMF15HSA-DI）へ改造された。
キハ40 1009：1995年12月に水郡線営業所のキハ40 2139（AU34による冷房化とワンマン化改造を実施済）のトイレと水タンクの撤去、座席のロングシート化、吊り手と荷物棚の延長、車内への非常通報装置の設置、車体塗装の変更を行ったもの。1008同様に水タンク横の通風器が残り、AU34も室内熱交換機も含め床下搭載する方式であるほか、旧トイレ部の窓はそのまま固定化され、乗降口案内表示器の位置が他車と異なる。機関は原形のまま。
- キハ40 2011 - 2017・2087・2139 → 1001 - 1009

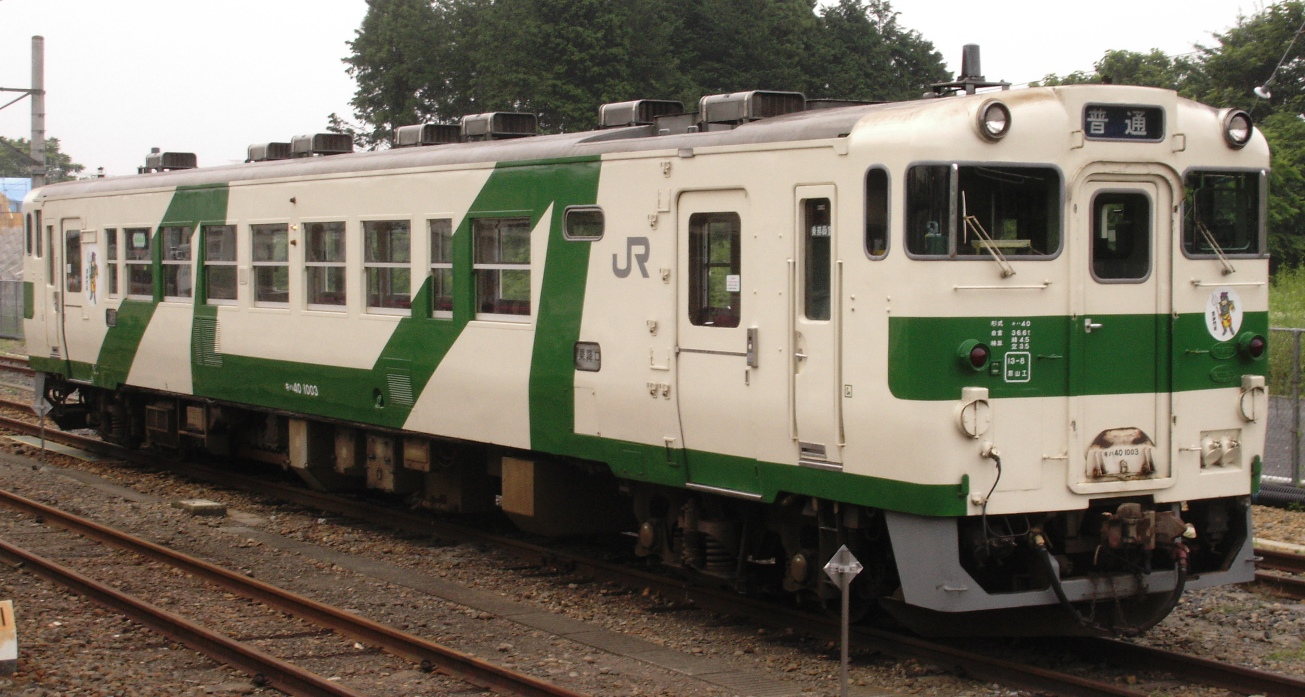
キハ40 1003 屋根上の水タンクは撤去済み
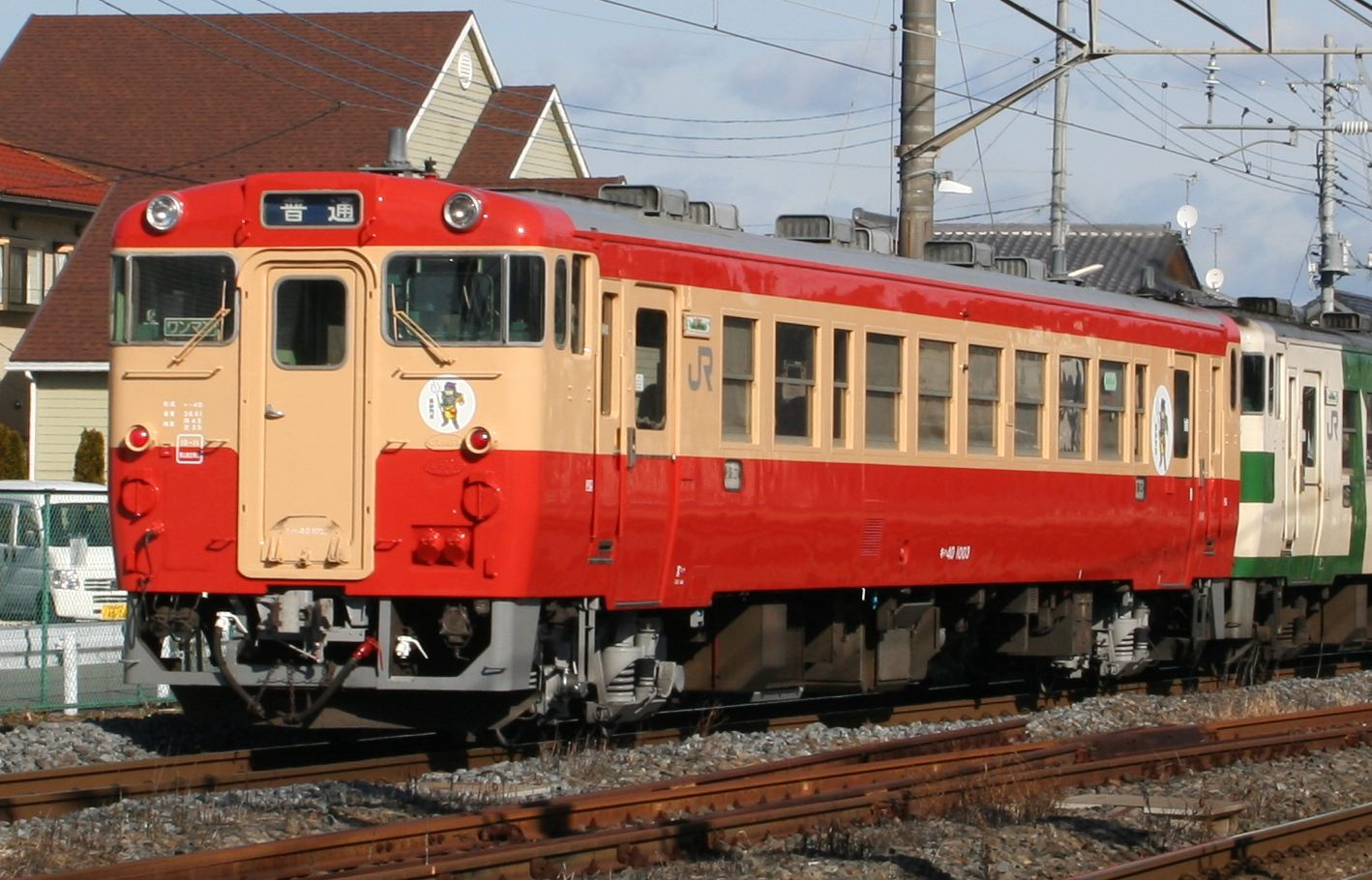
キハ40 1003「一般気動車色」
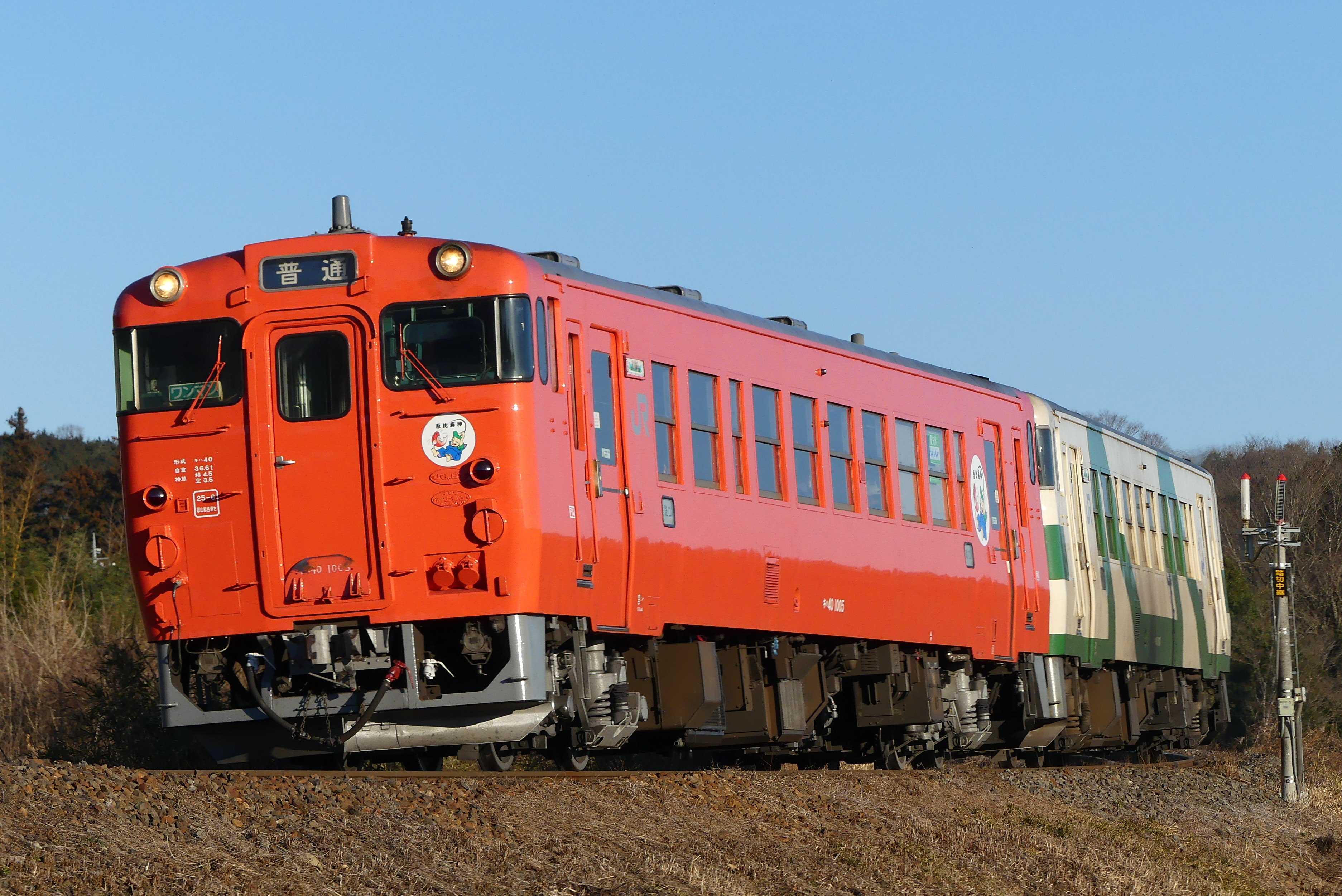
キハ40 1005「首都圏色」（2017年1月）
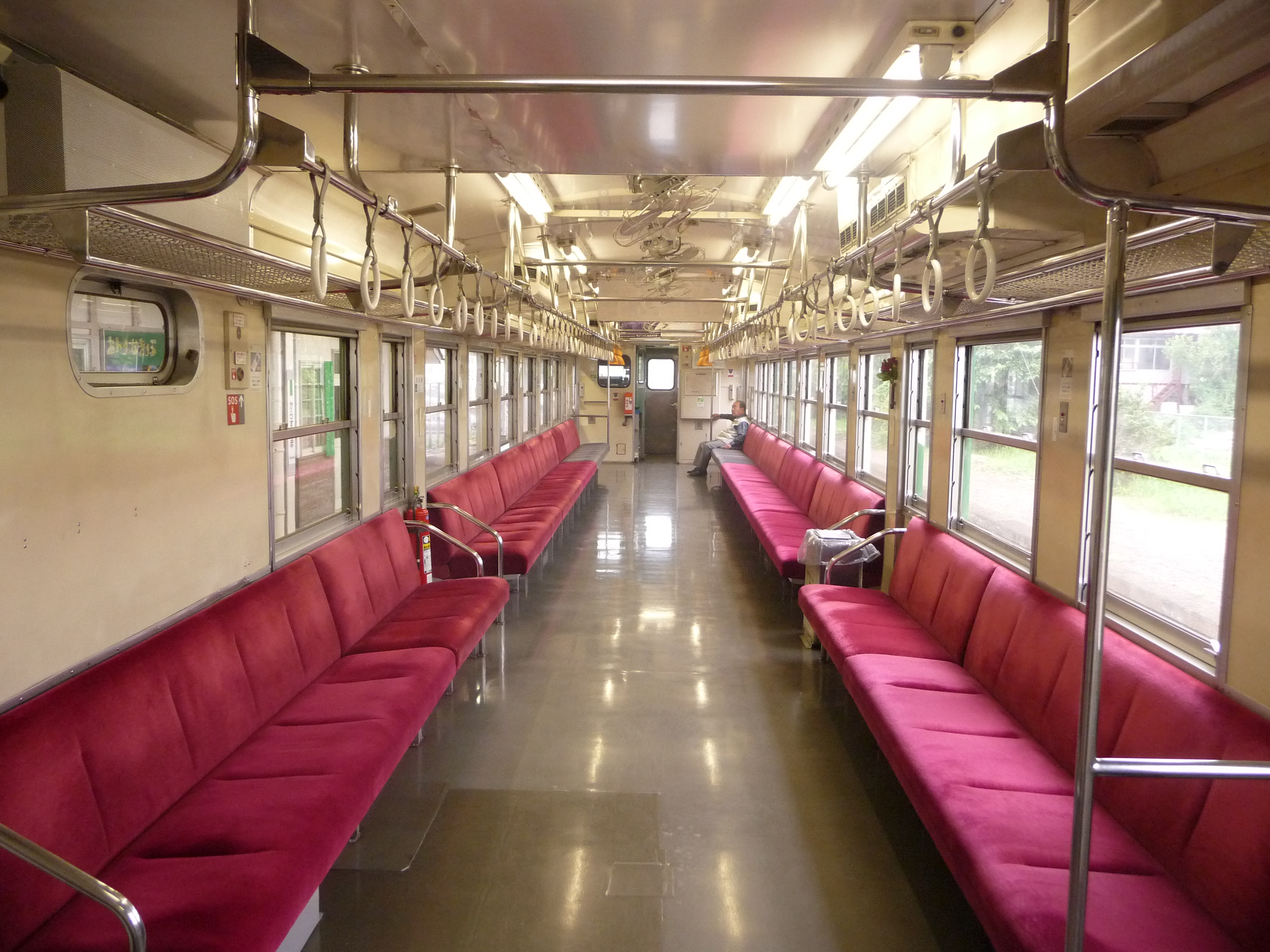
烏山線仕様の1000番台の車内。旧トイレ部分は固定式の小窓になっている。

### JR北海道

#### 宗谷本線急行用（キハ400系）
1988年11月3日のダイヤ改正での宗谷本線の高速化のため、「宗谷」・「天北」に使用されていた14系客車 を置き換えるためにキハ40形100番台9両、キハ48形300番台1両、1300番台3両の計13両を改造したもの。車番は改造前から変更せず、それぞれの形式称号の末尾に0を加えてキハ400形・キハ480形とし、総称してキハ400系ともいう。
特急が多くダイヤ密度の高い函館本線や、勾配区間のある宗谷本線で優等列車として運用するため、機関をキハ183系550番台・1550番台と同じDMF13HZ（330 PS / 2000 rpm）に、変速機はキハ85系やキハ110系などと同じ多段式のN-DW14B形（3段6要素・変速1段・直結2段）に交換し、特急用気動車と同等の性能とした。その結果、名寄駅での増解結作業が増えたにもかかわらず、所要時間は客車時より約40分、キハ56系時よりも約20分短縮した。
座席はキハ183系500番台と同じR55形リクライニングシートへ交換され、横引きカーテンや読書灯付荷棚が設けられたが、窓配置はそのままのため窓と座席の間隔が一致せず、眺望は利かなかった。キハ400形はトイレを改良して隣に洗面所を新設し、窓1箇所を埋めている一方、キハ480形は304もトイレを撤去して全車トイレなしとしている。冷房装置は、屋根上に各車1基搭載したインバーター式の AU400を、キハ400形車内の機器室に設置した発電用電源エンジンから三相交流220 Vの電力を給電して稼働させる独立機関・電気式のものとし、発電機器室は窓2箇所を埋めてルーバーを設置している。
車体塗装はグレーのツートンカラーに赤の細帯に変更され、トイレの反対側に列車名をあしらったエンブレムが描かれた。定員はキハ400形が48名。キハ480形は当初68名だったが、のちに飲料水の自動販売機が設置され66名に減少した。
予備車が少なく、またキハ400形が機器室・トイレ・洗面所付き両運転台車で定員が少ないため、多客期は自由席としてキハ56系やキハ54形などが増結された。その後、1991年3月に夜行急行「利尻」がキハ400系化され、寝台車には気動車用引通し線の設置等を施行したスハネフ14形改造車3両が充当された一方、1997年にキハ400形100番台3両が、老朽化したお座敷気動車を置換えるため、お座敷気動車の500番台に改造され、代替でキハ182形改造車3両が補充された。残る10両は、宗谷本線高速化により急行列車が特急化された2000年3月11日のダイヤ改正まで使用され、その後、うち9両は同年夏に学園都市線（札沼線）用の一般車（キハ40形330番台・キハ48形1330番台）に再改造された。
| キハ400系（キハ400形、キハ480形）改造一覧 | キハ400系（キハ400形、キハ480形）改造一覧 | キハ400系（キハ400形、キハ480形）改造一覧 | キハ400系（キハ400形、キハ480形）改造一覧 | キハ400系（キハ400形、キハ480形）改造一覧 | キハ400系（キハ400形、キハ480形）改造一覧 | キハ400系（キハ400形、キハ480形）改造一覧 | キハ400系（キハ400形、キハ480形）改造一覧 | キハ400系（キハ400形、キハ480形）改造一覧 | キハ400系（キハ400形、キハ480形）改造一覧 |
| 車両形式                                  | 車両番号                                  | 種車                                      | 落成日                                    | 改造                                      | 落成配置                                  | 現行配置・処遇                            | 転属・除籍                                | 最終配置                                  | 備考                                      |
| ----------------------------------------- | ----------------------------------------- | ----------------------------------------- | ----------------------------------------- | ----------------------------------------- | ----------------------------------------- | ----------------------------------------- | ----------------------------------------- | ----------------------------------------- | ----------------------------------------- |
| キハ400形                                 | キハ400 141                               | キハ40 141                                | 1988年10月14日                            | 苗穂                                      | 苗穂                                      | 改造(キハ400 501)                         | 1997年12月28日                            | 苗穂                                      |                                           |
| キハ400形                                 | キハ400 142                               | キハ40 142                                | 1988年10月14日                            | 苗穂                                      | 苗穂                                      | 改造(キハ400 502)                         | 1998年2月28日                             | 苗穂                                      |                                           |
| キハ400形                                 | キハ400 143                               | キハ40 143                                | 1988年11月18日                            | 釧路                                      | 苗穂                                      | 改造(キハ40 331)                          | 2000年7月1日                              | 苗穂                                      |                                           |
| キハ400形                                 | キハ400 144                               | キハ40 144                                | 1988年10月15日                            | 五稜郭                                    | 苗穂                                      | 改造(キハ40 332)                          | 2000年7月26日                             | 苗穂                                      |                                           |
| キハ400形                                 | キハ400 145                               | キハ40 145                                | 1988年10月27日                            | 五稜郭                                    | 苗穂                                      | 改造(キハ40 333)                          | 2000年8月11日                             | 苗穂                                      |                                           |
| キハ400形                                 | キハ400 146                               | キハ40 146                                | 1988年10月28日                            | 五稜郭                                    | 苗穂                                      | 改造(キハ40 334)                          | 2000年6月20日                             | 苗穂                                      |                                           |
| キハ400形                                 | キハ400 147                               | キハ40 147                                | 1988年10月24日                            | 苗穂                                      | 苗穂                                      | 改造(キハ40 335)                          | 2000年7月11日                             | 苗穂                                      |                                           |
| キハ400形                                 | キハ400 148                               | キハ40 148                                | 1988年10月27日                            | 苗穂                                      | 苗穂                                      | 改造(キハ40 336)                          | 2000年7月19日                             | 苗穂                                      |                                           |
| キハ400形                                 | キハ400 149                               | キハ40 149                                | 1988年10月20日                            | 苗穂                                      | 苗穂                                      | 改造(キハ400 503)                         | 1998年4月18日                             | 苗穂                                      |                                           |
| キハ480形                                 | キハ480 304                               | キハ48 304                                | 1988年10月24日                            | 苗穂                                      | 苗穂                                      | 廃車                                      | 2006年10月6日                             | 苗穂                                      |                                           |
| キハ480形                                 | キハ480 1301                              | キハ48 1301                               | 1988年10月15日                            | 五稜郭                                    | 苗穂                                      | 改造(キハ48 1331)                         | 2000年7月15日                             | 苗穂                                      |                                           |
| キハ480形                                 | キハ480 1302                              | キハ48 1302                               | 1988年10月20日                            | 苗穂                                      | 苗穂                                      | 改造(キハ48 1332)                         | 2000年8月11日                             | 苗穂                                      |                                           |
| キハ480形                                 | キハ480 1303                              | キハ48 1303                               | 1988年10月14日                            | 苗穂                                      | 苗穂                                      | 改造(キハ48 1333)                         | 2000年7月21日                             | 苗穂                                      |                                           |

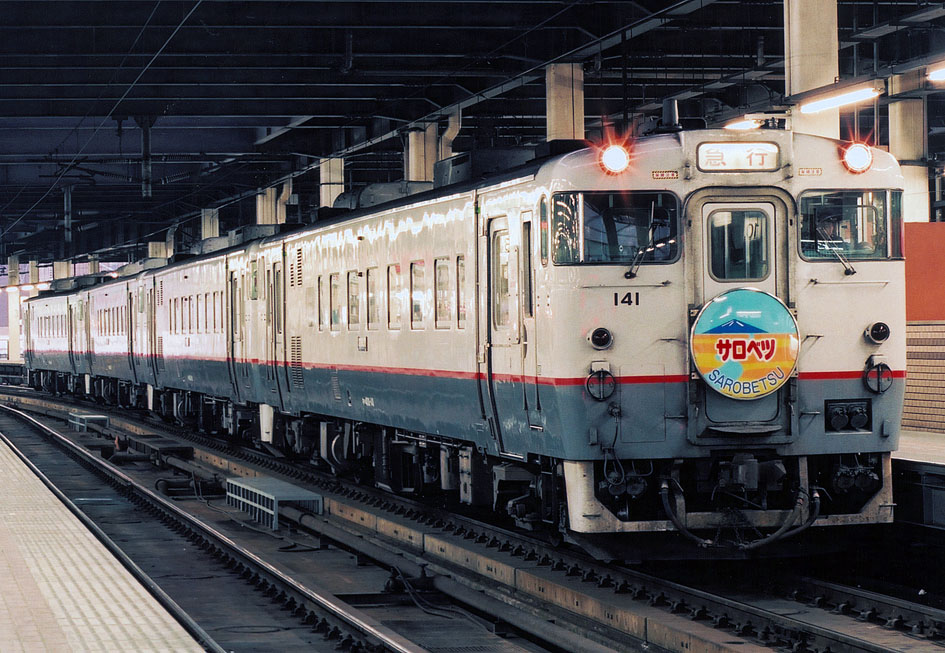
キハ400-141先頭の急行「サロベツ」（札幌駅）
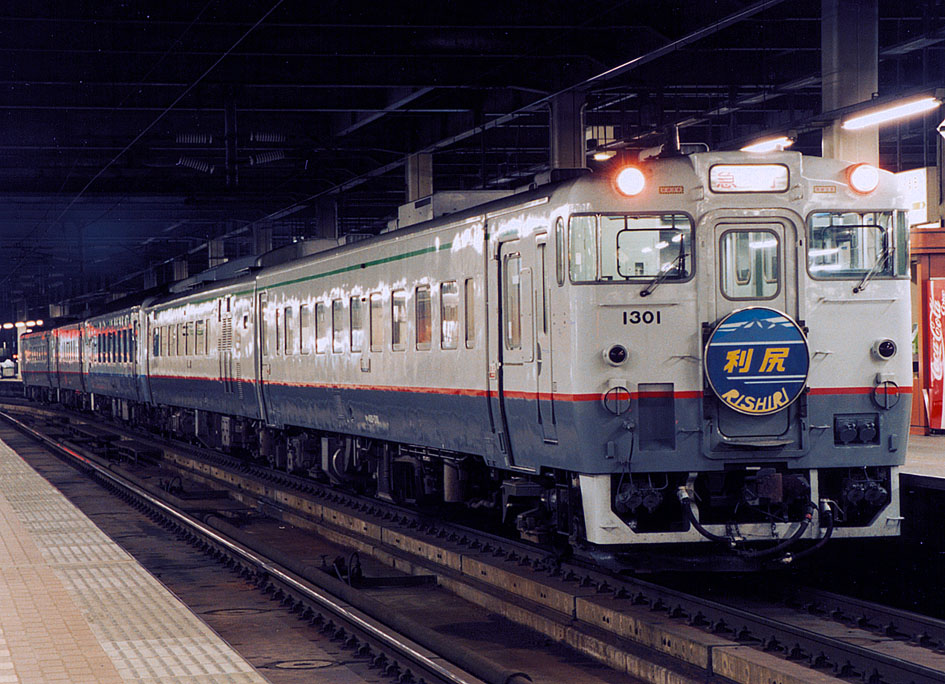
キハ480-1301先頭の急行「利尻」（2両目はキハ182、3両目はスハネフ14）
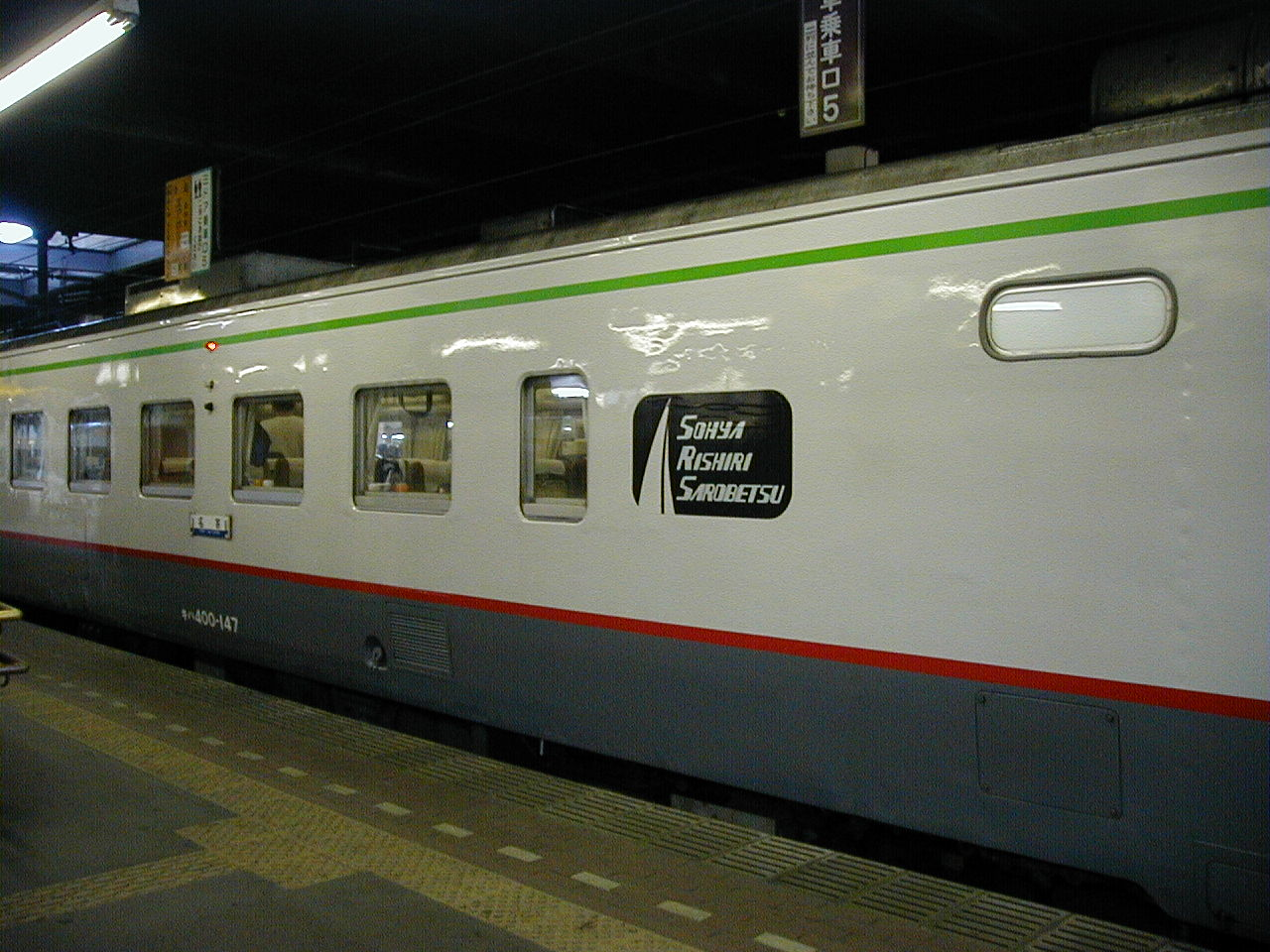
側面洗面所部分に描かれたロゴ

#### ワンマン化（700番台）
1990年から1994年にかけてキハ40形100番台にワンマン運転対応工事を行ったもので、キハ400形に改造された9両を除く141両全車が改造された。番号は1次車（101 - 116）が種車の車両は元番号に725を足した連番、その他の竣工順の付番とされている。
また、17両が都市近郊輸送に対応するため、旧番号時代の1991年から1992年にクロスシートを1+2列に改造している。番号は次のとおり。
- キハ40 175・178 - 180・186 - 188・207 - 210・222・226 - 228・249・250 → 802 - 805・813 - 825

のちに、機関の換装などにより一部が300・350・400番台に改造されたほか、789は改番前（キハ40 150）の1988年に機関をキハ400形と同じDMF13HZに、変速機をN-DW14Bに換装しているが、番号上は区別されていない。1996年から2002年にかけて汚物処理装置が設置され、屋上の水タンクを撤去し車内設置に変更した車両も存在する。
JR移行後は、地域色を除き外板色が白地に萌黄色と青の帯に統一されていたが、2010年4月に、釧路運輸車両所所属の777が首都圏色に変更された。
更なる使用を目的に後述する1700番台への延命改造が実施され、一旦は全車が改造される計画であったが2011年に中断されたため一部が未改造で残存した。
| キハ40形ワンマン化（キハ40形700番台）改造一覧 | キハ40形ワンマン化（キハ40形700番台）改造一覧 | キハ40形ワンマン化（キハ40形700番台）改造一覧 | キハ40形ワンマン化（キハ40形700番台）改造一覧 | キハ40形ワンマン化（キハ40形700番台）改造一覧 | キハ40形ワンマン化（キハ40形700番台）改造一覧 | キハ40形ワンマン化（キハ40形700番台）改造一覧 | キハ40形ワンマン化（キハ40形700番台）改造一覧 | キハ40形ワンマン化（キハ40形700番台）改造一覧 | キハ40形ワンマン化（キハ40形700番台）改造一覧 | キハ40形ワンマン化（キハ40形700番台）改造一覧                      |
| 車両形式                                      | 車両形式                                      | 車両番号                                      | 種車                                          | 落成日                                        | 改造                                          | 落成配置                                      | 現行配置・処遇                                | 転属・除籍日                                  | 最終配置                                      | 備考                                                               |
| --------------------------------------------- | --------------------------------------------- | --------------------------------------------- | --------------------------------------------- | --------------------------------------------- | --------------------------------------------- | --------------------------------------------- | --------------------------------------------- | --------------------------------------------- | --------------------------------------------- | ------------------------------------------------------------------ |
| キハ40形                                      | 700番台                                       | キハ40 701                                    | キハ40 239                                    | 1990年6月22日                                 | 苗穂                                          | 苫小牧                                        | 延命改造(キハ40 1701)                         | 2005年3月30日                                 | 苫小牧                                        |                                                                    |
| キハ40形                                      | 700番台                                       | キハ40 702                                    | キハ40 212                                    | 1990年9月21日                                 | 苗穂                                          | 苫小牧                                        | 改造(キハ40 301)                              | 1996年2月2日                                  | 苫小牧                                        |                                                                    |
| キハ40形                                      | 700番台                                       | キハ40 703                                    | キハ40 238                                    | 1990年11月8日                                 | 苗穂                                          | 苫小牧                                        | 延命改造(キハ40 1703)                         | 2004年5月25日                                 | 苫小牧                                        |                                                                    |
| キハ40形                                      | 700番台                                       | キハ40 704                                    | キハ40 240                                    | 1990年12月13日                                | 苗穂                                          | 苫小牧                                        | 延命改造(キハ40 1704)                         | 2005年5月19日                                 | 苫小牧                                        |                                                                    |
| キハ40形                                      | 700番台                                       | キハ40 705                                    | キハ40 213                                    | 1990年12月21日                                | 苗穂                                          | 苫小牧                                        | 延命改造(キハ40 1705)                         | 2004年7月9日                                  | 苫小牧                                        |                                                                    |
| キハ40形                                      | 700番台                                       | キハ40 706                                    | キハ40 214                                    | 1991年3月8日                                  | 苗穂                                          | 苫小牧                                        | 延命改造(キハ40 1706)                         | 2004年9月1日                                  | 苫小牧                                        |                                                                    |
| キハ40形                                      | 700番台                                       | キハ40 707                                    | キハ40 138                                    | 1990年10月20日                                | 苗穂                                          | 旭川                                          | 延命改造(キハ40 1707)                         | 2012年3月7日                                  | 旭川                                          |                                                                    |
| キハ40形                                      | 700番台                                       | キハ40 708                                    | キハ40 136                                    | 1990年11月27日                                | 苗穂                                          | 旭川                                          | 廃車                                          | 2021年6月30日                                 | 旭川                                          |                                                                    |
| キハ40形                                      | 700番台                                       | キハ40 709                                    | キハ40 244                                    | 1991年1月28日                                 | 苗穂                                          | 旭川                                          | 延命改造(キハ40 1709)                         | 2005年6月10日                                 | 釧路                                          | 2022年3月末日廃車                                                  |
| キハ40形                                      | 700番台                                       | キハ40 710                                    | キハ40 156                                    | 1991年1月10日                                 | 苗穂                                          | 旭川                                          | 改造(キハ40 355)                              | 1998年12月11日                                | 旭川                                          |                                                                    |
| キハ40形                                      | 700番台                                       | キハ40 711                                    | キハ40 242                                    | 1991年2月13日                                 | 苗穂                                          | 旭川                                          | 延命改造(キハ40 1711)                         | 2012年4月24日                                 | 旭川                                          |                                                                    |
| キハ40形                                      | 700番台                                       | キハ40 712                                    | キハ40 241                                    | 1991年2月28日                                 | 苗穂                                          | 旭川                                          | 延命改造(キハ40 1712)                         | 2012年7月2日                                  | 旭川                                          |                                                                    |
| キハ40形                                      | 700番台                                       | キハ40 713                                    | キハ40 155                                    | 1991年10月17日                                | 旭川                                          | 旭川                                          | 改造(キハ40 352)                              | 1998年7月18日                                 | 旭川                                          |                                                                    |
| キハ40形                                      | 700番台                                       | キハ40 714                                    | キハ40 194                                    | 1991年8月27日                                 | 苗穂                                          | 旭川                                          | 延命改造(キハ40 1714)                         | 2008年11月7日                                 | 旭川                                          |                                                                    |
| キハ40形                                      | 700番台                                       | キハ40 715                                    | キハ40 196                                    | 1991年11月3日                                 | 旭川                                          | 旭川                                          | 延命改造(キハ40 1715)                         | 2007年7月14日                                 | 苫小牧                                        |                                                                    |
| キハ40形                                      | 700番台                                       | キハ40 716                                    | キハ40 200                                    | 1991年6月10日                                 | 旭川                                          | 旭川                                          | 延命改造(キハ40 1716)                         | 2009年9月28日                                 | 旭川                                          |                                                                    |
| キハ40形                                      | 700番台                                       | キハ40 717                                    | キハ40 201                                    | 1991年9月27日                                 | 苗穂                                          | 旭川                                          | 改造(キハ40 353)                              | 1998年9月1日                                  | 旭川                                          |                                                                    |
| キハ40形                                      | 700番台                                       | キハ40 718                                    | キハ40 232                                    | 1991年7月25日                                 | 旭川                                          | 旭川                                          | 改造(キハ40 351)                              | 1998年7月8日                                  | 旭川                                          |                                                                    |
| キハ40形                                      | 700番台                                       | キハ40 719                                    | キハ40 233                                    | 1991年8月15日                                 | 旭川                                          | 旭川                                          | 改造(キハ40 358)                              | 1999年9月27日                                 | 旭川                                          |                                                                    |
| キハ40形                                      | 700番台                                       | キハ40 720                                    | キハ40 234                                    | 1991年9月12日                                 | 旭川                                          | 旭川                                          | 延命改造(キハ40 1720)                         | 2009年7月24日                                 | 旭川                                          |                                                                    |
| キハ40形                                      | 700番台                                       | キハ40 721                                    | キハ40 245                                    | 1992年3月2日                                  | 苗穂                                          | 旭川                                          | 廃車                                          | 2022年3月31日                                 | 旭川                                          |                                                                    |
| キハ40形                                      | 700番台                                       | キハ40 722                                    | キハ40 128                                    | 1991年9月12日                                 | 旭川                                          | 釧路                                          | 延命改造(キハ40 1722)                         | 2011年5月19日                                 | 釧路                                          |                                                                    |
| キハ40形                                      | 700番台                                       | キハ40 723                                    | キハ40 129                                    | 1991年10月23日                                | 旭川                                          | 釧路                                          | 延命改造(キハ40 1723)                         | 2008年1月17日                                 | 釧路                                          |                                                                    |
| キハ40形                                      | 700番台                                       | キハ40 724                                    | キハ40 132                                    | 1991年12月4日                                 | 旭川                                          | 旭川                                          | 延命改造(キハ40 1724)                         | 2010年2月5日                                  | 旭川                                          |                                                                    |
| キハ40形                                      | 700番台                                       | キハ40 725                                    | キハ40 133                                    | 1991年10月22日                                | 旭川                                          | 旭川                                          | 延命改造(キハ40 1725)                         | 2011年11月10日                                | 旭川                                          |                                                                    |
| キハ40形                                      | 700番台                                       | キハ40 726                                    | キハ40 134                                    | 1992年1月19日                                 | 旭川                                          | 旭川                                          | 廃車                                          | 2021年5月31日                                 | 旭川                                          |                                                                    |
| キハ40形                                      | 700番台                                       | キハ40 727                                    | キハ40 135                                    | 1992年3月2日                                  | 旭川                                          | 旭川                                          | 延命改造(キハ40 1727)                         | 2011年10月7日                                 | 旭川                                          |                                                                    |
| キハ40形                                      | 700番台                                       | キハ40 728                                    | キハ40 190                                    | 1991年9月12日                                 | 苗穂                                          | 旭川                                          | 改造(キハ40 356)                              | 1998年12月11日                                | 旭川                                          |                                                                    |
| キハ40形                                      | 700番台                                       | キハ40 729                                    | キハ40 191                                    | 1991年10月23日                                | 苗穂                                          | 旭川                                          | 廃車                                          | 2021年6月30日                                 | 旭川                                          |                                                                    |
| キハ40形                                      | 700番台                                       | キハ40 730                                    | キハ40 215                                    | 1991年7月27日                                 | 苗穂                                          | 旭川                                          | 廃車                                          | 2022年3月31日                                 | 旭川                                          |                                                                    |
| キハ40形                                      | 700番台                                       | キハ40 731                                    | キハ40 216                                    | 1991年8月21日                                 | 苗穂                                          | 旭川                                          | 改造(キハ40 359)                              | 1999年10月22日                                | 旭川                                          |                                                                    |
| キハ40形                                      | 700番台                                       | キハ40 732                                    | キハ40 217                                    | 1991年9月26日                                 | 苗穂                                          | 旭川                                          | 廃車                                          | 2021年5月31日                                 | 旭川                                          |                                                                    |
| キハ40形                                      | 700番台                                       | キハ40 733                                    | キハ40 221                                    | 1991年11月1日                                 | 苗穂                                          | 旭川                                          | 廃車                                          | 2022年3月31日                                 | 旭川                                          |                                                                    |
| キハ40形                                      | 700番台                                       | キハ40 734                                    | キハ40 152                                    | 1991年9月3日                                  | 旭川                                          | 旭川                                          | 廃車                                          | 2021年9月30日                                 | 函館                                          |                                                                    |
| キハ40形                                      | 700番台                                       | キハ40 735                                    | キハ40 153                                    | 1991年12月19日                                | 旭川                                          | 旭川                                          | 延命改造(キハ40 1735)                         | 2009年8月31日                                 | 旭川                                          |                                                                    |
| キハ40形                                      | 700番台                                       | キハ40 736                                    | キハ40 170                                    | 1991年10月19日                                | 旭川                                          | 旭川                                          | 延命改造(キハ40 1736)                         | 2011年4月28日                                 | 旭川                                          |                                                                    |
| キハ40形                                      | 700番台                                       | キハ40 737                                    | キハ40 162                                    | 1991年4月20日                                 | 苗穂                                          | 釧路                                          | 延命改造(キハ40 1737)                         | 2006年3月25日                                 | 釧路                                          | 2022年3月末日廃車                                                  |
| キハ40形                                      | 700番台                                       | キハ40 738                                    | キハ40 163                                    | 1991年4月25日                                 | 苗穂                                          | 釧路                                          | 延命改造(キハ40 1738)                         | 2009年4月                                     | 釧路                                          |                                                                    |
| キハ40形                                      | 700番台                                       | キハ40 739                                    | キハ40 164                                    | 1991年5月22日                                 | 苗穂                                          | 釧路                                          | 廃車                                          | 2021年4月30日                                 | 釧路                                          |                                                                    |
| キハ40形                                      | 700番台                                       | キハ40 740                                    | キハ40 165                                    | 1991年5月30日                                 | 苗穂                                          | 釧路                                          | 延命改造(キハ40 1740)                         | 2009年10月26日                                | 釧路                                          |                                                                    |
| キハ40形                                      | 700番台                                       | キハ40 741                                    | キハ40 166                                    | 1991年7月9日                                  | 苗穂                                          | 釧路                                          | 延命改造(キハ40 1741)                         | 2005年1月31日                                 | 釧路                                          |                                                                    |
| キハ40形                                      | 700番台                                       | キハ40 742                                    | キハ40 167                                    | 1991年6月14日                                 | 苗穂                                          | 釧路                                          | 延命改造(キハ40 1742)                         | 2007年10月12日                                | 釧路                                          |                                                                    |
| キハ40形                                      | 700番台                                       | キハ40 743                                    | キハ40 246                                    | 1991年7月19日                                 | 苗穂                                          | 旭川                                          | 改造(キハ40 357)                              | 1999年6月23日                                 | 苫小牧                                        |                                                                    |
| キハ40形                                      | 700番台                                       | キハ40 744                                    | キハ40 168                                    | 1991年12月6日                                 | 苗穂                                          | 旭川                                          | 延命改造（キハ40 1744)                        | 2011年12月16日                                | 旭川                                          |                                                                    |
| キハ40形                                      | 700番台                                       | キハ40 745                                    | キハ40 169                                    | 1991年12月29日                                | 苗穂                                          | 旭川                                          | 延命改造(キハ40 1745)                         | 2011年2月28日                                 | 旭川                                          |                                                                    |
| キハ40形                                      | 700番台                                       | キハ40 746                                    | キハ40 203                                    | 1992年5月10日                                 | 旭川                                          | 旭川                                          | 廃車                                          | 2021年9月30日                                 | 旭川                                          |                                                                    |
| キハ40形                                      | 700番台                                       | キハ40 747                                    | キハ40 204                                    | 1992年6月26日                                 | 旭川                                          | 旭川                                          | 延命改造(キハ40 1747)                         | 2009年1月28日                                 | 旭川                                          |                                                                    |
| キハ40形                                      | 700番台                                       | キハ40 748                                    | キハ40 205                                    | 1992年7月23日                                 | 旭川                                          | 旭川                                          | 改造(キハ40 302)                              | 1996年3月7日                                  | 苫小牧                                        |                                                                    |
| キハ40形                                      | 700番台                                       | キハ40 749                                    | キハ40 122                                    | 1992年9月1日                                  | 旭川                                          | 釧路                                          | 延命改造(キハ40 1749)                         | 2007年11月14日                                | 釧路                                          |                                                                    |
| キハ40形                                      | 700番台                                       | キハ40 750                                    | キハ40 123                                    | 1992年10月22日                                | 旭川                                          | 釧路                                          | 事故廃車                                      | 2000年7月19日                                 | 釧路                                          | 根室本線尺別駅、保線作業時に撤去し忘れた｢横取り装置｣に乗りあげ脱線 |
| キハ40形                                      | 700番台                                       | キハ40 751                                    | キハ40 140                                    | 1992年9月30日                                 | 旭川                                          | 釧路                                          | 延命改造(キハ40 1751)                         | 2011年8月3日                                  | 釧路                                          |                                                                    |
| キハ40形                                      | 700番台                                       | キハ40 752                                    | キハ40 117                                    | 1992年10月26日                                | 旭川                                          | 釧路                                          | 延命改造(キハ40 1752)                         | 2005年12月24日                                | 釧路                                          |                                                                    |
| キハ40形                                      | 700番台                                       | キハ40 753                                    | キハ40 118                                    | 1992年11月26日                                | 旭川                                          | 釧路                                          | 改造(キハ40 354)                              | 1998年9月30日                                 | 旭川                                          |                                                                    |
| キハ40形                                      | 700番台                                       | キハ40 754                                    | キハ40 119                                    | 1992年12月25日                                | 旭川                                          | 釧路                                          | 延命改造(キハ40 1754)                         | 2006年4月29日                                 | 釧路                                          |                                                                    |
| キハ40形                                      | 700番台                                       | キハ40 755                                    | キハ40 124                                    | 1992年5月26日                                 | 苗穂                                          | 釧路                                          | 延命改造(キハ40 1755)                         | 2007年3月19日                                 | 釧路                                          |                                                                    |
| キハ40形                                      | 700番台                                       | キハ40 756                                    | キハ40 127                                    | 1992年6月6日                                  | 苗穂                                          | 釧路                                          | 延命改造(キハ40 1756)                         | 2007年8月3日                                  | 釧路                                          |                                                                    |
| キハ40形                                      | 700番台                                       | キハ40 757                                    | キハ40 125                                    | 1992年6月25日                                 | 苗穂                                          | 釧路                                          | 廃車                                          | 2021年4月30日                                 | 釧路                                          |                                                                    |
| キハ40形                                      | 700番台                                       | キハ40 758                                    | キハ40 126                                    | 1992年8月19日                                 | 苗穂                                          | 釧路                                          | 延命改造(キハ40 1758)                         | 2010年4月22日                                 | 釧路                                          |                                                                    |
| キハ40形                                      | 700番台                                       | キハ40 759                                    | キハ40 176                                    | 1992年7月12日                                 | 苗穂                                          | 釧路                                          | 延命改造(キハ40 1759)                         | 2005年4月27日                                 | 釧路                                          |                                                                    |
| キハ40形                                      | 700番台                                       | キハ40 760                                    | キハ40 177                                    | 1992年8月2日                                  | 苗穂                                          | 釧路                                          | 延命改造(キハ40 1760)                         | 2006年10月24日                                | 釧路                                          |                                                                    |
| キハ40形                                      | 700番台                                       | キハ40 761                                    | キハ40 181                                    | 1992年8月19日                                 | 苗穂                                          | 苗穂                                          | 延命改造(キハ40 1761)                         | 2009年4月23日                                 | 旭川                                          |                                                                    |
| キハ40形                                      | 700番台                                       | キハ40 762                                    | キハ40 185                                    | 1992年9月6日                                  | 苗穂                                          | 苗穂                                          | 延命改造(キハ40 1762)                         | 2008年8月26日                                 | 苫小牧                                        |                                                                    |
| キハ40形                                      | 700番台                                       | キハ40 763                                    | キハ40 189                                    | 1992年9月26日                                 | 苗穂                                          | 苗穂                                          | 延命改造(キハ40 1763)                         | 2004年2月20日                                 | 苫小牧                                        |                                                                    |
| キハ40形                                      | 700番台                                       | キハ40 764                                    | キハ40 230                                    | 1992年10月26日                                | 苗穂                                          | 苗穂                                          | 廃車                                          | 2005年6月24日                                 | 旭川                                          | 鉄道員(ぽっぽや)用改造車                                           |
| キハ40形                                      | 700番台                                       | キハ40 765                                    | キハ40 120                                    | 1992年11月5日                                 | 苗穂                                          | 釧路                                          | 延命改造(キハ40 1765)                         | 2006年12月12日                                | 釧路                                          |                                                                    |
| キハ40形                                      | 700番台                                       | キハ40 766                                    | キハ40 121                                    | 1992年12月4日                                 | 苗穂                                          | 釧路                                          | 延命改造(キハ40 1766)                         | 2007年3月1日                                  | 釧路                                          |                                                                    |
| キハ40形                                      | 700番台                                       | キハ40 767                                    | キハ40 139                                    | 1992年5月24日                                 | 函館                                          | 釧路                                          | 延命改造(キハ40 1767)                         | 2009年3月                                     | 苫小牧                                        |                                                                    |
| キハ40形                                      | 700番台                                       | キハ40 768                                    | キハ40 157                                    | 1992年6月24日                                 | 函館                                          | 釧路                                          | 延命改造(キハ40 1768)                         | 2005年10月14日                                | 苫小牧                                        |                                                                    |
| キハ40形                                      | 700番台                                       | キハ40 769                                    | キハ40 159                                    | 1992年7月27日                                 | 函館                                          | 釧路                                          | 改造(キハ40 401)                              | 1996年3月6日                                  | 苫小牧                                        |                                                                    |
| キハ40形                                      | 700番台                                       | キハ40 770                                    | キハ40 160                                    | 1992年8月15日                                 | 函館                                          | 函館                                          | 改造(キハ40 402)                              | 1996年3月11日                                 | 苫小牧                                        |                                                                    |
| キハ40形                                      | 700番台                                       | キハ40 771                                    | キハ40 243                                    | 1992年9月12日                                 | 函館                                          | 函館                                          | 延命改造(キハ40 1771)                         | 2005年4月20日                                 | 苫小牧                                        |                                                                    |
| キハ40形                                      | 700番台                                       | キハ40 772                                    | キハ40 174                                    | 1992年10月14日                                | 函館                                          | 函館                                          | 延命改造(キハ40 1772)                         | 2005年2月10日                                 | 苫小牧                                        |                                                                    |
| キハ40形                                      | 700番台                                       | キハ40 773                                    | キハ40 195                                    | 1992年11月14日                                | 函館                                          | 函館                                          | 改造(キハ40 303)                              | 1996年1月23日                                 | 苫小牧                                        |                                                                    |
| キハ40形                                      | 700番台                                       | キハ40 774                                    | キハ40 235                                    | 1992年12月10日                                | 函館                                          | 函館                                          | 延命改造(キハ40 1774)                         | 2004年10月26日                                | 釧路                                          |                                                                    |
| キハ40形                                      | 700番台                                       | キハ40 775                                    | キハ40 236                                    | 1993年1月13日                                 | 函館                                          | 函館                                          | 延命改造(キハ40 1775)                         | 2008年10月28日                                | 釧路                                          |                                                                    |
| キハ40形                                      | 700番台                                       | キハ40 776                                    | キハ40 237                                    | 1993年2月10日                                 | 函館                                          | 函館                                          | 延命改造(キハ40 1776)                         | 2004年7月30日                                 | 釧路                                          |                                                                    |
| キハ40形                                      | 700番台                                       | キハ40 777                                    | キハ40 248                                    | 1993年2月4日                                  | 旭川                                          | 釧路                                          | 廃車                                          | 2021年4月30日                                 | 釧路                                          | 首都圏色                                                           |
| キハ40形                                      | 700番台                                       | キハ40 778                                    | キハ40 154                                    | 1993年3月5日                                  | 旭川                                          | 釧路                                          | 延命改造(キハ40 1778)                         | 2006年4月                                     | 釧路                                          |                                                                    |
| キハ40形                                      | 700番台                                       | キハ40 779                                    | キハ40 225                                    | 1992年12月27日                                | 苗穂                                          | 苗穂                                          | 延命改造(キハ40 1779)                         | 2007年5月20日                                 | 釧路                                          |                                                                    |
| キハ40形                                      | 700番台                                       | キハ40 780                                    | キハ40 224                                    | 1993年2月28日                                 | 苗穂                                          | 苗穂                                          | 延命改造(キハ40 1780)                         | 2006年12月22日                                | 苫小牧                                        |                                                                    |
| キハ40形                                      | 700番台                                       | キハ40 781                                    | キハ40 211                                    | 1993年3月10日                                 | 函館                                          | 函館                                          | 廃車                                          | 2018年5月31日                                 | 釧路                                          |                                                                    |
| キハ40形                                      | 700番台                                       | キハ40 782                                    | キハ40 182                                    | 1993年5月17日                                 | 苗穂                                          | 苗穂                                          | 改造(キハ40 304)                              | 1996年1月31日                                 | 苫小牧                                        |                                                                    |
| キハ40形                                      | 700番台                                       | キハ40 783                                    | キハ40 183                                    | 1993年6月14日                                 | 苗穂                                          | 苗穂                                          | 延命改造(キハ40 1783)                         | 2006年5月13日                                 | 苫小牧                                        |                                                                    |
| キハ40形                                      | 700番台                                       | キハ40 784                                    | キハ40 184                                    | 1993年7月9日                                  | 苗穂                                          | 苗穂                                          | 延命改造(キハ40 1784)                         | 2006年6月28日                                 | 苫小牧                                        |                                                                    |
| キハ40形                                      | 700番台                                       | キハ40 785                                    | キハ40 223                                    | 1993年8月5日                                  | 苗穂                                          | 苗穂                                          | 延命改造(キハ40 1785)                         | 2004年12月14日                                | 苫小牧                                        |                                                                    |
| キハ40形                                      | 700番台                                       | キハ40 786                                    | キハ40 137                                    | 1993年9月3日                                  | 苗穂                                          | 苫小牧                                        | 延命改造(キハ40 1786)                         | 2007年12月12日                                | 苫小牧                                        |                                                                    |
| キハ40形                                      | 700番台                                       | キハ40 787                                    | キハ40 171                                    | 1993年10月10日                                | 苗穂                                          | 苫小牧                                        | 延命改造(キハ40 1787)                         | 2008年2月18日                                 | 苫小牧                                        |                                                                    |
| キハ40形                                      | 700番台                                       | キハ40 788                                    | キハ40 206                                    | 1993年12月8日                                 | 苗穂                                          | 苫小牧                                        | 延命改造(キハ40 1788)                         | 2004年12月27日                                | 苫小牧                                        |                                                                    |
| キハ40形                                      | 700番台                                       | キハ40 789                                    | キハ40 150                                    | 1994年1月27日                                 | 苗穂                                          | 苫小牧                                        | 廃車                                          | 2018年4月30日                                 | 苫小牧                                        |                                                                    |
| キハ40形                                      | 700番台                                       | キハ40 790                                    | キハ40 199                                    | 1993年8月25日                                 | 函館                                          | 函館                                          | 延命改造(キハ40 1790)                         | 2005年7月21日                                 | 苗穂                                          |                                                                    |
| キハ40形                                      | 700番台                                       | キハ40 791                                    | キハ40 198                                    | 1993年9月28日                                 | 函館                                          | 函館                                          | 延命改造(キハ40 1791)                         | 2006年2月6日                                  | 苫小牧                                        |                                                                    |
| キハ40形                                      | 700番台                                       | キハ40 792                                    | キハ40 173                                    | 1993年6月10日                                 | 函館                                          | 函館                                          | 延命改造(キハ40 1792)                         | 2004年9月29日                                 | 函館                                          |                                                                    |
| キハ40形                                      | 700番台                                       | キハ40 793                                    | キハ40 231                                    | 1993年5月21日                                 | 旭川                                          | 函館                                          | 延命改造(キハ40 1793)                         | 2007年11月26日                                | 函館                                          |                                                                    |
| キハ40形                                      | 700番台                                       | キハ40 794                                    | キハ40 202                                    | 1993年6月22日                                 | 旭川                                          | 函館                                          | 改造(キハ40 360)                              | 1999年11月9日                                 | 函館                                          |                                                                    |
| キハ40形                                      | 700番台                                       | キハ40 795                                    | キハ40 151                                    | 1993年7月26日                                 | 旭川                                          | 函館                                          | 延命改造(キハ40 1795)                         | 2005年9月8日                                  | 函館                                          |                                                                    |
| キハ40形                                      | 700番台                                       | キハ40 796                                    | キハ40 158                                    | 1993年5月19日                                 | 釧路                                          | 函館                                          | 延命改造(キハ40 1796)                         | 2004年8月16日                                 | 函館                                          |                                                                    |
| キハ40形                                      | 700番台                                       | キハ40 797                                    | キハ40 161                                    | 1993年6月18日                                 | 釧路                                          | 函館                                          | 延命改造(キハ40 1797)                         | 2008年9月22日                                 | 函館                                          |                                                                    |
| キハ40形                                      | 700番台                                       | キハ40 798                                    | キハ40 130                                    | 1993年7月23日                                 | 釧路                                          | 函館                                          | 延命改造(キハ40 1798)                         | 2009年9月18日                                 | 函館                                          |                                                                    |
| キハ40形                                      | 700番台                                       | キハ40 799                                    | キハ40 193                                    | 1993年7月28日                                 | 釧路                                          | 函館                                          | 延命改造(キハ40 1799)                         | 2006年3月25日                                 | 函館                                          |                                                                    |
| キハ40形                                      | 700番台                                       | キハ40 800                                    | キハ40 197                                    | 1993年9月24日                                 | 釧路                                          | 函館                                          | 延命改造(キハ40 1800)                         | 2005年12月14日                                | 函館                                          |                                                                    |
| キハ40形                                      | 700番台                                       | キハ40 801                                    | キハ40 172                                    | 1993年5月6日                                  | 函館                                          | 函館                                          | 延命改造(キハ40 1801)                         | 2004年11月11日                                | 函館                                          |                                                                    |
| キハ40形                                      | 700番台                                       | キハ40 802                                    | キハ40 187                                    | 1993年7月16日                                 | 函館                                          | 函館                                          | 廃車                                          | 2022年3月31日                                 | 函館                                          |                                                                    |
| キハ40形                                      | 700番台                                       | キハ40 803                                    | キハ40 188                                    | 1993年8月18日                                 | 函館                                          | 函館                                          | 延命改造(キハ40 1803)                         | 2004年5月21日                                 | 函館                                          |                                                                    |
| キハ40形                                      | 700番台                                       | キハ40 804                                    | キハ40 222                                    | 1993年9月17日                                 | 函館                                          | 函館                                          | 延命改造(キハ40 1804)                         | 2009年1月7日                                  | 函館                                          |                                                                    |
| キハ40形                                      | 700番台                                       | キハ40 805                                    | キハ40 209                                    | 1993年9月27日                                 | 苗穂                                          | 函館                                          | 延命改造(キハ40 1805)                         | 2005年2月16日                                 | 函館                                          |                                                                    |
| キハ40形                                      | 700番台                                       | キハ40 806                                    | キハ40 248                                    | 1994年2月3日                                  | 苗穂                                          | 苗穂                                          | 延命改造(キハ40 1806)                         | 2010年1月28日                                 | 函館                                          |                                                                    |
| キハ40形                                      | 700番台                                       | キハ40 807                                    | キハ40 131                                    | 1994年10月1日                                 | 函館                                          | 函館                                          | 延命改造(キハ40 1807)                         | 2009年11月18日                                | 函館                                          |                                                                    |
| キハ40形                                      | 700番台                                       | キハ40 808                                    | キハ40 192                                    | 1994年12月7日                                 | 苗穂                                          | 函館                                          | 廃車                                          | 2018年8月31日                                 | 函館                                          |                                                                    |
| キハ40形                                      | 700番台                                       | キハ40 809                                    | キハ40 218                                    | 1994年12月3日                                 | 苗穂                                          | 苗穂                                          | 延命改造(キハ40 1809)                         | 2005年10月31日                                | 函館                                          |                                                                    |
| キハ40形                                      | 700番台                                       | キハ40 810                                    | キハ40 219                                    | 1994年7月22日                                 | 旭川                                          | 苗穂                                          | 延命改造(キハ40 1810)                         | 2011年12月27日                                | 函館                                          |                                                                    |
| キハ40形                                      | 700番台                                       | キハ40 811                                    | キハ40 220                                    | 1994年8月5日                                  | 苗穂                                          | 函館                                          | 延命改造(キハ40 1811)                         | 2012年3月24日                                 | 函館                                          |                                                                    |
| キハ40形                                      | 700番台                                       | キハ40 812                                    | キハ40 229                                    | 1994年11月4日                                 | 苗穂                                          | 函館                                          | 延命改造(キハ40 1812)                         | 2006年4月7日                                  | 函館                                          |                                                                    |
| キハ40形                                      | 700番台                                       | キハ40 813                                    | キハ40 175                                    | 1994年8月6日                                  | 函館                                          | 函館                                          | 延命改造(キハ40 1813)                         | 2004年3月12日                                 | 函館                                          |                                                                    |
| キハ40形                                      | 700番台                                       | キハ40 814                                    | キハ40 178                                    | 1994年10月22日                                | 苗穂                                          | 函館                                          | 延命改造(キハ40 1814)                         | 2008年11月12日                                | 函館                                          |                                                                    |
| キハ40形                                      | 700番台                                       | キハ40 815                                    | キハ40 179                                    | 1995年2月8日                                  | 五稜郭                                        | 函館                                          | 延命改造(キハ40 1815)                         | 2009年7月17日                                 | 函館                                          |                                                                    |
| キハ40形                                      | 700番台                                       | キハ40 816                                    | キハ40 180                                    | 1994年10月30日                                | 釧路                                          | 苗穂                                          | 延命改造(キハ40 1816)                         | 2011年8月10日                                 | 苗穂                                          |                                                                    |
| キハ40形                                      | 700番台                                       | キハ40 817                                    | キハ40 186                                    | 1994年8月5日                                  | 苗穂                                          | 苗穂                                          | 廃車                                          | 2020年3月31日                                 | 苗穂                                          |                                                                    |
| キハ40形                                      | 700番台                                       | キハ40 818                                    | キハ40 207                                    | 1994年7月8日                                  | 釧路                                          | 苗穂                                          | 延命改造(キハ40 1818)                         | 2010年3月27日                                 | 苗穂                                          |                                                                    |
| キハ40形                                      | 700番台                                       | キハ40 819                                    | キハ40 208                                    | 1994年8月13日                                 | 釧路                                          | 苗穂                                          | 廃車                                          | 2021年8月                                     | 苗穂                                          |                                                                    |
| キハ40形                                      | 700番台                                       | キハ40 820                                    | キハ40 210                                    | 1994年9月21日                                 | 釧路                                          | 苗穂                                          | 廃車                                          | 2020年5月31日                                 | 苗穂                                          |                                                                    |
| キハ40形                                      | 700番台                                       | キハ40 821                                    | キハ40 226                                    | 1994年12月22日                                | 苗穂                                          | 苗穂                                          | 延命改造(キハ40 1821)                         | 2011年10月7日                                 | 苗穂                                          |                                                                    |
| キハ40形                                      | 700番台                                       | キハ40 822                                    | キハ40 227                                    | 1995年1月30日                                 | 苗穂                                          | 苗穂                                          | 廃車                                          | 2020年3月31日                                 | 苗穂                                          |                                                                    |
| キハ40形                                      | 700番台                                       | キハ40 823                                    | キハ40 228                                    | 1995年2月23日                                 | 苗穂                                          | 苗穂                                          | 廃車                                          | 2021年8月31日                                 | 苗穂                                          |                                                                    |
| キハ40形                                      | 700番台                                       | キハ40 824                                    | キハ40 249                                    | 1994年8月23日                                 | 旭川                                          | 苗穂                                          | 延命改造(キハ40 1824)                         | 2009年12月11日                                | 苗穂                                          |                                                                    |
| キハ40形                                      | 700番台                                       | キハ40 825                                    | キハ40 250                                    | 1994年8月17日                                 | 苗穂                                          | 苗穂                                          | 廃車                                          | 2021年4月30日                                 | 函館                                          |                                                                    |
| キハ40形                                      | 700番台                                       | キハ40 826                                    | キハ40 101                                    | 1994年9月22日                                 | 旭川                                          | 苗穂                                          | 廃車                                          | 2020年4月26日                                 | 旭川                                          |                                                                    |
| キハ40形                                      | 700番台                                       | キハ40 827                                    | キハ40 102                                    | 1994年10月5日                                 | 苗穂                                          | 苗穂                                          | 廃車                                          | 2020年4月26日                                 | 旭川                                          |                                                                    |
| キハ40形                                      | 700番台                                       | キハ40 828                                    | キハ40 103                                    | 1994年10月26日                                | 旭川                                          | 苗穂                                          | 廃車                                          | 2021年4月30日                                 | 旭川                                          |                                                                    |
| キハ40形                                      | 700番台                                       | キハ40 829                                    | キハ40 104                                    | 1994年8月10日                                 | 苗穂                                          | 苗穂                                          | 廃車                                          | 2021年6月30日                                 | 旭川                                          |                                                                    |
| キハ40形                                      | 700番台                                       | キハ40 830                                    | キハ40 105                                    | 1994年11月24日                                | 旭川                                          | 苗穂                                          | 廃車                                          | 2021年5月31日                                 | 旭川                                          |                                                                    |
| キハ40形                                      | 700番台                                       | キハ40 831                                    | キハ40 106                                    | 1994年12月28日                                | 旭川                                          | 苗穂                                          | 廃車                                          | 2020年8月14日                                 | 函館                                          |                                                                    |
| キハ40形                                      | 700番台                                       | キハ40 832                                    | キハ40 107                                    | 1995年2月1日                                  | 旭川                                          | 苗穂                                          | 廃車                                          | 2021年4月30日                                 | 旭川                                          |                                                                    |
| キハ40形                                      | 700番台                                       | キハ40 833                                    | キハ40 108                                    | 1995年3月13日                                 | 旭川                                          | 苗穂                                          | 廃車                                          | 2021年4月30日                                 | 旭川                                          |                                                                    |
| キハ40形                                      | 700番台                                       | キハ40 834                                    | キハ40 109                                    | 1994年11月28日                                | 苗穂                                          | 苗穂                                          | 廃車                                          | 2021年6月30日                                 | 旭川                                          |                                                                    |
| キハ40形                                      | 700番台                                       | キハ40 835                                    | キハ40 110                                    | 1994年11月11日                                | 苗穂                                          | 函館                                          | 廃車                                          | 2021年4月30日                                 | 函館                                          |                                                                    |
| キハ40形                                      | 700番台                                       | キハ40 836                                    | キハ40 111                                    | 1994年12月15日                                | 苗穂                                          | 函館                                          | 廃車                                          | 2018年3月31日                                 | 函館                                          |                                                                    |
| キハ40形                                      | 700番台                                       | キハ40 837                                    | キハ40 112                                    | 1995年1月6日                                  | 苗穂                                          | 函館                                          | 廃車                                          | 2021年9月30日                                 | 函館                                          |                                                                    |
| キハ40形                                      | 700番台                                       | キハ40 838                                    | キハ40 113                                    | 1995年2月4日                                  | 苗穂                                          | 函館                                          | 廃車                                          | 2016年6月20日                                 | 函館                                          |                                                                    |
| キハ40形                                      | 700番台                                       | キハ40 839                                    | キハ40 114                                    | 1995年2月18日                                 | 苗穂                                          | 苗穂                                          | 廃車                                          | 2016年6月20日                                 | 函館                                          |                                                                    |
| キハ40形                                      | 700番台                                       | キハ40 840                                    | キハ40 115                                    | 1994年10月7日                                 | 苗穂                                          | 苗穂                                          | 廃車                                          | 2018年3月31日                                 | 函館                                          |                                                                    |
| キハ40形                                      | 700番台                                       | キハ40 841                                    | キハ40 116                                    | 1994年12月1日                                 | 苗穂                                          | 苗穂                                          | 廃車                                          | 2016年6月20日                                 | 函館                                          |                                                                    |

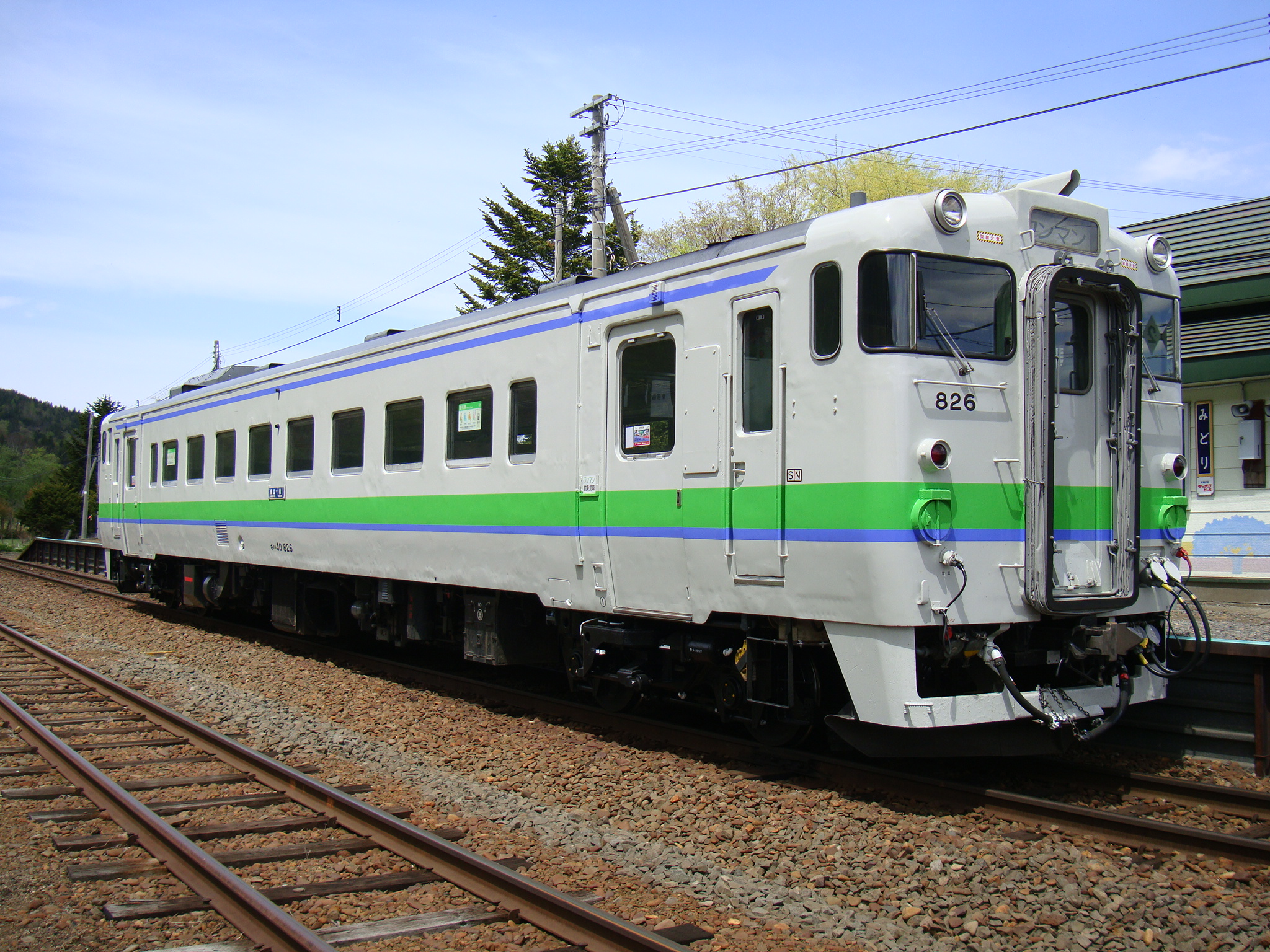
キハ40 826、角型水タンク装備（2009年5月、緑駅）
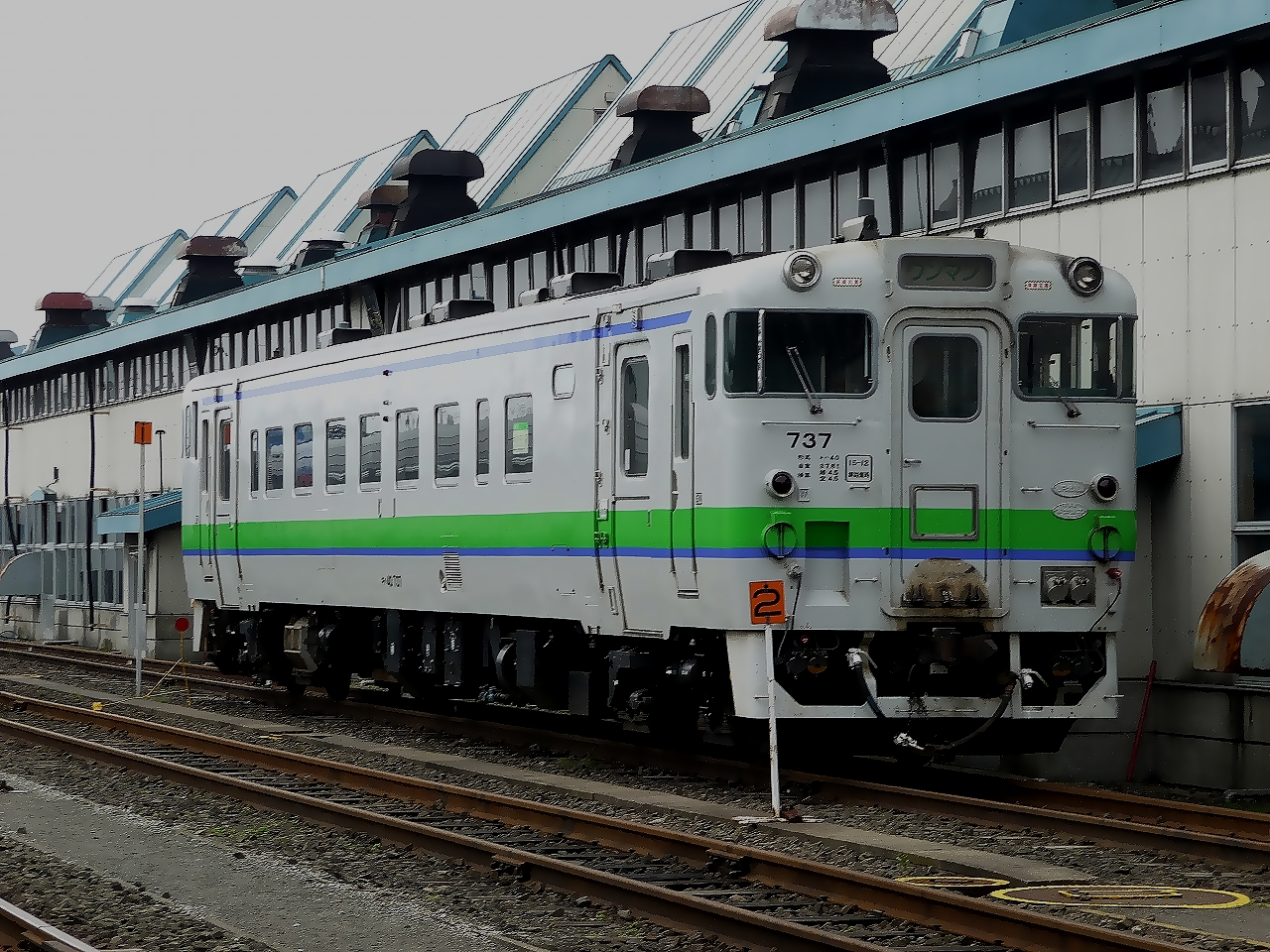
キハ40 737、水タンク撤去と機関直噴化改造を施工（2009年8月、釧路運輸車両所）
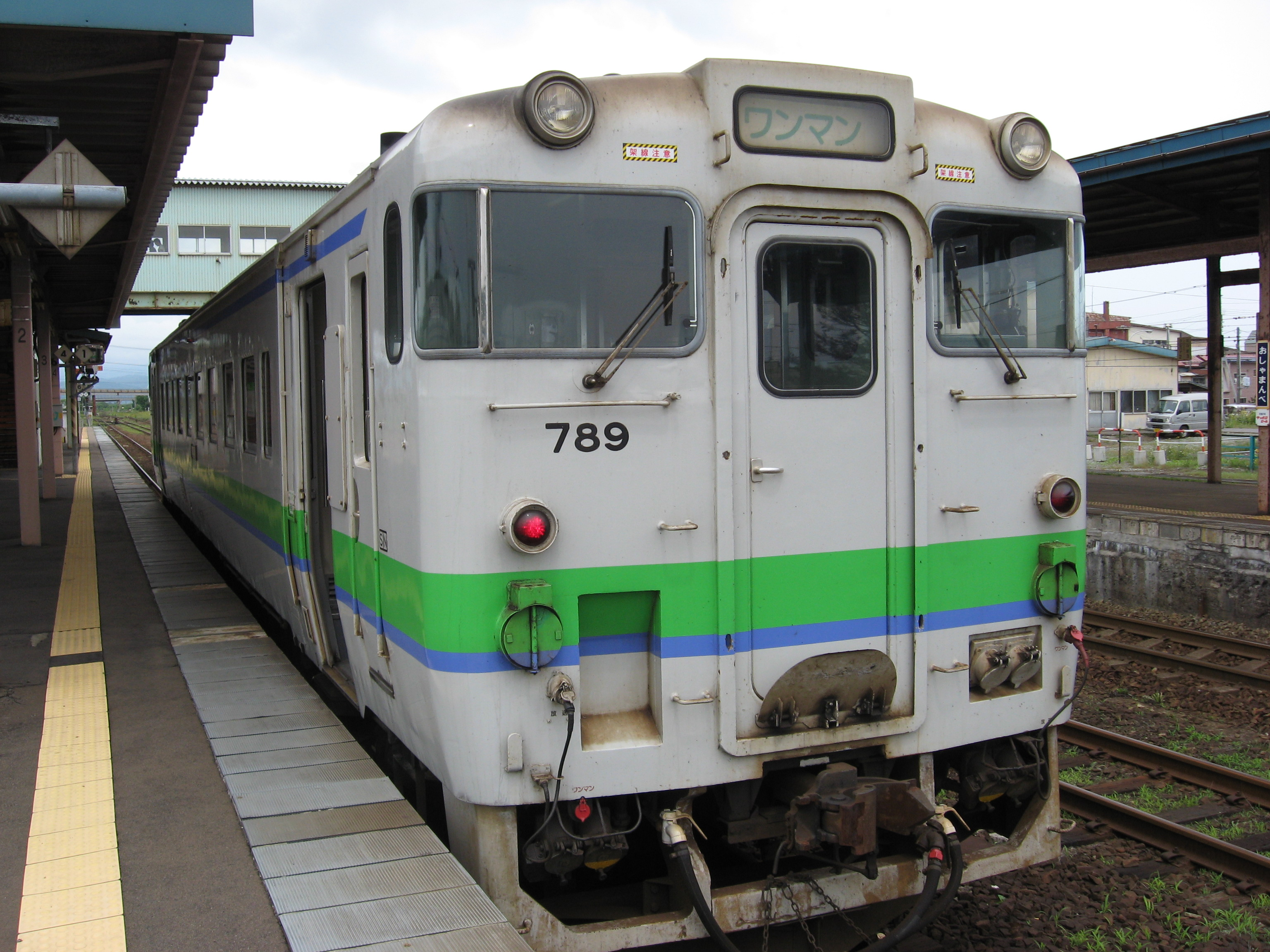
700番台化以前にDMF13HZに換装されていたキハ40 789（2010年7月11日、長万部駅）
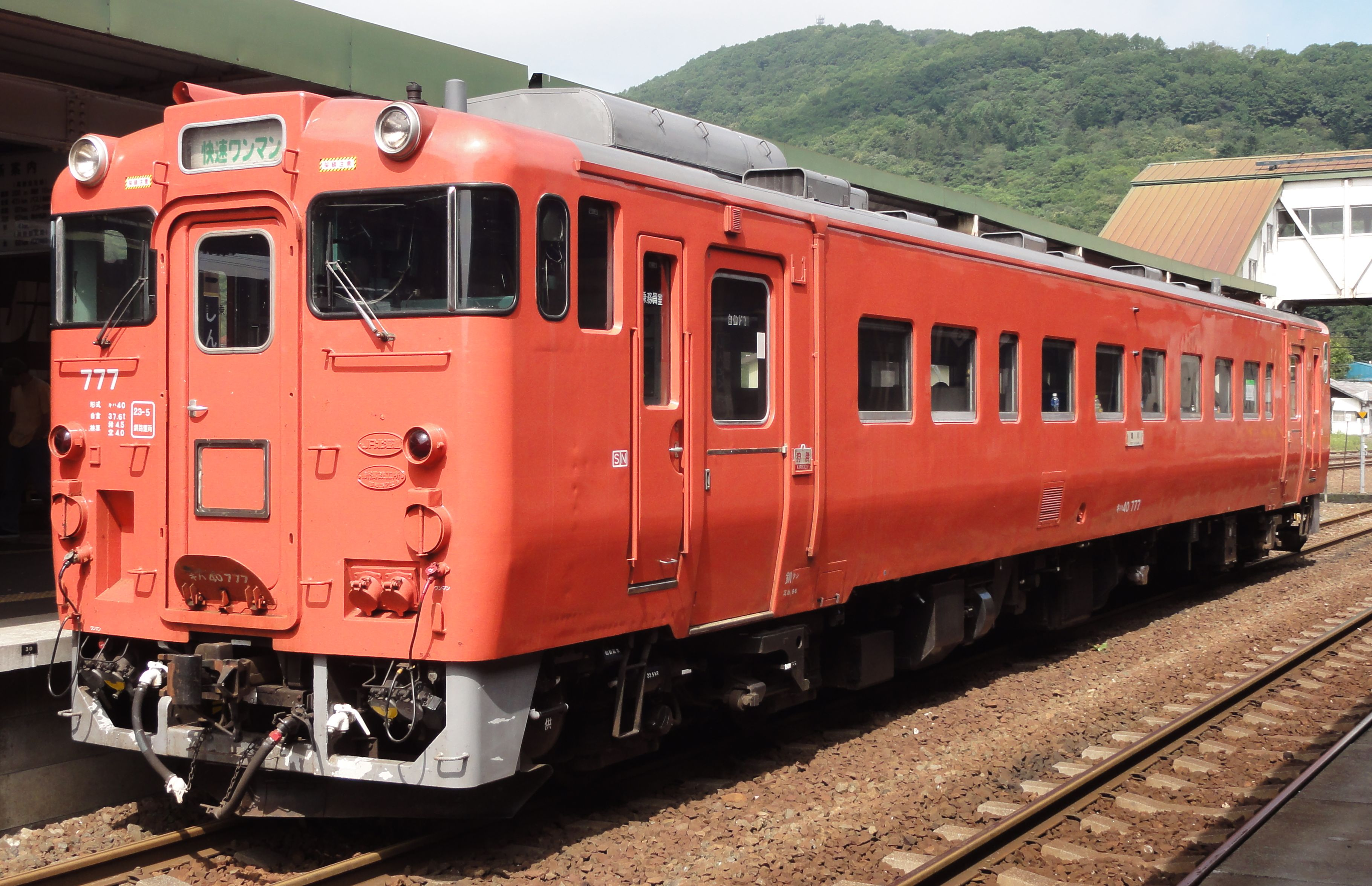
キハ40 777、首都圏色（2011年8月24日 新得駅）
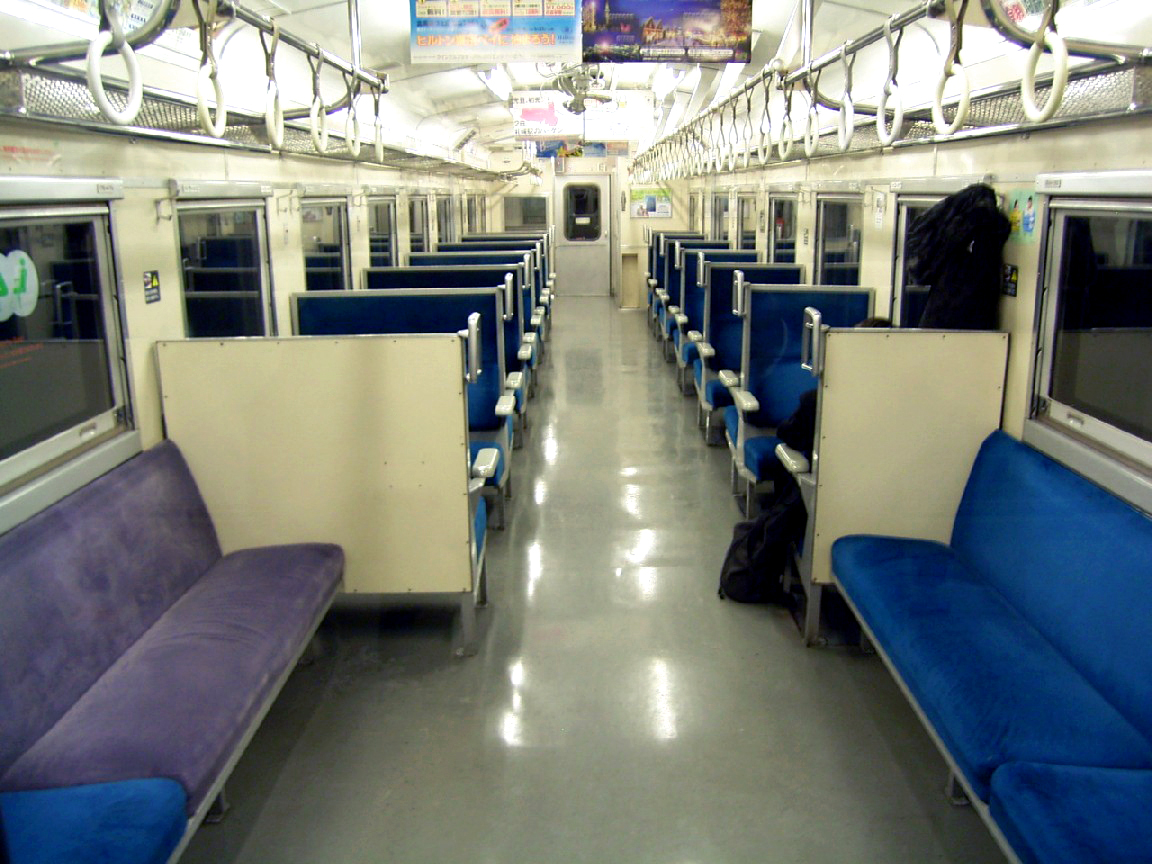
キハ40形700番台の車内。2+1人掛けに改造された車両（2005年12月）
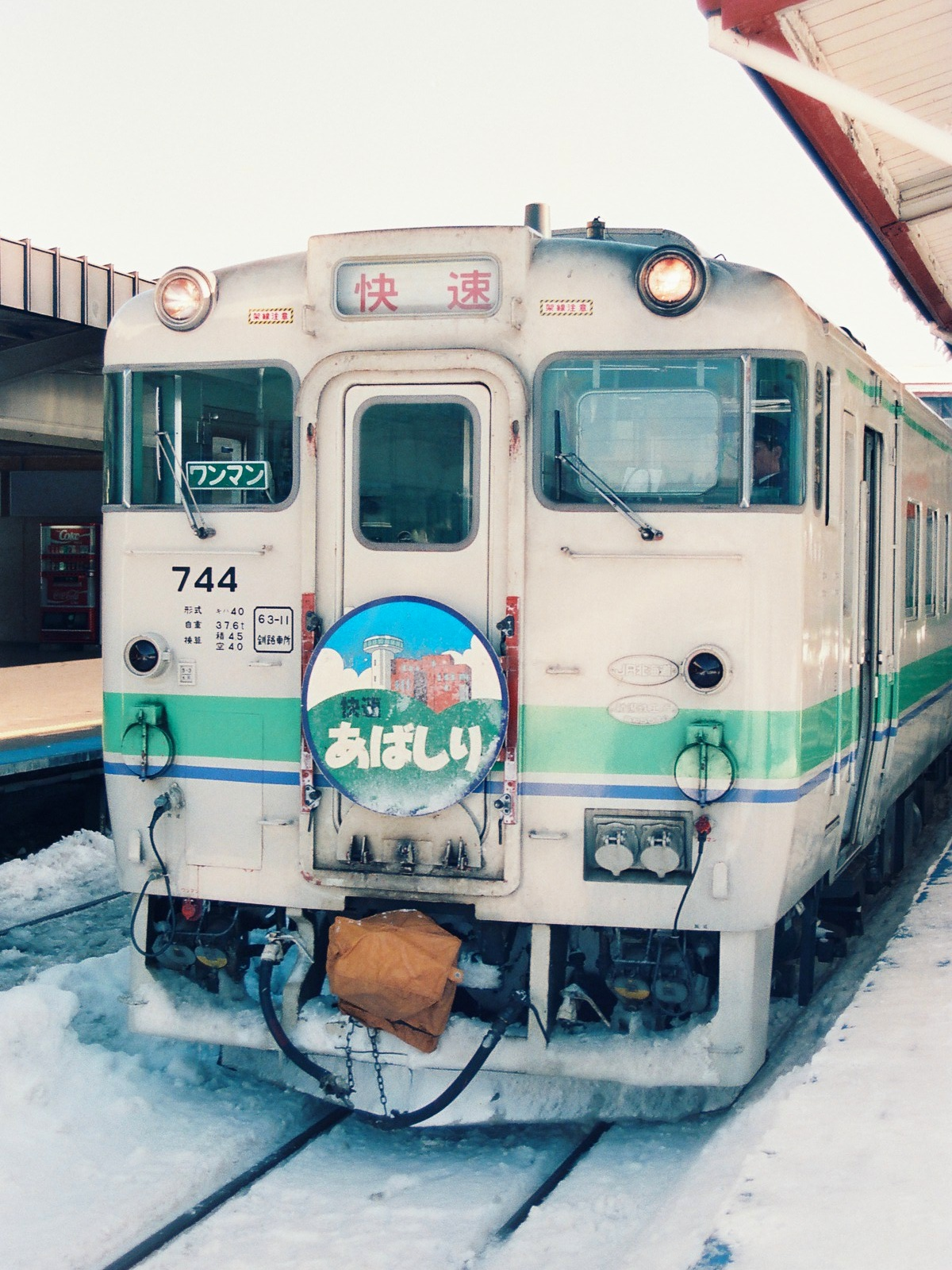
キハ40 744、萌黄色と青の帯の間が空いている初期塗装（1993年2月、網走駅）

#### 学園都市線用（300番台）
1996年に学園都市線（札沼線）の増発のため、同線での運用に対応する改造をキハ40形700番台4両に対して行った。
機関はN-DMF13HZB（330 PS / 2000 rpm）に換装され、出力増強が図られた。サービス向上のため機関直結式冷房装置 （N-AU26）やトイレの汚物処理装置を搭載、混雑緩和対策としてシートが2+1人掛けとされた。客室とデッキの間の仕切り壁が撤去されたことにより車内の保温が困難になるため、ボタン開閉式の半自動ドアを装備している。本番台は全車が苗穂運転所に配置され、同じく同所配置で札沼線（学園都市線）で運用されていたキハ141系気動車とともに、車体地色がライトグレーとなっている。
| キハ40形300番台改造一覧 | キハ40形300番台改造一覧 | キハ40形300番台改造一覧 | キハ40形300番台改造一覧 | キハ40形300番台改造一覧 | キハ40形300番台改造一覧 | キハ40形300番台改造一覧 | キハ40形300番台改造一覧 | キハ40形300番台改造一覧 | キハ40形300番台改造一覧 | キハ40形300番台改造一覧       |
| 車両形式                | 車両形式                | 車両番号                | 種車                    | 落成日                  | 改造                    | 落成配置                | 現行配置・処遇          | 転属・除籍日            | 最終配置                | 備考                          |
| ----------------------- | ----------------------- | ----------------------- | ----------------------- | ----------------------- | ----------------------- | ----------------------- | ----------------------- | ----------------------- | ----------------------- | ----------------------------- |
| キハ40形                | 300番台                 | キハ40 301              | キハ40 702              | 1996年2月2日            | 五稜郭                  | 苗穂                    | 苗穂                    |                         |                         | マヤ35 牽引車（観測装置搭載） |
| キハ40形                | 300番台                 | キハ40 302              | キハ40 748              | 1996年3月7日            | 五稜郭                  | 苗穂                    | 苗穂                    |                         |                         | 苗穂運転所入れ替え車          |
| キハ40形                | 300番台                 | キハ40 303              | キハ40 773              | 1996年1月23日           | 苗穂                    | 苗穂                    | 苗穂                    |                         |                         | 苗穂運転所入れ替え車          |
| キハ40形                | 300番台                 | キハ40 304              | キハ40 782              | 1996年1月31日           | 苗穂                    | 苗穂                    | 苗穂                    |                         |                         | マヤ35 牽引車                 |

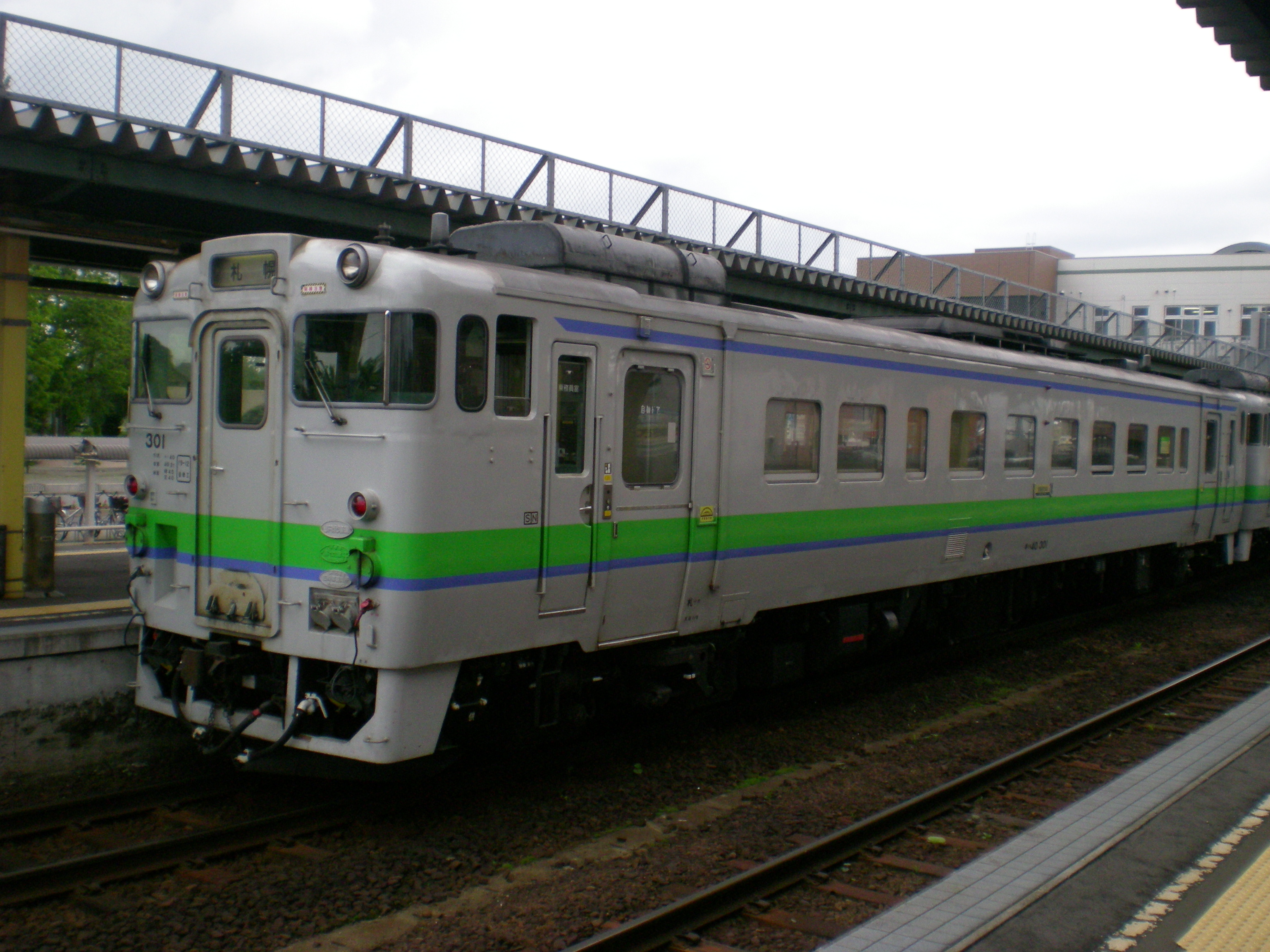
キハ40 301
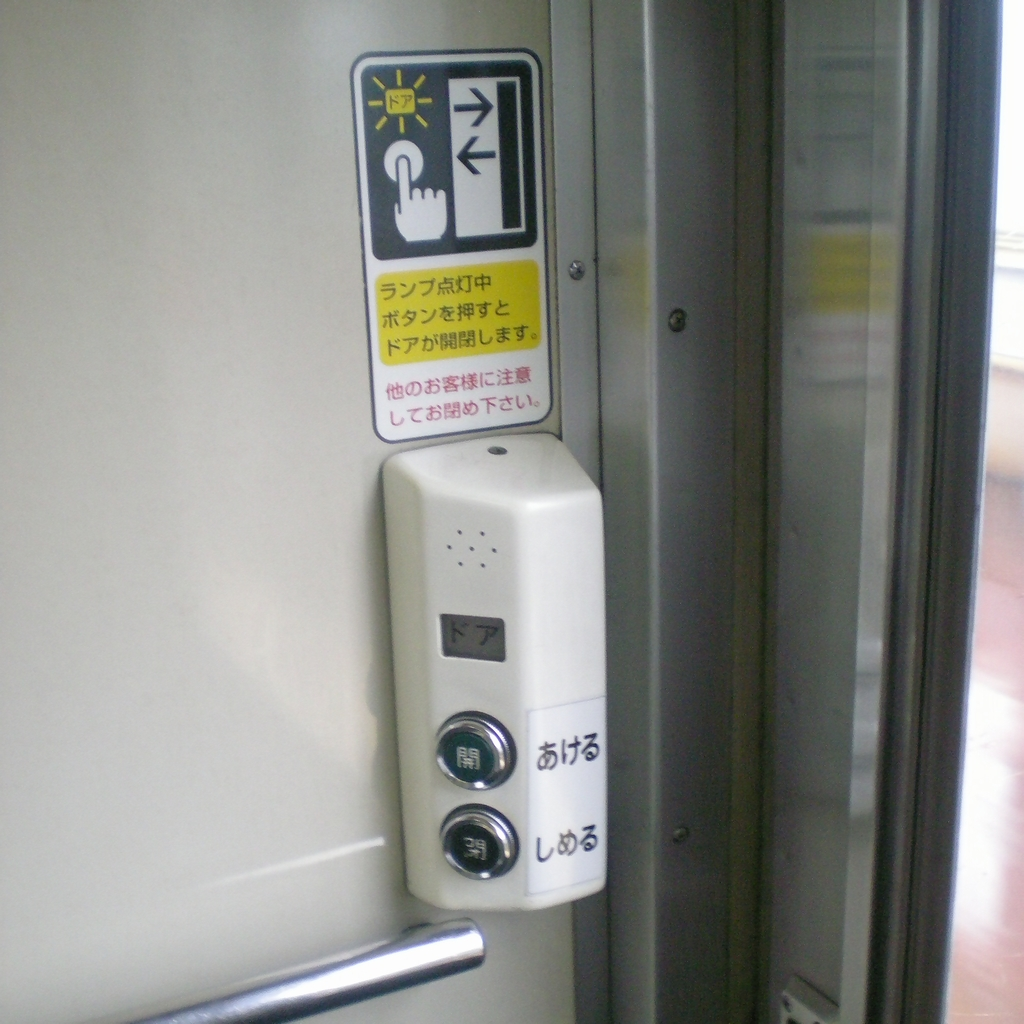
車内側のドア開閉ボタン（2009年7月13日 札沼線列車内）

#### 学園都市線末端区間用（400番台）
1996年に札沼線石狩当別 - 新十津川間のワンマン化と、同区間で運用していたキハ53形500番台の老朽化による置き換えのため、キハ40形700番台2両を改造したものである。
キハ53形500番台は閑散ローカル線での1両運行と降雪時の排雪抵抗増に対応するためにキハ56形を改造した両運転台・2機関車であった。それを置き換えるために、ほぼ同時期に改造されたキハ143形と同様にキハ150形気動車の駆動システムを基にして、それまでの改造車よりも高出力の動力装置を搭載している。機関はN-DMF13HZD（450 PS / 2000 rpm） 、変速機は直結2段式のN-DW14Cとし、出力増大に伴い、動台車を2軸駆動のN-DT44Bに改造した一方、冷房装置は搭載していない。また、デッドマン装置に代えて緊急列車停止装置を搭載した。外観上は客用扉を萌黄色として区別しているほか、地色が若干クリーム色味の強い白となっている。
| キハ40形400番台改造一覧 | キハ40形400番台改造一覧 | キハ40形400番台改造一覧 | キハ40形400番台改造一覧 | キハ40形400番台改造一覧 | キハ40形400番台改造一覧 | キハ40形400番台改造一覧 | キハ40形400番台改造一覧 | キハ40形400番台改造一覧 | キハ40形400番台改造一覧 | キハ40形400番台改造一覧 |
| 車両形式                | 車両形式                | 車両番号                | 種車                    | 落成日                  | 改造                    | 落成配置                | 現行配置・処遇          | 転属・除籍日            | 最終配置                | 備考                    |
| ----------------------- | ----------------------- | ----------------------- | ----------------------- | ----------------------- | ----------------------- | ----------------------- | ----------------------- | ----------------------- | ----------------------- | ----------------------- |
| キハ40形                | 400番台                 | キハ40 401              | キハ40 769              | 1996年3月6日            | 苗穂                    | 苗穂                    | 廃車                    |                         | 苗穂                    | 解体済み                |
| キハ40形                | 400番台                 | キハ40 402              | キハ40 770              | 1996年3月11日           | 苗穂                    | 苗穂                    | 廃車                    |                         | 苗穂                    | 解体済み                |

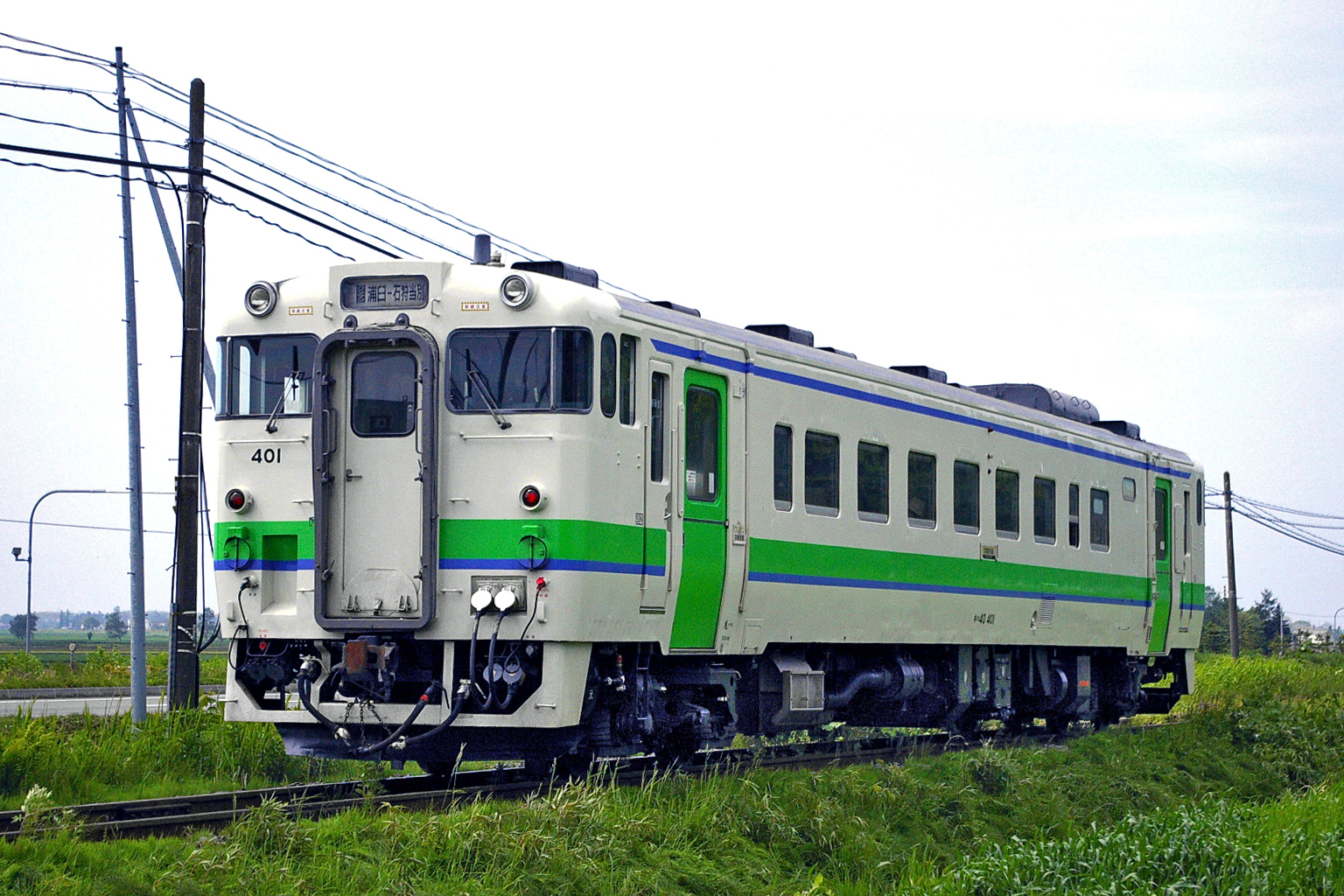
キハ40 401（2007年6月5日 札沼線）
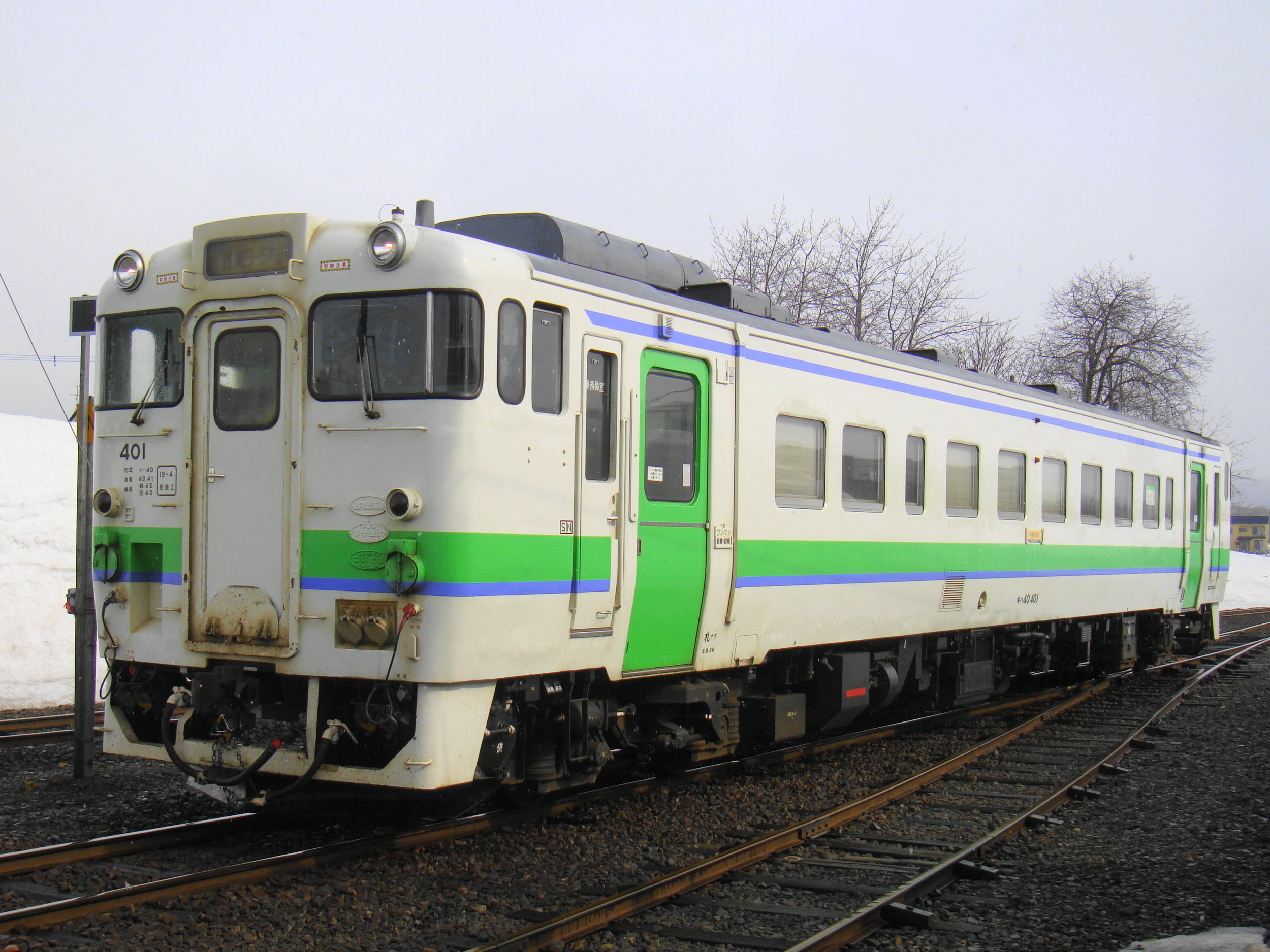
キハ40 401（2013年）
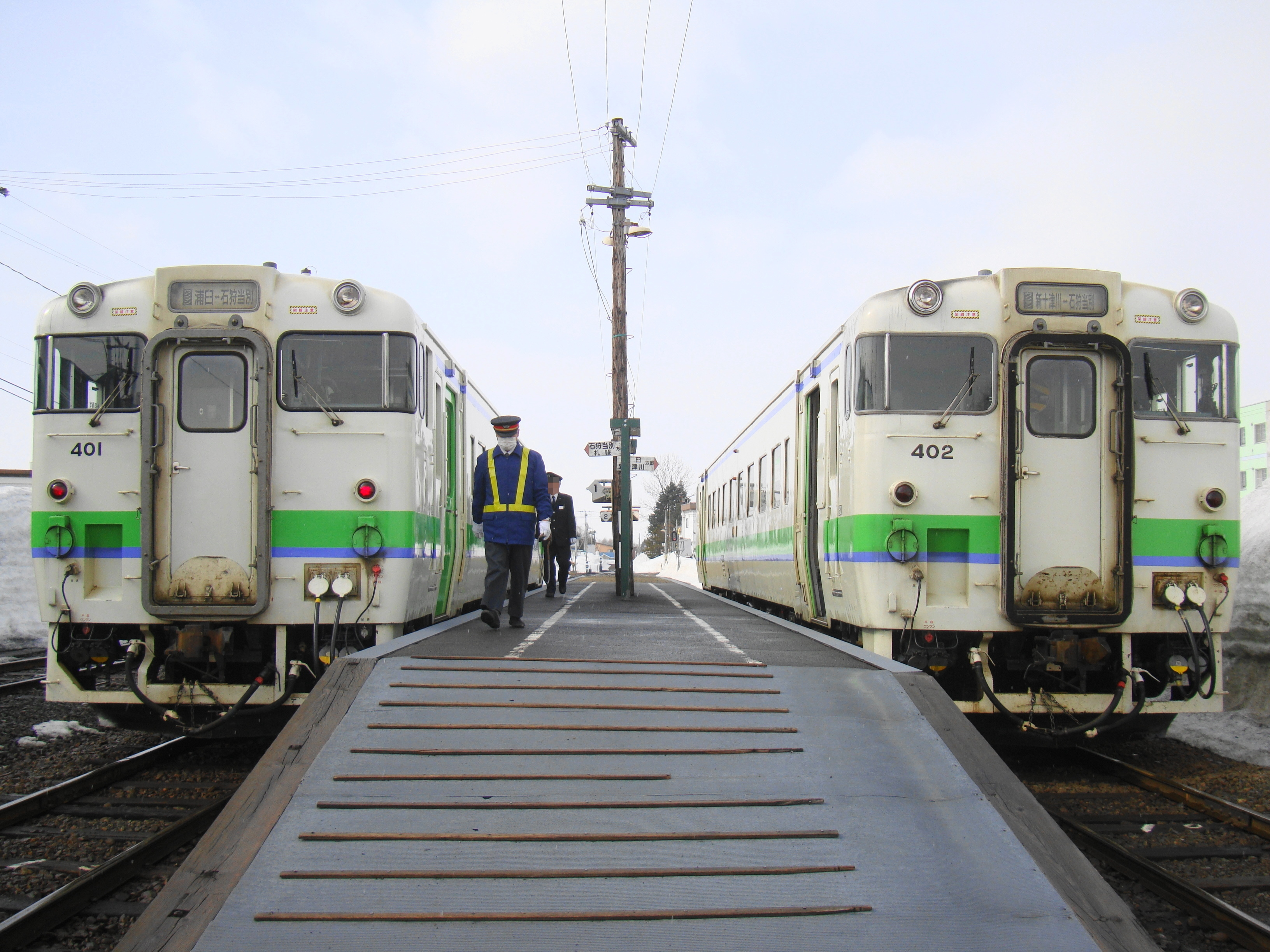
2両並んだキハ40 401および402（2013年）
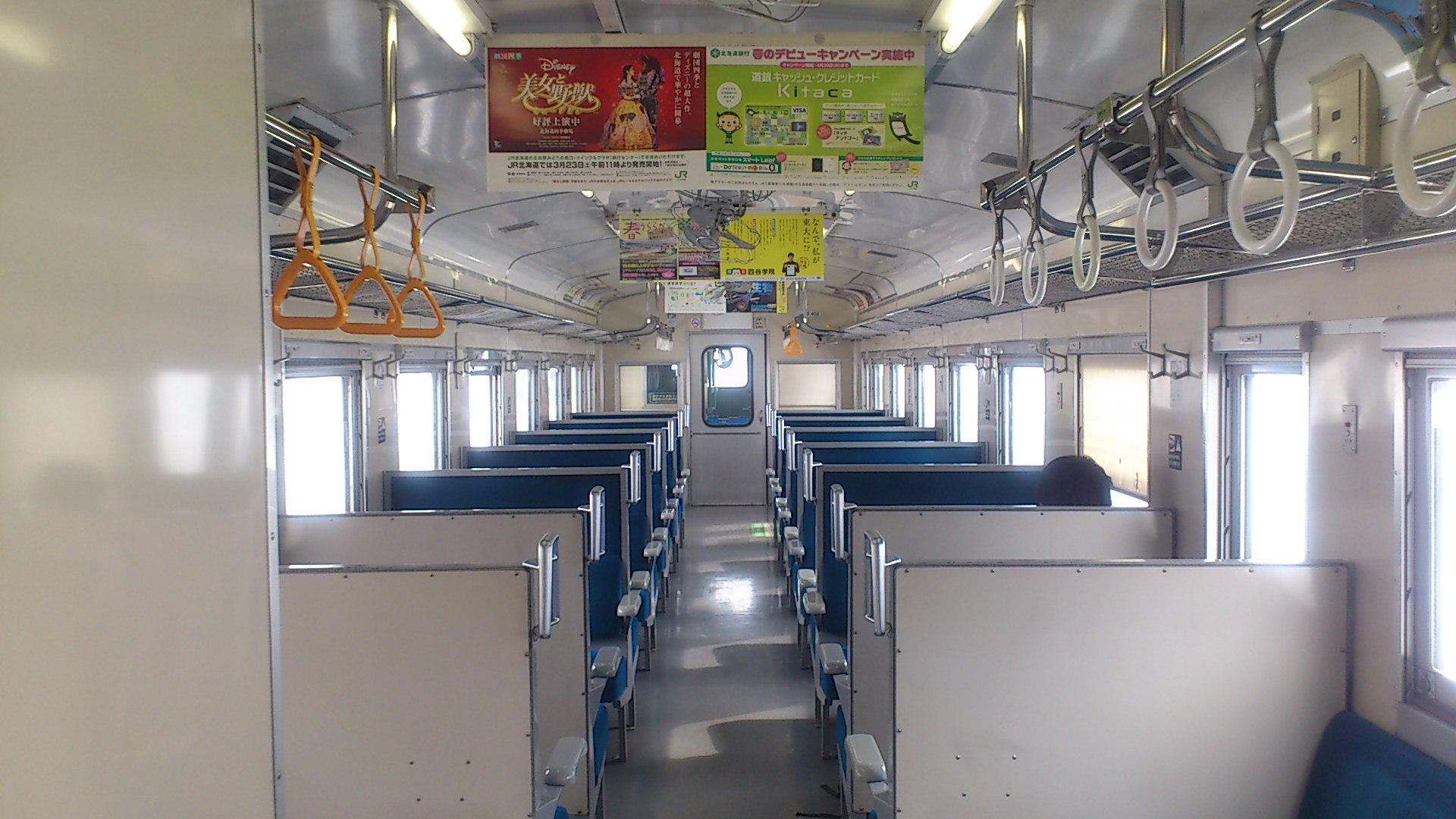
キハ40 402の室内（2013年）

#### 日高本線用改造車（350番台）
日高本線でキハ40形700番台を置き換えて使用されていたキハ130形が車体構造が原因で早期に老朽化したため、これの置き換えのために1998年から1999年にかけてキハ40形700番台10両を改造して350番台としたもので、愛称は「優駿浪漫」である。
キハ130形時のダイヤを維持するため機関をN-DMF13HZB（330 PS / 2000 rpm）に換装して出力を増強し、落ち葉などによる空転対策のため砂撒き装置を台車に装備している。学園都市線用の300番台とは異なり車内の改造は行わず、冷房装置も搭載されていないが、外板塗装は白地に青とピンクを配した独自のものに改められている。
基本的に日高本線の列車で使用されていたが、2015年以降における同線の一部区間不通・バス代行に伴い室蘭本線など近隣線区でも運用されていた。
| キハ40形350番台改造一覧 | キハ40形350番台改造一覧 | キハ40形350番台改造一覧 | キハ40形350番台改造一覧 | キハ40形350番台改造一覧 | キハ40形350番台改造一覧 | キハ40形350番台改造一覧 | キハ40形350番台改造一覧 | キハ40形350番台改造一覧 | キハ40形350番台改造一覧 | キハ40形350番台改造一覧 |
| 車両形式                | 車両形式                | 車両番号                | 種車                    | 落成日                  | 改造                    | 落成配置                | 現行配置・処遇          | 転属・除籍日            | 最終配置                | 備考                    |
| ----------------------- | ----------------------- | ----------------------- | ----------------------- | ----------------------- | ----------------------- | ----------------------- | ----------------------- | ----------------------- | ----------------------- | ----------------------- |
| キハ40形                | 350番台                 | キハ40 351              | キハ40 718              | 1998年7月8日            | 苗穂                    | 苫小牧                  | 廃車                    | 2021年3月31日           | 苫小牧                  |                         |
| キハ40形                | 350番台                 | キハ40 352              | キハ40 713              | 1998年7月18日           | 五稜郭                  | 苫小牧                  | 廃車                    | 2019年5月31日           | 苫小牧                  |                         |
| キハ40形                | 350番台                 | キハ40 353              | キハ40 717              | 1998年9月1日            | 苗穂                    | 苫小牧                  | 廃車                    | 2021年3月31日           | 苫小牧                  |                         |
| キハ40形                | 350番台                 | キハ40 354              | キハ40 753              | 1998年9月30日           | 五稜郭                  | 苫小牧                  | 廃車                    | 2021年3月31日           | 苫小牧                  |                         |
| キハ40形                | 350番台                 | キハ40 355              | キハ40 710              | 1998年12月11日          | 五稜郭                  | 苫小牧                  | 廃車                    | 2021年3月31日           | 苫小牧                  |                         |
| キハ40形                | 350番台                 | キハ40 356              | キハ40 728              | 1998年12月11日          | 苗穂                    | 苫小牧                  | 廃車                    | 2021年3月31日           | 苫小牧                  |                         |
| キハ40形                | 350番台                 | キハ40 357              | キハ40 743              | 1999年6月23日           | 苗穂                    | 苫小牧                  | 廃車                    | 2021年3月31日           | 苫小牧                  |                         |
| キハ40形                | 350番台                 | キハ40 358              | キハ40 719              | 1999年9月27日           | 苗穂                    | 苫小牧                  | 廃車                    | 2021年3月31日           | 苫小牧                  |                         |
| キハ40形                | 350番台                 | キハ40 359              | キハ40 731              | 1999年10月22日          | 苗穂                    | 苫小牧                  | 廃車                    | 2021年3月31日           | 苫小牧                  |                         |
| キハ40形                | 350番台                 | キハ40 360              | キハ40 794              | 1999年11月9日           | 苗穂                    | 苫小牧                  | 廃車                    | 2019年5月31日           | 苫小牧                  |                         |

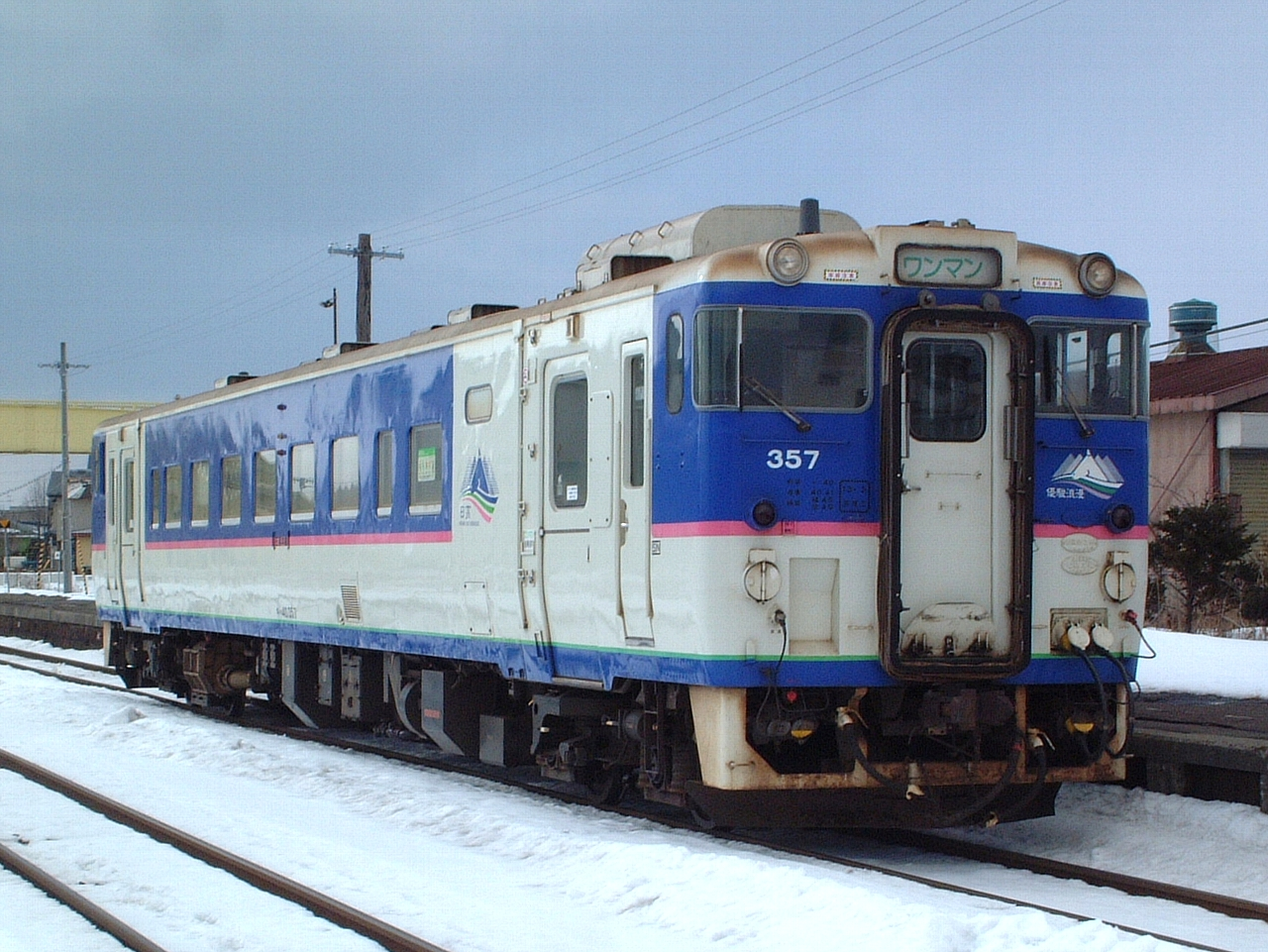
キハ40 357（2008年3月2日 日高本線鵡川駅）
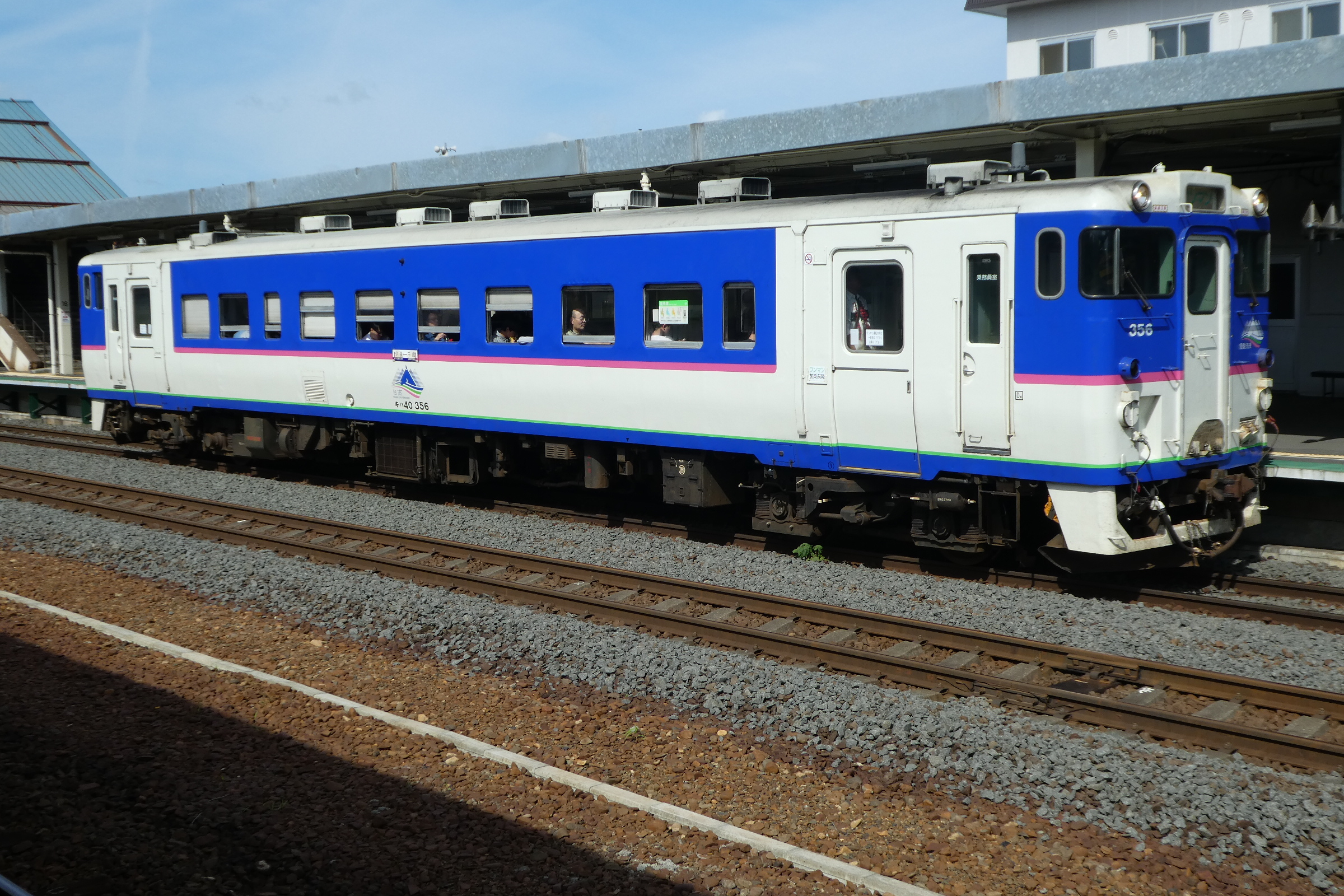
キハ40 356（2018年9月2日 室蘭本線・石勝線追分駅）

#### 学園都市線向けロングシート化（330番台）
2000年の宗谷本線急行「宗谷」「利尻」の特急化に伴い余剰となったキハ400形100番台・キハ480形1300番台を学園都市線用に再改造し、2000年7月1日より運用されたもの。
通勤・通学用への転用に伴い、711系電車の廃車発生品を用いて座席をすべてロングシートとした、客室・デッキ間の仕切り壁や引戸を撤去して、かわりにボタン開閉式の半自動ドアを装備している。300番台と同様に外板色はライトグレーとした。キハ400形は床上の機器室内に設置した電源用機関、その向かい側の洗面所を撤去 して客室とし、機器室跡に窓を1か所再設置 し洗面所側は窓なしとした。電源装置の撤去により冷房用電源がなくなるため、両番台とも、キハ40形300番台同様の機関直結式冷房装置のN-AU26に交換され、従来、冷房用電源の関係でキハ400形とペアで使用されていたキハ480も単独での運用が可能となった。新たに設置された冷房装置の、圧縮機から屋根上の本体に至る配管と配線は客室内の中央付近の側面を通るため、この部分でロングシートは分断され、約2人分のデッドスペースを生じているほか、キハ400形・キハ480形時の装備であった横引きカーテンのレール覆いや、窓框の縁取りが残されている。
| キハ40形330番台改造一覧 | キハ40形330番台改造一覧 | キハ40形330番台改造一覧 | キハ40形330番台改造一覧 | キハ40形330番台改造一覧 | キハ40形330番台改造一覧 | キハ40形330番台改造一覧 | キハ40形330番台改造一覧 | キハ40形330番台改造一覧 | キハ40形330番台改造一覧 | キハ40形330番台改造一覧 |
| 車両形式                | 車両形式                | 車両番号                | 種車                    | 落成日                  | 改造                    | 落成配置                | 現行配置・処遇          | 転属・除籍日            | 最終配置                | 備考                    |
| ----------------------- | ----------------------- | ----------------------- | ----------------------- | ----------------------- | ----------------------- | ----------------------- | ----------------------- | ----------------------- | ----------------------- | ----------------------- |
| キハ40形                | 330番台                 | キハ40 331              | キハ400-143             | 2000年7月1日            | 苗穂                    | 苗穂                    | 苗穂                    |                         |                         | 苗穂運転所入れ替え車    |
| キハ40形                | 330番台                 | キハ40 332              | キハ400-144             | 2000年7月26日           | 苗穂                    | 苗穂                    | 廃車                    | 2012年10月31日          | 苗穂                    |                         |
| キハ40形                | 330番台                 | キハ40 333              | キハ400-145             | 2000年8月11日           | 苗穂                    | 苗穂                    | 廃車                    | 2012年10月31日          | 苗穂                    |                         |
| キハ40形                | 330番台                 | キハ40 334              | キハ400-146             | 2000年6月20日           | 苗穂                    | 苗穂                    | 譲渡(ミャンマー国鉄)    | 2012年12月5日           | 苗穂                    |                         |
| キハ40形                | 330番台                 | キハ40 335              | キハ400-147             | 2000年7月11日           | 苗穂                    | 苗穂                    | 譲渡(ミャンマー国鉄)    | 2012年12月5日           | 苗穂                    |                         |
| キハ40形                | 330番台                 | キハ40 336              | キハ400-148             | 2000年7月19日           | 苗穂                    | 苗穂                    | 苗穂                    |                         |                         | 苗穂運転所入れ替え車    |
| キハ48形                | 1330番台                | キハ48 1331             | キハ480-1301            | 2000年7月15日           | 苗穂                    | 苗穂                    | 譲渡(ミャンマー国鉄)    | 2012年11月14日          | 苗穂                    |                         |
| キハ48形                | 1330番台                | キハ48 1332             | キハ480-1302            | 2000年8月11日           | 苗穂                    | 苗穂                    | 譲渡(ミャンマー国鉄)    | 2012年11月22日          | 苗穂                    |                         |
| キハ48形                | 1330番台                | キハ48 1333             | キハ480-1303            | 2000年7月21日           | 苗穂                    | 苗穂                    | 譲渡(ミャンマー国鉄)    | 2012年12月5日           | 苗穂                    |                         |

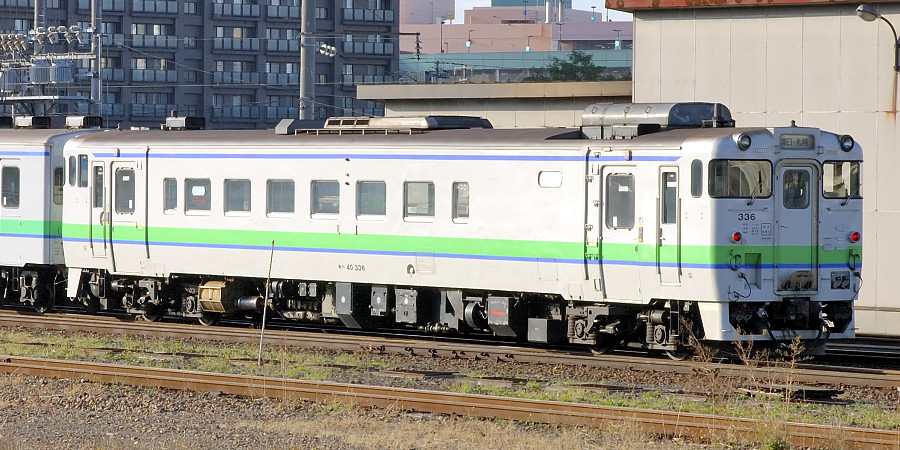
キハ40 336（2006年11月2日 函館本線苗穂駅）トイレの隣（洗面所跡）に窓がない。
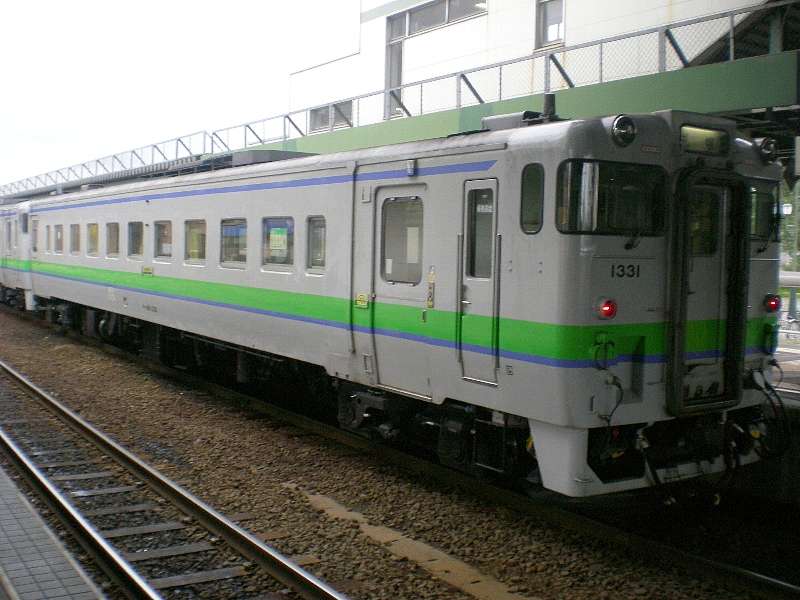
キハ48 1331（2009年6月8日 札沼線石狩当別駅）

#### 機関更新工事（1700番台）
後の長期使用を見越し、キハ40形700番台85両に2003年度から2011年にかけて機関・変速機関係の更新などの延命改造を実施したもので、改造車の番号は原番号に1000が加えられている（当初は3カ年で35両を改造する計画であったが、その後5カ年で全車を改造する計画に変更となったが、最終的には2011年までに85両の改造となった）。主な改造内容は以下の通り。
- 走行装置
  - エンジンをN-DMF13HZI（330 PS / 2000 rpm）へ換装[注 66]
  - 液体変速機を変速1段・直結3段でアルミ筐体・自冷式のN-DW40へ換装
  - 減速機の歯車強化等の出力向上対応
  - 空転制御装置の追加
  - 制御回路やマスターコントローラーの無接点化、その他の付随する機器の交換、設備診断システムの搭載
- 接客設備
  - 機関予熱器の容量増による暖房強化
  - 客室接客設備の老朽箇所の更新
  - 天井扇風機をラインフローファンに交換
- その他
  - 前照灯のハロゲンランプ化
  - ワンマン運転用機器の更新
  - 屋根上の水タンクの撤去と車内への移設

2018年には4両が「北海道の恵み」シリーズへ、2019年には2両が「山紫水明」シリーズへそれぞれ改造された。
| キハ40形1700番台改造一覧 | キハ40形1700番台改造一覧 | キハ40形1700番台改造一覧 | キハ40形1700番台改造一覧 | キハ40形1700番台改造一覧 | キハ40形1700番台改造一覧 | キハ40形1700番台改造一覧 | キハ40形1700番台改造一覧 | キハ40形1700番台改造一覧 | キハ40形1700番台改造一覧 | キハ40形1700番台改造一覧                                                         |
| 車両形式                 | 車両形式                 | 車両番号                 | 種車                     | 落成日                   | 改造                     | 落成配置                 | 現行配置・処遇           | 転属・除籍日             | 最終配置                 | 備考                                                                             |
| ------------------------ | ------------------------ | ------------------------ | ------------------------ | ------------------------ | ------------------------ | ------------------------ | ------------------------ | ------------------------ | ------------------------ | -------------------------------------------------------------------------------- |
| キハ40形                 | 1700番台                 | キハ40 1701              | キハ40 701               | 2005年3月30日            | 五稜郭                   | 苫小牧                   | 苗穂                     | 2021年3月30日            |                          |                                                                                  |
| キハ40形                 | 1700番台                 | キハ40 1703              | キハ40 703               | 2004年5月25日            | 苗穂                     | 苫小牧                   | 廃車                     | 2022年                   | 旭川                     | タイフォンあり                                                                   |
| キハ40形                 | 1700番台                 | キハ40 1704              | キハ40 704               | 2005年5月19日            | 五稜郭                   | 苫小牧                   | 函館                     | 2021年3月20日            |                          |                                                                                  |
| キハ40形                 | 1700番台                 | キハ40 1705              | キハ40 705               | 2004年7月9日             | 苗穂                     | 苫小牧                   | 函館                     | 2021年3月20日            |                          |                                                                                  |
| キハ40形                 | 1700番台                 | キハ40 1706              | キハ40 706               | 2004年9月1日             | 苗穂                     | 苫小牧                   | 廃車                     | 2025年5月26日            | 苫小牧                   | カムイサウルス（むかわ竜）復興トレイン 2025年8月現在、最も直近に廃車された車両。 |
| キハ40形                 | 1700番台                 | キハ40 1707              | キハ40 707               | 2012年3月7日             | 苗穂                     | 旭川                     | 旭川                     |                          |                          |                                                                                  |
| キハ40形                 | 1700番台                 | キハ40 1709              | キハ40 709               | 2005年6月10日            | 苗穂                     | 釧路                     | 廃車                     | 2022年3月31日            | 旭川                     |                                                                                  |
| キハ40形                 | 1700番台                 | キハ40 1711              | キハ40 711               | 2012年4月24日            | 苗穂                     | 旭川                     | 廃車                     | 2022年                   | 旭川                     |                                                                                  |
| キハ40形                 | 1700番台                 | キハ40 1712              | キハ40 712               | 2012年7月2日             | 苗穂                     | 旭川                     | 廃車                     | 2022年                   | 旭川                     |                                                                                  |
| キハ40形                 | 1700番台                 | キハ40 1714              | キハ40 714               | 2008年11月7日            | 苗穂                     | 旭川                     | 旭川                     |                          |                          |                                                                                  |
| キハ40形                 | 1700番台                 | キハ40 1715              | キハ40 715               | 2007年7月14日            | 苗穂                     | 苫小牧                   | 旭川                     | 2020年3月14日            |                          |                                                                                  |
| キハ40形                 | 1700番台                 | キハ40 1716              | キハ40 715               | 2009年9月28日            | 苗穂                     | 旭川                     | 旭川                     |                          |                          |                                                                                  |
| キハ40形                 | 1700番台                 | キハ40 1720              | キハ40 716               | 2009年7月24日            | 苗穂                     | 旭川                     | 旭川                     |                          |                          | 道北 流氷の恵み                                                                  |
| キハ40形                 | 1700番台                 | キハ40 1722              | キハ40 722               | 2011年5月19日            | 釧路                     | 釧路                     | 旭川                     | 2020年4月3日             |                          |                                                                                  |
| キハ40形                 | 1700番台                 | キハ40 1723              | キハ40 723               | 2008年1月17日            | 釧路                     | 釧路                     | 旭川                     | 2020年3月14日            |                          |                                                                                  |
| キハ40形                 | 1700番台                 | キハ40 1724              | キハ40 724               | 2010年2月5日             | 苗穂                     | 旭川                     | 旭川                     |                          |                          |                                                                                  |
| キハ40形                 | 1700番台                 | キハ40 1725              | キハ40 725               | 2011年11月10日           | 苗穂                     | 旭川                     | 旭川                     |                          |                          |                                                                                  |
| キハ40形                 | 1700番台                 | キハ40 1727              | キハ40 727               | 2011年10月7日            | 釧路                     | 旭川                     | 旭川                     |                          |                          |                                                                                  |
| キハ40形                 | 1700番台                 | キハ40 1735              | キハ40 735               | 2009年8月31日            | 釧路                     | 旭川                     | 旭川                     |                          |                          |                                                                                  |
| キハ40形                 | 1700番台                 | キハ40 1736              | キハ40 736               | 2011年4月28日            | 苗穂                     | 旭川                     | 旭川                     |                          |                          |                                                                                  |
| キハ40形                 | 1700番台                 | キハ40 1737              | キハ40 737               | 2006年3月25日            | 釧路                     | 釧路                     | 廃車                     | 2022年3月31日            | 旭川                     |                                                                                  |
| キハ40形                 | 1700番台                 | キハ40 1738              | キハ40 738               | 2009年4月                | 釧路                     | 釧路                     | 廃車                     |                          | 釧路                     |                                                                                  |
| キハ40形                 | 1700番台                 | キハ40 1740              | キハ40 740               | 2009年10月26日           | 釧路                     | 釧路                     | 旭川                     | 2022年3月31日            |                          |                                                                                  |
| キハ40形                 | 1700番台                 | キハ40 1741              | キハ40 741               | 2005年1月31日            | 釧路                     | 釧路                     | 廃車                     | 2022年3月31日            | 釧路                     |                                                                                  |
| キハ40形                 | 1700番台                 | キハ40 1742              | キハ40 742               | 2007年10月12日           | 釧路                     | 釧路                     | 廃車                     |                          | 釧路                     |                                                                                  |
| キハ40形                 | 1700番台                 | キハ40 1744              | キハ40 744               | 2011年12月16日           | 釧路                     | 旭川                     | 旭川                     |                          |                          |                                                                                  |
| キハ40形                 | 1700番台                 | キハ40 1745              | キハ40 745               | 2011年2月28日            | 苗穂                     | 旭川                     | 旭川                     |                          |                          |                                                                                  |
| キハ40形                 | 1700番台                 | キハ40 1747              | キハ40 747               | 2009年1月28日            | 釧路                     | 旭川                     | 旭川                     |                          |                          | 宗谷色                                                                           |
| キハ40形                 | 1700番台                 | キハ40 1749              | キハ40 749               | 2007年11月14日           | 釧路                     | 釧路                     | 旭川                     | 2022年5月                |                          | 首都圏色                                                                         |
| キハ40形                 | 1700番台                 | キハ40 1751              | キハ40 751               | 2011年8月3日             | 釧路                     | 釧路                     | 旭川                     | 2022年3月25日            |                          |                                                                                  |
| キハ40形                 | 1700番台                 | キハ40 1752              | キハ40 752               | 2005年12月24日           | 苗穂                     | 釧路                     | 廃車                     |                          | 釧路                     |                                                                                  |
| キハ40形                 | 1700番台                 | キハ40 1754              | キハ40 754               | 2006年5月29日            | 釧路                     | 釧路                     | 廃車                     | 2022年3月                | 釧路                     |                                                                                  |
| キハ40形                 | 1700番台                 | キハ40 1755              | キハ40 755               | 2007年3月19日            | 釧路                     | 釧路                     | 旭川                     | 2022年3月                |                          |                                                                                  |
| キハ40形                 | 1700番台                 | キハ40 1756              | キハ40 756               | 2007年8月3日             | 釧路                     | 釧路                     | 廃車                     |                          | 釧路                     |                                                                                  |
| キハ40形                 | 1700番台                 | キハ40 1758              | キハ40 757               | 2010年4月22日            | 釧路                     | 釧路                     | 旭川                     | 2022年5月                |                          | 首都圏色                                                                         |
| キハ40形                 | 1700番台                 | キハ40 1759              | キハ40 759               | 2005年4月27日            | 釧路                     | 釧路                     | 旭川                     | 2022年3月25日            |                          | 国鉄色                                                                           |
| キハ40形                 | 1700番台                 | キハ40 1760              | キハ40 760               | 2006年1月24日            | 釧路                     | 釧路                     | 廃車                     | 2022年3月31日            | 釧路                     |                                                                                  |
| キハ40形                 | 1700番台                 | キハ40 1761              | キハ40 761               | 2009年4月23日            | 苗穂                     | 旭川                     | 旭川                     |                          |                          |                                                                                  |
| キハ40形                 | 1700番台                 | キハ40 1762              | キハ40 762               | 2008年8月26日            | 苗穂                     | 苫小牧                   | 函館                     | 2022年3月20日            |                          |                                                                                  |
| キハ40形                 | 1700番台                 | キハ40 1763              | キハ40 763               | 2004年2月20日            | 苗穂                     | 苫小牧                   | 苫小牧                   |                          |                          |                                                                                  |
| キハ40形                 | 1700番台                 | キハ40 1765              | キハ40 765               | 2006年12月12日           | 釧路                     | 釧路                     | 廃車                     | 2022年3月31日            | 釧路                     |                                                                                  |
| キハ40形                 | 1700番台                 | キハ40 1766              | キハ40 766               | 2007年3月1日             | 苗穂                     | 釧路                     | 旭川                     | 2022年5月                |                          | 国鉄色                                                                           |
| キハ40形                 | 1700番台                 | キハ40 1767              | キハ40 767               | 2009年3月                | 苗穂                     | 苫小牧                   | 函館                     | 2021年3月20日            |                          |                                                                                  |
| キハ40形                 | 1700番台                 | キハ40 1768              | キハ40 768               | 2005年10月14日           | 苗穂                     | 苫小牧                   | 廃車                     |                          | 釧路                     |                                                                                  |
| キハ40形                 | 1700番台                 | キハ40 1771              | キハ40 771               | 2005年4月20日            | 苗穂                     | 苫小牧                   | 函館                     | 2021年3月20日            |                          |                                                                                  |
| キハ40形                 | 1700番台                 | キハ40 1772              | キハ40 772               | 2005年2月10日            | 苗穂                     | 苫小牧                   | 廃車                     | 2022年3月31日            | 釧路                     |                                                                                  |
| キハ40形                 | 1700番台                 | キハ40 1774              | キハ40 774               | 2004年10月26日           | 苗穂                     | 釧路                     | 旭川                     | 2022年5月                |                          |                                                                                  |
| キハ40形                 | 1700番台                 | キハ40 1775              | キハ40 775               | 2008年10月28日           | 釧路                     | 釧路                     | 旭川                     | 2022年3月25日            |                          |                                                                                  |
| キハ40形                 | 1700番台                 | キハ40 1776              | キハ40 776               | 2004年7月30日            | 苗穂                     | 釧路                     | 廃車                     |                          | 釧路                     |                                                                                  |
| キハ40形                 | 1700番台                 | キハ40 1778              | キハ40 778               | 2006年4月                | 苗穂                     | 釧路                     | 旭川                     | 2022年5月                |                          |                                                                                  |
| キハ40形                 | 1700番台                 | キハ40 1779              | キハ40 779               | 2006年3月25日            | 釧路                     | 釧路                     | 旭川                     | 2022年3月                |                          | 道東 森の恵み                                                                    |
| キハ40形                 | 1700番台                 | キハ40 1780              | キハ40 780               | 2005年12月14日           | 苗穂                     | 苫小牧                   | 苫小牧                   |                          |                          | 道央 花の恵み                                                                    |
| キハ40形                 | 1700番台                 | キハ40 1783              | キハ40 783               | 2006年5月13日            | 苗穂                     | 苫小牧                   | 苫小牧                   |                          |                          |                                                                                  |
| キハ40形                 | 1700番台                 | キハ40 1784              | キハ40 784               | 2006年6月28日            | 苗穂                     | 苫小牧                   | 旭川                     | 2021年3月27日            |                          |                                                                                  |
| キハ40形                 | 1700番台                 | キハ40 1785              | キハ40 785               | 2004年12月14日           | 苗穂                     | 苫小牧                   | 苫小牧                   |                          |                          |                                                                                  |
| キハ40形                 | 1700番台                 | キハ40 1786              | キハ40 786               | 2007年12月12日           | 苗穂                     | 苫小牧                   | 苫小牧                   |                          |                          |                                                                                  |
| キハ40形                 | 1700番台                 | キハ40 1787              | キハ40 787               | 2008年2月18日            | 苗穂                     | 苫小牧                   | 旭川                     | 2021年3月27日            |                          |                                                                                  |
| キハ40形                 | 1700番台                 | キハ40 1788              | キハ40 788               | 2004年12月27日           | 五稜郭                   | 苫小牧                   | 廃車                     | 2022年                   | 旭川                     |                                                                                  |
| キハ40形                 | 1700番台                 | キハ40 1790              | キハ40 790               | 2005年7月21日            | 五稜郭                   | 苫小牧                   | 苗穂                     | 2009年3月                |                          | 山明                                                                             |
| キハ40形                 | 1700番台                 | キハ40 1791              | キハ40 791               | 2006年2月6日             | 苗穂                     | 苫小牧                   | 旭川                     | 2009年3月                |                          | 紫水                                                                             |
| キハ40形                 | 1700番台                 | キハ40 1792              | キハ40 792               | 2004年9月29日            | 五稜郭                   | 函館                     | 函館                     |                          |                          |                                                                                  |
| キハ40形                 | 1700番台                 | キハ40 1793              | キハ40 793               | 2007年11月26日           | 五稜郭                   | 函館                     | 譲渡(道南いさりび鉄道)   | 2016年3月26日            | 函館                     |                                                                                  |
| キハ40形                 | 1700番台                 | キハ40 1795              | キハ40 795               | 2005年9月8日             | 五稜郭                   | 函館                     | 事故廃車                 | 2007年3月7日             | 函館                     | 函館運輸所内で入換作業中にDD51と衝突                                             |
| キハ40形                 | 1700番台                 | キハ40 1796              | キハ40 796               | 2004年8月16日            | 五稜郭                   | 函館                     | 譲渡(道南いさりび鉄道)   | 2016年3月26日            | 函館                     |                                                                                  |
| キハ40形                 | 1700番台                 | キハ40 1797              | キハ40 797               | 2008年9月22日            | 五稜郭                   | 函館                     | 旭川                     | 2020年3月                |                          |                                                                                  |
| キハ40形                 | 1700番台                 | キハ40 1798              | キハ40 798               | 2009年9月18日            | 五稜郭                   | 函館                     | 譲渡(道南いさりび鉄道)   | 2016年3月26日            | 函館                     |                                                                                  |
| キハ40形                 | 1700番台                 | キハ40 1799              | キハ40 799               | 2006年3月25日            | 五稜郭                   | 函館                     | 譲渡(道南いさりび鉄道)   | 2016年3月26日            | 函館                     |                                                                                  |
| キハ40形                 | 1700番台                 | キハ40 1800              | キハ40 800               | 2005年12月14日           | 五稜郭                   | 函館                     | 函館                     |                          |                          |                                                                                  |
| キハ40形                 | 1700番台                 | キハ40 1801              | キハ40 801               | 2004年11月11日           | 五稜郭                   | 函館                     | 函館                     |                          |                          |                                                                                  |
| キハ40形                 | 1700番台                 | キハ40 1803              | キハ40 803               | 2004年5月21日            | 五稜郭                   | 函館                     | 函館                     |                          |                          |                                                                                  |
| キハ40形                 | 1700番台                 | キハ40 1804              | キハ40 804               | 2009年1月7日             | 五稜郭                   | 函館                     | 函館                     |                          |                          |                                                                                  |
| キハ40形                 | 1700番台                 | キハ40 1805              | キハ40 805               | 2005年2月16日            | 五稜郭                   | 函館                     | 函館                     |                          |                          |                                                                                  |
| キハ40形                 | 1700番台                 | キハ40 1806              | キハ40 806               | 2010年1月28日            | 五稜郭                   | 函館                     | 函館                     |                          |                          |                                                                                  |
| キハ40形                 | 1700番台                 | キハ40 1807              | キハ40 807               | 2009年11月18日           | 五稜郭                   | 函館                     | 譲渡(道南いさりび鉄道)   | 2016年3月26日            | 函館                     |                                                                                  |
| キハ40形                 | 1700番台                 | キハ40 1809              | キハ40 809               | 2005年10月31日           | 五稜郭                   | 函館                     | 函館                     |                          |                          | 道南 海の恵み                                                                    |
| キハ40形                 | 1700番台                 | キハ40 1810              | キハ40 810               | 2011年12月27日           | 五稜郭                   | 函館                     | 譲渡(道南いさりび鉄道)   | 2016年3月26日            | 函館                     |                                                                                  |
| キハ40形                 | 1700番台                 | キハ40 1811              | キハ40 811               | 2012年3月24日            | 五稜郭                   | 函館                     | 函館                     |                          |                          |                                                                                  |
| キハ40形                 | 1700番台                 | キハ40 1812              | キハ40 812               | 2006年4月7日             | 五稜郭                   | 函館                     | 譲渡(道南いさりび鉄道)   | 2016年3月26日            | 函館                     |                                                                                  |
| キハ40形                 | 1700番台                 | キハ40 1813              | キハ40 813               | 2004年3月12日            | 五稜郭                   | 函館                     | 函館                     |                          |                          |                                                                                  |
| キハ40形                 | 1700番台                 | キハ40 1814              | キハ40 814               | 2008年11月12日           | 五稜郭                   | 函館                     | 譲渡(道南いさりび鉄道)   | 2016年3月26日            | 函館                     |                                                                                  |
| キハ40形                 | 1700番台                 | キハ40 1815              | キハ40 815               | 2009年7月17日            | 五稜郭                   | 函館                     | 譲渡(道南いさりび鉄道)   | 2016年3月26日            | 函館                     |                                                                                  |
| キハ40形                 | 1700番台                 | キハ40 1816              | キハ40 816               | 2011年8月10日            | 苗穂                     | 苗穂                     | 苗穂                     |                          |                          |                                                                                  |
| キハ40形                 | 1700番台                 | キハ40 1818              | キハ40 818               | 2010年3月27日            | 苗穂                     | 苗穂                     | 苗穂                     |                          |                          |                                                                                  |
| キハ40形                 | 1700番台                 | キハ40 1821              | キハ40 821               | 2011年10月7日            | 苗穂                     | 苗穂                     | 苗穂                     | 2012年3月                |                          |                                                                                  |
| キハ40形                 | 1700番台                 | キハ40 1824              | キハ40 824               | 2009年12月11日           | 苗穂                     | 苗穂                     | 廃車                     | 2022年                   | 旭川                     |                                                                                  |

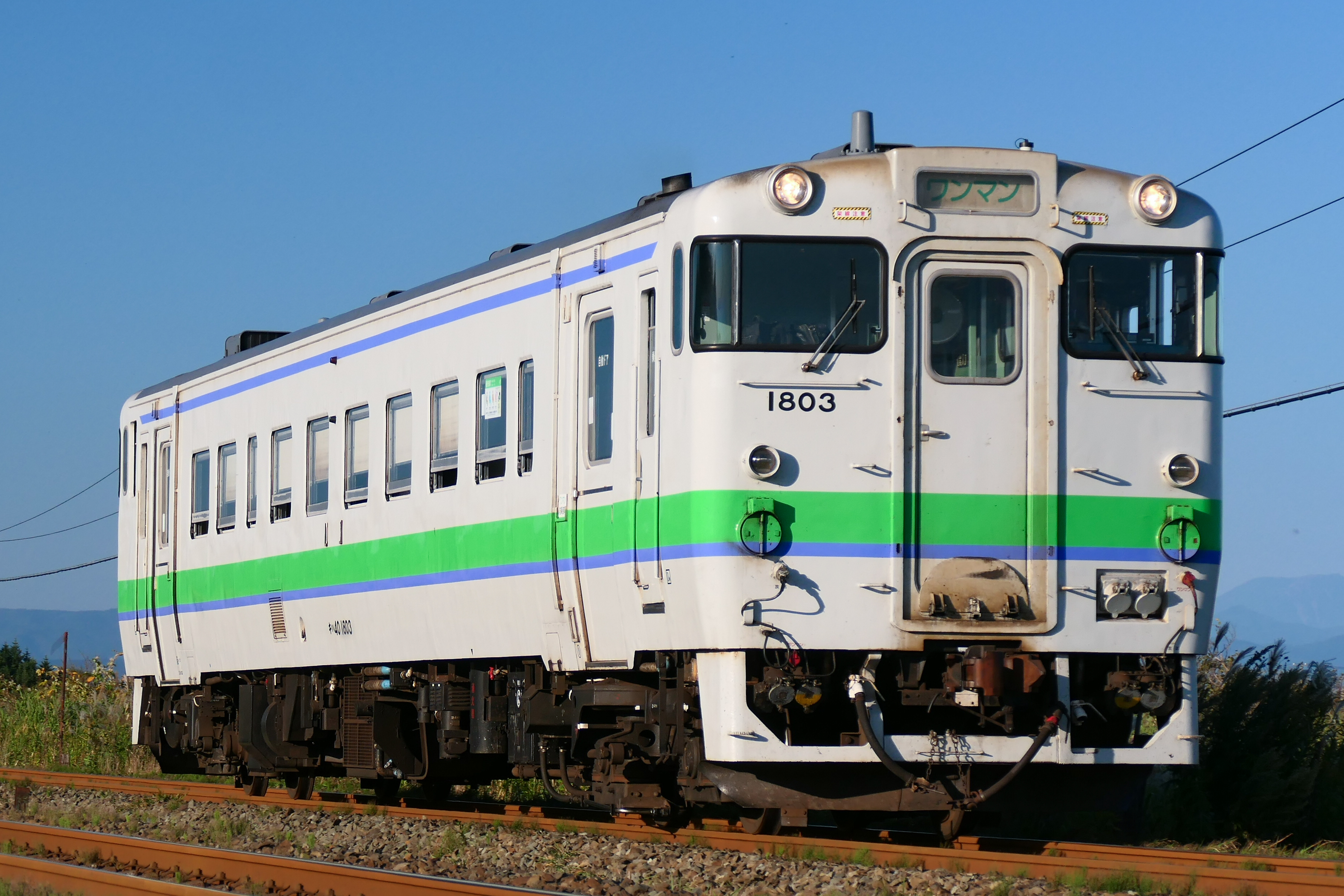
キハ40 1803（2022年9月9日 国縫駅 - 黒岩駅間）
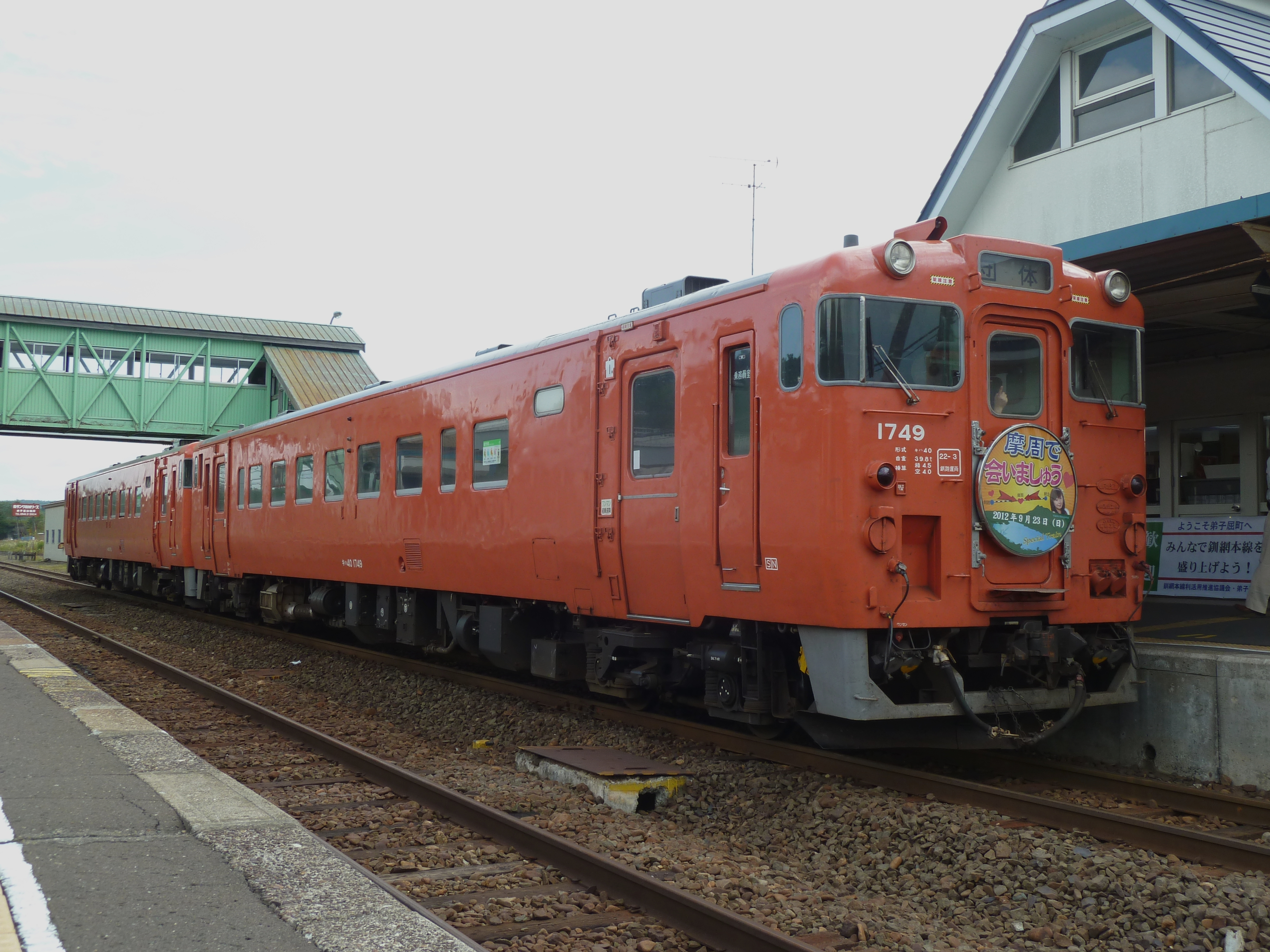
キハ40 1749とキハ40 1758 首都圏色（2012年9月23日 釧網本線摩周駅）
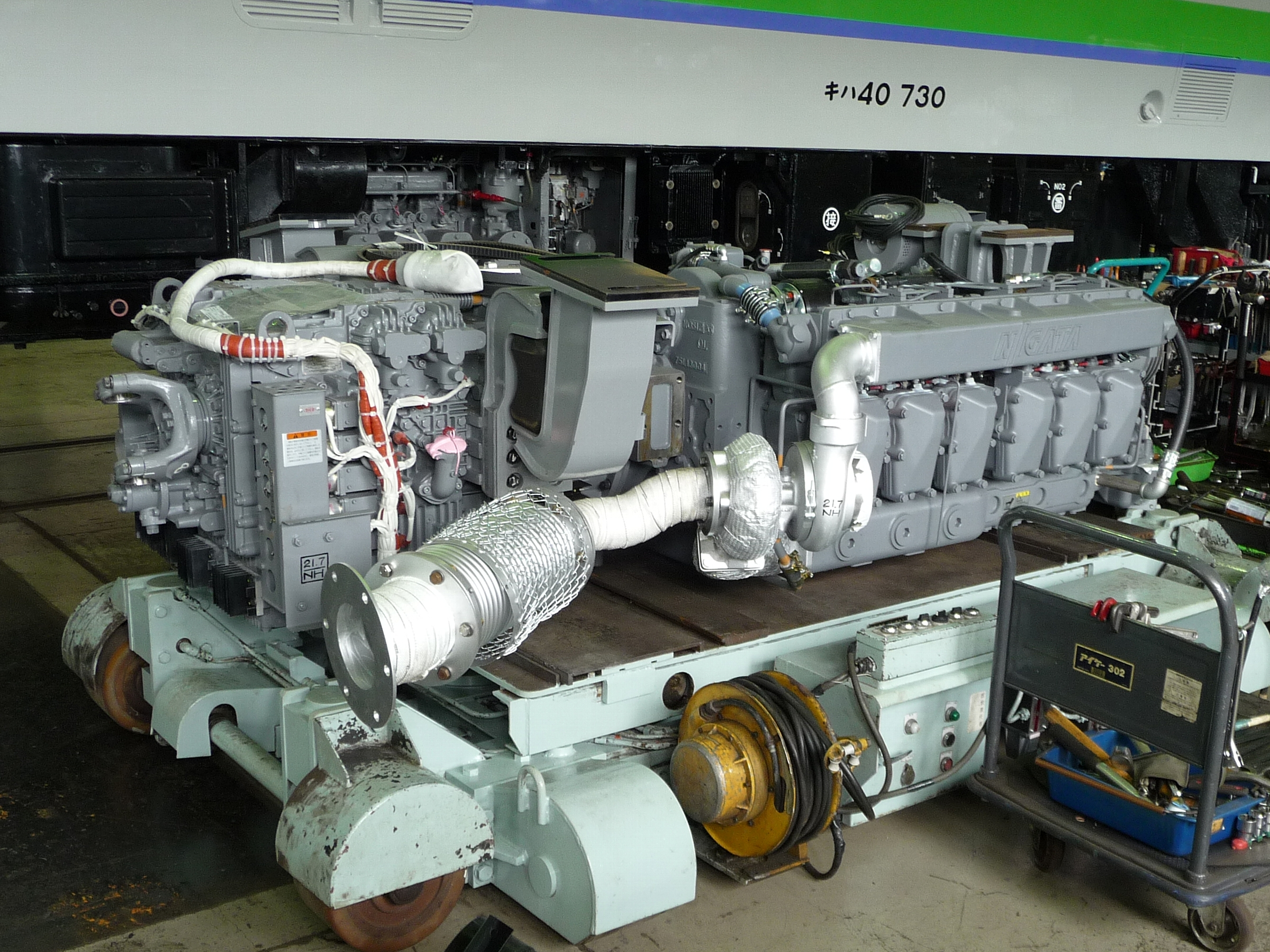
N-DMF13HZI型機関（2009年8月8日 釧路運輸車両所）
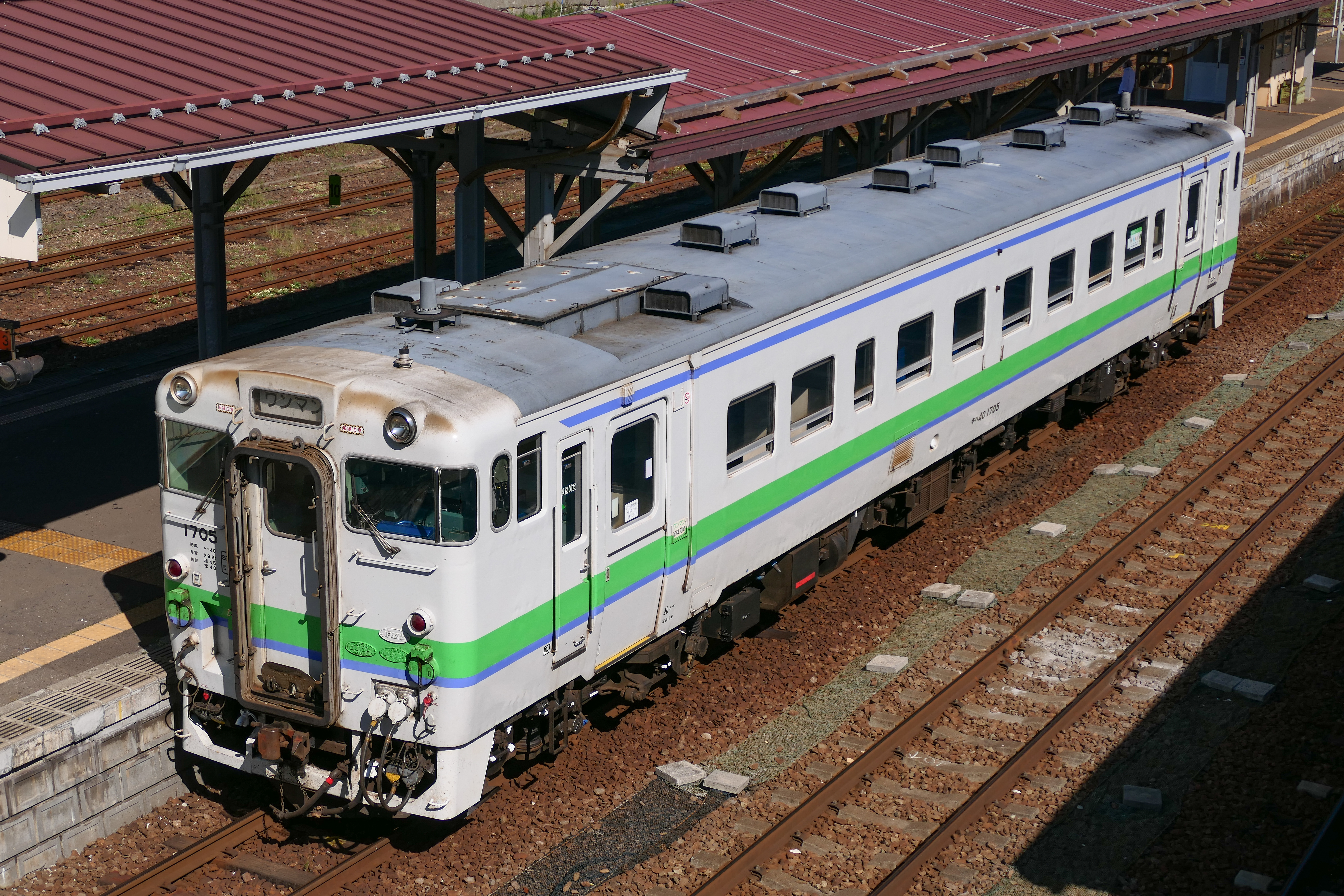
屋根上の水タンクが撤去されたキハ40 1705（2022年9月10日 函館本線森駅）
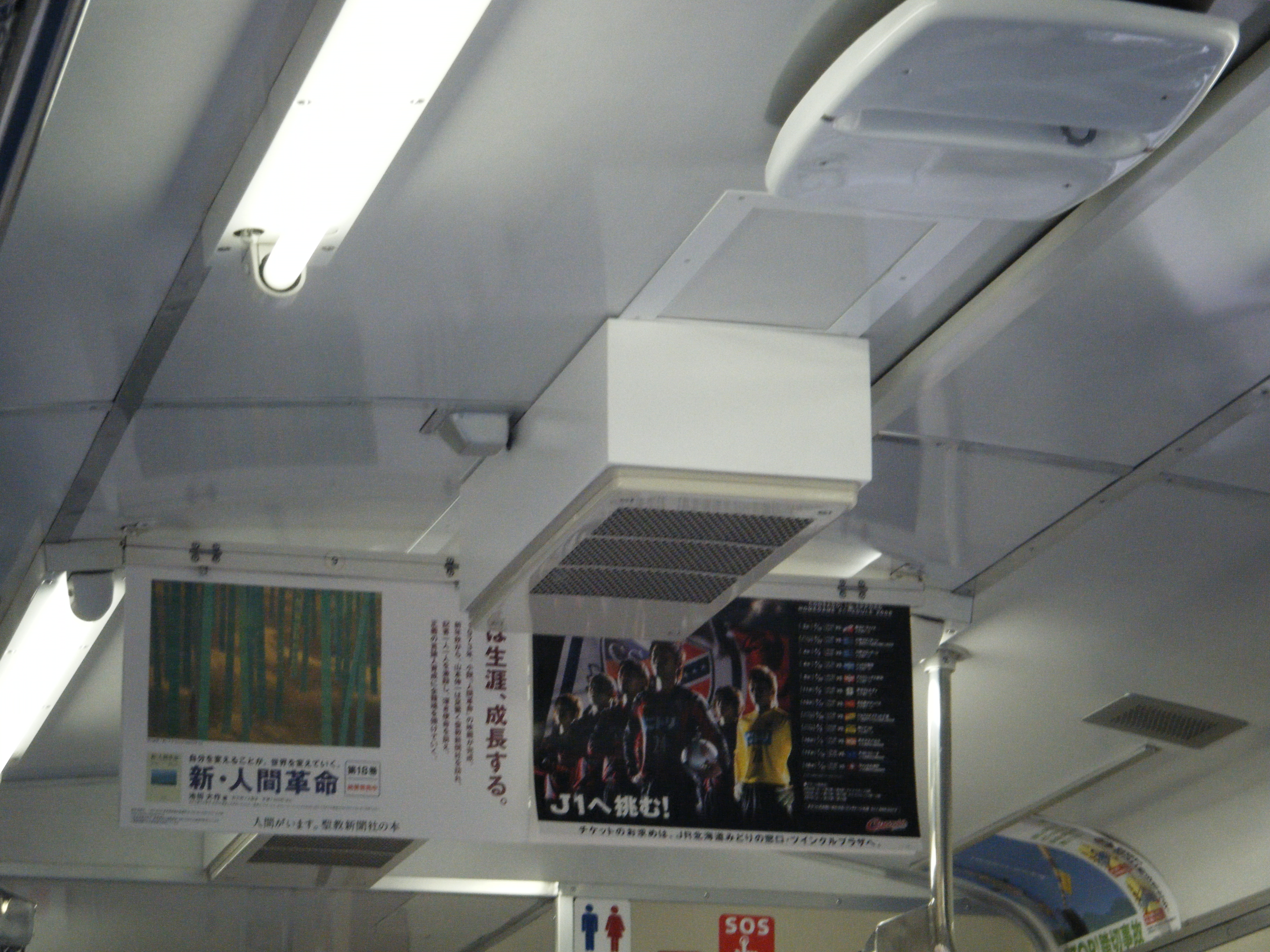
客室に設置されたクールファン（キハ40 1749、2008年4月29日 根室本線普通列車車内）
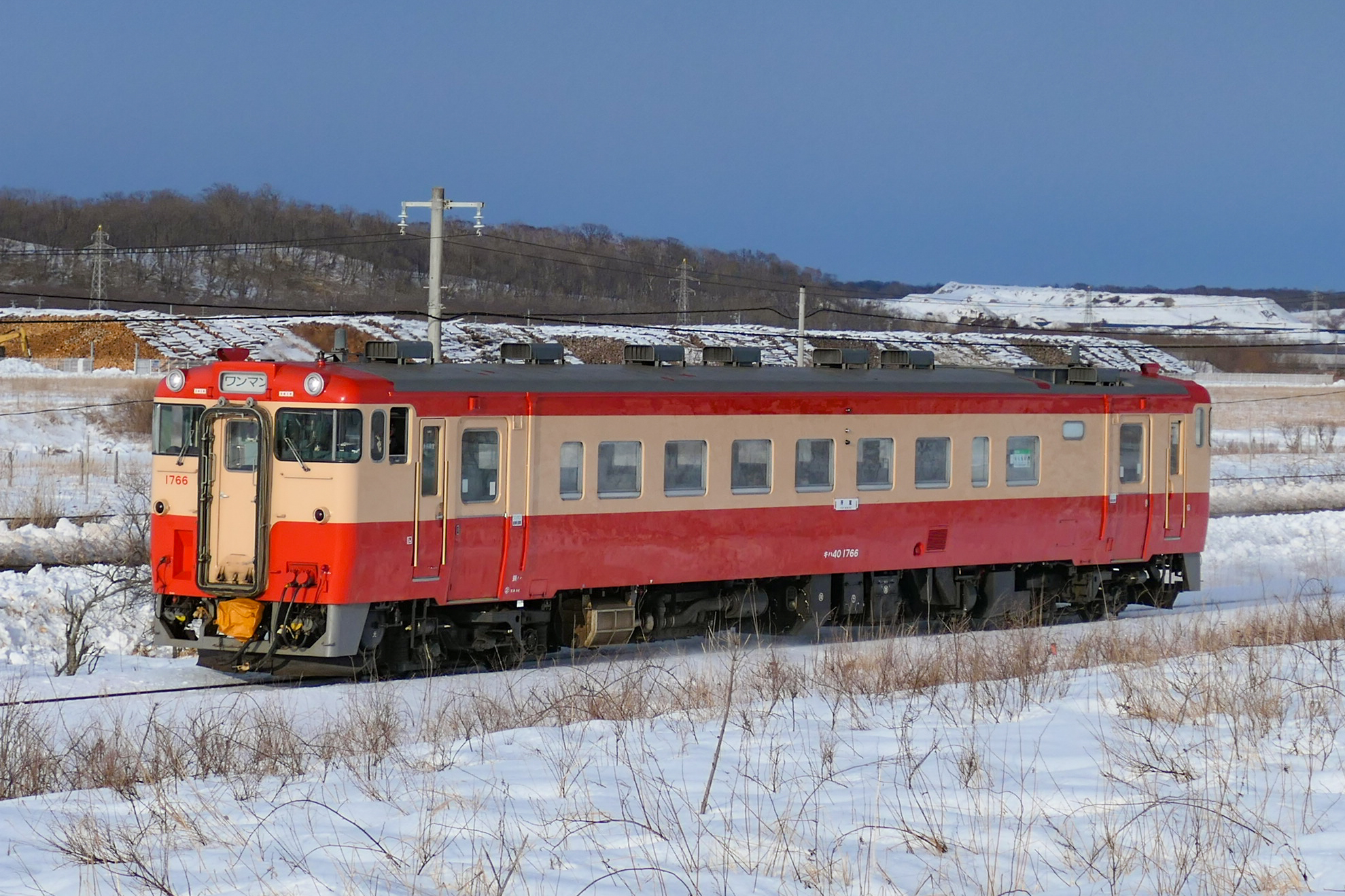
国鉄一般色に塗装されたキハ40 1766（2022年2月23日 大楽毛駅 - 庶路駅間）

#### 「鉄道員（ぽっぽや）」用（キハ40 764）
1999年に映画『鉄道員（ぽっぽや）』の撮影用として、当時釧路運輸車両所に所属していたキハ40 764を改造した。同作品で使用されるキハ12形や、それ近い外観のキハ22形はすでに運用を終了していたため、キハ40形700番台を改造したもので、キハ12形に似せて側窓部の外板に横桟を入れて分割し上部をHゴム支持としたいわゆる「バス窓」風に、前面のパノラミックウィンドウを平窓に、前照灯を貫通路上部の1灯式とした。塗装で経年劣化した状態を表現したほか、形式番号の標記は「キハ12 23」（実在したキハ12形の最終番号の次の番号）とした。映画撮影終了後の2000年3月に旭川運転所に転配。前照灯をシールドビーム2灯 に改め、本来の形式記号・番号標記を1・4位側扉点検蓋上方に小さく追加標記した以外はそのままの姿で「ぽっぽや号」として観光客向けの臨時列車に用いられたが、集客の低下に伴い石北本線でのローカル運用に充てられたのち保留車となった。側面の改造で車体の老朽化が進み、前照灯と窓の変更により運転環境も悪化していたため、2005年6月24日に気動車の余剰整理を機に廃車された。廃車後は車体が2分割され、前位側先頭部がロケ地の幾寅駅前に保存されている。

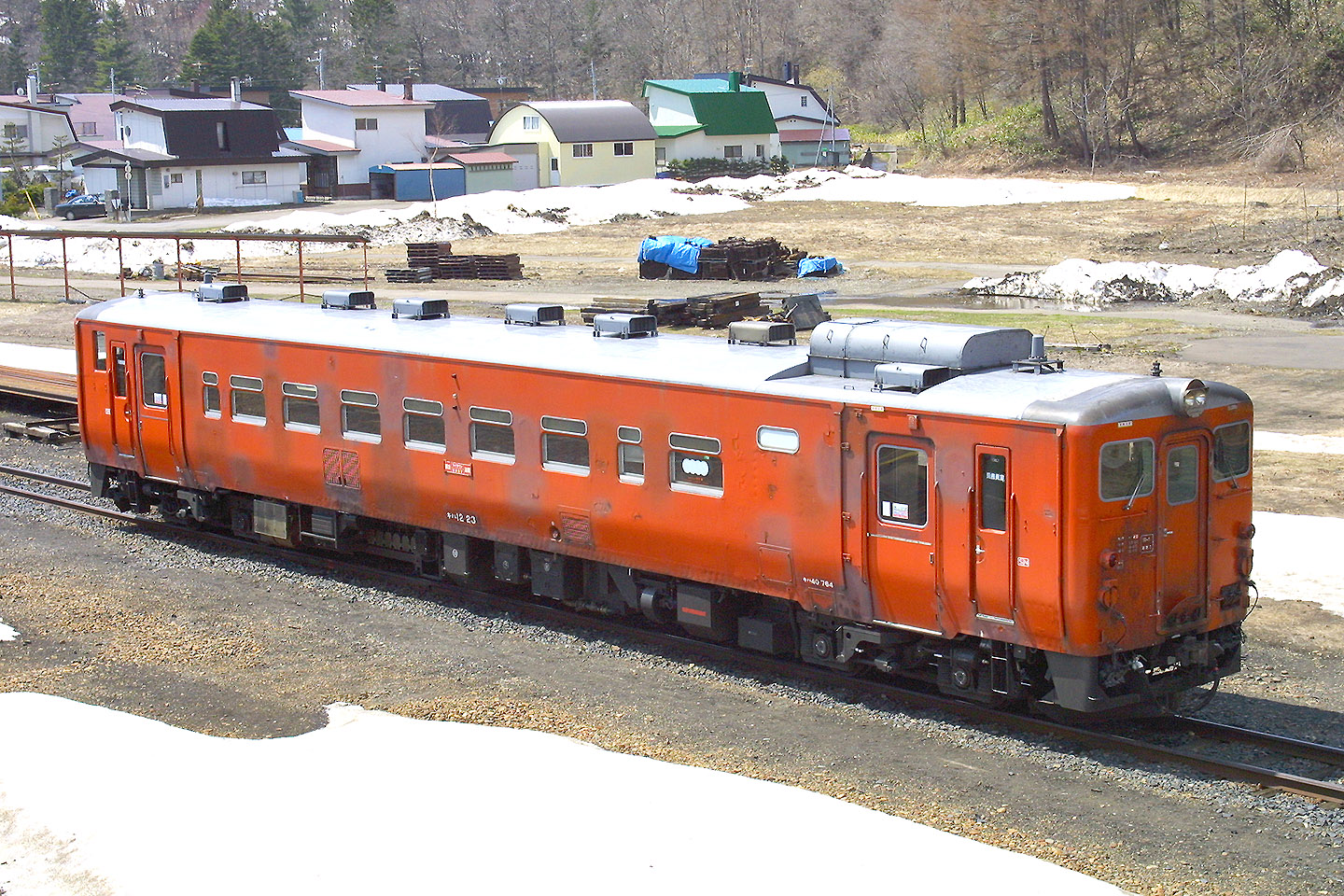
キハ40 764。映画撮影用に改造後の姿（2004年4月26日 石北本線遠軽駅）
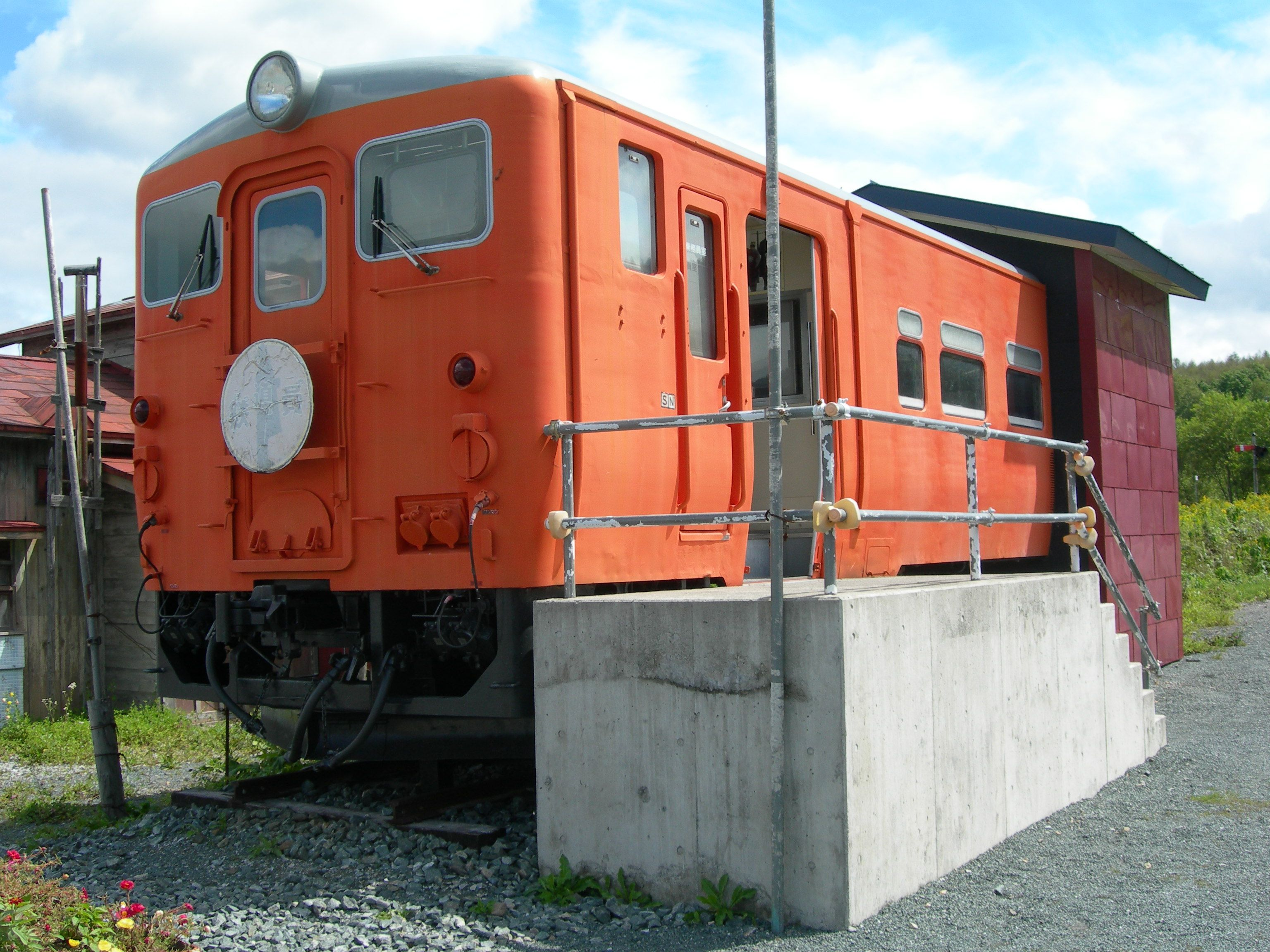
幾寅駅前に保存されるキハ40 764のカットボディ

#### 軌道検測車の動力車への転用
学園都市線での定期運用が終了したキハ40形のうち、300番台の301と304が、2018年から使用を開始したマヤ35形客車を挟んで運転する専属車両となり、301には組成時に先頭に出る側の前面貫通扉に前方監視カメラと建築限界測定装置（いずれもマヤ35車内の検測装置に接続）が装備された。

### JR東日本

#### 冷房化
1987年から1988年、および1995年に前述のキハ40形1000番台6両を含む計26両にサブエンジン式のAU34による冷房化改造が実施されている。床下の熱交換器を撤去して冷房装置を搭載するもので、前者は室内熱交換器を床下に設置する方式、後者は荷棚部に室内熱交換器を設置する方式である。その後1995年以降、南秋田運転所、小牛田運輸区、新津運転所の計113両は機関直結式のAU26J-Aによる冷房化改造が実施された。

#### ワンマン化
JR東日本は1988年3月に大湊線においてワンマン運転を開始し、キハ40系の運転線区においては、大湊線のほか五能線・男鹿線、石巻線・気仙沼線・東北本線利府支線、左沢線、水郡線、烏山線に拡大した。ワンマン運転線区で運用される車両では運賃箱や整理券発行機、線区により乗降口案内表示窓などを設置する改造が行われているが、これに伴う改番は行われていない。
このうち石巻線・気仙沼線・東北本線利府支線向けにワンマン化改造された小牛田運輸区のキハ40形500番台3両とキハ48形500番台・1500番台各7両は、クロスシートの3列への変更やデッキ仕切りの撤去が行われたほか、キハ48形の反運転台側の貫通路は営団6000系のものに類似したキノコ型広幅のものに改造された。

#### 機関換装
前述の機関直結式AU26J-A冷房装置の設置などと合わせて機関をカミンズ製DMF14HZ（350 PS / 2000 rpm）へ交換する改造が実施されたが、JR他社における改造の事例と異なり液体変速機はDW10のままのため、機関出力を300 PSに下げて使用されている。

#### 暖地向け車の寒地向け改造
八高線や水郡線などへのキハ110系の投入で余剰となった暖地向けのキハ40形2000番台やキハ47形0番台・1000番台のうち、東北地区や新潟地区へ転用される車両は耐雪カバーや暖房機器増設などの耐寒耐雪化改造が行われ、烏山線のキハ40 1006が東北地区へ転用された際にも同様の改造が実施された。

#### 衛星携帯電話アンテナの設置
八戸線・五能線・只見線で運用される車両では、運転台屋根上にNTTドコモの衛星携帯電話のアンテナが設置された。アンテナは白い円形状のもので、前頭部側にはアンテナ保護用の保護枠が設置されている。

### JR東海

#### 紀勢本線向け機関換装・冷房化
紀勢本線用としてキハ40形2000番台6両を1989年から1990年にかけて改造した。機関はキハ85系で採用されたカミンズ製のC-DMF14HZ（350 PS / 2000 rpm）に換装され、冷房装置はC-AU711Dを2基屋根上に搭載している。番号は原番に3000を加えて5000番台となったが、番号整理に伴い1999年度に3000番台に再改番された。
- キハ40 2030 - 2032・2058・2059・2129 → 5030 - 5032・5058・5059・5129 → 3001 - 3003・3005・3306・3010

#### 武豊線向け機関換装・ワンマン化
1992年の武豊線への投入に伴い、東海道本線での運用のためキハ48形500番台の機関をC-DMF14HZに換装して出力増強を図るとともにワンマン運転設備を付加したもので、5両が改造された。番号は原番に3000を加えて3500番台となったが、ワンマン車の区別のため1999年に3800番台に再改番された。
なお、これらとペアを組むキハ48形1500番台5両（1523・1524・1528 - 1530）にもワンマン運転設備が付加されているが、機関換装は実施されず、改番も行われなかった。
- キハ48 526・529・531・532・541 → 3526・3529・3531・3532・3541 → 3809・3812・3814・3815・3816

#### 1994年以降の機関換装と改番
機関換装は1994年度から再開され、保有する全形式の全車の機関をキハ75形・キハ11形300番台で採用されたカミンズ製のC-DMF14HZB（350 PS / 2000 rpm）に、変速機をキハ85系・キハ75形で採用された新潟コンバータ製C-DW14A（変速1段・直結2段） に換装した。同時に寒地装備、トイレ、機関の形式により一定の基準によって分類して、それぞれ原番の順に以下の通り改番した。
キハ40形5500番台
500番台にC-DMF14HZBを搭載。2両（576・577 → 5501・5502）が改番されたが、のちに5502はワンマン運転設備を付加して後述の5800番台に再改番され、5501は2015年12月に廃車され、ミャンマーへ譲渡。廃区分となった。
キハ40形6000番台
2000番台にC-DMF14HZBを搭載。6両（2057・2111 - 2113・2130・2131 → 6004・6007 - 6009・6011・6012）が改番されたが、全車にワンマン設備を付加して6300番台に再改番され、2000年度に消滅した。
キハ47形5000番台
0番台にC-DMF14HZBを搭載した2両（3・4 → 5001・5002）。2015年3月に廃車されミャンマーへ譲渡。廃区分となった。
キハ47形6000番台
1000番台にC-DMF14HZBを搭載した3両（1027・1109・1110 → 6001 - 6003）。2015年3・4月に廃車されミャンマーへ譲渡。廃区分となった。
キハ48形5000番台
0番台にC-DMF14HZBを搭載。3両（1 - 3 → 5001 - 5003）が改番されたが、のちに5002と5003の2両がワンマン運転設備を付加して再改番され、5001は2015年12月に廃車されミャンマーへ譲渡。廃区分となった。
キハ48形5500番台
500番台にC-DMF14HZBを搭載。13両（509 - 514・524・525・527・528・530・542・543 → 5501 - 5508・5510・5511・5513・5517・5518）がこの番台となったが、のちに8両がワンマン運転設備を付加して5800番台に再改番されたため、5501・5508・5511・5513・5518の5両が残った。5511・5513は2015年3月に廃車。残る3両は2015年7・12月に廃車され、いずれもミャンマーへ譲渡。廃区分となった。
キハ48形6000番台
1000番台にC-DMF14HZBを搭載。2両（1・2 → 6001・6002）が改番されたが、のちに6002がワンマン運転設備を付加して再改番されたため6001のみとなったが、2015年7月に廃車されミャンマーへ譲渡。廃区分となった。
キハ48形6500番台
1500番台にC-DMF14HZBを搭載。17両（1515 - 1519・1523 - 1531・1536 - 1538 → 6501 - 6517）がこの番台となったが、のちに14両がワンマン運転設備を付加して6800番台に再改番され、6501・6502・6517の3両が残った。2015年7・12月に廃車され、いずれもミャンマーへ譲渡。廃区分となった。

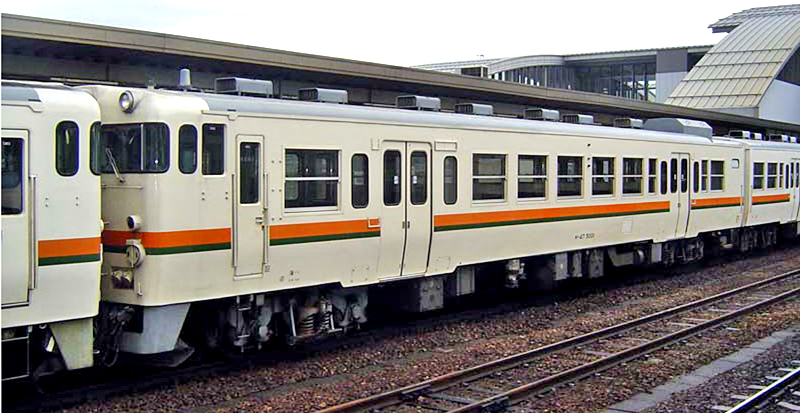
キハ47形5000番台（2004年9月4日 美濃太田駅）
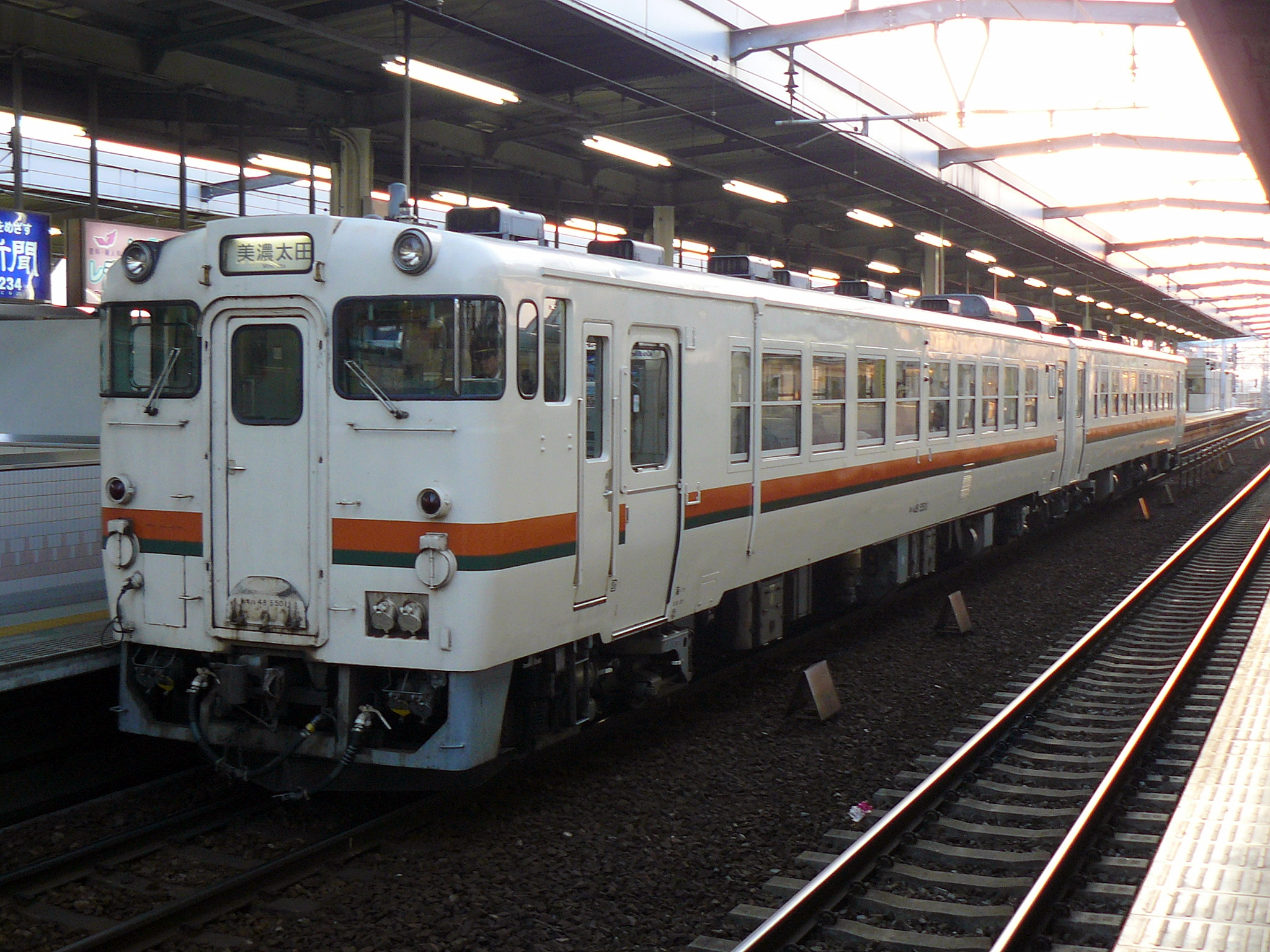
キハ48形5500番台（2008年3月16日 岐阜駅）

#### 機関形式の区別による再改番
1999年には、以前に機関換装を実施した車両も再度改番しており、C-DMF14HZ搭載車として3000番台に区別した。
キハ40形3000番台
旧5000番台。C-DMF14HZ搭載。3001 - 3003・3005・3010の5両。このうち一部は西日本旅客鉄道（JR西日本）所属のロングシート化改造車と番号が重複している。3005は2011年6月8日から旧国鉄一般形気動車標準色風の塗装に塗り替えられている。2015年7・12月に廃車され、ミャンマーへ譲渡。廃区分となった。

#### ワンマン化と番号整理
JR東海では武豊線に続いて高山本線・紀勢本線でもワンマン運転が実施されたが、1999年以降はワンマン化改造車に対して番号に300を加えてさらに区別された。
キハ40形3300番台
旧5000番台。3000番台のワンマン運転対応車。3306のみ。2015年12月に廃車され、ミャンマーへ譲渡。廃区分となった。
キハ40形5800番台
1999年に5500番台にワンマン運転設備を付加して再改番（5502 → 5802）したもの。5802のみ。2015年7月に廃車され、ミャンマーへ譲渡。廃区分となった。
キハ40形6300番台
1999年から2000年にかけて6000番台にワンマン運転設備を付加 し、再改番 （6304・6307 - 6309・6311・6312）したもの。2015年7・2016年3月に廃車され、6304を除きミャンマーへ譲渡。廃区分となった。
キハ48形3800番台
旧3500番台。改番時点でワンマン対応改造済み。3809・3812・3814 - 3816の5両。3812は2011年4月18日から旧国鉄一般形気動車標準色風の塗装に塗り替えられている。3814は2015年3月に、残る4両は2015年4・7月と2016年3月に廃車され、いずれもミャンマーへ譲渡。廃区分となった。
キハ48形5300番台
5000番台にワンマン運転設備を付加して再改番したもので、2000年と2003年に1両ずつ（5302・5303）、計2両に実施。2016年3月に廃車され、5302はミャンマーへ譲渡。廃区分となった。
キハ48形5800番台
1999年から5500番台にワンマン運転設備を付加して再改番したもの。5802 - 5807・5810・5817の8両。2015年4・7月と2016年3月に廃車され、いずれもミャンマーへ譲渡。廃区分となった。
キハ48形6300番台
2000年に6000番台にワンマン運転設備を付加して再改番を実施したもの。6302の1両のみで、2016年3月に廃車されミャンマーへ譲渡。廃区分となった。
キハ48形6800番台
1999年から6500番台にワンマン運転設備を付加して再改番したもので、6803 - 6816の14両に対して実施された。うち6806・6807・6811 - 6813の5両は6500番台への改番時点で既にワンマン運転設備を装備していた。2015年4・7・12月と2016年3月に廃車され、6805 - 6807と6811を除きミャンマーへ譲渡。廃区分となった。

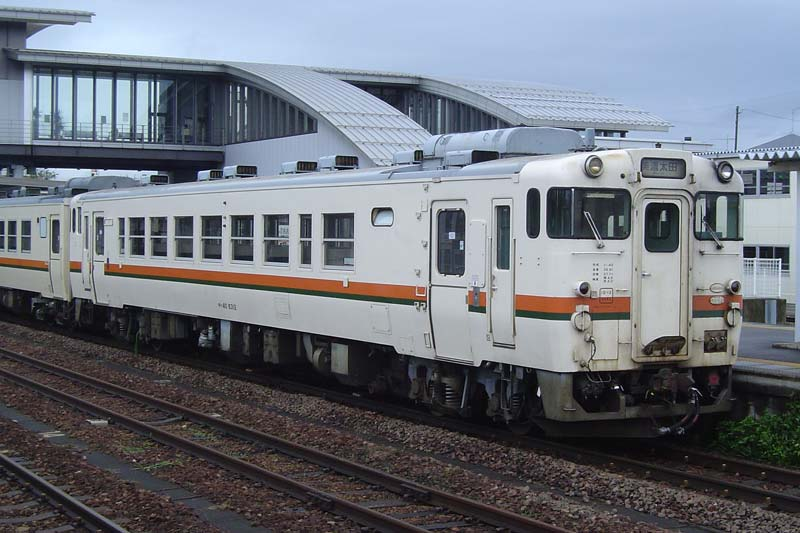
キハ40形6300番台（2004年9月4日 美濃太田駅）
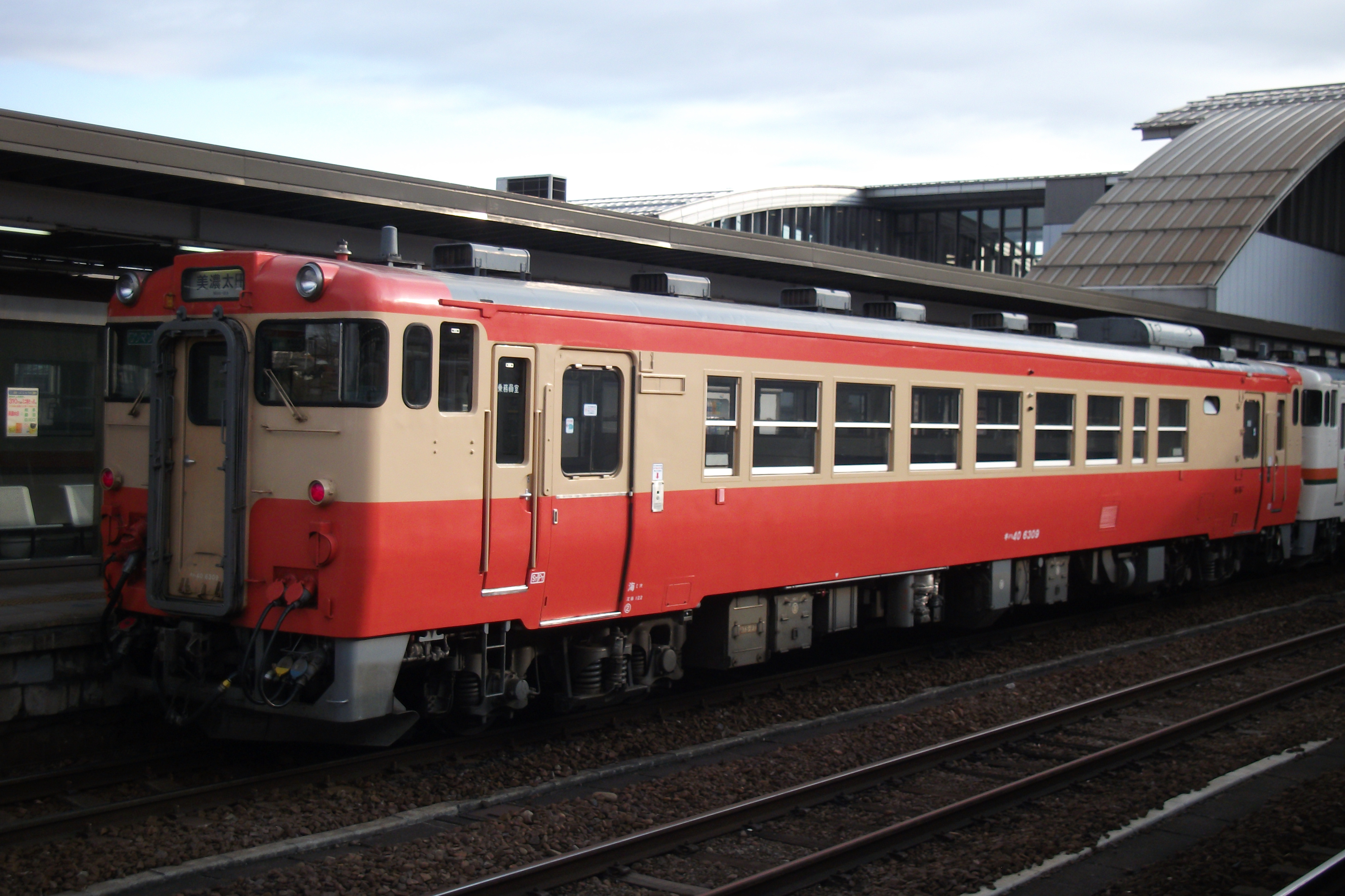
旧国鉄一般形気動車標準色風塗装のキハ40形6300番台（2012年1月9日 美濃太田駅）
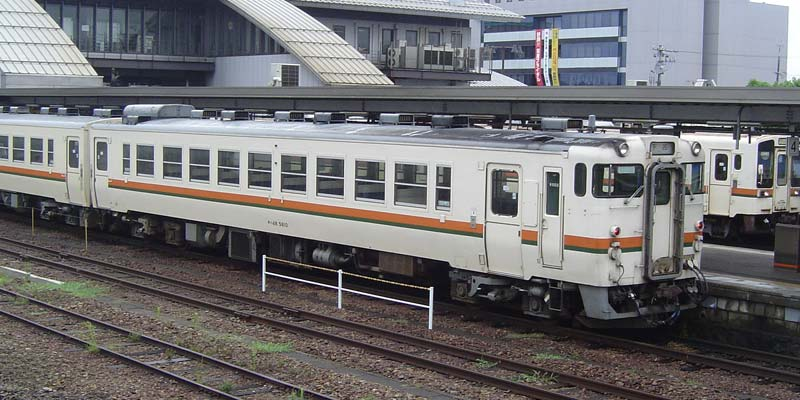
キハ48形5800番台（2004年9月4日 美濃太田駅）
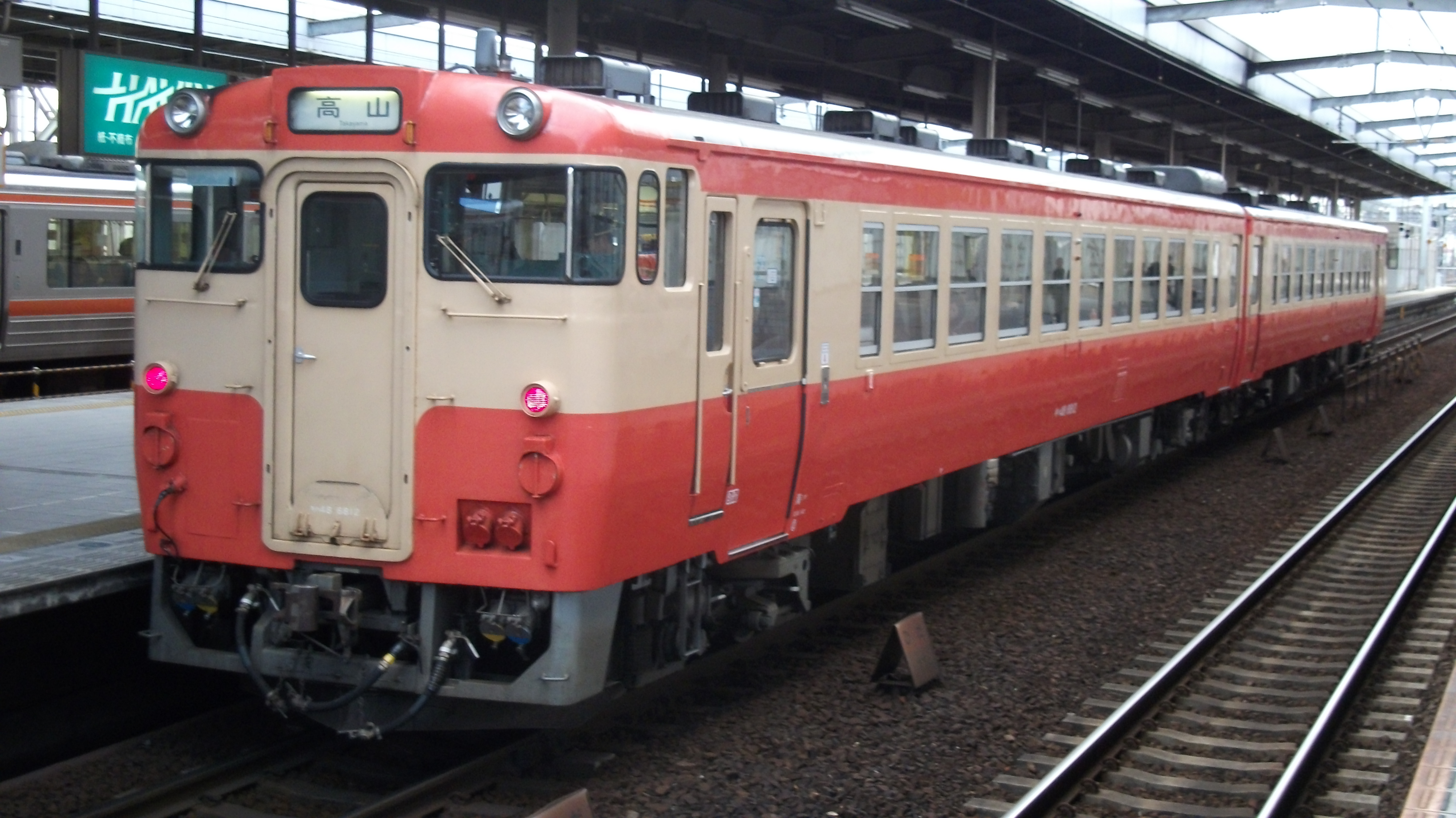
キハ48形6800番台（2011年12月24日 岐阜駅）

### JR西日本

#### ワンマン化
ローカル線の経営合理化のため、JR西日本では1989年よりキハ40・47形を対象に大多数の車両でワンマン化改造が施工された。運賃表示器や運賃箱、整理券発行機の設置などを行い、キハ47形では運転台側客用扉から運転台仕切りまでの座席を撤去した。キハ47形を両運転台化改造したキハ41形も改造時にワンマン化されている。

#### 冷房化
1989年度から1995年度にかけて日本電装製のサブエンジン式AU34による冷房改造が全車に対して実施されている。床下の暖房用熱交換器を1基撤去してAU34を搭載し、車内荷棚部に室内熱交換器を設置している。

#### ロングシート化
ローカル線区の朝ラッシュ時の乗降のスムーズ化と定員増加を図るため、車内の座席をロングシートに交換したグループである。キハ40形2000番台は3000番台に、キハ47形は0・1000番台は2000・3000番台に、500・1500番台は2500・3500番台に改番された。1991年から1992年にかけてキハ40形5両とキハ47形27両（2000番台16両、2500番台1両、3000番台9両、3500番台1両）に対して施工され、1996年度にはキハ47形21両（2000番台7両、2500番台2両、3000番台11両、3500番台1両）が追加で改造されたが、こちらはボックスシートを一部残している。
キハ40形は岡山地区に、キハ47形は岡山（吉備線）・米子・山口地区に配置され、いずれもラッシュ時に運用されている。
| キハ40形、キハ47形ロングシート化改造一覧 | キハ40形、キハ47形ロングシート化改造一覧 | キハ40形、キハ47形ロングシート化改造一覧 | キハ40形、キハ47形ロングシート化改造一覧 | キハ40形、キハ47形ロングシート化改造一覧 | キハ40形、キハ47形ロングシート化改造一覧 | キハ40形、キハ47形ロングシート化改造一覧 | キハ40形、キハ47形ロングシート化改造一覧 | キハ40形、キハ47形ロングシート化改造一覧 | キハ40形、キハ47形ロングシート化改造一覧 |
| 車両形式                                 | 車両形式                                 | 車両番号                                 | 種車                                     | 竣工                                     | 改造所                                   | 初期配置                                 | 体質改善工事(改造所)                     | 現行配置                                 | 備考                                     |
| ---------------------------------------- | ---------------------------------------- | ---------------------------------------- | ---------------------------------------- | ---------------------------------------- | ---------------------------------------- | ---------------------------------------- | ---------------------------------------- | ---------------------------------------- | ---------------------------------------- |
| キハ40形                                 | 3000番台                                 | キハ40 3001                              | キハ40 2009                              | 1992.3                                   | 後藤                                     | 津山                                     | 2007.5.23(後藤)                          | 岡山                                     |                                          |
| キハ40形                                 | 3000番台                                 | キハ40 3002                              | キハ40 2010                              | 1993.1.9                                 | 後藤                                     | 津山                                     | 2005.12.19(後藤)                         | 岡山                                     |                                          |
| キハ40形                                 | 3000番台                                 | キハ40 3003                              | キハ40 2028                              | 1993.2.16                                | 後藤                                     | 津山                                     | 2005.2.1(金沢)                           | 岡山                                     |                                          |
| キハ40形                                 | 3000番台                                 | キハ40 3004                              | キハ40 2116                              | 1993.3.26                                | 後藤                                     | 津山                                     | 2003.12.29(後藤)                         | 岡山                                     |                                          |
| キハ40形                                 | 3000番台                                 | キハ40 3005                              | キハ40 2117                              | 1993.3.15                                | 後藤                                     | 津山                                     | 2007.2.27(網干)                          | 岡山                                     |                                          |
| キハ47形                                 | 2000番台                                 | キハ47 2001                              | キハ47 48                                | 1993.2.23                                | 後藤                                     | 津山                                     | 2007.3.7(下関)                           | 岡山                                     |                                          |
| キハ47形                                 | 2000番台                                 | キハ47 2002                              | キハ47 161                               | 1993.3.10                                | 後藤                                     | 津山                                     | 2004.3.26(後藤)                          | 岡山                                     |                                          |
| キハ47形                                 | 2000番台                                 | キハ47 2003                              | キハ47 163                               | 1993.3.10                                | 後藤                                     | 津山                                     | 2001.3.23(後藤)                          | 岡山                                     |                                          |
| キハ47形                                 | 2000番台                                 | キハ47 2004                              | キハ47 67                                | 1994.9.14                                | 後藤                                     | 米子                                     | 2004.8.30(後藤)                          | 後藤                                     | こなきじじい列車Ⅱ                        |
| キハ47形                                 | 2000番台                                 | キハ47 2005                              | キハ47 86                                | 1994.7.7                                 | 後藤                                     | 浜田                                     | 2006.10.30(金沢)                         | 後藤                                     |                                          |
| キハ47形                                 | 2000番台                                 | キハ47 2006                              | キハ47 97                                | 1994.11.24                               | 後藤                                     | 米子                                     | 2008.9.5(後藤)                           | 後藤                                     |                                          |
| キハ47形                                 | 2000番台                                 | キハ47 2007                              | キハ47 166                               | 1994.11.5                                | 後藤                                     | 米子                                     | 2007.8.21(後藤)                          | 後藤                                     |                                          |
| キハ47形                                 | 2000番台                                 | キハ47 2008                              | キハ47 168                               | 1994.9.9                                 | 後藤                                     | 米子                                     | 2000.3.2(後藤)                           | 後藤                                     |                                          |
| キハ47形                                 | 2000番台                                 | キハ47 2009                              | キハ47 181                               | 1994.8.11                                | 後藤                                     | 米子                                     | 2000.7.28(後藤)                          | 後藤                                     |                                          |
| キハ47形                                 | 2000番台                                 | キハ47 2010                              | キハ47 192                               | 1994.11.26                               | 鷹取                                     | 米子                                     | 2001.5.14(後藤)                          | 後藤                                     | 改番・観光列車化（キロ47-7006)           |
| キハ47形                                 | 2000番台                                 | キハ47 2011                              | キハ47 193                               | 1994.11.26                               | 鷹取                                     | 米子                                     | －                                       | 山口                                     | 改番・観光列車化(キロ47-7002)            |
| キハ47形                                 | 2000番台                                 | キハ47 2012                              | キハ47 23                                | 1994.10.28                               | 鷹取                                     | 広島                                     | 2001.10.12(下関)                         | 山口                                     |                                          |
| キハ47形                                 | 2000番台                                 | キハ47 2013                              | キハ47 26                                | 1994.9.10                                | 鷹取                                     | 広島                                     | 2001.3.13(下関)                          | 山口                                     |                                          |
| キハ47形                                 | 2000番台                                 | キハ47 2014                              | キハ47 108                               | 1994.11.30                               | 幡生                                     | 広島                                     | 2000.7.5(下関)                           | 山口                                     |                                          |
| キハ47形                                 | 2000番台                                 | キハ47 2015                              | キハ47 154                               | 1994.10.7                                | 鷹取                                     | 広島                                     | 2007.3.1(下関)                           | 山口                                     | 廃車                                     |
| キハ47形                                 | 2000番台                                 | キハ47 2016                              | キハ47 155                               | 1994.10.7                                | 鷹取                                     | 広島                                     | 2002.9.4(下関)                           | 山口                                     |                                          |
| キハ47形                                 | 2000番台                                 | キハ47 2017                              | キハ47 17                                | 1996.10.9                                | 後藤                                     | 津山                                     | 2004.10.19(後藤)                         | 後藤                                     |                                          |
| キハ47形                                 | 2000番台                                 | キハ47 2018                              | キハ47 162                               | 1996.10.12                               | 後藤                                     | 津山                                     | 2008.12.8(後藤)                          | 後藤                                     |                                          |
| キハ47形                                 | 2000番台                                 | キハ47 2019                              | キハ47 164                               | 1996.9.10                                | 後藤                                     | 米子                                     | 2004.2.27(後藤)                          | 後藤                                     | 砂かけばばあ列車Ⅱ                        |
| キハ47形                                 | 2000番台                                 | キハ47 2020                              | キハ47 186                               | 1996.9.19                                | 後藤                                     | 津山                                     | 2001.12.22(後藤)                         | 後藤                                     |                                          |
| キハ47形                                 | 2000番台                                 | キハ47 2021                              | キハ47 12                                | 1997.1.24                                | 幡生                                     | 山口                                     | 1999.11.24(下関)                         | 山口                                     |                                          |
| キハ47形                                 | 2000番台                                 | キハ47 2022                              | キハ47 98                                | 1997.3.27                                | 幡生                                     | 山口                                     | 2004.6.24(下関)                          | 山口                                     |                                          |
| キハ47形                                 | 2000番台                                 | キハ47 2023                              | キハ48 147                               | 1997.1.10                                | 幡生                                     | 山口                                     | 2002.12.28(下関)                         | 山口                                     |                                          |
| キハ47形                                 | 2500番台                                 | キハ47 2501                              | キハ47 508                               | 1994.11.15                               | 鷹取                                     | 広島                                     | 1999.3.31(下関)                          | 山口                                     |                                          |
| キハ47形                                 | 2500番台                                 | キハ47 2502                              | キハ47 506                               | 1997.3.27                                | 幡生                                     | 山口                                     | 2003.7.22(下関)                          | 山口                                     |                                          |
| キハ47形                                 | 2500番台                                 | キハ47 2503                              | キハ47 507                               | 1997.2.17                                | 幡生                                     | 山口                                     | 2006.12.15(下関)                         | 山口                                     |                                          |
| キハ47形                                 | 3000番台                                 | キハ47 3001                              | キハ47 1001                              | 1993.2.18                                | 後藤                                     | 津山                                     | 2001.11.28(後藤)                         | 岡山                                     |                                          |
| キハ47形                                 | 3000番台                                 | キハ47 3002                              | キハ47 1003                              | 1993.3.16                                | 後藤                                     | 津山                                     | －                                       | 山口                                     |                                          |
| キハ47形                                 | 3000番台                                 | キハ47 3003                              | キハ47 1111                              | 1994.10.19                               | 後藤                                     | 米子                                     | 2000.11.1(後藤)                          | 後藤                                     |                                          |
| キハ47形                                 | 3000番台                                 | キハ47 3004                              | キハ47 1006                              | 1994.10.28                               | 鷹取                                     | 広島                                     | 2004.1.27(下関)                          | 山口                                     |                                          |
| キハ47形                                 | 3000番台                                 | キハ47 3005                              | キハ47 1020                              | 1994.10.31                               | 幡生                                     | 広島                                     | 2001.7.17(下関)                          | 山口                                     |                                          |
| キハ47形                                 | 3000番台                                 | キハ47 3006                              | キハ47 1021                              | 1994.11.30                               | 鷹取                                     | 広島                                     | 2003.2.4(下関)                           | 山口                                     |                                          |
| キハ47形                                 | 3000番台                                 | キハ47 3007                              | キハ47 1067                              | 1994.11.15                               | 鷹取                                     | 広島                                     | 2004.3.10(金沢)                          | 山口                                     |                                          |
| キハ47形                                 | 3000番台                                 | キハ47 3008                              | キハ47 1096                              | 1994.11.30                               | 鷹取                                     | 広島                                     | 2000.10.31(下関)                         | 山口                                     |                                          |
| キハ47形                                 | 3000番台                                 | キハ47 3009                              | キハ47 1123                              | 1994.9.30                                | 幡生                                     | 広島                                     | 2003.11.11(下関)                         | 山口                                     |                                          |
| キハ47形                                 | 3000番台                                 | キハ47 3010                              | キハ47 1002                              | 1997.3.14                                | 後藤                                     | 米子                                     | 2001.6.13(後藤)                          | 後藤                                     |                                          |
| キハ47形                                 | 3000番台                                 | キハ47 3011                              | キハ47 1018                              | 1996.11.15                               | 後藤                                     | 米子                                     | 2000.1.25(後藤)                          | 後藤                                     |                                          |
| キハ47形                                 | 3000番台                                 | キハ47 3012                              | キハ47 1034                              | 1996.12.12                               | 後藤                                     | 米子                                     | 2008.7.18(後藤)                          | 後藤                                     |                                          |
| キハ47形                                 | 3000番台                                 | キハ47 3013                              | キハ47 1063                              | 1996.11.29                               | 後藤                                     | 米子                                     | 1999.8.20(後藤)                          | 後藤                                     |                                          |
| キハ47形                                 | 3000番台                                 | キハ47 3014                              | キハ47 1095                              | 1996.12.2                                | 後藤                                     | 米子                                     | 2006.12.29(後藤)                         | 後藤                                     |                                          |
| キハ47形                                 | 3000番台                                 | キハ47 3015                              | キハ47 1114                              | 1997.1.6                                 | 後藤                                     | 米子                                     | 2005.5.6(後藤)                           | 後藤                                     |                                          |
| キハ47形                                 | 3000番台                                 | キハ47 3016                              | キハ47 1115                              | 1996.12.21                               | 後藤                                     | 米子                                     | 2004.5.17(後藤)                          | 後藤                                     | 改番・観光列車化(キロ47-7005)            |
| キハ47形                                 | 3000番台                                 | キハ47 3017                              | キハ47 1116                              | 1997.2.15                                | 後藤                                     | 米子                                     | 2003.11.28(後藤)                         | 後藤                                     |                                          |
| キハ47形                                 | 3000番台                                 | キハ47 3018                              | キハ47 1124                              | 1997.2.25                                | 後藤                                     | 米子                                     | 2003.12.29(後藤)                         | 後藤                                     |                                          |
| キハ47形                                 | 3000番台                                 | キハ47 3019                              | キハ47 1023                              | 1997.3.21                                | 幡生                                     | 広島                                     | 2000.3.23(下関)                          | 山口                                     |                                          |
| キハ47形                                 | 3000番台                                 | キハ47 3020                              | キハ47 1104                              | 1997.1.24                                | 幡生                                     | 山口                                     | 2005.6.28(下関)                          | 山口                                     |                                          |
| キハ47形                                 | 3500番台                                 | キハ47 3501                              | キハ47 1508                              | 1994.11.15                               | 鷹取                                     | 広島                                     | 2000.2.9(下関)                           | 山口                                     |                                          |
| キハ47形                                 | 3500番台                                 | キハ47 3502                              | キハ47 1506                              | 1996.12.27                               | 幡生                                     | 山口                                     | 1999.7.30(下関)                          | 山口                                     |                                          |

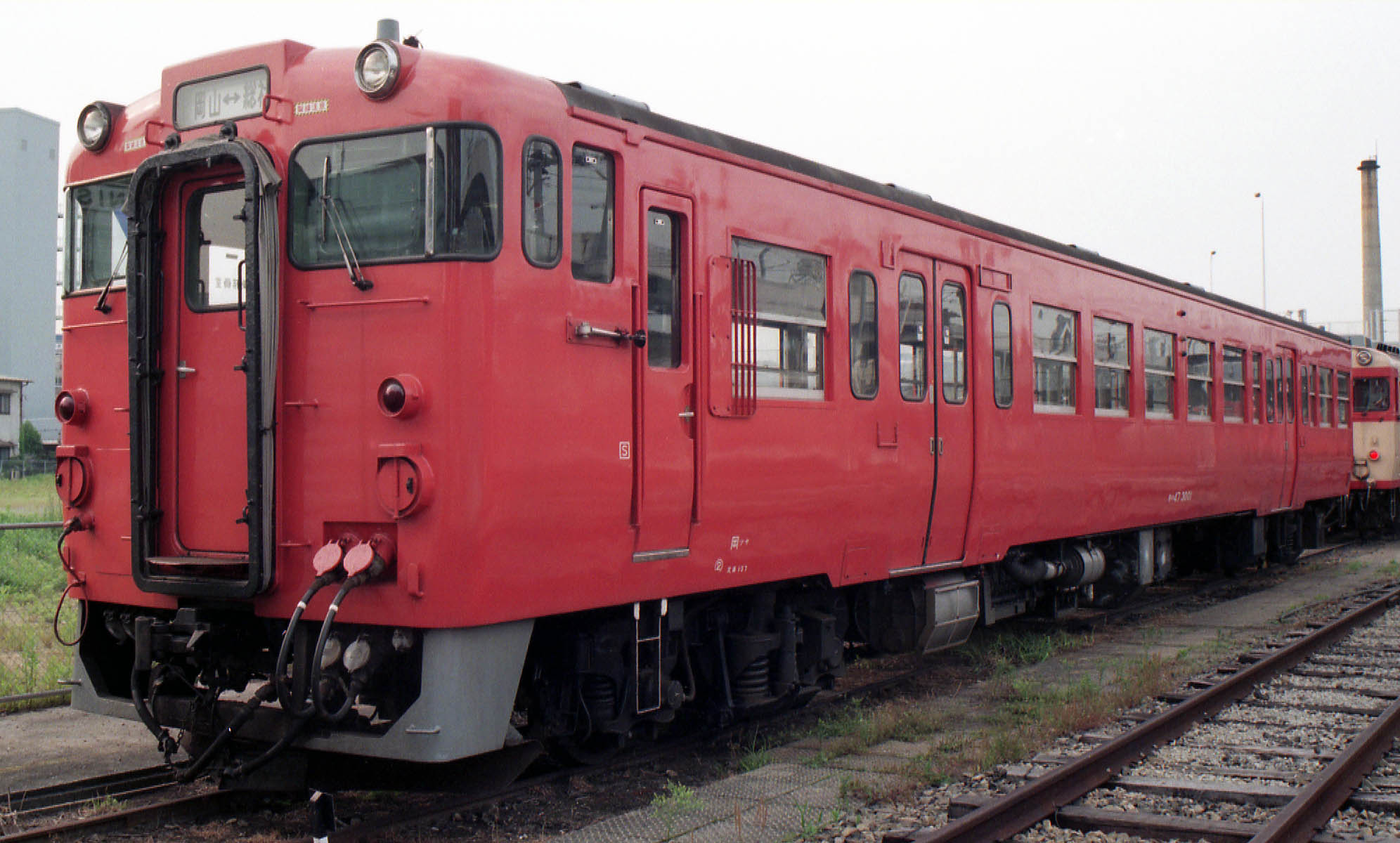
キハ47 3001 ロングシート化改造車
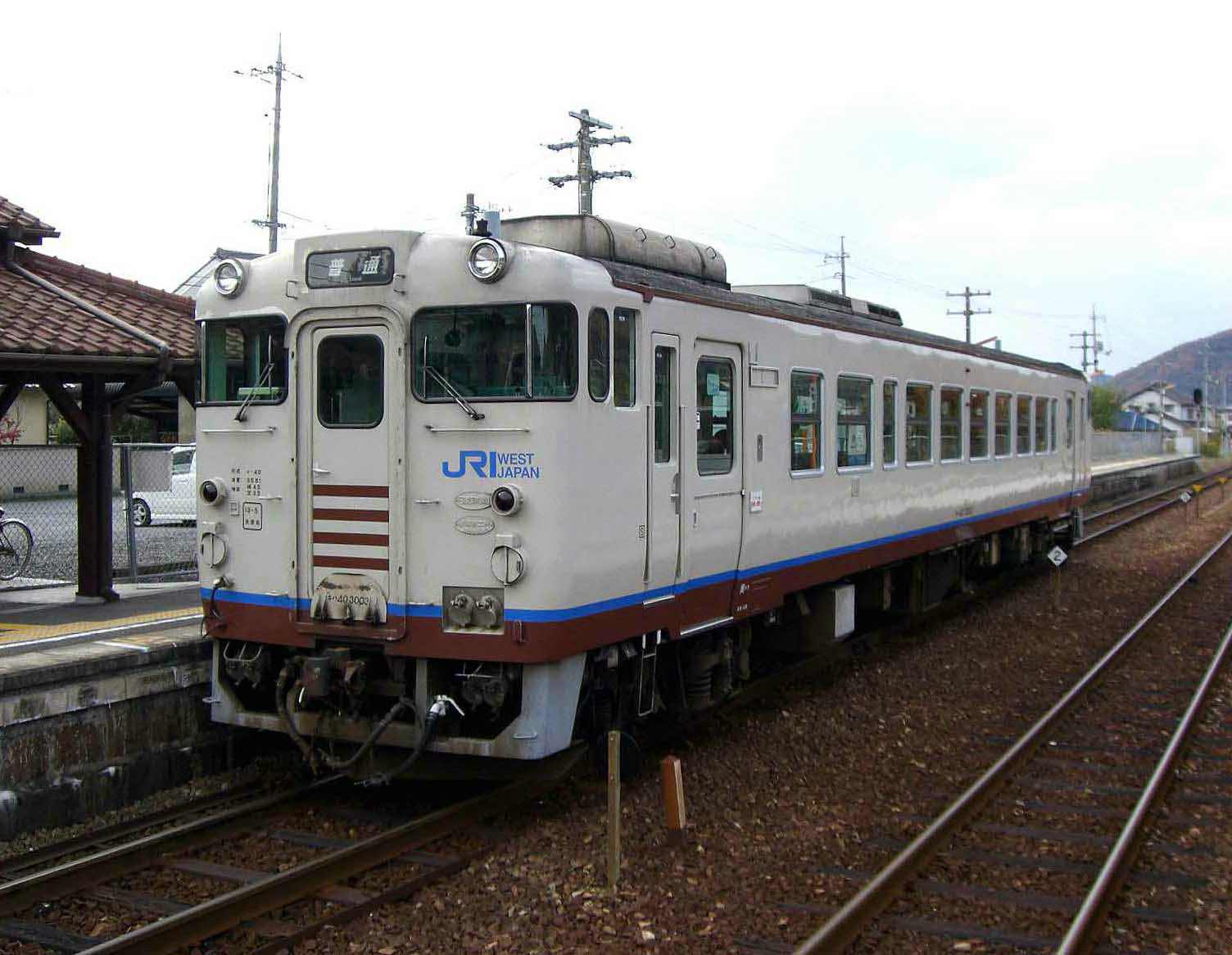
キハ40 3003 玉柏駅（2006年11月25日）
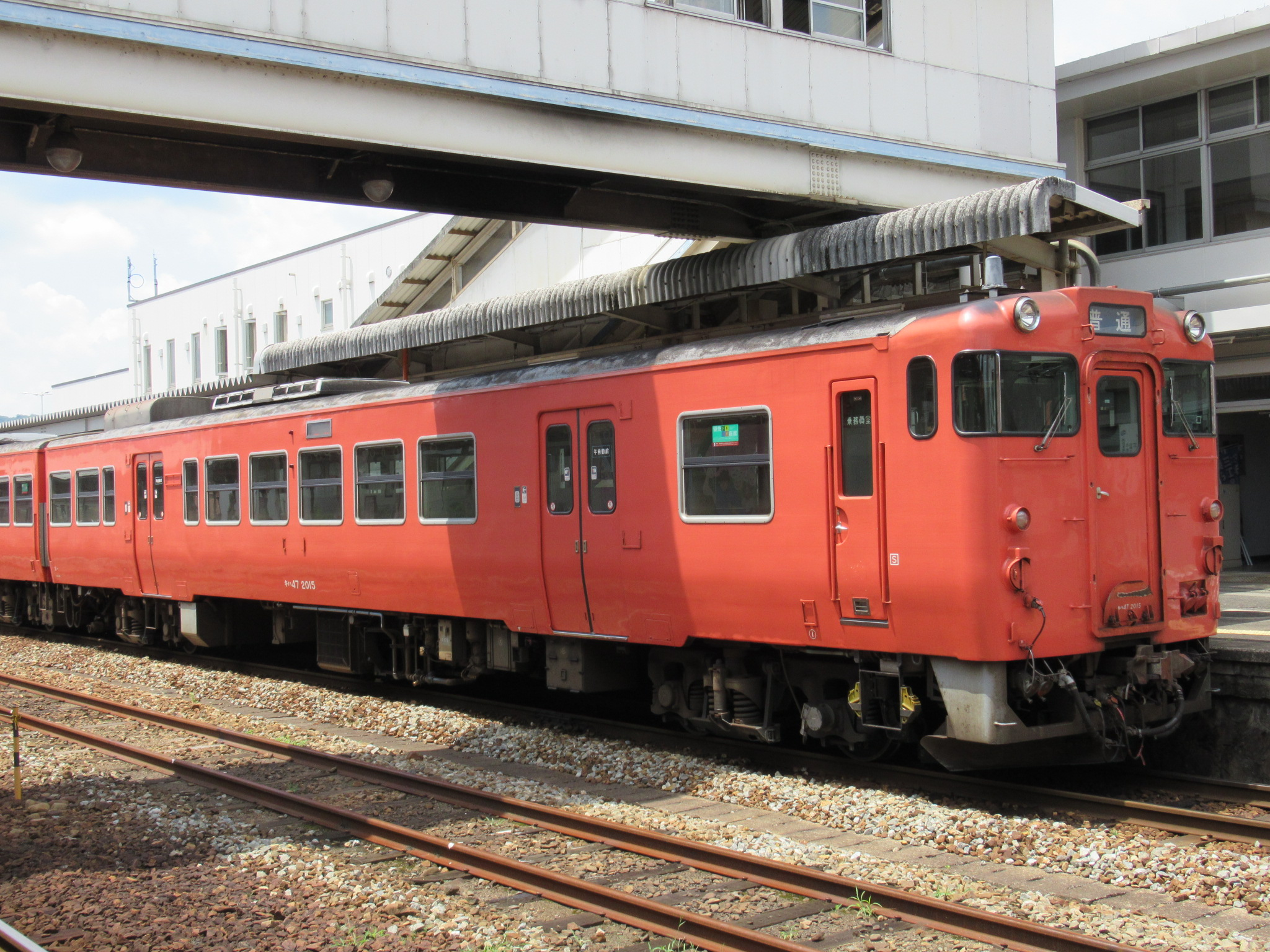
キハ47 2015（2017年8月2日 三次駅）
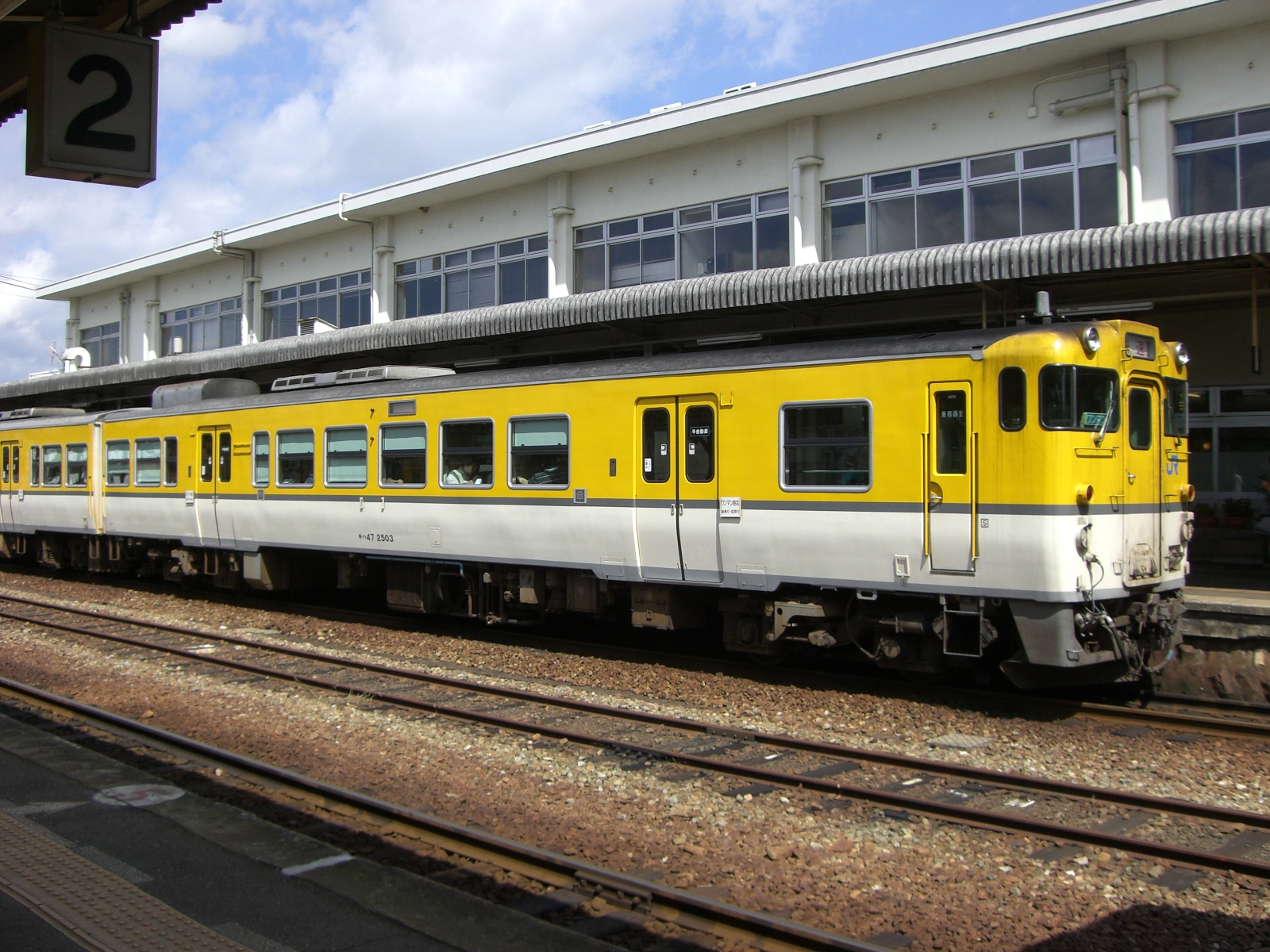
キハ47 2503（2007年8月14日 三次駅）
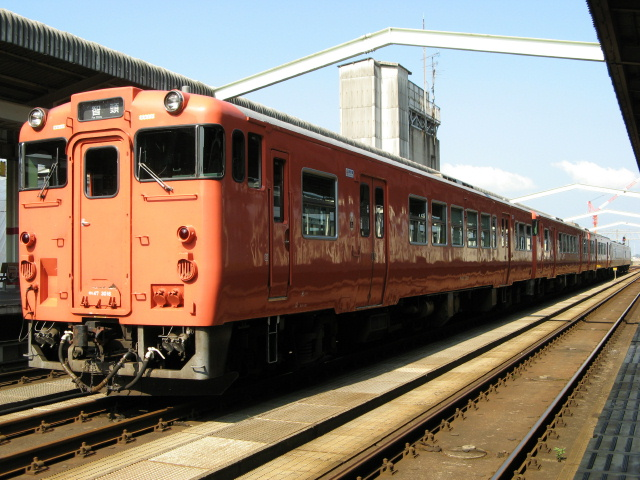
キハ47 3016（2007年9月12日 鳥取駅）

#### 機関と変速機の換装
1994年度から2000年度にかけてエンジンおよび液体変速機を換装している。機関はコマツ製SA6D125H-1AもしくはSA6D125HE-1となり、車体側面のエンジン吸気口と外気導入口のルーバーが埋められた。
液体変速機はコマツ製のKTF3335A-1A（変速2段・直結3段、自動式）または新潟コンバータ製TACN-22系（変速1段・直結2段、自動式）へ換装したが、台車が元のままの1軸駆動であり、軸重に対して出力が勝ち空転を起こしやすい傾向があり、台車強度の関係から出力を本来の355 PSから330 PSに落としている。また、液体変速機のうちコマツ製のKTF3335A-1A換装車は、105 km/h以上で使用可能な直結3段目はキハ40系の最高速度が95 km/hのため使用されず、実質的には変速2段・直結2段である。
機関換装工事実施中は旧機関の車両との併結を考慮し出力を265 PS / 2000 rpmに制限し、換装完了後順次355 PSへ引き上げているが、岡山気動車区所属のキハ40形2000番台の一部と3000番台は、2019年1月時点でも265 PSのまま使用されている。

#### 播但線向け両運転台化（キハ41形）
1998年の播但線姫路駅 - 寺前駅間電化に際し、同線のうち非電化で残る寺前駅 - 和田山駅間の単行運転用としてキハ47形1000番台に鷹取工場・後藤総合車両所で運転台を増設して両運転台としたキハ41形5両が導入された。
増設運転台は種車の車体に新造の切妻前面構体を接合しており、既設運転台と灯具類の設置位置や運転室内配置を揃えている。また、増設運転台直後にトイレと水タンクを増設しており、2000番台に付番されている。塗装は姫路駅 - 寺前駅間で運用される103系3500番台と同様のワインレッドとし、窓周りのアクセントは103系のダークグレーに対してキハ41形では淡緑色とされた。アクセントの部分には103系と同じく「BANTAN」の文字が表記されていた。
当初は播但線限定で運用されていたが、1999年10月のダイヤ改正より山陰本線豊岡駅 - 浜坂駅間でも運用されるようになったため、「BANTAN」の文字は順次消去された。2002年から2005年にかけて全車に体質改善工事を実施した。2009年以降のJR西日本の単色化により車体塗装も朱色5号となった。その後キハ41 2001は方向転換が行われ、増設運転台が豊岡方に向くようになった。
2016年時点では福知山電車区豊岡支所に配置し、播但線内や山陰本線の豊岡 - 鳥取間で単行もしくは2両編成で運用している。
| キハ41形改造一覧 | キハ41形改造一覧 | キハ41形改造一覧 | キハ41形改造一覧 | キハ41形改造一覧 | キハ41形改造一覧 | キハ41形改造一覧     | キハ41形改造一覧 | キハ41形改造一覧 |
| 車両形式         | 車両番号         | 種車             | 竣工             | 改造所           | 初期配置         | 体質改善工事(改造所) | 現行配置・処遇   | 備考             |
| ---------------- | ---------------- | ---------------- | ---------------- | ---------------- | ---------------- | -------------------- | ---------------- | ---------------- |
| キハ41形         | キハ41-2001      | キハ47 1010      | 1998.4.30        | 鷹取             | 福知山           | 2006.1.24(後藤)      | 豊岡             |                  |
| キハ41形         | キハ41-2002      | キハ47 1009      | 1998.8.28        | 後藤             | 福知山           | 2005.8.17(後藤)      | 豊岡             |                  |
| キハ41形         | キハ41-2003      | キハ47 1024      | 1998.11.30       | 後藤             | 福知山           | 2002.10.17(下関)     | 豊岡             |                  |
| キハ41形         | キハ41-2004      | キハ47 1039      | 1999.1.6         | 後藤             | 福知山           | 2004.8.5(後藤)       | 豊岡             |                  |
| キハ41形         | キハ41-2005      | キハ47 1105      | 1999.3.30        | 後藤             | 福知山           | 2005.3.30(金沢)      | 豊岡             |                  |

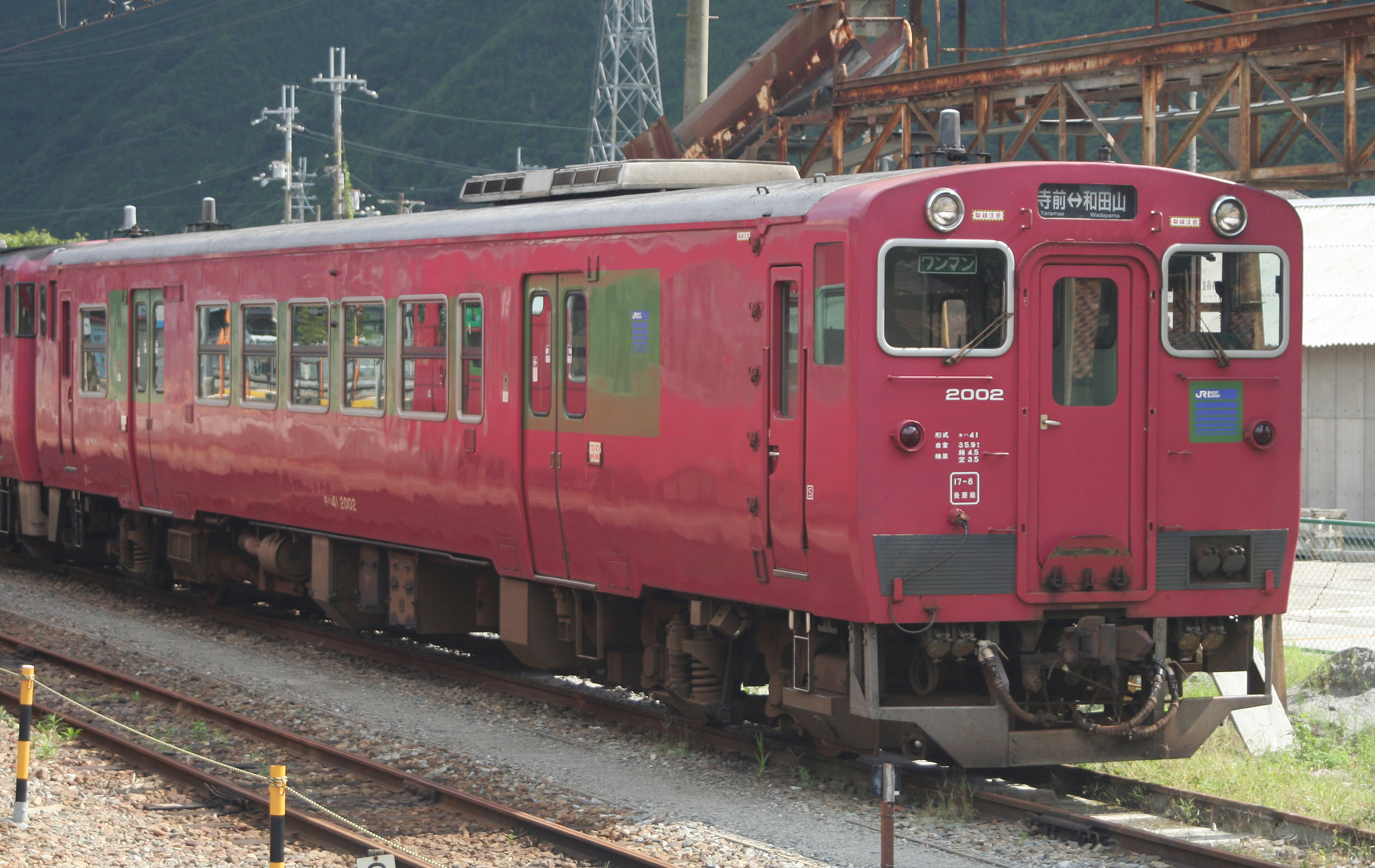
キハ41 2002 増設運転台側（左後方は増設トイレ）
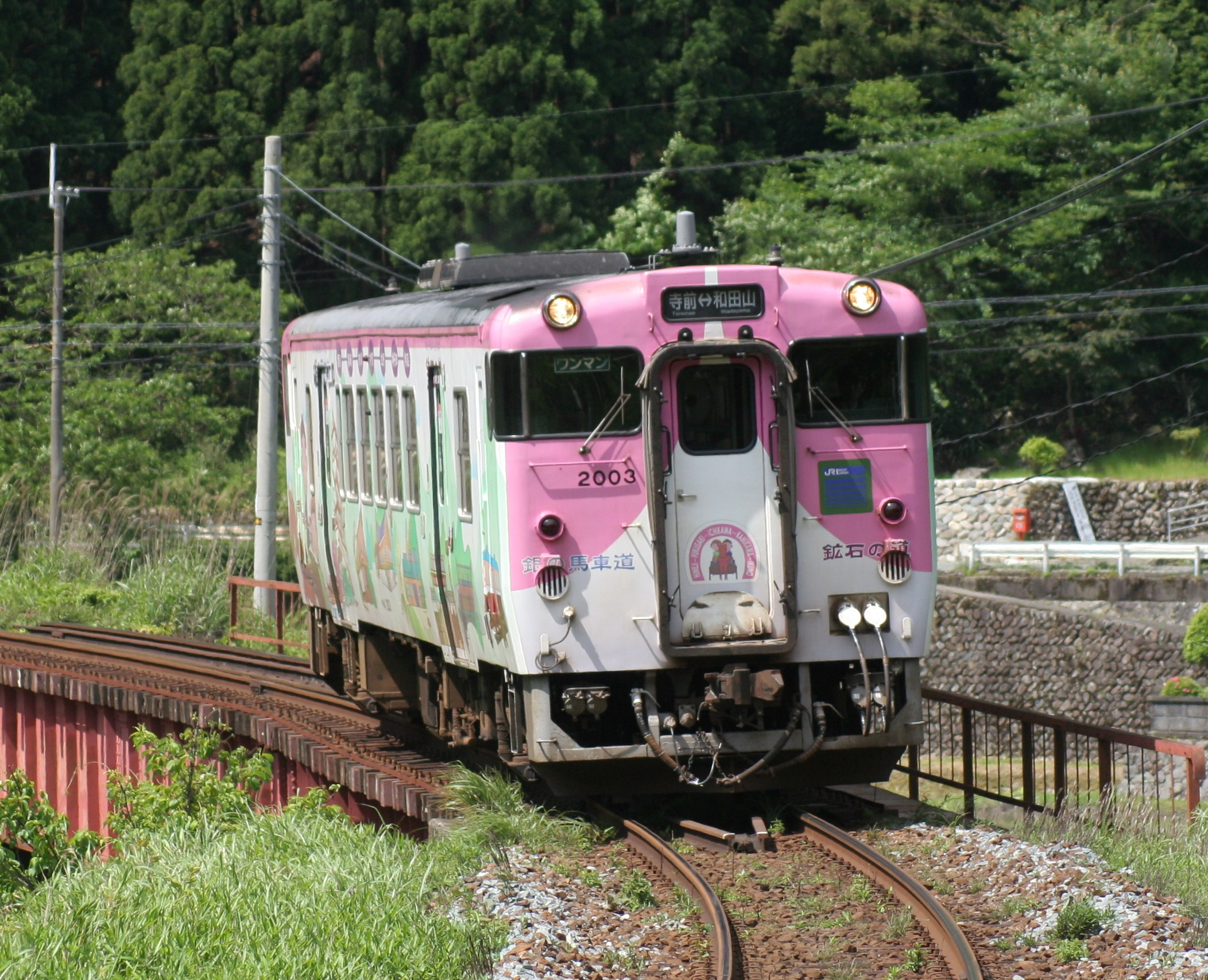
キハ41 2003 既設運転台側、播但線、長谷 - 生野間、2010年
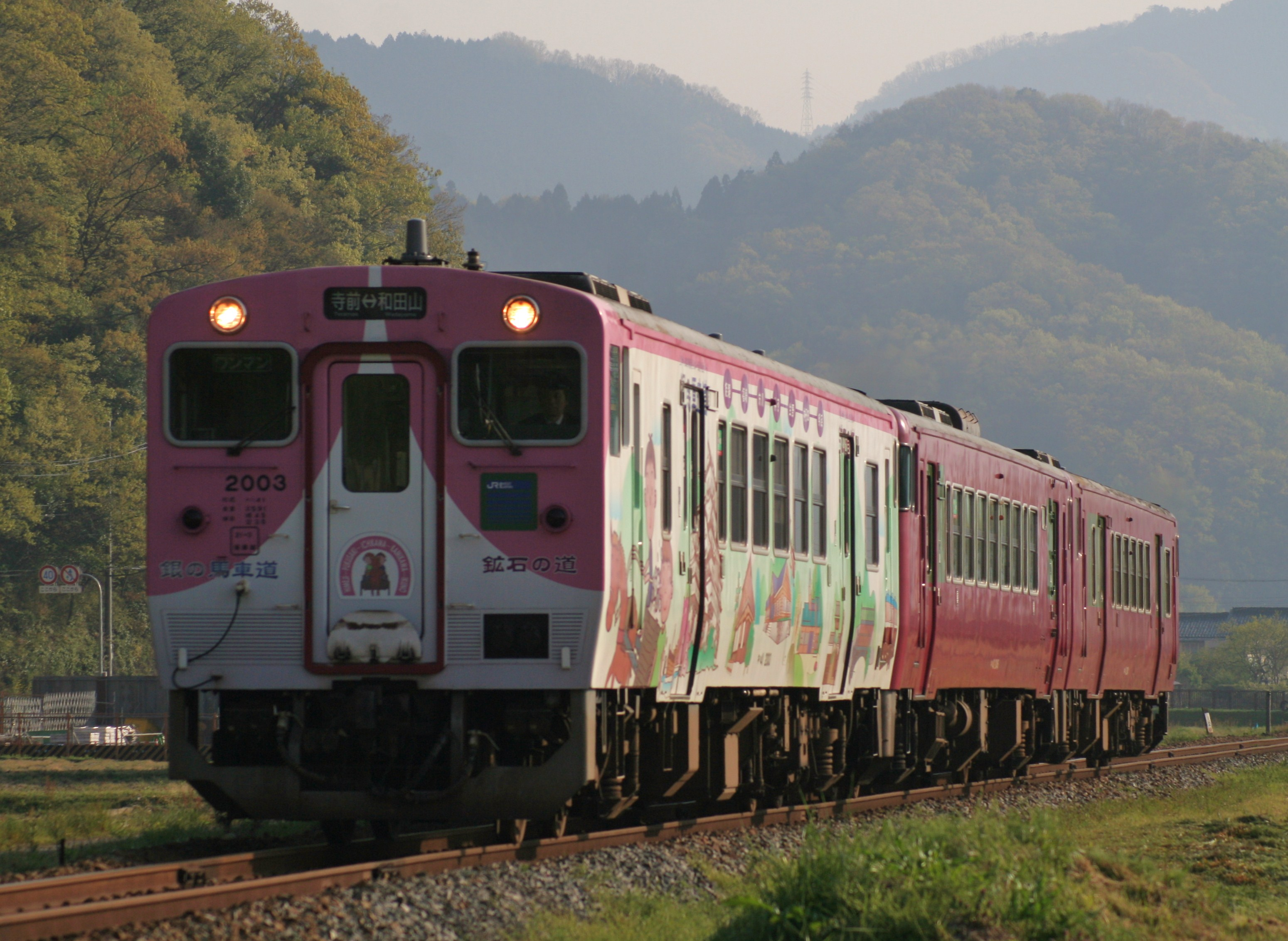
キハ41 2003 増設運転台側、播但線、和田山 - 竹田間、2010年

#### 体質改善工事と冷房装置交換
キハ47形は1998年度から2009年度にかけて、キハ40形は1999年度から2007年度にかけて、全車両に103系電車・113系電車等の国鉄形電車と同様の体質改善工事（延命40N）が行われた。改造は後藤総合車両所、網干総合車両所（2000年までは鷹取工場）、下関総合車両所、金沢総合車両所で施工された。
主な改造内容は、車体外板腐食部張替え、キハ47形の戸袋窓の埋め込み、通風器撤去、側窓の下段固定・上段上昇式への交換、室内化粧板張替え、ドアの半自動装置の電気指令式への変更などである。また、同時もしくは同時期に冷房装置の機関直結式のWAU201への交換がキハ47形5両を除いて実施され、床下のAU34の撤去と屋根上へのWAU201の熱交換器の搭載が行われている。
| キハ40形、キハ41形、キハ47形、キハ48形体質改善施工実績 | キハ40形、キハ41形、キハ47形、キハ48形体質改善施工実績 | キハ40形、キハ41形、キハ47形、キハ48形体質改善施工実績 | キハ40形、キハ41形、キハ47形、キハ48形体質改善施工実績 | キハ40形、キハ41形、キハ47形、キハ48形体質改善施工実績 | キハ40形、キハ41形、キハ47形、キハ48形体質改善施工実績 | キハ40形、キハ41形、キハ47形、キハ48形体質改善施工実績 | キハ40形、キハ41形、キハ47形、キハ48形体質改善施工実績 | キハ40形、キハ41形、キハ47形、キハ48形体質改善施工実績 | キハ40形、キハ41形、キハ47形、キハ48形体質改善施工実績 |
| 施工年度                                               | 施工工場施工両数                                       | 施工工場施工両数                                       | 施工工場施工両数                                       | 施工工場施工両数                                       | 形式別施工両数施工済み車輌割合                         | 形式別施工両数施工済み車輌割合                         | 形式別施工両数施工済み車輌割合                         | 形式別施工両数施工済み車輌割合                         | 合計                                                   |
| 施工年度                                               | 後藤                                                   | 下関                                                   | 網干                                                   | 金沢                                                   | キハ40                                                 | キハ47                                                 | キハ48                                                 | キハ41                                                 | 合計                                                   |
| ------------------------------------------------------ | ------------------------------------------------------ | ------------------------------------------------------ | ------------------------------------------------------ | ------------------------------------------------------ | ------------------------------------------------------ | ------------------------------------------------------ | ------------------------------------------------------ | ------------------------------------------------------ | ------------------------------------------------------ |
| 1998年                                                 | 5                                                      | 4                                                      | 0                                                      | 1                                                      | 0/63 0 %                                               | 10/184 5 %                                             | 0/5 0 %                                                | 0/5 0 %                                                | 10 3 %                                                 |
| 1999年                                                 | 10                                                     | 11                                                     | 4                                                      | 4                                                      | 7/63 11 %                                              | 32/184 17 %                                            | 0/5 0 %                                                | 0/5 0 %                                                | 39 15 %                                                |
| 2000年                                                 | 8                                                      | 19                                                     | 5                                                      | 2                                                      | 17/63 26 %                                             | 56/184 30 %                                            | 0/5 0 %                                                | 0/5 0 %                                                | 73 28 %                                                |
| 2001年                                                 | 10                                                     | 9                                                      | 5                                                      | 2                                                      | 24/63 38 %                                             | 75/184 40 %                                            | 0/5 0 %                                                | 0/5 0 %                                                | 99 38 %                                                |
| 2002年                                                 | 4                                                      | 9                                                      | 4                                                      | 2                                                      | 29/63 43 %                                             | 88/184 47 %                                            | 0/5 0 %                                                | 1/5 20 %                                               | 118 45 %                                               |
| 2003年                                                 | 8                                                      | 8                                                      | 4                                                      | 3                                                      | 39/63 61 %                                             | 101/184 54 %                                           | 0/5 0 %                                                | 1/5 20 %                                               | 141 54 %                                               |
| 2004年                                                 | 10                                                     | 12                                                     | 6                                                      | 4                                                      | 47/63 74 %                                             | 123/184 66 %                                           | 0/5 0 %                                                | 3/5 60 %                                               | 173 67 %                                               |
| 2005年                                                 | 13                                                     | 13                                                     | 2                                                      | 3                                                      | 53/63 84 %                                             | 146/184 79 %                                           | 0/5 0 %                                                | 5/5 100 %                                              | 204 79 %                                               |
| 2006年                                                 | 13                                                     | 13                                                     | 1                                                      | 3                                                      | 60/63 95 %                                             | 165/184 89 %                                           | 4/5 80 %                                               | 5/5 100 %                                              | 234 91 %                                               |
| 2007年                                                 | 11                                                     | 5                                                      | 0                                                      | 0                                                      | 63/63 100 %                                            | 177/184 96 %                                           | 5/5 100 %                                              | 5/5 100 %                                              | 250 97 %                                               |
| 2008年                                                 | 5                                                      | 0                                                      | 0                                                      | 0                                                      | 63/63 100 %                                            | 182/184 98 %                                           | 5/5 100 %                                              | 5/5 100 %                                              | 255 99 %                                               |
| 2009年                                                 | 2                                                      | 0                                                      | 0                                                      | 0                                                      | 63/63 100 %                                            | 184/184 100 %                                          | 5/5 100 %                                              | 5/5 100 %                                              | 257 100 %                                              |

| キハ40形体質改善工事一覧 | キハ40形体質改善工事一覧 | キハ40形体質改善工事一覧 | キハ40形体質改善工事一覧 | キハ40形体質改善工事一覧 | キハ40形体質改善工事一覧       |
| 車両番号                 | 竣工                     | 改造所                   | 初期配置                 | 現行配置                 | 備考                           |
| ------------------------ | ------------------------ | ------------------------ | ------------------------ | ------------------------ | ------------------------------ |
| キハ40 2070              | 1999.6.9                 | 下関                     | 山口                     | 山口                     |                                |
| キハ40 2080              | 1999.10.27               | 下関                     | 山口                     | 山口                     |                                |
| キハ40 2083              | 2000.1.7                 | 鷹取                     | 加古川                   | 富山                     |                                |
| キハ40 2123              | 2000.1.19                | 下関                     | 山口                     | 山口                     |                                |
| キハ40 2082              | 2000.1.27                | 鷹取                     | 姫路                     | 岡山                     |                                |
| キハ40 2135              | 2000.3.7                 | 金沢                     | 高岡                     | 富山                     |                                |
| キハ40 2092              | 2000.3.30                | 後藤                     | 加古川                   | 富山                     |                                |
| キハ40 2029              | 2000.7.14                | 網干                     | 加古川                   | 岡山                     |                                |
| キハ40 2044              | 2000.9.8                 | 下関                     | 広島                     | 山口                     |                                |
| キハ40 2137              | 2000.9.19                | 金沢                     | 高岡                     | 富山                     |                                |
| キハ40 2033              | 2000.10.10               | 下関                     | 山口                     | 山口                     |                                |
| キハ40 2091              | 2000.10.11               | 網干                     | 姫路                     | 山口                     |                                |
| キハ40 2119              | 2000.10.18               | 下関                     | 広島                     | 山口                     |                                |
| キハ40 2035              | 2000.12.18               | 下関                     | 山口                     | 山口                     |                                |
| キハ40 2004              | 2001.1.24                | 下関                     | 広島                     | 山口                     |                                |
| キハ40 2136              | 2001.1.26                | 金沢                     | 高岡                     | 富山                     |                                |
| キハ40 2027              | 2001.2.1                 | 網干                     | 加古川                   | 富山                     | ベル・モンターニュ・エ・メール |
| キハ40 2003              | 2001.6.13                | 下関                     | 山口                     | 山口                     |                                |
| キハ40 2073              | 2001.11.6                | 下関                     | 山口                     | 山口                     |                                |
| キハ40 2081              | 2001.11.20               | 下関                     | 山口                     | 山口                     |                                |
| キハ40 2121              | 2002.2.1                 | 下関                     | 広島                     | 山口                     |                                |
| キハ40 2090              | 2002.2.9                 | 網干                     | 加古川                   | 富山                     |                                |
| キハ40 2048              | 2002.3.1                 | 後藤                     | 津山                     | 岡山                     |                                |
| キハ40 2120              | 2002.3.15                | 下関                     | 山口                     | 山口                     |                                |
| キハ40 2096              | 2002.4.16                | 下関                     | 広島                     | 山口                     |                                |
| キハ40 2034              | 2002.6.24                | 網干                     | 姫路                     | 山口                     |                                |
| キハ40 2042              | 2002.9.17                | 下関                     | 山口                     | 山口                     |                                |
| キハ40 2036              | 2002.9.28                | 網干                     | 姫路                     | 岡山                     |                                |
| キハ40 2045              | 2002.11.28               | 下関                     | 広島                     | 山口                     |                                |
| キハ40 2047              | 2003.5.14                | 下関                     | 広島                     | 山口                     |                                |
| キハ40 2076              | 2003.6.23                | 下関                     | 山口                     | 山口                     |                                |
| キハ40 2005              | 2003.7.18                | 網干                     | 姫路                     | 山口                     |                                |
| キハ40 2114              | 2003.9.29                | 下関                     | 広島                     | 山口                     |                                |
| キハ40 2134              | 2003.10.12               | 網干                     | 加古川                   | 岡山                     | ノスタルジー                   |
| キハ40 2075              | 2003.10.17               | 金沢                     | 山口                     | 山口                     |                                |
| キハ40 2093              | 2003.11.10               | 後藤                     | 津山                     | 岡山                     |                                |
| キハ40 2071              | 2003.12.26               | 下関                     | 山口                     | 山口                     |                                |
| キハ40 2133              | 2004.3.15                | 網干                     | 加古川                   | 岡山                     |                                |
| キハ40 2115              | 2004.6.28                | 後藤                     | 後藤                     | 後藤                     | 鬼太郎列車Ⅴ                    |
| キハ40 2049              | 2004.7.22                | 後藤                     | 岡山                     | 岡山                     | SAKU美SAKU楽                   |
| キハ40 2002              | 2004.7.27                | 下関                     | 山口                     | 山口                     |                                |
| キハ40 2001              | 2004.9.22                | 下関                     | 山口                     | 山口                     |                                |
| キハ40 2008              | 2004.11.24               | 金沢                     | 豊岡                     | 豊岡                     |                                |
| キハ40 2084              | 2005.1.28                | 網干                     | 高岡                     | 富山                     | 忍者ハットリくん               |
| キハ40 2132              | 2005.1.31                | 下関                     | 山口                     | 山口                     |                                |
| キハ40 2079              | 2005.5.9                 | 下関                     | 山口                     | 山口                     |                                |
| キハ40 2043              | 2005.7.26                | 後藤                     | 岡山                     | 岡山                     |                                |
| キハ40 2074              | 2005.10.19               | 下関                     | 山口                     | 山口                     |                                |
| キハ40 2118              | 2005.11.2                | 後藤                     | 後藤                     | 後藤                     | 目玉おやじ列車Ⅲ                |
| キハ40 2077              | 2005.12.30               | 下関                     | 山口                     | 山口                     |                                |
| キハ40 2122              | 2006.4.12                | 下関                     | 山口                     | 山口                     |                                |
| キハ40 2006              | 2006.5.24                | 後藤                     | 岡山                     | 岡山                     |                                |
| キハ40 2094              | 2006.7.1                 | 後藤                     | 後藤                     | 後藤                     | ねずみ男列車Ⅲ                  |
| キハ40 2078              | 2006.7.14                | 金沢                     | 高岡                     | 富山                     |                                |
| キハ40 2095              | 2007.2.6                 | 後藤                     | 後藤                     | 後藤                     | ねこ娘列車Ⅲ                    |
| キハ40 2046              | 2007.3.30                | 後藤                     | 豊岡                     | 豊岡                     |                                |
| キハ40 2072              | 2007.9.10                | 下関                     | 山口                     | 山口                     |                                |
| キハ40 2007              | 2007.9.28                | 後藤                     | 豊岡                     | 豊岡                     | 竹田城跡号→うみやまむすび      |

| キハ47形体質改善工事一覧 | キハ47形体質改善工事一覧 | キハ47形体質改善工事一覧 | キハ47形体質改善工事一覧 | キハ47形体質改善工事一覧 | キハ47形体質改善工事一覧 |
| 車両番号                 | 竣工                     | 改造                     | 初期配置                 | 現行配置                 | 備考                     |
| ------------------------ | ------------------------ | ------------------------ | ------------------------ | ------------------------ | ------------------------ |
| キハ47 1008              | 1998.12.28               | 下関                     | 山口                     | 山口                     |                          |
| キハ47 28                | 1999.1.14                | 後藤                     | 加古川                   | 岡山                     |                          |
| キハ47 29                | 1999.1.29                | 後藤                     | 加古川                   | 後藤                     |                          |
| キハ47 1103              | 1999.2.4                 | 下関                     | 広島                     | 山口                     |                          |
| キハ47 15                | 1999.2.12                | 後藤                     | 福知山                   | 豊岡                     |                          |
| キハ47 1007              | 1999.3.18                | 下関                     | 山口                     | 山口                     |                          |
| キハ47 1029              | 1999.3.30                | 金沢                     | 高岡                     | 富山                     |                          |
| キハ47 16                | 1999.3.31                | 後藤                     | 福知山                   | 山口                     |                          |
| キハ47 20                | 1999.3.31                | 後藤                     | 津山                     | 岡山                     |                          |
| キハ47 69                | 1999.6.16                | 後藤                     | 津山                     | 岡山                     |                          |
| キハ47 101               | 1999.6.23                | 下関                     | 山口                     | 山口                     |                          |
| キハ47 30                | 1999.6.30                | 鷹取                     | 加古川                   | 後藤                     |                          |
| キハ47 31                | 1999.6.30                | 鷹取                     | 加古川                   | 後藤                     |                          |
| キハ47 1012              | 1999.7.16                | 金沢                     | 福知山                   | 豊岡                     |                          |
| キハ47 1011              | 1999.8.12                | 金沢                     | 高岡                     | 富山                     |                          |
| キハ47 45                | 1999.9.7                 | 後藤                     | 津山                     | 岡山                     |                          |
| キハ47 94                | 1999.9.7                 | 下関                     | 山口                     | 山口                     |                          |
| キハ47 148               | 1999.10.12               | 下関                     | 広島                     | 山口                     |                          |
| キハ47 33                | 1999.10.22               | 後藤                     | 後藤                     | 後藤                     |                          |
| キハ47 1106              | 1999.11.11               | 後藤                     | 豊岡                     | 豊岡                     |                          |
| キハ47 47                | 1999.12.14               | 後藤                     | 岡山                     | 岡山                     | ノスタルジー             |
| キハ47 1070              | 1999.12.14               | 下関                     | 広島                     | 山口                     |                          |
| キハ47 1013              | 1999.12.19               | 金沢                     | 高岡                     | 富山                     |                          |
| キハ47 37                | 2000.1.20                | 後藤                     | 後藤                     | 後藤                     |                          |
| キハ47 1071              | 2000.4.28                | 下関                     | 山口                     | 山口                     |                          |
| キハ47 1128              | 2000.5.22                | 後藤                     | 岡山                     | 岡山                     |                          |
| キハ47 103               | 2000.6.20                | 下関                     | 山口                     | 山口                     |                          |
| キハ47 65                | 2000.7.24                | 下関                     | 山口                     | 山口                     | 廃車                     |
| キハ47 64                | 2000.8.25                | 後藤                     | 岡山                     | 岡山                     |                          |
| キハ47 102               | 2000.8.25                | 下関                     | 山口                     | 山口                     |                          |
| キハ47 110               | 2000.9.25                | 下関                     | 山口                     | 山口                     |                          |
| キハ47 151               | 2000.11.28               | 下関                     | 広島                     | 山口                     |                          |
| キハ47 1026              | 2000.11.28               | 網干                     | 加古川                   | 後藤                     |                          |
| キハ47 1062              | 2000.12.22               | 下関                     | 山口                     | 山口                     |                          |
| キハ47 11                | 2001.1.11                | 下関                     | 広島                     | 山口                     |                          |
| キハ47 109               | 2001.2.28                | 下関                     | 山口                     | 山口                     |                          |
| キハ47 1054              | 2001.2.28                | 網干                     | 姫路                     | 後藤                     |                          |
| キハ47 44                | 2001.3.1                 | 後藤                     | 岡山                     | 岡山                     |                          |
| キハ47 1                 | 2001.3.21                | 後藤                     | 豊岡                     | 豊岡                     |                          |
| キハ47 1061              | 2001.3.26                | 下関                     | 広島                     | 山口                     |                          |
| キハ47 18                | 2001.3.30                | 後藤                     | 岡山                     | 岡山                     |                          |
| キハ47 40                | 2001.3.30                | 下関                     | 山口                     | 山口                     |                          |
| キハ47 1053              | 2001.5.11                | 網干                     | 姫路                     | 後藤                     |                          |
| キハ47 34                | 2001.5.12                | 後藤                     | 後藤                     | 後藤                     |                          |
| キハ47 1036              | 2001.7.17                | 後藤                     | 岡山                     | 岡山                     | ノスタルジー             |
| キハ47 5                 | 2001.8.24                | 後藤                     | 豊岡                     | 豊岡                     |                          |
| キハ47 1028              | 2001.8.31                | 網干                     | 加古川                   | 後藤                     |                          |
| キハ47 1038              | 2001.10.29               | 後藤                     | 後藤                     | 後藤                     |                          |
| キハ47 1094              | 2001.11.27               | 網干                     | 姫路                     | 岡山                     |                          |
| キハ47 25                | 2001.12.18               | 金沢                     | 高岡                     | 富山                     |                          |
| キハ47 1060              | 2001.12.21               | 下関                     | 広島                     | 山口                     |                          |
| キハ47 142               | 2002.3.25                | 後藤                     | 岡山                     | 岡山                     |                          |
| キハ47 137               | 2002.3.26                | 網干                     | 姫路                     | 後藤                     |                          |
| キハ47 1015              | 2002.3.28                | 金沢                     | 高岡                     | 富山                     |                          |
| キハ47 100               | 2002.3.30                | 下関                     | 広島                     | 山口                     |                          |
| キハ47 9                 | 2002.5.30                | 後藤                     | 広島                     | 山口                     |                          |
| キハ47 1005              | 2002.6.5                 | 後藤                     | 岡山                     | 岡山                     |                          |
| キハ47 38                | 2002.6.18                | 下関                     | 山口                     | 山口                     |                          |
| キハ47 42                | 2002.7.4                 | 金沢                     | 高岡                     | 富山                     |                          |
| キハ47 1022              | 2002.10.16               | 後藤                     | 岡山                     | 岡山                     |                          |
| キハ47 1064              | 2002.11.25               | 金沢                     | 高岡                     | 富山                     |                          |
| キハ47 1133              | 2002.12.4                | 網干                     | 加古川                   | 豊岡                     |                          |
| キハ47 1004              | 2003.1.20                | 後藤                     | 岡山                     | 岡山                     |                          |
| キハ47 139               | 2003.2.27                | 網干                     | 姫路                     | 豊岡                     |                          |
| キハ47 153               | 2003.3.31                | 下関                     | 山口                     | 山口                     |                          |
| キハ47 83                | 2003.7.31                | 後藤                     | 後藤                     | 後藤                     |                          |
| キハ47 21                | 2003.9.30                | 後藤                     | 岡山                     | 岡山                     |                          |
| キハ47 190               | 2003.10.21               | 金沢                     | 山口                     | 山口                     |                          |
| キハ47 141               | 2004.1.10                | 網干                     | 姫路                     | 鳥取                     |                          |
| キハ47 1131              | 2004.3.11                | 下関                     | 山口                     | 山口                     |                          |
| キハ47 93                | 2004.4.23                | 下関                     | 広島                     | 山口                     |                          |
| キハ47 1093              | 2004.5.29                | 網干                     | 姫路                     | 豊岡                     |                          |
| キハ47 1059              | 2004.6.1                 | 下関                     | 山口                     | 山口                     |                          |
| キハ47 1092              | 2004.7.6                 | 網干                     | 姫路                     | 高岡                     |                          |
| キハ47 1014              | 2004.8.24                | 下関                     | 山口                     | 山口                     |                          |
| キハ47 19                | 2004.10.5                | 金沢                     | 岡山                     | 岡山                     |                          |
| キハ47 138               | 2004.10.6                | 網干                     | 姫路                     | 富山                     |                          |
| キハ47 150               | 2004.10.19               | 下関                     | 山口                     | 山口                     |                          |
| キハ47 81                | 2004.11.19               | 下関                     | 山口                     | 山口                     |                          |
| キハ47 1112              | 2004.11.25               | 後藤                     | 鳥取                     | 鳥取                     |                          |
| キハ47 149               | 2004.12.16               | 下関                     | 広島                     | 山口                     |                          |
| キハ47 165               | 2004.12.16               | 後藤                     | 鳥取                     | 鳥取                     |                          |
| キハ47 1091              | 2004.12.27               | 網干                     | 高岡                     | 富山                     |                          |
| キハ47 39                | 2005.2.18                | 下関                     | 山口                     | 山口                     |                          |
| キハ47 1019              | 2005.2.24                | 後藤                     | 鳥取                     | 鳥取                     |                          |
| キハ47 99                | 2005.3.19                | 網干                     | 岡山                     | 岡山                     |                          |
| キハ47 1108              | 2005.3.28                | 後藤                     | 鳥取                     | 鳥取                     |                          |
| キハ47 96                | 2005.3.30                | 下関                     | 山口                     | 山口                     |                          |
| キハ47 66                | 2005.4.4                 | 網干                     | 高岡                     | 富山                     |                          |
| キハ47 80                | 2005.6.2                 | 後藤                     | 鳥取                     | 鳥取                     |                          |
| キハ47 152               | 2005.6.2                 | 下関                     | 山口                     | 山口                     |                          |
| キハ47 170               | 2005.7.20                | 下関                     | 岡山                     | 岡山                     |                          |
| キハ47 1037              | 2005.9.7                 | 後藤                     | 鳥取                     | 鳥取                     |                          |
| キハ47 43                | 2005.9.17                | 後藤                     | 岡山                     | 岡山                     |                          |
| キハ47 1134              | 2005.9.29                | 金沢                     | 高岡                     | 富山                     |                          |
| キハ47 169               | 2005.10.5                | 下関                     | 山口                     | 山口                     |                          |
| キハ47 7                 | 2005.10.20               | 後藤                     | 鳥取                     | 鳥取                     |                          |
| キハ47 6                 | 2005.11.22               | 後藤                     | 鳥取                     | 鳥取                     |                          |
| キハ47 85                | 2005.11.2                | 下関                     | 岡山                     | 岡山                     |                          |
| キハ47 1035              | 2005.12.5                | 下関                     | 山口                     | 山口                     |                          |
| キハ47 27                | 2005.12.26               | 金沢                     | 高岡                     | 富山                     |                          |
| キハ47 35                | 2005.12.29               | 後藤                     | 鳥取                     | 鳥取                     |                          |
| キハ47 95                | 2006.1.24                | 下関                     | 山口                     | 山口                     |                          |
| キハ47 84                | 2006.2.15                | 網干                     | 鳥取                     | 鳥取                     |                          |
| キハ47 36                | 2006.3.27                | 金沢                     | 高岡                     | 富山                     |                          |
| キハ47 1102              | 2006.3.27                | 下関                     | 山口                     | 山口                     |                          |
| キハ47 180               | 2006.3.28                | 後藤                     | 鳥取                     | 鳥取                     |                          |
| キハ47 68                | 2006.4.17                | 後藤                     | 後藤                     | 後藤                     |                          |
| キハ47 63                | 2006.5.26                | 後藤                     | 山口                     | 山口                     |                          |
| キハ47 1016              | 2006.6.23                | 下関                     | 山口                     | 後藤                     |                          |
| キハ47 22                | 2006.7.13                | 下関                     | 山口                     | 山口                     |                          |
| キハ47 1507              | 2006.8.3                 | 下関                     | 山口                     | 山口                     |                          |
| キハ47 143               | 2006.9.6                 | 後藤                     | 鳥取                     | 鳥取                     |                          |
| キハ47 1100              | 2006.9.29                | 下関                     | 山口                     | 山口                     |                          |
| キハ47 13                | 2006.11.2                | 後藤                     | 豊岡                     | 豊岡                     |                          |
| キハ47 1101              | 2006.11.21               | 下関                     | 山口                     | 山口                     |                          |
| キハ47 1017              | 2006.11.30               | 後藤                     | 後藤                     | 後藤                     |                          |
| キハ47 1065              | 2007.1.12                | 下関                     | 山口                     | 山口                     |                          |
| キハ47 1040              | 2007.2.8                 | 下関                     | 山口                     | 山口                     |                          |
| キハ47 140               | 2007.2.27                | 金沢                     | 高岡                     | 富山                     |                          |
| キハ47 24                | 2007.3.29                | 下関                     | 山口                     | 山口                     |                          |
| キハ47 82                | 2007.4.25                | 後藤                     | 後藤                     | 後藤                     |                          |
| キハ47 1113              | 2007.12.4                | 後藤                     | 鳥取                     | 鳥取                     |                          |
| キハ47 1066              | 2007.12.12               | 下関                     | 山口                     | 山口                     |                          |
| キハ47 8                 | 2008.1.11                | 後藤                     | 鳥取                     | 鳥取                     |                          |
| キハ47 167               | 2008.1.28                | 後藤                     | 後藤                     | 後藤                     |                          |
| キハ47 2                 | 2008.2.8                 | 後藤                     | 豊岡                     | 豊岡                     |                          |
| キハ47 41                | 2008.3.24                | 後藤                     | 鳥取                     | 鳥取                     |                          |
| キハ47 32                | 2008.3.26                | 後藤                     | 後藤                     | 後藤                     |                          |
| キハ47 179               | 2008.3.27                | 下関                     | 山口                     | 山口                     |                          |
| キハ47 146               | 2008.10.20               | 後藤                     | 鳥取                     | 鳥取                     |                          |
| キハ47 1025              | 2009.1.29                | 後藤                     | 鳥取                     | 鳥取                     |                          |
| キハ47 10                | 2009.8.18                | 後藤                     | 豊岡                     | 豊岡                     |                          |
| キハ47 14                | 2010.2.23                | 後藤                     | 鳥取                     | 鳥取                     |                          |

| キハ48形体質改善工事一覧 | キハ48形体質改善工事一覧 | キハ48形体質改善工事一覧 | キハ48形体質改善工事一覧 | キハ48形体質改善工事一覧 | キハ48形体質改善工事一覧 |
| 車両番号                 | 竣工                     | 改造                     | 初期配置                 | 現行配置                 | 備考                     |
| ------------------------ | ------------------------ | ------------------------ | ------------------------ | ------------------------ | ------------------------ |
| キハ48 1003              | 2006.6.21                | 後藤                     | 岡山                     | 岡山                     |                          |
| キハ48 1004              | 2006.9.11                | 下関                     | 山口                     | 富山                     | 花嫁のれん               |
| キハ48 6                 | 2006.10.10               | 後藤                     | 岡山                     | 岡山                     |                          |
| キハ48 4                 | 2006.10.31               | 下関                     | 山口                     | 富山                     | 花嫁のれん               |
| キハ48 5                 | 2007.10.15               | 後藤                     | 岡山                     | 岡山                     |                          |

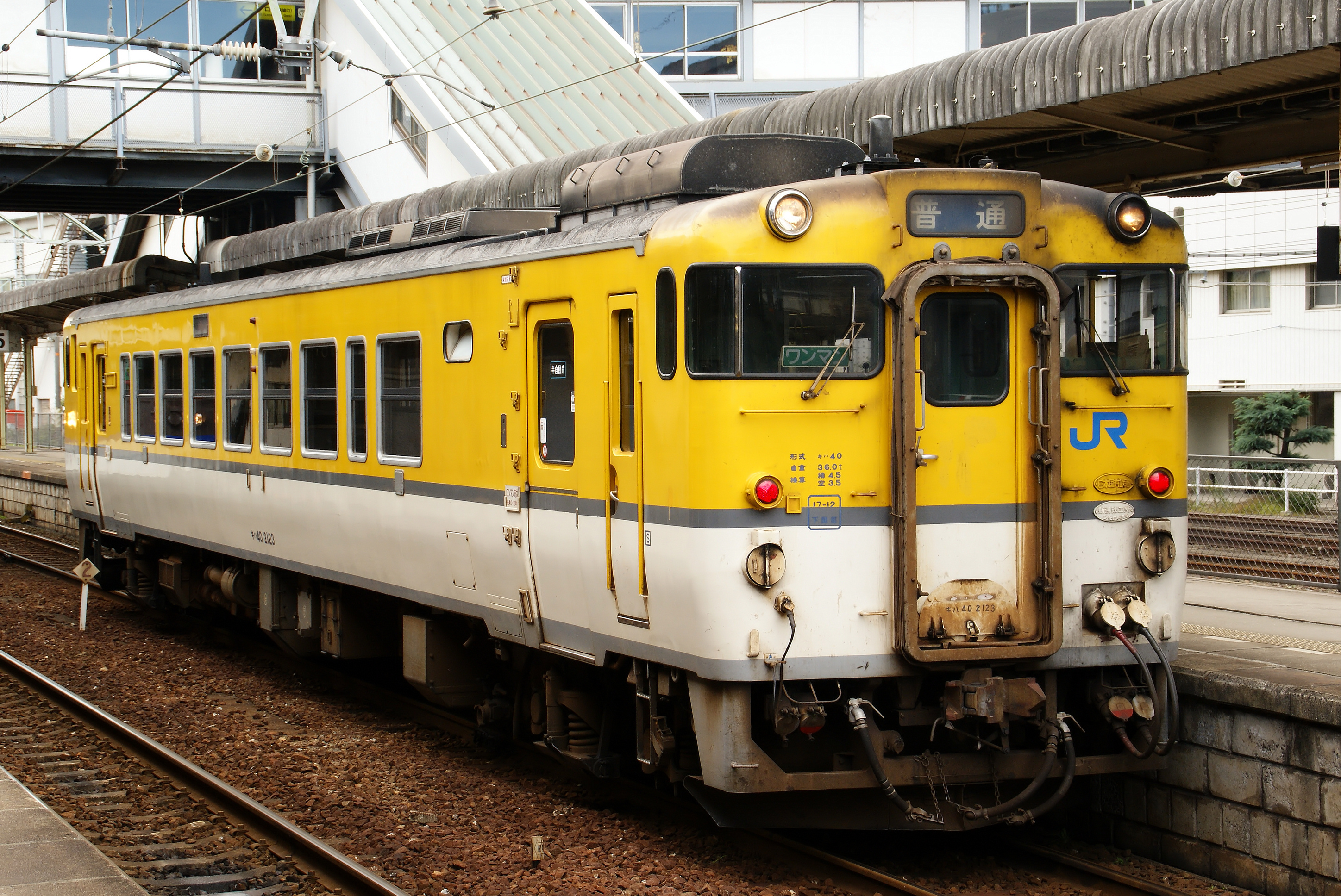
キハ40形更新車広島色（2007年4月3日）
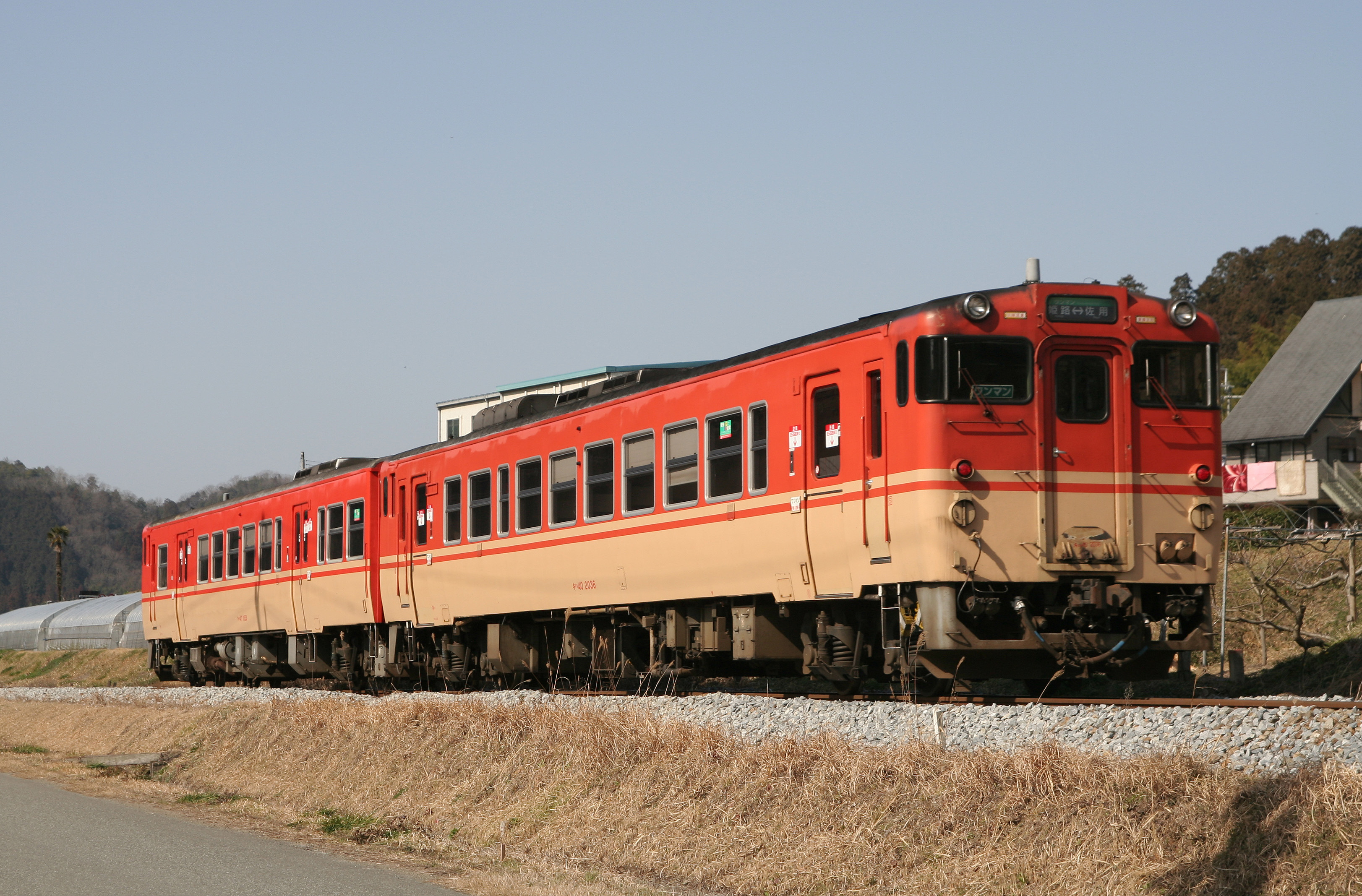
キハ47 1053・キハ40 2036（2009年2月15日）
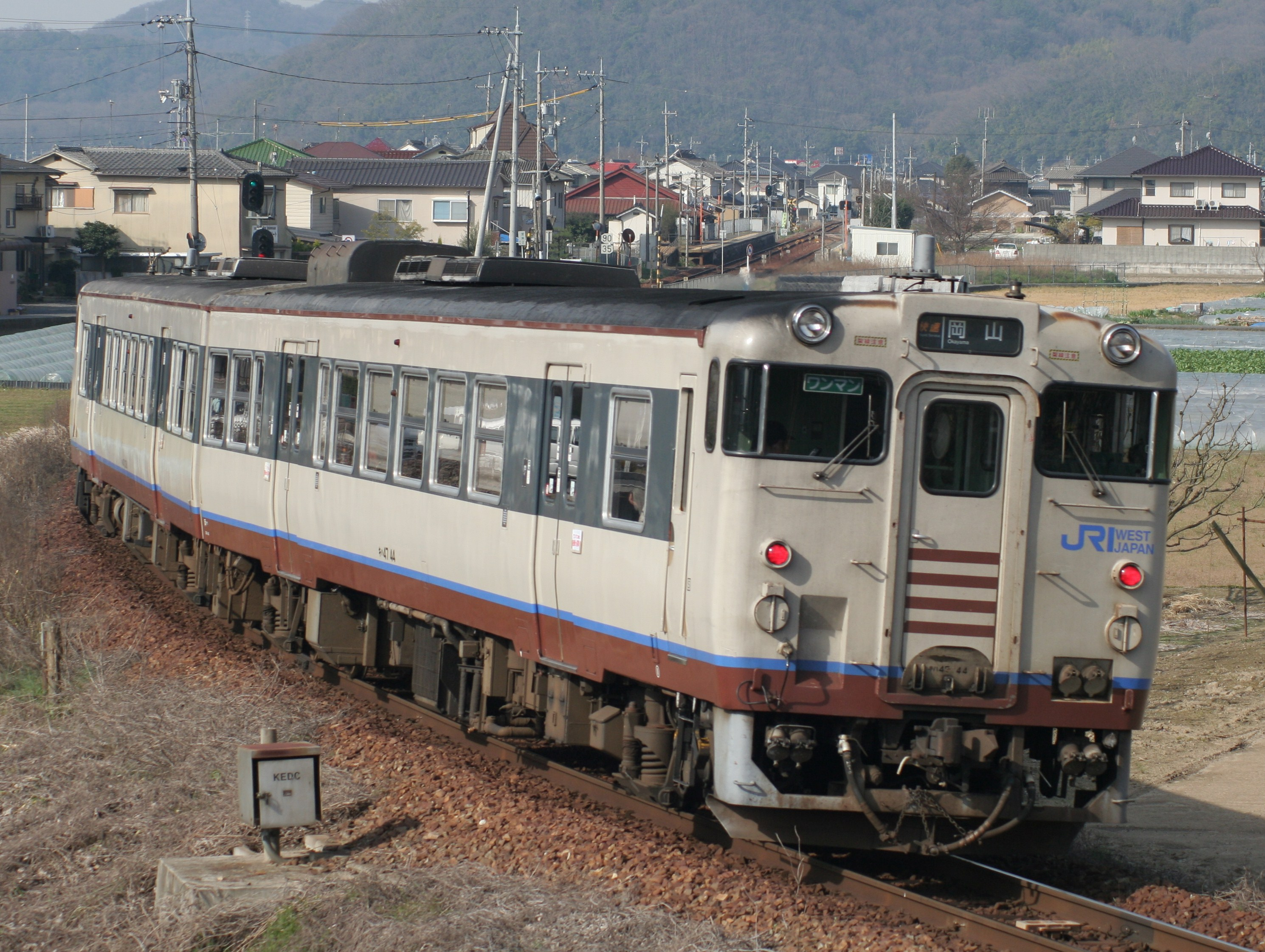
キハ47 44・1038（2010年3月20日 玉柏 - 牧山間）
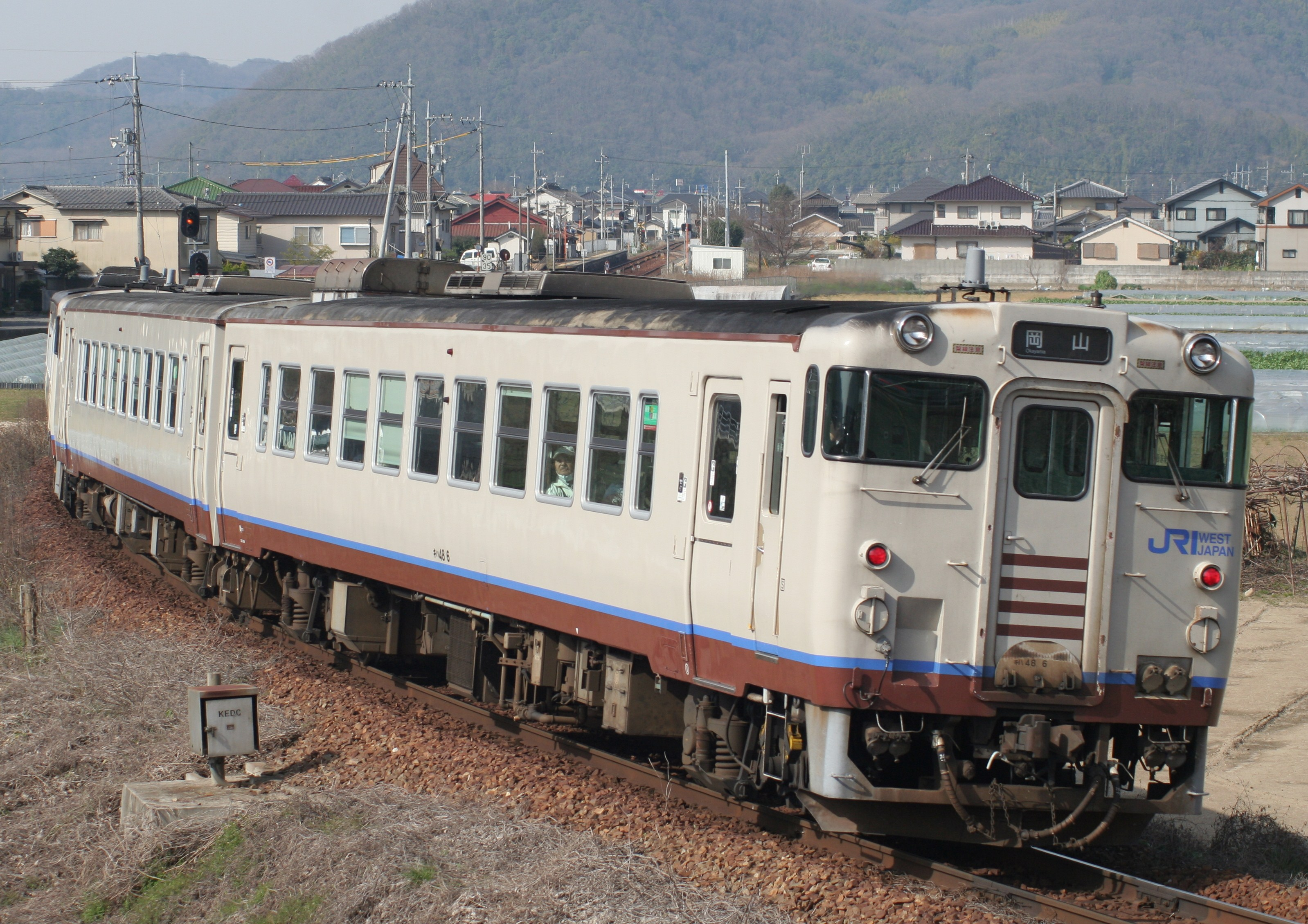
キハ48 6（2010年3月20日 玉柏 - 牧山間）

#### 広島・山口地区での側面LED行先表示設置
広島支社（下関総合車両所）配属の車両は、側面中央上部にLED式の行先表示器が増設され、板式の行先標の使用を終了している。

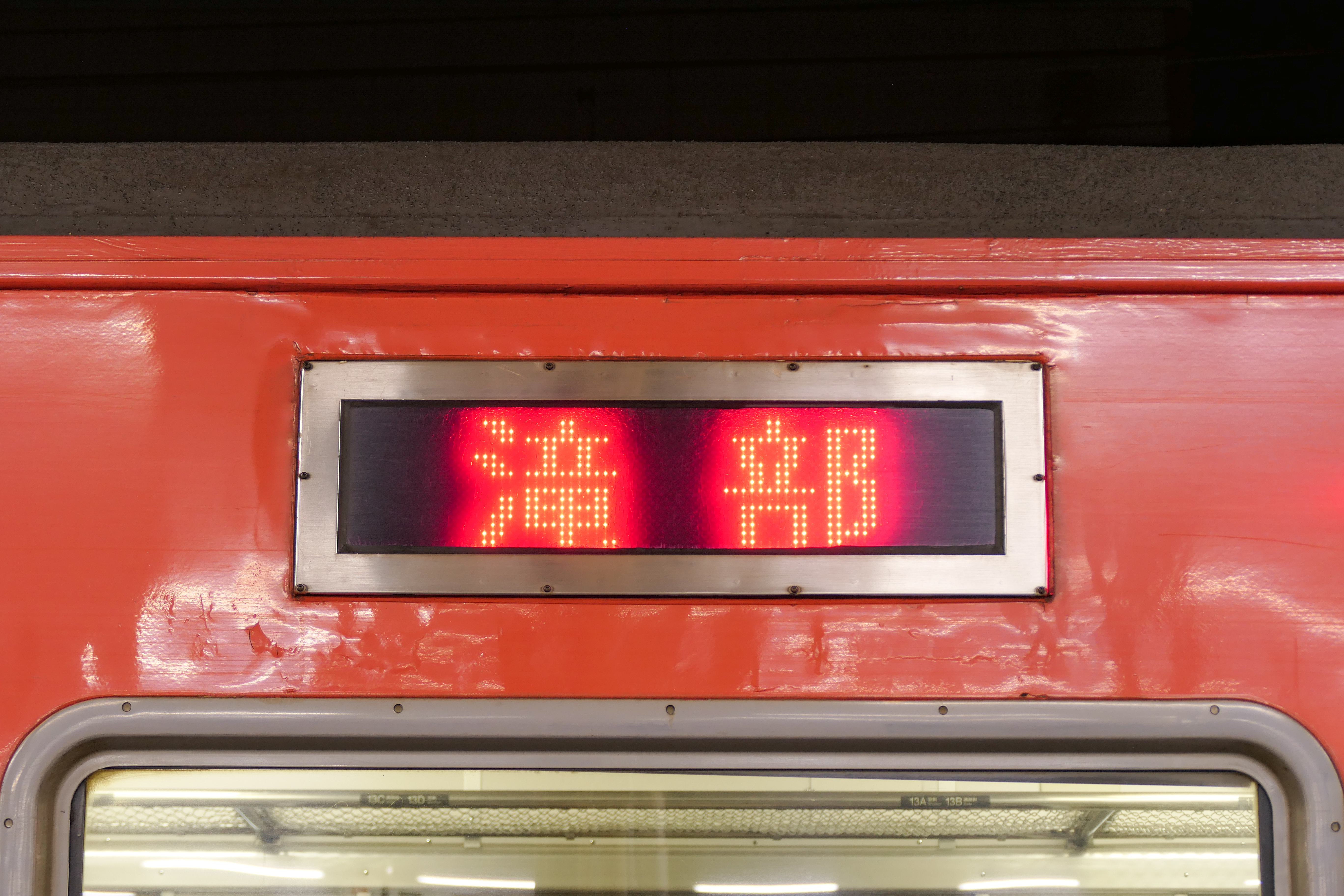
キハ47 1061のLED行先表示器

#### KE93形電気連結器本設
2020年頃にはKE93形電気連結器を段階的に本設として運転台助士側のジャンパ栓準備用窪みにKE93形ジャンパ栓納めを設置する改造が進行中であり、2024年頃より運転士側のKE53形ジャンパ栓納めとKE66形・KE67形電気連結器を撤去した車両が確認されている。

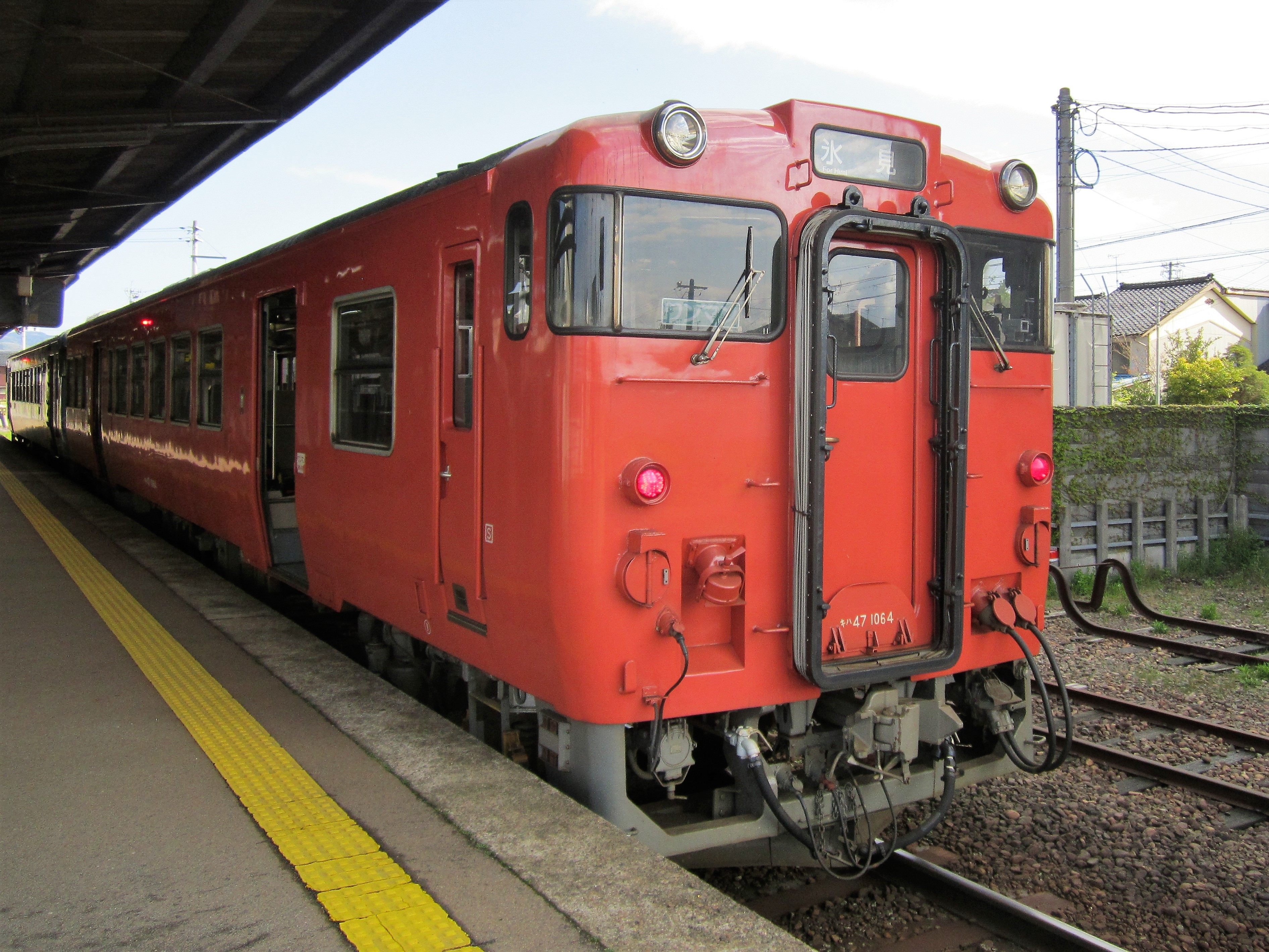
KE93形電気連結器を本設し、KE53-KE93変換ジャンパ線を装備したキハ47 1064（2019年5月2日）
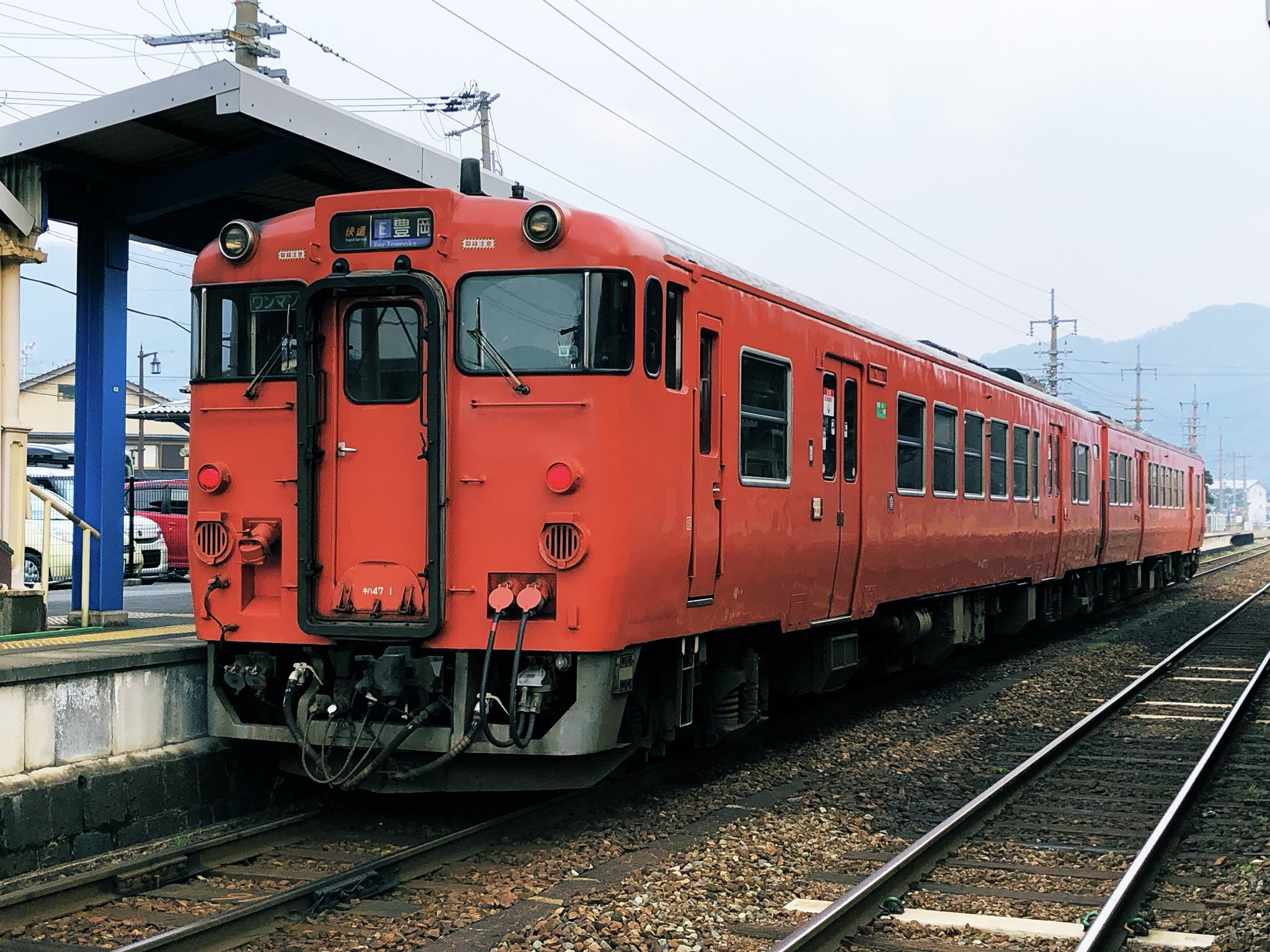
KE93形栓受を本設し、片側はKE94形アダプタ、もう片側はKE53-KE93変換ジャンパ線を装備したキハ47 1（2019年3月26日）
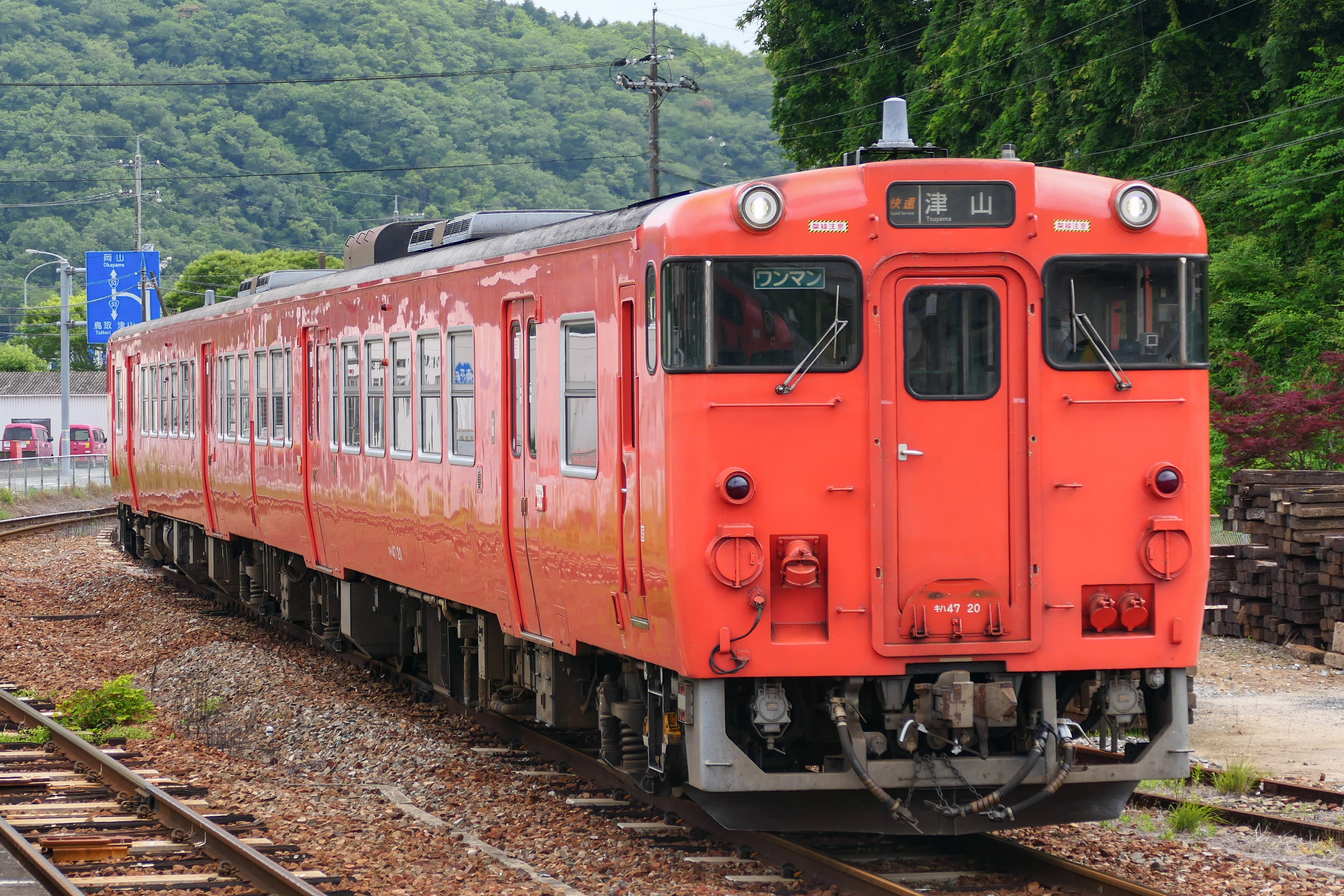
KE93形電気連結器を本設したキハ47 20（2023年6月4日）
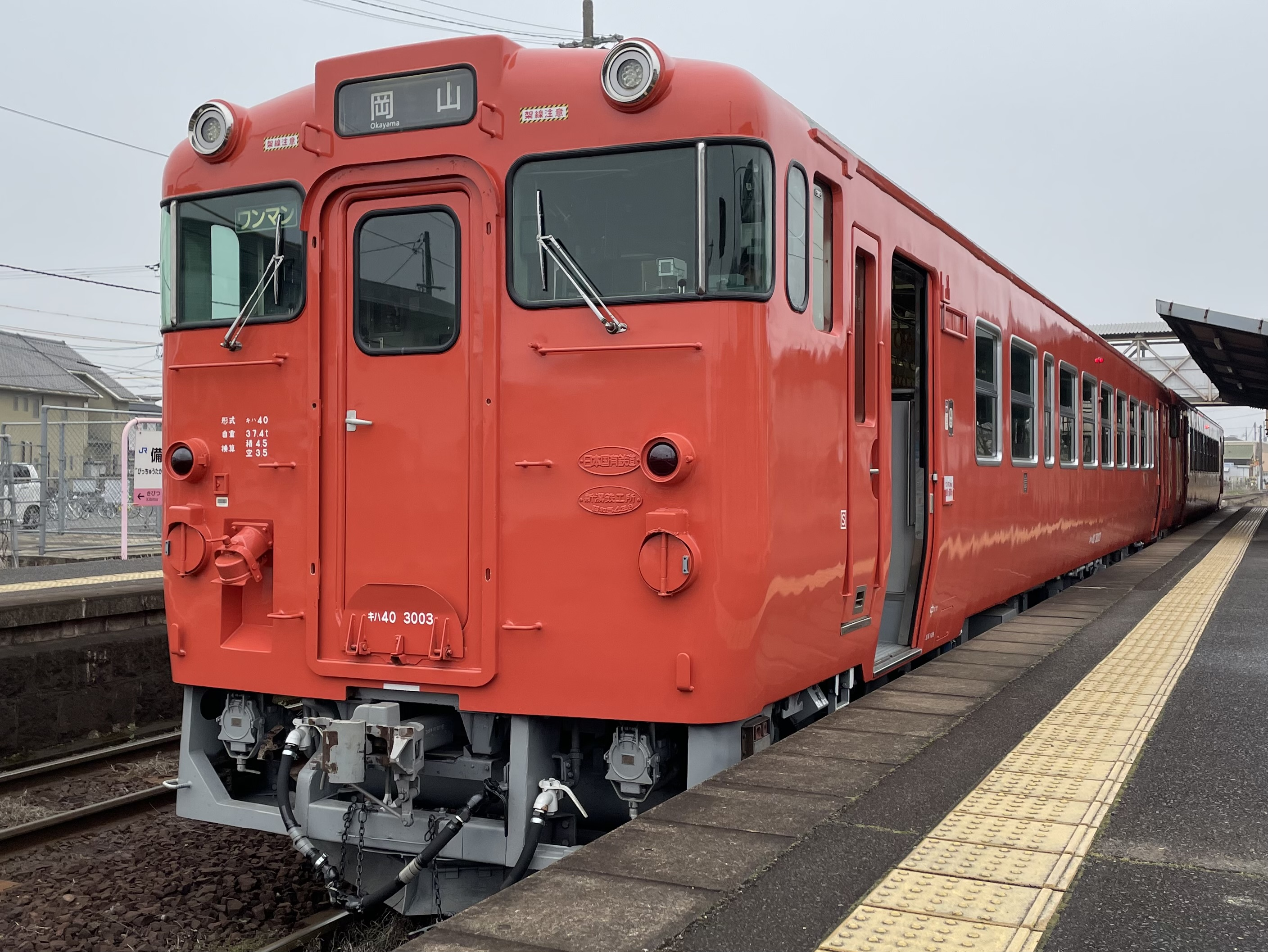
KE93形電気連結器を本設とし、KE53ジャンパ栓納め、KE66形・KE67形電気連結器を撤去したキハ40 3003（2025年3月2日）

### JR四国

#### 冷房化
JR四国では民営化直後の1988年にキハ40系全車の冷房化改造が行われた。冷房装置はサブエンジン式で、F-TUR-300-104（18,000 kcal/h）を屋根上に2基搭載し、機関の熱交換器を撤去してS4F給電用機関（44 PS）を設置した。

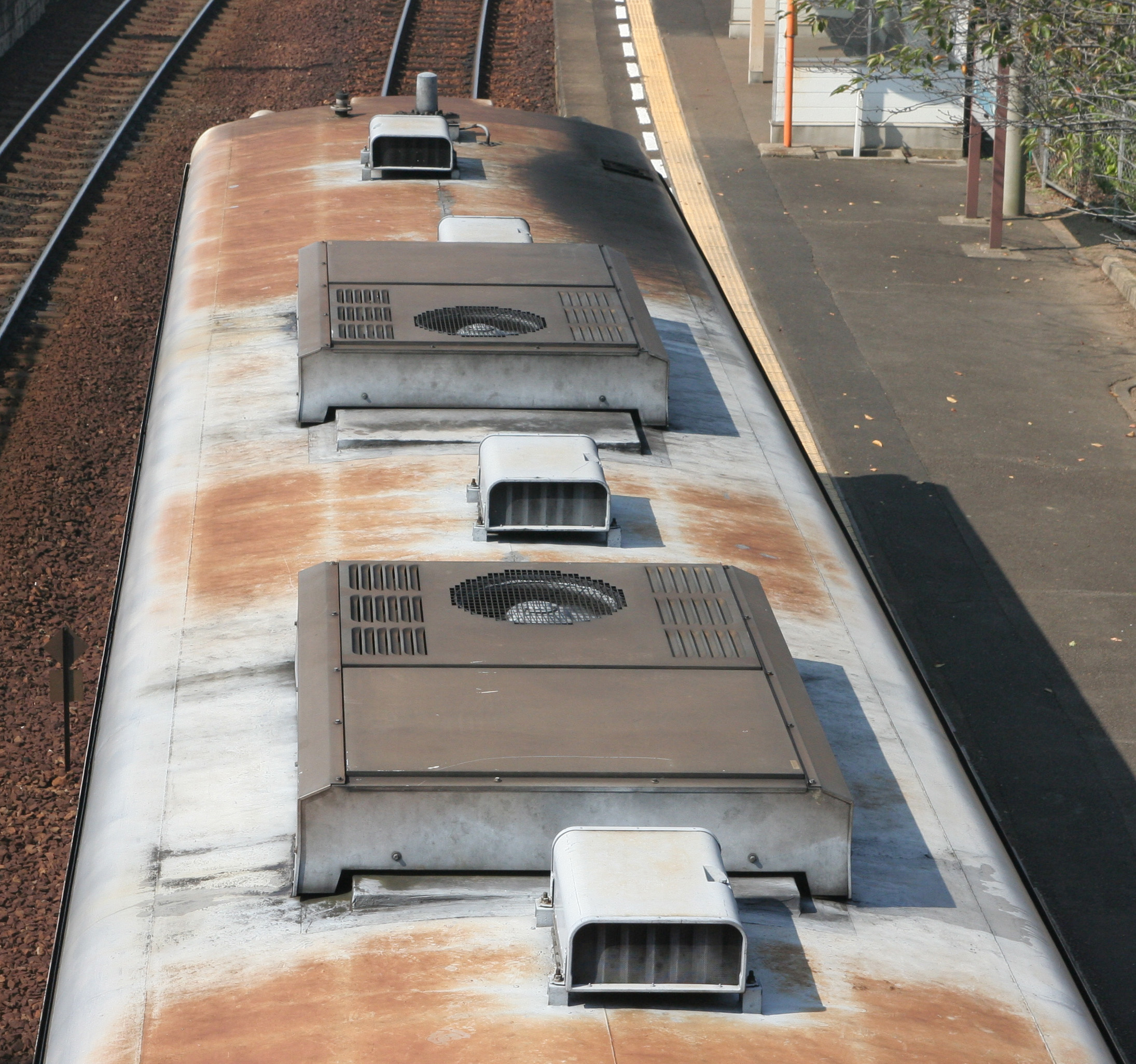
冷房装置FTUR-300（2008年10月18日 造田駅）
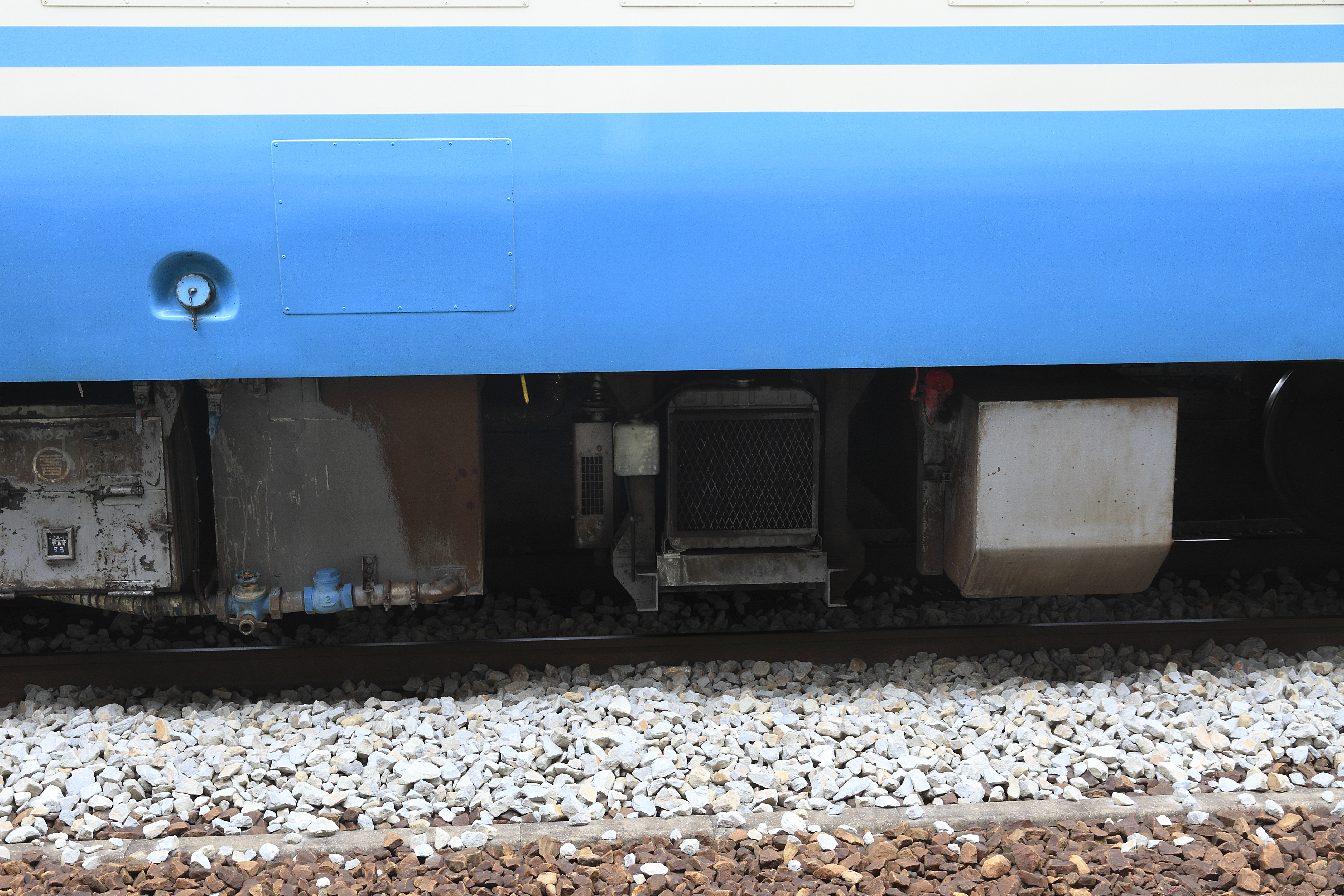
キハ40 2143の給電用機関（2012年1月15日 徳島駅）

#### ワンマン化
1989年にはJR四国に継承されたキハ40形2000番台11両を対象にワンマン化改造が行われた。改造ではトイレの撤去とトイレ跡へのロングシート設置、旧トイレ部分への他の側窓と同型の2段ユニット窓の新設が行われた。屋上水タンクの撤去も行われたが、撤去跡は屋根を整形した車両と窪みがそのまま残された車両の両方が存在した。

#### 簡易電気検測車化
四国旅客鉄道（JR四国）は、JR北海道・九州旅客鉄道（JR九州）と同様に電気検測車を保有しておらず、JR西日本からキヤ191系検測車を借り入れて自社線の信号設備等の検測を行っていた。この検測作業をある程度自社の車両等で行い、借り入れ費用を節減する目的で、1988年にキハ40 2147に検測機器を搭載し、簡易電気検測車に改造した。
改造により、車両両端に踏切制御子測定用受電器を、後位側台車にATS地上子測定用車上子をそれぞれ取り付け、車内には測定・記録機器が搭載された。客室設備に変更はなく、営業列車に使用しながらJR四国の各線の信号・踏切機器等の検測を行った。

#### 電気式気動車改造試験
2020年7月18日には、既存の気動車を電気式気動車に改造すべく中村自工が開発したディーゼルパワーユニットの構内走行試験が多度津工場で行われ、テストヘッドとして前年に廃車されたキハ40 2146が用いられた。

### JR九州

#### 機関換装・高出力化（キハ140系）
篠栗線などのスピードアップ用に機関を換装して出力増強を図ったものである。1990年から1993年にかけてキハ40形2000番台9両、キハ47形0番台17両・1000番台13両の計30両が改造された。これに合わせて形式をキハ140形とキハ147形に改めた。両形式を総称した俗称としてキハ140系ともいう。なお車両番号は原番のままである。
1990年に改造したキハ47形7両には新潟鐵工所製のDMF13HZA、4両には神鋼造機製のDMF14HZを試用した。キハ140形と、1991年以降のキハ147形にはコマツ製のSA6D125-HD1（いずれも360 PS / 2000 rpm）を搭載した。また、変速機は新潟・コマツ製機関搭載車には新潟コンバータ製DW14系が、神鋼製機関搭載車には同社製のSCR1.0-4が搭載された。いずれも変速1段・直結2段となっている。台車は1軸駆動のままであるため、空転抑制のため空転検出装置が取り付けられている。 なお、神鋼造機製の機関を搭載した車両は、のちにコマツ製機関および新潟製変速機に再換装された。
- キハ40 2039 - 2041・2061・2062・2067・2125・2127 → キハ140（同番）
- キハ47 49・50・53・54・58・59・61・90・91・104 - 107・182 - 185・1030・1032・1033・1043 - 1045・1055・1057・1058・1068・1069・1081・1125 → キハ147（同番）

2004年には、観光列車「はやとの風」および「いさぶろう」・「しんぺい」に使用するための車両が本形式から改造されている。

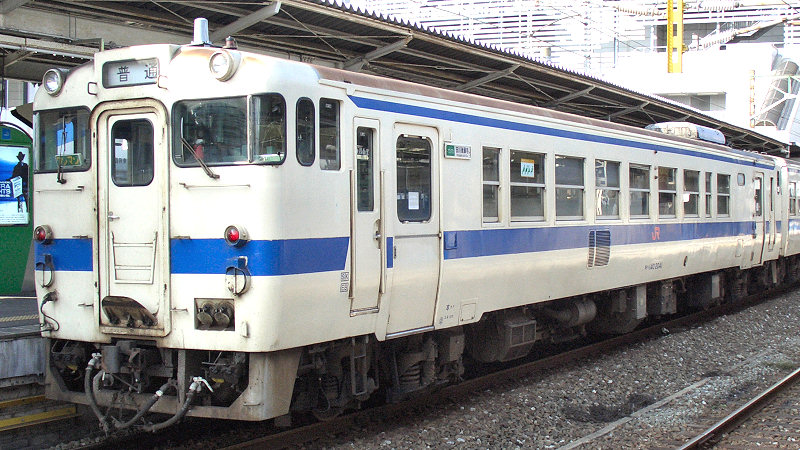
キハ140形キハ140 2041
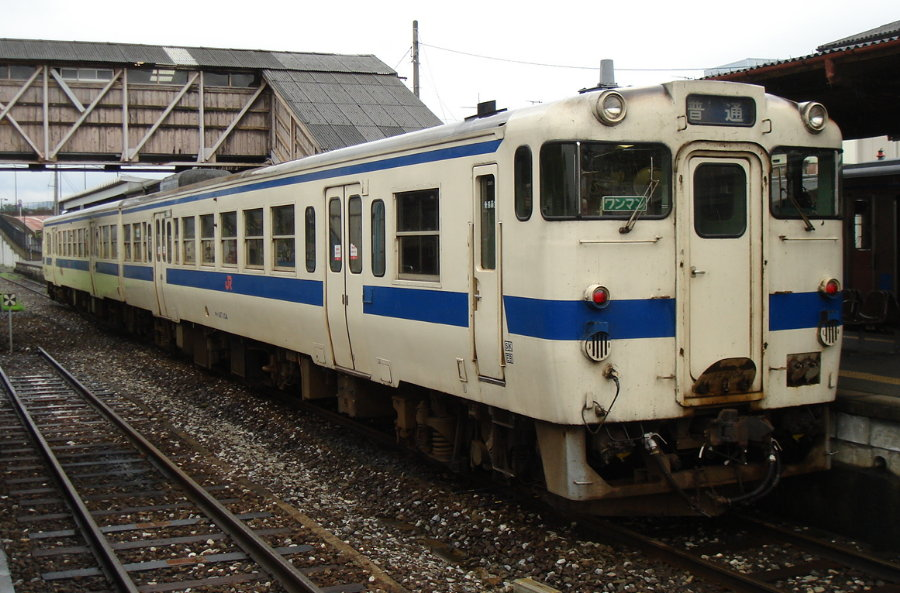
キハ147形
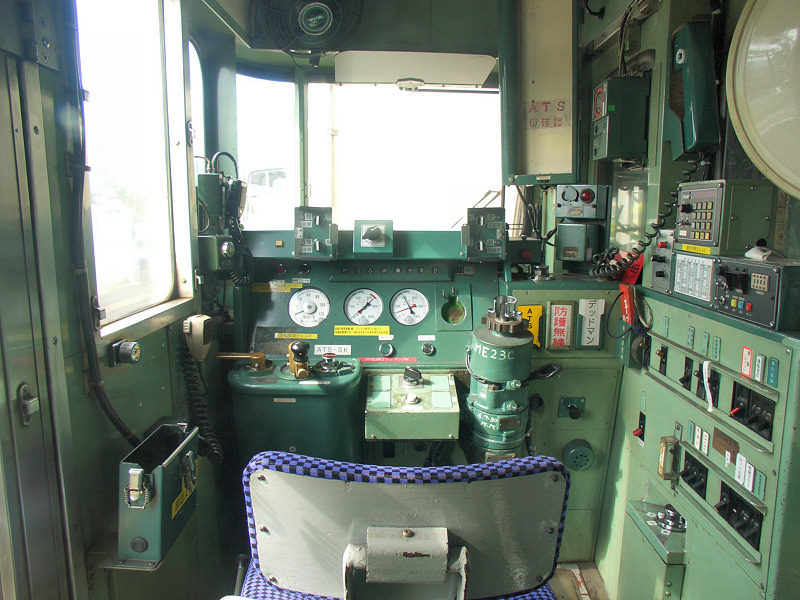
キハ140形キハ140 2040（運転席側）
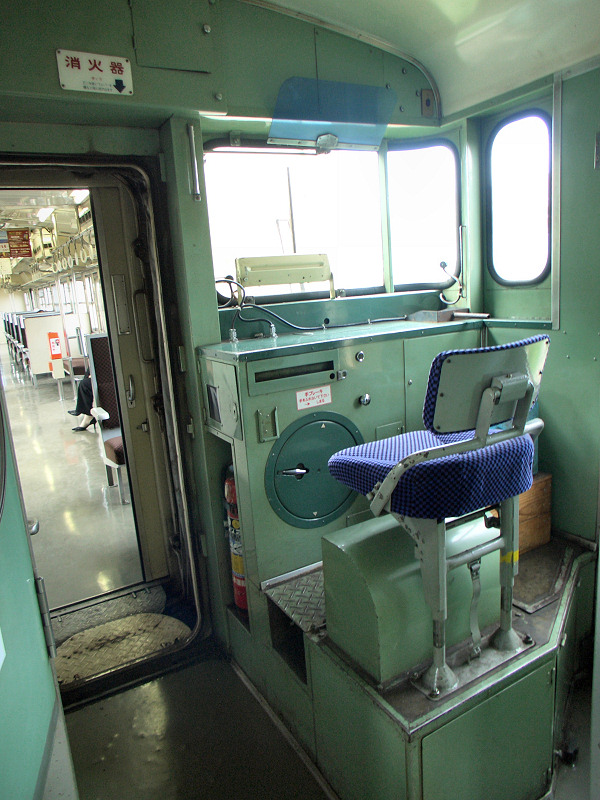
同車・助士席側

#### 原型機関改造による出力増強
機関換装ではなく改造により1997年に出力増強を図った車両を改番したものである。JR西日本とJR九州の依頼により、鉄道総合技術研究所がJR北海道で実施したDML30HSIの燃費改善改造の実績をもとに開発したものであり、1991年3月からJR西日本のキハ47 11で、同年11月からJR九州のキハ40 2052で現車試験が実施されたものである。
キハ40形2000番台2両とキハ47形0番台4両、1000番台4両の計10両が改造された。番号は原番に5000を加えたものとされた。なお、キハ40 7056は1992年に既に改造を実施していたものの未改番であったが、この機会に改番が実施されたものである。
DMF15HSAに対し、吸気系について過給器の交換による能力適正化、燃料供給系について燃料噴射ポンプの交換による噴射性能向上と燃料制御装置の機械式から電気式への交換、調時系について進角時期の適正化が行われ、機関形式はDMF15HSA-Pに変更された。この改造では、過給空気圧・吸入空気量を高め、燃料噴射量を増大することにより、機関最大出力を300 PS / 2000 rpmに増強している。燃料消費率は最大で15%改善された。変速機は引き続きDW10を使用しており変更はない。機関出力の増加により、登坂・加速性能が従来よりも向上した。改造はこの時の10両に留まった。
改造を実施したキハ47形は鹿児島総合車両所で、5000・6000番台車同士で2両編成を組み、キハ47未改造車+キハ147の編成とともに宮崎 - 西鹿児島 - 枕崎間の運用に充当され、電化区間乗り入れ時の運行ダイヤの改善や指宿枕崎線の高速化等の輸送改善が図られた。キハ40形は、先行改造車は筑豊地区で、1997年改造車は鹿児島地区で使用された。
1999年度から性能向上策が新型機関への換装工事に移行し、本番台も2006年度から8000・9000番台へ再改造されている。
- キハ40 2052・2056 → 7052・7056
- キハ47 51・57・77・126・1046・1050・1097・1098 → 5051・5057・5077・5126・6046・6050・6097・6098

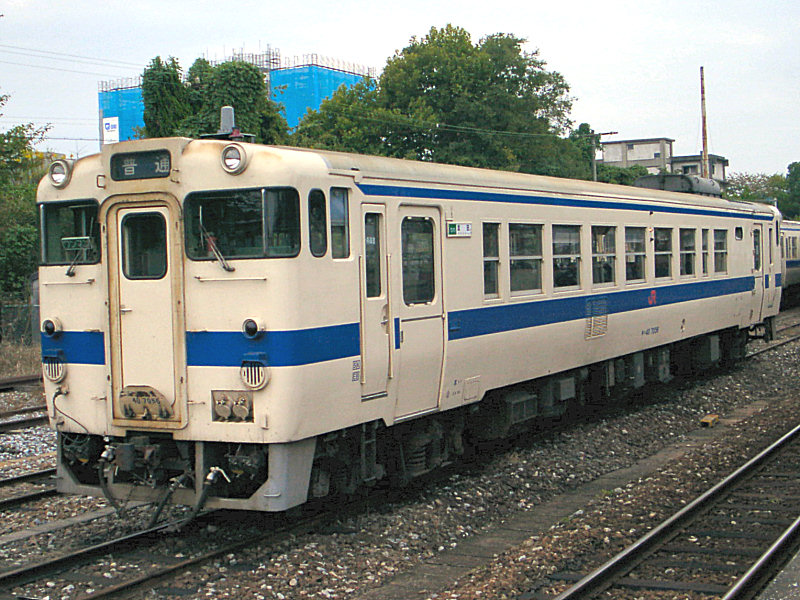
キハ40形7000番台

#### 機関換装・高出力化（8000・9000番台）
エンジンを、1999年から、コマツ製SA6D125H-1Aに、2004年以降は排気ガス対策を強化したSA6D125HE-1（出力はいずれも300 PS / 2000 rpmに調整）に換装した。変速機は新潟コンバータ製TACN22-1612A（変速1段・直結2段）としたが、キハ40 8103・8126の2両はコマツ製KTF3335A（変速2段・直結3段 自動式）を搭載している。2004年には「いさぶろう」・「しんぺい」用の、2006年には「はやとの風」用の増備車が改造され、本グループに編入している。
2006年4月時点では、キハ40形10両とキハ47形0番台14両、500番台1両、1000番台10両、1500番台1両の計36両が改造されていた。番号はキハ40形に6000を、キハ47形に8000を原番に加えたものに変更されており、8000番台の一部は、機関交換と同時にトイレ用の水タンクを小型化して床下に移設し臭気抜き・換気装置を設置、不要となった屋根上のタンクを撤去し同時にトイレの窓も埋められている。2005年に寒地向けキハ47形500番台、1500番台を改造した8500番台・9500番台は、同年度中に全車が3500番台・4500番台に再改造されたほか、2017年にはキハ47 8087および9051に対し「かわせみ やませみ」用の改造を行った。
- キハ40 2038・2050・2051・7052・2054・7056・2060・2063・2064・2065・2069・2097・2098・2099 - 2104・2126・2128 → 8038・8050・8051・8052・8054・8056・8060・8063・8064・8065・8069・8097・8098・8099 - 8104・8126・8128
- キハ47 5051・52・55・56・60・62・70・72・5077・87・88・89・92・119・120・121・123・124・129・133・135・157・159・509・1031・1041・1042・1048・1051・1072・1073・1074・1075・1077・1082・1084・6097・6098・1126・1509 → 8051・8052・8055・8056・8060（指宿のたまて箱仕様）・8062・8070・8072・8077・8087（かわせみ・やませみ仕様）・8088・8089・8092（はやとの風仕様）・8119・8120・8121・8123・8124・8125・8126・8129・8133・8135（西九州リニューアル車[268]）・8157・8158（西九州リニューアル車[269]）・8159（いさぶろう・しんぺい仕様）・8509（のちに3509に改造）・9031・9041・9042・9046・9048・9049・9050・9051（かわせみ・やませみ仕様）・9072・9073・9074・9075・9077・9078・9079（指宿のたまて箱仕様）・9082（いさぶろう・しんぺい仕様）・9084・9097・9098・9126・9509（のちに4509に改造）

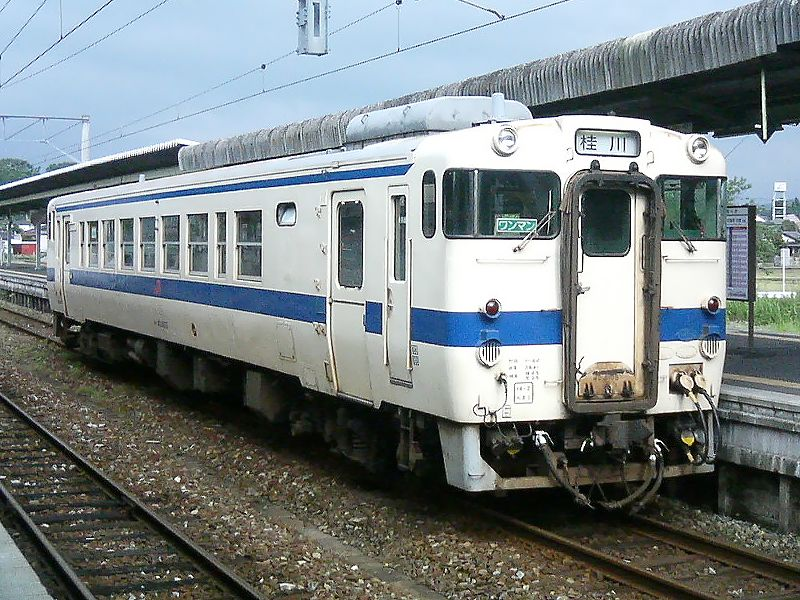
キハ40形8000番台
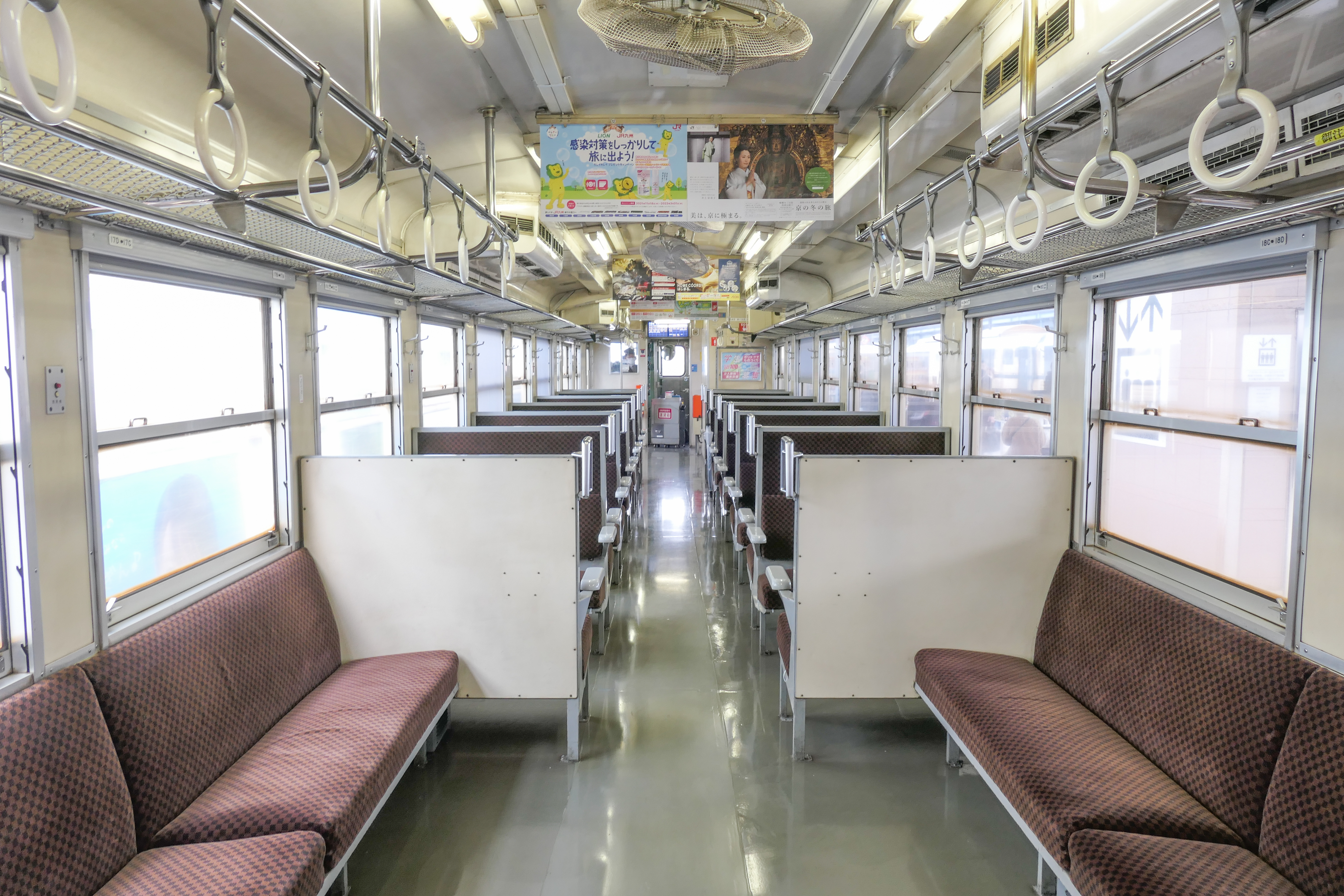
キハ40 8100車内

#### 2軸駆動化
寒地形の500番台・1500番台および、その機関換装車である8500番台・9500番台に行われた。従来の1軸駆動のDT44Aを2軸駆動のDT44BKに改造し、同時に、500番台・1500番台は機関がコマツ製SA6D125HE-1、変速機が新潟コンバーター製のTACN-22-1612Aに換装された。れら8500番台・9500番台からの改造車は機関は・変速機は改造前のままである。2005年には、500番台と1500番台1両ずつ、8500番台と9500番台1両ずつを改造した。番号は原番車ではプラス3000、再改造車では再改造前の車番からマイナス5000である。現在は佐世保車両センターに全4両が配置されている。
- キハ47 8509・9509 → 3509・4509（2軸駆動化改造、原番マイナス5000）
- キハ47 510・1510 → 3510・4510（2軸駆動化改造＋機関換装、原番プラス3000）[注 72]

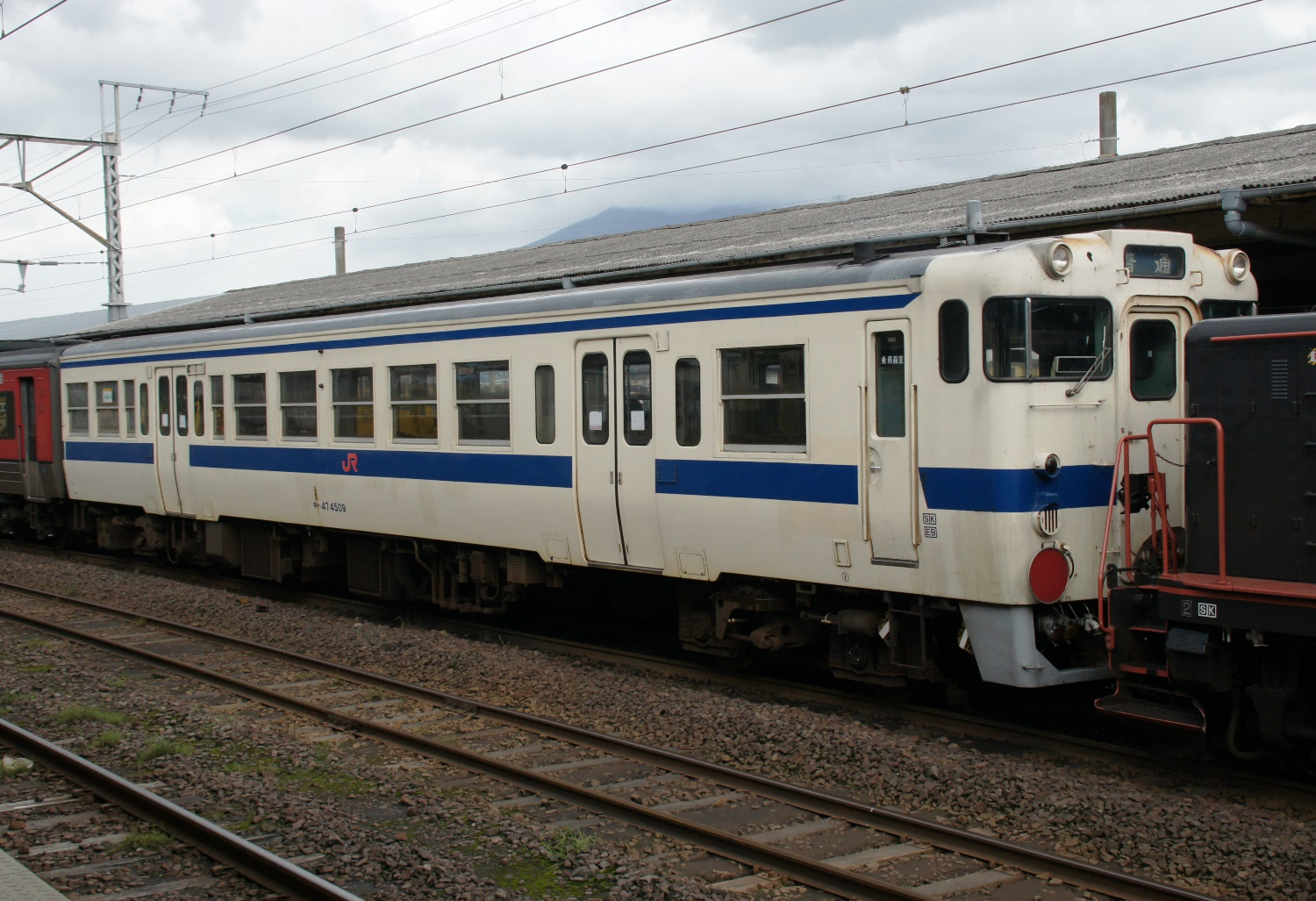
キハ47形4500番台
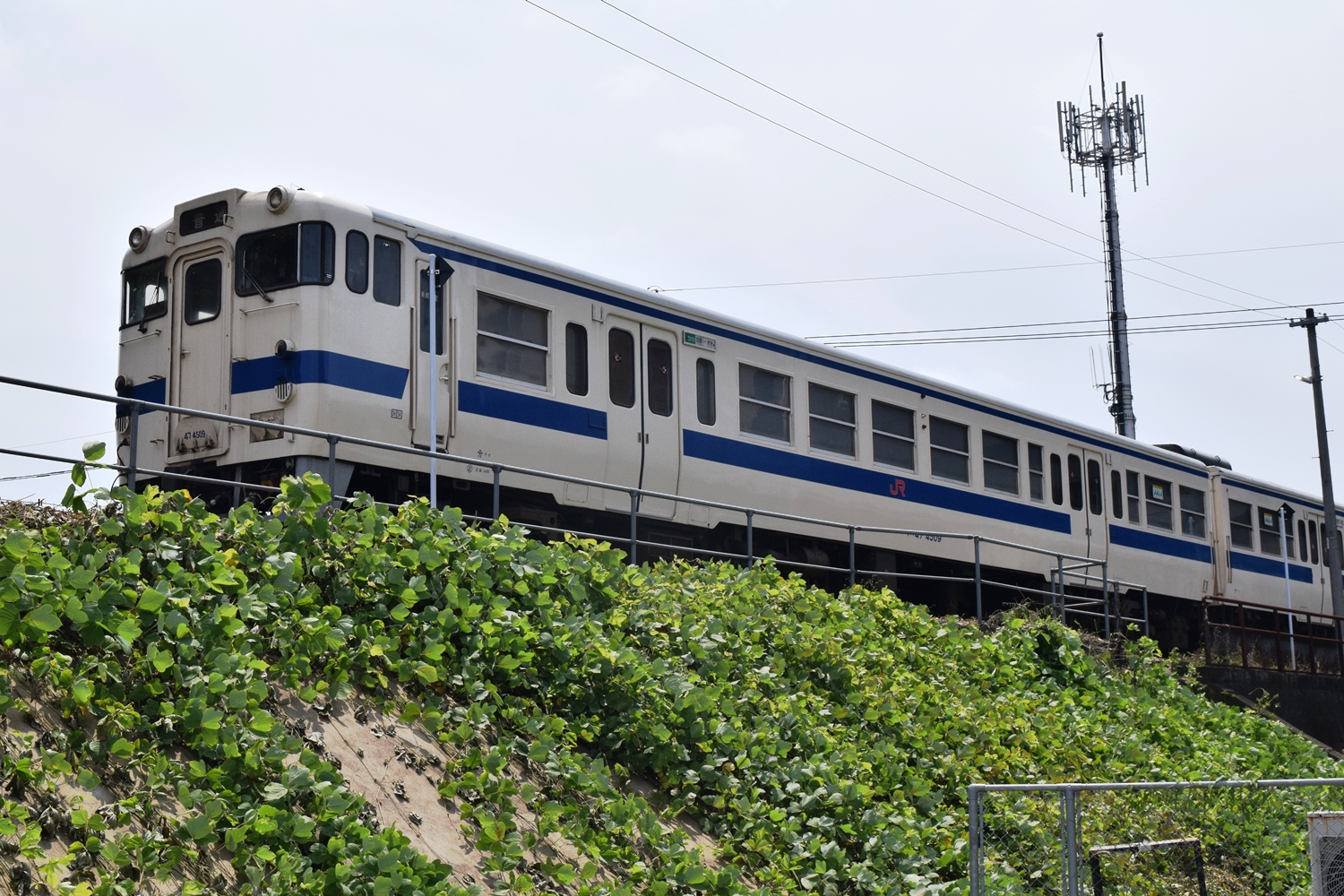
キハ47形4500番台

#### 西九州エリア普通列車向けリニューアル
西九州新幹線の開業に伴い非電化となる長崎本線肥前浜駅 - 諫早駅間の普通列車用に、以下の通り、キハ47形8000・9000番台の一部および3500・4500番台を改造したもので、全車とも改造前の番号のままである。
- キハ47 3509・3510・4509・4510[268]
- キハ47 8076・8129・8135・8158・9031・9041[268][270][271]

外装は沿線の有明海をイメージした青一色に塗装され、車体側面に「朝日を浴びて光輝く波」と、「夕日が波間に沈む」光景をイメージした黄色とオレンジ色の装飾がなされたほか、運用線区の主要地名が表記された。また、キハ47 8076 + 9041は他の車両と異なる白一色に塗装され、「Choo Choo 西九州 TRAIN」として佐世保観光名誉大使であるEXILEのTAKAHIROによってデザインされたラッピング車両となっている。
改造内容は以下のとおりで、車内はほぼ改造されず、機器関係の改造も行われていない。
- ステップ部分埋め込みによる段差の縮小
- 車内行先票設置
- トイレ内照明のLED化及び洋式化・美装化[278][273]

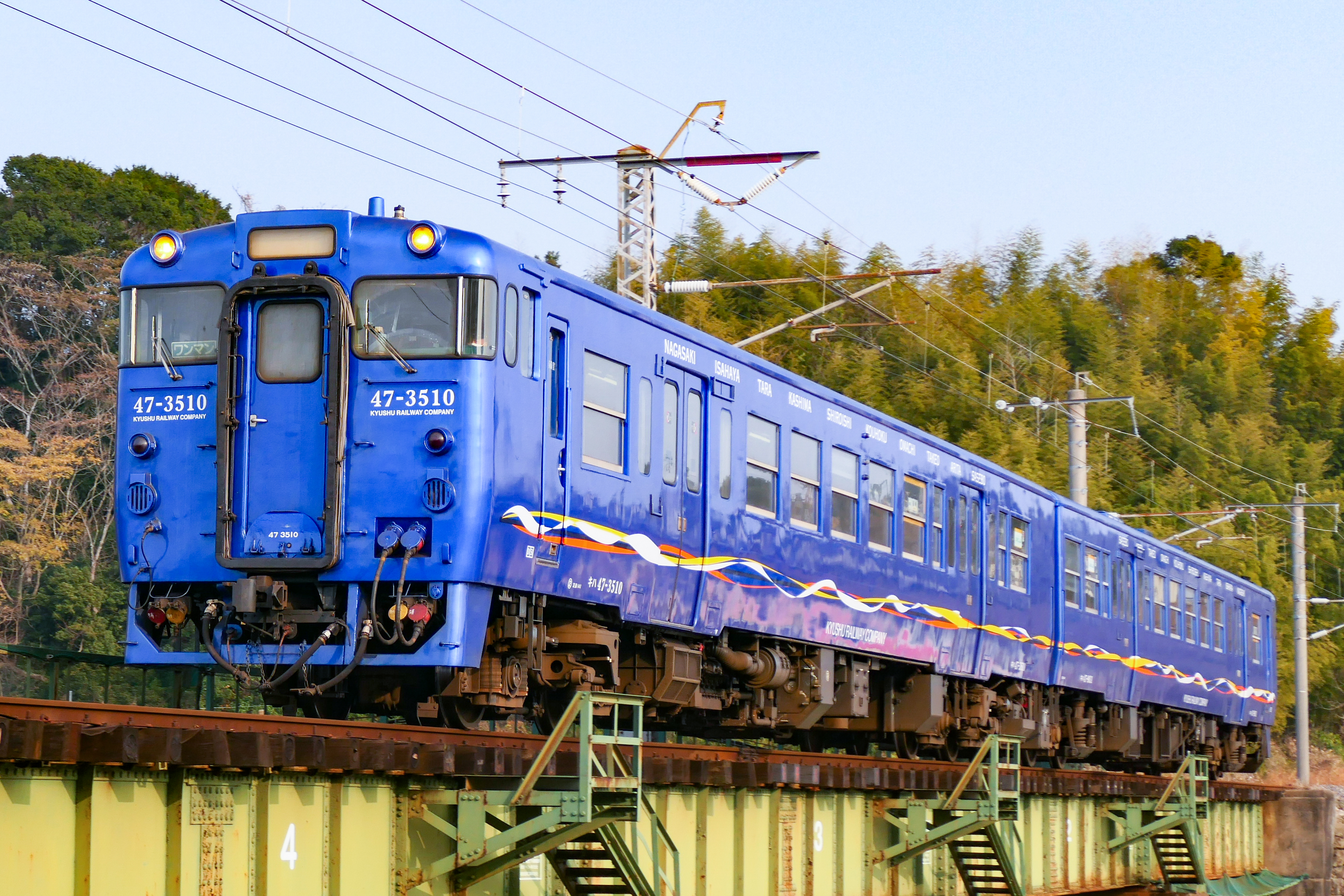
キハ47 3510
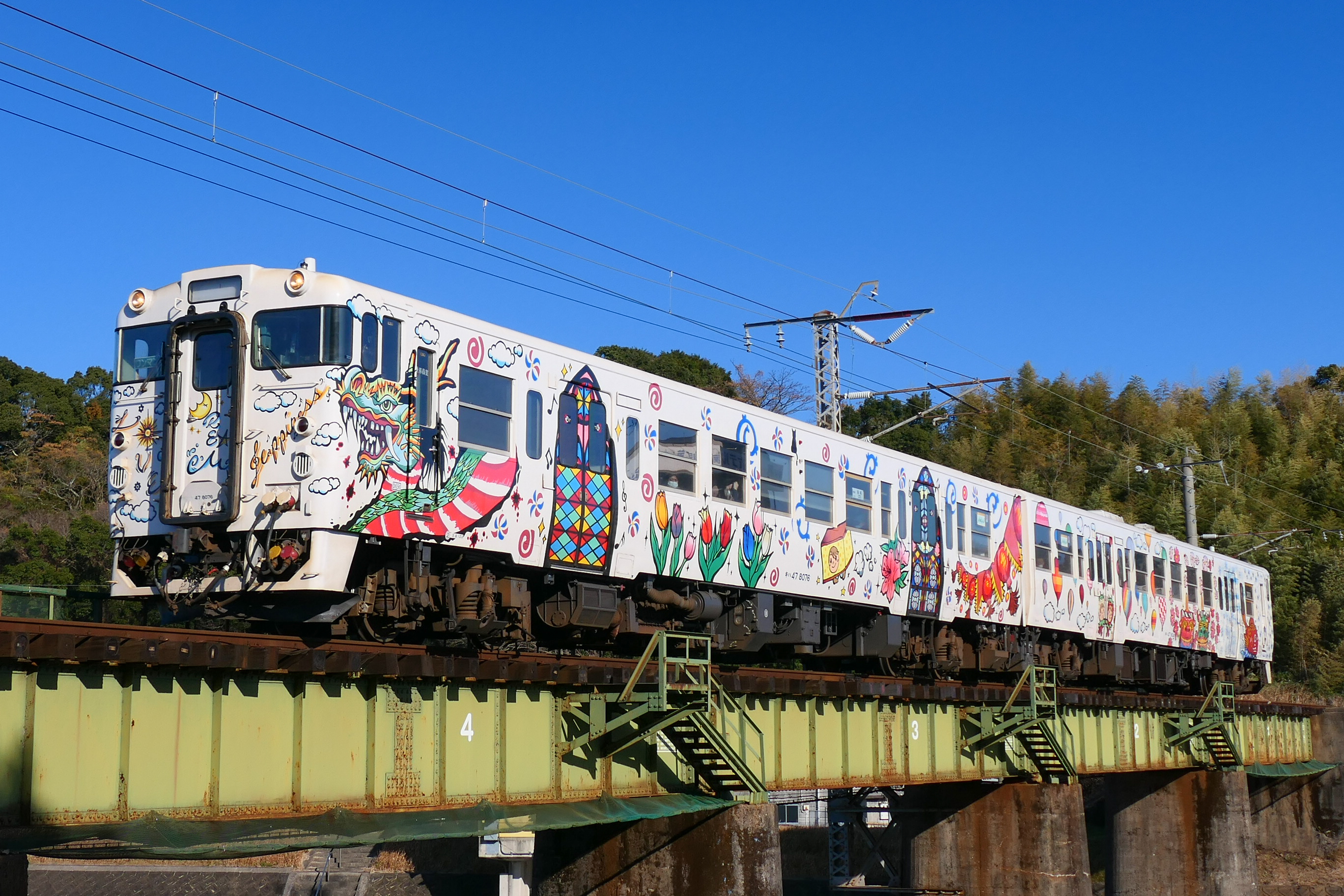
キハ47 8076「Choo Choo 西九州 TRAIN」
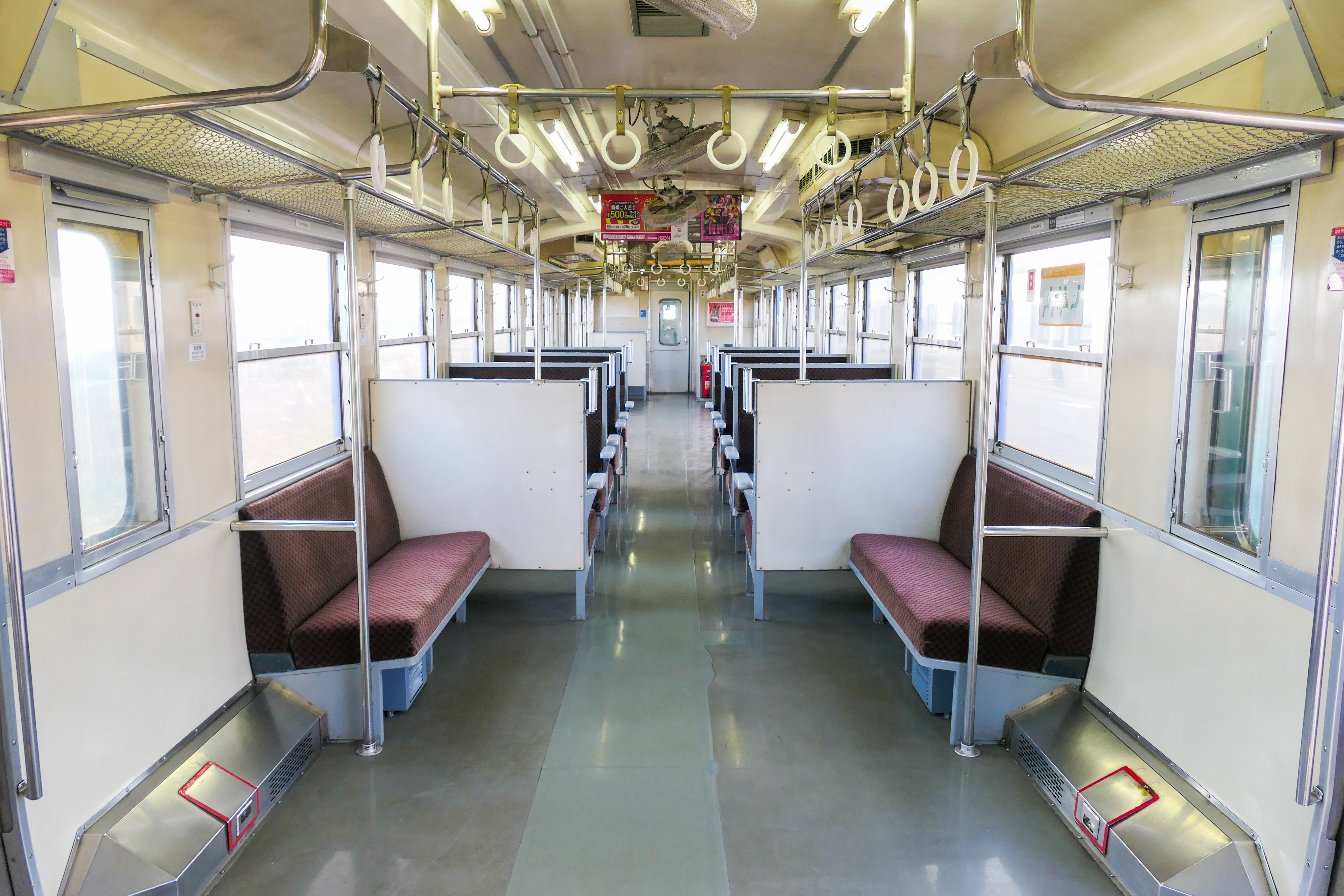
キハ47 8158車内
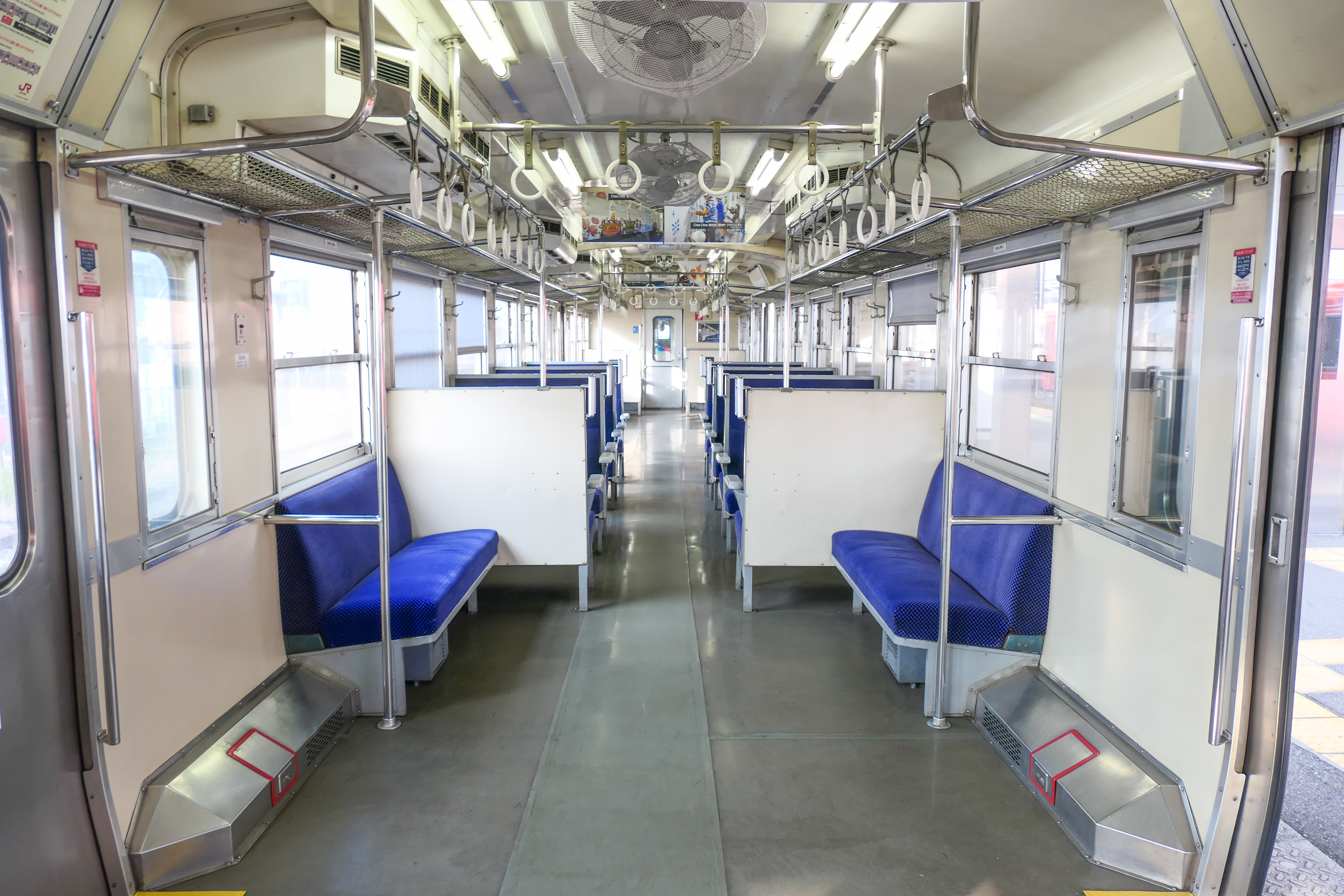
キハ47 9041車内

## ジョイフルトレイン・観光列車への改造

### JR北海道

#### キハ400形お座敷車
老朽化したお座敷気動車（キロ29形・キロ59形）を置き換えるために、1997年から1998年にかけてキハ400形100番台3両をお座敷車に改造したものである。同時期に改造されたお座敷車のキハ183系6000番台と同様、一般車と併結して運用することが可能である。
客室を可能な限り広く取るため前位側の出入り台（デッキ）を撤去し、塗装は黒、深い赤、暗い灰色のブロックパターンに改められた。客室は床面をかさ上げしてカーペット敷きとし、深さ30 cmの掘り炬燵構造としているが、乗客が足を伸ばしてくつろげるよう床面をフラットにすることも可能である。2003年度には冷房装置の交換などの更新改造が実施された。2015年3月31日付で2両（502・503）が廃車され、501も同年11月に解体され、キハ400形は形式消滅した。
| キハ400形500番台お座敷気動車改造一覧 | キハ400形500番台お座敷気動車改造一覧 | キハ400形500番台お座敷気動車改造一覧 | キハ400形500番台お座敷気動車改造一覧 | キハ400形500番台お座敷気動車改造一覧 | キハ400形500番台お座敷気動車改造一覧 | キハ400形500番台お座敷気動車改造一覧 | キハ400形500番台お座敷気動車改造一覧 | キハ400形500番台お座敷気動車改造一覧 | キハ400形500番台お座敷気動車改造一覧 | キハ400形500番台お座敷気動車改造一覧 |
| 車両形式                             | 車両形式                             | 車両番号                             | 種車                                 | 落成日                               | 改造                                 | 落成配置                             | 現行配置・処遇                       | 転属・除籍日                         | 最終配置                             | 備考                                 |
| ------------------------------------ | ------------------------------------ | ------------------------------------ | ------------------------------------ | ------------------------------------ | ------------------------------------ | ------------------------------------ | ------------------------------------ | ------------------------------------ | ------------------------------------ | ------------------------------------ |
| キハ400形                            | 500番台                              | キハ400 501                          | キハ400 141                          | 1997年12月28日                       | 苗穂                                 | 苗穂                                 | 廃車                                 | 2015年10月31日                       | 苗穂                                 | お座敷列車                           |
| キハ400形                            | 500番台                              | キハ400 502                          | キハ400 142                          | 1998年2月28日                        | 苗穂                                 | 苗穂                                 | 廃車                                 | 2015年3月31日                        | 苗穂                                 | お座敷列車                           |
| キハ400形                            | 500番台                              | キハ400 503                          | キハ400 149                          | 1998年4月18日                        | 釧路                                 | 苗穂                                 | 廃車                                 | 2015年3月31日                        | 苗穂                                 | お座敷列車                           |

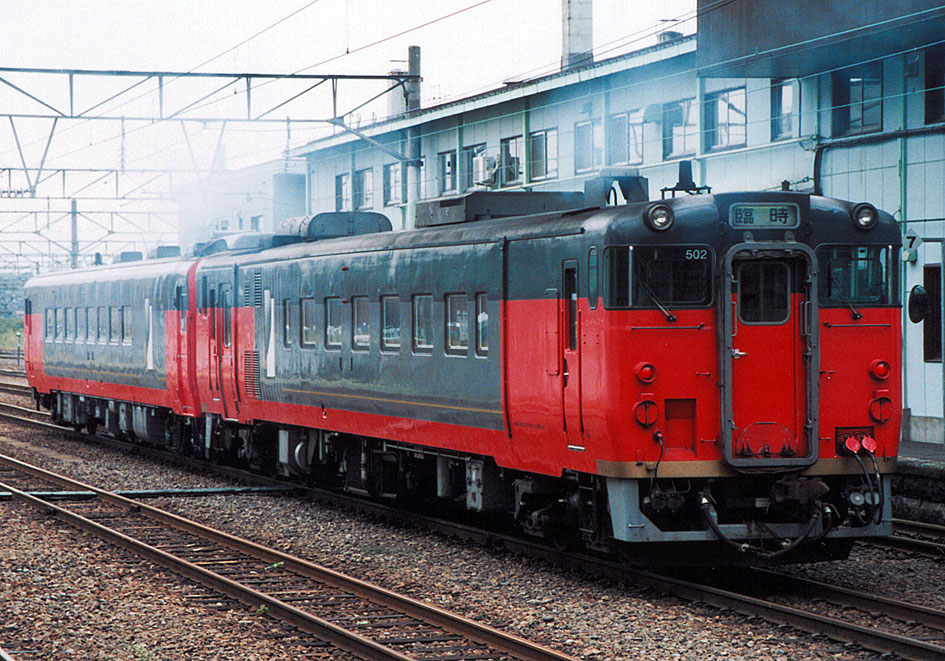
キハ400-502「くつろぎ」

#### 「北海道の恵み」シリーズ
2018年2月に発表された改造車両。沿線活性化を目的とし、北海道の地域（道北・道東・道南・道央）をイメージした外装や、木目の床・木材を使用した背もたれなどが導入されている。
全4両で、使用車両は以下のとおり。それぞれに名前が付けられている。

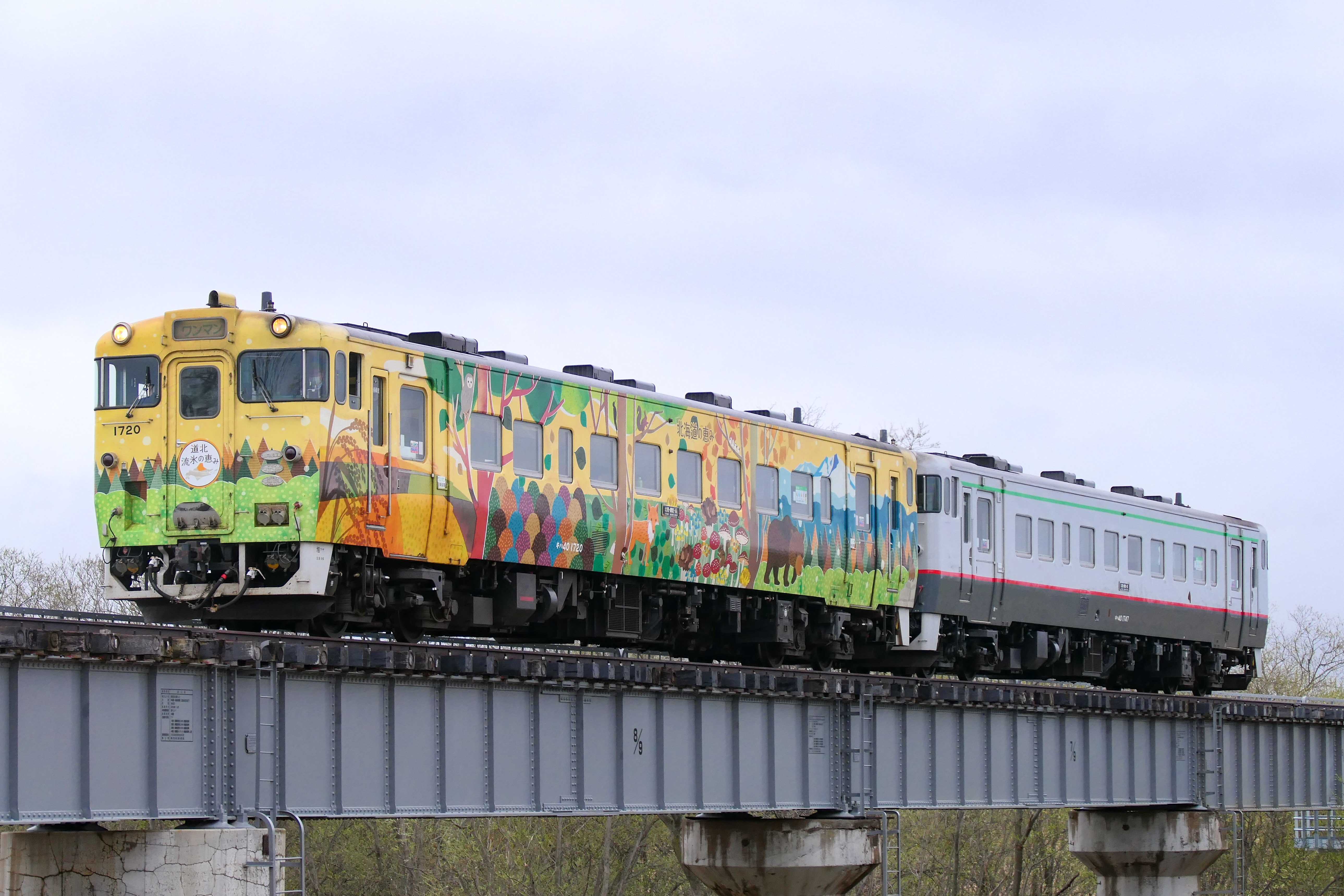
キハ40 1720「道北 流氷の恵み」
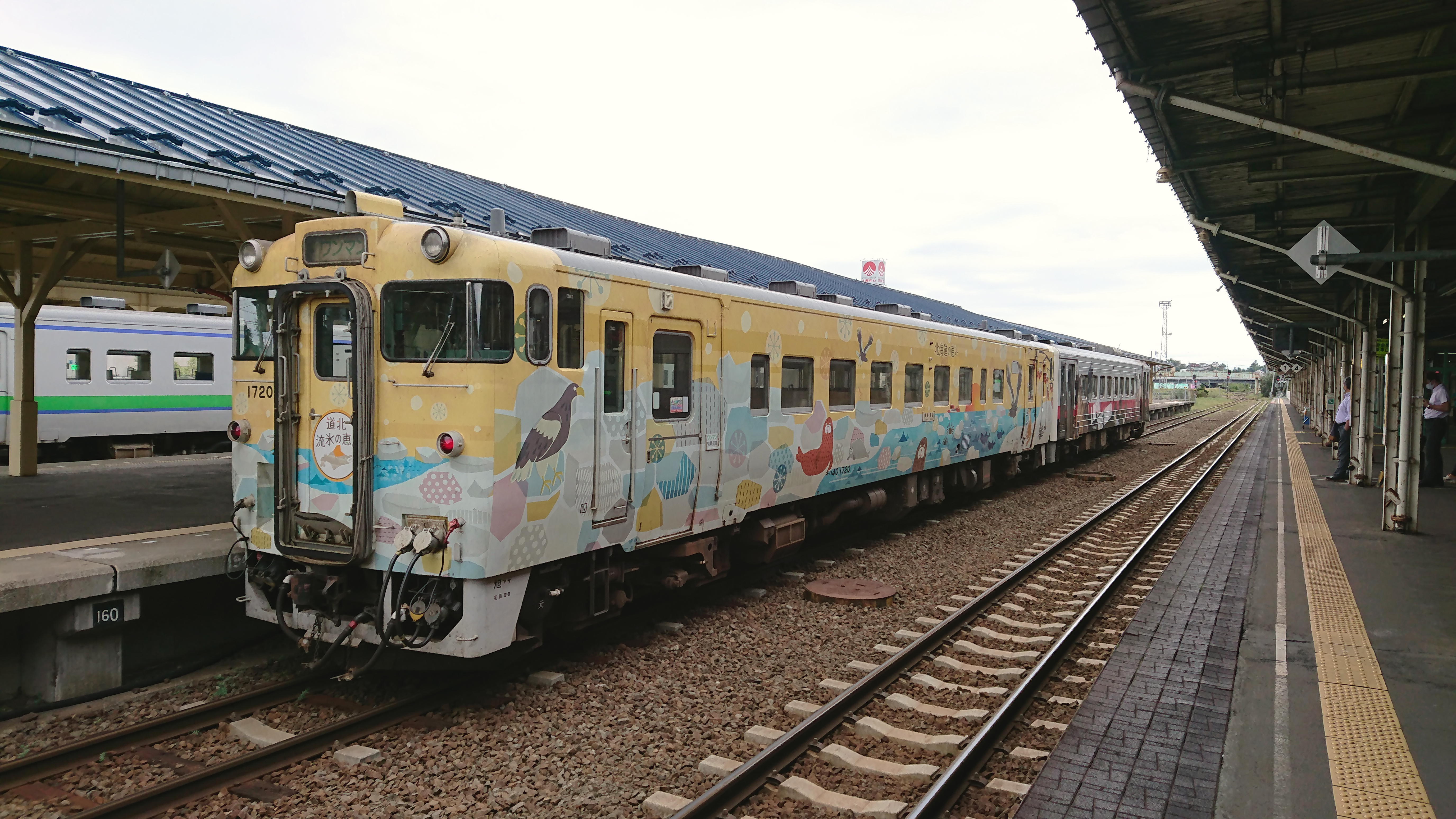
キハ40 1779「道東 森の恵み」
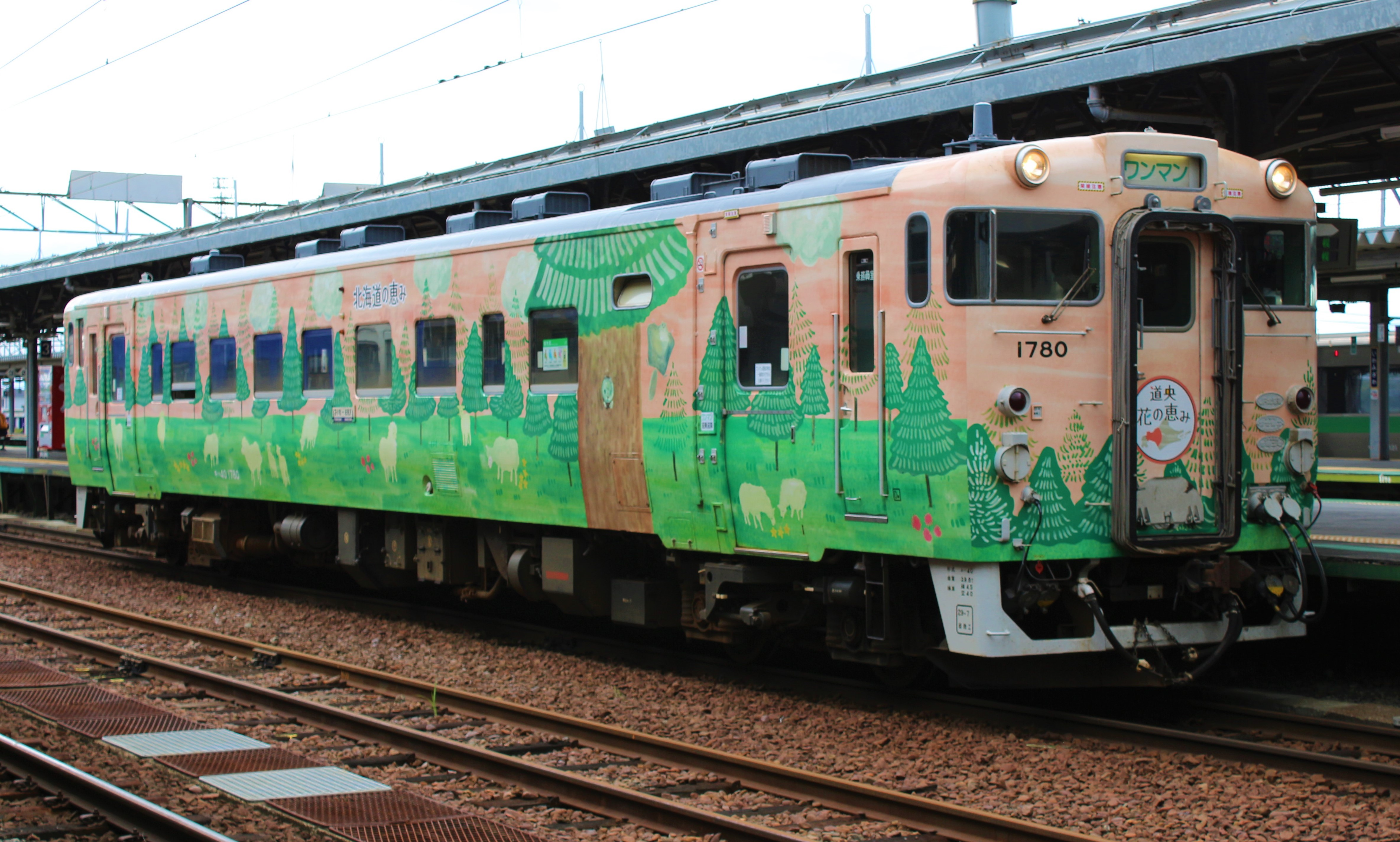
キハ40 1809「道南 海の恵み」
- キハ40 1780「道央 花の恵み」

- キハ40 1720「道北 流氷の恵み」
- キハ40 1720「道北 流氷の恵み」反対側塗装
- キハ40 1780「道央 花の恵み」

#### 「山紫水明」シリーズ
JR北海道は「北海道の恵み」シリーズの好評を受け、同様にキハ40形の改造により、観光列車として運行可能な車両2両を導入することとなった。
2019年9月には「山明」を公開。キハ40 1790からの改造車で、外観は広大な大地をイメージした深い緑色となっている。座席には木を用いたほか脱着式のテーブルも取り付けられ、普通列車としての運用時はテーブルを外す。
2019年10月には「紫水」を公開。キハ40 1791からの改造車で、外観やモケットの色が「山明」号の緑に対して「紫水」号は紫となっている。

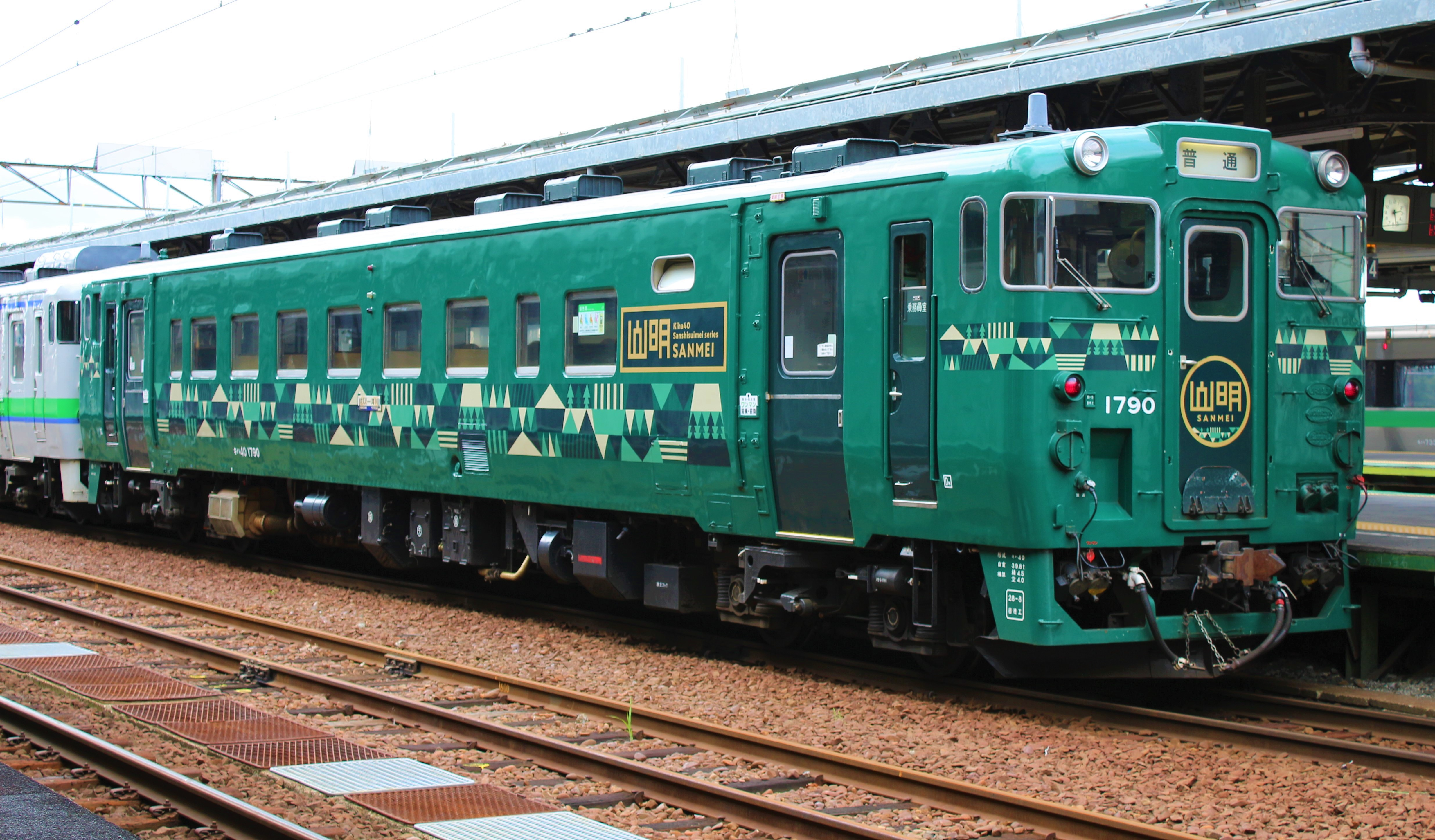
キハ40 1790「山明」
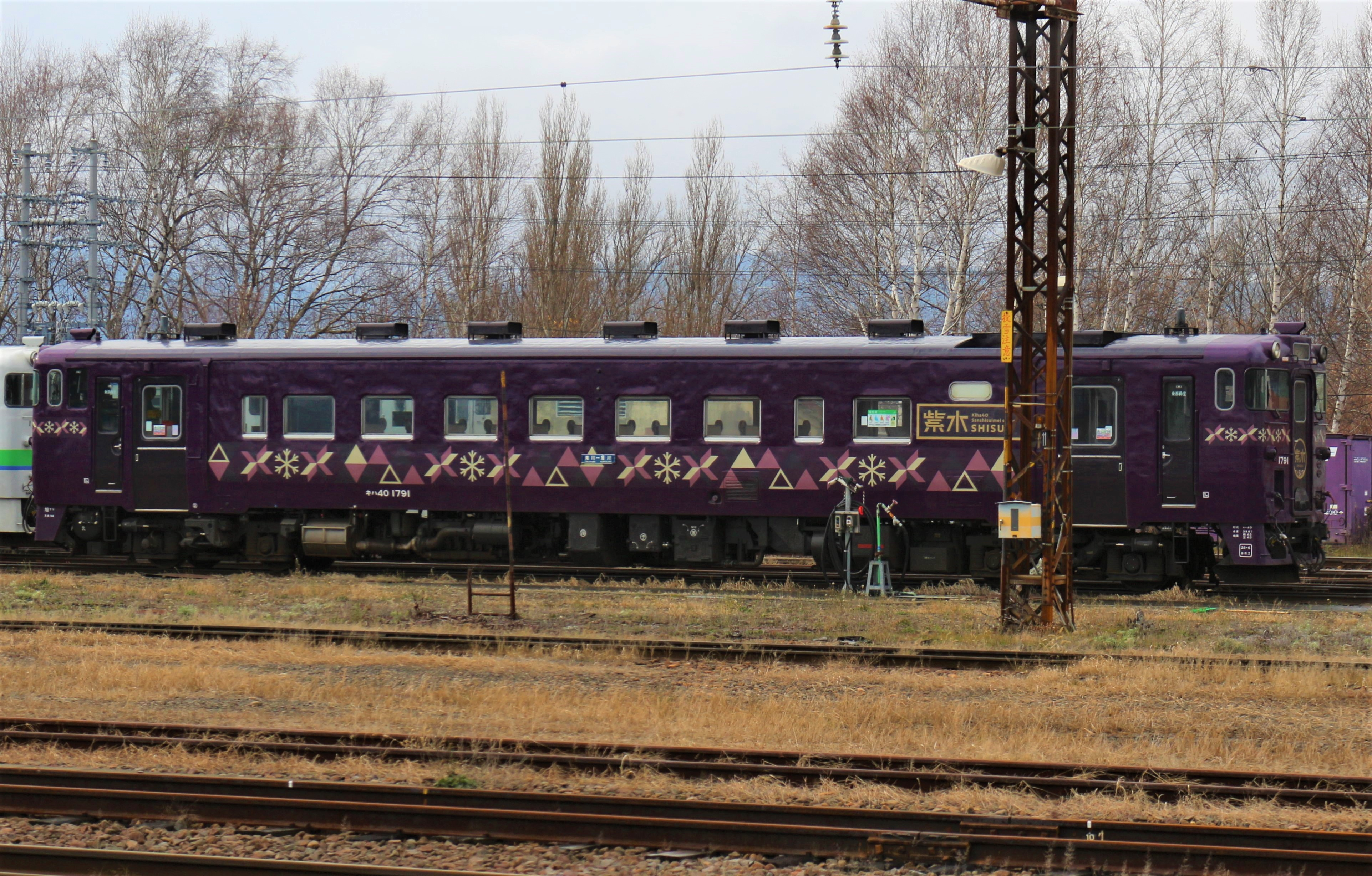
キハ40 1791「紫水」

### JR東日本

#### 「漫遊」 → 「ふるさと」
1995年に水戸支社でキハ48 534・548およびキハ40 2138をお座敷車に改造したもので、それぞれキロ48 1・2とキロ40 1に改番され、編成としては「漫遊」と命名された。2000年に仙台支社に転出し、「ふるさと」と改称されている。
キロ48 1には「華 (HANA) 」、キロ48 2には「風 (FU) 」、キロ40 1には「月 (GETSU) 」の愛称が付され、車体はそれぞれ日本の伝統色である緑・紫・紅を基本色とし、その下部に金色を配して華やかさを演出している。改造当初はグリーン車であったが、2003年4月に普通車に変更され、キハ40 2501とキハ48 2501・2502に改番された。

2016年8月28日の団体臨時列車をもって運用が終了し、同年9月7日付で廃車された。

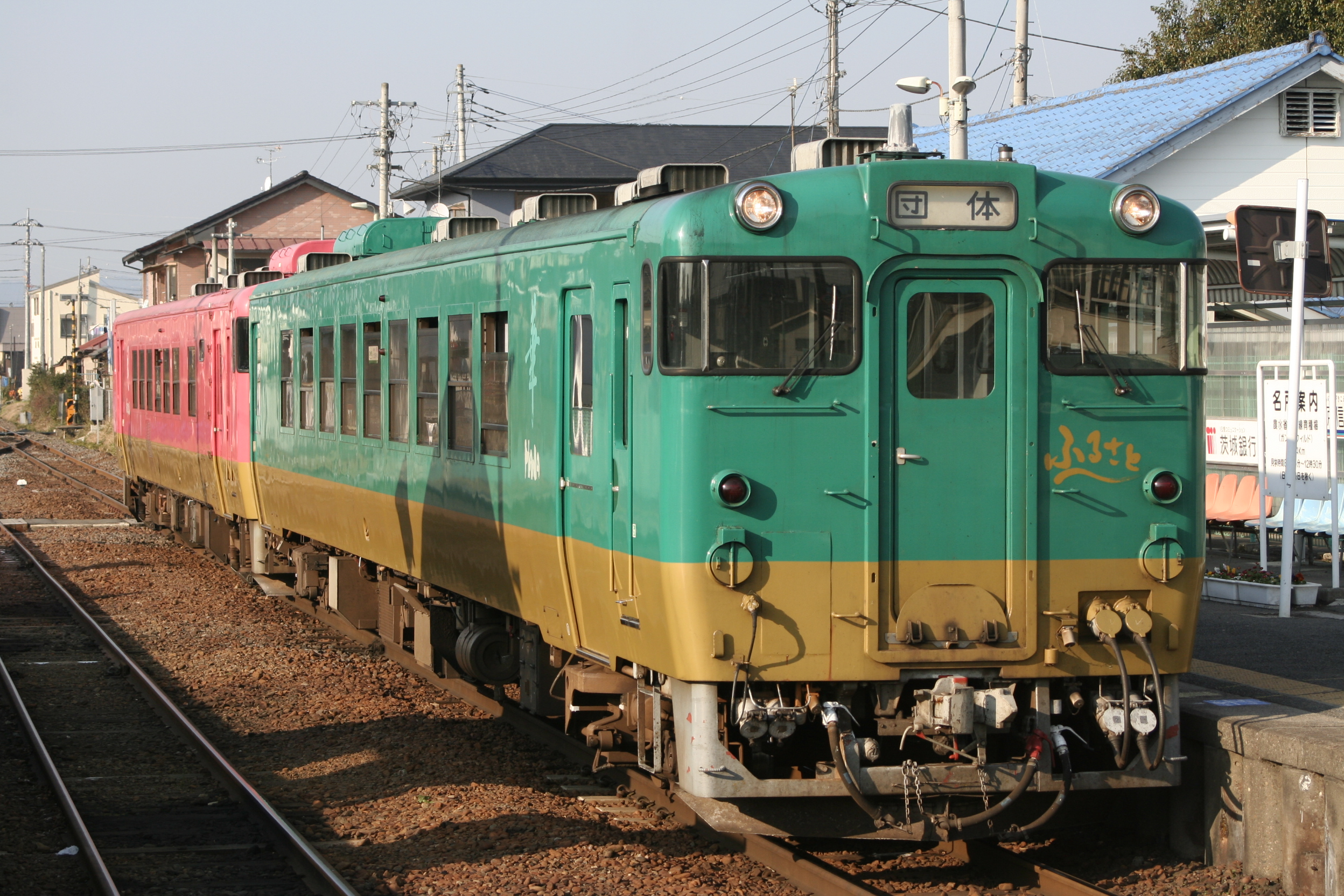
ふるさと

#### 「リゾートしらかみ 青池編成」 → 「クルージングトレイン」
1997年3月の秋田新幹線開業に合わせて、1990年から五能線で運転されていた50系客車による眺望列車「ノスタルジックビュートレイン」に代わる観光列車として「リゾートしらかみ」（秋田 - 弘前・青森間）を運行することとなり、本形式が導入された。当初は編成愛称がなかったが、2003年の「橅編成」の導入にあわせて「青池編成」と命名された。
キハ48 533・540・1521・1543を改造したもので、いずれも原番のままである。1・4号車の533と540は展望ラウンジ付きの座席車（回転リクライニングシート）、2・3号車の1521と1543は6人または4人用の簡易個室車とし、同時に冷房装置（AU26J-A×2）を搭載、機関をDMF14HZ（300 PS / 2,000 rpm）に換装している。
また、1・4号車の前頭部形状を高運転台・半流線型の非貫通構造に変更し、前照灯をHIDとし、併せて全車の側窓を拡大してブロンズガラスの固定窓とした。この意匠は以降の「リゾートしらかみ」編成などJR東日本の本系列改造ジョイフルトレインに継承されている。塗装は白神山地の白、日本海の深青をイメージした塗り分けとしている。2006年3月18日のダイヤ改正を前に3両編成に短縮し、抜かれたキハ48 1521は「くまげら編成」へ組み込まれた。
東北新幹線全線開業に伴う2010年12月4日のダイヤ改正に合わせてHB-E300系4両編成1本が導入され、「青池編成」が本編成からこれに置き換えられた。これに伴い、中間車のキハ48 1543はリゾートしらかみ全編成の4両編成化に伴い「橅編成」の中間車へ転用され、残るキハ48 533・540は2011年に団体列車用の「クルージングトレイン」 に改称された。転用後は前面の列車ロゴが変更されている。
老朽化に伴い2023年3月に廃車となり、同年9月に秋田総合車両センターで解体された。

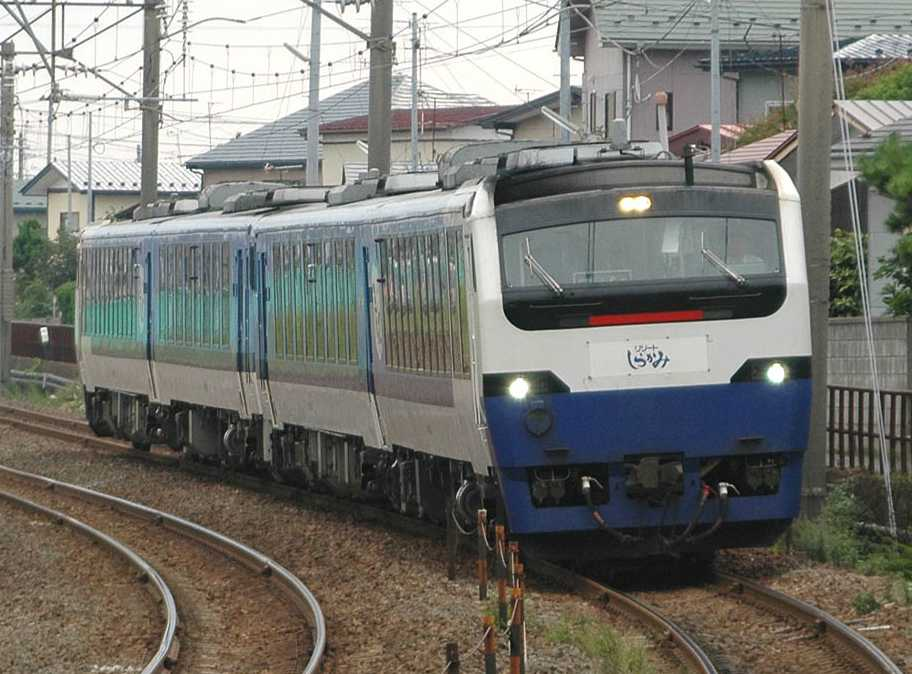
リゾートしらかみ 青池編成（4両時代）
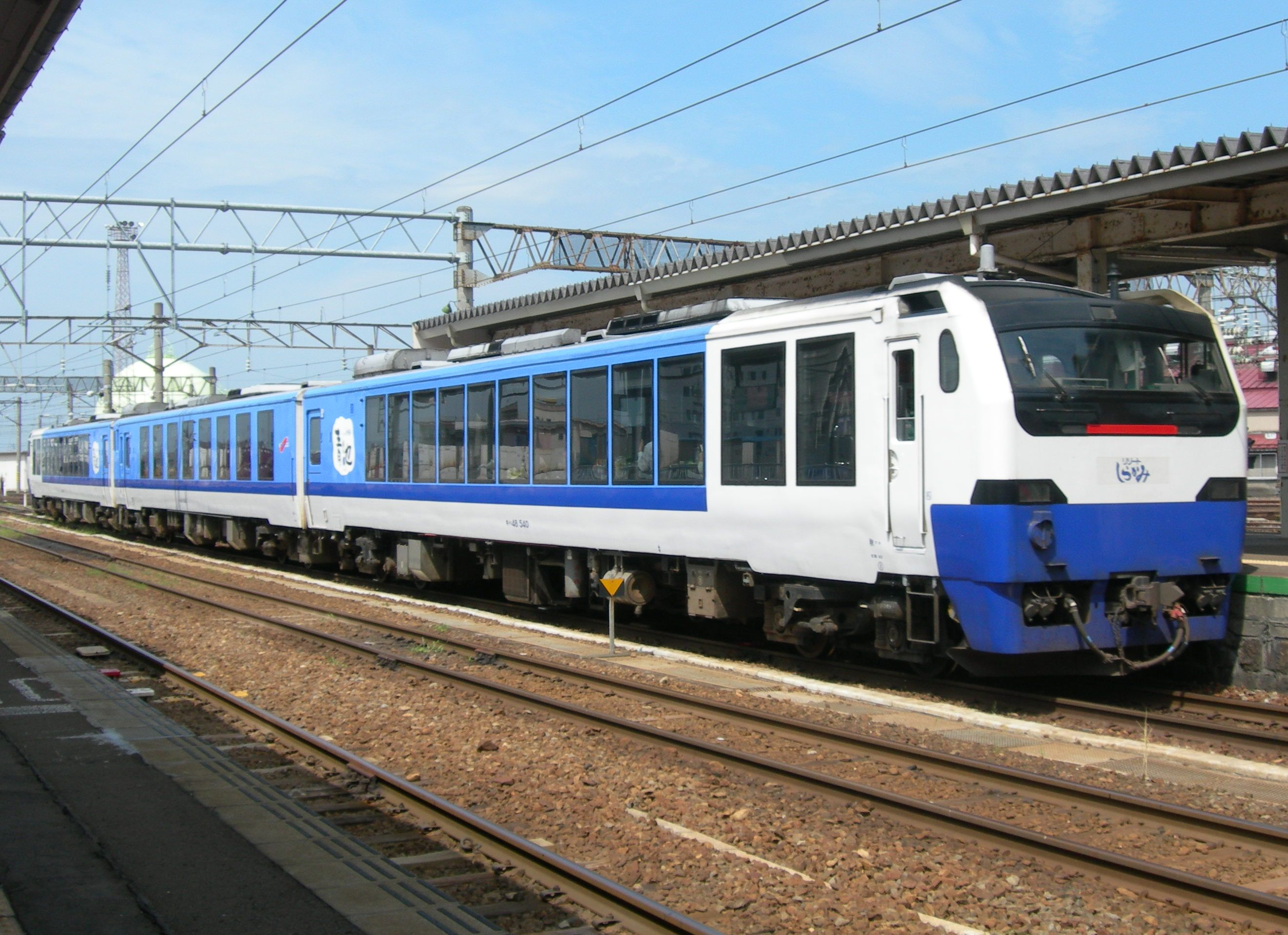
リゾートしらかみ 青池編成（3両化後）
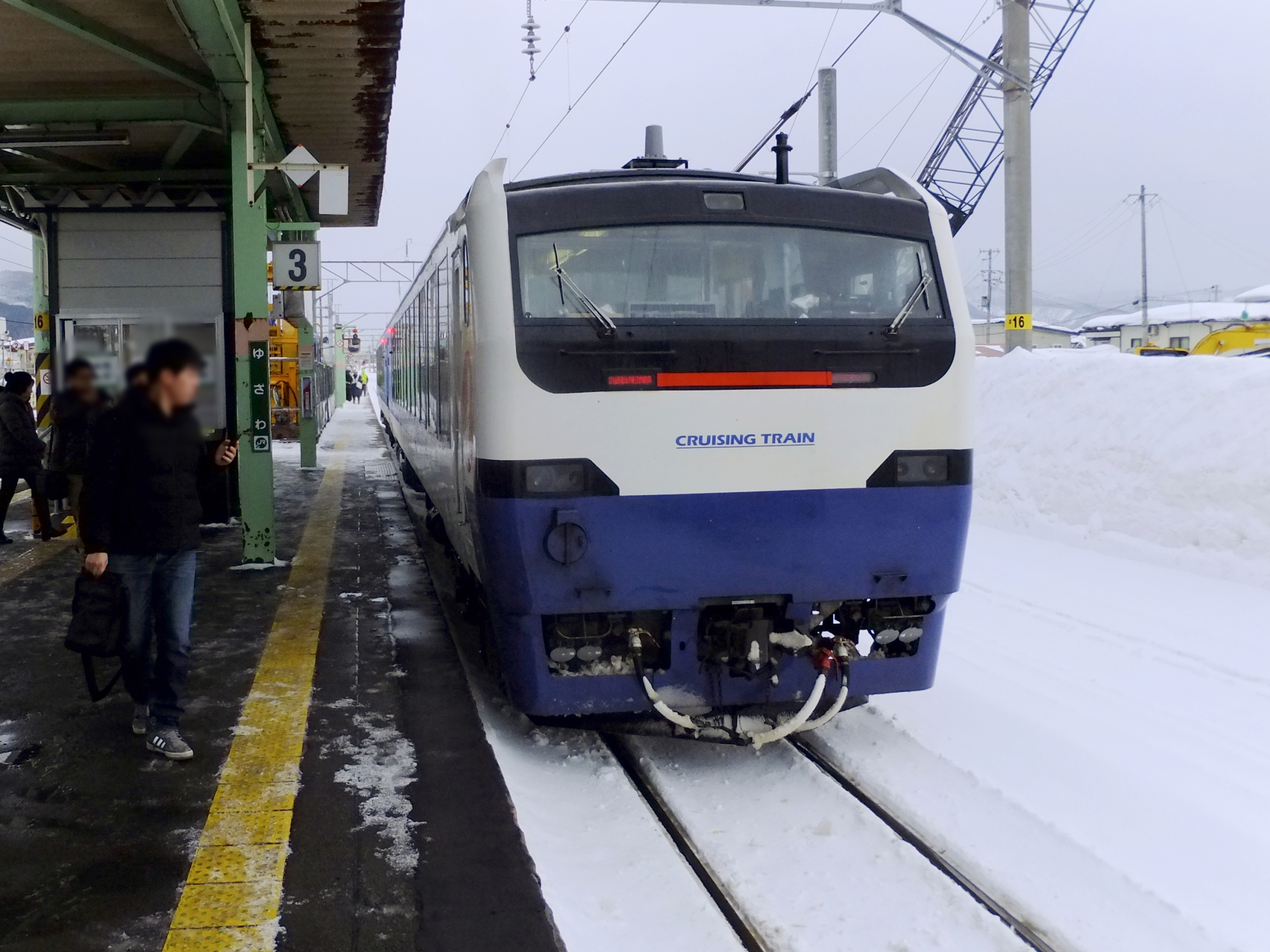
クルージングトレイン（「青池編成」から中間車を抜いた2両編成）

#### 「びゅうコースター風っこ」
キハ48形をトロッコ気動車に改造した車両で、仙台支社が2000年から運用を開始した。従来、仙台支社では貨車を改造したトロッコ車両を保有していたが、運転時の入換作業や保安要員の配置など運行コストの問題があったため、置き換え用としてキハ48 547・1541を改造した。改番は実施されておらず、機関をDMF14HZに換装している。
車体側面を大きく開口させ、外気を存分に感じることができるようにするとともに、冬季には寒気対策のために開口部にガラス戸をはめ込んだり、取り付けられたストーブを焚くことができる。また、開口部の下部にはガラス戸を設置し、さらに開放感を高めている。外装は、春から夏に掛けての車窓の自然をイメージした緑（若葉）、青（川・湖）、白（雲）、黄（光）をちりばめた爽やかなものである。車内には、難燃木材を使用した木製座席が設けられ、各ボックスにはテーブルが設置された。天井は骨組みを剥き出しにし、白熱灯を用いてレトロで暖かみのある雰囲気を創り出している。

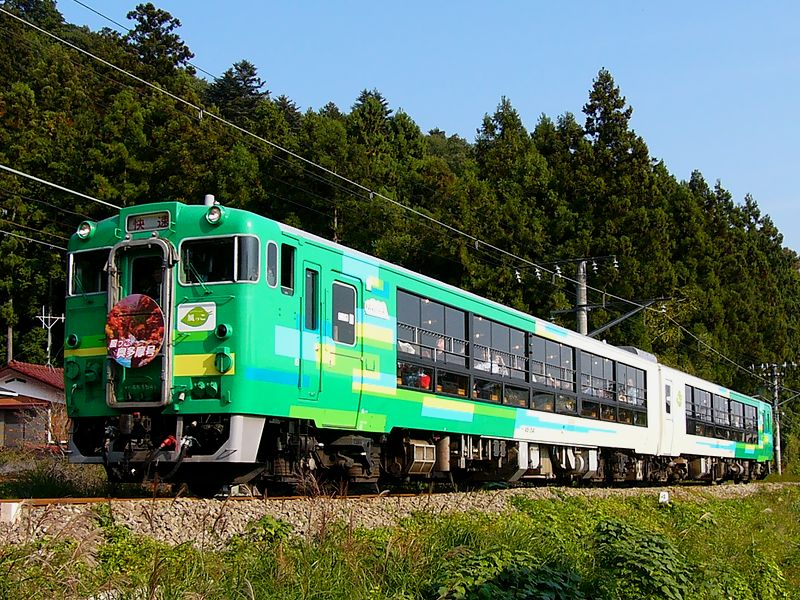
青梅線を走行する「風っこ奥多摩号」

#### 「きらきらみちのく」 → 「リゾートうみねこ」
「きらきらみちのく」は、2002年12月の東北新幹線八戸駅延伸時に設定された観光列車で、下北・津軽方面への輸送を目的としている。キハ48 1505・1506・1534を改造したが、改番はされていない。ロゴマークと同じ「き・ら・き・らみちのく」と表記されることもあった。
前面と側面の窓は眺望に配慮して拡大し、UVカットガラスの固定式とした。塗色は青森県内各地で開催される「夏祭り」をイメージした赤を基調に窓上をグレー、窓下を白に塗り分けている。機関をDMF14HZ・変速機をDW19-Rに換装し、冷房装置（AU26J-A×2）を屋根上に搭載した。車内は、1・3号車（1505・1506）に2人掛けと1人掛けの回転式リクライニングシートを装備、2人掛けシート設置部は床を100 mmかさ上げしたハイデッキ構造とし、1人掛けシートは眺望に配慮して45度窓側に向けた状態で固定可能であるほか、トイレと洗面所も新設し、客室との間に喫煙室を設置している。2号車（1534）は座面を畳敷きとしたボックスシートで、背もたれを高くした個室に近い構造となっているほか、前位には、観光用VTRや運転席からの映像を放映することができるモニタを備えた情報コーナーを設けている。
休日を中心に、東北新幹線「はやて」に接続して八戸 - 大湊間で運転されていたが、2010年11月28日に「きらきらみちのく」での運行を終了した。また、釜石線・大船渡線の臨時列車でも使用された。その後、「青森デスティネーションキャンペーン」にあわせて、八戸線沿線の海をコンセプトに、上部はさわやかな「空の青」、下部は太平洋の「深い青」、上部と下部の境目に「水平線から昇る太陽（サンライズ）」をイメージした塗装に変更するなどの再改造が行われ、2012年春から八戸線を中心に運行されており、愛称は一般公募により「リゾートうみねこ」となった。2020年に運用を終了した。

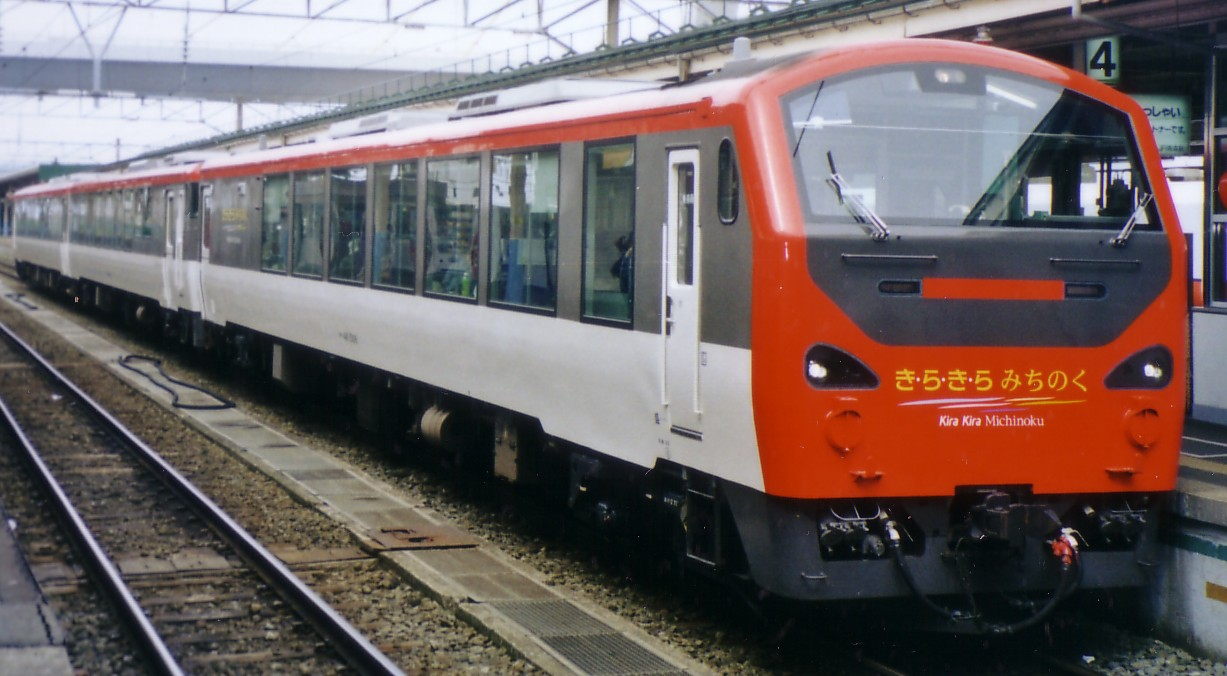
きらきらみちのく
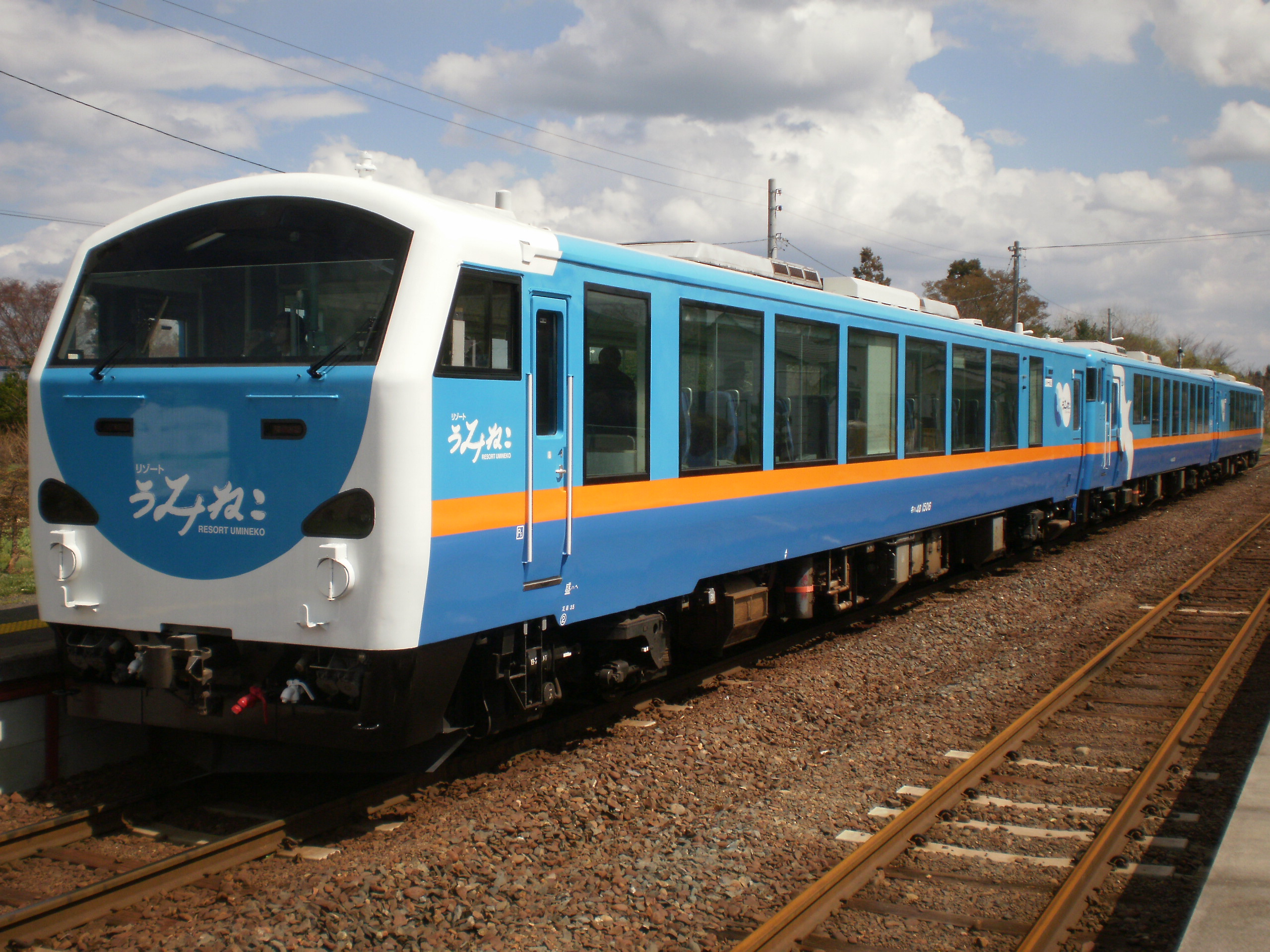
リゾートうみねこ

#### 「うみねこ」 → キハ48形リクライニング車
2002年の東北新幹線八戸駅延伸を機に、八戸線の観光路線としての活性化を図るために導入された列車である。キハ48 555・1549の座席を回転式リクライニングシートに交換し、トイレを洋式として汚物処理装置を装備したが、冷房装置の搭載や機関の換装は行われていない。塗装は、車体中央部を海をイメージした青として本列車のネーミングの元となったウミネコを描き、車端部は太平洋の日の出をイメージした赤として、その間に白と黄のストライプを入れたものとしている。「うみねこ」運行終了に伴って臨時列車に使用されており、JR東日本盛岡支社HPでは「キハ48系リクライニング車」と表記される。2006年5月3日と2007年9月17日には津軽線の臨時快速「終着駅号」として運行されたほか、三陸鉄道北リアス線経由で宮古駅まで乗り入れたこともある。
2011年4月から八戸線を走るリゾートトレイン「リゾートうみねこ」の運行開始に伴い、「うみねこ」としての定期運行が終了し、同年9月の全般検査の際に車体中央部のウミネコのイラストと文字が消され、前面のヘッドマークも外された。2012年8月11 - 19日のお盆期間に、盛岡 - 釜石間の快速「ふるさとの風釜石」として運行され、同年10月からは土曜、日曜、多客期および大人の休日クラブパス使用可能日に新青森 - 大湊間で運行していた「リゾートあすなろ下北1号・2号」に代わって、八戸 - 大湊間の臨時快速「まさかり」として運行された。なお、当時大湊線を走行する車両では唯一の非冷房車であった。2014年2月23日に臨時快速「まさかり」の運行が終了し、同年6月1日から走行線区と運転時刻はそのまま、臨時快速「なのはな」となり、7月1日から臨時快速「はまなすベイライン」へと改称した。
2017年11月21日に秋田総合車両センターへ配給輸送され、同年11月22日付で廃車された。

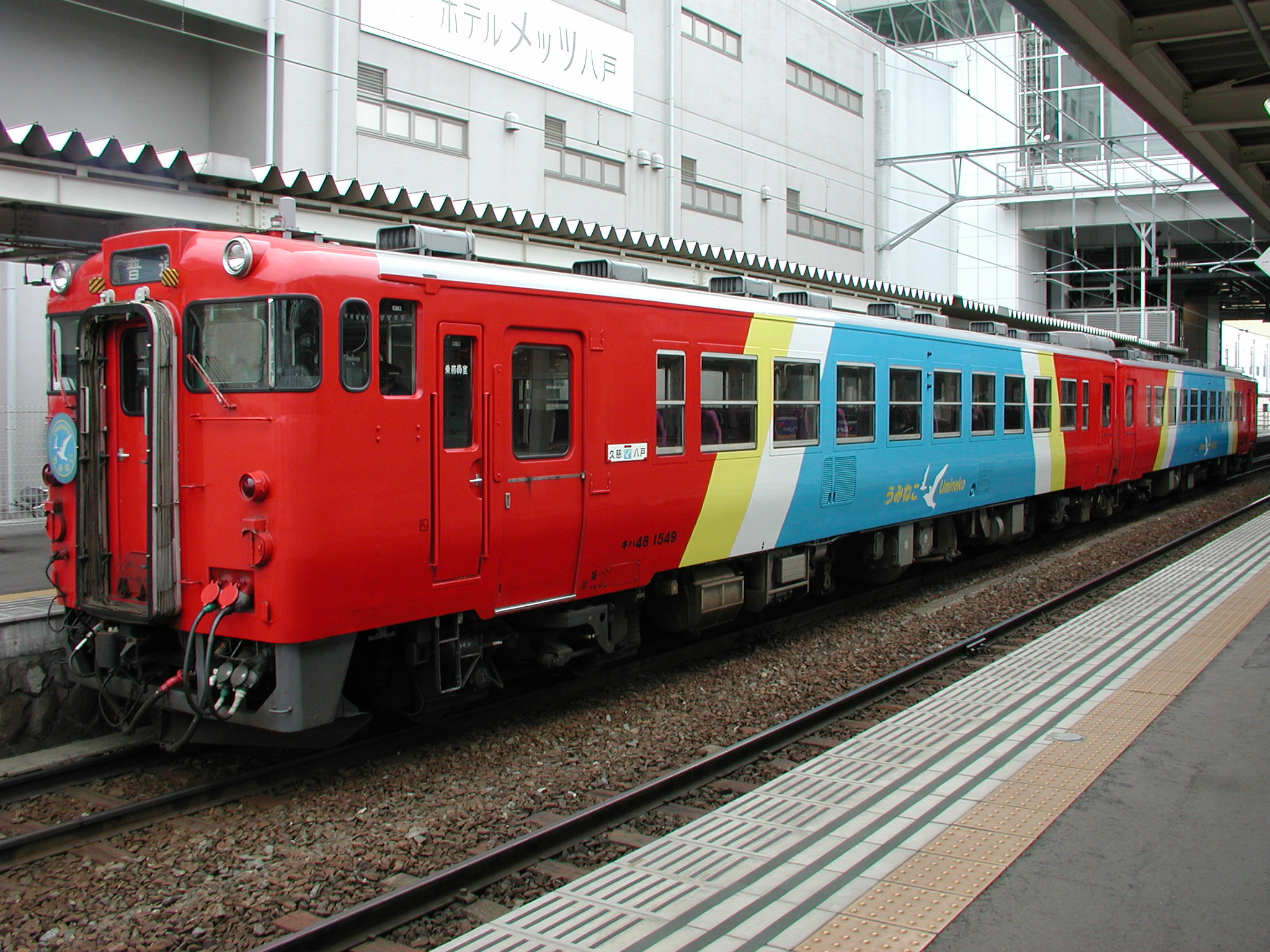
キハ48形リクライニング車

#### 「リゾートしらかみ 橅編成」 → 「あきたクルーズ号」
2002年12月の東北新幹線八戸延伸に伴って展開された「北東北ディスティネーションキャンペーン」に合わせて導入された「リゾートしらかみ」の増備車である。従来の編成と編成両数や設備が異なり、区別するために従来編成が「青池編成」、この改造車が「橅編成」と命名された。従来の「青池編成」が4両編成であるのに対して3両で組成されていたが、後の2010年12月のダイヤ改正で旧「青池編成」に連結されていたキハ48 1543を組み込み、4両編成化された。
キハ40形3両を改造したが、種車が両運転台であるため後位側の運転台を撤去し、その跡にトイレ・洗面所または喫煙室を設置した。これにより形式をキハ48形に変更し、車番を改めた（キハ40 506・507・510 → キハ48 701・702・1701）。外観は「青池」編成の青に対して白神山地の深緑を車体色とした。本編成では客用扉にドアチャイムが設置されている。
2016年7月15日にHB-E300系に置き換えられ、その後は「あきたクルーズ号」として、2018年4月18日より秋田港に寄港するクルーズ客船の乗客専用列車「秋田港クルーズ列車」（秋田 - 秋田港間）として運行を開始した。転用に際して、塗装が白と青のツートンカラーに変更された。その後、2020年9月1日付で廃車された。2022年の秋田港クルーズ列車運転再開時は、前述の「クルージングトレイン」を後継に充当したが、同編成も引退した2023年は一般型の車種（GV-E400系）を充てている。

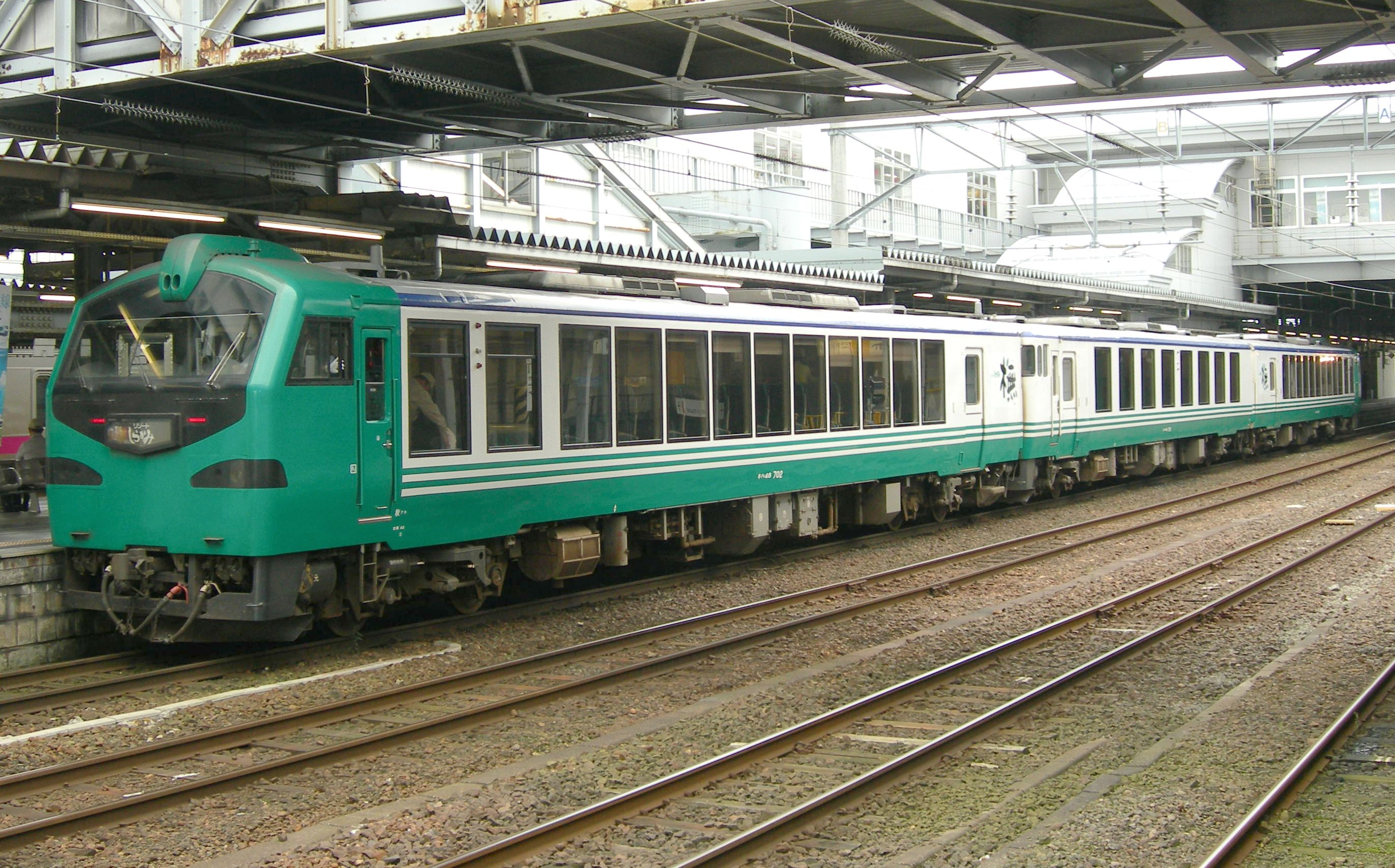
リゾートしらかみ 橅編成
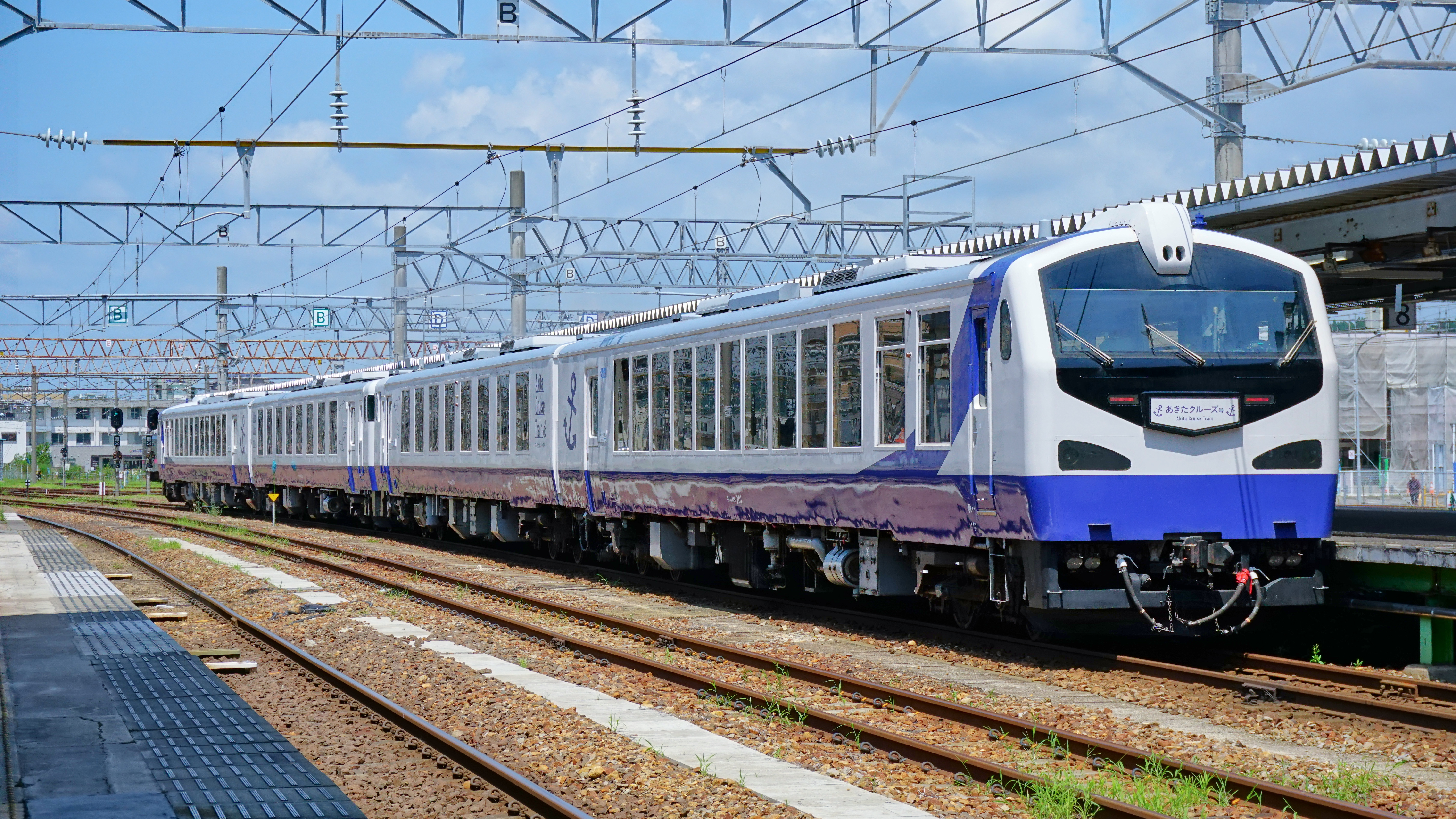
あきたクルーズ号

#### 「リゾートしらかみ くまげら編成」
2006年3月18日のダイヤ改正で「リゾートしらかみ」は多彩な観光メニューに対応するため3往復体制となり、これに併せて「くまげら編成」が新たに投入された。
内装と設備は橅編成と同一であり、本編成も客用扉にドアチャイムを設置する。種車は両先頭車がキハ40形で、中間車は旧「青池編成」のキハ48 1521である（キハ40 515・520 → キハ48 703・704）。当初3両編成であったが、2010年12月のダイヤ改正でキハ48 1503を組み込み、4両編成化された。

外観は白地にオレンジ色を基調として、青・緑の帯を入れている。

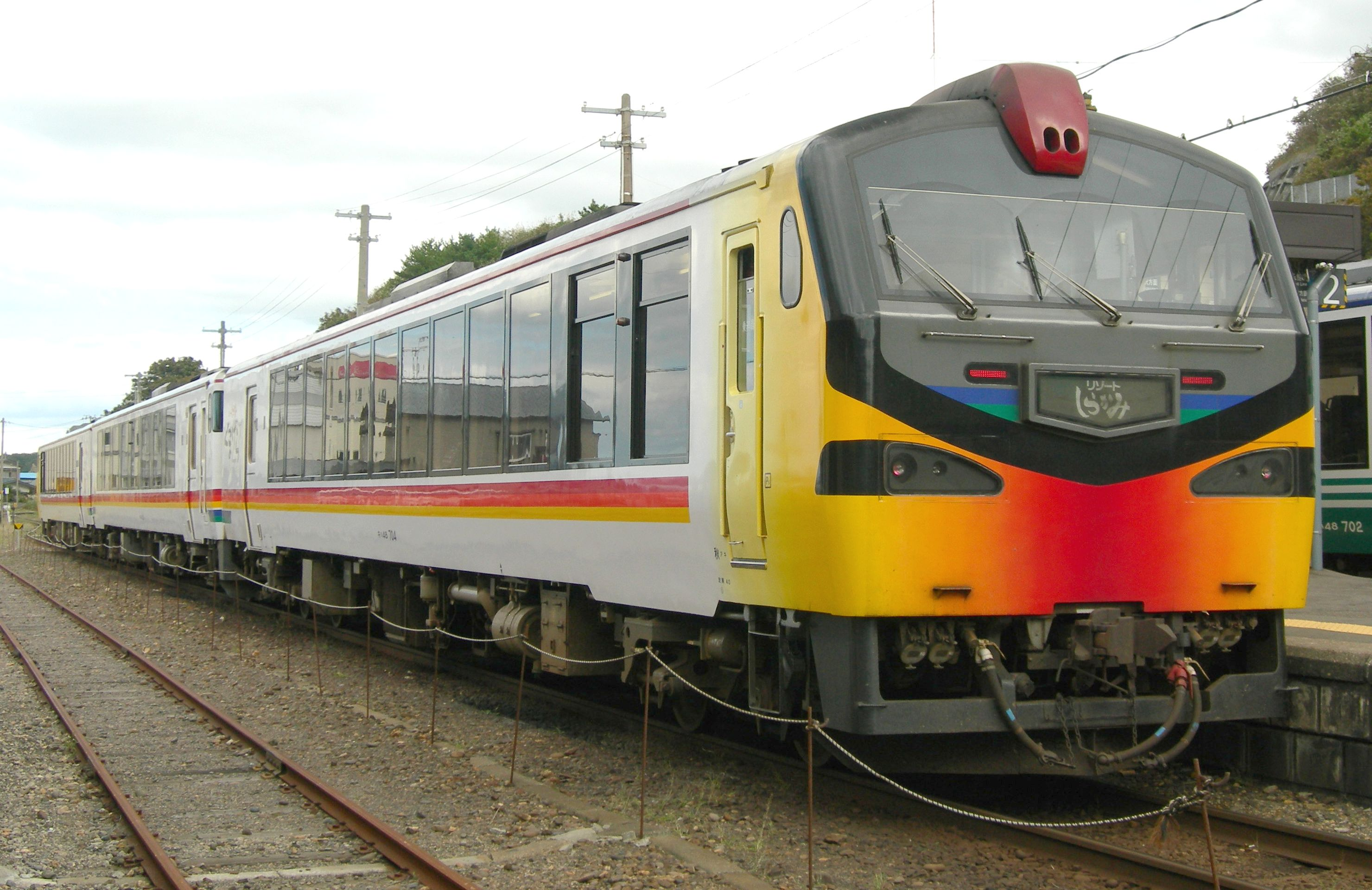
リゾートしらかみ くまげら編成

#### 「みのり」
「みのり」は、2008年10月から12月にかけて開催された「仙台・宮城デスティネーションキャンペーン」の一環として、郡山総合車両センターで改造された。
2008年10月1日から「リゾートみのり」として仙台 - 新庄間（東北本線・陸羽東線経由）で運行を開始した。「みのり」の愛称は一般公募によるもので、陸羽東線のキーワードである「稲穂」＝実りある収穫、「温泉」＝実りあるひととき、「紅葉」＝実りの秋、そして「実り多い旅にしてほしい」という意味が込められている。
東京方先頭1号車からキハ48 550+キハ48 549+キハ48 546普通車3両編成で、番号は改造前と同一。
2020年に運用を終了し廃車となった。

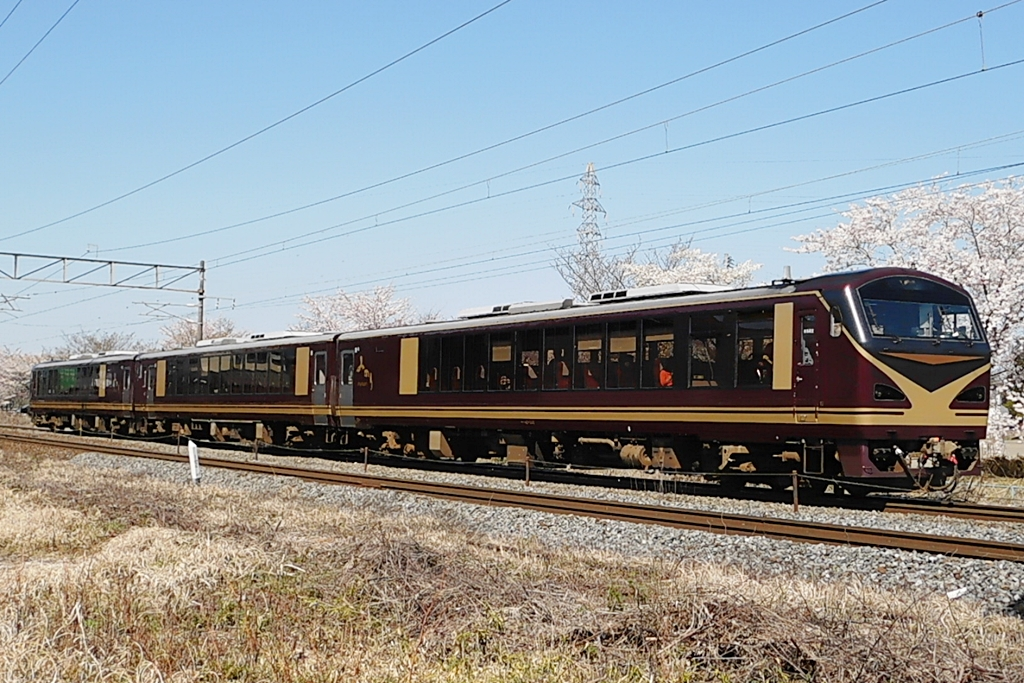
みのり

#### 「越乃Shu*Kura」
「越乃Shu*Kura」は、2014年4 - 6月に開催された「新潟デスティネーションキャンペーン」の一環として、新潟トランシスと郡山総合車両センターで改造された。
2014年5月2日から「越乃Shu*Kura」として高田 - 十日町間（上越線・飯山線経由）で運行を開始した。
キハ48 558+キハ48 1542+キハ40 552の普通車3両編成で、車両番号は改造前と同一。1号車はびゅう旅行商品専用車両となっている。キハ40系列の中で初めて前照灯がLED化され、ATS-P搭載改造を施工した。

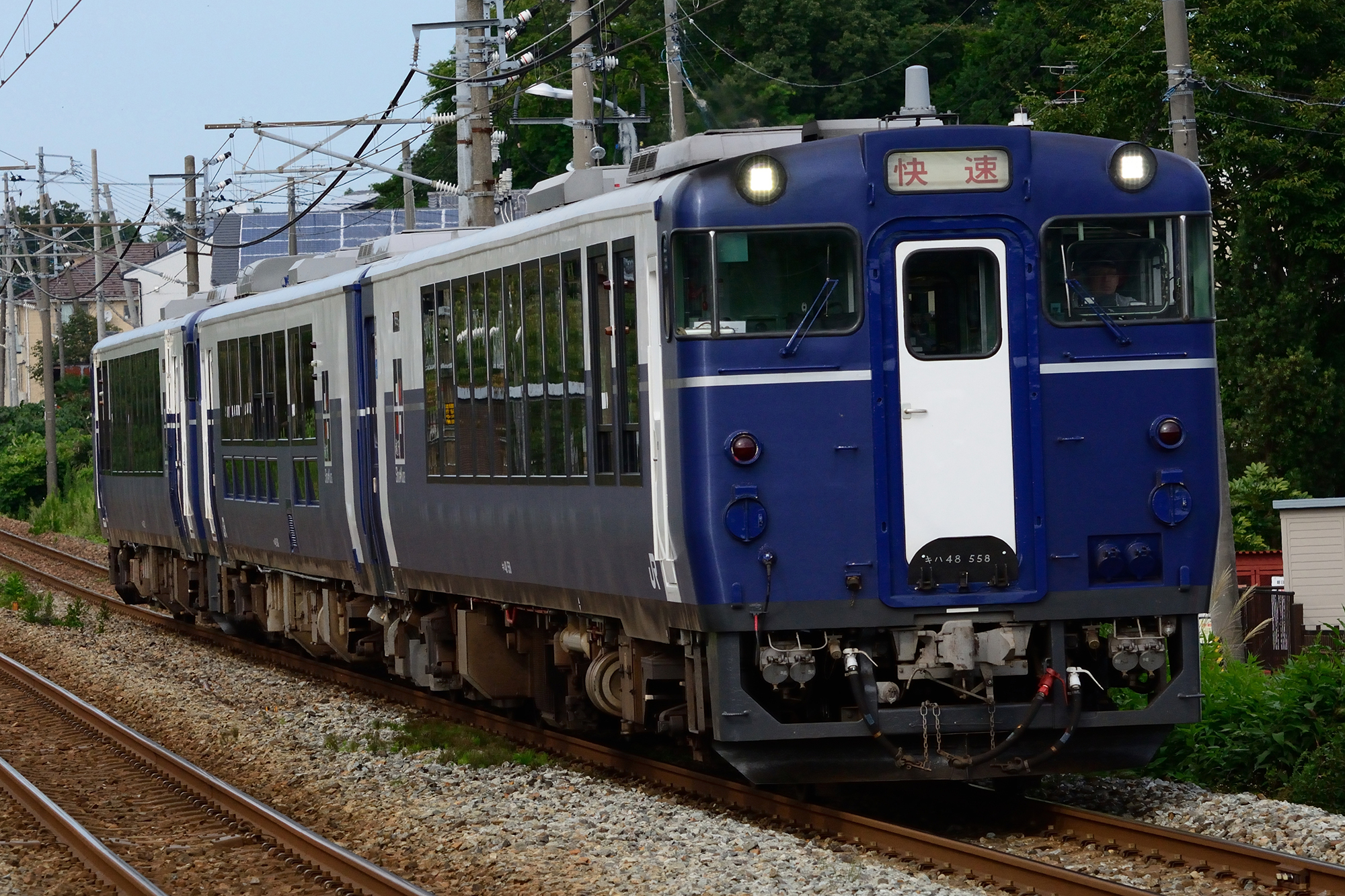
越乃Shu*Kura

### JR西日本

#### 「瀬戸内マリンビュー」
2005年10月1日から呉線（瀬戸内さざなみ線）広島 - 三原間において観光列車「瀬戸内マリンビュー」が運行されるのに伴い、キハ47形2000・3000番台を改造したもの。キハ47 7001と7002の2両編成で、トイレ付き車とトイレなし車で2両編成を組み1両は指定席車として運用されるが、種車と異なりトイレの有無による番台区分はされておらず通番が付与されている。いずれも改造と同時に体質改善工事を施工している。
前面は方向幕や貫通扉が埋め込まれ、船を意識したオールとライフブイが飾られている。側面は運転室側の乗降扉が埋められ、ステップもかさ上げされている。指定席車のキハ47 7001は山側の腰掛に海側を向いてソファーシートが採用されるなど、客室も大幅に変更されている。一方、自由席車のキハ47 7002は乗降扉が一箇所となったほかは基本的に従来どおりである。リニューアル工事も含めた改造費用は8,000万円で、呉線沿線の4自治体（三原市・竹原市・東広島市・呉市）が全額を負担している。
2012年に宮島口 - 三原間で「清盛マリンビュー」として運転された際には、列車のヘッドマークに「大河ドラマ『平清盛』広島県推進協議会」のキャラクター「ひろしま清盛」のイラストを用い、正面右側（運転士側）のオール・ライフブイの代わりに大しゃもじが飾られるなどの意匠変更が行われた。
宮島口 - 尾道間で2020年秋より運行開始する新たな観光列車『etSETOra』（エトセトラ）への再改造に伴い、2019年12月22日に運行を終了した。
- キハ47 2011・3002 → キハ47 7001・7002

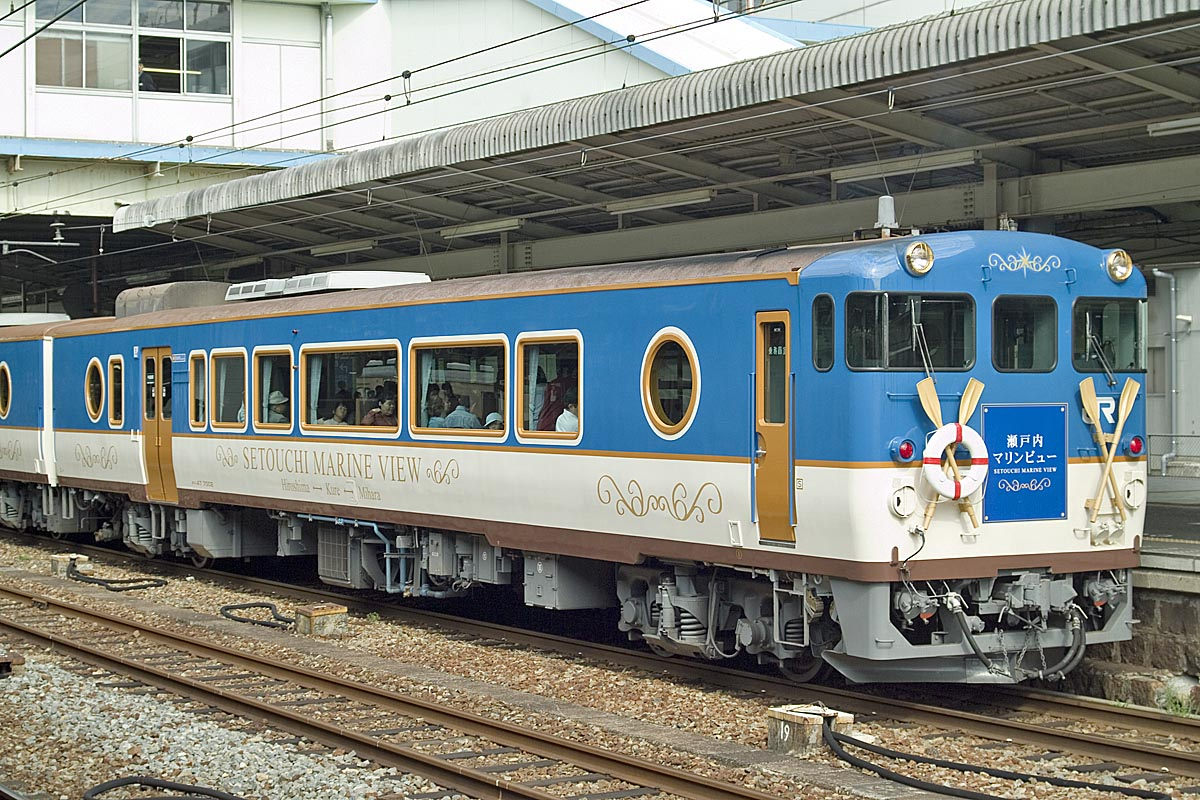
キハ47 7002（2005年10月10日 広島駅）
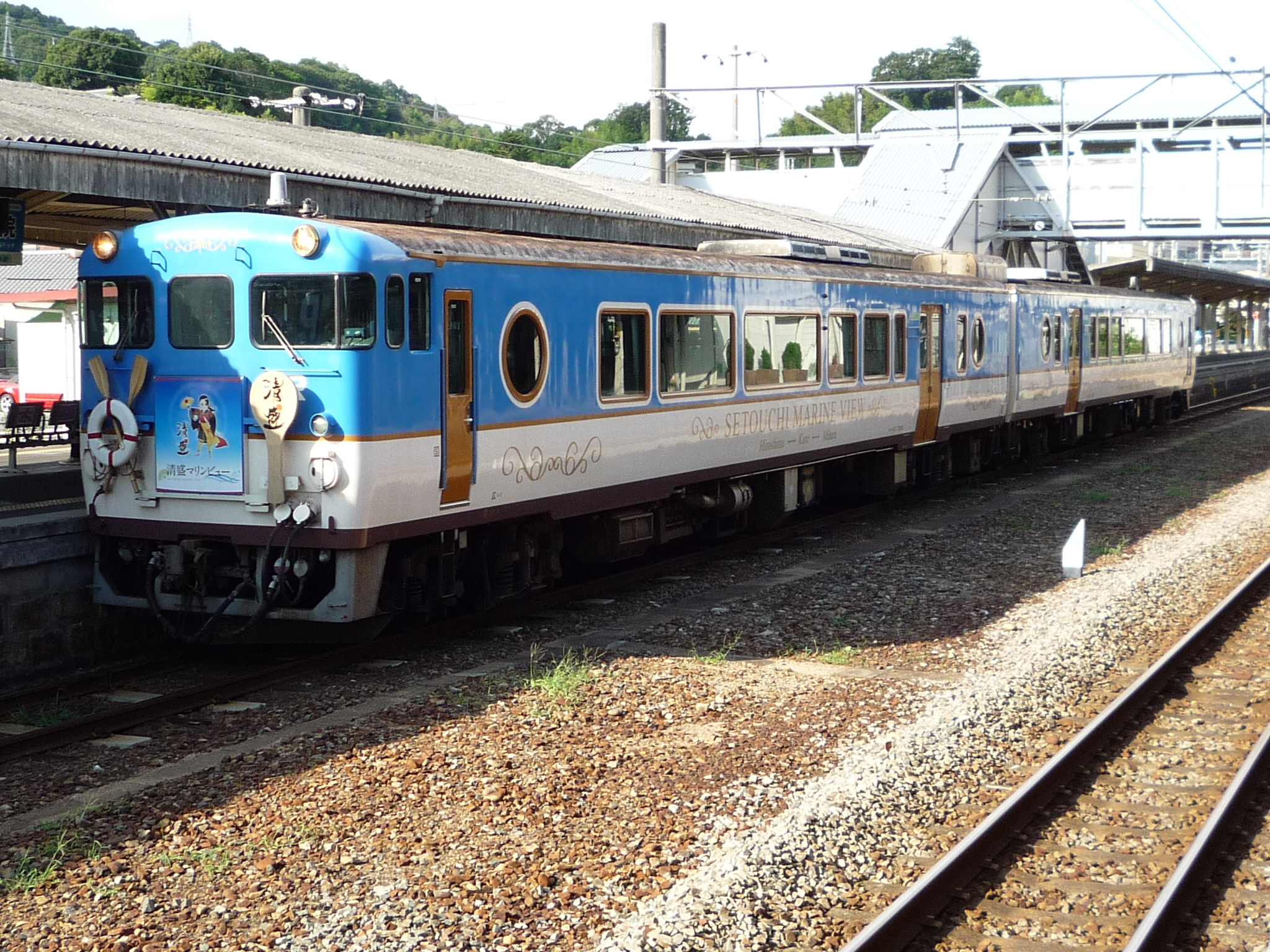
「清盛マリンビュー」（西広島駅）
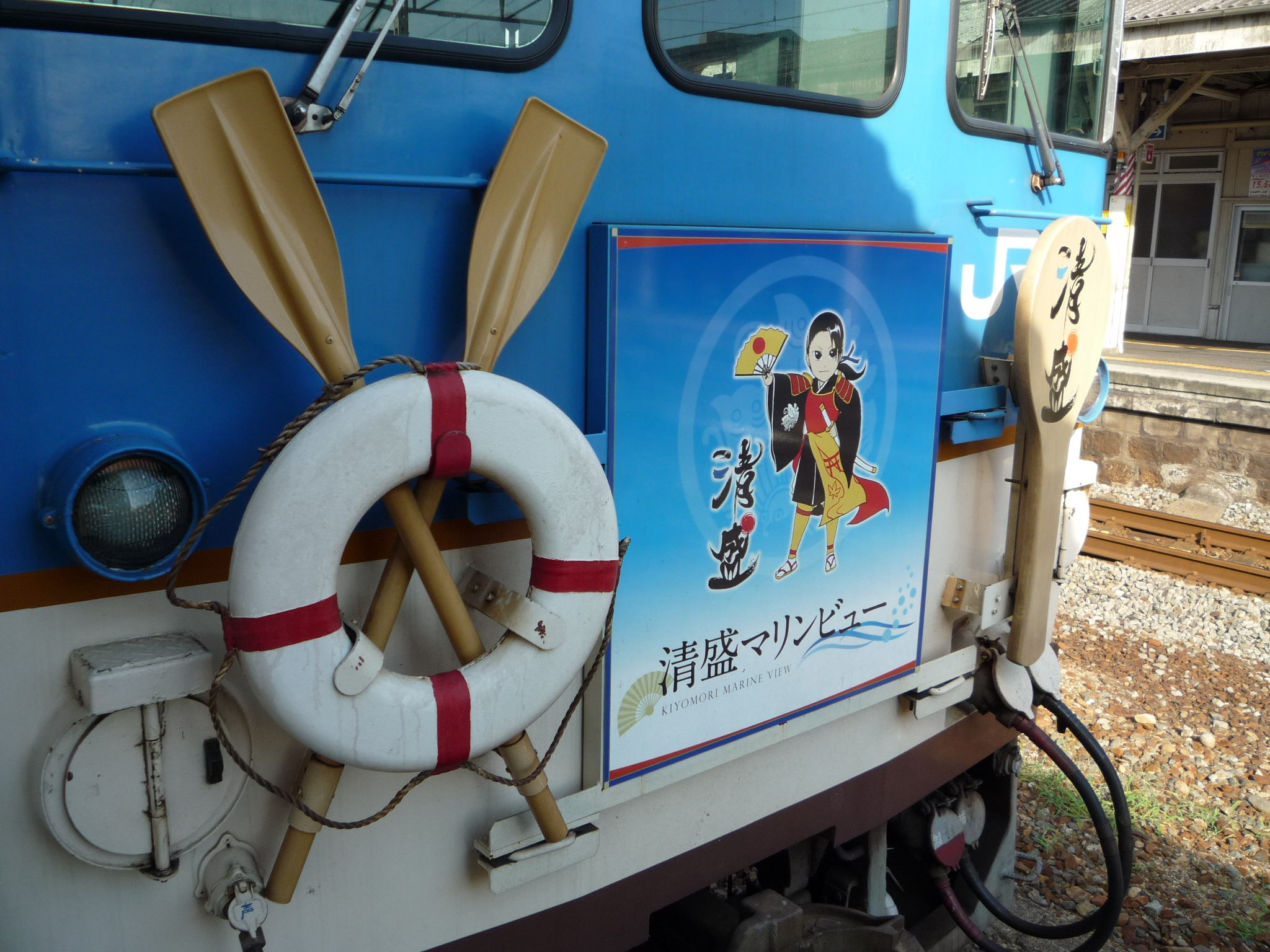
「瀬戸内マリンビュー」と異なり、ヘッドマークに「ひろしま清盛」、浮き輪とオールの代わりに「杓文字」が掲げられている。

#### 「みすゞ潮彩」
2007年7月1日から山陰本線新下関 - 仙崎間で運行された観光列車「みすゞ潮彩」用にキハ47形0・1000番台を改造したもの。外装には列車名になった童謡詩人・金子みすゞの生きた時代にちなんだアール・デコ調の装飾が施され、側面は、指定席車は運転室側の乗降扉が埋められて三角形や八角形の窓がはめ込まれ、海側の窓配置が大幅に変わった一方で、自由席車は海側・山側とも従来どおりである。
指定席車の客室は全席海側を向いた座席となるなど大幅に変更されている。一方、自由席車は一般的なキハ47形のリニューアル車の内装とほぼ同じであるが、トイレが洋式に改造されている。改造費用の8,000万円は山陰本線沿線の自治体である下関市と長門市が負担した。車番は「瀬戸内マリンビュー」の続番であるが、こちらは前面の貫通扉が存置され一般車との連結も可能である。
「みすゞ潮彩」は2017年1月29日に運行を終了し、「○○のはなし」に再改造された。
- キハ47 1107・46 → キハ47 7003・7004

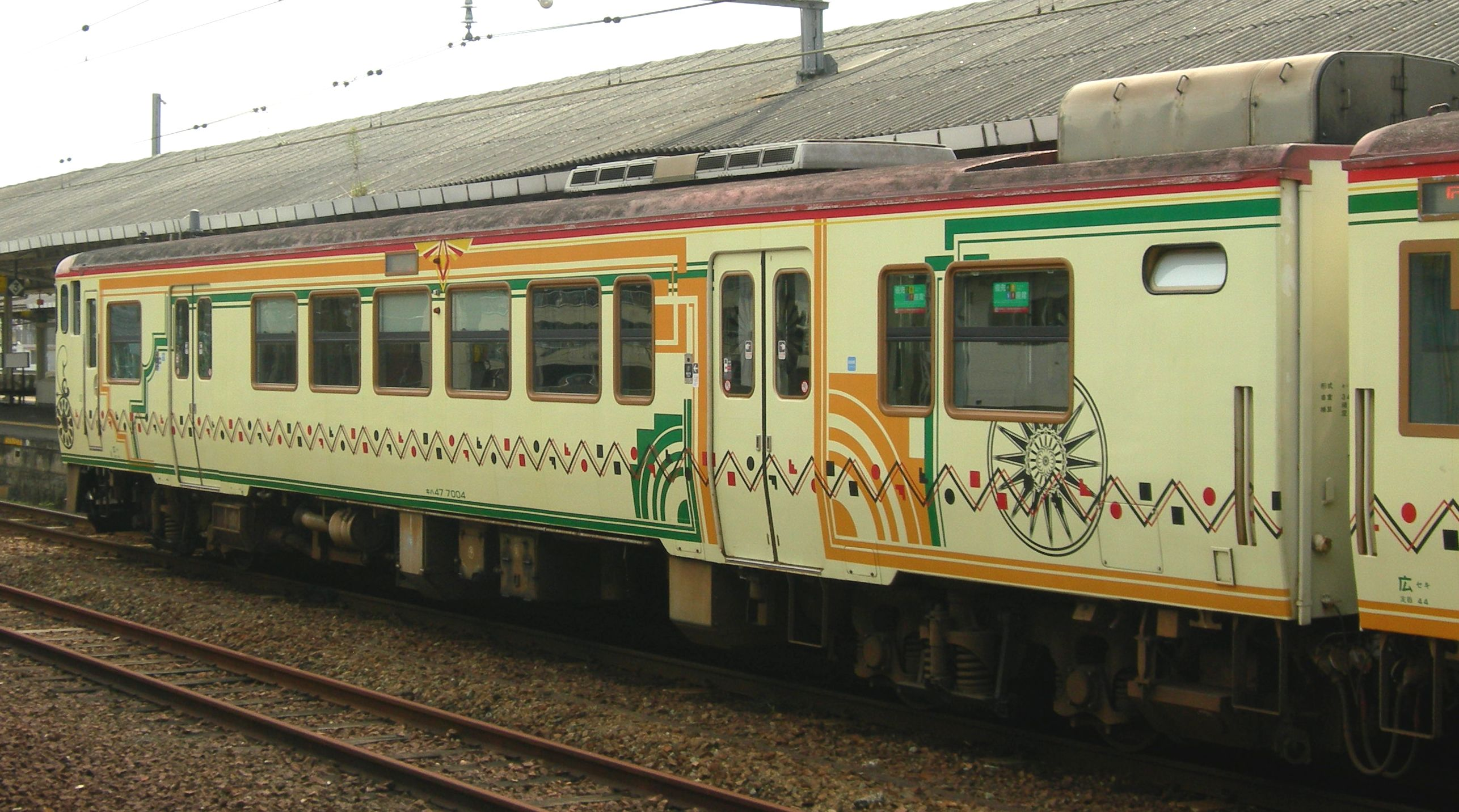
キハ47 7004（「みすゞ潮彩」運用時）
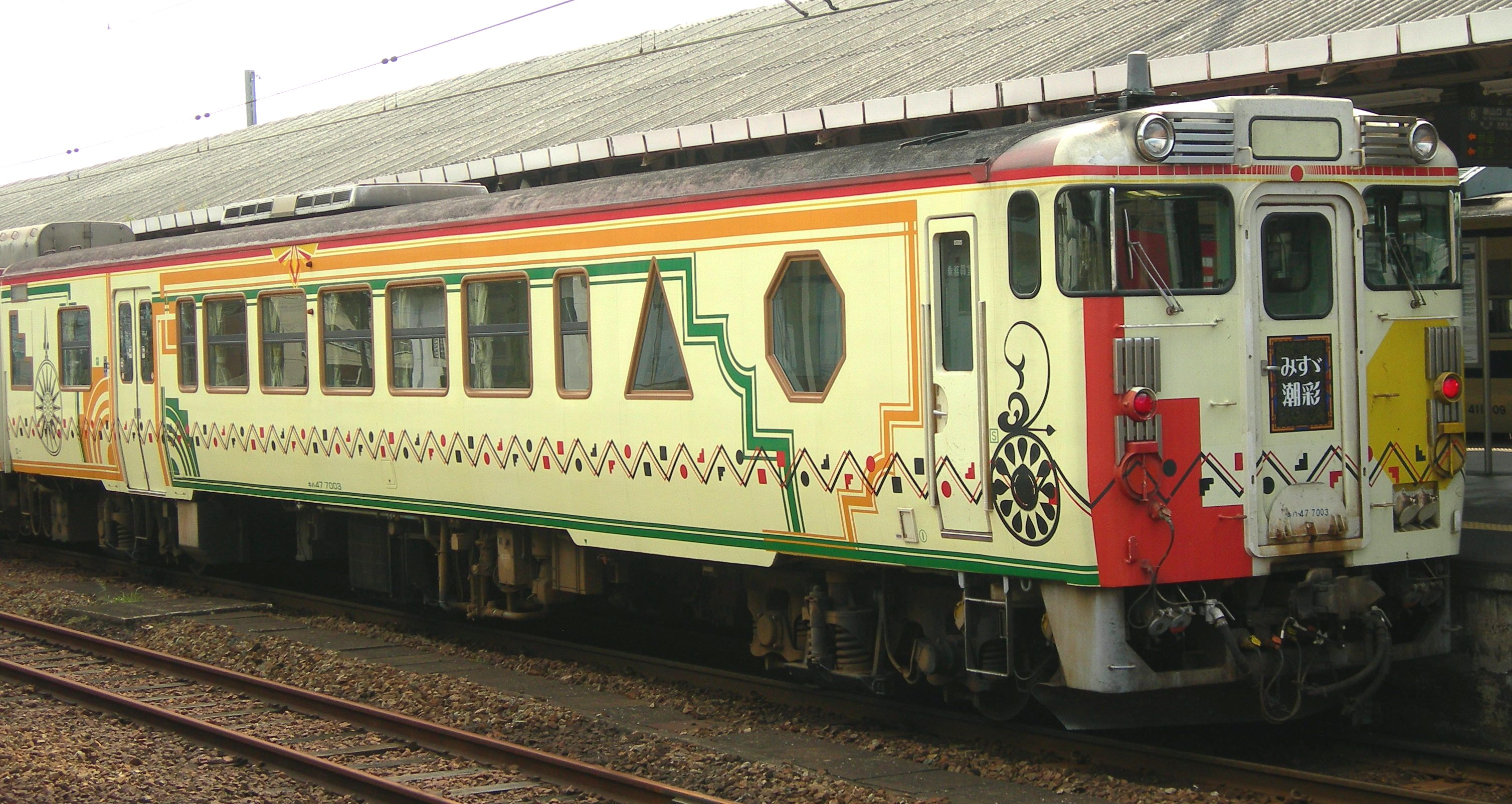
キハ47 7003（同左）

#### 「天空の城 竹田城跡号」
2014年4月26日、「天空の城 竹田城跡号」ラッピング列車として運行を開始した。当初は改造のない単なるラッピング車両だったが、床を木目調として窓向きの座席を配置し、観光情報を映すモニターを設置するなどのリニューアルが行われ、2015年3月20日より運行を開始している。
2019年5月6日に「天空の城 竹田城跡号」としての運行が終了し、新たな観光列車「うみやまむすび」としてリニューアルされることが発表された。

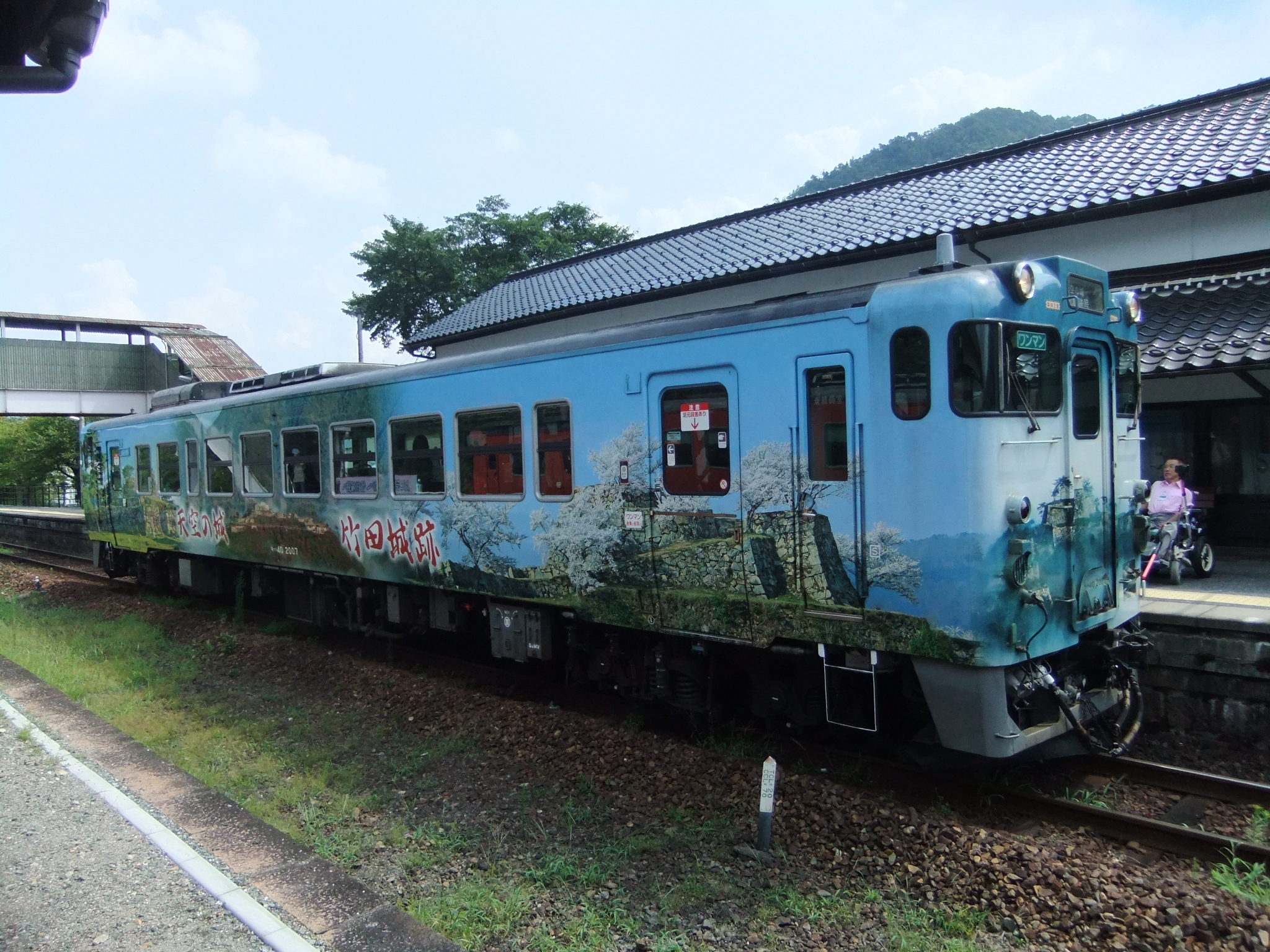
キハ40 2007 天空の城 竹田城跡号（2015年8月29日）
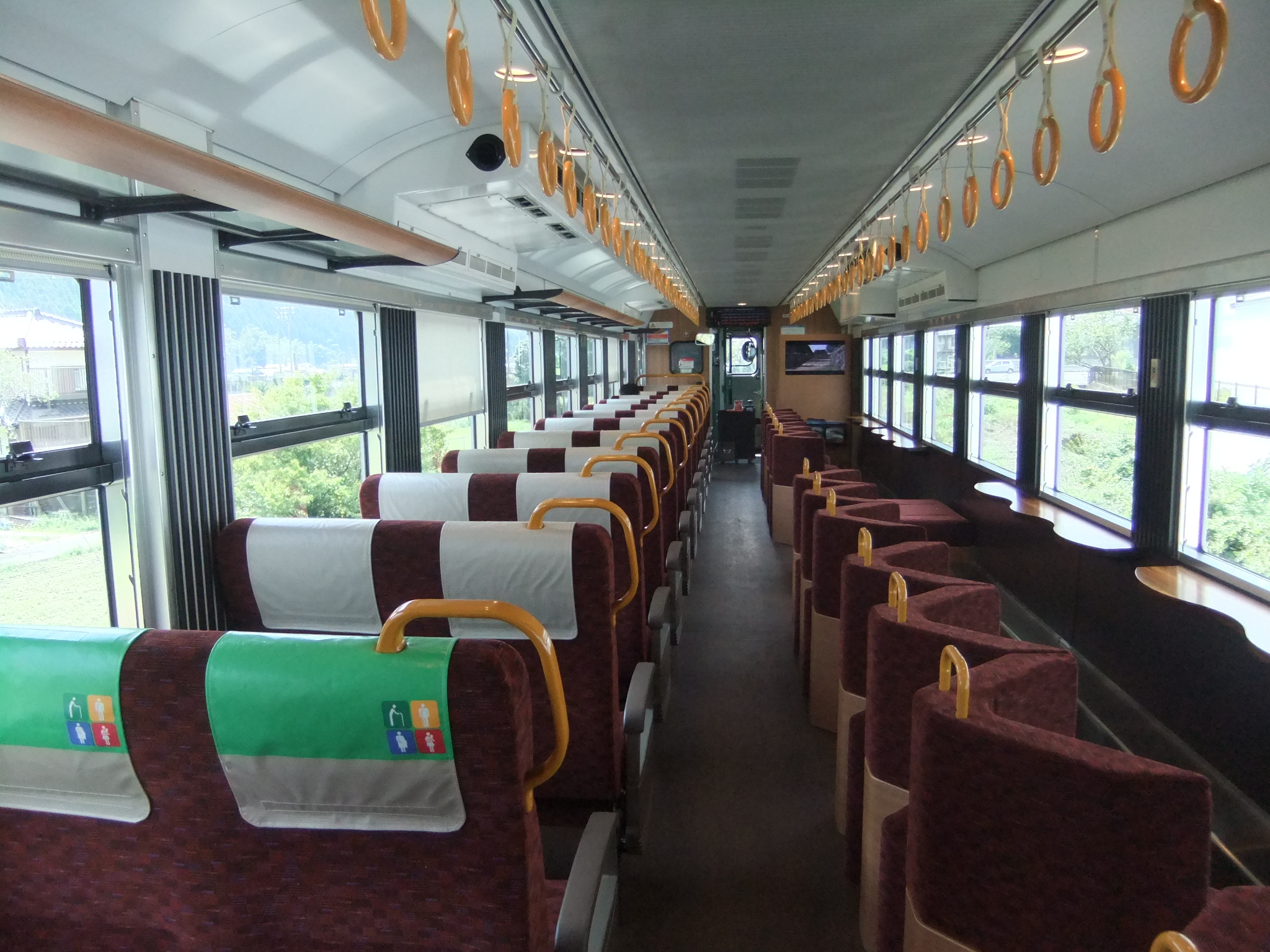
天空の城 竹田城跡号 車内（2015年8月29日）

#### 「花嫁のれん」
キハ48形2両（キハ48 4とキハ48 1004）を改造し、七尾線観光特急列車「花嫁のれん」として2015年10月3日から運行を開始した。車両の落成は2015年8月26日で、特急用車両であるが、台車は従来のDT22D・TR51Cのままで、最高速度も従来と変わらず95 km/hである。

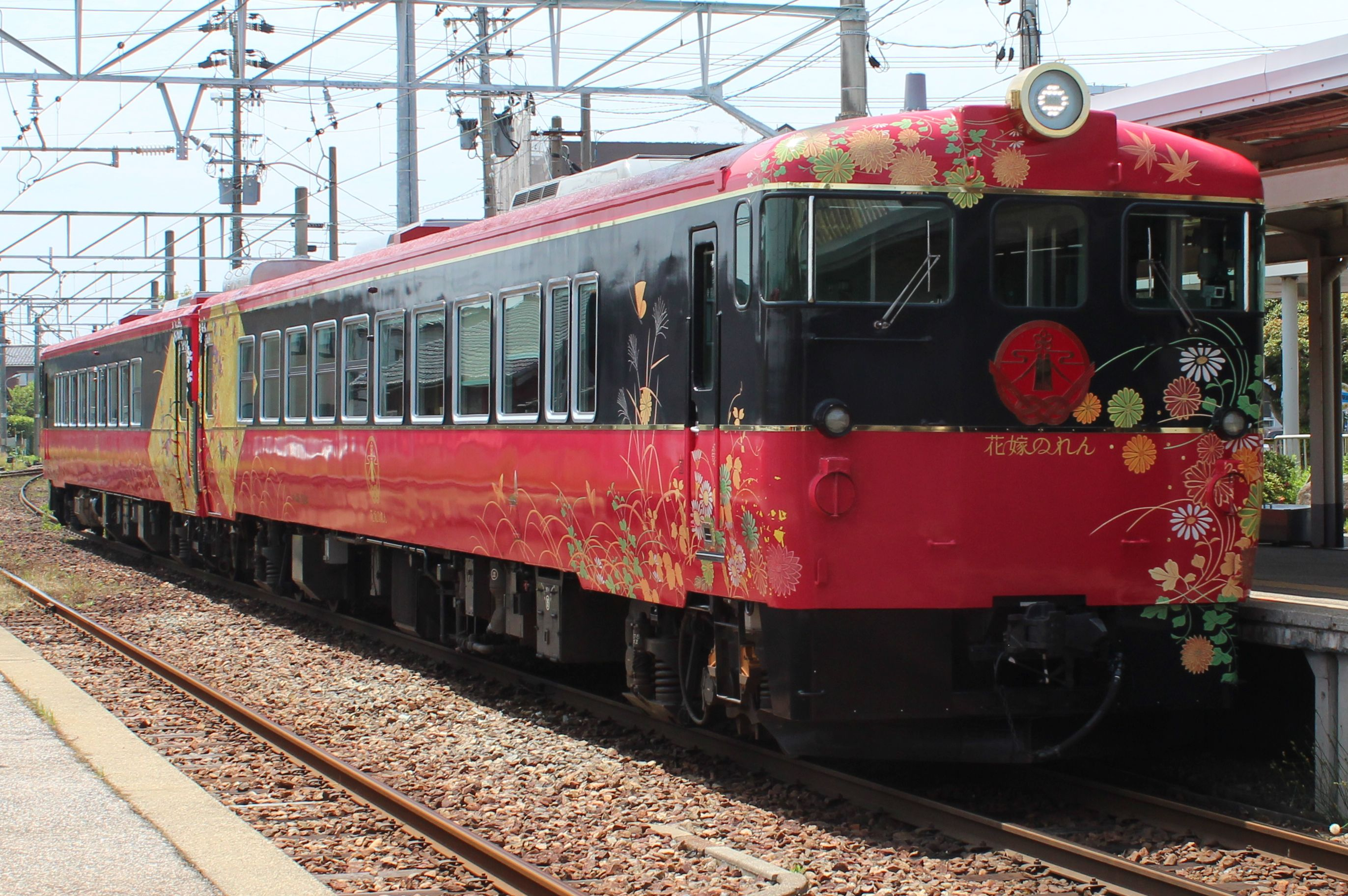
花嫁のれん （2016年5月29日）

#### 「ベル・モンターニュ・エ・メール」
2015年1月22日、キハ40形1両を改造して城端線・氷見線にコンセプト列車として北陸デスティネーションキャンペーンまでに運行を開始することが発表され、同年10月10日から運行を開始した。列車名は「ベル・モンターニュ・エ・メール」（愛称：べるもんた）となった、車種はキハ40 2027で、落成は2015年9月10日である。

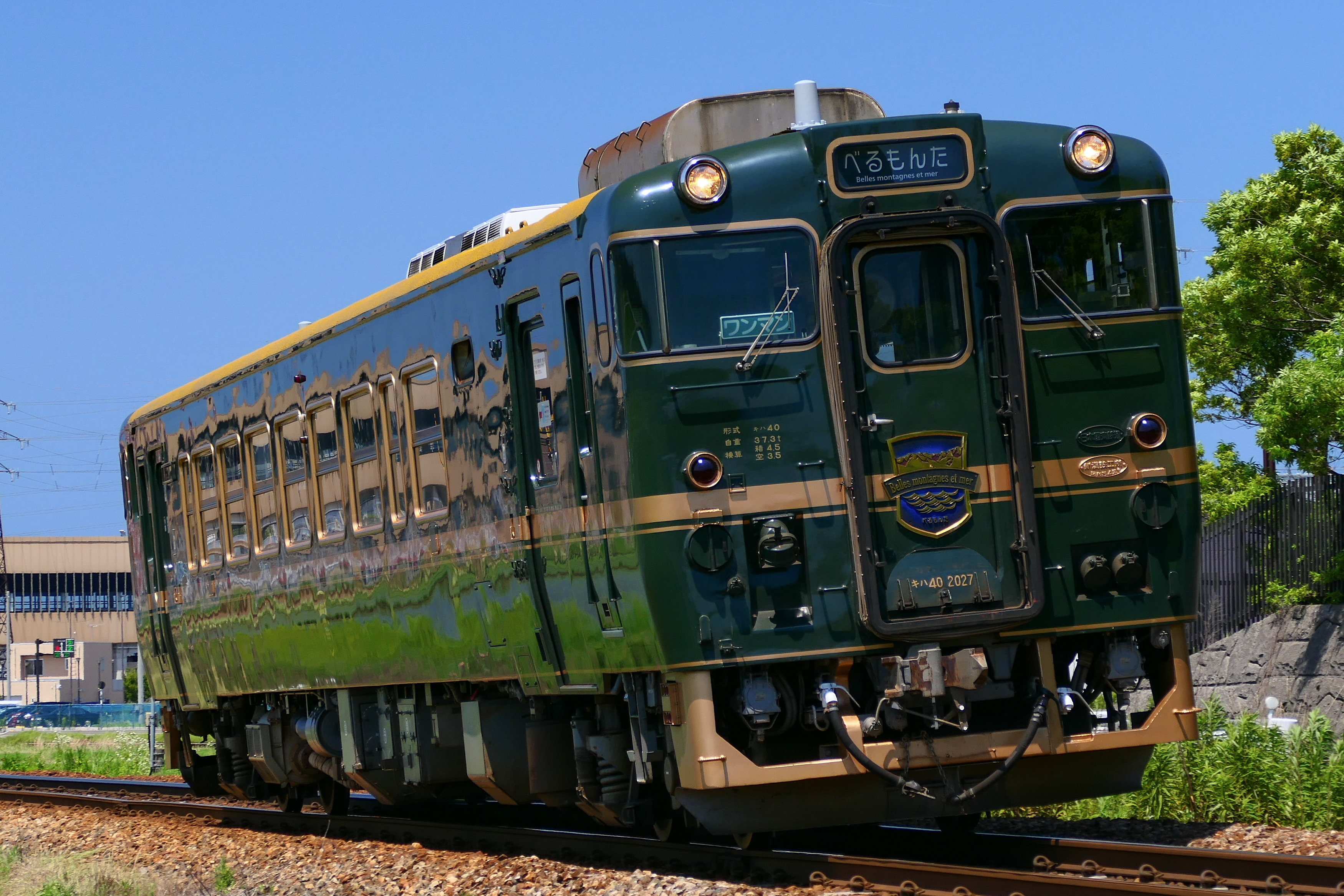
ベル・モンターニュ・エ・メール（べるもんた）（2023年6月17日）

#### 「ノスタルジー」
キハ47 47・1036を2016年に改造した車両。「郷愁」をテーマに、外装色は国鉄一般色を模したものとし、座席を青いモケットとするなど国鉄時代をイメージした内外装に改装している。また、栓抜きの取り付けや窓向きの座席を設置するなど観光列車向けの設備としている。
2016年から津山線の定期普通列車で使用されているほか、臨時快速「みまさかノスタルジー」としても運用されており、2020年には国鉄急行色を模した塗装に変更された。
なお、後にキハ40 2134も同色に塗装変更されているが、キハ47形と異なり車内の改造はなされていないほか、キハ47形の国鉄急行色化以降も、国鉄一般色のまま運用されている。

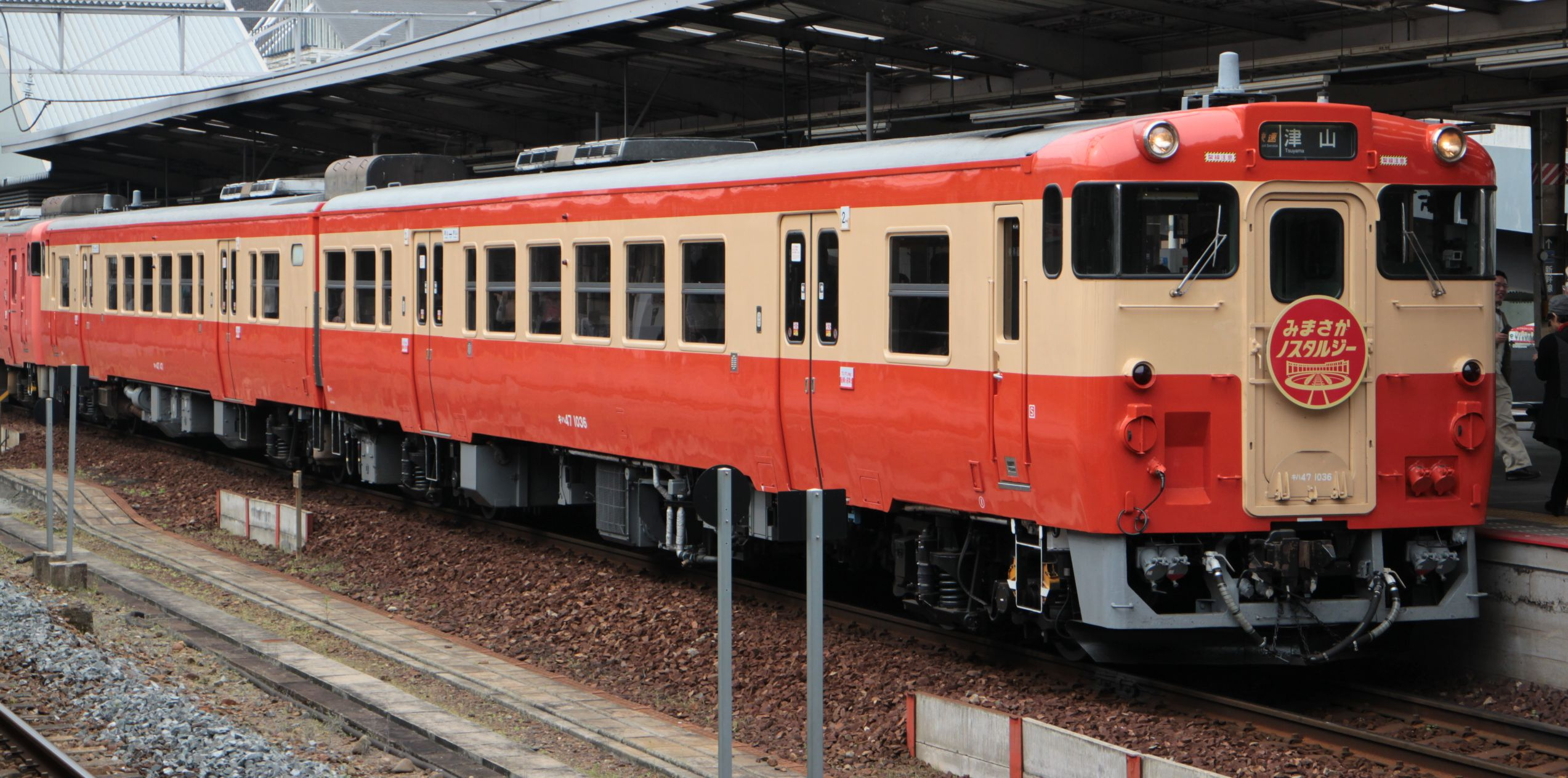
ノスタルジー（国鉄一般色時代）
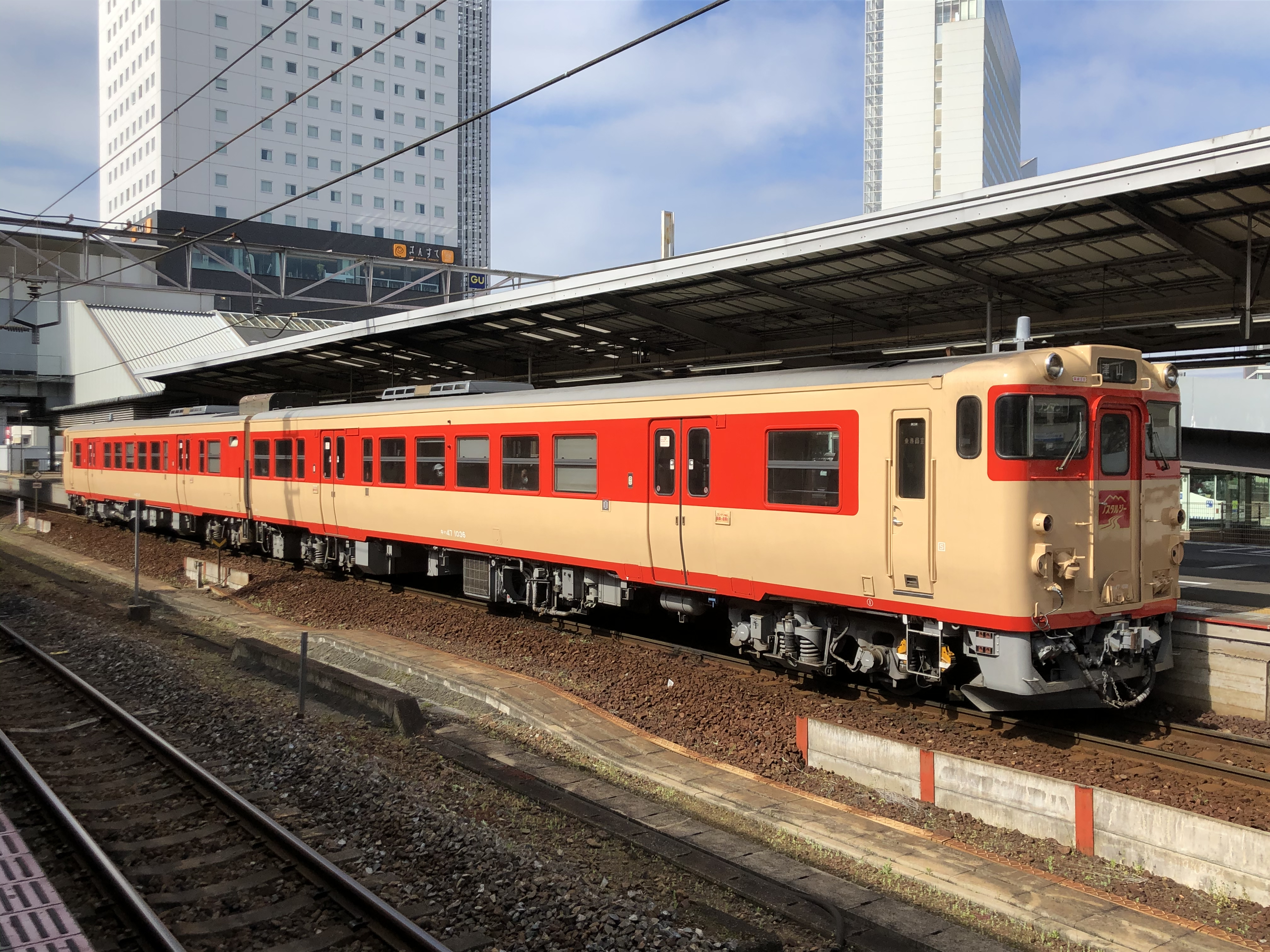
ノスタルジー（国鉄急行色への変更後）

#### 「○○のはなし」
キハ47 7003・7004は2017年1月29日に「みすゞ潮彩」の運行が終了したのち再改造され、同年8月5日から新下関 - 東萩間を運行する新たな観光列車「○○のはなし」の運行に使用されている。1号車（元自由席車）も2+1列の大型テーブル付きボックスシートに改められて指定席化され、海側の窓が大型化されている。2号車（元指定席車）は座席配置等に大きな変更はないものの、売店スペースがオープンカウンターになり、全体的に木目を強調したデザインに改められている。
2024年1月13日から同年3月3日までの土曜・日曜・祝日に山口線新山口-津和野間で1日1往復の運行を予定している。車内では週ごとに沿線の魅力に関する「はなし」をするイベントを実施する（下りのみ）。

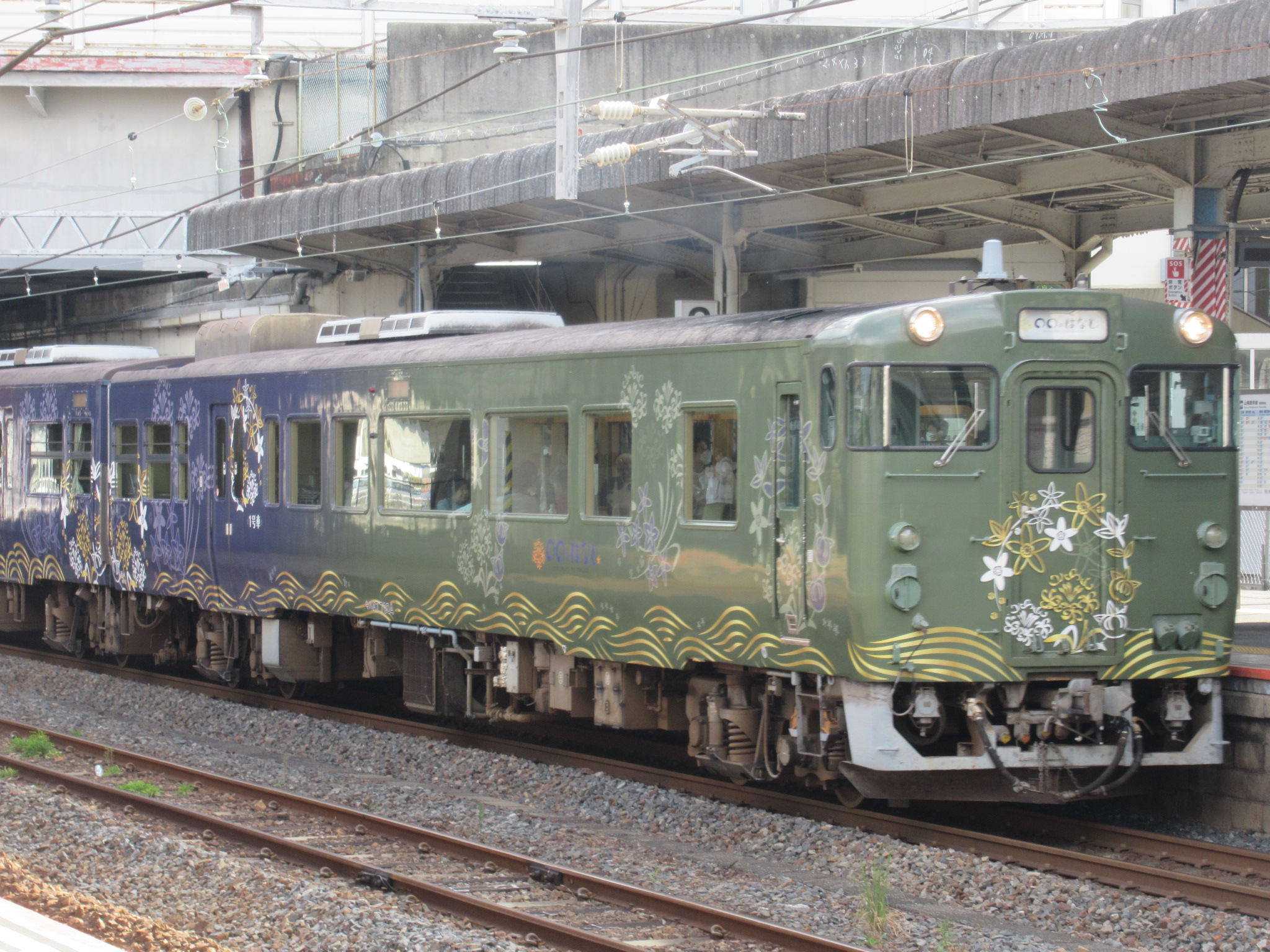
キハ47 7004（「○○のはなし」）
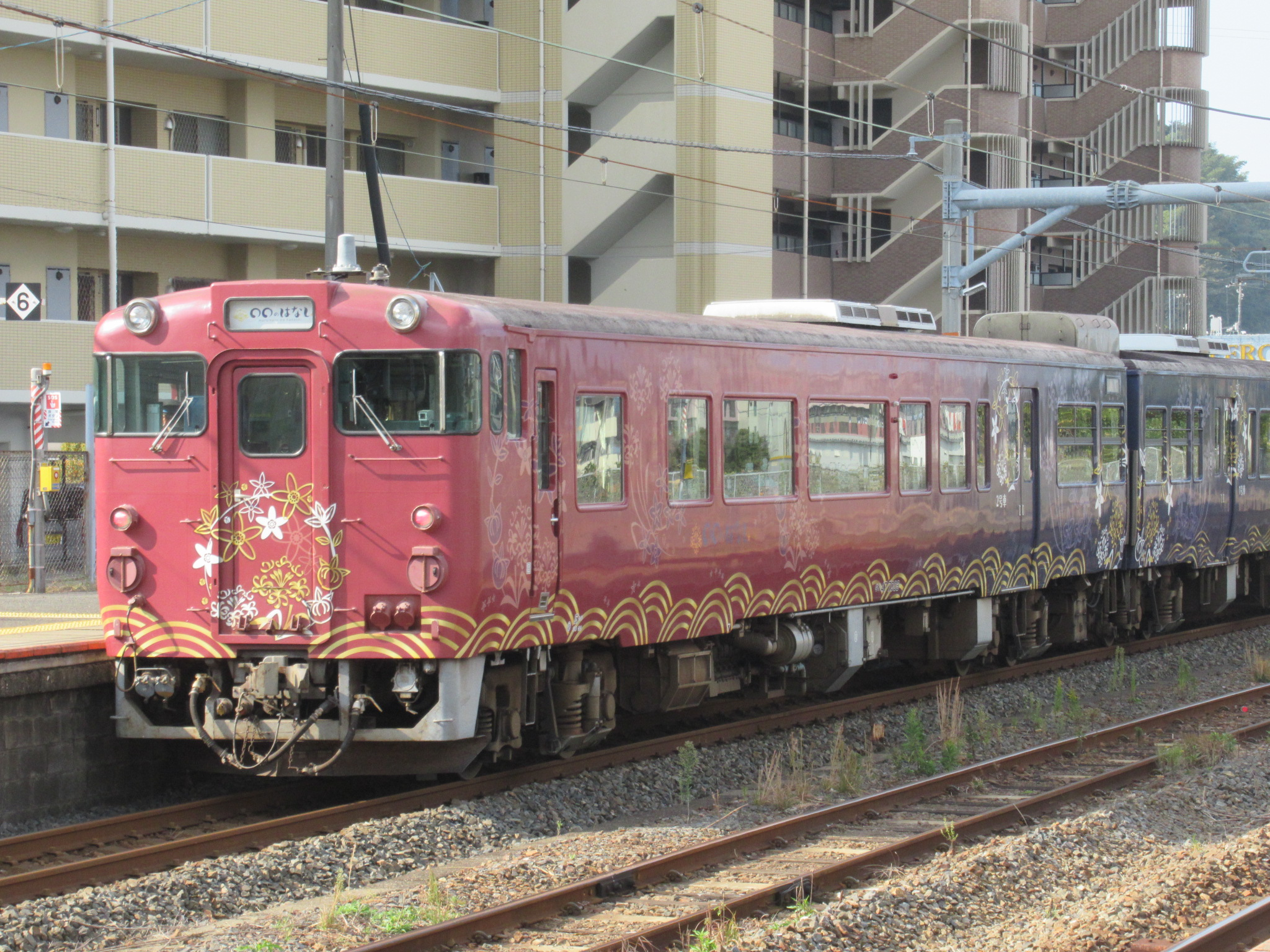
キハ47 7003（「○○のはなし」）

#### 「あめつち」
2017年8月17日に｢山陰デスティネーションキャンペーン（山陰DC）｣（2018年7 - 9月開催）に合わせ、キハ47形2両編成の観光列車「あめつち」が発表された。2018年2月28日に詳細デザインが発表され、デザインに映画監督の錦織良成（島根県出雲市出身）・スタジオジブリのアニメーション美術監督である吉田昇（島根県松江市出身）が協力している。2018年7月1日に運行開始した。車種はキロ47 7005とキロ47 7006で、番号の新旧対照は下記のとおりである。
キハ47 3016・2010 → キロ47 7005・7006

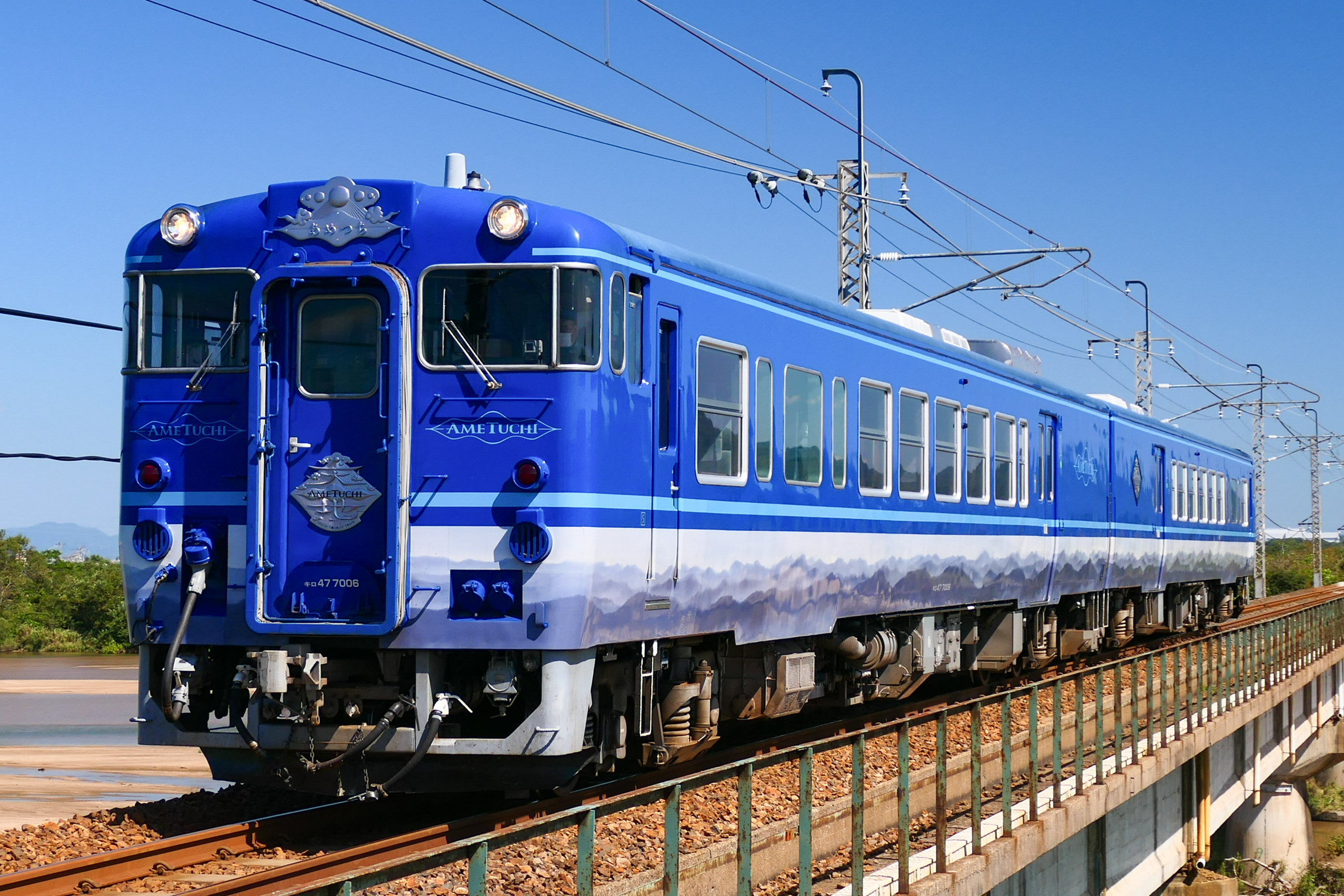
あめつち

#### 「うみやまむすび」
元「天空の城 竹田城跡号」のキハ40 2007を改造した「うみやまむすび」は宝箱をイメージしたデザインの車両で、2019年より城崎温泉駅を中心に普通列車として運行されている。車内は2人掛けの転換クロスシートと窓向きの3人掛けカウンター席があり、全席自由席となっている。

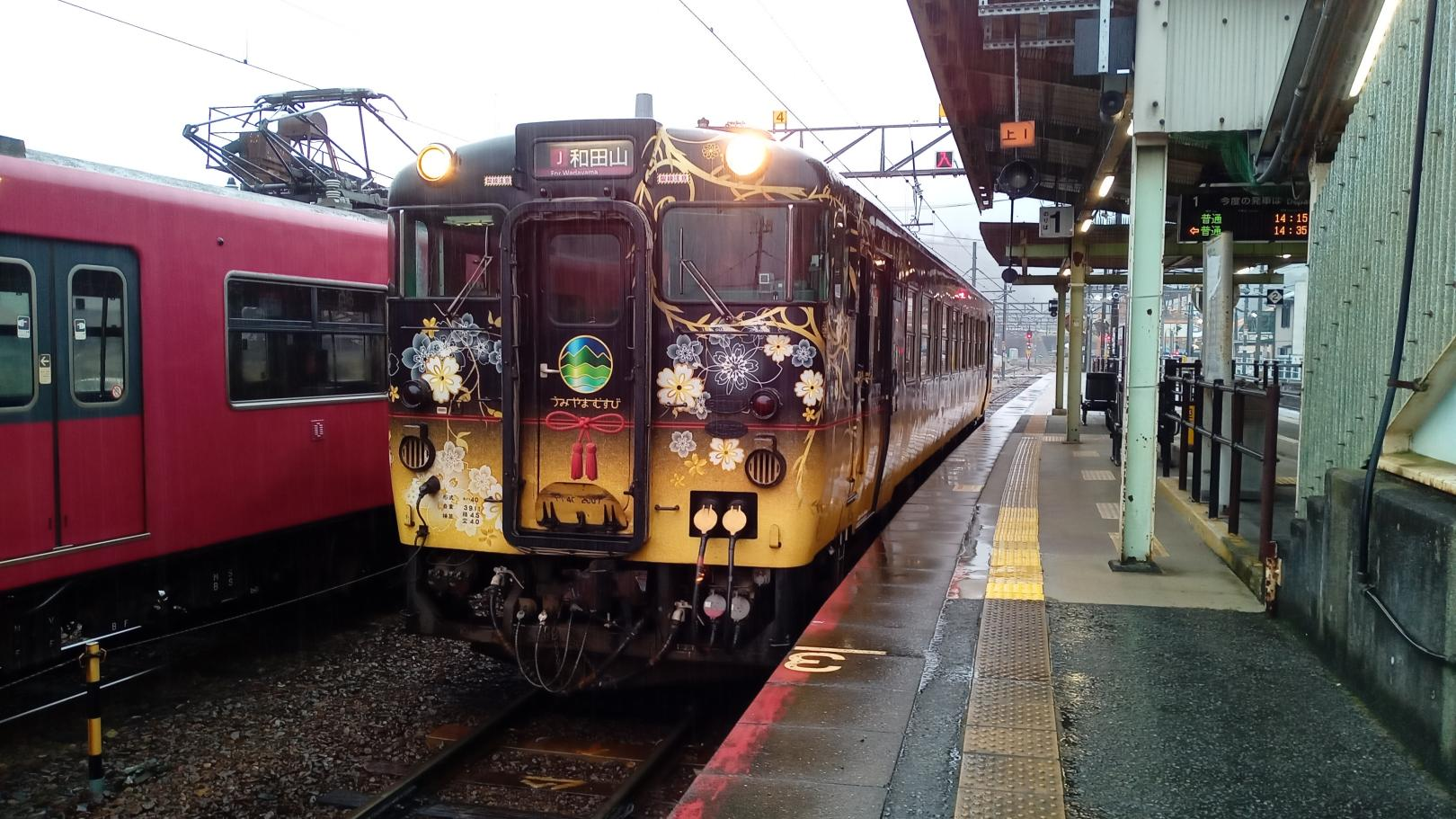
うみやまむすび

#### 「etSETOra」
「etSETOra」は「瀬戸内マリンビュー」からの再改造車で、2020年10月3日より運行開始。全車グリーン車指定席に改造され、車番は「キロ47-7001+キロ47-7002」となった。車内にはバーカウンターや窓と並行の座席が設置。景色を楽しめられる構造となった。また、トイレはバリアフリー化された。
- キハ47 7001・7002→キロ47 7001+キロ47 7002

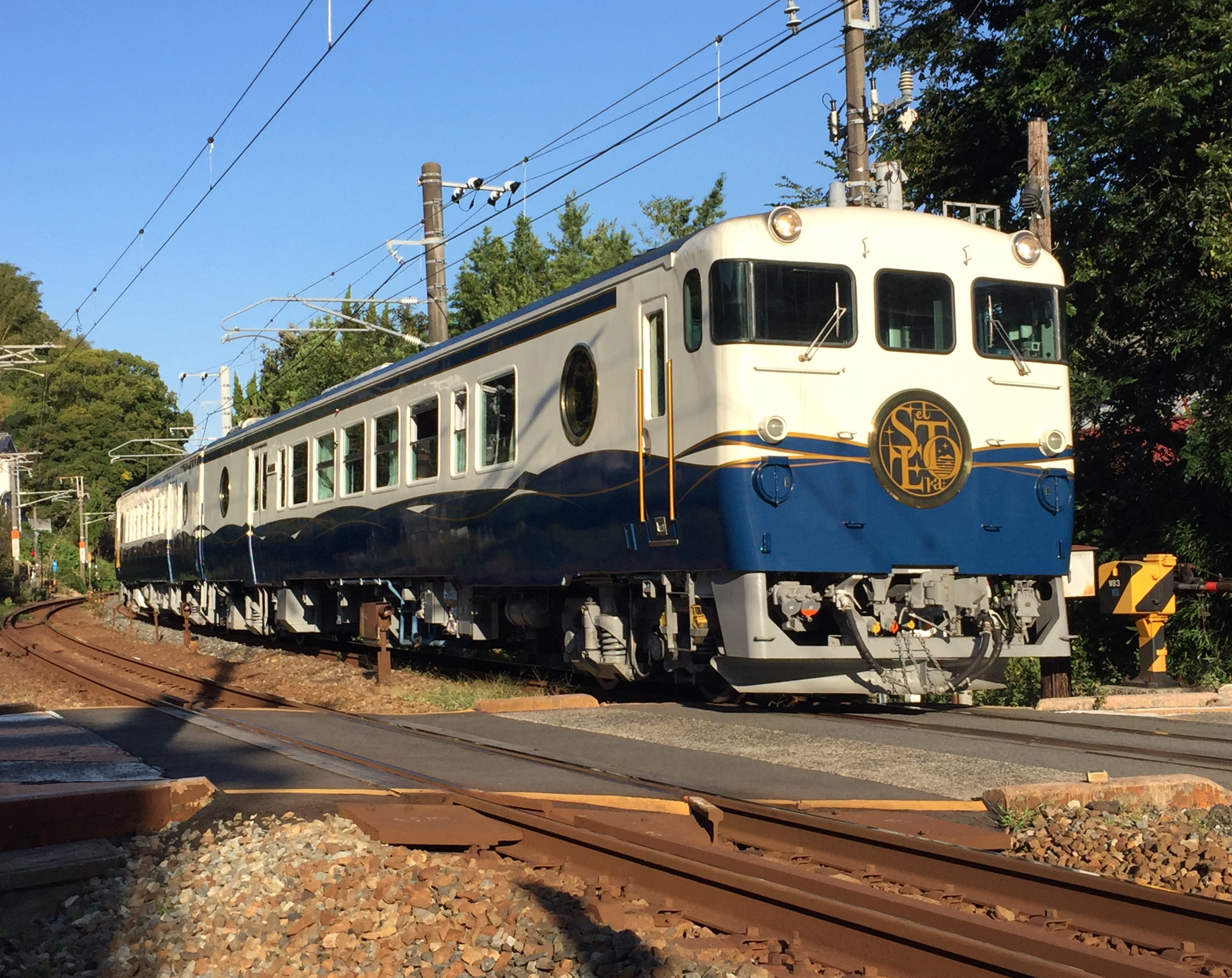
etSETOra

#### 「SAKU美SAKU楽」
2022年3月17日、キハ40形1両を改造し、｢岡山デスティネーションキャンペーン（岡山DC）｣（2022年7月から同年9月に開催）で、同年7月より運行を開始すると発表された。種車はキハ40 2049で、改造工事は後藤総合車両所にて行われ、6月12日に岡山気動車区まで配給輸送され、同月14・15日の2日間でラッピングが施工された。
また、同月23日に津山まなびの鉄道館で車両展示され、7月1日から運行を開始した。

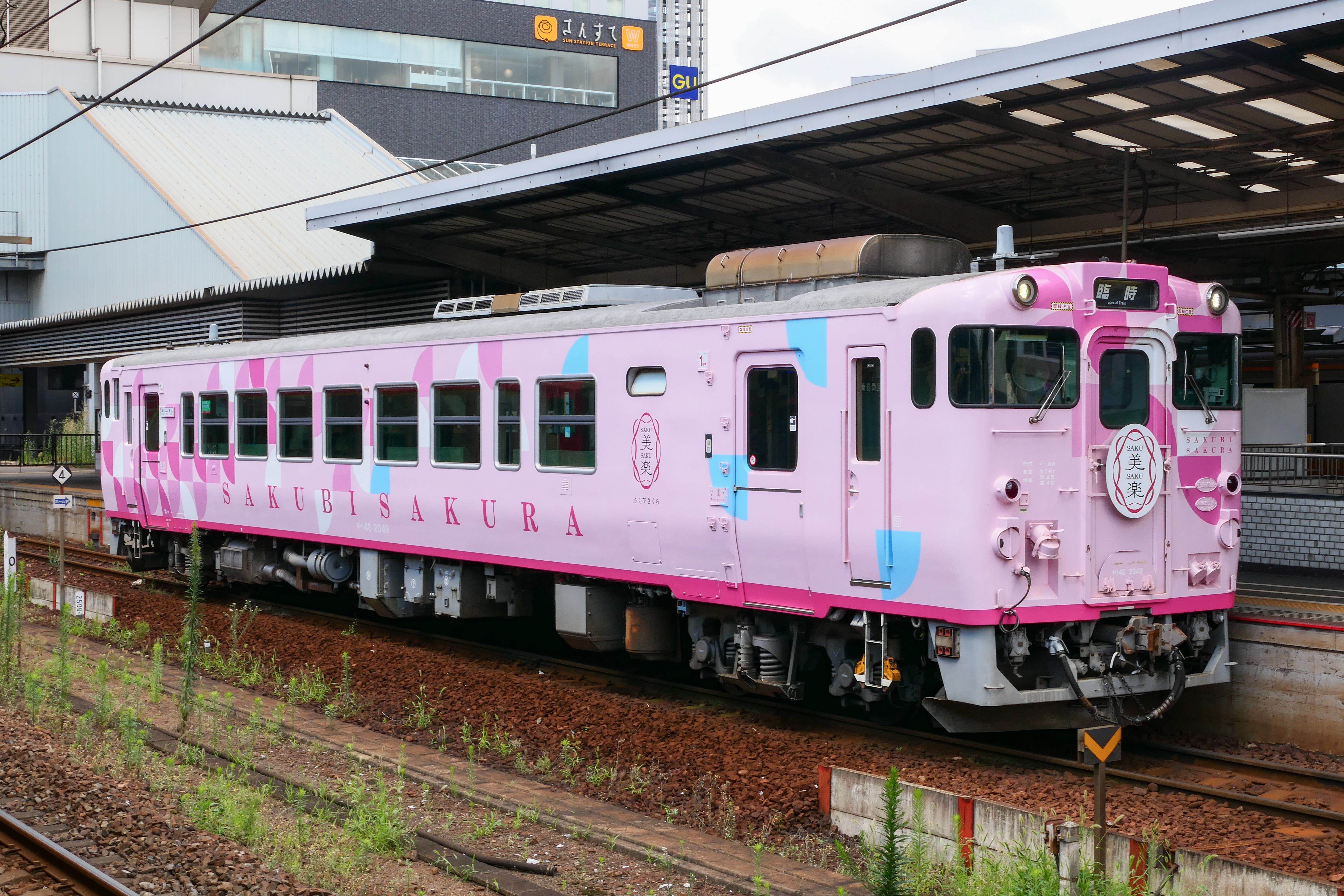
臨時快速「SAKU美SAKU楽」

### JR四国

#### 「伊予灘ものがたり」
キハ47 501・1501を、2014年7月に予讃線で運行を開始した「伊予灘ものがたり」用に改造してキロ47 1401とキロ47 1402としたもの。種車は2両とも2011年3月31日付で廃車された後、多度津工場で保管されていたが、車籍が復活した。2021年末に老朽化に伴い運行を終了し、2022年6月30日付で廃車された。後継車の2代目「伊予灘ものがたり」はキハ185系の改造車である。

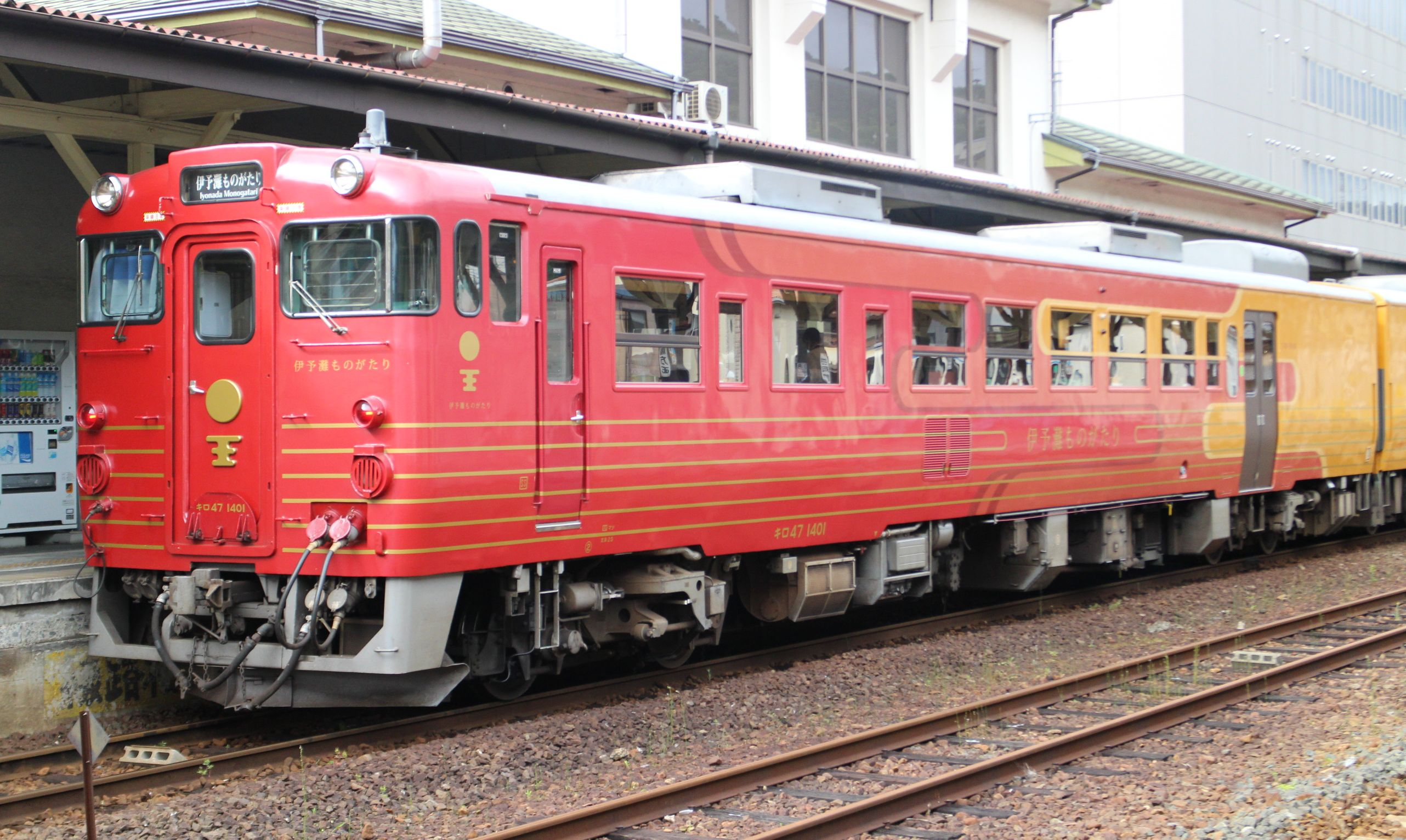
キロ47 1401
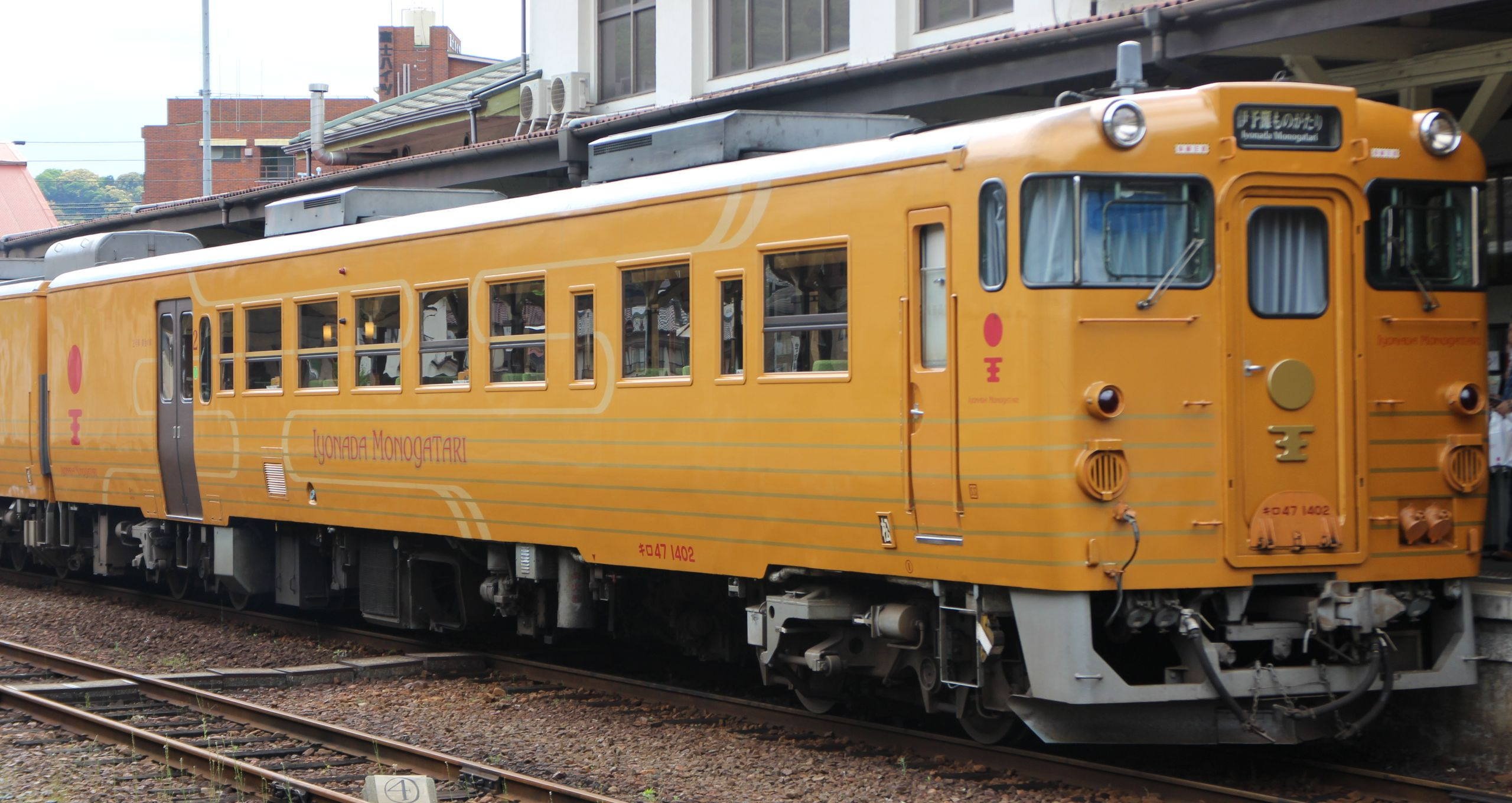
キロ47 1402

### JR九州

#### 「はやとの風」
2004年の九州新幹線（鹿児島ルート）部分開業に伴い新設された観光特急「はやとの風」用に、キハ140 2066とキハ147 1045の2両を改造した。車体中央部の窓を床面から屋根にまで達する大きなものに取り替えて展望スペースを設けたほか、座席を回転式リクライニングシートに交換、内装には難燃性の木材を使用している。塗装はロイヤルブラック1色とされ、各所にロゴをちりばめている。その後、「指宿のたまて箱」用改造車と同じく、上下振動の抑制を図るため、台車の枕ばねに減衰力制御弁付きの可変減衰上下動ダンパを、車体に4つの加速度センサーと制御装置をそれぞれ搭載した が、台車本体はDT22D・TR51Cのままで、最高速度も従来と変わらず95 km/hである。
2006年には追加でキハ47 8092が改造され、キハ147 1045を方向転換したうえで同車と2両編成を組むようになり、キハ140 2066は多客時の増結用となった。キハ47 8092は指定席用で、内装が従来車に比べて明るい白木仕上げに変更されている。
2012年3月にはキハ140 2066が「指宿のたまて箱」仕様に再改造され、同列車の増結用ならびに両列車の共通予備車となった。
2022年3月21日をもって「はやとの風」としての運行を終了し、「ふたつ星4047」に再改造された。

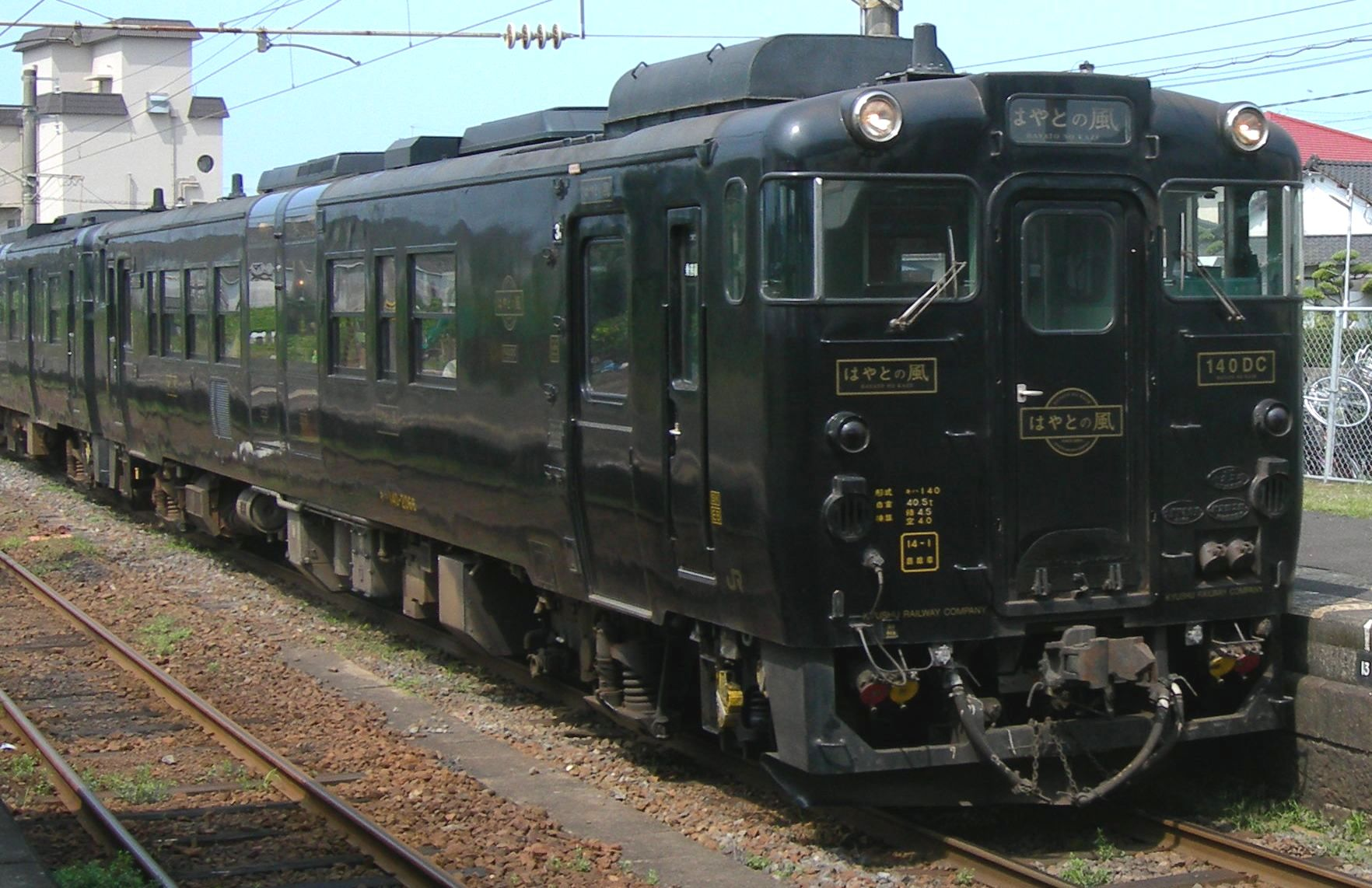
キハ140 2066
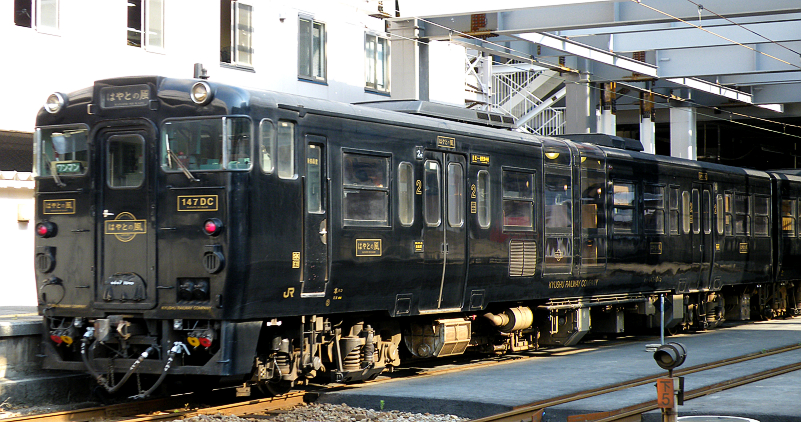
キハ147 1045
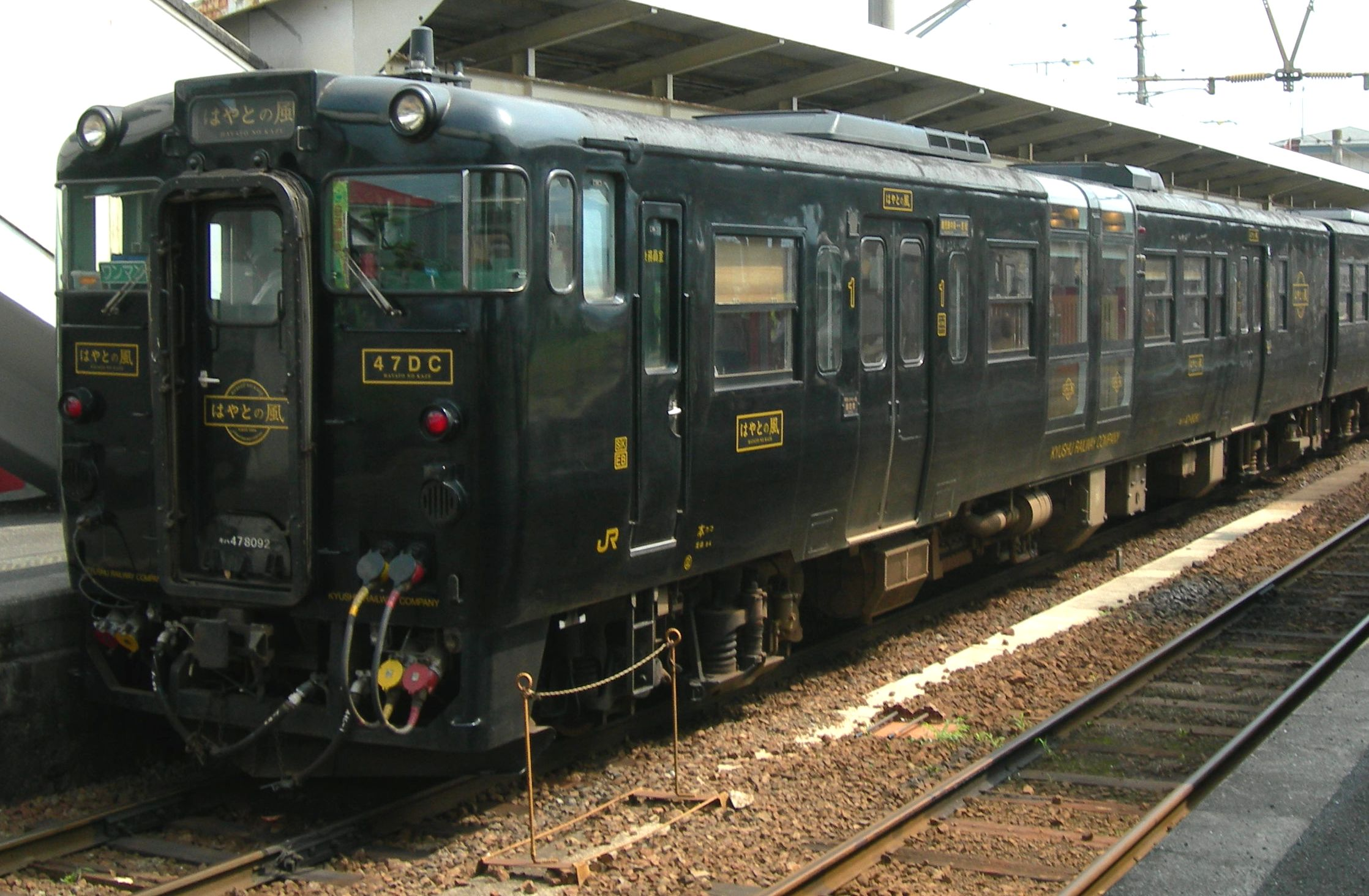
キハ47 8092
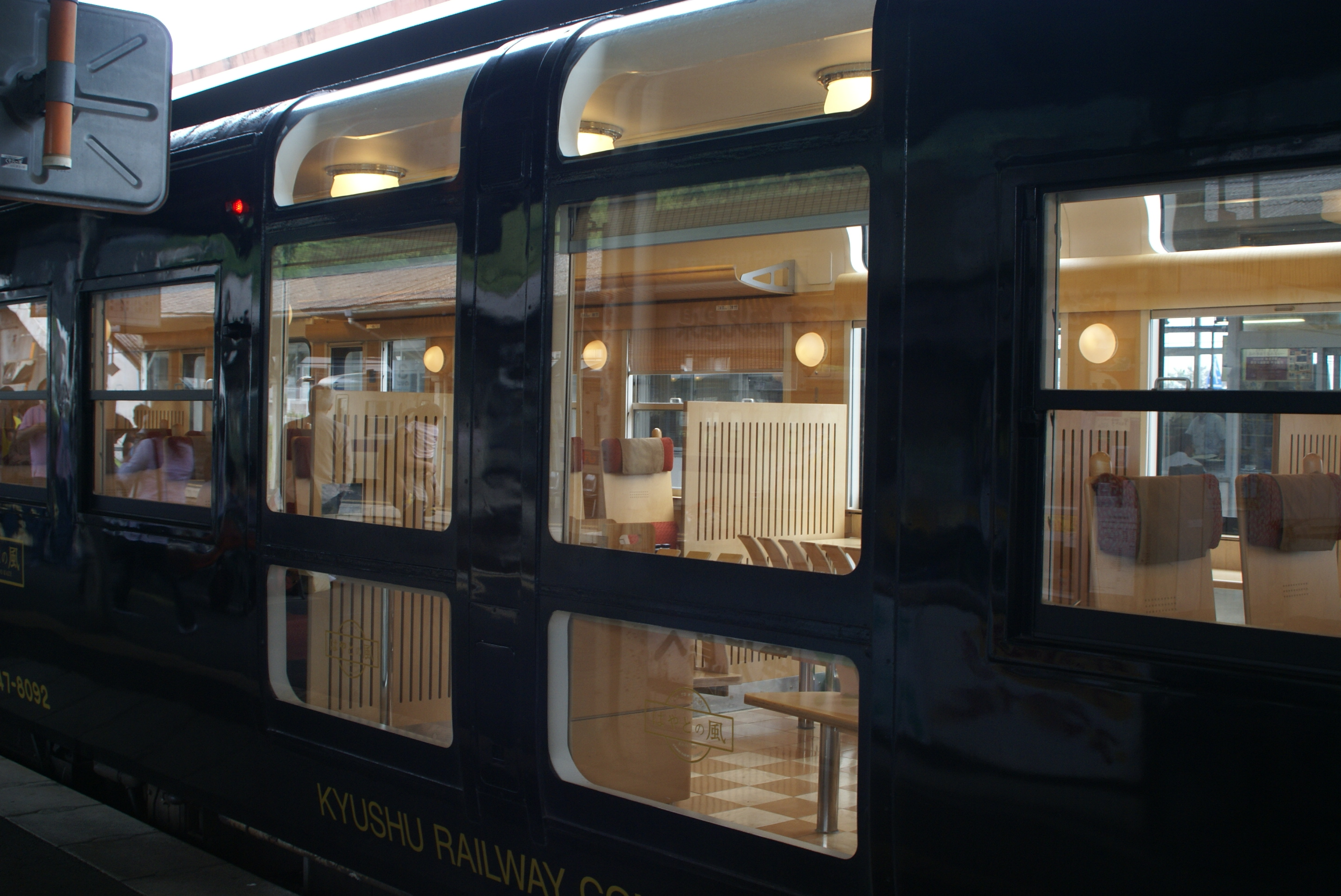
中央部の拡大された窓
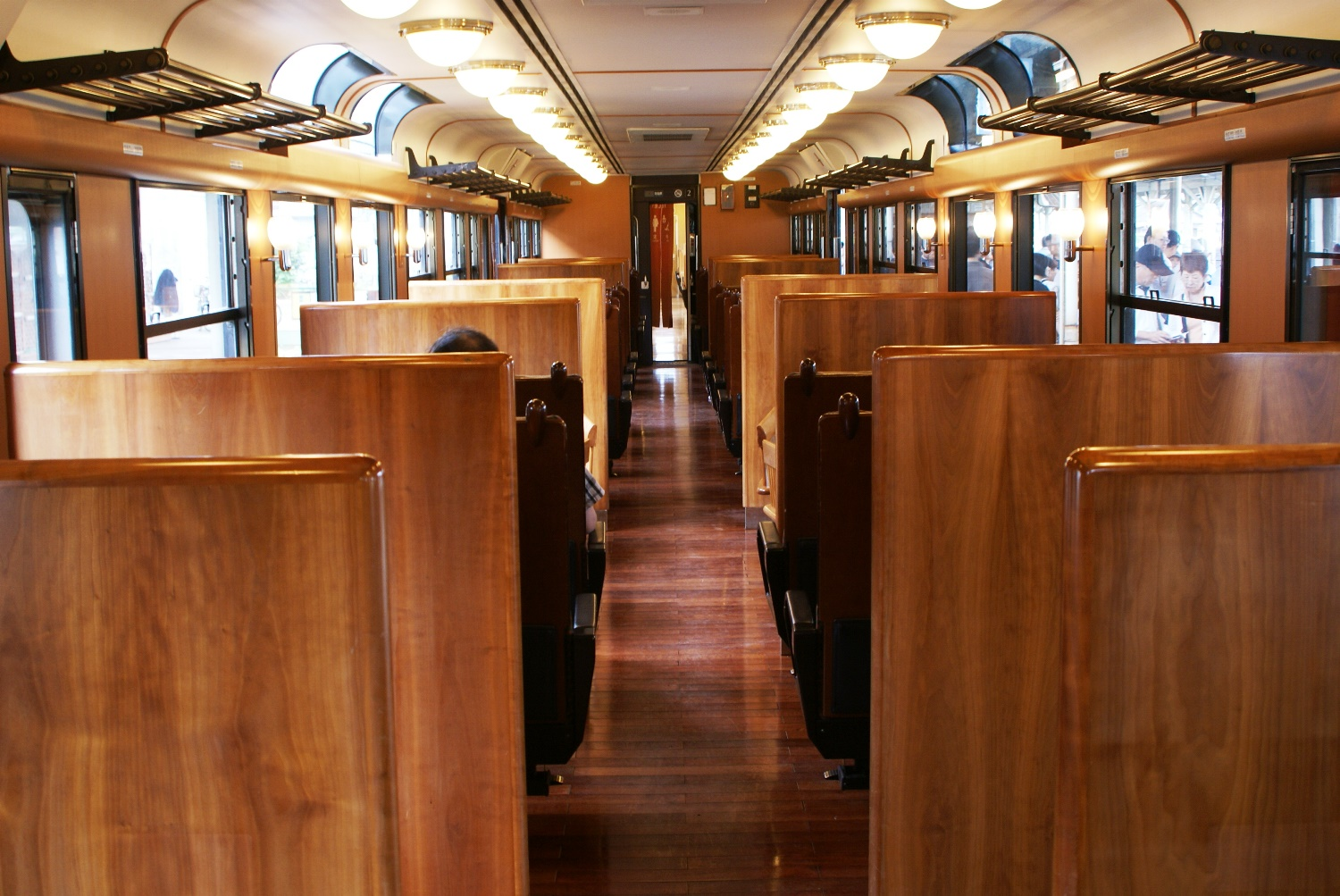
キハ147 1045・車内
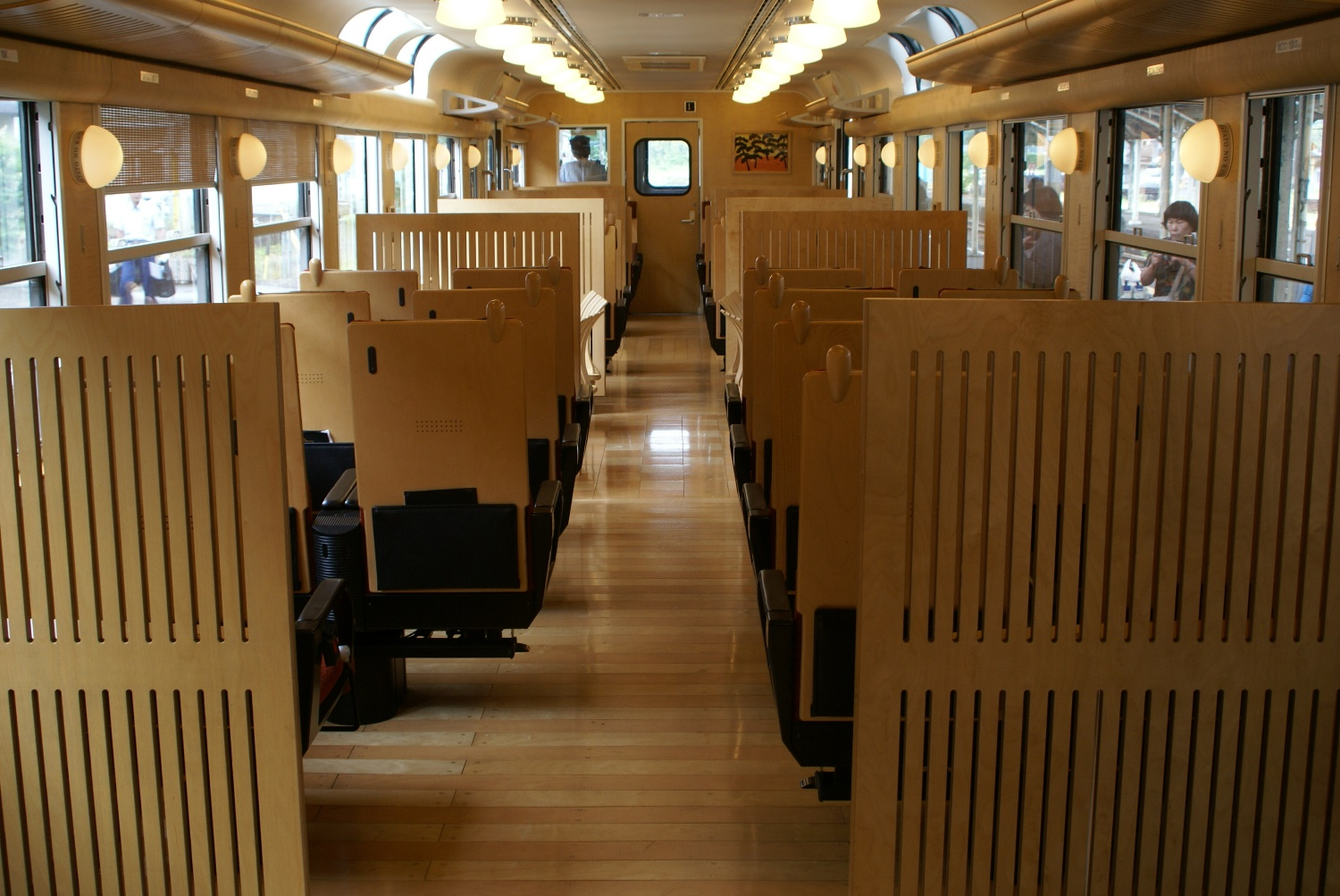
キハ47 8092・車内
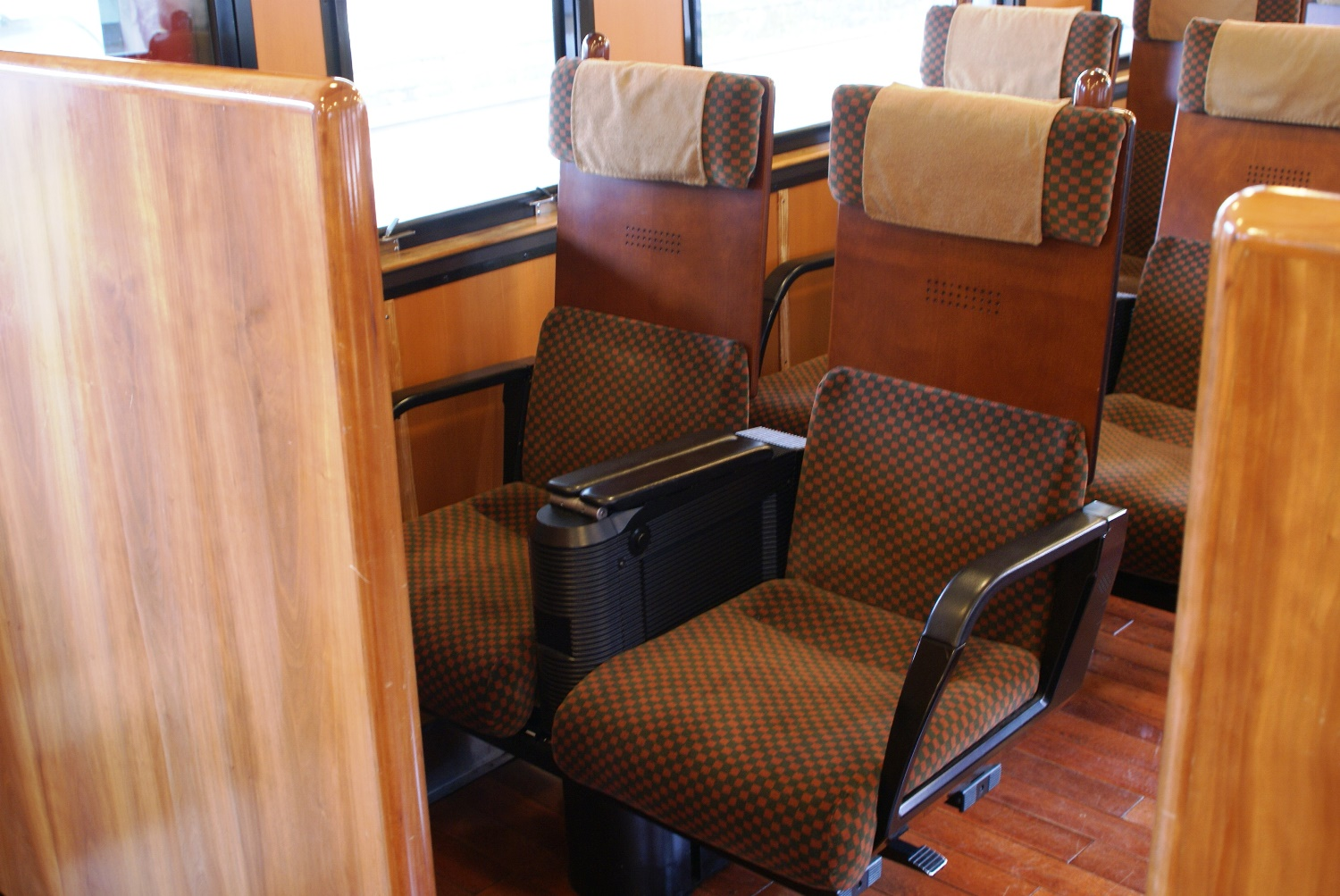
キハ147 1045・座席
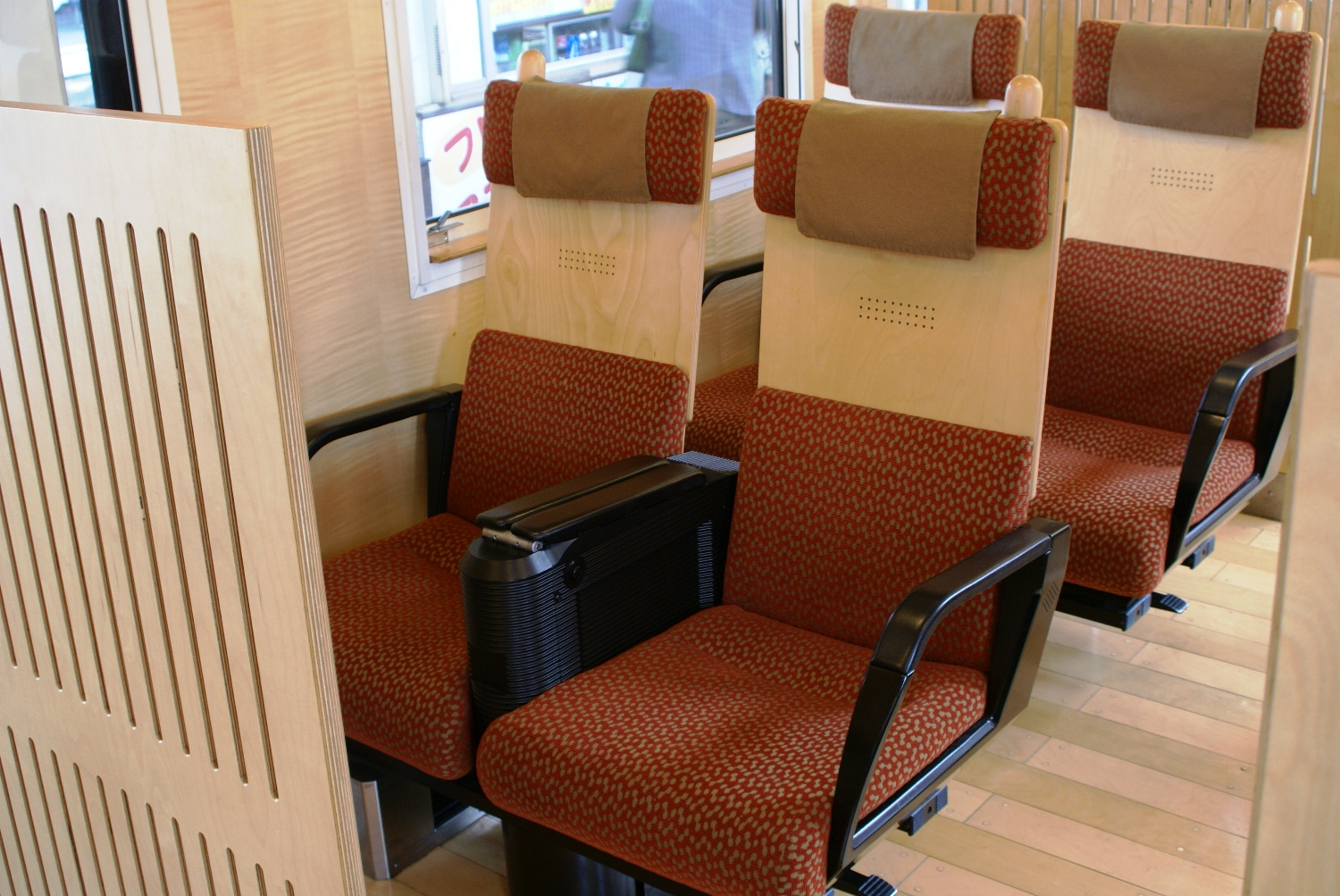
キハ47 8092・座席

#### 「いさぶろう・しんぺい」
日本三大車窓のうちの1つを有する肥薩線人吉駅 - 吉松駅間では1996年より観光列車「いさぶろう・しんぺい」が運転されており、キハ31形の簡易お座敷改造車が使用されていたが、2004年3月の九州新幹線新八代駅 - 鹿児島中央駅間部分開業に合わせてキハ140 2125がリニューアルされて投入された。
外板塗色は九州新幹線の800系「つばめ」にも使用している古代漆色（深赤）で、座席は木製ベンチ風のボックスシートとしている。また、車体中央部に窓を拡大した展望スペースが設けられているのは「はやとの風」用車両と同じ。トンネル内を照らすため、尾灯の脇に前照灯を増設している。
多客時の増結用として、2004年10月にキハ47 1082がキハ47 9082に改造された。同車は機関と変速機は換装されがたが、窓の拡大はされていない。2009年7月には「いさぶろう」「しんぺい」を3両編成で運転するためキハ47 8159（機関・変速機換装済み）にも同様の改造を行った。同車にはバリアフリー対応トイレの設置、車椅子スペースの設置が追加で行われている。キハ140 2125については「かわせみ やませみ」との共通予備車となった。
2017年11月3日、肥薩線坂本 - 葉木間の踏切でのトレーラーとの衝突事故により、キハ140 2125が損傷した。
2020年7月の熊本豪雨で肥薩線の八代駅 - 吉松駅間が長期不通となった以降は鹿児島本線の臨時列車などに使用された。キハ140 2125は2022年に「ふたつ星4047」へ改造された。2023年10月4日の団体臨時列車を最後に「いさぶろう・しんぺい」としての運行を終了し、「かんぱち・いちろく」に再改造された。

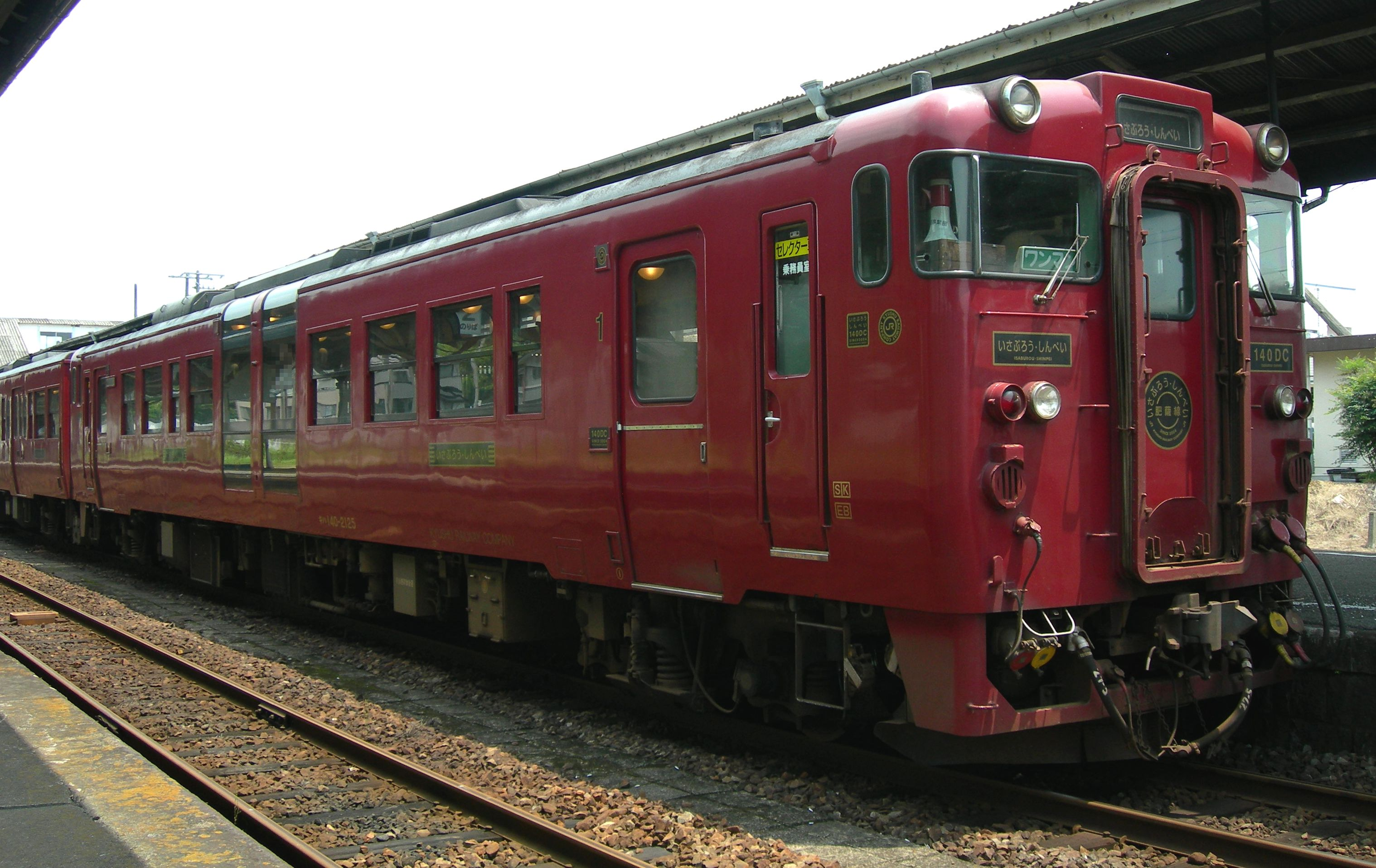
キハ140 2125
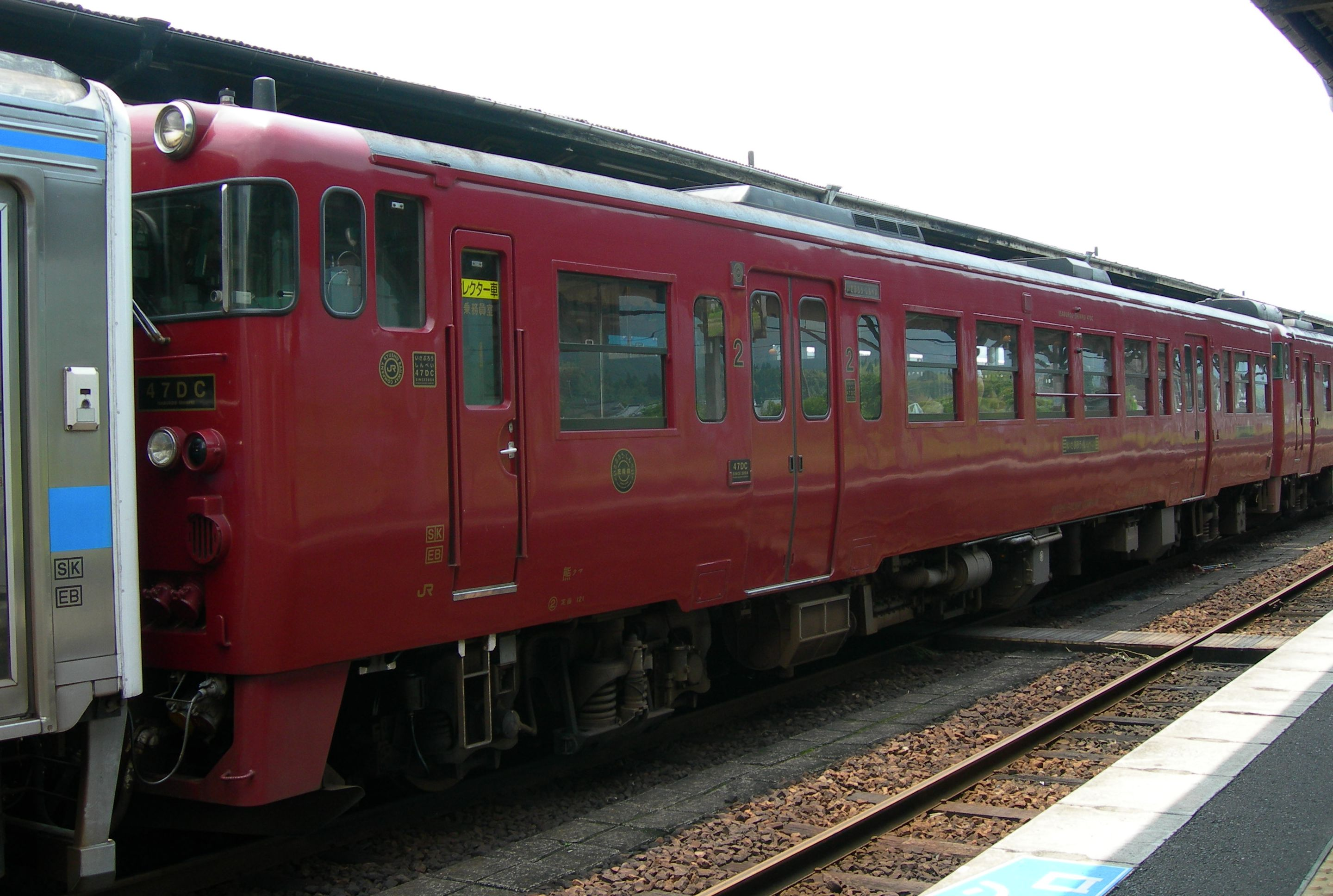
キハ47 9082
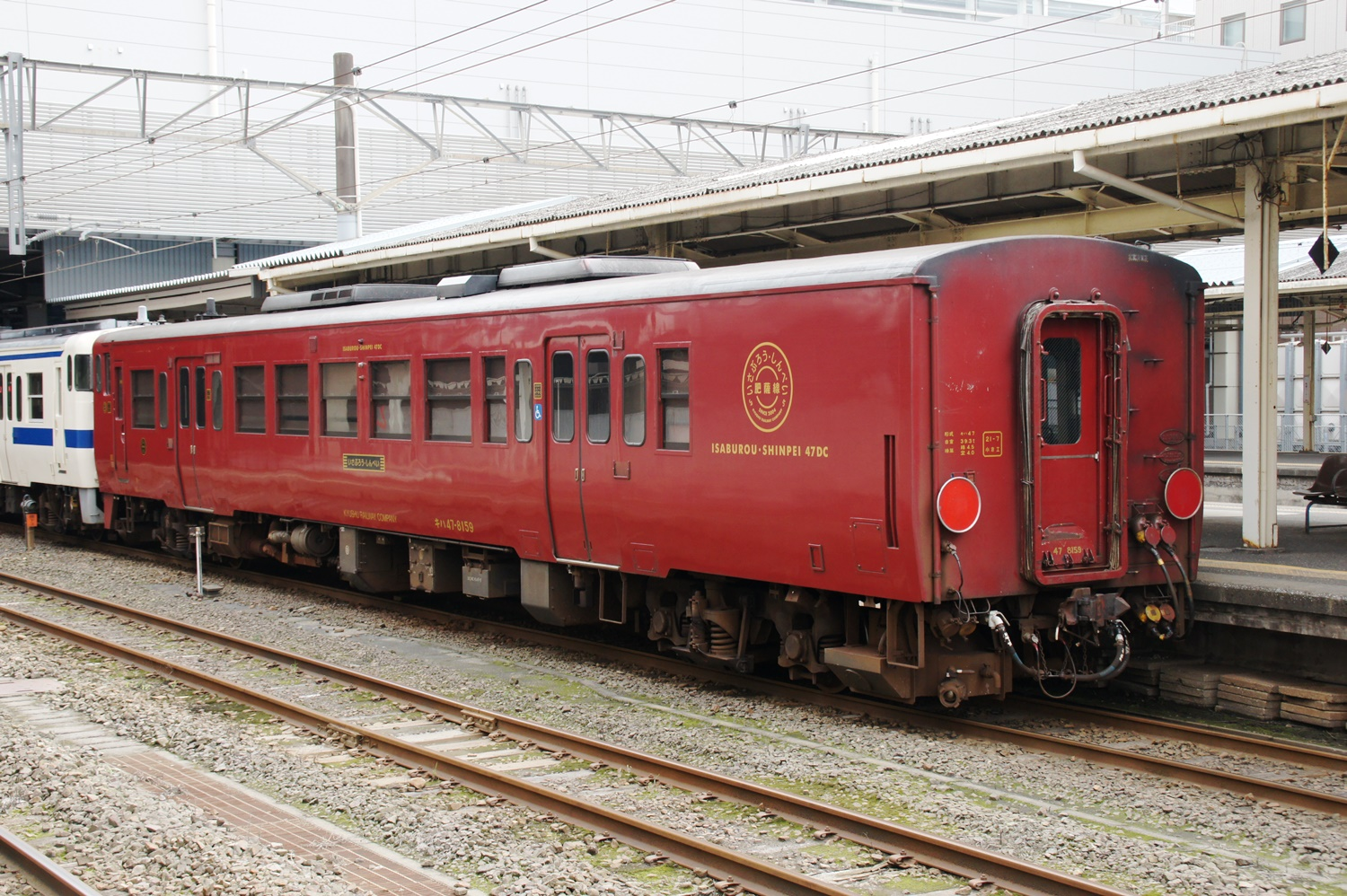
キハ47 8159
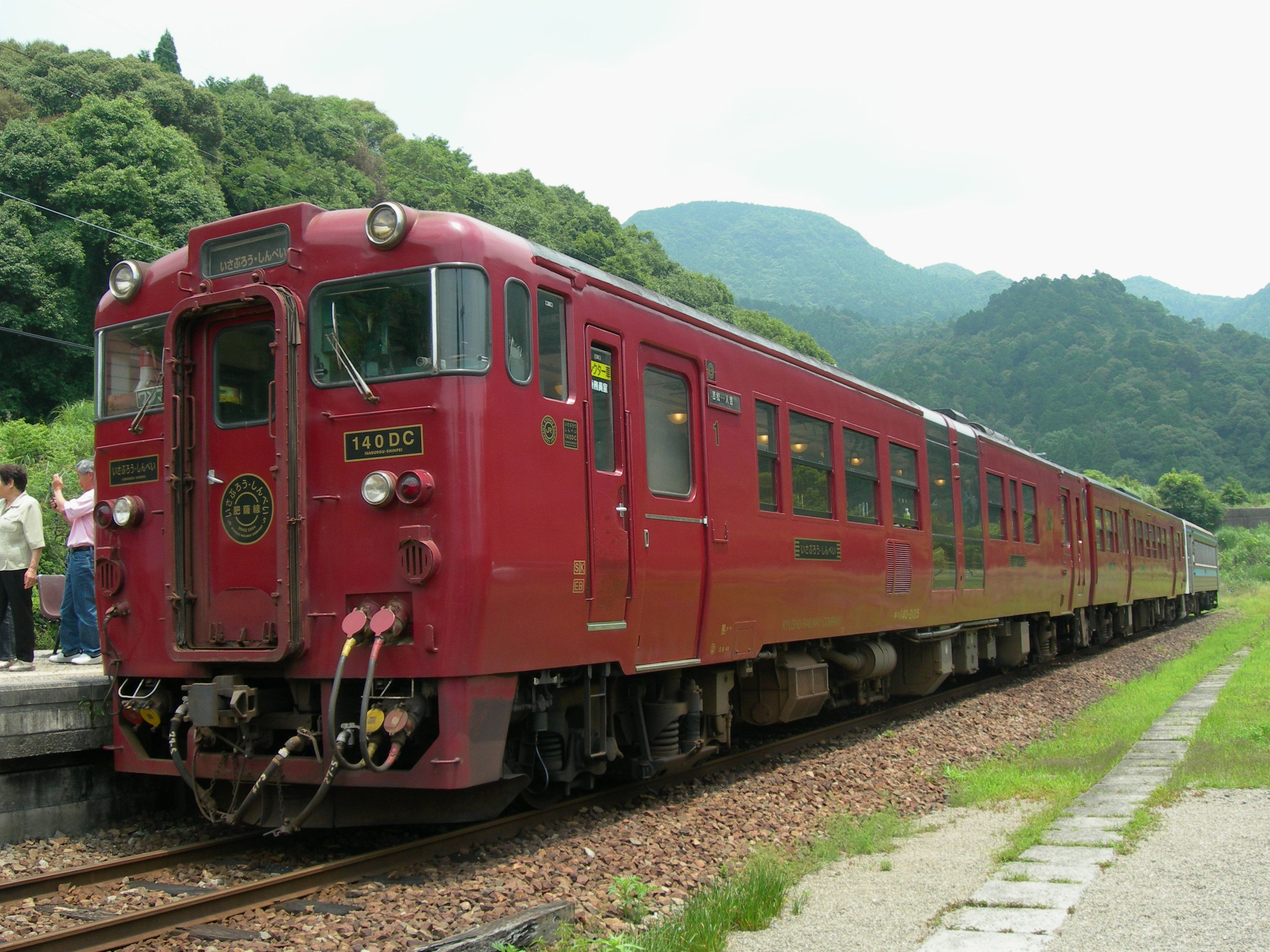
「いさぶろう」・「しんぺい」（2009年7月4日 真幸駅）
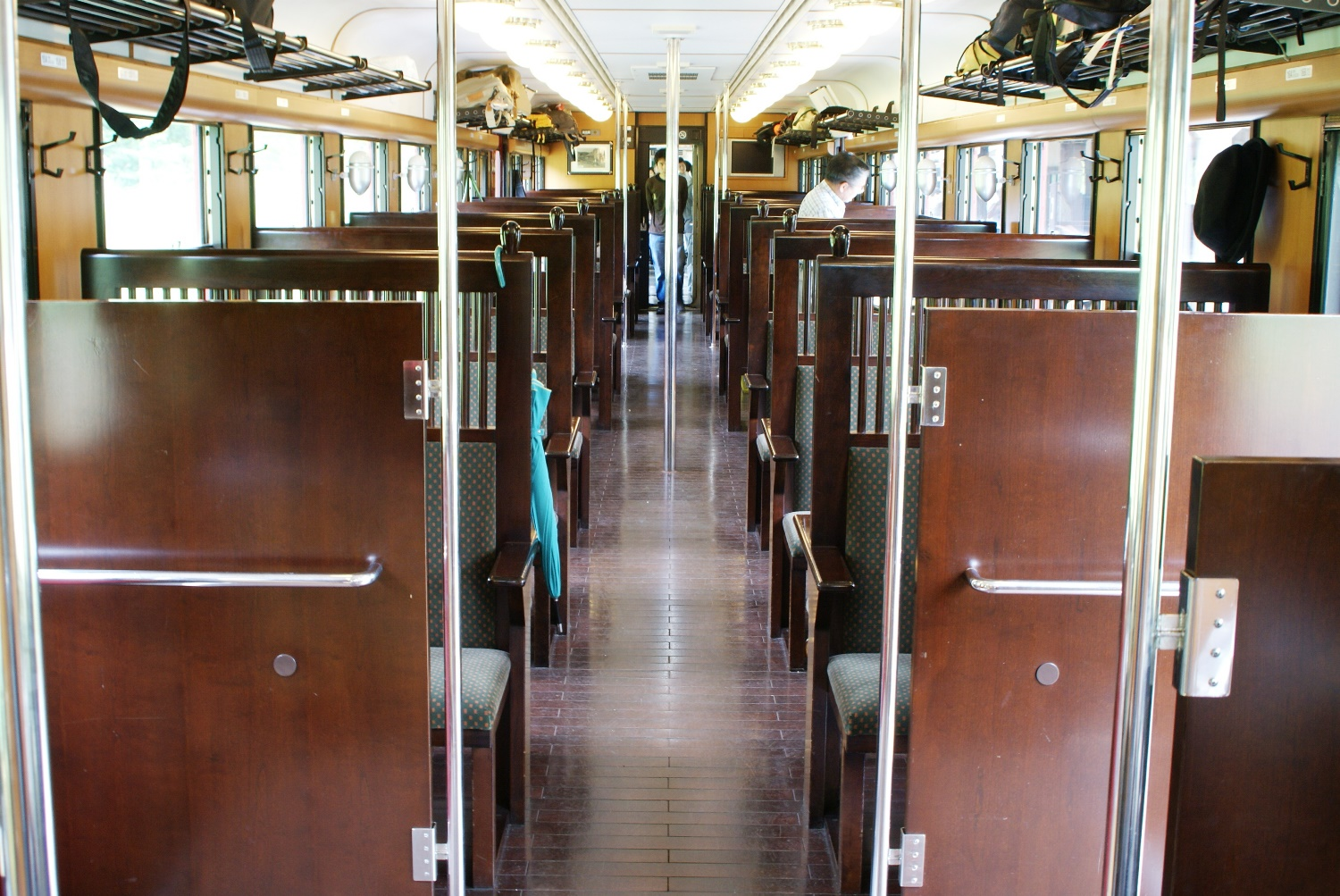
キハ47 9082・車内
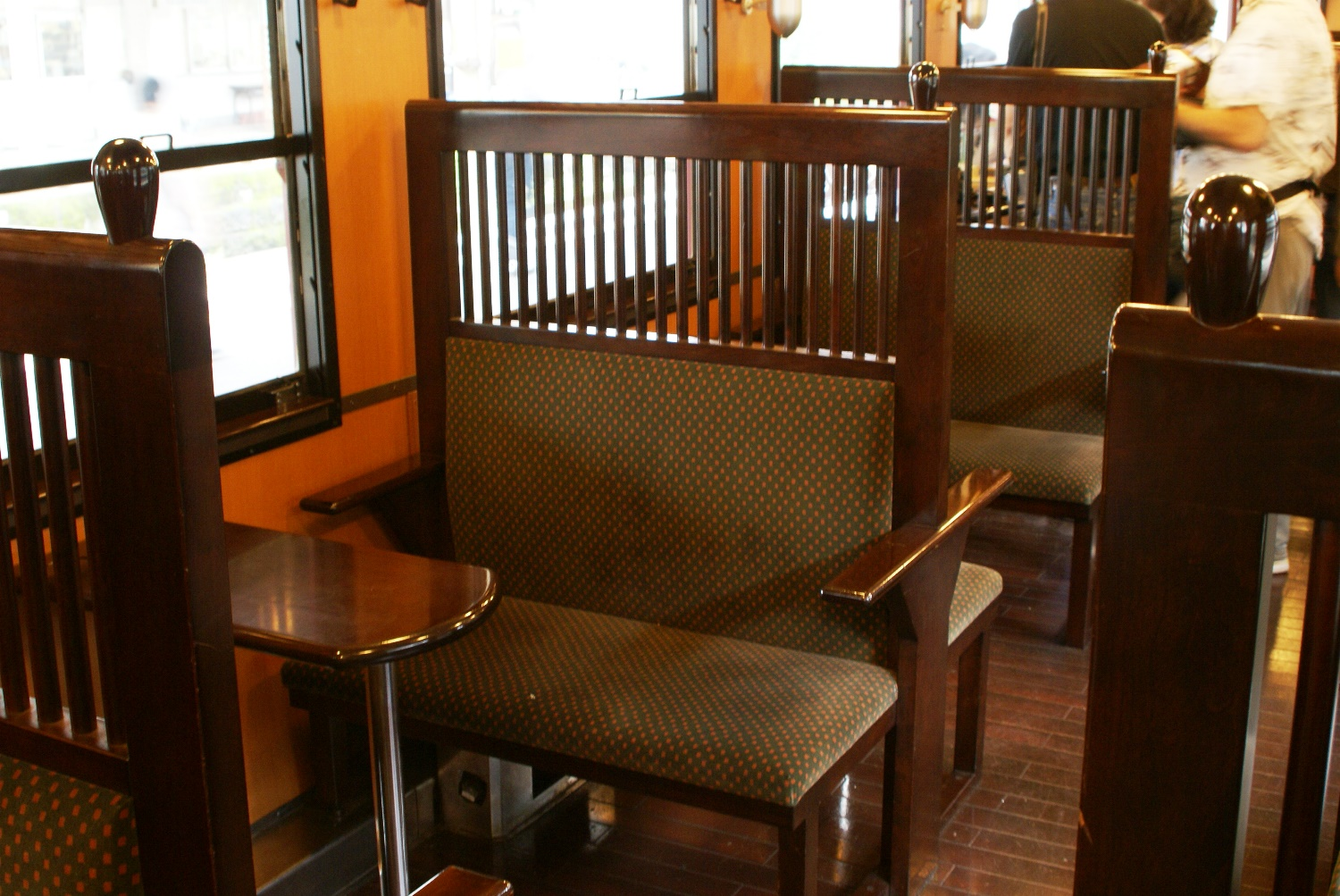
キハ47 9082・座席

#### 「指宿のたまて箱」
2011年の九州新幹線鹿児島ルート全線開通に伴い設定された指宿枕崎線の観光特急列車「指宿のたまて箱」用で、キハ47 8060とキハ47 9079の2両が改造されている。外部塗装は海側（下り方向に向かって左側）側面と前面の海側半分が白色、山側（下り方向に向かって右側）側面と前面の山側半分が黒色としている。車内は回転式リクライニングシートで、一部は窓側を向いた1人掛けで、書棚やベビーサークルなども設置されている。また、沿線の浦島太郎伝説にちなみ、ドアが開いた際には玉手箱の煙に見立てたミストが連結面寄りの噴出口から噴射される。また、レールの継目部での上下振動を低減するため、台車の枕ばね（コイルばね）に併設されていた従来のオイルダンパを、減衰力制御弁付きの可変減衰上下動ダンパに換装し、その減衰力を車体に搭載した4つの加速度センサーと制御装置で検知した上下振動加速度を元に計算した減衰力指令値により制御することにより、上下振動を抑制している。
2012年3月には、「はやとの風」用だったキハ140 2066が、再改造のうえ「指宿のたまて箱」用の増結車となった。

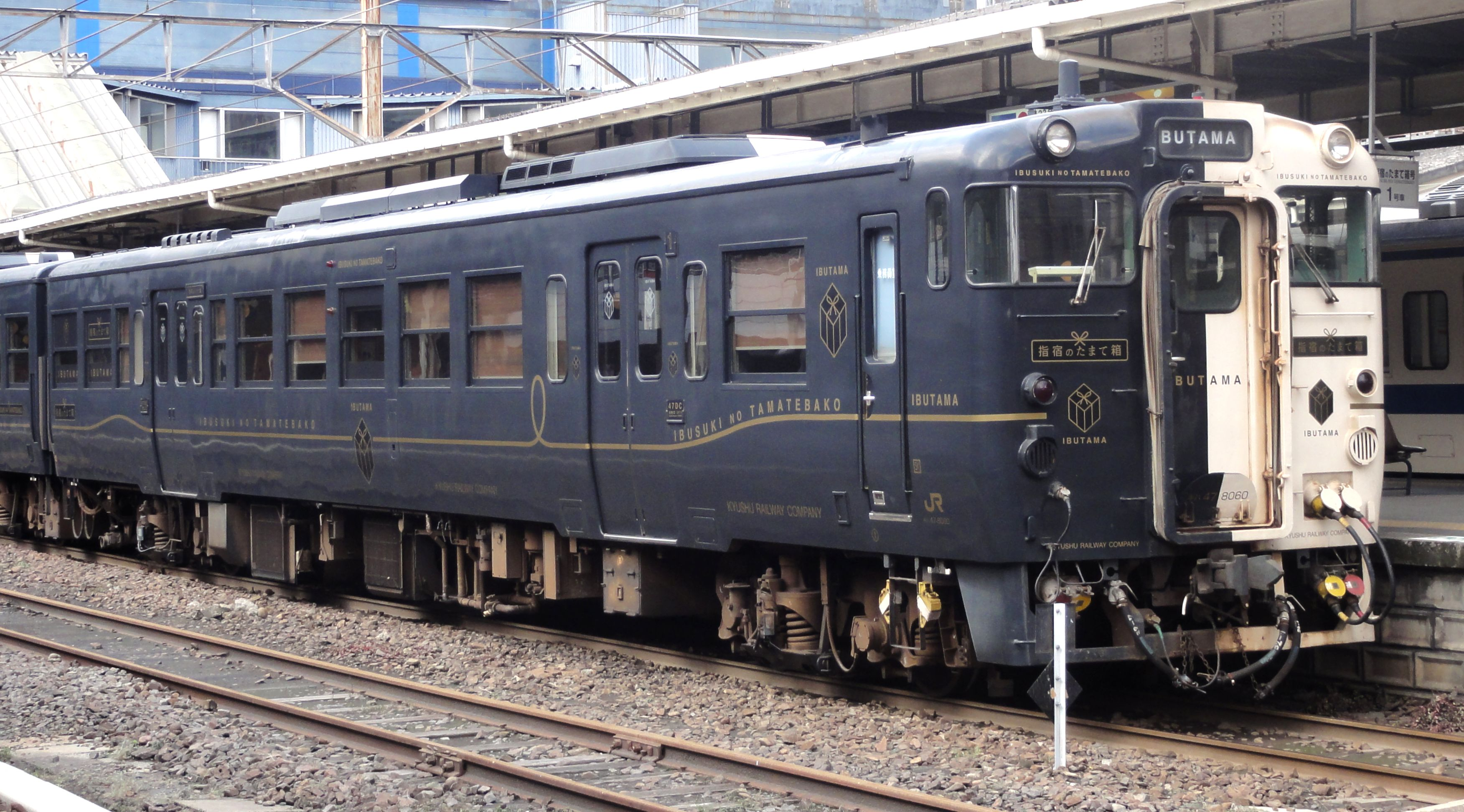
キハ47 8060
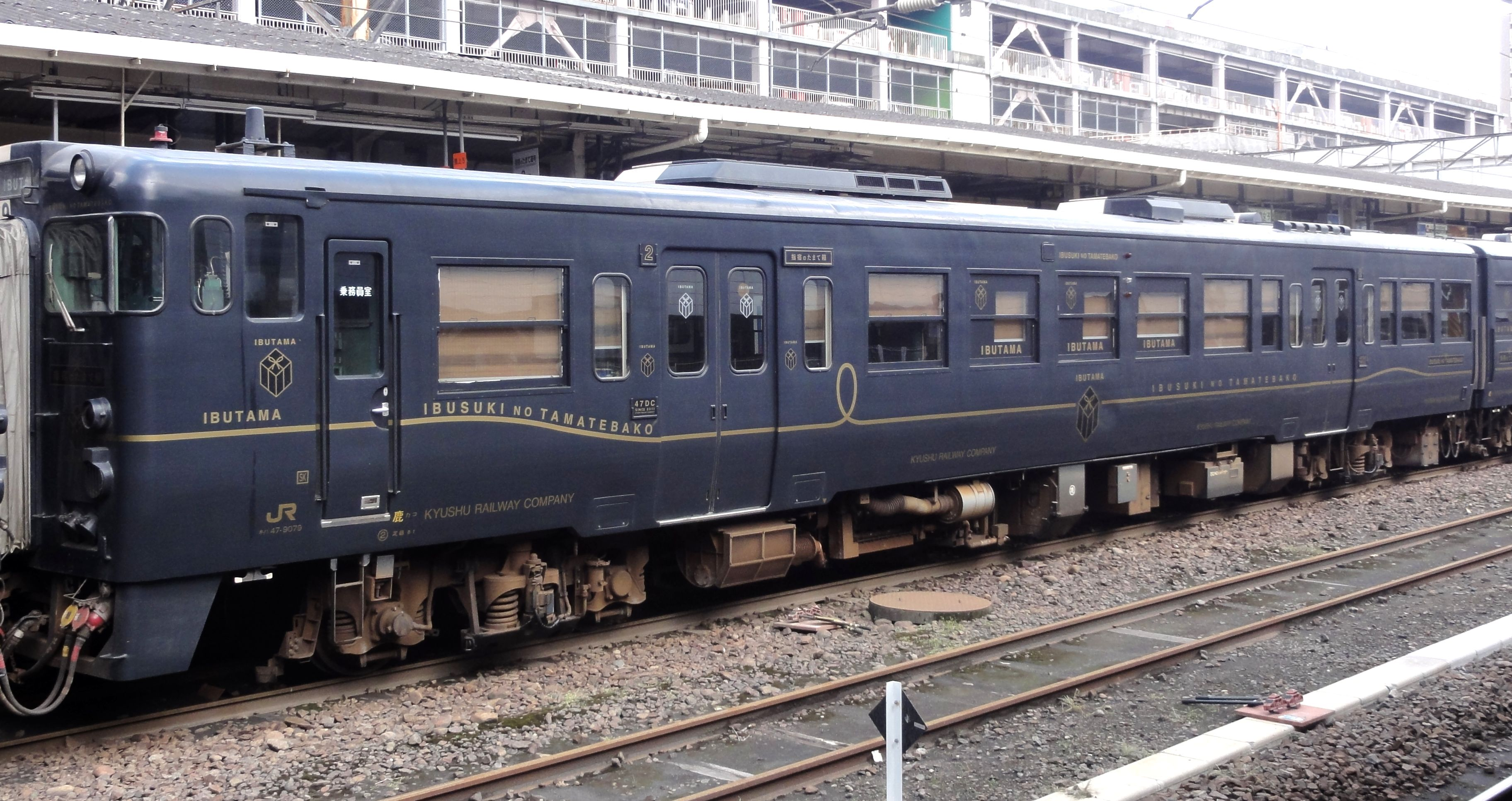
キハ47 9079
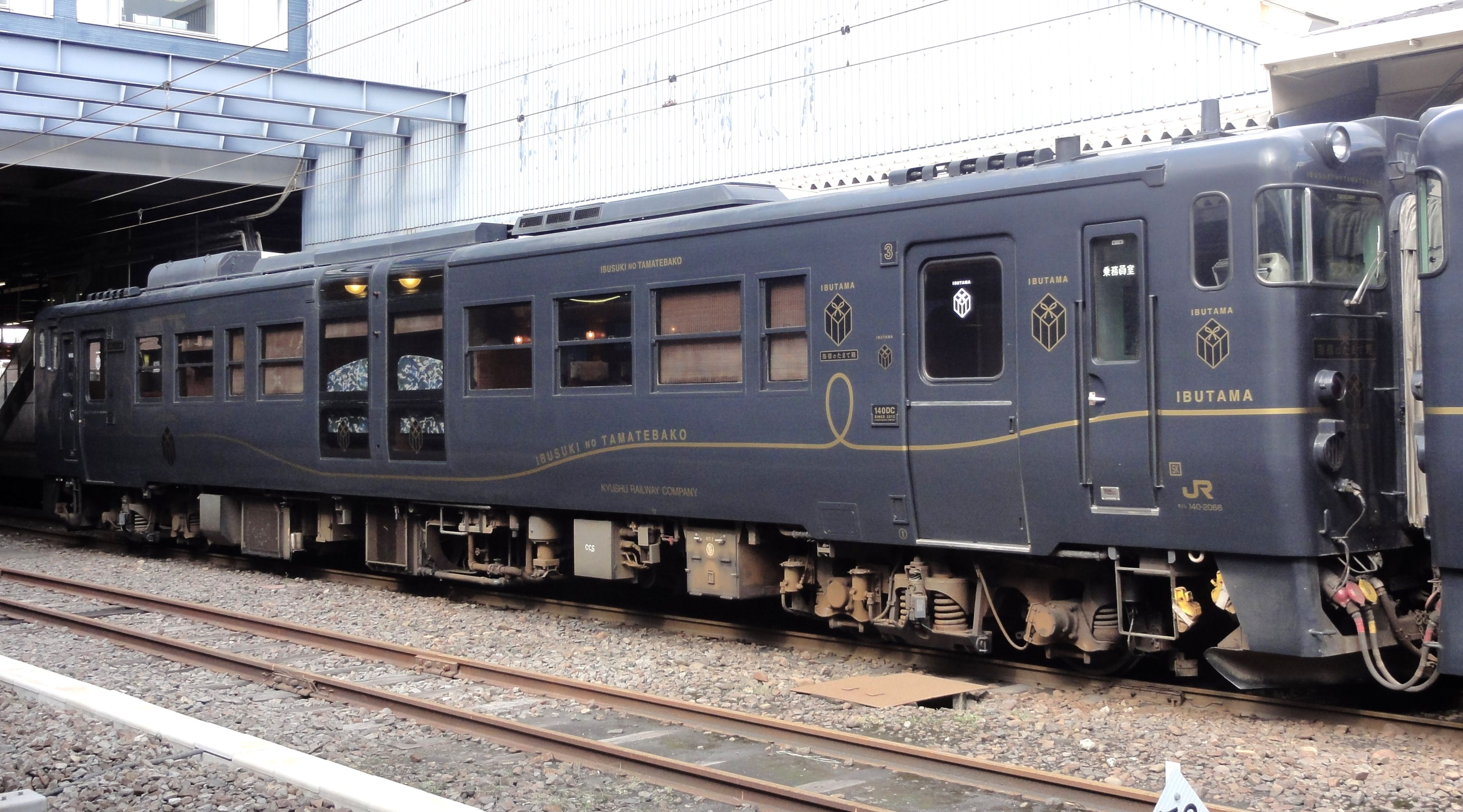
キハ140 2066
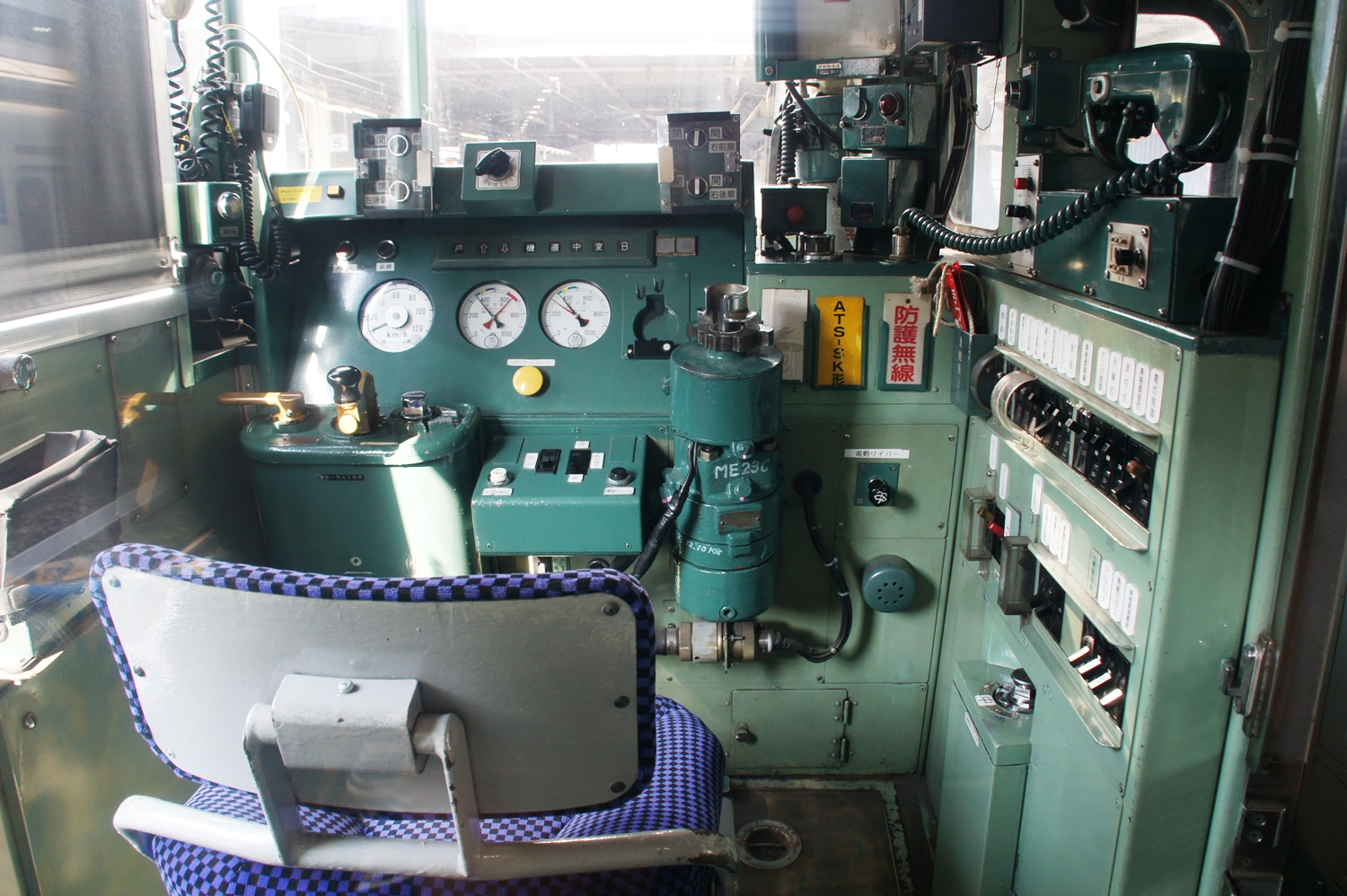
キハ47 9079・運転席
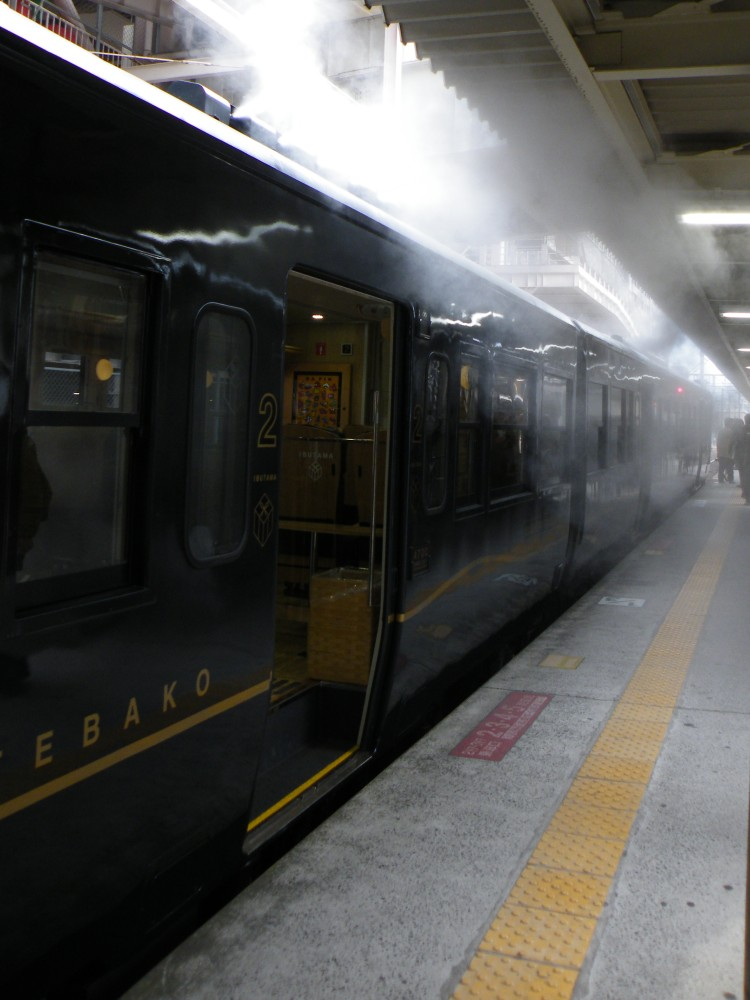
ミスト噴射中
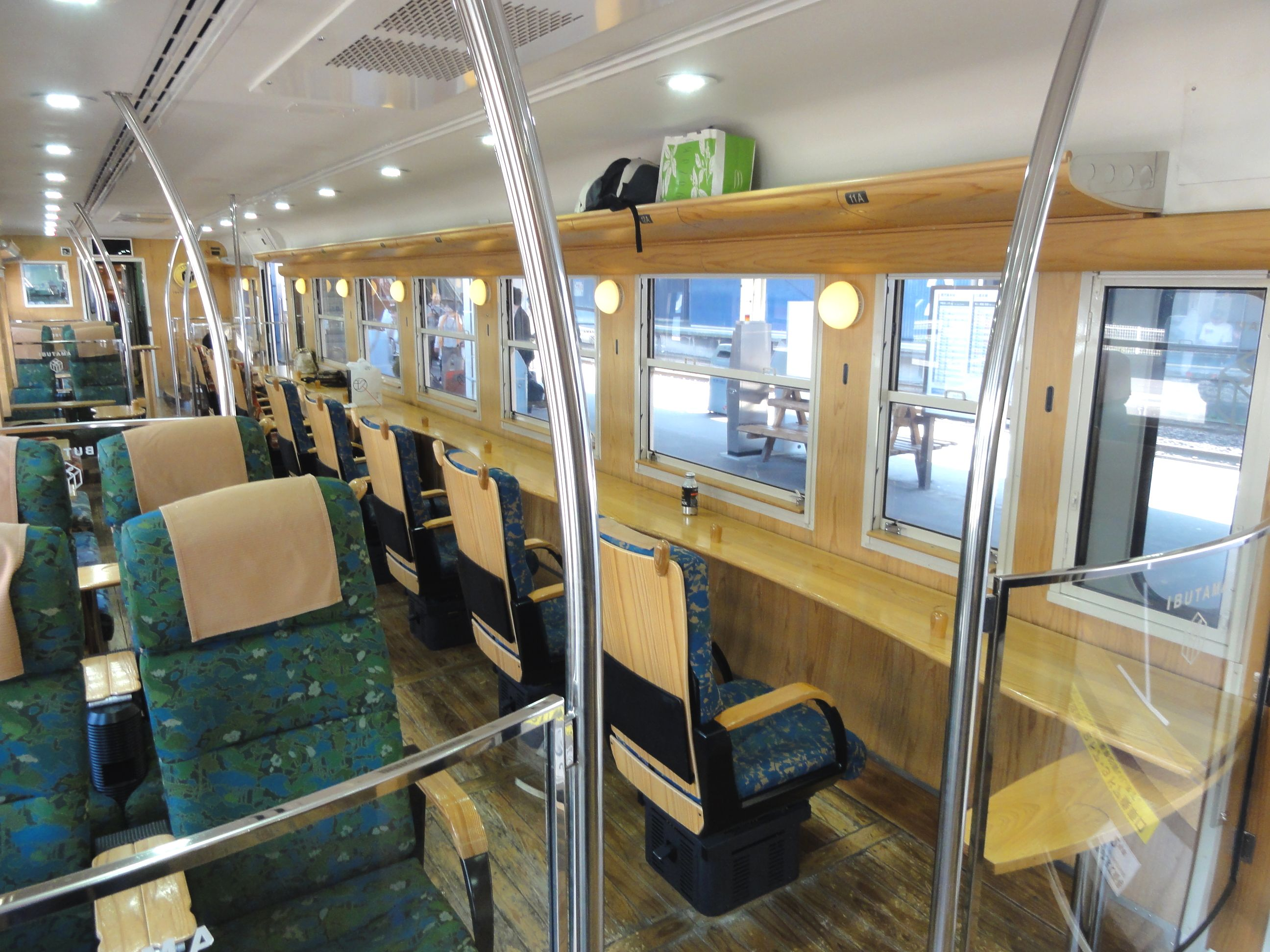
海側の窓側を向いた座席
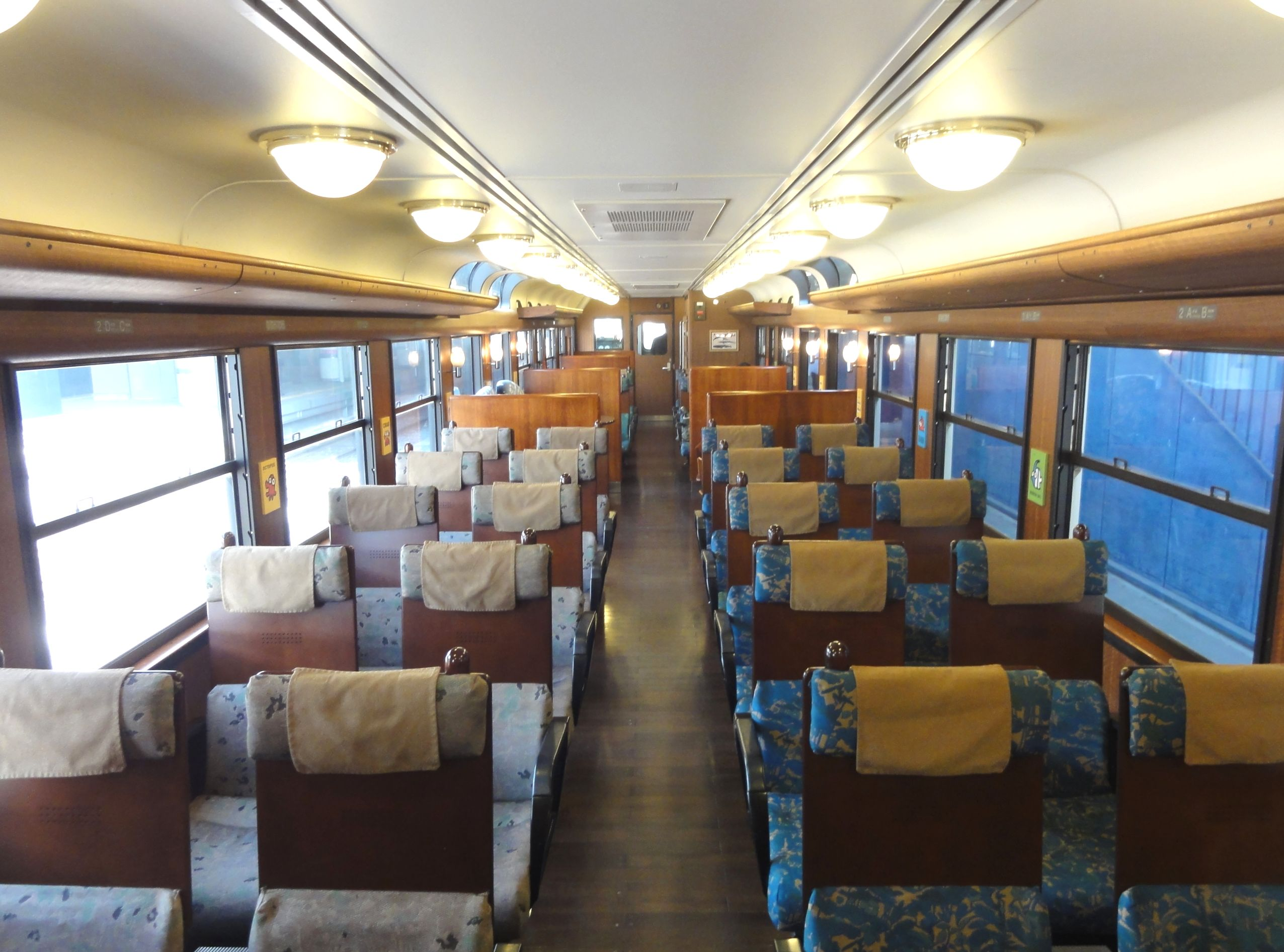
2人掛け座席
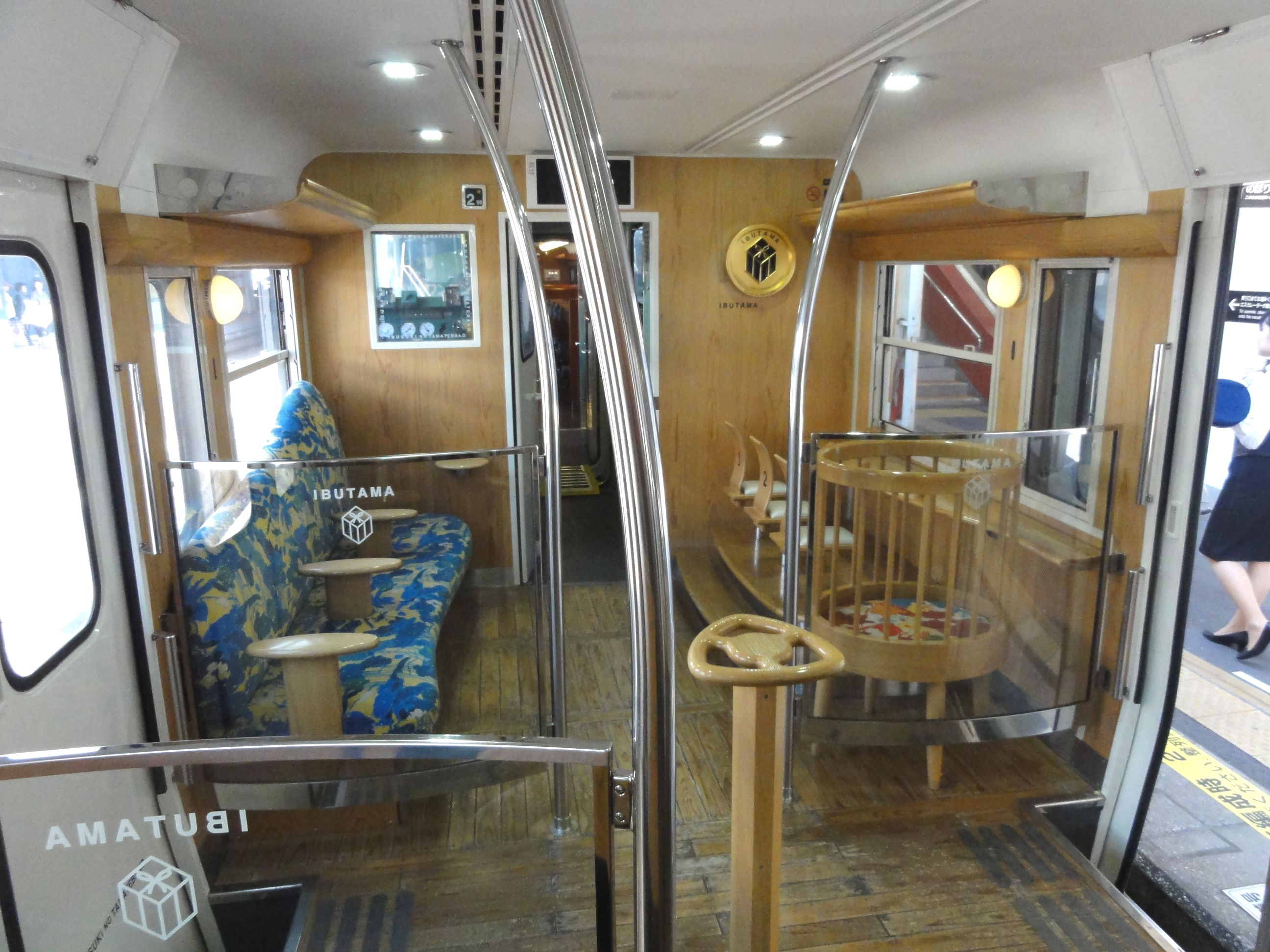
キッズチェア・ソファー席
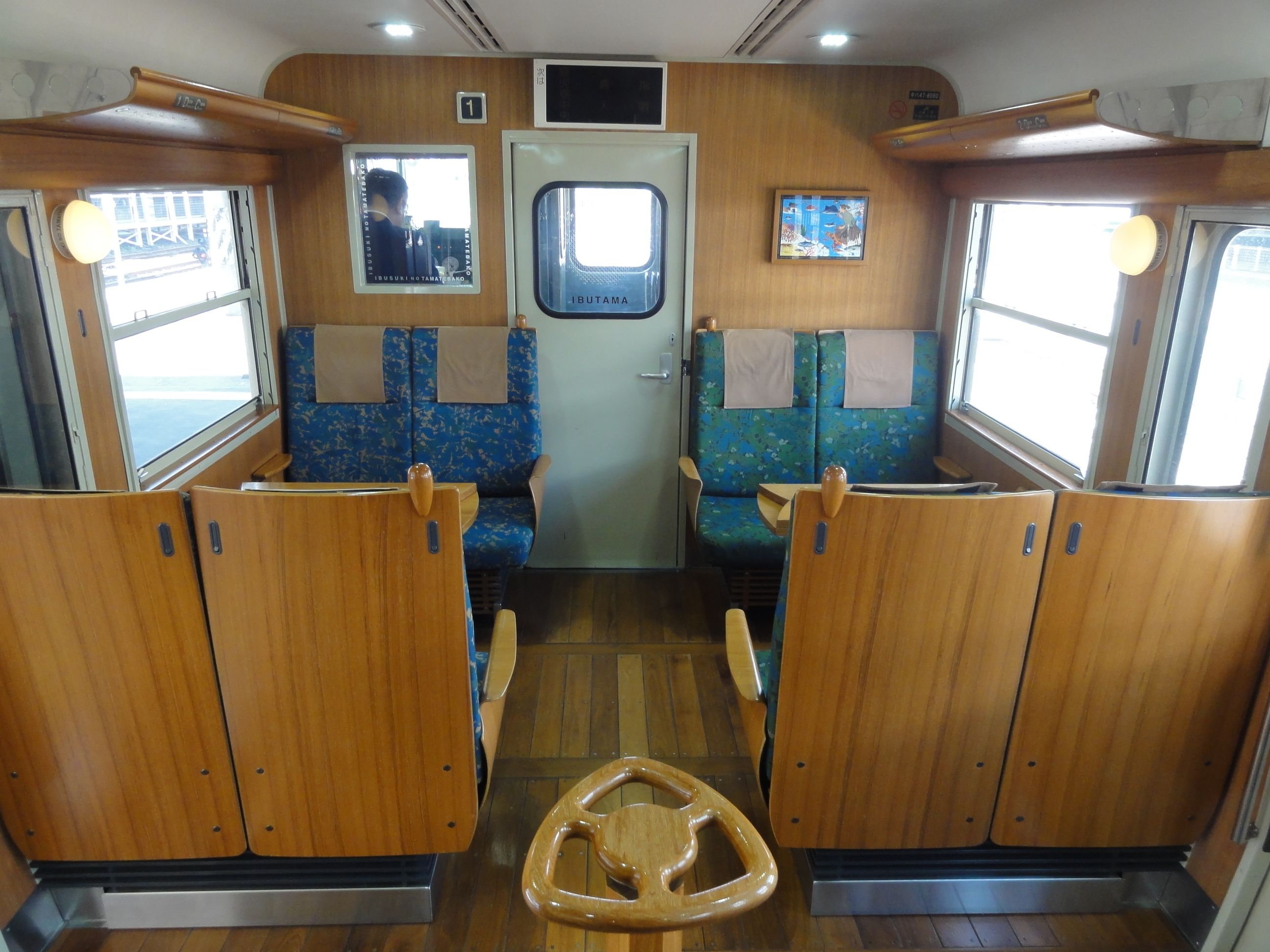
コンパートメント席
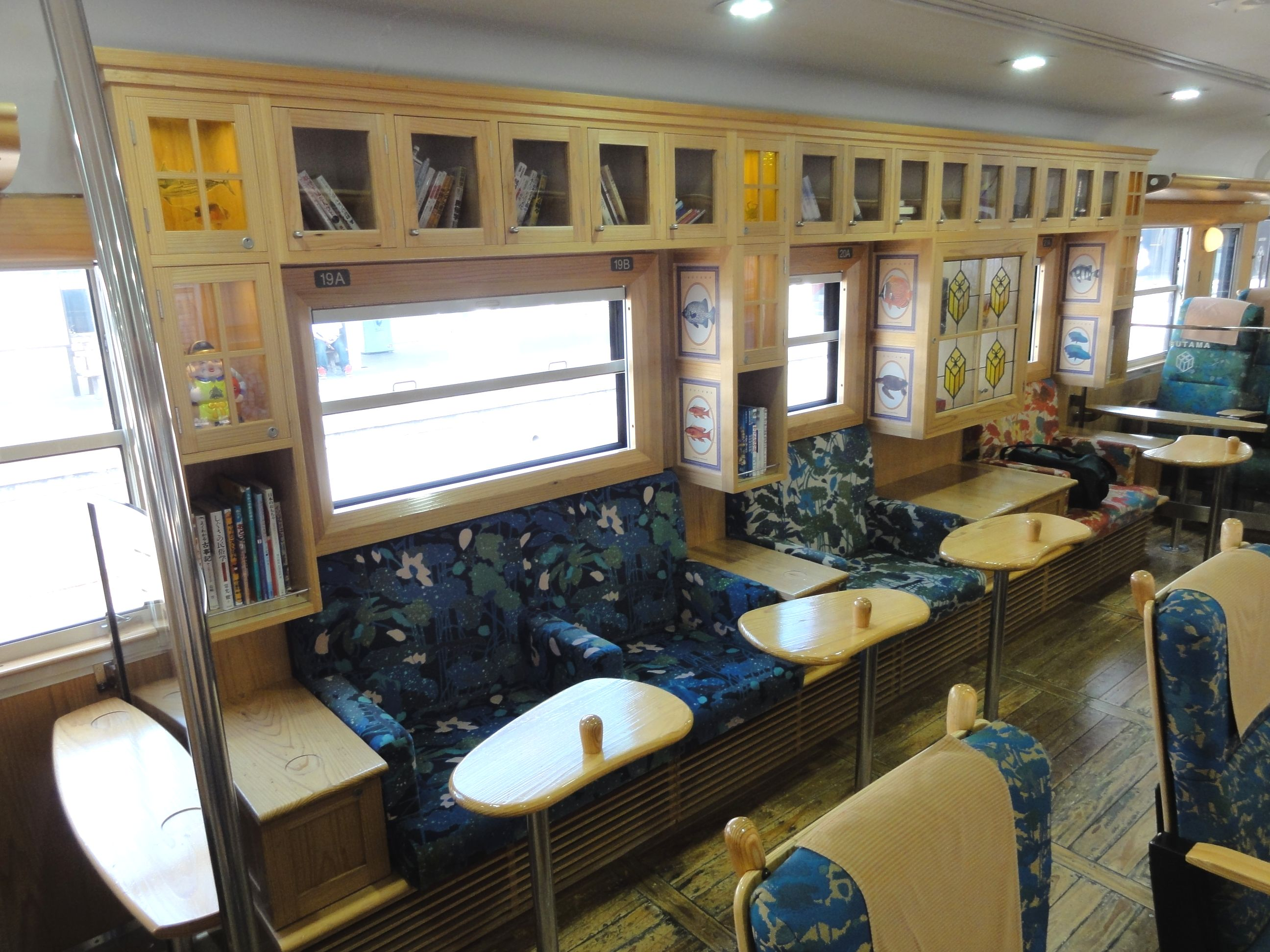
ソファー席

#### 「かわせみ やませみ」
2017年3月4日に運行を開始した、肥薩線観光特急「かわせみ やませみ」用に、キハ47 8087および、キハ47 9051を改造した。 人吉駅側の1号車（キハ47 8087）は青を基調とした「かわせみ」車両、熊本駅側の2号車（キハ47 9051）は緑を基調とした「やませみ」車両で、車内には885系にも使用されている座席を使った回転リクライニングクロスシートや、景色を眺められるカウンター席と子ども椅子、複数人でも楽しめるようにボックスシートが設置されている。また、2号車には通常の座席よりも幅の広い「やませみベンチシート」やソファー席も設置されている。2号車の熊本側にビュッフェ（サービスコーナー）が、1号車の人吉側に多目的トイレと展望コーナーが設置されている。このほか、前照灯が増設され、ドアが片側2箇所から1箇所に削減されたり、車端部にオブジェを設置するなどの改造が行われた が、車番は変更されていない。

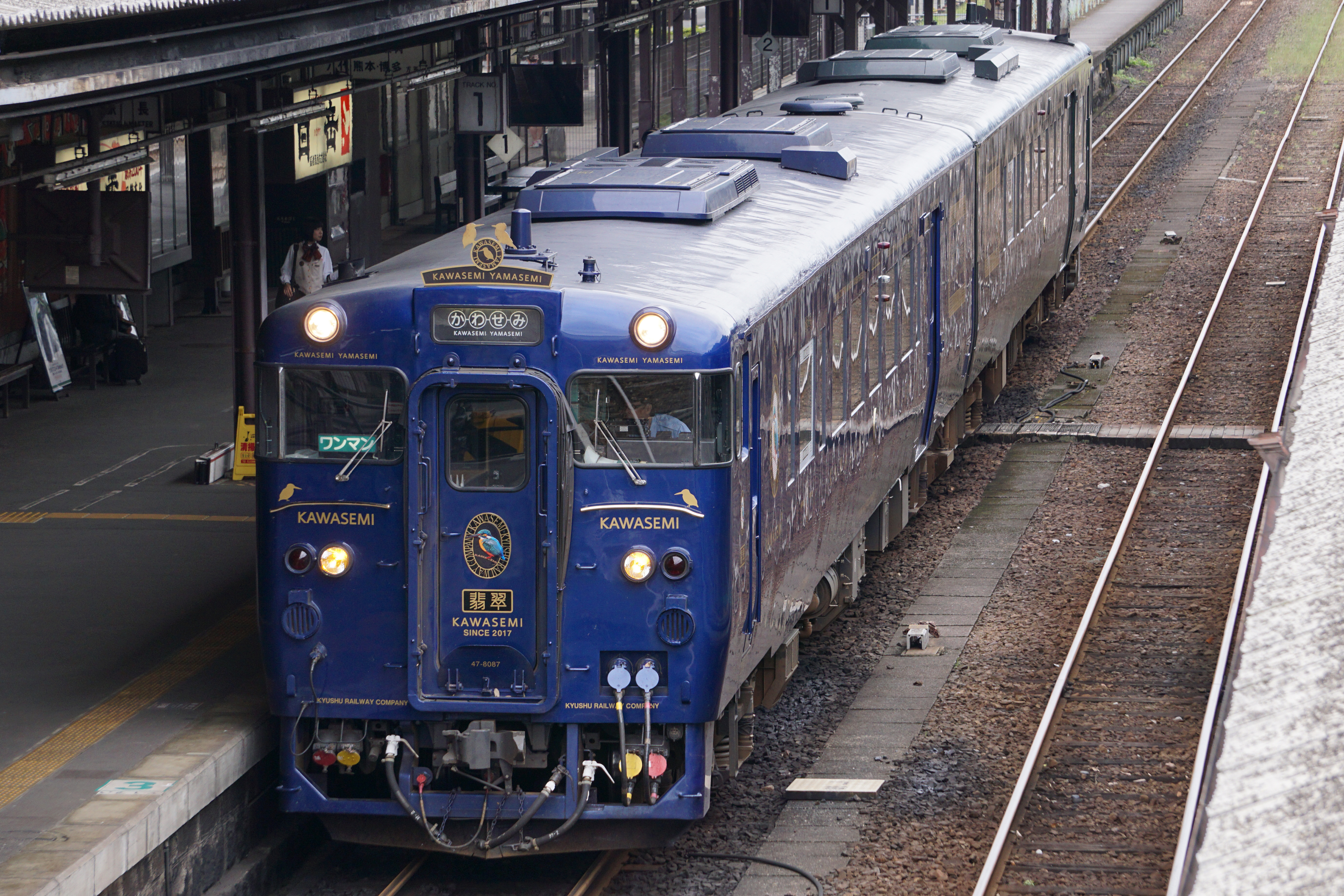
キハ47 8087（かわせみ）

#### 「或る列車」
2015年8月8日に運行開始した「或る列車」に使用される車両で、2012年にJR四国から譲受した元徳島運転所所属のキハ47 176・1505（いずれも2011年4月30日廃車）を小倉総合車両センターで改造してキロシ47 9176・3505としたもので、キハ40系列で初めて食堂車（「シ」）となった。なお、「キロシ」の形式記号は国鉄時代を通じても初の形式記号である。廃車済の車両を改造したため、2015年7月18日付の新製扱いである。配置は長崎支社長崎鉄道事業部佐世保車両センターであり、同支社では2002年以来の配置となった。
明治時代末期に九州鉄道が導入した豪華客車をモチーフとしており、鉄道模型愛好家の原信太郎が製作した同車の模型をベースに、原の次男で原鉄道模型博物館副館長の原健人の監修のもと、水戸岡鋭治がデザインを担当している。改造費用は2両計で約6億円で、「ななつ星」とほぼ同額、「指宿のたまて箱」より高額となった。
車両前面の列車種別表示器上に前照灯を追加し、乗降扉は各車2箇所から、キロシ47 9176は前位側に1箇所、キロシ47 3505は後位側1箇所に変更し、側面には車外スピーカーを増設した。エンジンはコマツ製SA6D125HE-1に、液体変速機はTACN22-1612Aに交換された。最高速度は走行装置の制限のため95km/hのままで変更はない。そのほかの改造内容は以下のとおり。
- キハ47 176 → キロシ47 9176

大分方1号車。定員22人。トイレ撤去。台車はコイルばね式のDT22D・TR51Cであるが、「はやとの風」用車と同様に枕ばねに可変減衰上下動ダンパを搭載し乗り心地を改善している。
- キハ47 1505 → キロシ47 3505

日田方2号車。定員18名。トイレ設置。台車は空気ばね式で、動台車はペデスタル式・1軸駆動のDT44から円筒案内式・2軸駆動のDT44BKに変更され、従台車はペデスタル式のTR227のままである。

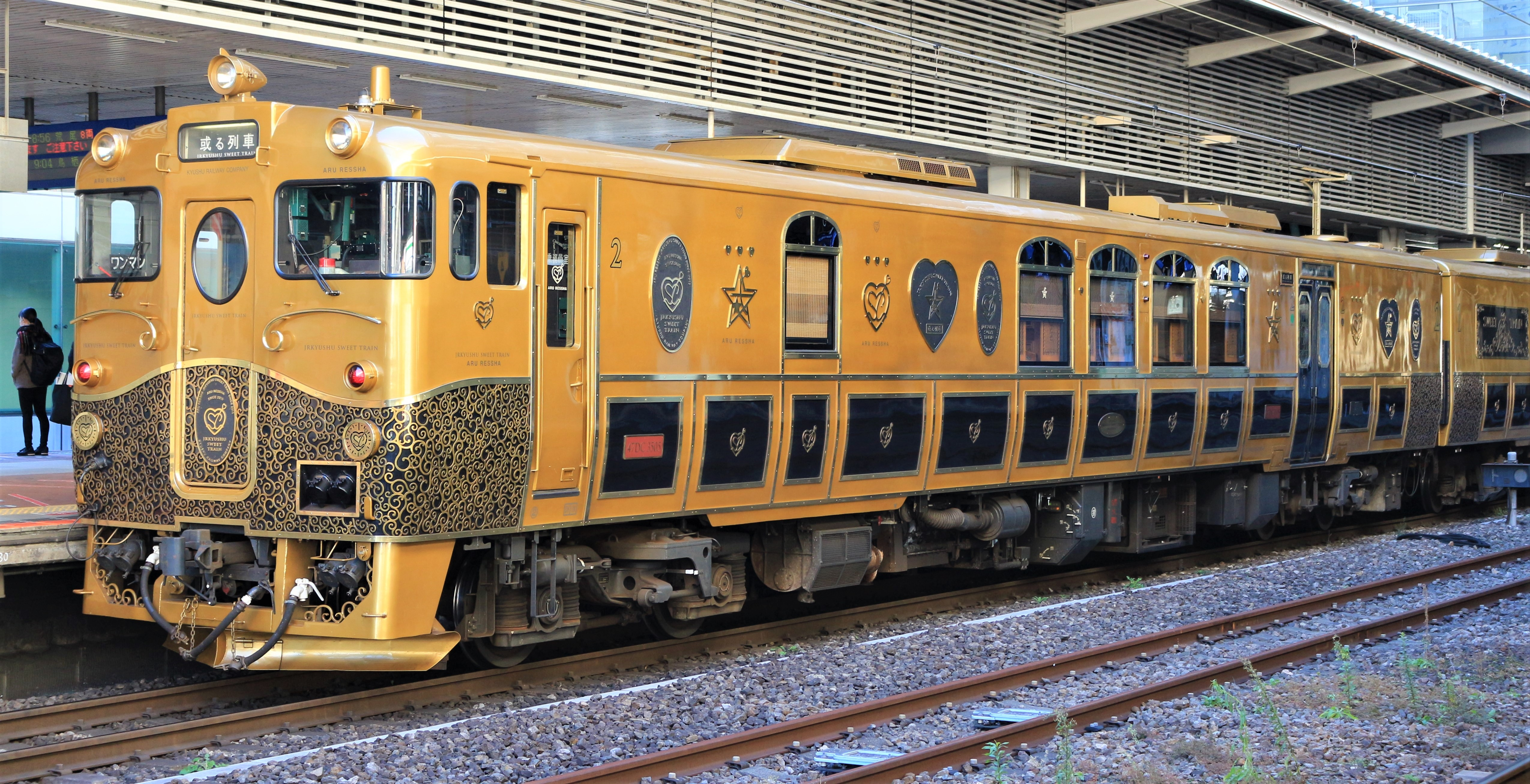
キロシ47 3505
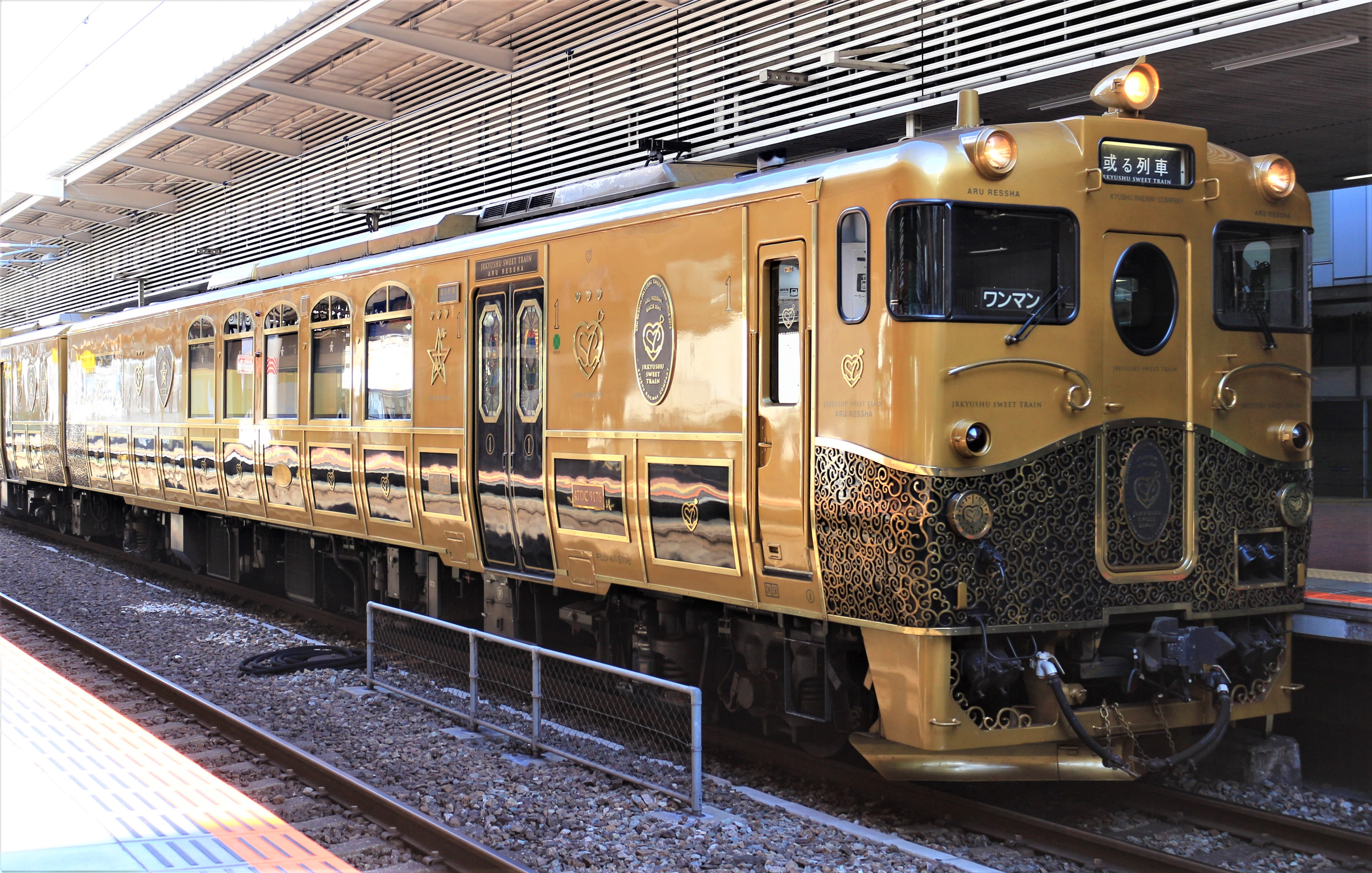
キロシ47 9176
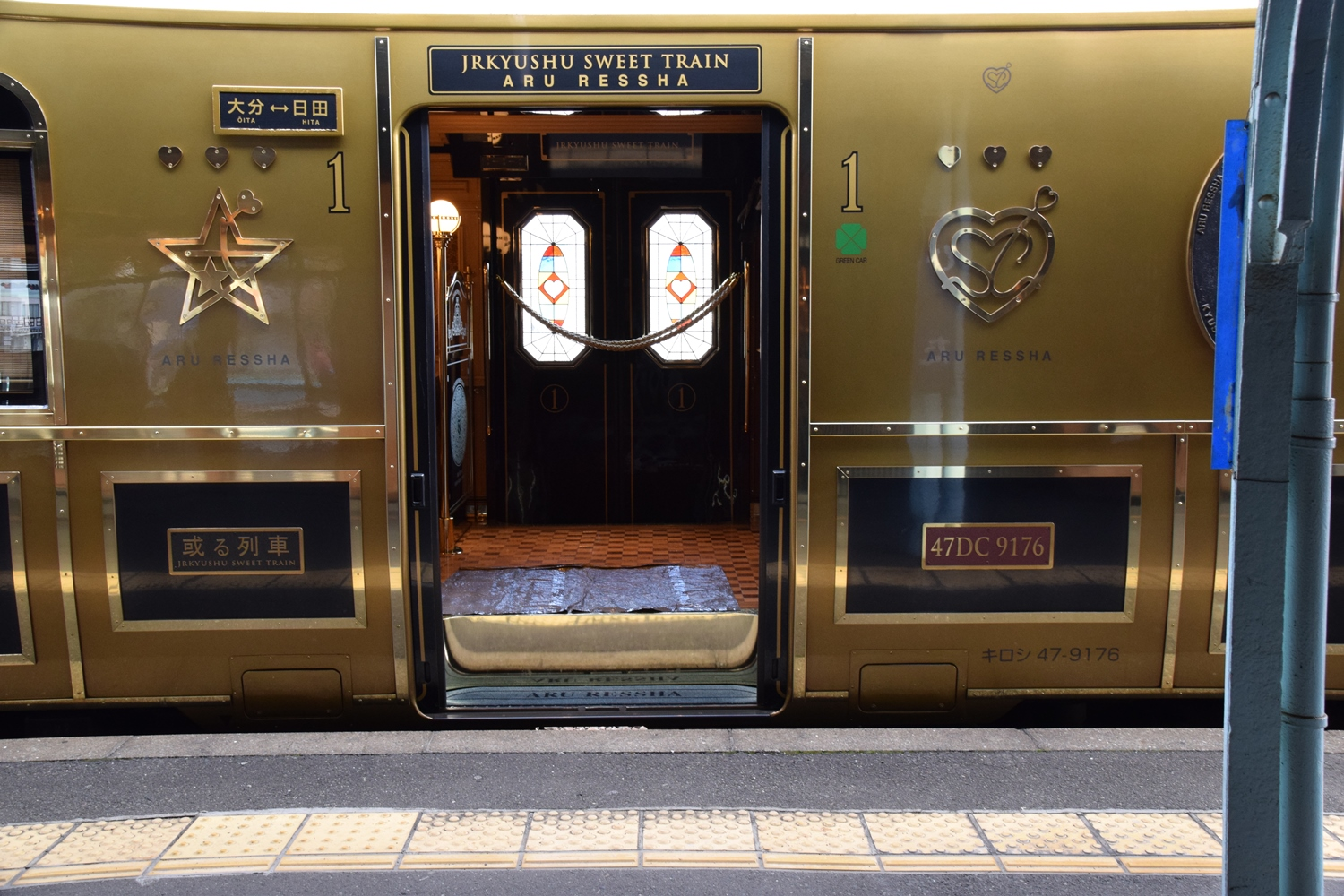
キロシ47形 出入口
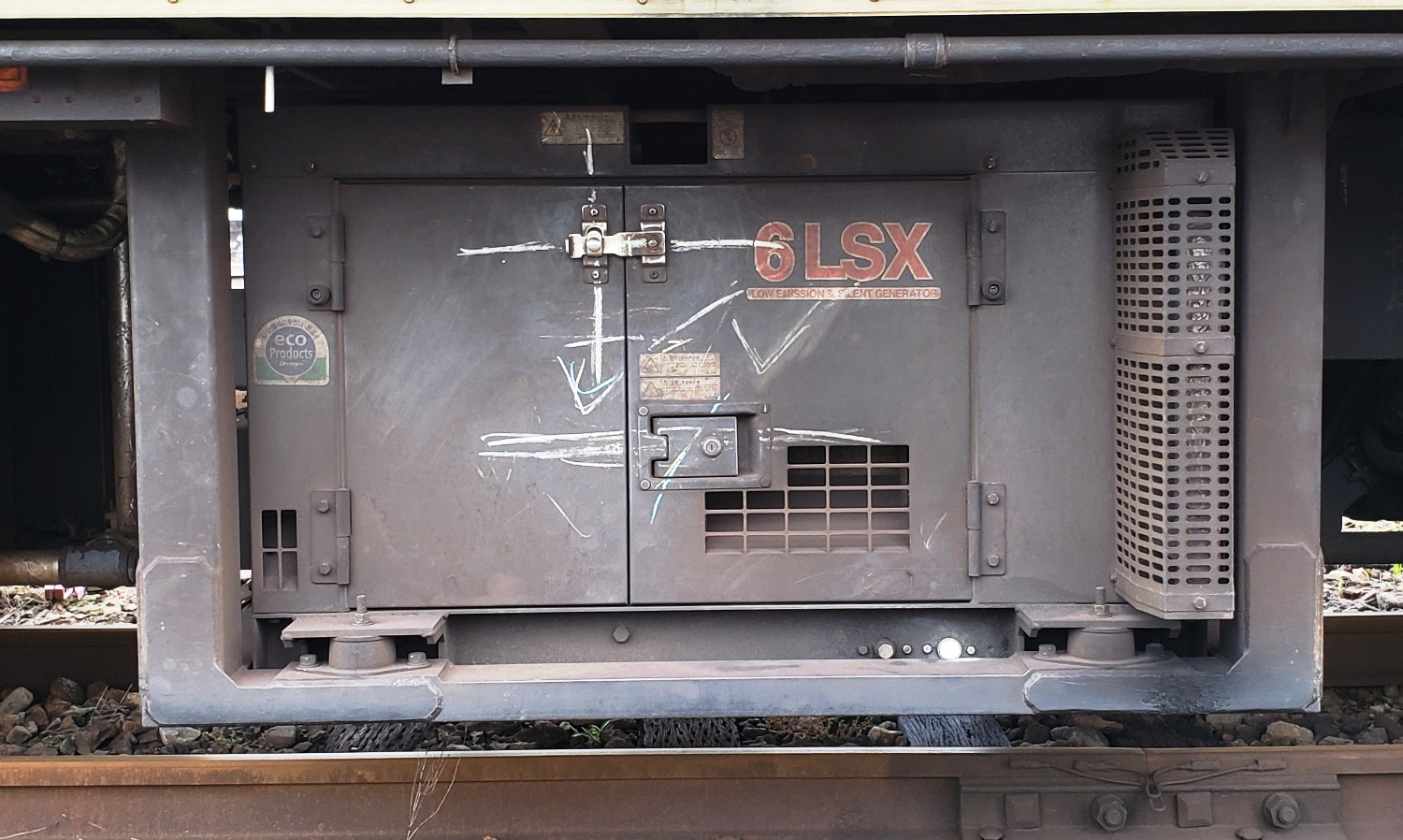
増設された発電専用エンジン
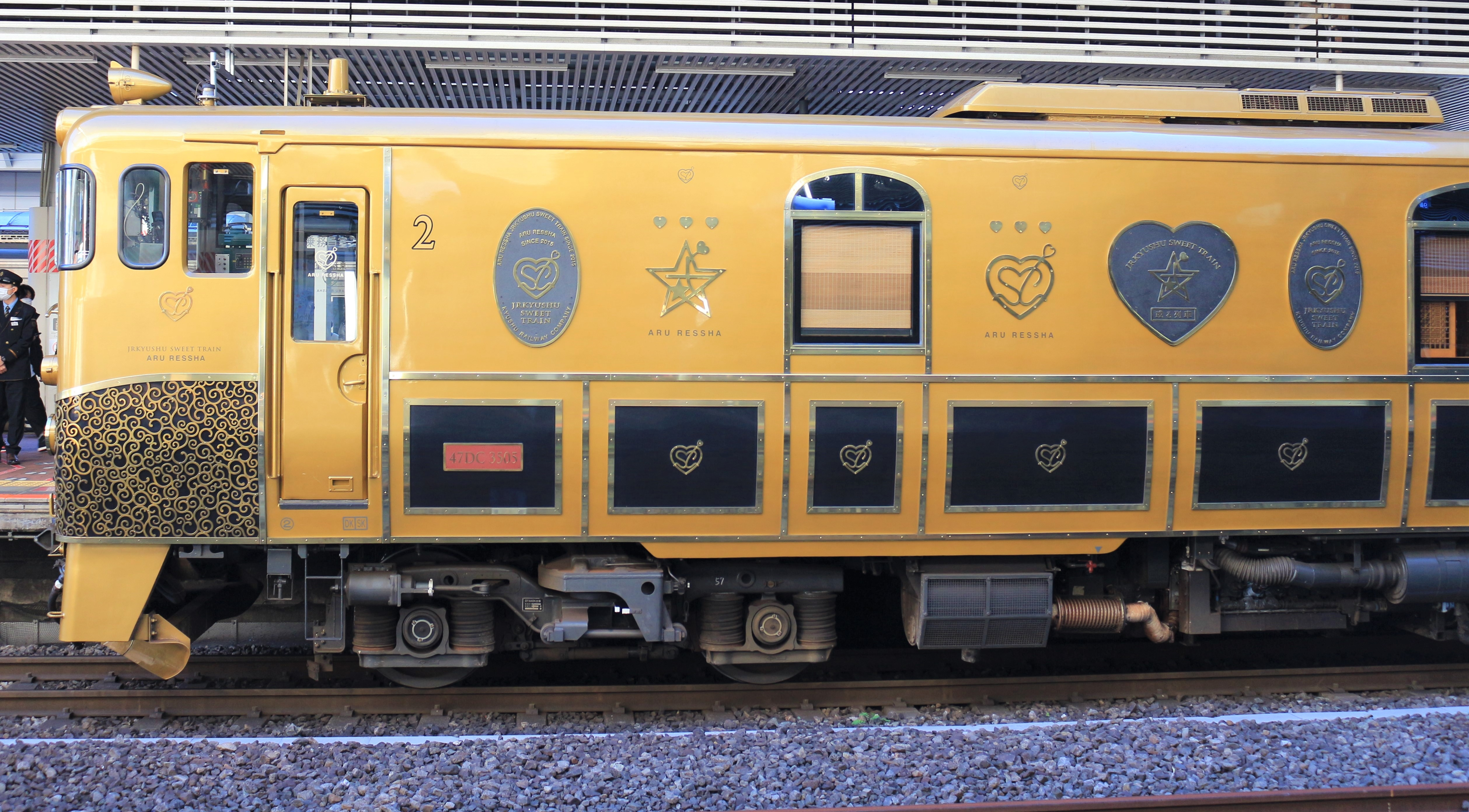
キロシ47 3505の動台車のDT44BK（2軸駆動）

#### 「ふたつ星4047」
2022年9月23日に運行開始した「ふたつ星4047」に使用される車両で、前述の「はやとの風」の2両（キハ47 8092・キハ147 1045）と「いさぶろう」・「しんぺい」の1両（キハ140 2125）を組み合わせた3両編成である。車番は3両とも「4047」に改められている。

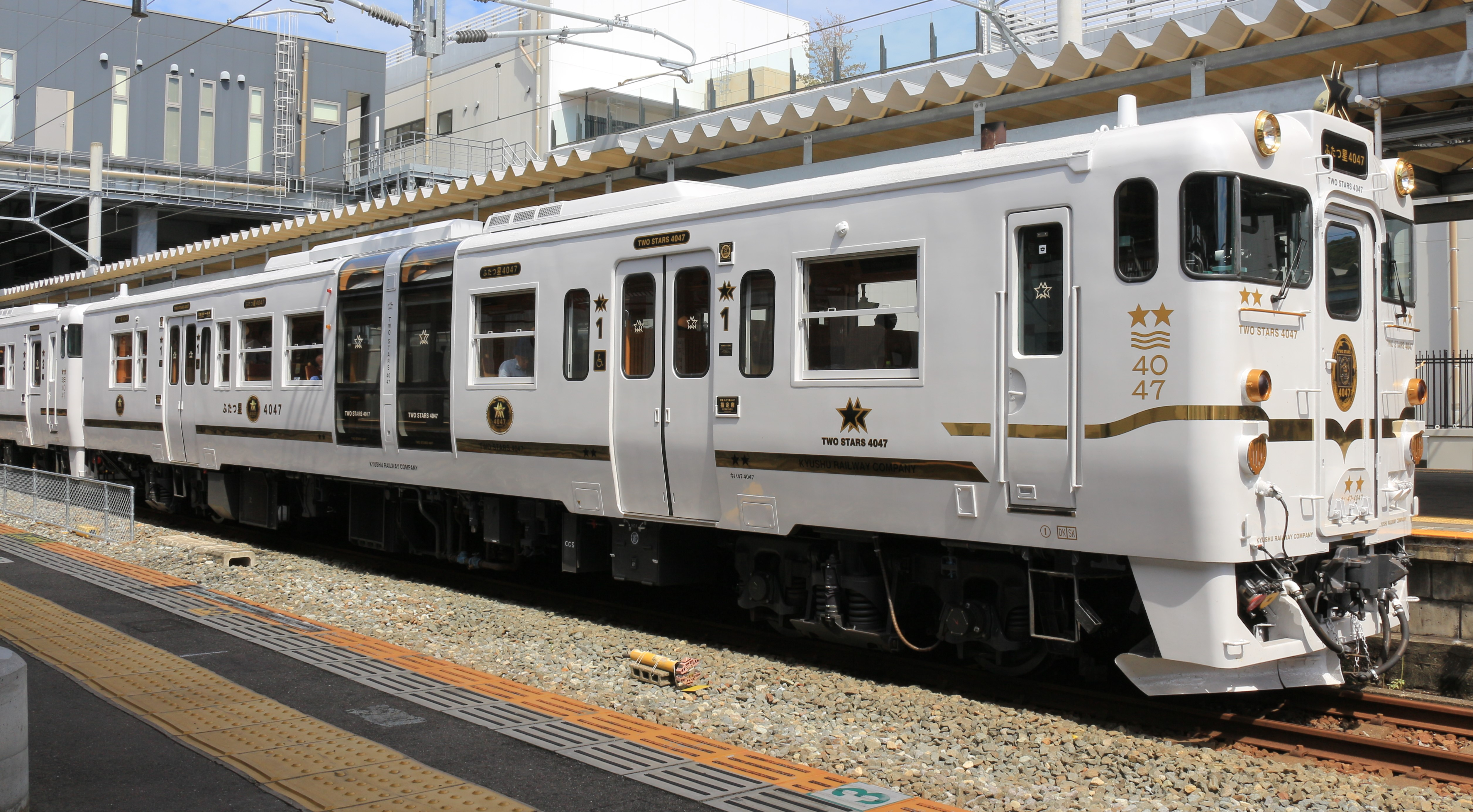
キハ47 4047
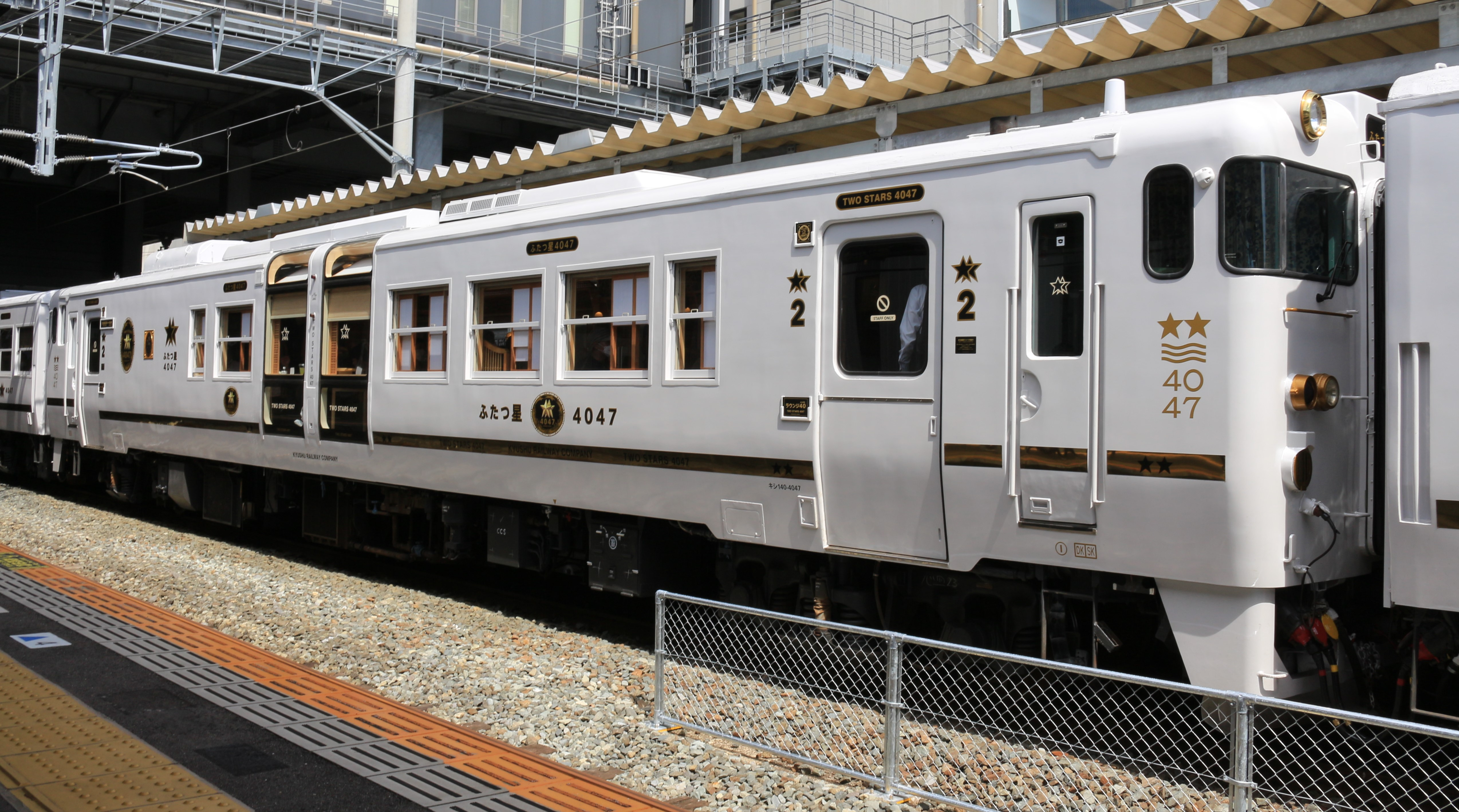
キシ140 4047
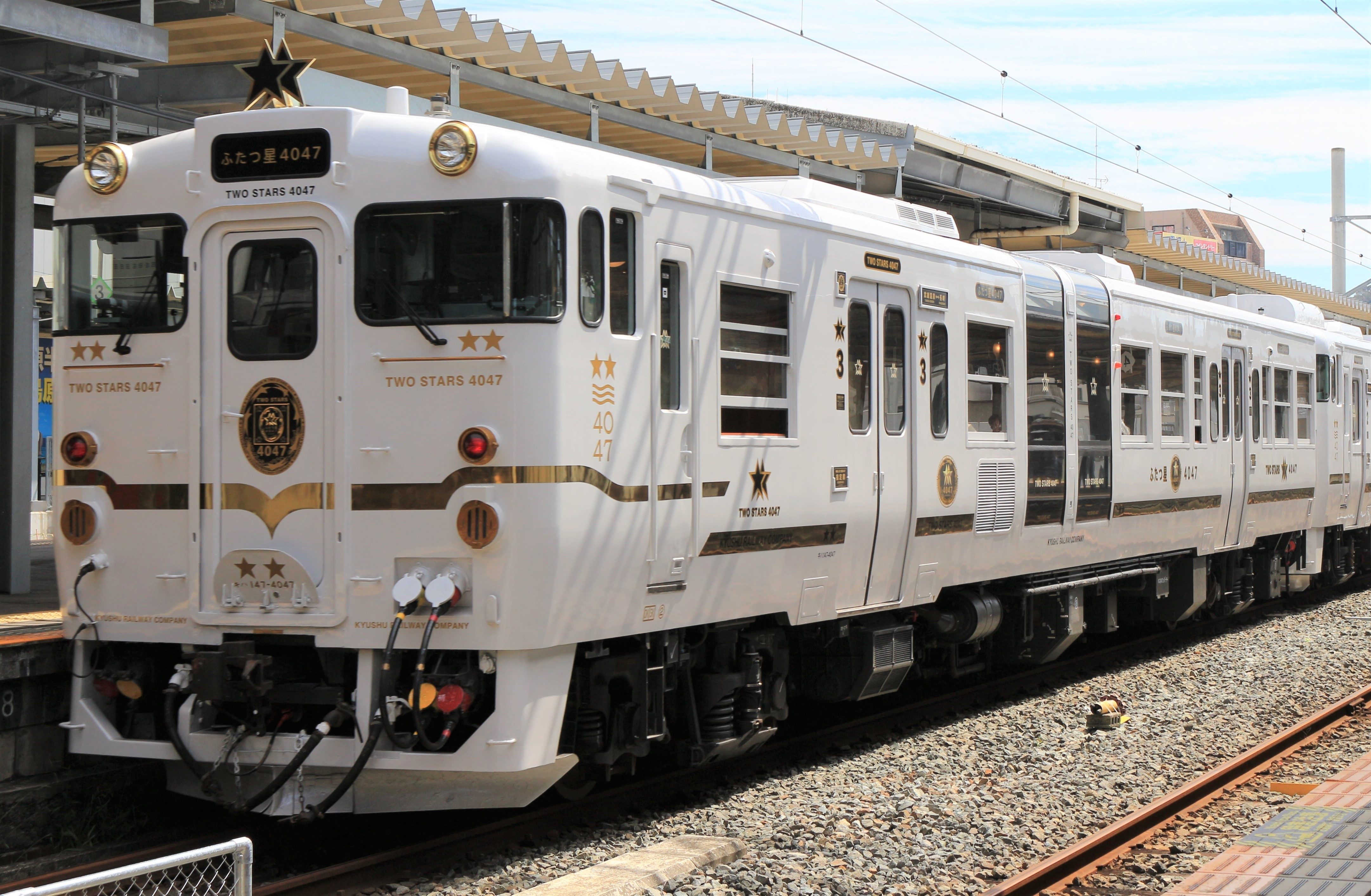
キハ147 4047

#### 「かんぱち・いちろく」
2024年4月26日に運行開始した「かんぱち」・「いちろく」に使用される車両で、「いさぶろう・しんぺい」の2両（キハ47 8159・キハ47 9082）とキハ125形1両を組み合わせた3両編成である。3両全ての形式名が2R形に改められ、グリーン車に変更されている。

## 会社別概況

### 国鉄
キハ40系は1977年より888両が製造され、北海道から九州までの各地に投入された。最初の投入は1977年2月の北海道用キハ40形、および福知山地区の山陰本線京都口用キハ47形であった。キハ48形の投入は1979年からである。1976年度に北海道地区に導入されたキハ40形100番台と福知山地区に導入されたキハ47形0番台各16両および、1977年度に東北地区に導入されたキハ40形500番台20両が量産先行車に位置付けられ、その運用結果が良好であったため1978年度から量産体制に入り、キハ10系の代替が進められた。本系列によるキハ10系の代替は1980年度まで行われ、併せて1979年度からはキハ20系のキハ20・21・22・25形のうち老朽化の進んだ車両を代替した。新造された車両の形式別・予算別の配置先は下表の通り。
| キハ40系気動車年度・予算別導入車両の配置先一覧 | キハ40系気動車年度・予算別導入車両の配置先一覧 | キハ40系気動車年度・予算別導入車両の配置先一覧 | キハ40系気動車年度・予算別導入車両の配置先一覧 | キハ40系気動車年度・予算別導入車両の配置先一覧 | キハ40系気動車年度・予算別導入車両の配置先一覧 | キハ40系気動車年度・予算別導入車両の配置先一覧 | キハ40系気動車年度・予算別導入車両の配置先一覧 | キハ40系気動車年度・予算別導入車両の配置先一覧 | キハ40系気動車年度・予算別導入車両の配置先一覧 | キハ40系気動車年度・予算別導入車両の配置先一覧 | キハ40系気動車年度・予算別導入車両の配置先一覧 | キハ40系気動車年度・予算別導入車両の配置先一覧 | キハ40系気動車年度・予算別導入車両の配置先一覧 | キハ40系気動車年度・予算別導入車両の配置先一覧 | キハ40系気動車年度・予算別導入車両の配置先一覧 | キハ40系気動車年度・予算別導入車両の配置先一覧 | キハ40系気動車年度・予算別導入車両の配置先一覧 | キハ40系気動車年度・予算別導入車両の配置先一覧 |
| 用途                                           | 管理局                                         | 配置区                                         | 形式                                           | 1975年度                                       | 1976年度                                       | 1977年度                                       | 1978年度                                       | 1978年度                                       | 1978年度                                       | 1978年度                                       | 1979年度                                       | 1979年度                                       | 1979年度                                       | 1980年度                                       | 1980年度                                       | 1981年度                                       | 1981年度                                       | 総計                                           |
| 用途                                           | 管理局                                         | 配置区                                         | 形式                                           | 3次債務                                        | 2次債務                                        | 1次債務                                        | 本予算                                         | 1次債務                                        | 2次債務                                        | 3次債務                                        | 本予算                                         | 2次債務                                        | 3次債務                                        | 1次債務                                        | 3次債務                                        | 本予算                                         | 1次債務                                        | 総計                                           |
| ---------------------------------------------- | ---------------------------------------------- | ---------------------------------------------- | ---------------------------------------------- | ---------------------------------------------- | ---------------------------------------------- | ---------------------------------------------- | ---------------------------------------------- | ---------------------------------------------- | ---------------------------------------------- | ---------------------------------------------- | ---------------------------------------------- | ---------------------------------------------- | ---------------------------------------------- | ---------------------------------------------- | ---------------------------------------------- | ---------------------------------------------- | ---------------------------------------------- | ---------------------------------------------- |
| 酷寒地                                         | 釧路鉄道管理局                                 | 釧路機関区                                     | キハ40                                         |                                                |                                                |                                                |                                                |                                                | 8両                                            | 5両                                            |                                                | 4両                                            | 3両                                            | 3両                                            |                                                |                                                |                                                | 23両                                           |
| 酷寒地                                         | 釧路鉄道管理局                                 | 池田機関区                                     | キハ40                                         |                                                |                                                |                                                |                                                |                                                | 8両                                            |                                                |                                                |                                                |                                                |                                                |                                                |                                                |                                                | 8両                                            |
| 酷寒地                                         | 旭川鉄道管理局                                 | 旭川機関区                                     | キハ40                                         | 8両                                            |                                                |                                                |                                                |                                                |                                                | 7両                                            |                                                | 5両                                            | 6両                                            | 10両                                           |                                                |                                                | 6両                                            | 46両                                           |
| 酷寒地                                         | 旭川鉄道管理局                                 | 旭川機関区                                     | キハ48                                         |                                                |                                                |                                                |                                                |                                                |                                                |                                                |                                                |                                                |                                                |                                                |                                                |                                                | 4両                                            | 46両                                           |
| 酷寒地                                         | 札幌鉄道管理局                                 | 札幌運転区                                     | キハ40                                         |                                                |                                                |                                                |                                                |                                                |                                                |                                                |                                                |                                                |                                                |                                                |                                                |                                                | 4両                                            | 4両                                            |
| 酷寒地                                         | 札幌鉄道管理局                                 | 苗穂機関区                                     | キハ40                                         | 8両                                            |                                                |                                                |                                                |                                                | 14両                                           | 5両                                            |                                                | 17両                                           | 2両                                            | 4両                                            |                                                |                                                |                                                | 53両                                           |
| 酷寒地                                         | 札幌鉄道管理局                                 | 苗穂機関区                                     | キハ48                                         |                                                |                                                |                                                |                                                |                                                |                                                |                                                |                                                |                                                |                                                |                                                |                                                |                                                | 3両                                            | 53両                                           |
| 酷寒地                                         | 札幌鉄道管理局                                 | 室蘭機関区                                     | キハ40                                         |                                                |                                                |                                                |                                                |                                                |                                                |                                                |                                                |                                                | 4両                                            | 3両                                            |                                                |                                                |                                                | 7両                                            |
| 酷寒地                                         | 青函船舶鉄道管理局                             | 函館運転所                                     | キハ40                                         |                                                |                                                |                                                |                                                |                                                |                                                | 2両                                            |                                                | 5両                                            | 6両                                            | 3両                                            |                                                |                                                |                                                | 16両                                           |
| 酷寒地                                         | 酷寒地計                                       | 酷寒地計                                       | 酷寒地計                                       | 16両                                           |                                                |                                                |                                                |                                                | 30両                                           | 19両                                           |                                                | 31両                                           | 21両                                           | 23両                                           |                                                |                                                | 17両                                           | 157両                                          |
| 寒地                                           | 盛岡鉄道管理局                                 | 盛岡客車区                                     | キハ48                                         |                                                |                                                |                                                |                                                |                                                |                                                |                                                |                                                |                                                |                                                |                                                | 8両                                            |                                                |                                                | 8両                                            |
| 寒地                                           | 盛岡鉄道管理局                                 | 八戸機関区                                     | キハ40                                         |                                                |                                                |                                                |                                                | 9両                                            |                                                |                                                |                                                | 4両                                            | 5両                                            |                                                |                                                |                                                |                                                | 24両                                           |
| 寒地                                           | 盛岡鉄道管理局                                 | 八戸機関区                                     | キハ48                                         |                                                |                                                |                                                |                                                | 6両                                            |                                                |                                                |                                                |                                                |                                                |                                                |                                                |                                                |                                                | 24両                                           |
| 寒地                                           | 秋田鉄道管理局                                 | 山形機関区                                     | キハ40                                         |                                                |                                                |                                                |                                                | 5両                                            |                                                |                                                |                                                |                                                | 2両                                            |                                                |                                                |                                                |                                                | 30両                                           |
| 寒地                                           | 秋田鉄道管理局                                 | 山形機関区                                     | キハ48                                         |                                                |                                                |                                                |                                                | 8両                                            | 7両                                            |                                                |                                                |                                                | 2両                                            |                                                | 6両                                            |                                                |                                                | 30両                                           |
| 寒地                                           | 秋田鉄道管理局                                 | 秋田運転区                                     | キハ40                                         |                                                |                                                |                                                |                                                |                                                | 3両                                            |                                                |                                                | 2両                                            |                                                |                                                |                                                |                                                |                                                | 13両                                           |
| 寒地                                           | 秋田鉄道管理局                                 | 秋田運転区                                     | キハ48                                         |                                                |                                                |                                                |                                                |                                                | 5両                                            |                                                |                                                | 3両                                            |                                                |                                                |                                                |                                                |                                                | 13両                                           |
| 寒地                                           | 秋田鉄道管理局                                 | 弘前運転区                                     | キハ40                                         |                                                | 10両                                           |                                                |                                                | 11両                                           |                                                |                                                |                                                |                                                |                                                |                                                |                                                |                                                |                                                | 21両                                           |
| 寒地                                           | 仙台鉄道管理局                                 | 郡山客貨車区                                   | キハ40                                         |                                                |                                                |                                                |                                                |                                                |                                                |                                                | 5両                                            |                                                | 2両                                            |                                                |                                                |                                                |                                                | 13両                                           |
| 寒地                                           | 仙台鉄道管理局                                 | 郡山客貨車区                                   | キハ48                                         |                                                |                                                |                                                |                                                |                                                |                                                |                                                | 3両                                            |                                                | 3両                                            |                                                |                                                |                                                |                                                | 13両                                           |
| 寒地                                           | 仙台鉄道管理局                                 | 小牛田運転区                                   | キハ40                                         |                                                | 10両                                           |                                                |                                                | 5両                                            |                                                |                                                |                                                | 6両                                            |                                                |                                                |                                                |                                                |                                                | 42両                                           |
| 寒地                                           | 仙台鉄道管理局                                 | 小牛田運転区                                   | キハ48                                         |                                                |                                                |                                                |                                                | 8両                                            |                                                |                                                | 7両                                            | 6両                                            |                                                |                                                |                                                |                                                |                                                | 42両                                           |
| 寒地                                           | 新潟鉄道管理局                                 | 新潟運転所                                     | キハ40                                         |                                                |                                                |                                                |                                                |                                                |                                                |                                                |                                                |                                                | 6両                                            |                                                |                                                |                                                |                                                | 49両                                           |
| 寒地                                           | 新潟鉄道管理局                                 | 新潟運転所                                     | キハ47                                         |                                                |                                                | 10両                                           |                                                | 27両                                           |                                                |                                                |                                                | 6両                                            |                                                |                                                |                                                |                                                |                                                | 49両                                           |
| 寒地                                           | 長野鉄道管理局                                 | 長野運転所                                     | キハ40                                         |                                                |                                                |                                                |                                                |                                                |                                                |                                                |                                                |                                                |                                                |                                                |                                                |                                                | 2両                                            | 4両                                            |
| 寒地                                           | 長野鉄道管理局                                 | 長野運転所                                     | キハ48                                         |                                                |                                                |                                                |                                                |                                                |                                                |                                                |                                                |                                                |                                                |                                                |                                                |                                                | 2両                                            | 4両                                            |
| 寒地                                           | 名古屋管理鉄道局                               | 美濃太田機関区                                 | キハ40                                         |                                                |                                                |                                                |                                                |                                                |                                                | 5両                                            |                                                | 2両                                            |                                                |                                                |                                                |                                                |                                                | 43両                                           |
| 寒地                                           | 名古屋管理鉄道局                               | 美濃太田機関区                                 | キハ48                                         |                                                |                                                |                                                |                                                | 11両                                           | 14両                                           | 4両                                            |                                                | 6両                                            |                                                |                                                |                                                |                                                |                                                | 43両                                           |
| 寒地                                           | 寒地計                                         | 寒地計                                         | 寒地計                                         |                                                | 20両                                           | 10両                                           |                                                | 90両                                           | 29両                                           | 9両                                            | 15両                                           | 35両                                           | 20両                                           |                                                | 14両                                           |                                                | 4両                                            | 246両                                          |
| 暖地                                           | 高崎鉄道管理局                                 | 高崎第一機関区                                 | キハ40                                         |                                                |                                                |                                                |                                                |                                                |                                                |                                                |                                                | 5両                                            |                                                |                                                |                                                |                                                |                                                | 5両                                            |
| 暖地                                           | 水戸鉄道管理局                                 | 水戸機関区                                     | キハ40                                         |                                                |                                                |                                                |                                                | 6両                                            |                                                |                                                |                                                |                                                |                                                |                                                |                                                | 4両                                            |                                                | 15両                                           |
| 暖地                                           | 水戸鉄道管理局                                 | 水戸機関区                                     | キハ47                                         |                                                |                                                |                                                |                                                |                                                |                                                |                                                |                                                |                                                |                                                |                                                |                                                | 5両                                            |                                                | 15両                                           |
| 暖地                                           | 東京北鉄道管理局                               | 宇都宮運転所                                   | キハ40                                         |                                                |                                                |                                                |                                                | 10両                                           |                                                |                                                |                                                |                                                |                                                |                                                |                                                |                                                |                                                | 10両                                           |
| 暖地                                           | 名古屋管理鉄道局                               | 美濃太田機関区                                 | キハ40                                         |                                                |                                                |                                                |                                                |                                                |                                                |                                                |                                                |                                                |                                                | 3両                                            |                                                |                                                |                                                | 8両                                            |
| 暖地                                           | 名古屋管理鉄道局                               | 美濃太田機関区                                 | キハ48                                         |                                                |                                                |                                                |                                                |                                                |                                                |                                                |                                                |                                                |                                                | 5両                                            |                                                |                                                |                                                | 8両                                            |
| 暖地                                           | 金沢鉄道管理局                                 | 敦賀第一機関区                                 | キハ40                                         |                                                |                                                |                                                |                                                |                                                |                                                |                                                |                                                |                                                |                                                |                                                |                                                | 3両                                            |                                                | 8両                                            |
| 暖地                                           | 金沢鉄道管理局                                 | 敦賀第一機関区                                 | キハ48                                         |                                                |                                                |                                                |                                                |                                                |                                                |                                                |                                                |                                                |                                                |                                                |                                                | 5両                                            |                                                | 8両                                            |
| 暖地                                           | 大阪鉄道管理局                                 | 向日町運転所                                   | キハ47                                         |                                                |                                                | 15両                                           |                                                |                                                |                                                |                                                |                                                |                                                |                                                |                                                |                                                |                                                | 4両                                            | 19両                                           |
| 暖地                                           | 大阪鉄道管理局                                 | 姫路第一機関区                                 | キハ40                                         |                                                |                                                |                                                |                                                |                                                |                                                |                                                |                                                | 5両                                            | 3両                                            |                                                |                                                |                                                |                                                | 21両                                           |
| 暖地                                           | 大阪鉄道管理局                                 | 姫路第一機関区                                 | キハ47                                         |                                                |                                                |                                                |                                                |                                                |                                                |                                                |                                                | 9両                                            | 4両                                            |                                                |                                                |                                                |                                                | 21両                                           |
| 暖地                                           | 天王寺鉄道管理局                               | 伊勢運転区                                     | キハ40                                         |                                                |                                                |                                                |                                                |                                                |                                                |                                                | 3両                                            |                                                |                                                |                                                | 2両                                            |                                                |                                                | 5両                                            |
| 暖地                                           | 天王寺鉄道管理局                               | 奈良運転所                                     | キハ40                                         |                                                |                                                |                                                |                                                |                                                |                                                |                                                |                                                |                                                |                                                | 3両                                            |                                                |                                                |                                                | 3両                                            |
| 暖地                                           | 天王寺鉄道管理局                               | 亀山機関区                                     | キハ40                                         |                                                |                                                |                                                |                                                |                                                | 6両                                            |                                                |                                                |                                                |                                                |                                                |                                                |                                                |                                                | 10両                                           |
| 暖地                                           | 天王寺鉄道管理局                               | 亀山機関区                                     | キハ47                                         |                                                |                                                |                                                |                                                |                                                | 4両                                            |                                                |                                                |                                                |                                                |                                                |                                                |                                                |                                                | 10両                                           |
| 暖地                                           | 福知山鉄道管理局                               | 福知山機関区                                   | キハ47                                         | 16両                                           |                                                |                                                | 24両                                           |                                                |                                                |                                                |                                                |                                                | 2両                                            | 12両                                           | 2両                                            |                                                |                                                | 56両                                           |
| 暖地                                           | 米子鉄道管理局                                 | 西鳥取運転区                                   | キハ40                                         |                                                |                                                |                                                |                                                | 5両                                            |                                                |                                                |                                                |                                                | 1両                                            | 2両                                            | 1両                                            |                                                |                                                | 24両                                           |
| 暖地                                           | 米子鉄道管理局                                 | 西鳥取運転区                                   | キハ47                                         |                                                |                                                |                                                |                                                | 6両                                            |                                                |                                                | 3両                                            |                                                | 1両                                            | 4両                                            | 1両                                            |                                                |                                                | 24両                                           |
| 暖地                                           | 米子鉄道管理局                                 | 米子機関区                                     | キハ40                                         |                                                |                                                |                                                |                                                |                                                | 1両                                            |                                                |                                                |                                                | 2両                                            |                                                |                                                |                                                |                                                | 12両                                           |
| 暖地                                           | 米子鉄道管理局                                 | 米子機関区                                     | キハ47                                         |                                                |                                                |                                                |                                                |                                                | 3両                                            |                                                | 3両                                            |                                                |                                                | 3両                                            |                                                |                                                |                                                | 12両                                           |
| 暖地                                           | 米子鉄道管理局                                 | 浜田機関区                                     | キハ40                                         |                                                |                                                |                                                |                                                |                                                | 3両                                            |                                                |                                                |                                                |                                                |                                                |                                                |                                                |                                                | 7両                                            |
| 暖地                                           | 米子鉄道管理局                                 | 浜田機関区                                     | キハ47                                         |                                                |                                                |                                                |                                                |                                                | 2両                                            |                                                |                                                |                                                |                                                |                                                | 2両                                            |                                                |                                                | 7両                                            |
| 暖地                                           | 岡山鉄道管理局                                 | 岡山気動車区                                   | キハ40                                         |                                                |                                                |                                                |                                                | 5両                                            |                                                |                                                |                                                |                                                | 1両                                            | 2両                                            |                                                |                                                |                                                | 43両                                           |
| 暖地                                           | 岡山鉄道管理局                                 | 岡山気動車区                                   | キハ47                                         |                                                |                                                | 10両                                           | 6両                                            | 8両                                            |                                                |                                                |                                                |                                                | 2両                                            | 7両                                            | 2両                                            |                                                |                                                | 43両                                           |
| 暖地                                           | 広島鉄道管理局                                 | 広島運転所                                     | キハ40                                         |                                                |                                                |                                                |                                                |                                                |                                                | 6両                                            |                                                |                                                |                                                | 4両                                            |                                                |                                                |                                                | 26両                                           |
| 暖地                                           | 広島鉄道管理局                                 | 広島運転所                                     | キハ47                                         |                                                |                                                |                                                |                                                |                                                |                                                | 7両                                            |                                                |                                                |                                                | 9両                                            |                                                |                                                |                                                | 26両                                           |
| 暖地                                           | 広島鉄道管理局                                 | 小郡機関区                                     | キハ40                                         |                                                |                                                |                                                |                                                |                                                |                                                |                                                | 2両                                            | 10両                                           |                                                |                                                |                                                |                                                |                                                | 30両                                           |
| 暖地                                           | 広島鉄道管理局                                 | 小郡機関区                                     | キハ47                                         |                                                |                                                | 6両                                            |                                                |                                                |                                                |                                                | 7両                                            | 5両                                            |                                                |                                                |                                                |                                                |                                                | 30両                                           |
| 暖地                                           | 広島鉄道管理局                                 | 厚狭機関区                                     | キハ40                                         |                                                |                                                |                                                |                                                |                                                |                                                |                                                |                                                |                                                |                                                | 2両                                            |                                                |                                                |                                                | 6両                                            |
| 暖地                                           | 広島鉄道管理局                                 | 厚狭機関区                                     | キハ47                                         |                                                |                                                |                                                |                                                |                                                |                                                |                                                |                                                |                                                |                                                | 2両                                            |                                                |                                                | 2両                                            | 6両                                            |
| 暖地                                           | 四国総局                                       | 高知機関区                                     | キハ40                                         |                                                |                                                |                                                |                                                |                                                |                                                |                                                |                                                |                                                |                                                | 4両                                            |                                                |                                                |                                                | 20両                                           |
| 暖地                                           | 四国総局                                       | 高知機関区                                     | キハ47                                         |                                                |                                                |                                                |                                                |                                                |                                                |                                                |                                                | 14両                                           |                                                | 2両                                            |                                                |                                                |                                                | 20両                                           |
| 暖地                                           | 四国総局                                       | 松山気動車区                                   | キハ40                                         |                                                |                                                |                                                |                                                |                                                |                                                |                                                |                                                |                                                |                                                |                                                |                                                |                                                | 7両                                            | 23両                                           |
| 暖地                                           | 四国総局                                       | 松山気動車区                                   | キハ47                                         |                                                |                                                |                                                |                                                |                                                |                                                |                                                |                                                |                                                |                                                |                                                | 14両                                           |                                                | 2両                                            | 23両                                           |
| 暖地                                           | 門司鉄道管理局                                 | 直方気動車区                                   | キハ47                                         |                                                |                                                |                                                |                                                | 16両                                           |                                                |                                                |                                                |                                                |                                                |                                                |                                                |                                                |                                                | 16両                                           |
| 暖地                                           | 門司鉄道管理局                                 | 竹下気動車区                                   | キハ40                                         |                                                |                                                |                                                |                                                |                                                |                                                |                                                |                                                |                                                |                                                | 2両                                            |                                                |                                                |                                                | 11両                                           |
| 暖地                                           | 門司鉄道管理局                                 | 竹下気動車区                                   | キハ47                                         |                                                |                                                |                                                |                                                |                                                |                                                |                                                |                                                | 3両                                            |                                                | 6両                                            |                                                |                                                |                                                | 11両                                           |
| 暖地                                           | 門司鉄道管理局                                 | 早岐機関区                                     | キハ40                                         |                                                |                                                |                                                |                                                |                                                |                                                |                                                |                                                |                                                |                                                | 3両                                            |                                                |                                                |                                                | 24両                                           |
| 暖地                                           | 門司鉄道管理局                                 | 早岐機関区                                     | キハ47                                         |                                                |                                                |                                                |                                                |                                                |                                                |                                                |                                                | 21両                                           |                                                |                                                |                                                |                                                |                                                | 24両                                           |
| 暖地                                           | 門司鉄道管理局                                 | 長崎機関区                                     | キハ40                                         |                                                |                                                |                                                |                                                |                                                |                                                |                                                |                                                | 10両                                           |                                                |                                                |                                                |                                                |                                                | 14両                                           |
| 暖地                                           | 門司鉄道管理局                                 | 長崎機関区                                     | キハ47                                         |                                                |                                                |                                                |                                                |                                                |                                                |                                                |                                                | 2両                                            |                                                | 2両                                            |                                                |                                                |                                                | 14両                                           |
| 暖地                                           | 大分鉄道管理局                                 | 大分運転所                                     | キハ40                                         |                                                |                                                |                                                |                                                |                                                | 5両                                            |                                                |                                                |                                                |                                                |                                                |                                                |                                                |                                                | 5両                                            |
| 暖地                                           | 熊本鉄道管理局                                 | 熊本機関区                                     | キハ47                                         |                                                |                                                |                                                |                                                |                                                |                                                |                                                |                                                |                                                |                                                |                                                | 7両                                            |                                                |                                                | 7両                                            |
| 暖地                                           | 熊本鉄道管理局                                 | 人吉機関区                                     | キハ47                                         |                                                |                                                |                                                |                                                | 14両                                           |                                                |                                                |                                                |                                                |                                                |                                                |                                                |                                                |                                                | 14両                                           |
| 暖地                                           | 鹿児島鉄道管理局                               | 鹿児島運転所                                   | キハ40                                         |                                                |                                                |                                                |                                                |                                                |                                                |                                                | 7両                                            |                                                | 10両                                           |                                                |                                                |                                                |                                                | 43両                                           |
| 暖地                                           | 鹿児島鉄道管理局                               | 鹿児島運転所                                   | キハ47                                         |                                                |                                                |                                                | 10両                                           |                                                | 5両                                            | 5両                                            | 6両                                            |                                                |                                                |                                                |                                                |                                                |                                                | 43両                                           |
| 暖地                                           | 暖地計                                         | 暖地計                                         | 暖地計                                         | 16両                                           |                                                | 31両                                           | 40両                                           | 70両                                           | 29両                                           | 18両                                           | 31両                                           | 84両                                           | 26両                                           | 77両                                           | 31両                                           | 17両                                           | 15両                                           | 485両                                          |
| 総計                                           | 総計                                           | 総計                                           | 総計                                           | 32両                                           | 20両                                           | 41両                                           | 40両                                           | 160両                                          | 88両                                           | 46両                                           | 46両                                           | 150両                                          | 67両                                           | 100両                                          | 45両                                           | 17両                                           | 36両                                           | 888両                                          |
| 累計                                           | 累計                                           | 累計                                           | 累計                                           | 32両                                           | 52両                                           | 93両                                           | 133両                                          | 293両                                          | 381両                                          | 427両                                          | 473両                                          | 623両                                          | 690両                                          | 790両                                          | 835両                                          | 852両                                          | 888両                                          | 888両                                          |
| 1. 2. 3.                                       |                                                |                                                |                                                |                                                |                                                |                                                |                                                |                                                |                                                |                                                |                                                |                                                |                                                |                                                |                                                |                                                |                                                |                                                |

1987年の民営化では、1983年に指宿枕崎線の脱線事故で事故廃車となったキハ40 2055を除く887両が全旅客鉄道6社へ継承された。

### JR北海道
JR北海道は、キハ40形100番台150両とキハ48形7両（JR北海道は、キハ40形100番台150両とキハ48形7両（300番台4両・1300番台3両）の計157両を継承した
。
電化区間の割合が低く、輸送量の少ない区間の多い北海道では、多くの区間で本系列が普通列車の主力として使用される。キハ54形など、他形式を常用する区間でも臨時で運用される例や、電化の有無にかかわらず気動車を運用することで、運用コストの最適化を図るため、電化区間でありながら使用される函館本線・室蘭本線のような事例もある。
キハ48 301 - 303を除くすべての車両には、ワンマン運転対応・機関換装・冷房装置搭載などの、札沼線用のキハ48 301 - 303には、片側の座席の1人がけクロスシートへの交換などの、線区の事情に応じた改造と改番が行われた。キハ400形・キハ480形を除く各車共通の改造点としては、電磁ブレーキ制御用のKE67形電気連結器の撤去と、ワンマン運転時および客用扉の半自動扱い時に共通で使用する、KE67形電気連結器の増設 が挙げられる。
老朽化した本系列の置き換え用としてH100形が2020年3月から各線区で営業運転をしており、本系列の淘汰が進められている。2023年11月24日（同25日更新）の北海道新聞電子版で、JR北海道は翌2024年度末でキハ40形の定期運行を廃止する考えである旨が報道された。なお、同記事は観光列車用に改造されたいくつかの車両はその後も残る予定としている。

### JR東日本
キハ40形117両（500番台92両・1000番台7両・2000番台18両）・キハ47形28両（0番台3両・500番台12両・1000番台2両・1500番台11両）・キハ48形74両（500番台41両・1500番台33両）の計219両を継承した。
民営化後に高出力車のキハ100系・110系が導入されたため、収容力は大きいが機関出力の小さいキハ40系気動車は比較的平坦でワンマン運転に適さない線区の配置となった。他社に比べて数は少ないが、線区の事情に応じたワンマン運転対応工事や座席の変更の他、冷房装置の搭載、機関の直噴化改造や換装も実施されている。秋田地区の男鹿線用車と新潟地区の羽越・磐越西線で運用される車両には、更新時に混雑対策としてロングシート化とデッキ仕切りの撤去も実施された。なお、形式もしくは番号の変更を伴う改造は、前述のキハ40形1000番台2両とジョイフルトレイン・観光列車への改造にともなう8両のみである。
1998年6月から2006年4月にかけてキハ40形13両とキハ48形2両の計15両が余剰により廃車となっている。2002年に廃車されたキハ40 511は会津鉄道に譲渡され、本系列初の譲渡例となった。
2011年3月11日の東日本大震災による津波により、キハ48 502・1512（石巻線女川駅停車中の1639D）、キハ48 552・1544（気仙沼線松岩 - 最知間の2942D） が流出し大破、廃車になっている。また、女川駅隣接の温泉施設「ゆぽっぽ」において、車内を畳敷きとして休憩室として利用されていた旧キハ40 519も津波で流され大破している。
2017年からの新型車両の導入で本格的に淘汰され、ジョイフルトレイン以外の車両は2021年3月に運用を終了している。

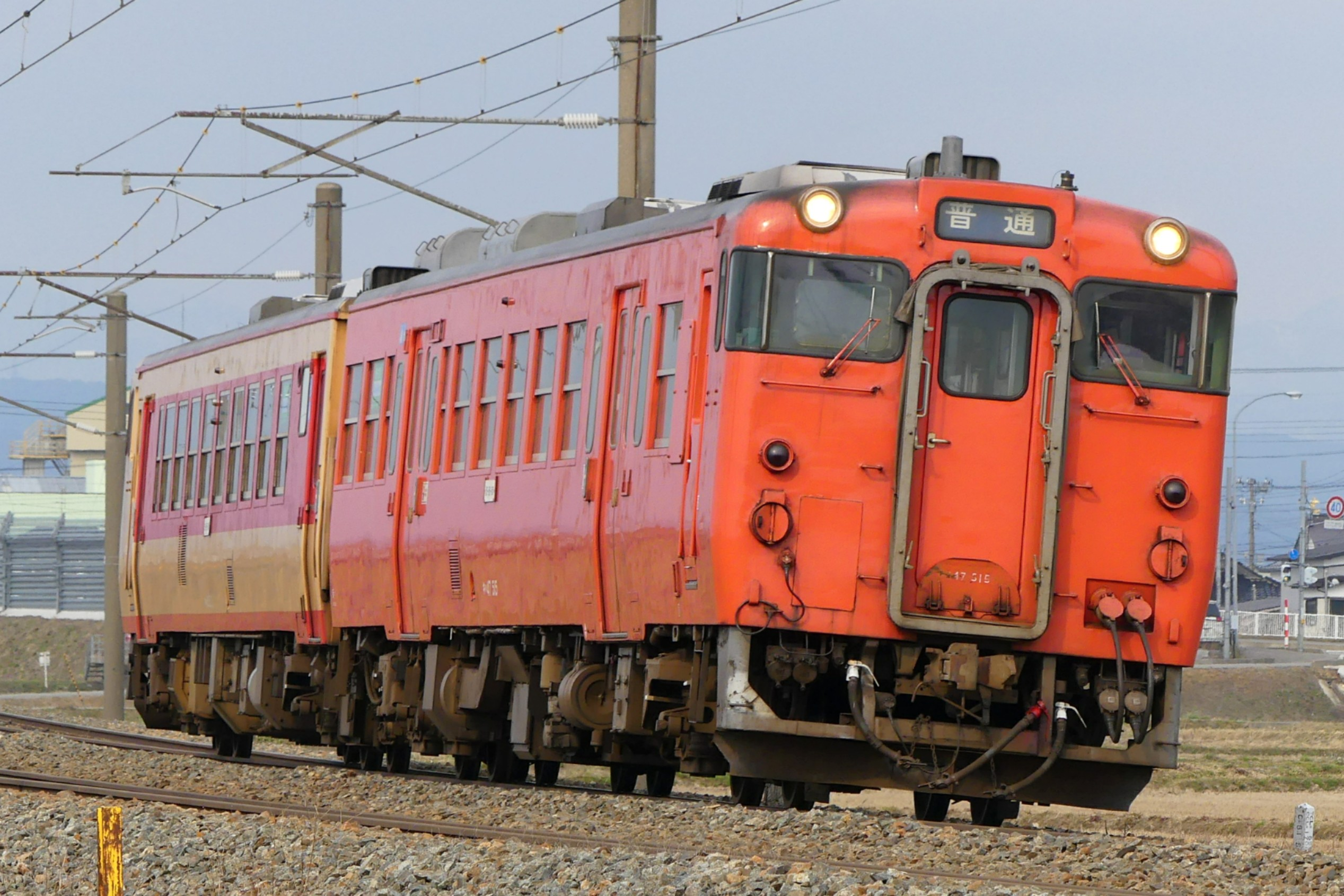
キハ47形 首都圏色（2017年）
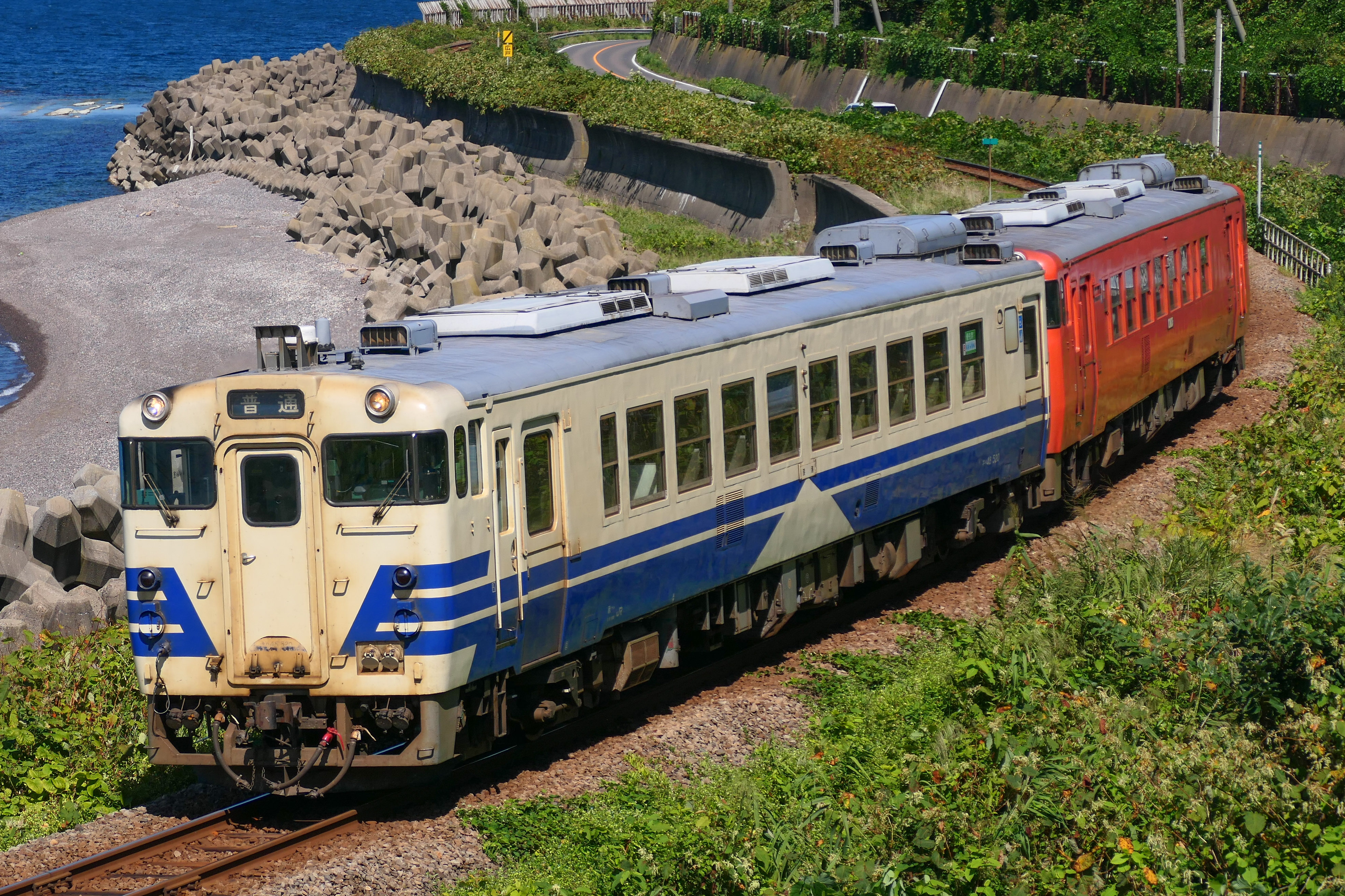
キハ48形 五能線色（2020年）
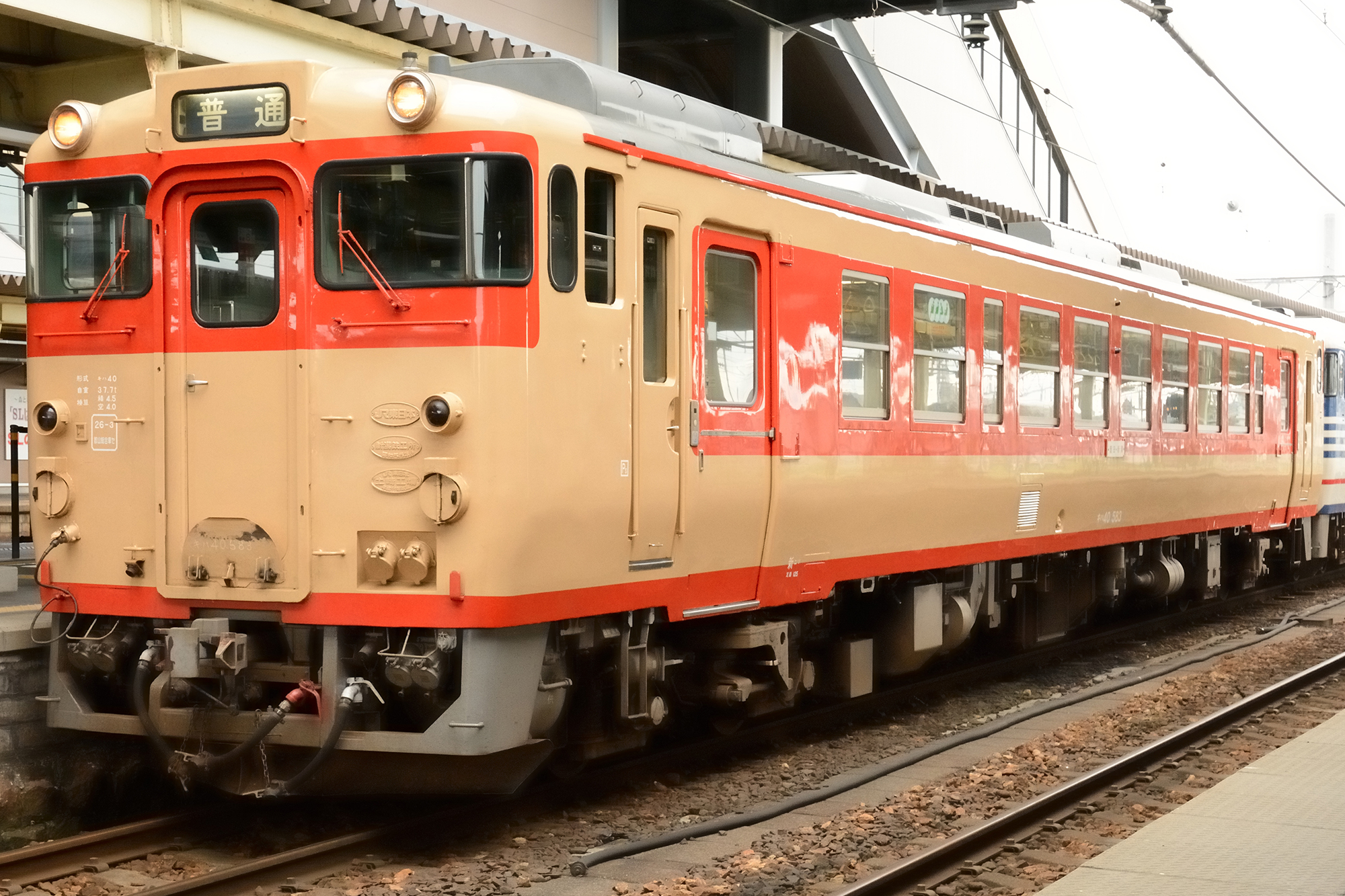
急行色に塗装変更されたキハ40形（2014年）
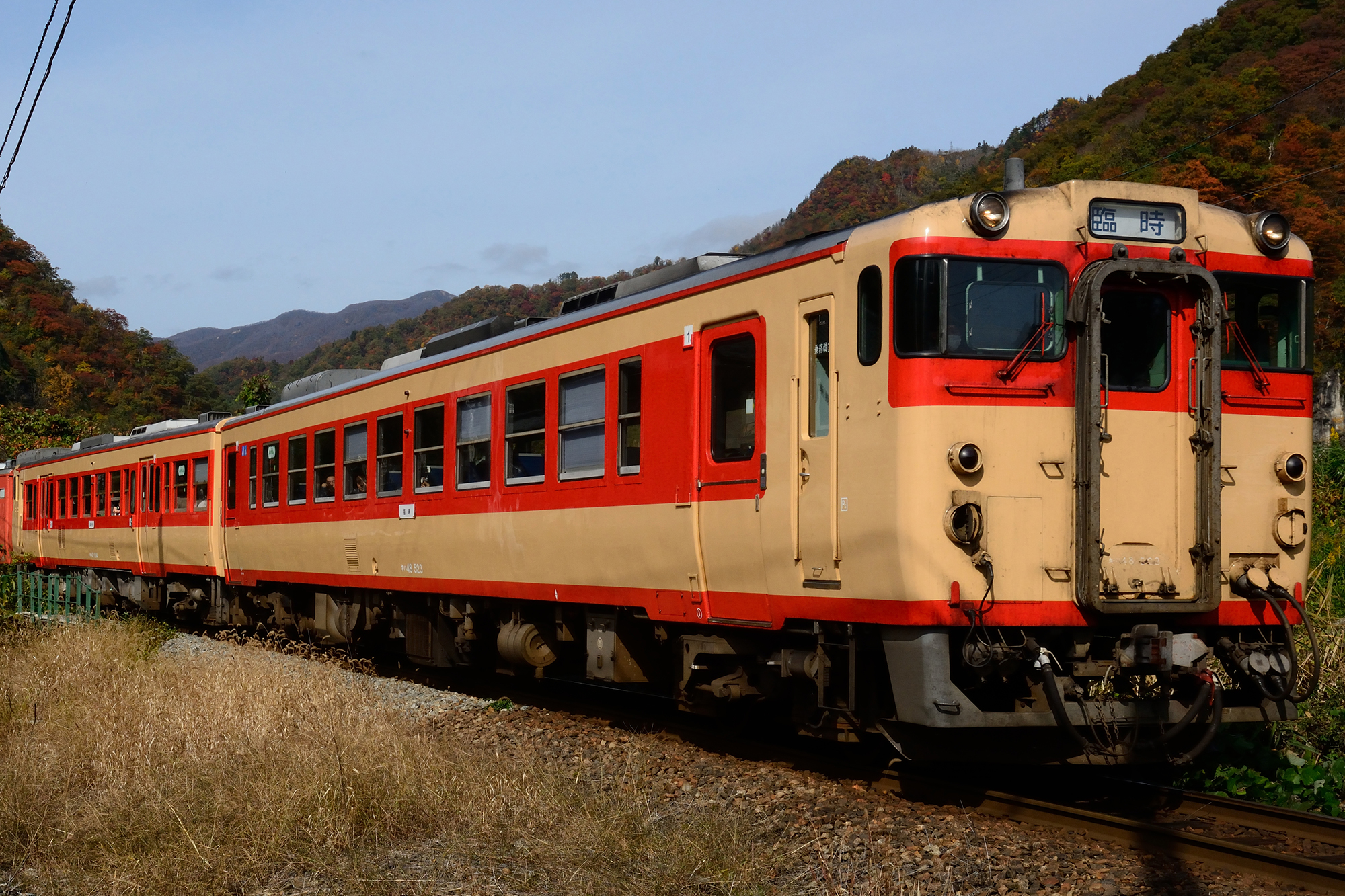
急行色に塗装変更されたキハ48・47形（2014年）
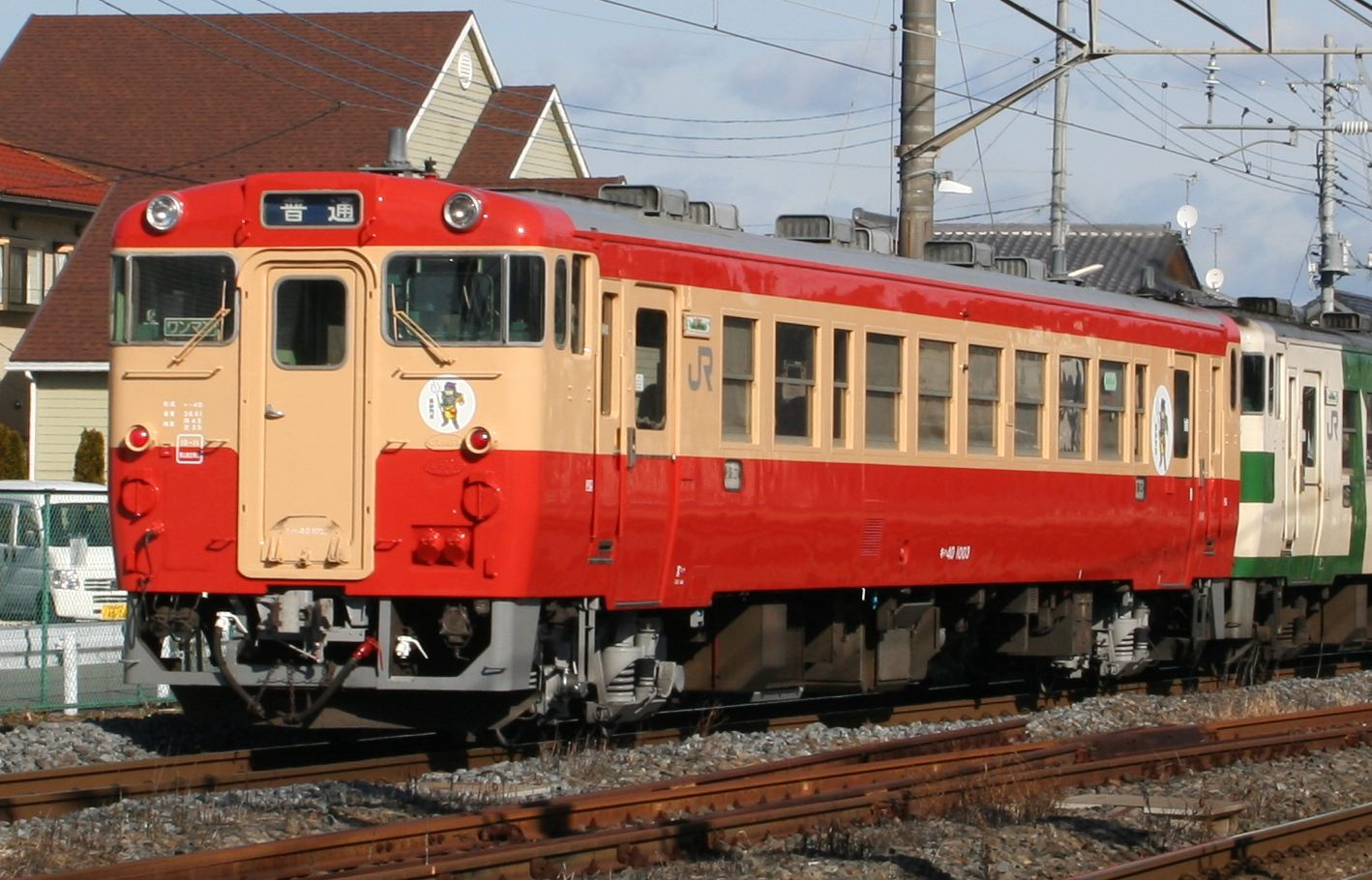
キハ40形 国鉄一般形気動車標準色風塗装（2011年）
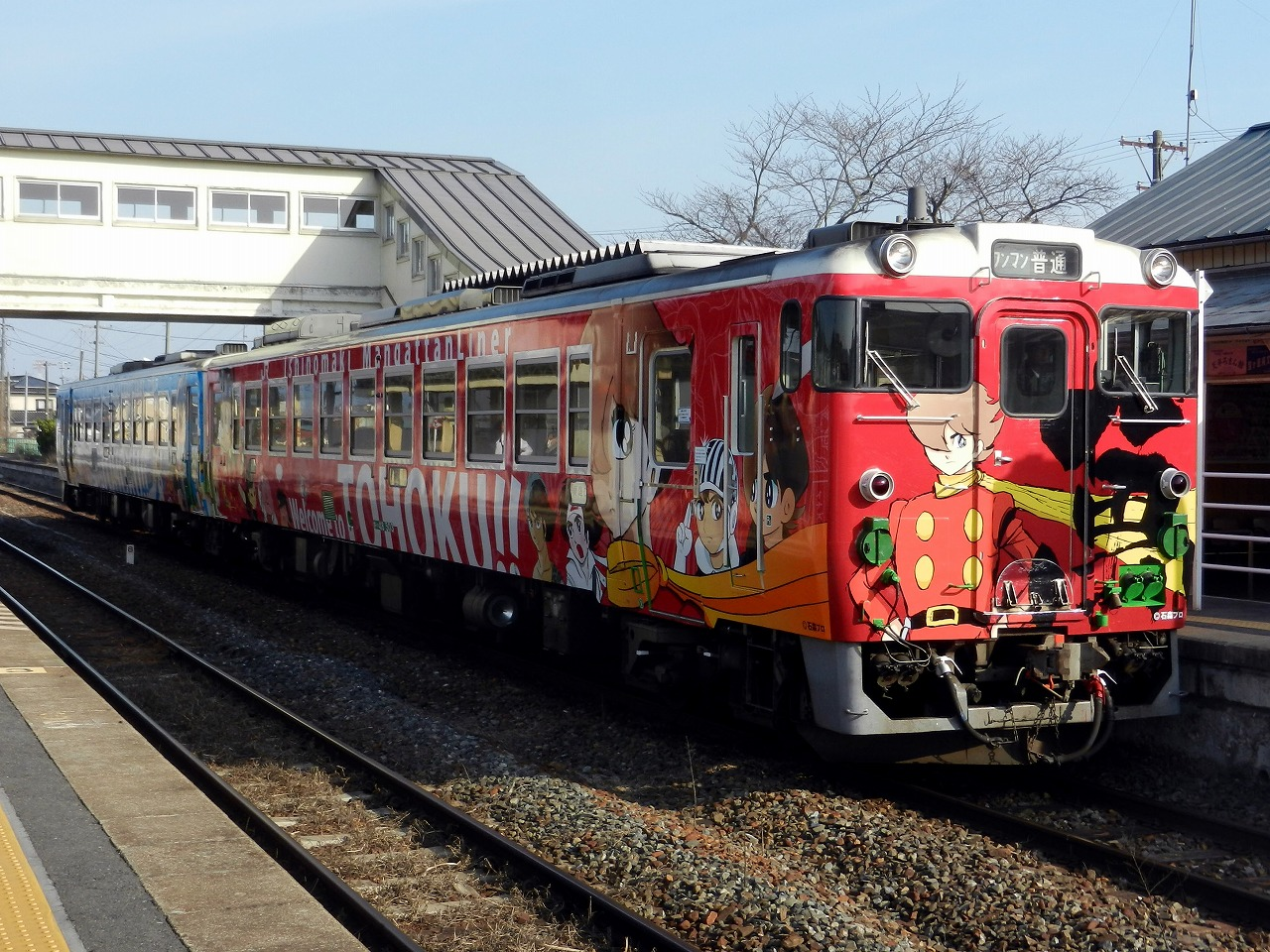
キハ48形 石巻線マンガッタンライナー（第1編成）
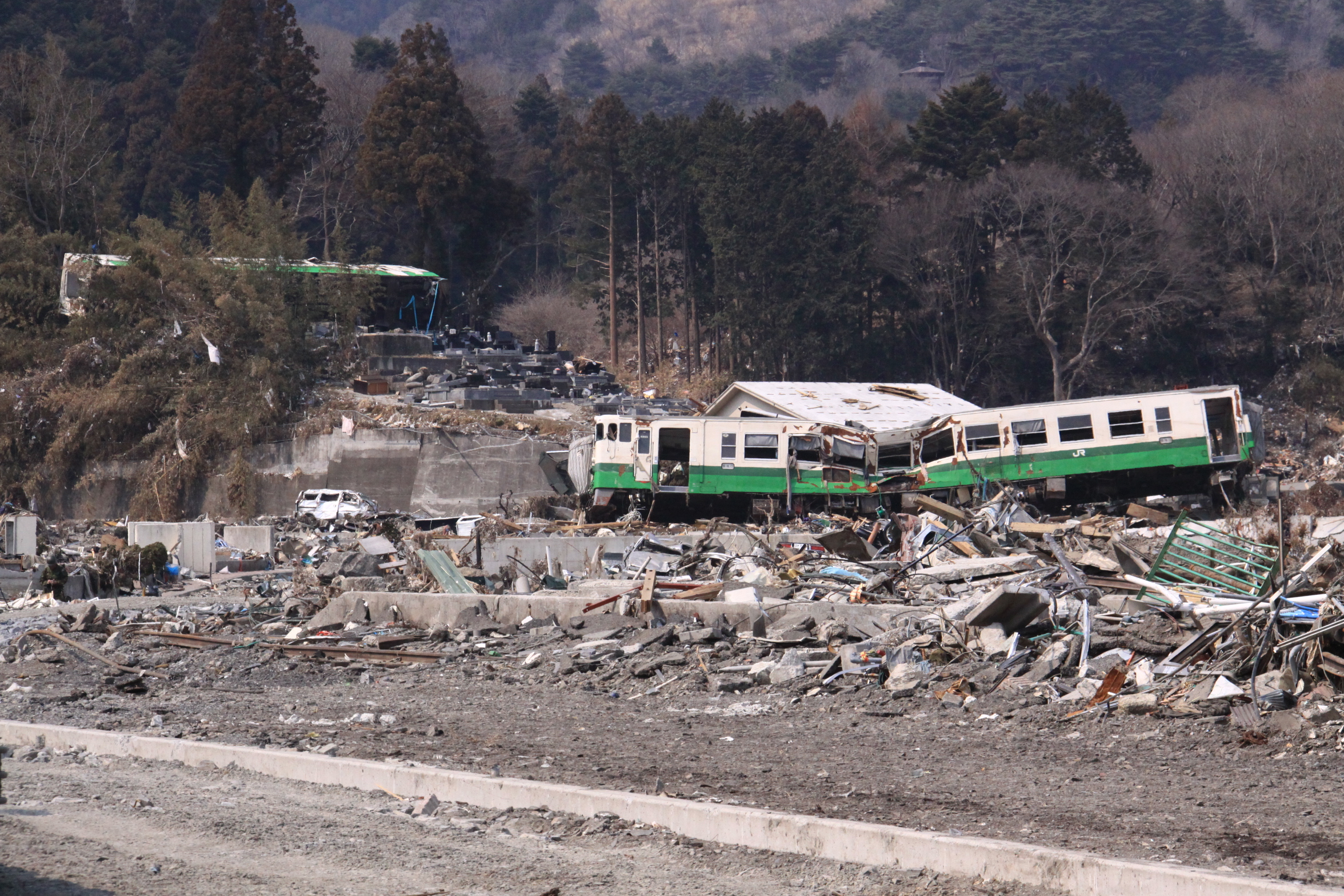
女川駅に停車していた2両が駅舎ごと流された。
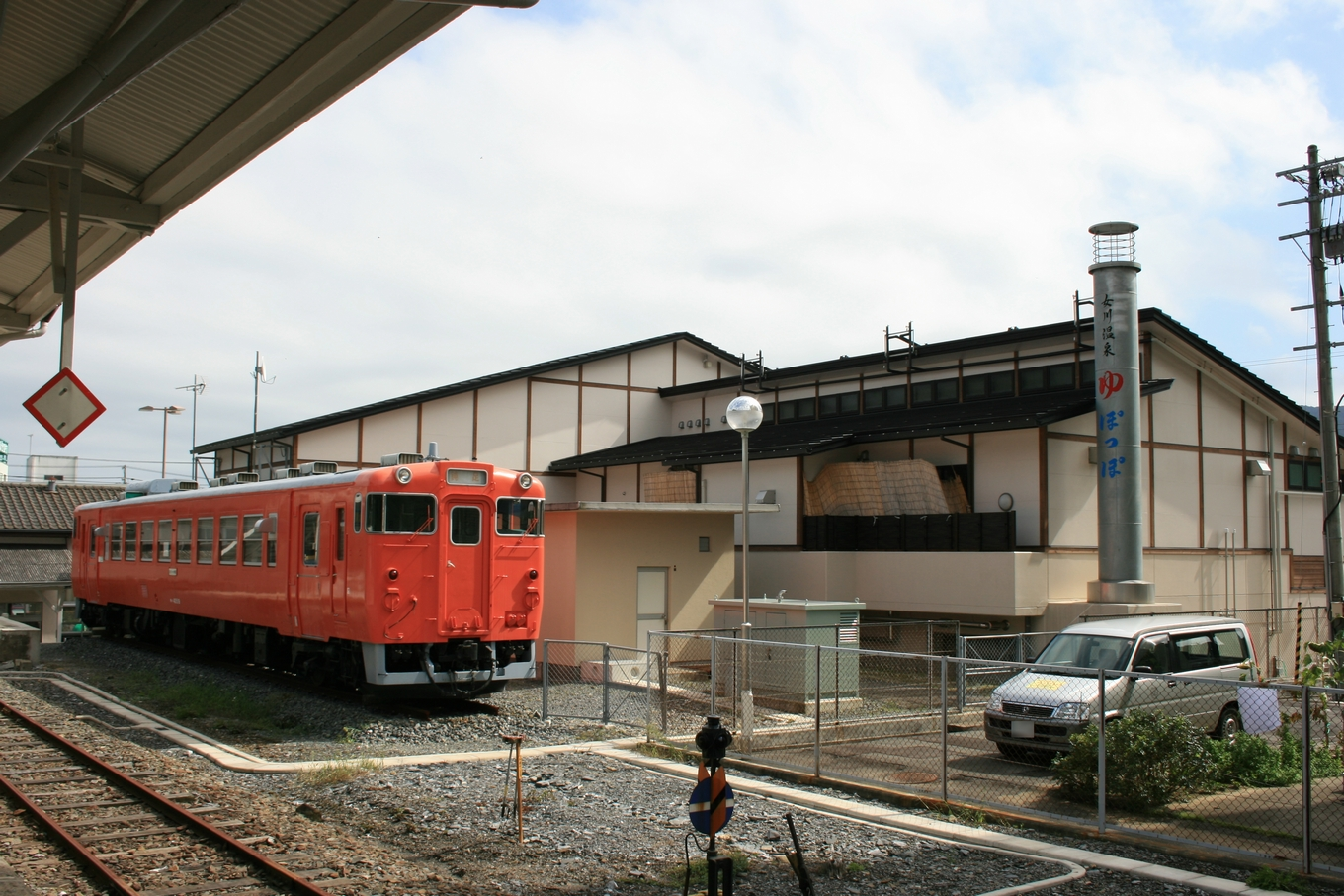
流失前の旧キハ40 519（2007年）

### JR東海
JR東海は、キハ40形14両（500番台2両・2000番台12両）、キハ47形5両（0番台2両・1000番台3両）、キハ48形40両（0番台3両・500番台18両・1000番台2両・1500番台17両）の計59両を継承した。
機関換装は1989年以降に少数に実施した後、1997年度からは本格的に実施されて1999年度までに全車完了しており、これにあわせて全車を改番している。また、冷房装置の搭載は1988年に試験的に実施した後、1990年度からは床下搭載型のAU27形とAU28形によって本格的に実施され、1991年度に全車の改造を完了した。ワンマン化工事は、1991年のJR東海交通事業城北線開業に伴い同線用に貸し出されたキハ40 2057・2112に実施された後、翌年には武豊線のワンマン化に伴いキハ48形にも実施され、その後ワンマン運転線区の拡大により所属車の半数以上が改造されたが、キハ47形は改造されなかった。
車体の塗色は1990年頃まで首都圏色であったが、1990年頃から順次アイボリー地に湘南色（緑とオレンジ）のラインを入れたJR東海色となった。2011年からキハ40 3005・キハ40 6309・キハ48 3812・キハ48 6812・キハ48 6502の5両は旧国鉄一般形気動車標準色類似の塗色になっており、この5両の最終配置はキハ40 6309が美濃太田車両区、残りの4両は伊勢車両区であった。
2015年3月23日にキハ47・48形の7両（キハ47 5001・5002・6001・6003、キハ48 3814・5511・5513）が名古屋臨海鉄道東港へ回送された。さらに、7月7日にはキハ40 6308・6312、キハ48 5501・5508・5804の5両 が、7月27日にはキハ40 5802・6307、キハ48 5803・5806・6808の5両が、7月29日には、キハ40 6309、キハ48 3815・5810・6517・6815の5両が笠寺に回送され、同日中に東港・東名古屋港を経て、名古屋港大江埠頭に搬送された。この他にも譲渡が行われ、2015年度にはキハ40系46両がミャンマーへ譲渡されている。
2016年3月26日のダイヤ改正にて運用が終了し、2016年3月30日をもって全廃となった。置き換えられた車両は、ミャンマーへ譲渡された。

### JR西日本
JR西日本は、キハ40形63両（すべて2000番台）、キハ47形189両（0番台108両・500番台3両・1000番台75両・1500番台3両）、キハ48形5両（0番台3両・1000番台2両）の、JR各社で最多の計257両を継承した。
最初の廃車は、2009年の急行「つやま」廃止に伴う2010年のキハ48形3両である。その後2020年代に入って2両が廃車となり、2023年時点ではは252両を保有している。JR西日本の一般形気動車の半分以上が本系列であるが、現在も置き換え計画はなく、後継のキハ120形とともに中国・北陸地方の非電化区間の主力として使用されている。
形式と番台の変更を伴う改造は、キハ40形・キハ47形の座席のロングシート化による改番とキハ47形の両運転台化によるキハ41形への改形式、イベント用列車への改造に伴うもののみであるが、1989年度からキハ40形の全車とキハ47形の大半にワンマン化改造が実施されている。また、全車両に体質改善工事が施工され、外観に変化が見られる。岡山気動車区に配置された車両では前照灯のLED化改造が実施されており、2020年2月時点では17両に施行されていた。
民営化に前後して様々な地域色が採用されたが、塗装工程簡略化のため2009年から朱色5号への変更が進められ、一般車の地域色はなくなった。

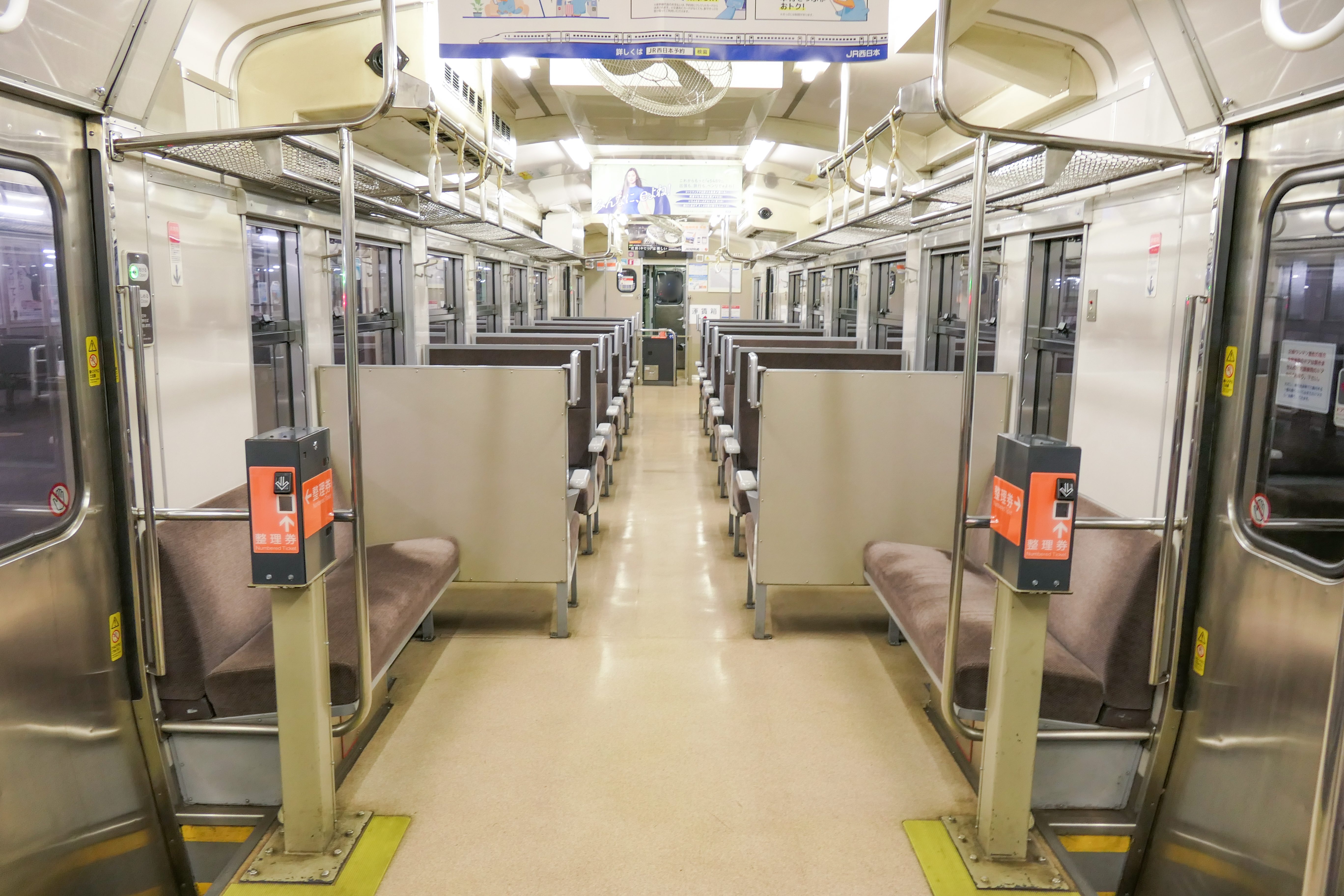
キハ47 1061 体質改善車内（2021年12月30日）
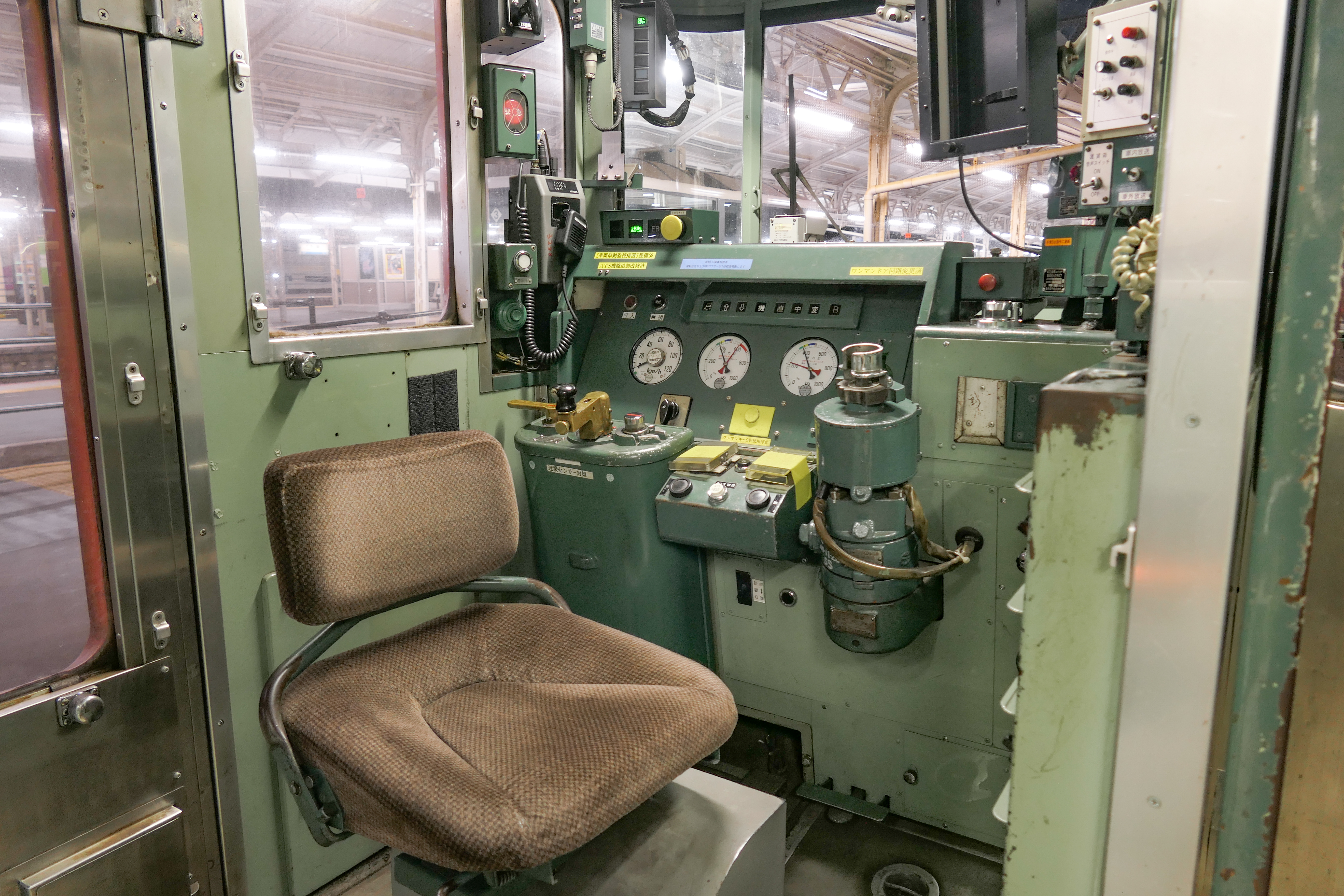
キハ47 1061 運転台（2021年12月30日）
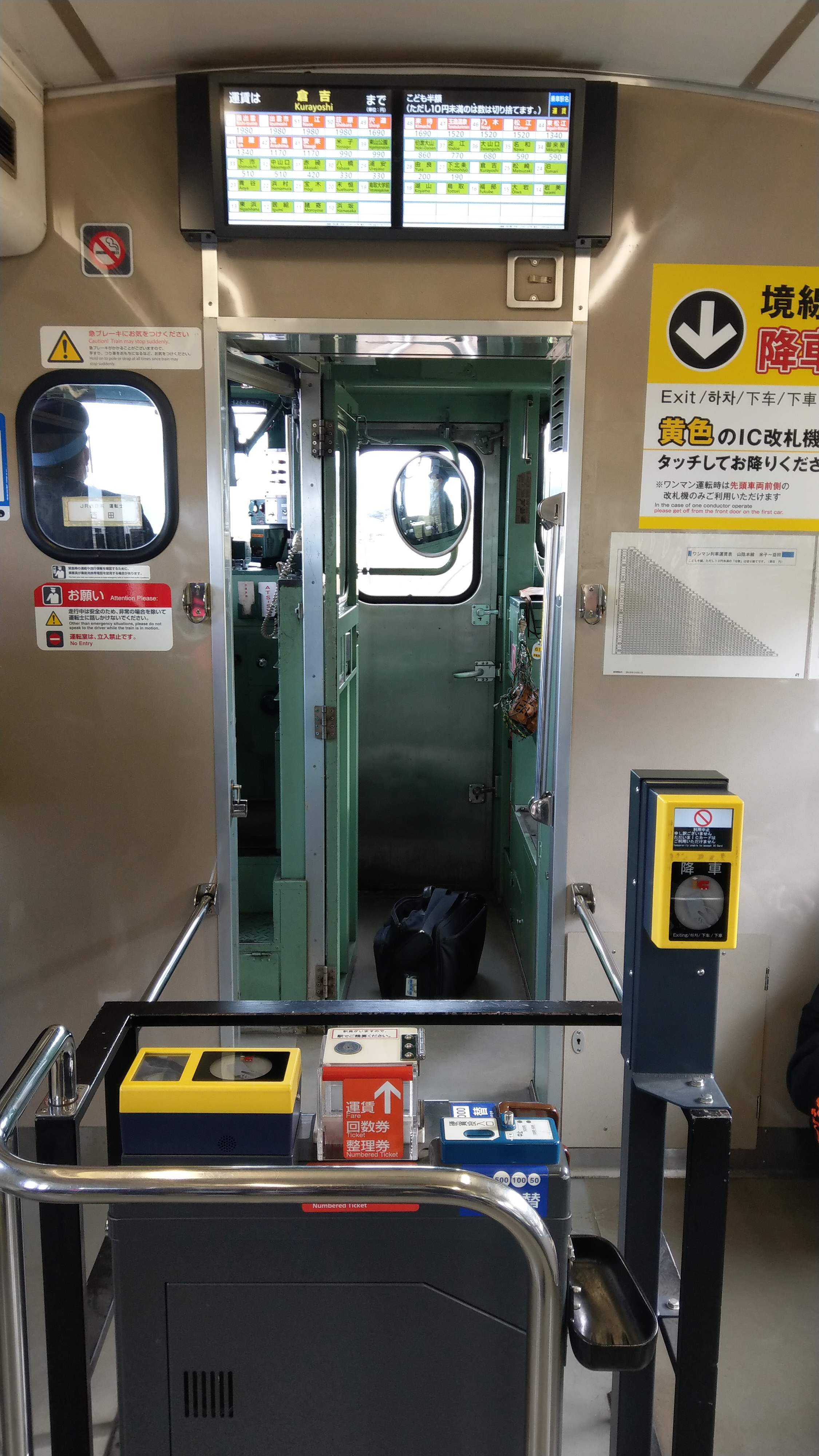
キハ47 3015 ワンマンIC改対応運賃箱 （2021年12月30日）

### JR四国
JR四国は、キハ40形（2000番台）11両とキハ47形42両（0番台19両・500番台5両・1000番台13両・1500番台5両）の計53両を継承した。JR四国では、「伊予灘ものがたり」用改造車を除いて形式と番号の変更を伴う改造や機関換装は実施されていないが、接客設備の改善として1988年に53両全車に対し冷房装置の設置、1989年にキハ40形全車に対してワンマン化とトイレの撤去、1993年までにキハ47形のトイレ下に汚物処理装置の取り付けが実施されている。また、2008年2月から、徳島運転所配置のキハ47形2両の車体色が新製時の首都圏色に変更されている。
2025年度以降、新たに開発される新型車両への置き換えに伴い、全廃される予定。

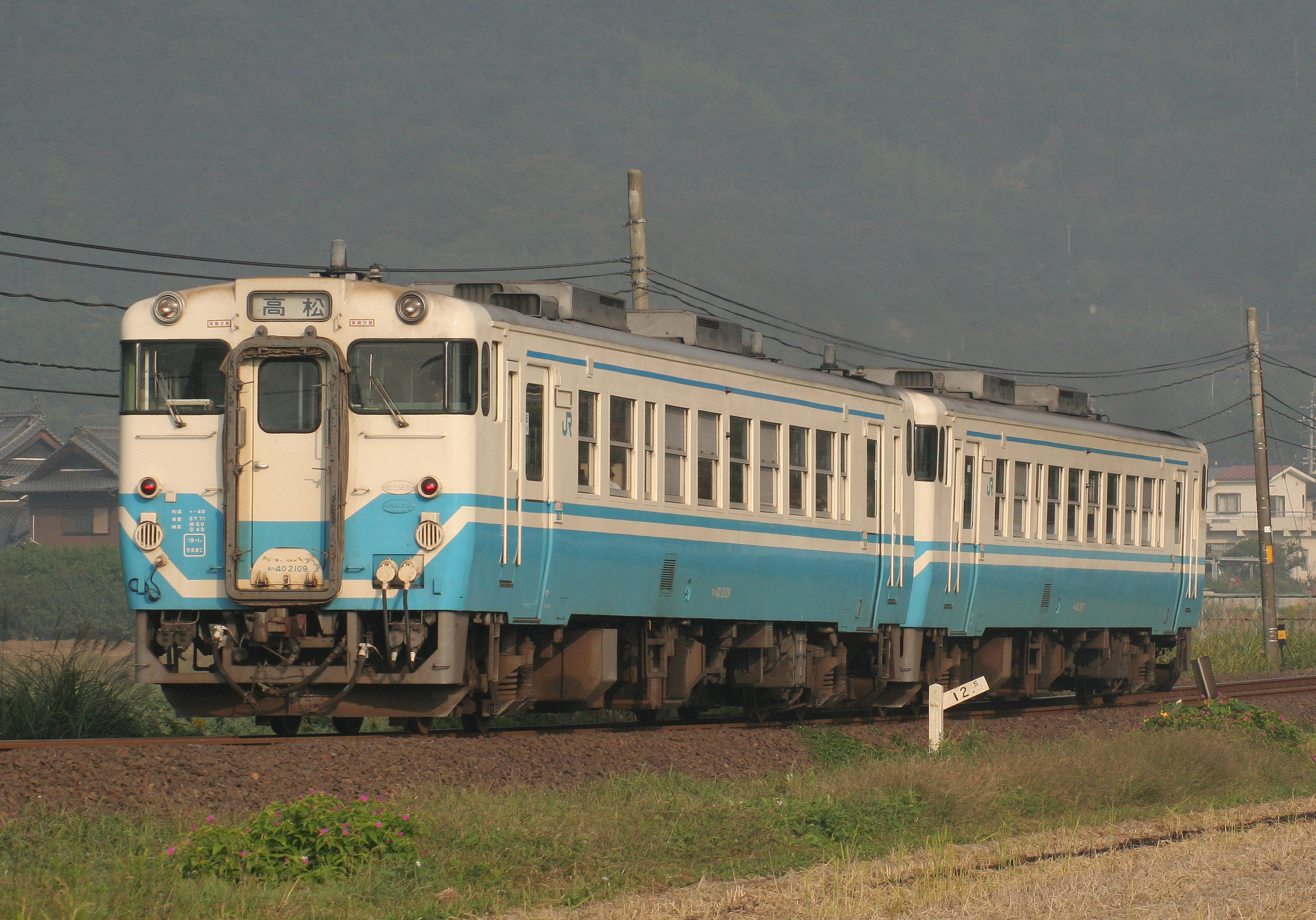
キハ40 2109・2107 JR四国標準色（2008年10月18日 オレンジタウン - 造田間）
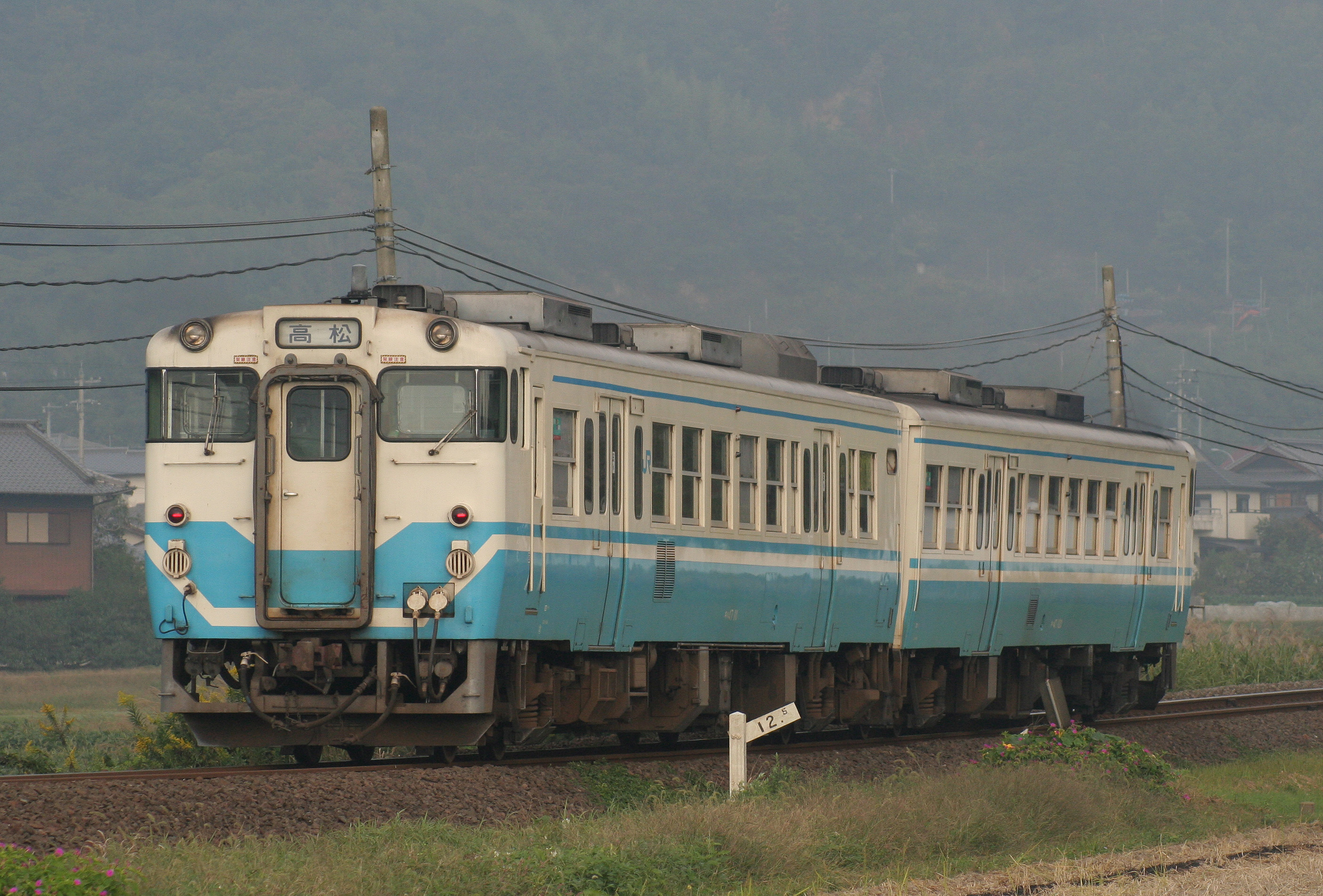
キハ47 110・120 JR四国標準色（2008年10月18日 オレンジタウン - 造田間）
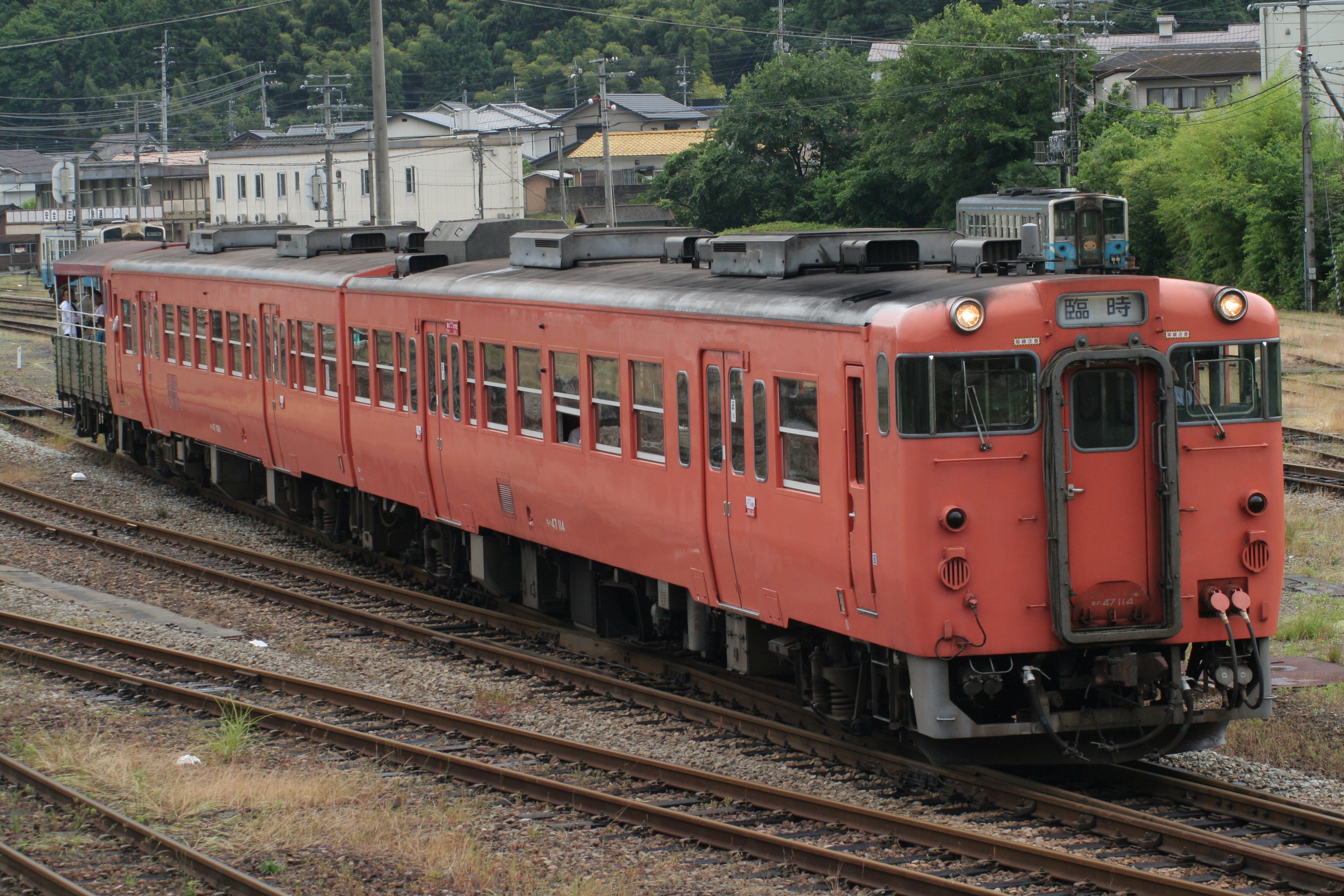
国鉄色に変更されたキハ47 114・1086（2010年6月14日 阿波池田駅）

### JR九州
JR九州は、キハ40形2000番台36両、キハ47形0番台61両、500番台2両、1000番台41両、1500番台2両の計142両を継承した。2012年にJR四国で廃車されたキハ47形2両（0番台1両・1500番台1両）を譲り受けている。廃車は、1993年の日豊本線竜ヶ水駅の土石流災害で被災したキハ40形2両のみだったが、2019年より置換えが開始され、機関出力増強等未実施の車両の廃車が進んでいる。2023年時点で106両を保有し、九州島内各地で運用されている。
九州では国鉄時代に本系列に対して最初に冷房改造が行われ、民営化後も1987年から1989年にかけて全車に冷房改造が実施された。国鉄時代はバス用の装置を転用したサブエンジン式のAU34、民営化後はAU34を改良したAU600Kを搭載したほか、後に屋根上の通風器が撤去されている。ワンマン改造は、大多数に対し施行済みであるが、線区の事情に応じて内容が異なる。また、機関出力向上は1990年から数種の方法で行われており、それぞれ新形式または新番台区分となった。

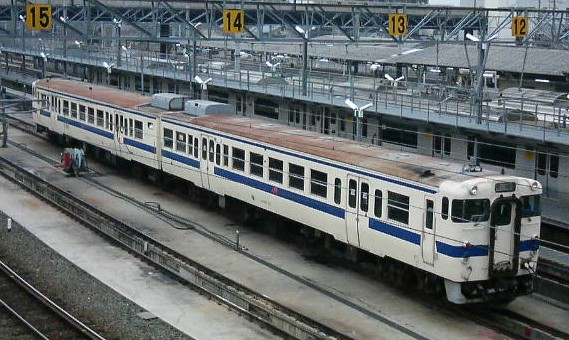
JR九州キハ47形（一般仕様車）
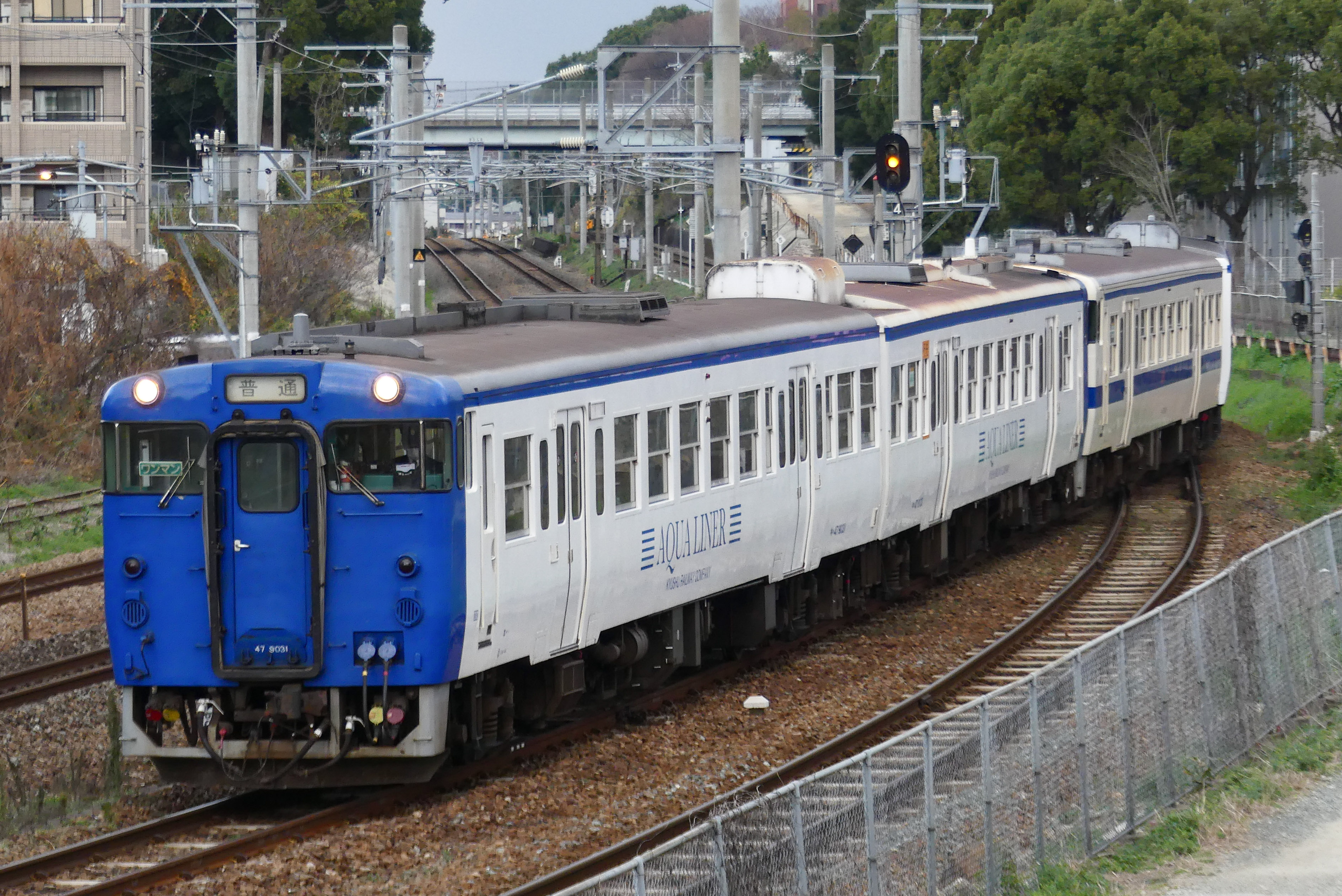
キハ47形8076 アクアライナー（香椎線）色
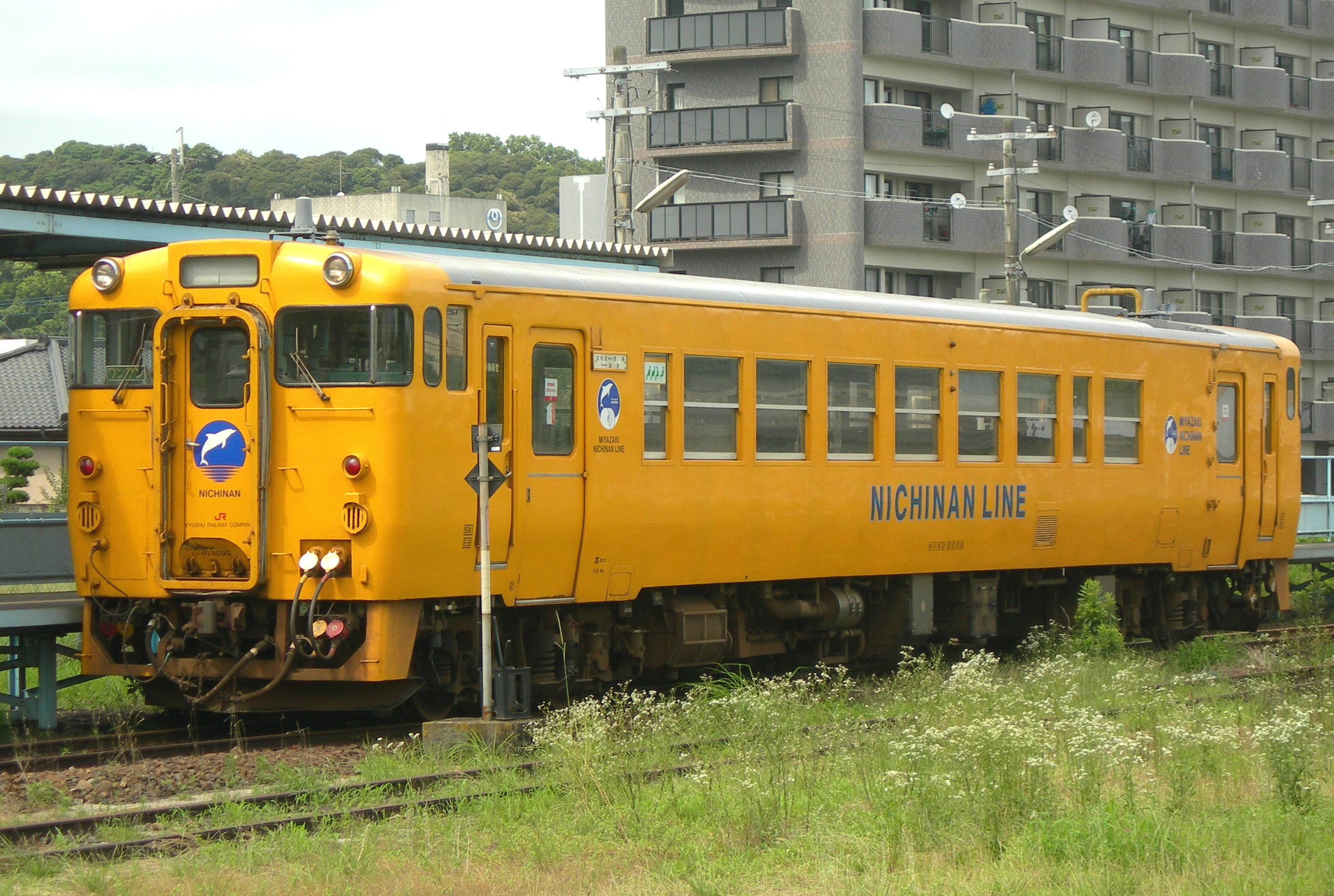
キハ40形8099 日南線色
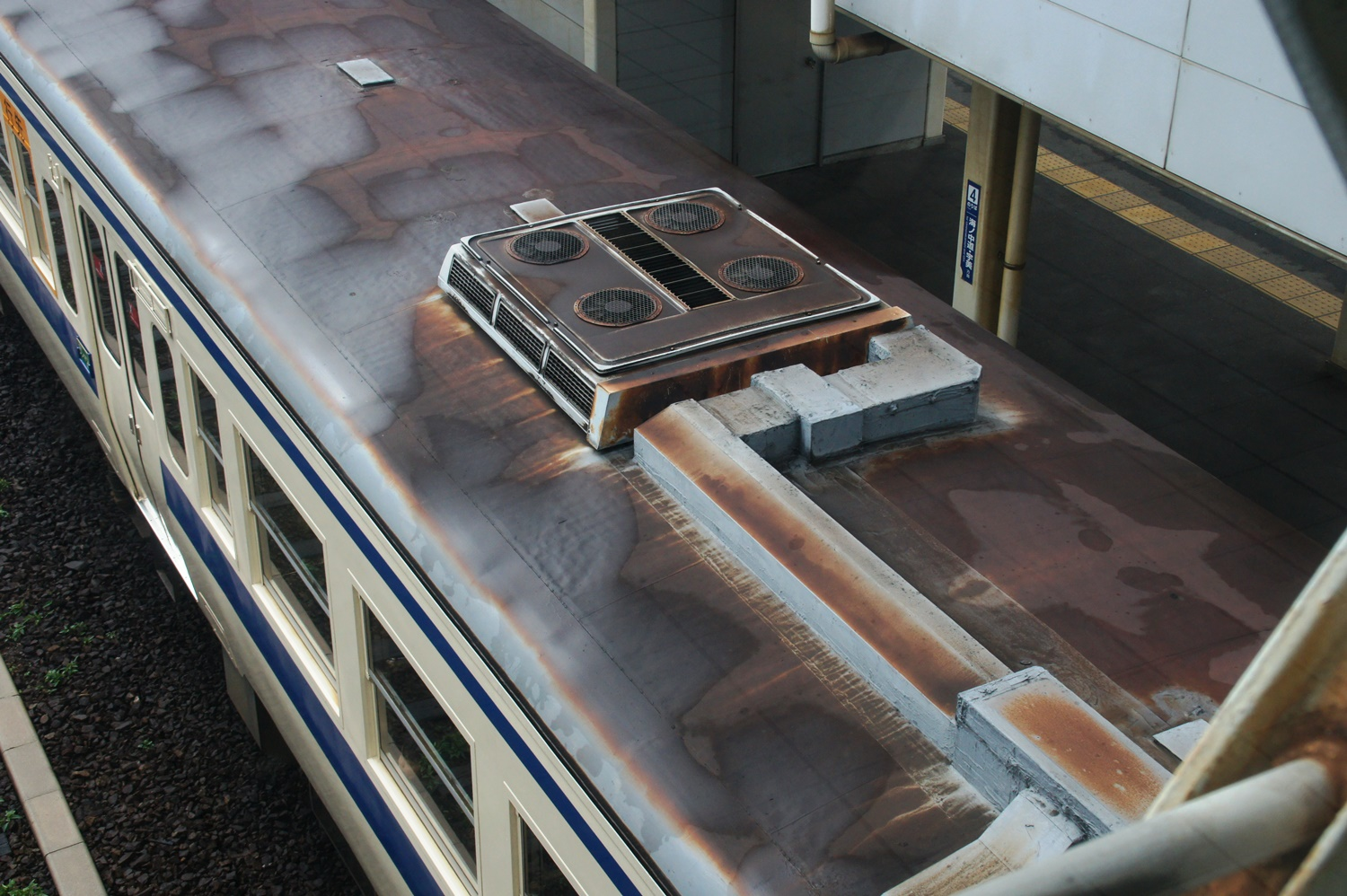
キハ47形9048 追加設置の機関直結冷房
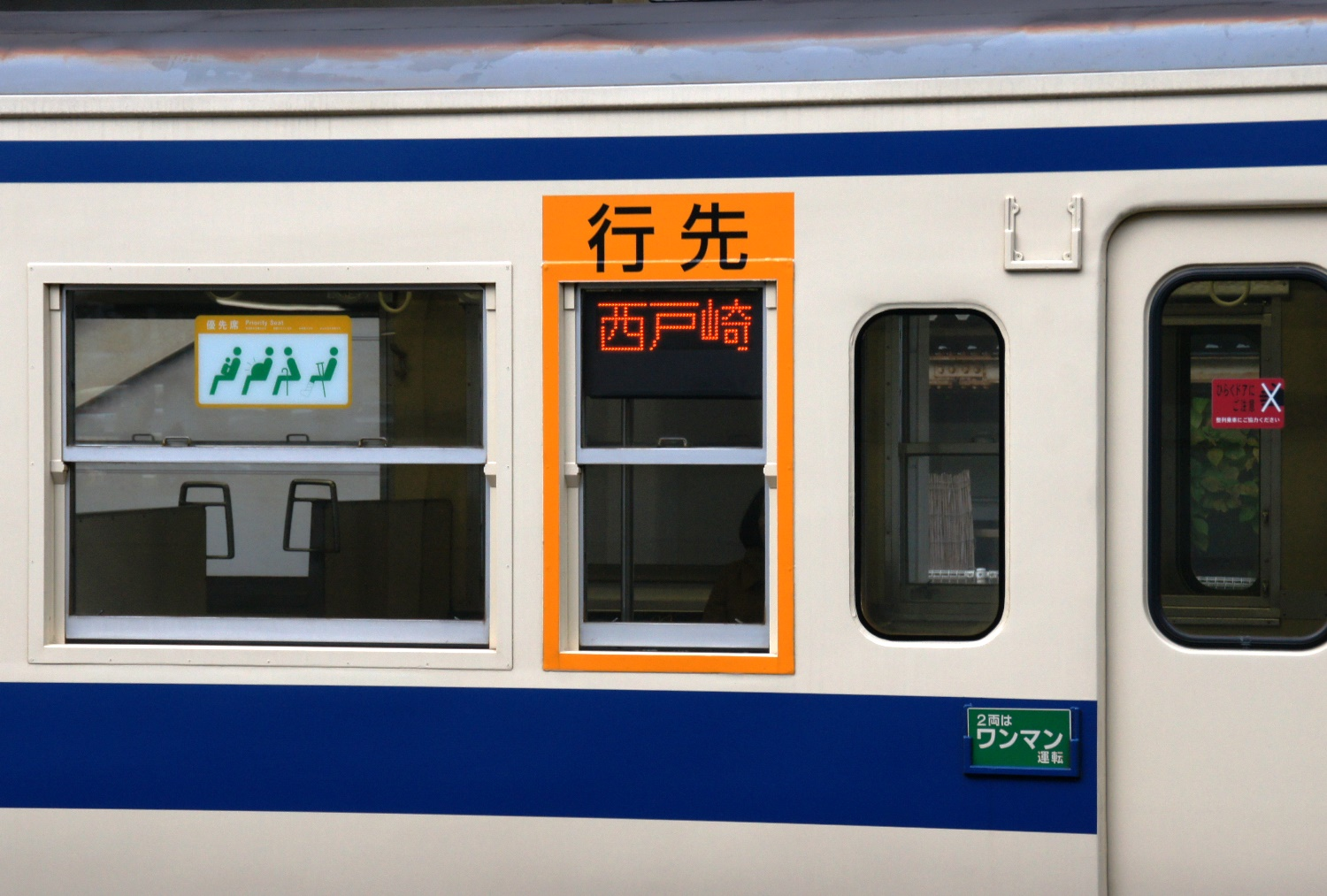
キハ47形9048 LED方向幕
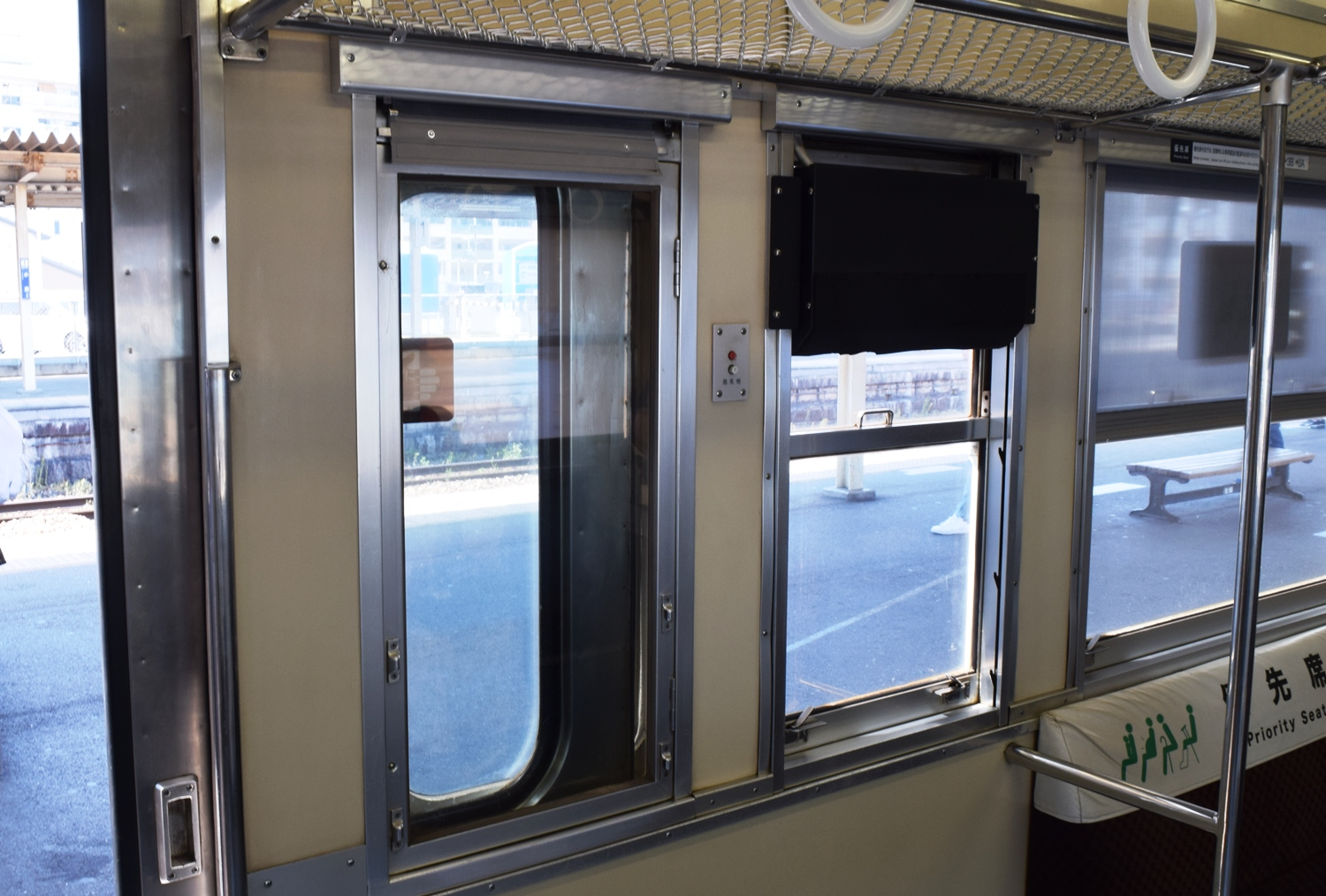
キハ47形9031 LED方向幕

## 運用

### 北海道地区
1977年2月から3月にかけてキハ40形100番台が旭川機関区と苗穂機関区に8両ずつ初配置され、同年8月1日より苗穂機関区配置車が札沼線（札幌駅 - 新十津川駅間）で、9月1日からは旭川機関区配置車が石北本線（旭川駅 - 上川駅間）でそれぞれ営業運転を開始し、その後、前者は函館本線・千歳線・札沼線で、後者は石北本線・富良野線で運用された。その後、1979年度に老朽車代替用として函館本線・根室本線系統にキハ40形44両、通勤輸送の増強用として千歳線・室蘭線にキハ40形5両が導入され、1980年度に根室本線・函館本線系統にキハ40形52両、1981年度に根室本線・石北本線・函館本線・室蘭本線系統にキハ40形23両、1982年度には函館本線・千歳線・石勝線・石北本線・室蘭本線系統用にキハ40形10両・キハ48形7両がそれぞれ導入された。
2000年7月14日に根室本線尺別駅で発生した脱線転覆事故のため、キハ40 750が2000年7月19日に廃車となった。また、キハ400系のうち500番台や330番台に改造されずに残っていたキハ480 304は2006年10月6日付で廃車された。さらに、キハ40形700番台のうち2022年3月12日のダイヤ改正まで残ったキハ40 721, 730, 733, 802が改正後廃車され、形式消滅区分となった。
2007年3月7日にキハ40 1795が函館運転所構内の脱線転覆事故で廃車になり、キハ40形1700番台は2013年4月時点では苗穂運転所に5両、苫小牧運転所に18両、釧路運輸車両所に24両、函館運輸所に20両、旭川運転所に16両の計83両が配置されていた。2016年3月には、江差線の道南いさりび鉄道への転換に伴い、9両が同社へ譲渡された。（#道南いさりび鉄道も参照）
2004年に函館運輸所のキハ40 1792, 1796が2004年・2005年の「大沼バーベキュー号」の動力車として、ナハ29000形に合わせた茶色塗装に変更されたが、その後JR北海道標準色に戻っている。2010年4月に、釧路運輸車両所所属の1749と1758が首都圏色に変更された。
札沼線（学園都市線）
2012年6月1日のダイヤ改正で一部区間が電化されたため、キハ48 301 - 303が運用から外され、3両ともミャンマー国鉄に売却されて300番台は廃区分となった。その後、2012年10月27日には桑園 - 石狩当別間の列車がすべて電車に置き換えられて、キハ40・48形330番台のうちキハ40 334・335とキハ48形1330番台全車は海外へ譲渡された。2020年5月7日に非電化で残った北海道医療大学以降が廃線となり、キハ40形400番台の定期運用がなくなって2023年4月以降に解体され、廃区分番台となった。
日高本線
キハ40形350番台は、2019年5月31日付で352・360が廃車となり、残る8両も2021年3月13日のダイヤ改正より苫小牧運転所に配置されたH100形に置き換えられ、廃区分番台となった。
宗谷本線
2013年8月 - 2014年7月の間は運休していた特急「サロベツ」の代替として旭川駅 - 稚内駅間で臨時快速として毎日運用されていた。
根室本線
2022年春のダイヤ改正で、新得駅 - 釧路駅間の普通列車54本が全てH100形に置き換えられた。
室蘭本線
2021年3月13日のダイヤ改正でH100形に置き換えられ、岩見沢駅 - 苫小牧駅間および苫小牧駅 - 糸井駅間を除く運用が終了した。
2016年時点の運用は以下の通り。
- 函館本線（函館駅 - 長万部駅間、岩見沢駅 - 旭川駅間）[398][注 81]
- 室蘭本線（糸井駅 - 苫小牧駅間）[399]
- 千歳線（千歳駅 - 南千歳駅間、すべて石勝線との直通列車）[400]
- 石勝線（南千歳駅 - 新夕張駅間）[400]
- 宗谷本線（旭川駅 - 音威子府駅間）[401]
- 根室本線（滝川駅 - 富良野駅間）[要出典]

2025年3月15日ダイヤ改正時点の定期運用は以下の通りとなる予定であった。
- 室蘭本線（苫小牧駅 - 岩見沢駅間）
- 日高本線

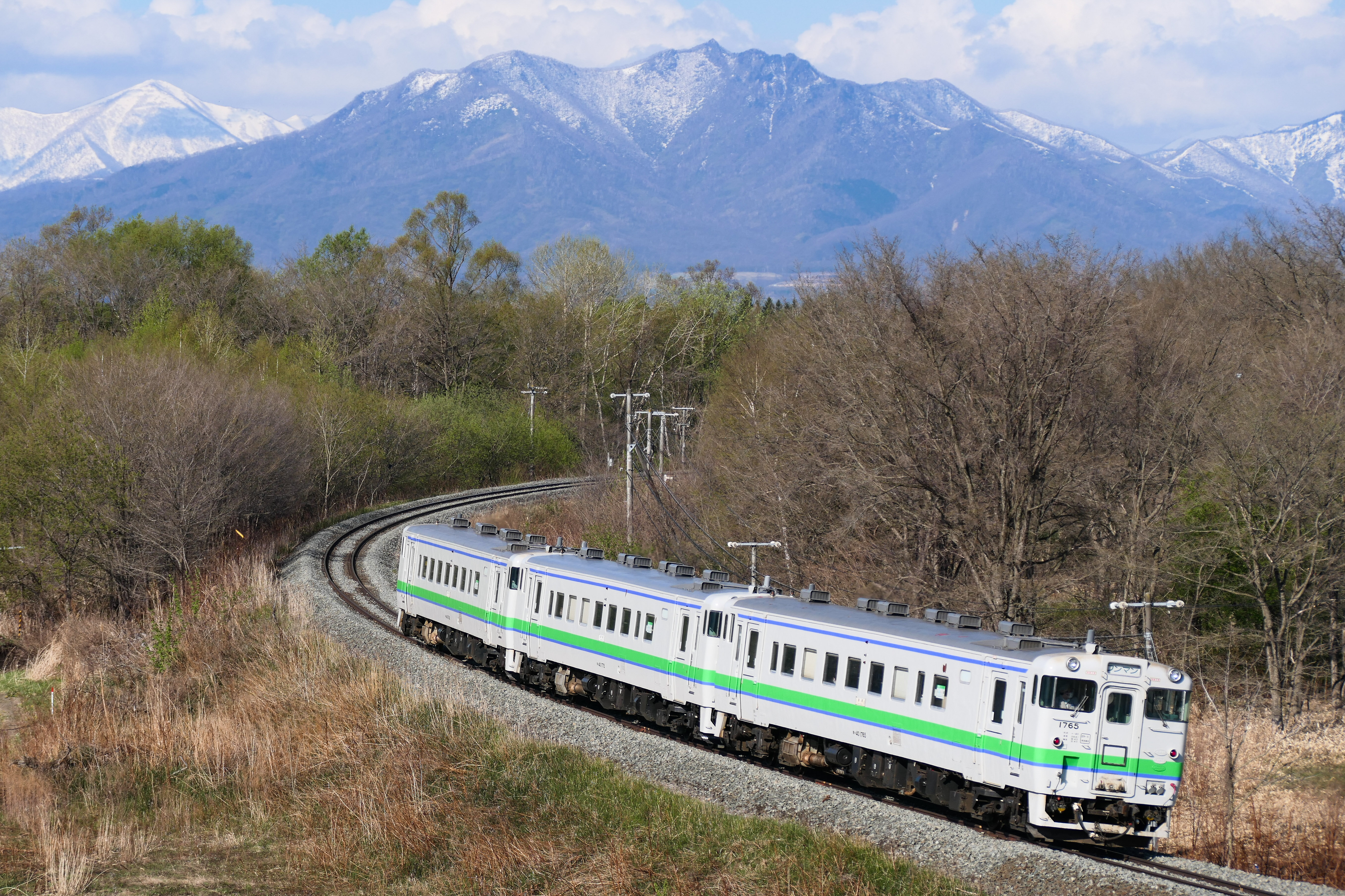
根室本線を走行するキハ40 1765ほか3連
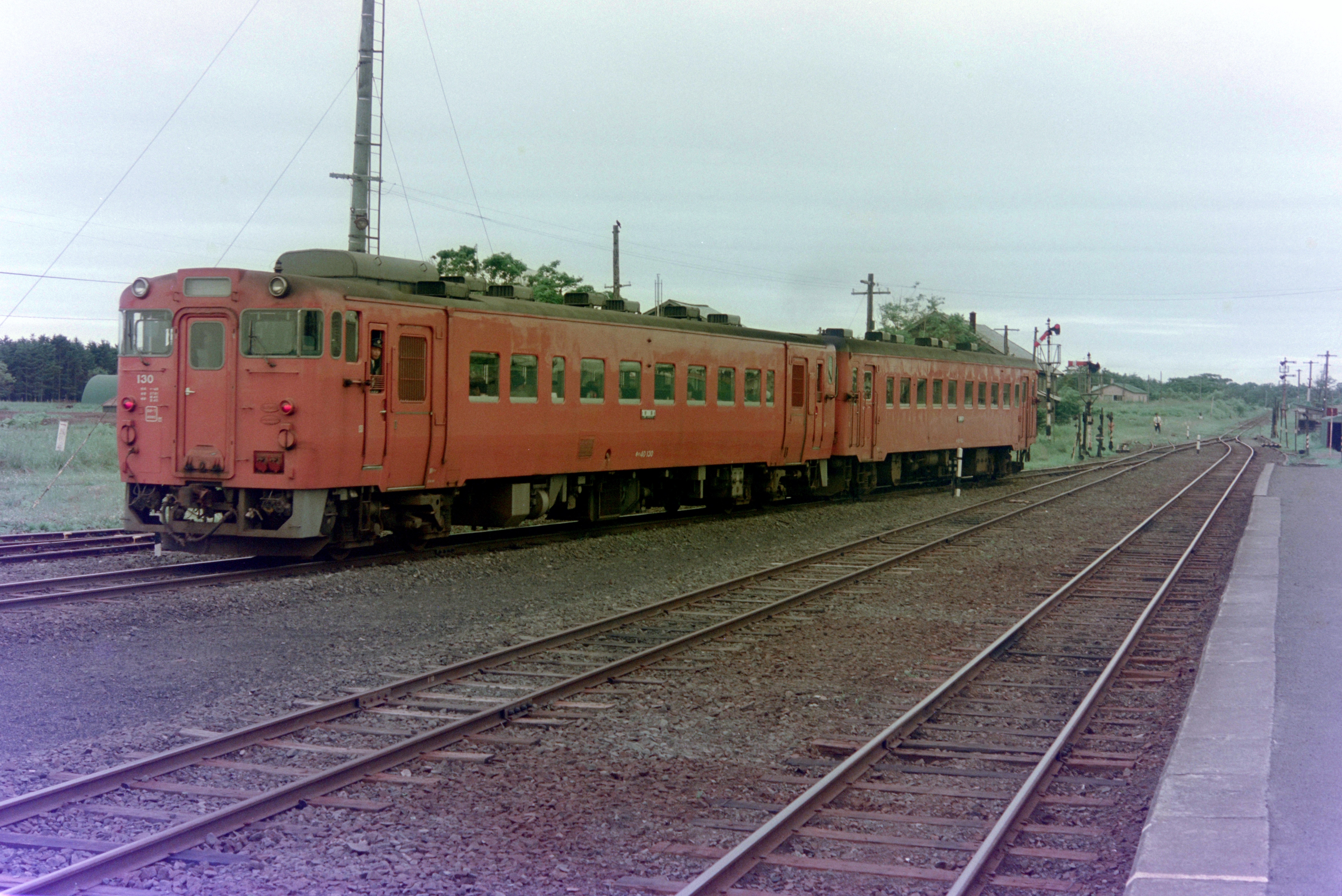
根室本線で運用されるキハ40 130とキハ22の2連（厚床駅、1984年）
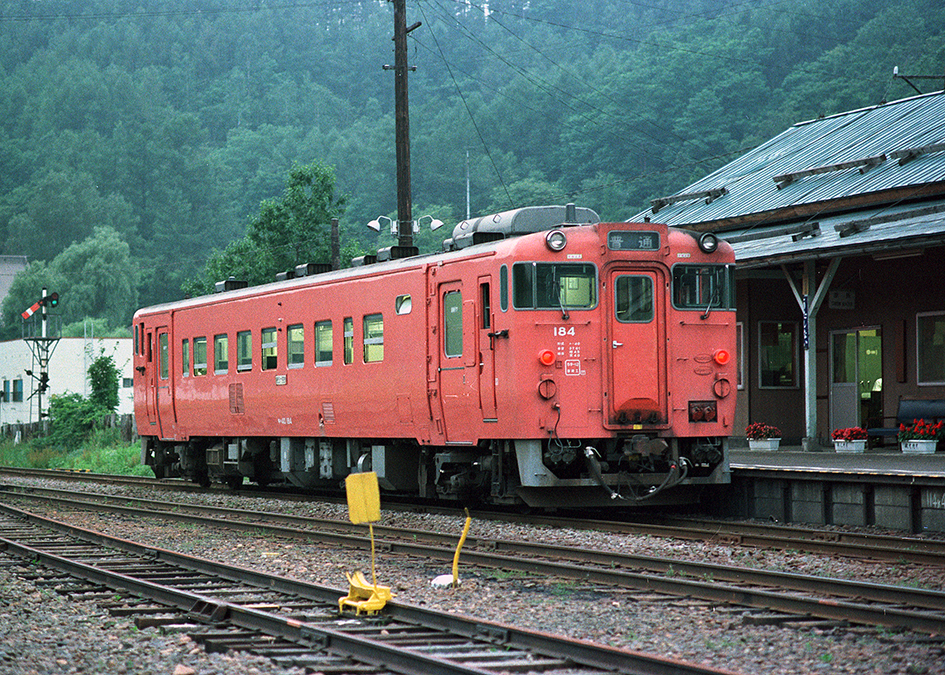
歌志内線で運用されるキハ40 184（歌志内駅、1986年）
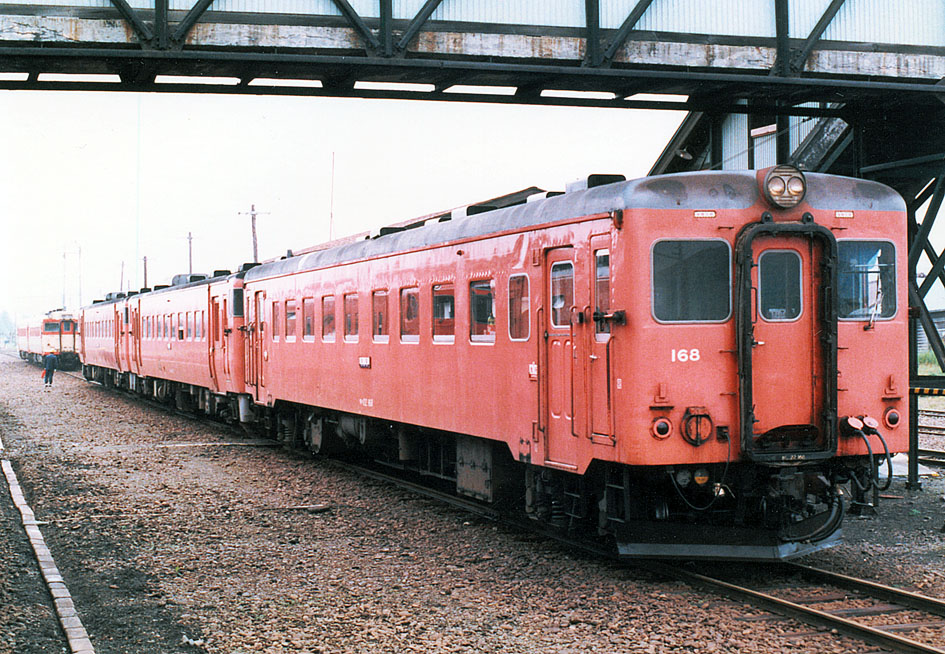
キハ22形、キハ40形2両、キハ56系2両による急行「しれとこ」（標茶駅、1984年）
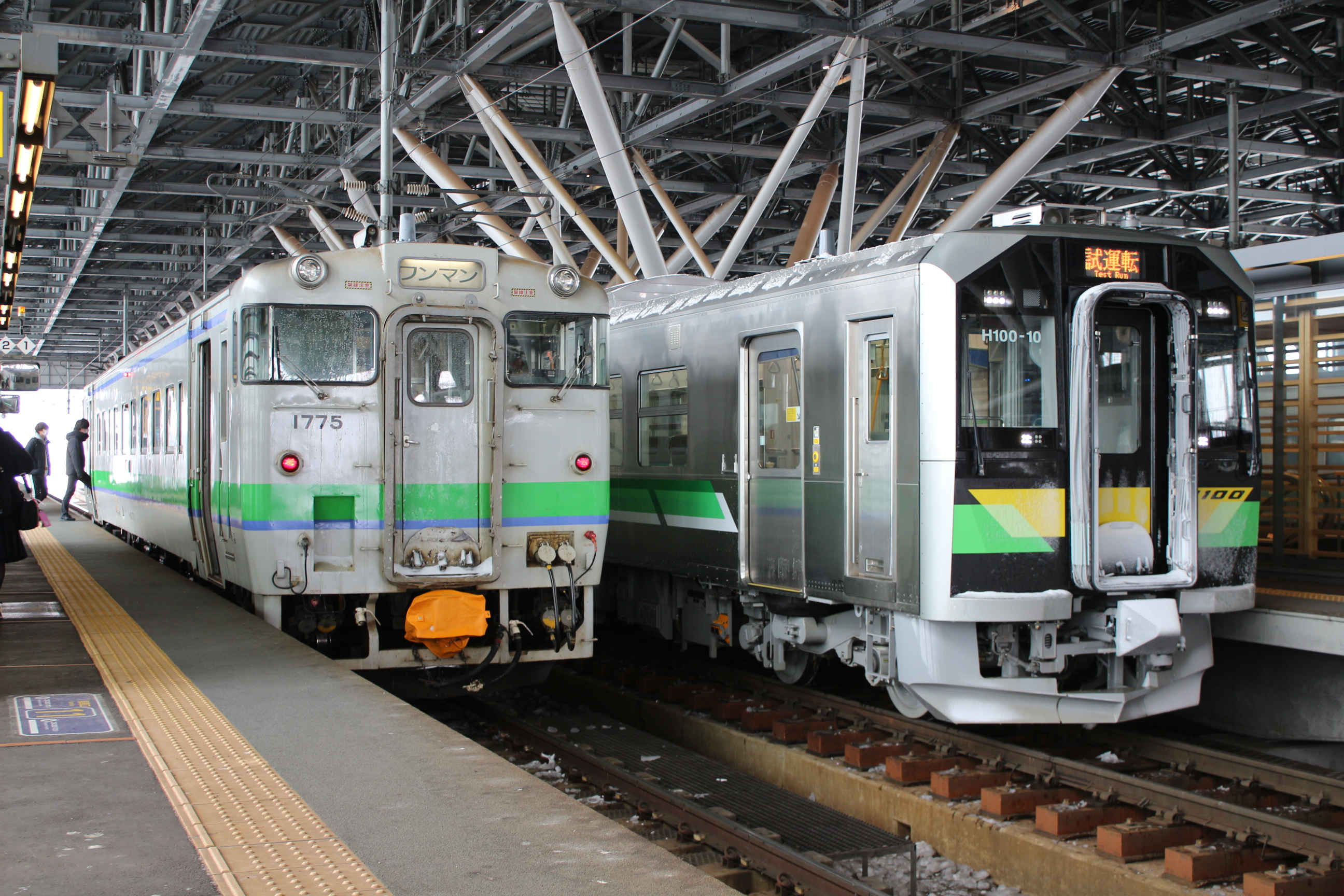
キハ40形とそれを代替するH100形（旭川駅、2020年）

### 東北地区
量産先行車である1976年度2次債務のキハ40形500番代20両のうち10両が弘前運転区に配置されて1978年3月より奥羽本線・五能線・阿仁合線で、10両が小牛田運転区に配置されて同じく1978年3月より順次、東北本線・陸羽東線・石巻線・奥羽本線で運行されている。翌1979年度のキハ40系の導入は、東北本線・奧羽本線・陸羽東線等に82両で、1980年度は東北本線・奥羽本線・磐越西線等にキハ40・48形計35両が。1981年度には田沢湖線・左沢線・東北本線・奥羽本線にキハ48形14両が導入されている。
秋田総合車両センター南秋田センター
秋田車両センター（現・秋田総合車両センター南秋田センター）のキハ40形にはデッキの仕切りがある車両とない車両が混在していた。
- 津軽線
  - 2016年3月25日までは八戸運輸区配置車両が使用された[405]。
- 五能線
- 奥羽本線（秋田駅 - 東能代駅間、弘前駅 - 青森駅間）
- 男鹿線
  - 五能線用車両は過去には弘前運転区に配置されていた。2021年3月12日をもって全運用を終了した[406]。うちキハ40 1006・2018・2019は小湊鉄道へ譲渡された[注 82]。

弘前運転区（弘前運輸区→現・つがる運輸区）
- 1977年と1979年にキハ40形24両（501 - 510・527 - 537・551 - 553）を五能線向けに新製配置した。
- 組織改革と車両基地統合に伴い1987年に秋田運転区、1992年に南秋田運転区へ二度移管されたため現在の配置は0両。

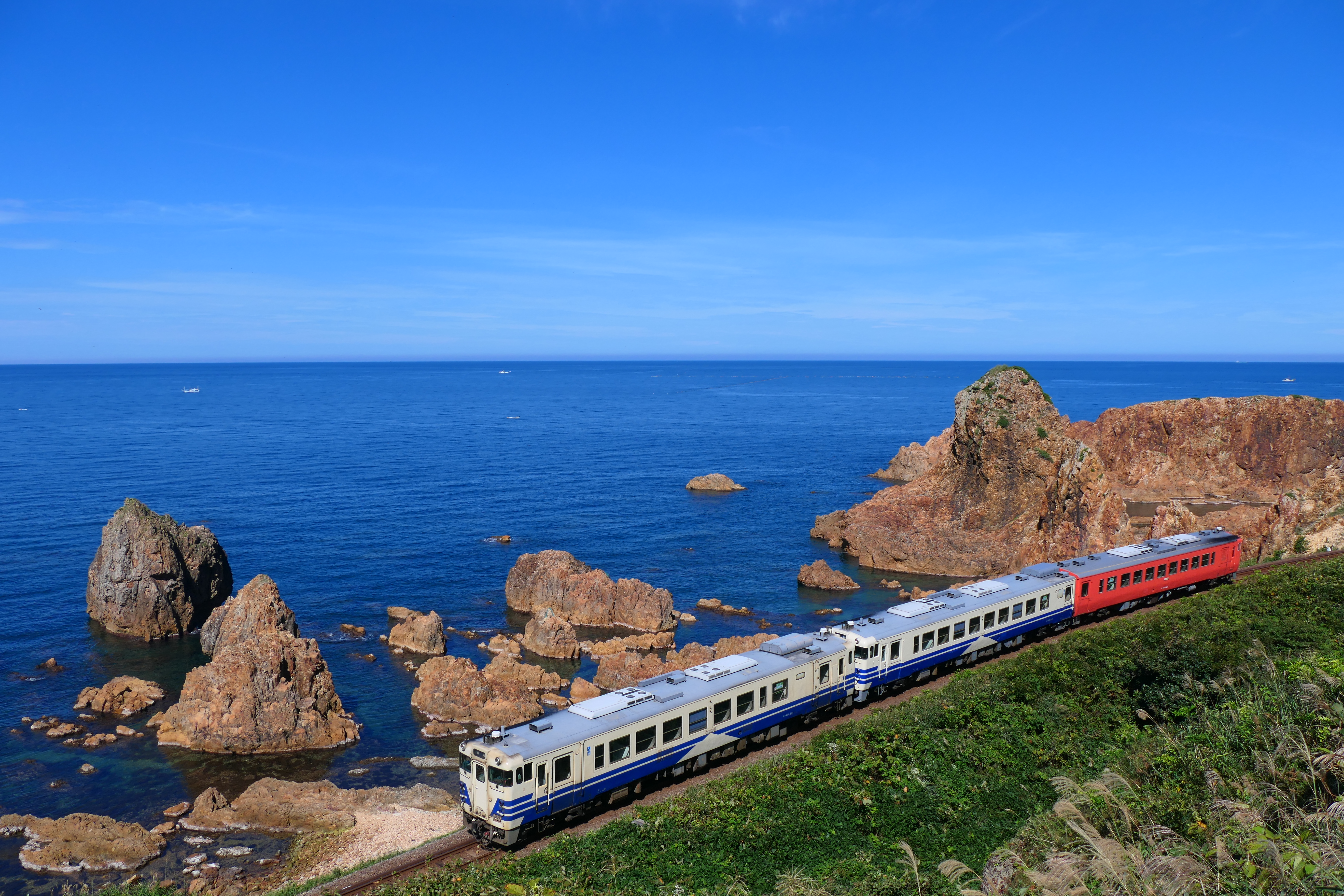
五能線を走行するキハ40 521ほか3連
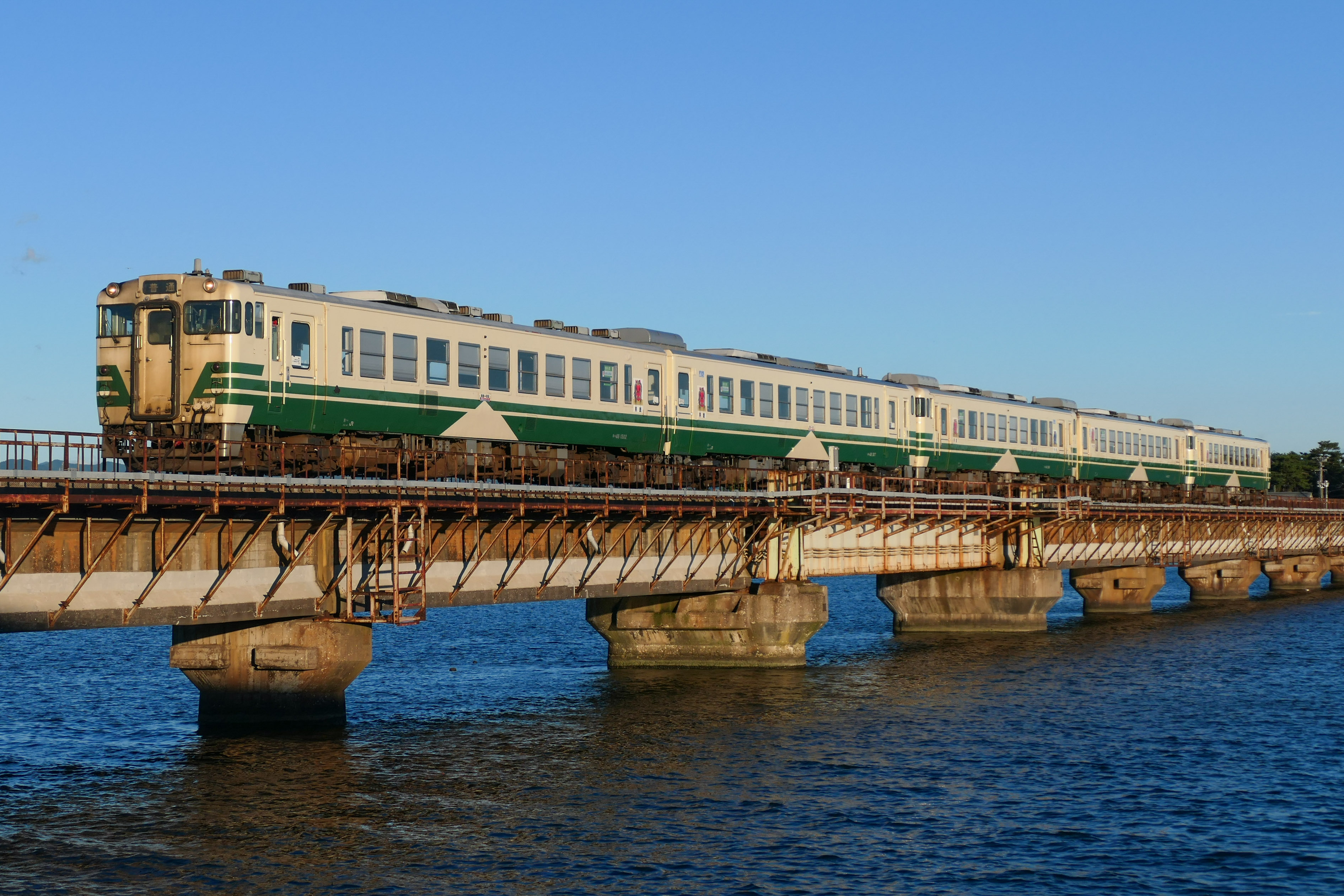
キハ48形 男鹿線色（2020年）

八戸運輸区
- 1979年から1980年にかけてキハ40形20両（521 - 526・543 - 545・564 - 567）・キハ48形6両（1505 - 1510）を新製配置し八戸線・東北本線で運行していた。

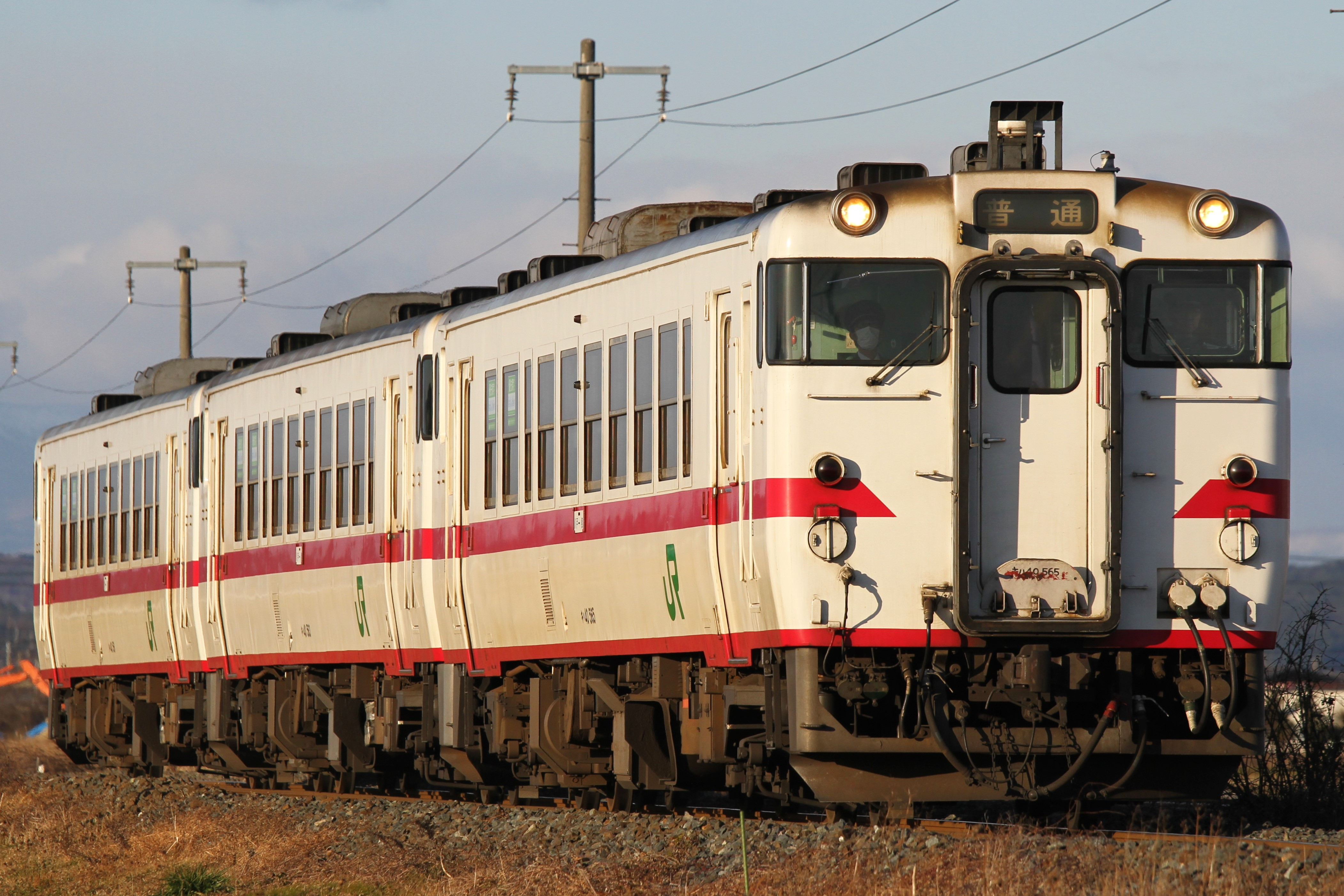
八戸線のキハ40形（2017年）

大湊線
- 2014年3月15日改正以前はキハ100形の検査時や多客期（大型連休・盆・年末年始など）に運用されていた。

八戸線
- かつては全ての定期列車で運用されていたが、キハE130系500番台導入により2018年3月16日に定期運用を終了[409][410]。「リゾートうみねこ」については、2018年3月17日のダイヤ改正以降も継続して使用されていたが、これも2020年に引退した[411]。キハ40 516 - 518とキハ48 539・556 - 559はトイレが閉鎖され、ドアに「器材室」「トイレは他の車両です」と表示されていた。

盛岡車両センター
- 1981年にキハ48形8両（555 - 558・1546 - 1549）が新製配置された。1988年春からは釜石線向けにキハ40形2両（523・524）が配置。1991年にキハ110形が配置されると他区へ転属となった。花輪線で運用されたほか、1991年までは釜石線・山田線でも、1982年までは田沢湖線でも運用された。

一ノ関運転区
- 新製での配置はなく、キハ28・58・52・23の検査中の補填として1982年に盛岡から転入したキハ48 1549が最初となる。1988年冬にはキハ40形3両（521 - 523） ・キハ48形8両（536・555・1505・1506・1546 - 1549）の配置となったが、1991年にキハ100形0番台に置き換えられた。

北上線
- 大船渡・盛線向け車両が稀に定期運用へ充当されたが、1990年には運用を終了した。

大船渡線・盛線（大船渡線営業所）
- 普通列車を中心に1991年まで従来の気動車とともに運用されていたが、同年3月にキハ100形が投入されると一部の運用が置き換わり、同年11月30日付で最後まで残ったキハ48形4両が八戸へ転出した。

小牛田運転区
- 宮城県を中心に幅広い運用を受け持つため、1978年から1980年にかけて新製されたキハ40形21両（511 - 520・546 - 550・568 - 573）・キハ48形21両（501 - 504・536 - 538・544 - 547・1511 - 1514・1532 - 1535・1540・1541）を民営化に伴って受け継いだJR東日本の一大グループ。1990年からは宇都宮・水戸・高崎の三支所向けに新製されたキハ40形2000番台10両も一時的に配置された。

石巻線・陸羽東線
- 1978年の投入以来、運用を共通化し全線で使用していたが1998年のキハ110系投入とワンマン運転開始に伴って運用区間を大幅に縮小。2015年3月に運用終了した。

陸羽西線
- 陸羽東線と同じく、1978年の新製当初から快速・普通列車を中心に全線で運用していた。時には山形機関区から左沢色のキハ40を借受けて営業入りしていたこともある。1998年、キハ110系200番台の増備に伴い運用終了。

山形運転区（山形電車区→山形車両センター→現・山形新幹線車両センター） → 新庄運転区
- 1979年から1981年にかけてキハ40形5両（538 - 542） ・キハ48形23両（505 - 508・520 - 523・548・552 - 554・1501 - 1504・1520 - 1522・1542 - 1545）が山形機関区に新製投入されたのち、1991年と1993年の置換に伴うもの、1998年の他所からの転入と三度に分けて新庄機関区へすべての車両が移管。暖地向けのキハ40形2000番台は所属していない。

左沢線
- 1990年のワンマン運転開始に合わせてキハ40 540をはじめとする一部がバケット構造のロングシートに改造されたことが特筆される。1993年のキハ101形導入に伴い八戸・小牛田・会津若松・秋田にそれぞれ転属となった。

長井線
- キハ22・キハ58とともに運用されていたが、第三セクターの山形鉄道へ移管に伴い運用を終了した。

磐越東線営業所（現・郡山総合車両センター郡山派出所）
- 1980年から1981年にかけて新製されたグループを民営化に伴って受け継いだキハ40形7両（559 - 563・580・581）・キハ48形6両（533 - 535・549 - 551）が所属していた。磐越東線向け。

磐越東線
- 1991年2月12日のキハ110系の導入によって1993年までに定期運用から離脱した。以降は臨時「漫遊」などによる不定期便のみ。郡山車両センターが近いため小牛田所属のキハ40系が試運転のため入線した。

郡山総合車両センター会津若松派出所
- 磐越西線
- 只見線
  - 1980年2 - 3月にキハ40 559 - 563とキハ48 533 - 535が郡山客貨車区に新製配置されたのが最初であり[412]、キハ52形・キハ55系・キハ58系などともに運用され、只見線、磐越西線、磐越東線のキハ10系を置き換えた[412]。
  - 1982年11月15日の上越新幹線開業により、急行「奥只見」と只見線普通列車の各1往復が上越新幹線停車駅となった浦佐駅への乗り入れた[412]が、1988年3月のダイヤ改正で廃止となっている[412]。普通列車に郵便・荷物合造車キハユニ26形が併結されることもあったが、郵便・荷物輸送の廃止に伴い1984年度までに終了した[412]。
  - 1990年代以降に東北地域本社（後の仙台支社）管内の配置車が白地に緑の濃淡帯の「東北地域本社色」へ変更された[413]。
  - 1993年12月に新庄運転区から4両（キハ40 503・511・513・514）、磐越東線営業所からキハ40形2両（580・581）、小牛田運輸区からキハ48形3両（549・550・551）が転入してキハ52形は他区所へ転出し、以後はキハ40系とキハ58系により運用された[413]。のちにキハ58系の両運転台化改造車のキハ53形201・202が転入した[413]。
  - 1999年に陸羽東線・陸羽西線からキハ40系が転入してキハ58系が置き換えられ、普通列車はキハ40系に統一された[413]。
  - 2007年に快速「南三陸」がキハ110系に置き換えられ、捻出されたキハ40形2000番台冷房車が小牛田から郡山へ転入した[注 83][414]。2007年にキハ40形1両（514）、キハ48形2両（504・535）が小牛田へ転出し、1993年に当線へ転入した車両の配置はなくなった。会津若松の車両の配置がなくなり、以後は小牛田所属車による運用となった。
  - 2011年7月に発生した新潟・福島豪雨により会津川口 - 只見間が不通となった[412]ため、2013年5月に小出 - 只見間の運用が新津運輸区に移管され、会津若松口が郡山総合車両センター、小出口が新津運輸区の所管となった[412]。2015年の仙石東北ライン開業に伴い小牛田区のキハ40形冷房車が会津若松・新津の両区に転入し、会津若松口、小出口ともに全車が冷房車となった[414]。
  - 2019年に会津若松派出所へキハE120系が転入したため、会津若松口のキハ40系は2020年3月13日に定期運用を終了した[415]。定期運用終了後の3月21・22日には旅行商品による運転が計画されていたが、新型コロナウイルス感染症拡大の影響により中止された[415]。キハ40 2021・2026は小湊鉄道に譲渡された[注 84]。
  - 小出口に残ったキハ40系はキハ110系導入により2020年7月11日に運用を終了した。

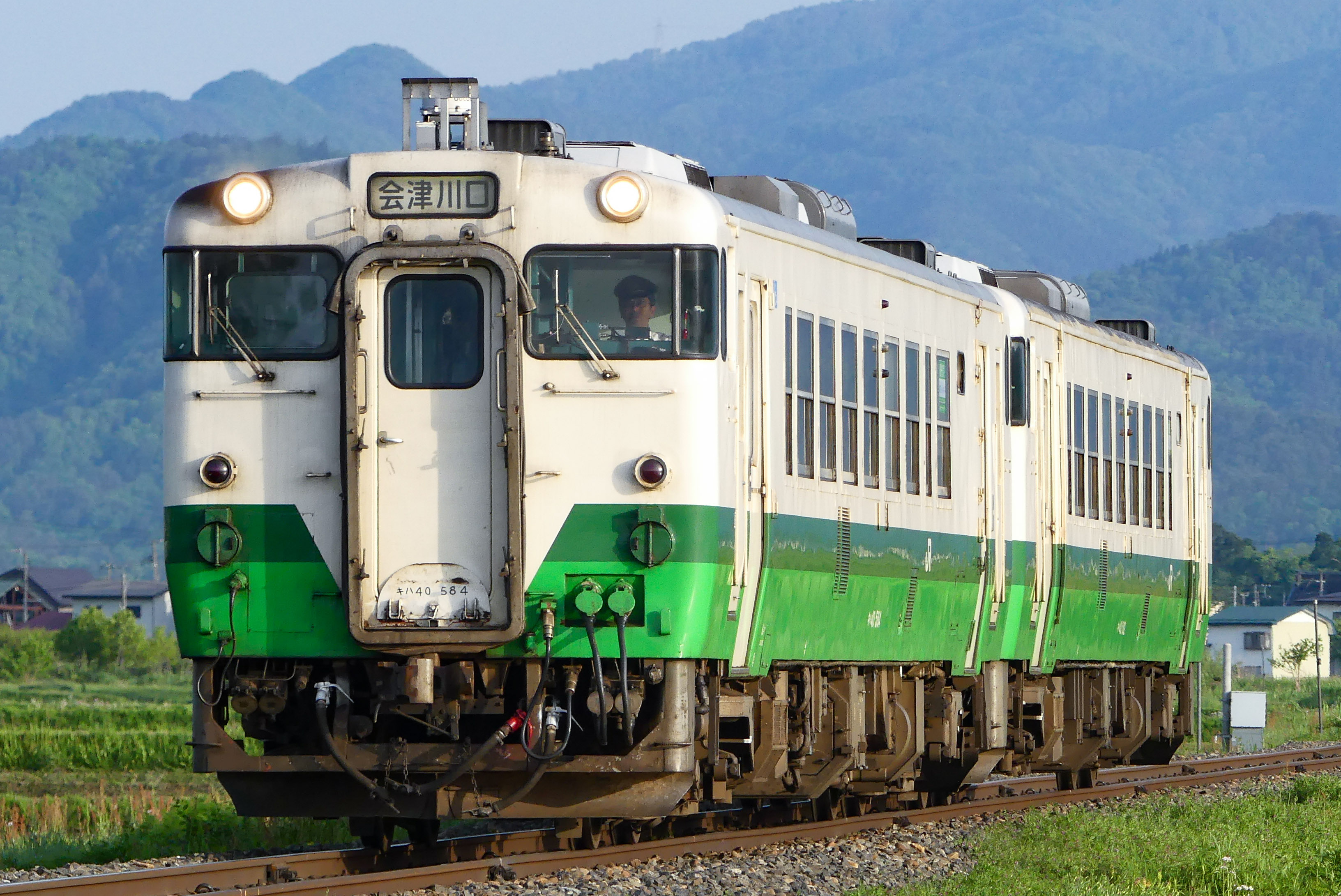
只見線のキハ40形500番台（2018年）
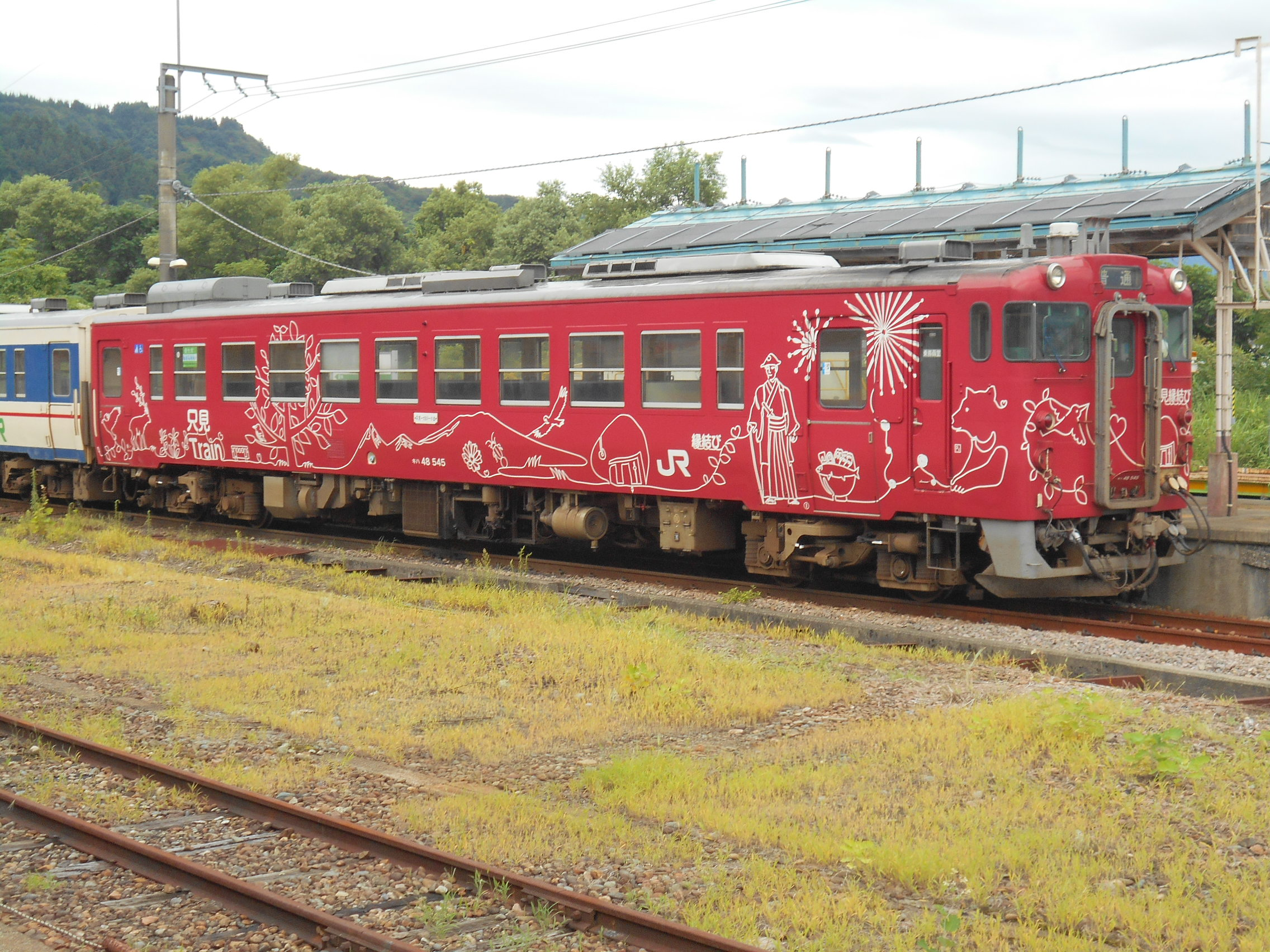
キハ48 545 縁結び列車

### 関東地区
烏山線
関東地区では烏山線のキハ10系・20系置き換えのためキハ40形2000番台10両が投入されたのが最初で、1979年6月2日より烏山線での運用を開始した。
キハ40形1000番台のうち1006は東北地方に転用され、それ以外の8両は引き続き烏山線で使用されていた。塗装はオリジナルの烏山線色であったが、2011年4月15日に開通88周年を迎える烏山線の「烏山線全線開通88周年記念事業」として1003および1007をそれぞれ2010年12月および2011年4月に旧国鉄一般気動車色（朱色4号+クリーム4号、標準色）に、1004および1005はそれぞれ2012年12月および2013年6月に導入時と同じ首都圏色に塗装変更された。これらは郡山総合車両センターで施行している。
2014年に烏山線に量産試作車が導入されていたEV-E301形蓄電池車の量産車導入により、2017年3月3日に運用が終了し、1009は錦川鉄道に、1002・1005・1007の3両は那須烏山市の那珂川清流鉄道保存会にそれぞれ譲渡され、その他は廃車となった。
東北に転属した1006は、小牛田運輸区、新庄運転区を経て1999年から秋田車両センター→秋田総合車両センター南秋田センターに配置された。奥羽本線や男鹿線で使用され、2016年1月に塗色を男鹿線色から首都圏色に変更。それ以降は「国鉄メーク」気動車として五能線などで使用され、2021年3月12日の同系列運用終了まで運行した後、小湊鉄道へ譲渡された

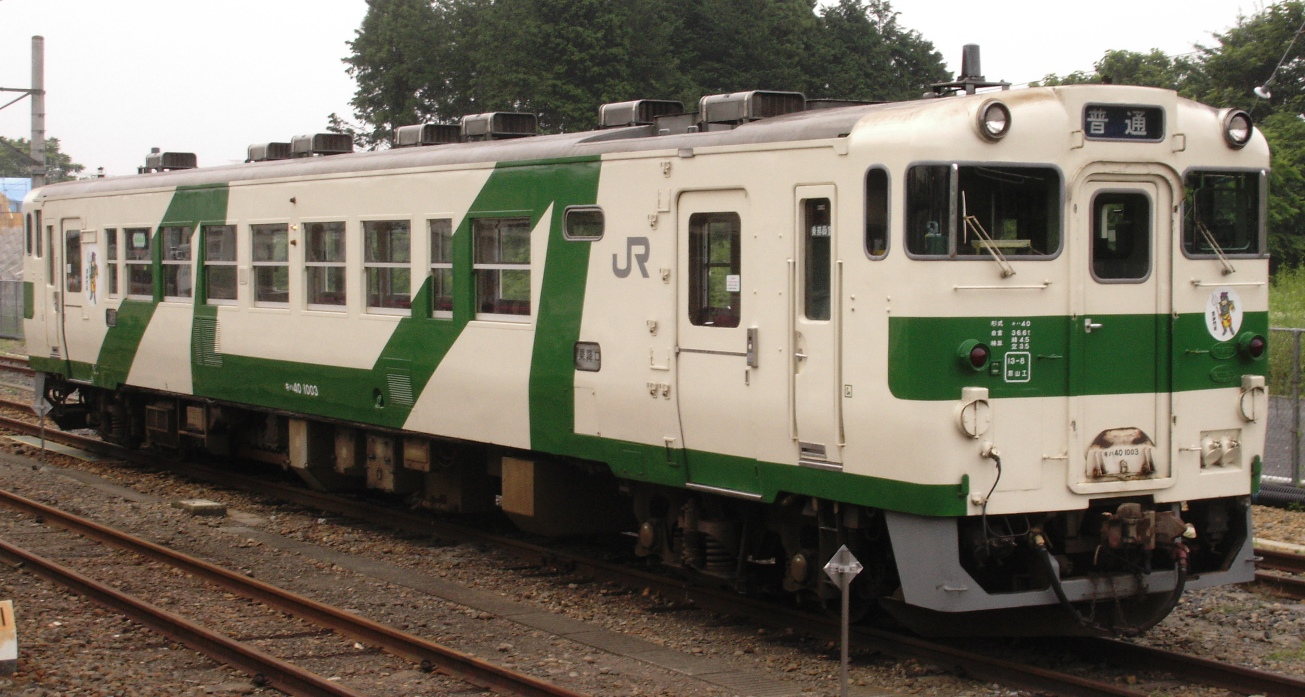
キハ40形 烏山色（2007年）

水郡線
水郡線向けには1979年から1982年にかけてキハ40形10両（2021 - 2026・2138 - 2141）とキハ47形5両が水戸運転区に新製投入された。普通列車を中心にキハ28・58系、キハ45系とともに運用されていたが、1990年に担当運輸区が水戸から常陸大子（水郡線営業所）に移管されたことに伴いキハ40形7両（2022・2023・2026・2138・2139・2140・2141）が転入した。1990年より地域色へ塗り変えられる。
1991年よりキハ48形が入線すると併せて新型のキハ110系が導入され運用の一部を置換。1993年10月に新潟からキハ110系が転入したため同年12月から定期運用が終了して配置がなくなった。その後1994年にキハ48 534・548の2両が、翌1995年にキハ40 503が転入し、1999年3月に水郡線の定期運用を終了した。
八高線・足尾線
1980年に高崎地区用としてキハ40形5両（2085 - 2089）が高崎第一機関区（高崎運転所→現・高崎車両センター高崎支所）に新製配置された。主に足尾線で運用されたほか、キハ20系、キハ35系、キハ45系とともに八高線でも運用された。
足尾線は1989年にわたらせ渓谷鐵道へ転換され、八高線でも1991年までにキハ40系の運用はなくなった。キハ40 2087は1991年8月にキハ40 1008へ改造されて烏山線へ転用されたほか、2000番台4両も各地のキハ40系運用線区に転用された。

### 信越地区
新潟運転所
- 羽越本線
- 白新線
- 越後線

羽越本線・白新線・越後線等における新潟地区近郊輸送用として寒地向けキハ47形の全43両が1978年度から1980年度にかけて新潟運転所に配置されてキハ10系を代替し、キハ20系、35系、45系、58系とともに運用されて最長9両前後の編成で運行されていた。その後、1984年4月の越後線・弥彦線の電化により気動車列車が電車化されたほか、1985年3月の白新線・羽越本線村上駅以南の普通列車の165系による電車化でも気動車25両が余剰となり、気動車急行の見直しによる5両減を含めて新潟運転所の気動車は171両から70両に削減され、キハ47形は1985年に20両が西日本・四国・九州方面へ転出した。
新津運輸区
- 羽越本線
- 信越本線
- 磐越西線
- 只見線
- 米坂線

長野総合車両センター
飯山線（飯山線営業所）
1981年に美濃太田よりキハ40形5両 (554 - 558) が転入したのを皮切りに、1982年にはキハ40形2両（593・594）およびキハ48形2両（559・1550）が新製配置され、キハ28形・58形やキハ52形などと共通運用が行われた。1980年代後半には新潟へキハ40形5両 (554 - 558) が転出し、それに代わって新潟からキハ40形5両（583 - 587）が一時的に転入したが、1988年頃にそれぞれの転出元へ戻っている。これらの車両は他所から転入したキハ28形・58形の冷房改造車と交代し、1992年にそれぞれ八戸、南秋田、弘前へ転属した。その後は他支社の車両が臨時列車として入線している。
しなの鉄道北しなの線（旧信越本線）では定期列車では飯山線直通列車の長野 - 豊野が運行された。
小海線（小海線営業所）では定期列車での運用実績はないが、小牛田運輸区より借用のびゅうコースター風っこによる臨時列車が運行された。

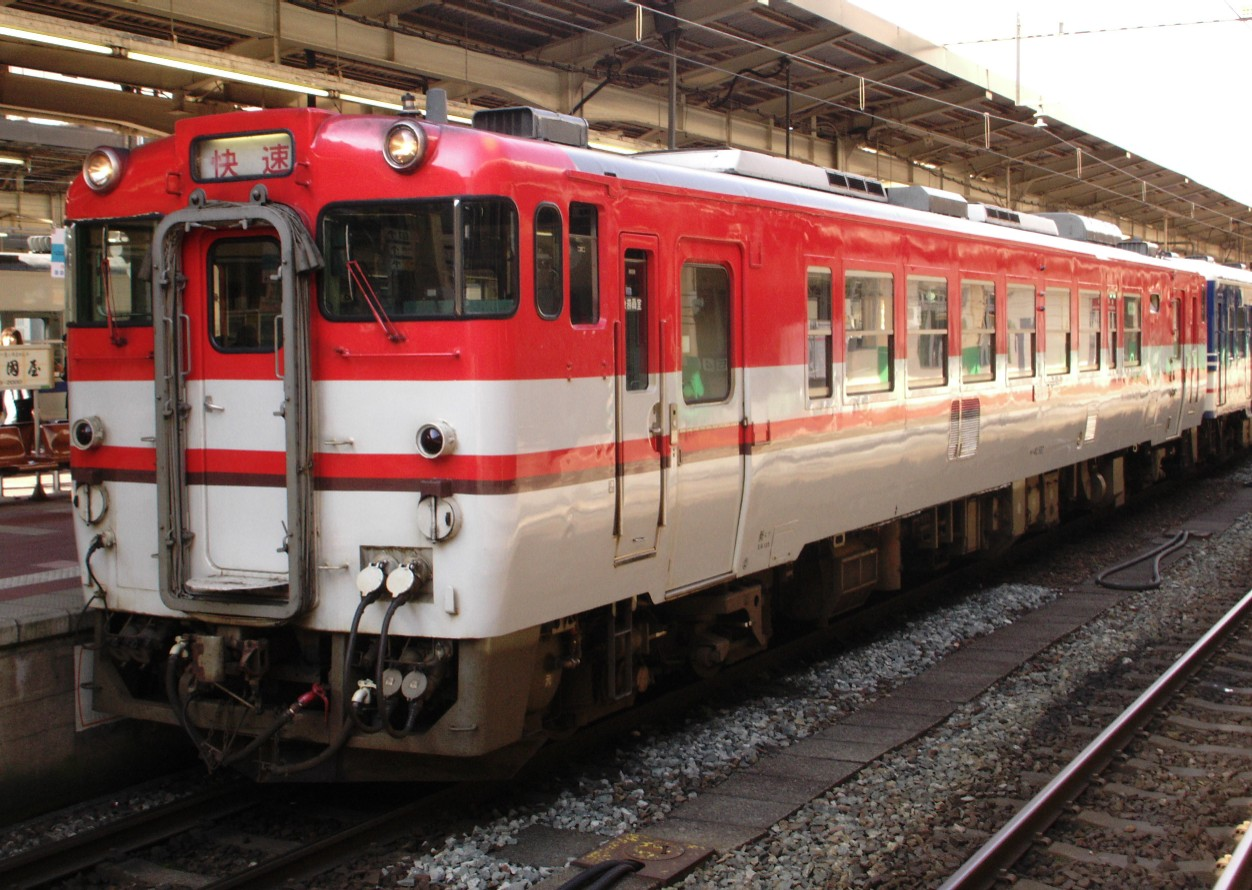
キハ40形 イメージアップ新潟色（2007年）
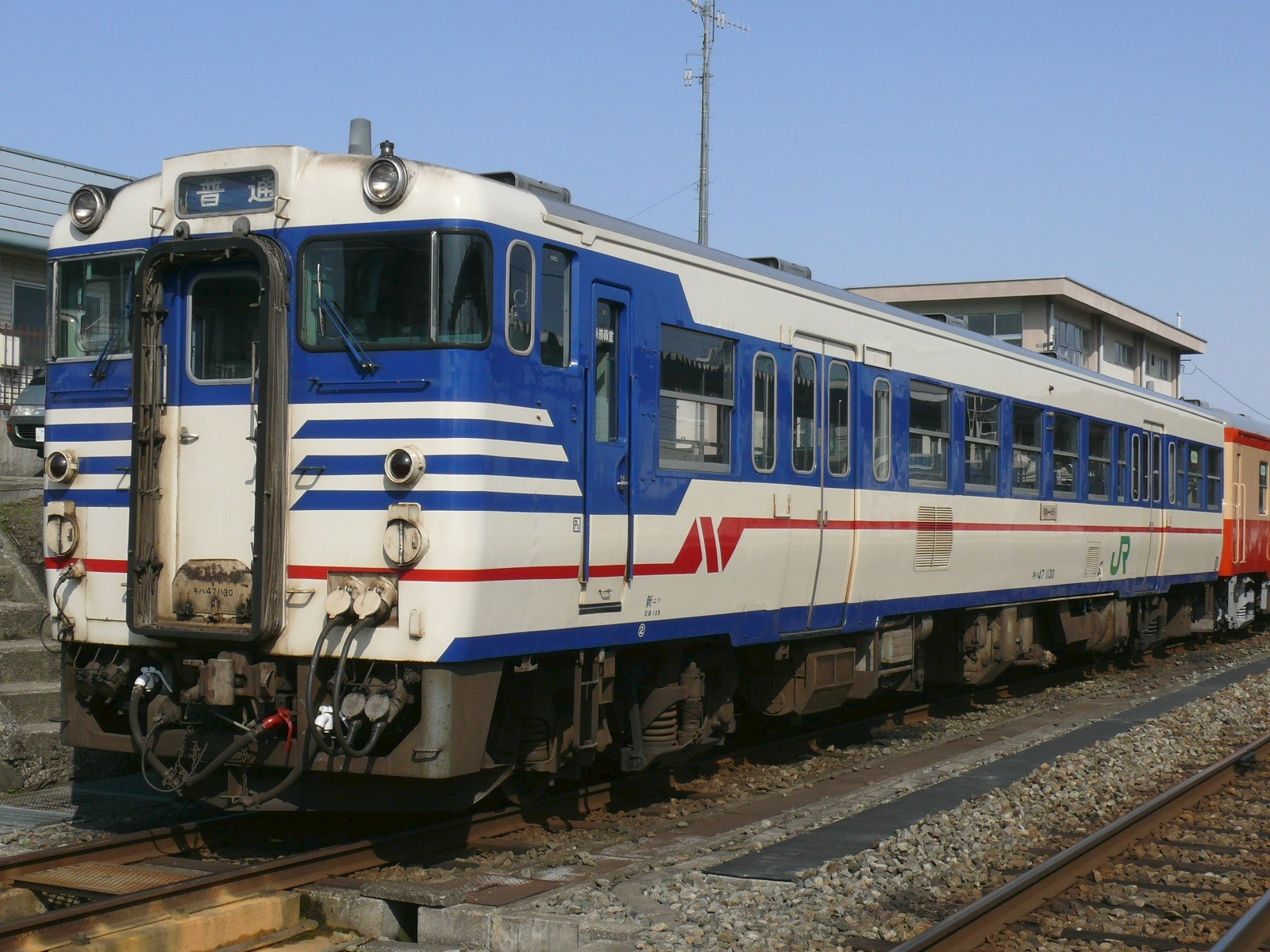
キハ47形 新潟色（2008年）

### 中部地区
高山本線や紀勢本線などで使用され、59両がJR東海に継承された。このうち紀勢本線・参宮線向けには1980年3月にキハ40形が投入され、伊勢運転区に配置されている。
2004年の台風23号による高山本線の線路被害のためキハ48 5803と6810は打保駅で2年以上孤立したが、搬出されて運用に復帰し、車内に「高山本線復帰車両」のプレートが取り付けられた。
鈴鹿サーキットでのF1グランプリ開催に伴う臨時列車でも運用実績があり、定期運用では見られない6両編成で運転された。武豊線および東海道本線大府 - 名古屋間での運用は1999年に終了し（同時に旧配置の名古屋車両区から美濃太田車両区と伊勢車両区に転属）、すべてキハ75形に置き換えられた。名松線では1989年のワンマン化以降、基本的に運用されなかった。
2014年4月時点で美濃太田車両区にキハ40形7両・キハ47形5両・キハ48形24両の計36両が、伊勢車両区にキハ40形7両とキハ48形16両の計23両が配属されていたが、2016年3月26日のダイヤ改正にて運用が終了し、2016年3月30日にすべて廃車された。
2015年の武豊線直流電化に伴い、同線のキハ25形およびキハ75形を「主に高山線・太多線に転用する」と発表され、順次置き換えられた。その後、2013年3月には、2014年度から2015年度にかけてキハ25形の2次車52両を投入し、国鉄時代に製造された当系列を置き換える方針を発表した。太多線の運用はキハ11形とともに2015年3月に、高山本線の運用も2015年6月で終了した。
伊勢車両区では、検査期限切れ間近な車両との入れ替えのため、2014年12月4日付で美濃太田車両区からキハ48形2両（3812・6809）が、2015年3月21日付で同2両（3809・6810）が転属した。また、キハ40 5501、キハ48 6501・6812（国鉄一般形気動車標準色）が7月4日に回送され、7月6日付で転属した。これにより、2015年7月にキハ40 3005、キハ48 3812・6812の国鉄一般形気動車標準色3両での運転も行われた。

### 北陸地区
敦賀地区
敦賀第一機関区（後の敦賀運転所）には国鉄時代よりキハ40・48形の配置があり、湖西線・北陸本線の交直デッドセクション区間や小浜線・舞鶴線での運用が存在した。1991年9月の米原駅 - 長浜駅間直流化や七尾線電化に伴う電車化で気動車の余剰が発生したため、キハ48形0番台・1000番台は1991年に小郡（現・下関総合車両所新山口支所）へ転出し、そのうち5・6・1003の3両が2003年に岡山へ転出、6・1003は2010年3月31日付で廃車となった。
城端線・氷見線
城端線・氷見線では2020年時点では金沢総合車両所富山支所（旧：高岡鉄道部）に配置されたキハ40・47形が使用されている。運用範囲は城端線・氷見線のほか、あいの風とやま鉄道線（旧・北陸本線）の高岡駅 - 富山駅間にも乗り入れる。
沿線の氷見市が漫画家・藤子不二雄Aの出身地であることから、『忍者ハットリくん』のラッピング列車も運転されている。

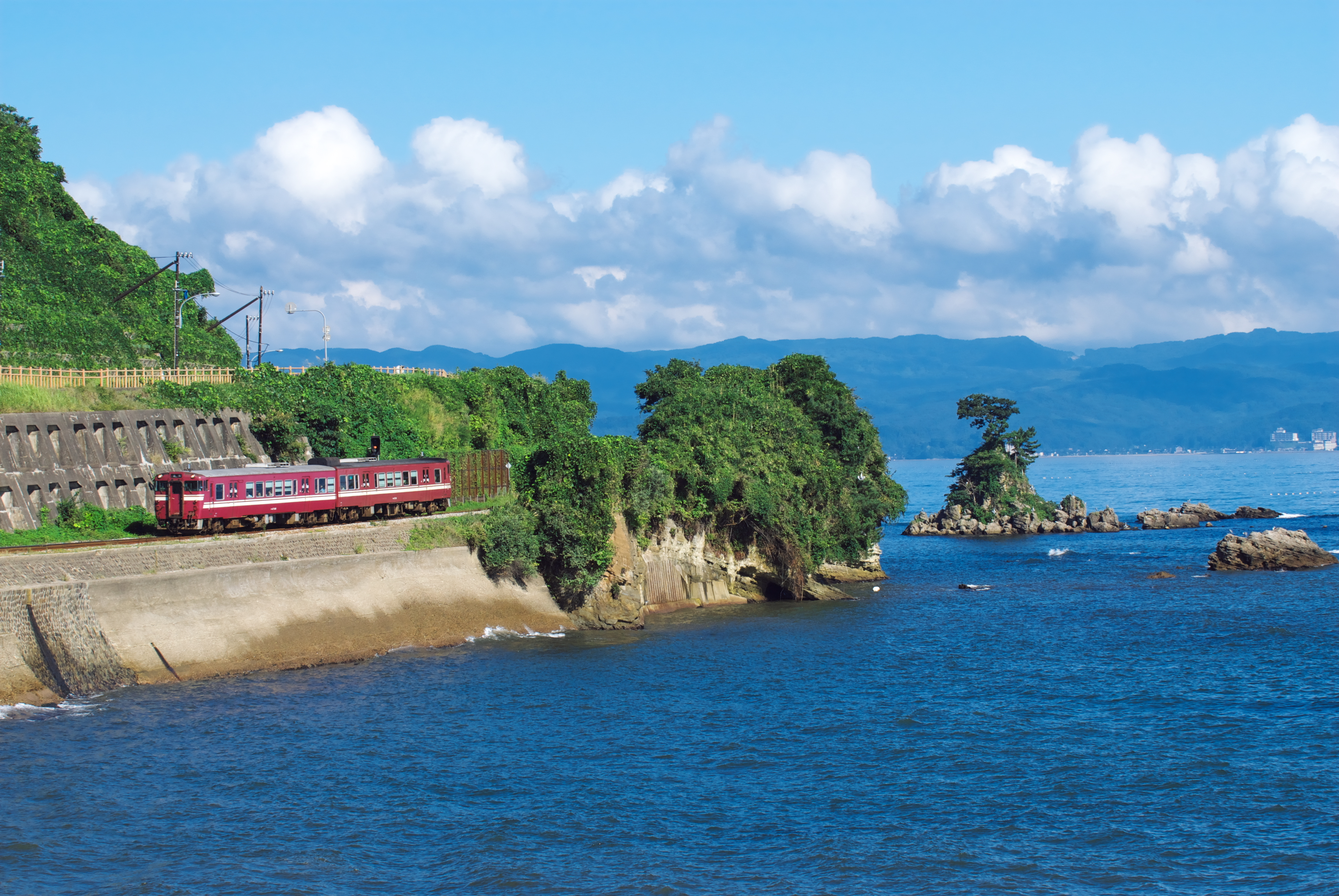
氷見線を走行するキハ47形
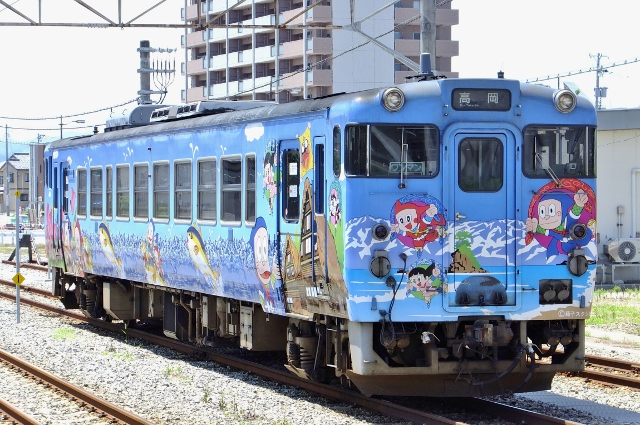
キハ40 2136 忍者ハットリくんラッピング車 (A) （2013年6月25日 高岡駅）

七尾線
七尾線では2015年より観光列車「花嫁のれん」へ改造されたキハ48形が運用されている。運用区間は金沢駅 - 和倉温泉駅間で、金沢駅 - 津幡駅間はIRいしかわ鉄道線（旧北陸本線）に乗り入れている。

### 関西地区
山陰本線京都口・北近畿地区
関西地区では福知山機関区（現福知山運転所）に最初のキハ47形16両が配置されて1977年2月25日より山陰本線京都口の京都駅 - 福知山駅間で5両編成3本と予備車1両で運用され、必要に応じ1両を増結したほか、夕方の1本は2編成併結の10両編成で運行された。山陰本線京都口では通勤形のキハ35系も使用されていたが、冬季の暖房効果が不十分で乗客からも不評であったため、キハ47形の投入により置き換え、首都圏・関西・北九州地区に転用してこれらの地区の旧形式を代替した。1982年度にかけて福知山機関区に56両、向日町運転所に19両の計75両（暖地向けキハ47形の約23%）が投入され、福知山 - 京都間を主体に運行されたほか、1979年2月からは福知山線でも運行されるようになり、従来のキハ10系・20系・55系を同年2月末までに置き換えている。これにより、同線の普通・快速列車用気動車はキハ47形に統一され、大阪駅へも運行されていた。
福知山線では、1986年11月改正での宝塚 - 福知山間の電化により普通列車の気動車・客車列車は103系・113系に置き換えられ、山陰本線では、1990年の山陰本線京都 - 園部間、1995年の綾部 - 福知山間、1996年の園部 - 綾部駅の電化に伴い、普通列車が電車化されて置き換えられた。1982年時点では、福知山機関区には56両のキハ47形が配置されていたが、1983年10月より豊岡機関区に福知山機関区などからキハ47形が転入し、1999年の舞鶴線電化を機に豊岡鉄道部（後の福知山電車区豊岡支所）にキハ40形・キハ41形とともに集約されて福知山機関区への配置は無くなった。また、向日町運転所のキハ47形は1990年3月の山陰本線京都 - 園部電化により全車転出している。
2016年時点では山陰本線（豊岡 - 鳥取間）、播但線（寺前 - 和田山間）で運用されていたほか、京都丹後鉄道宮豊線にも不定期で乗り入れていた。

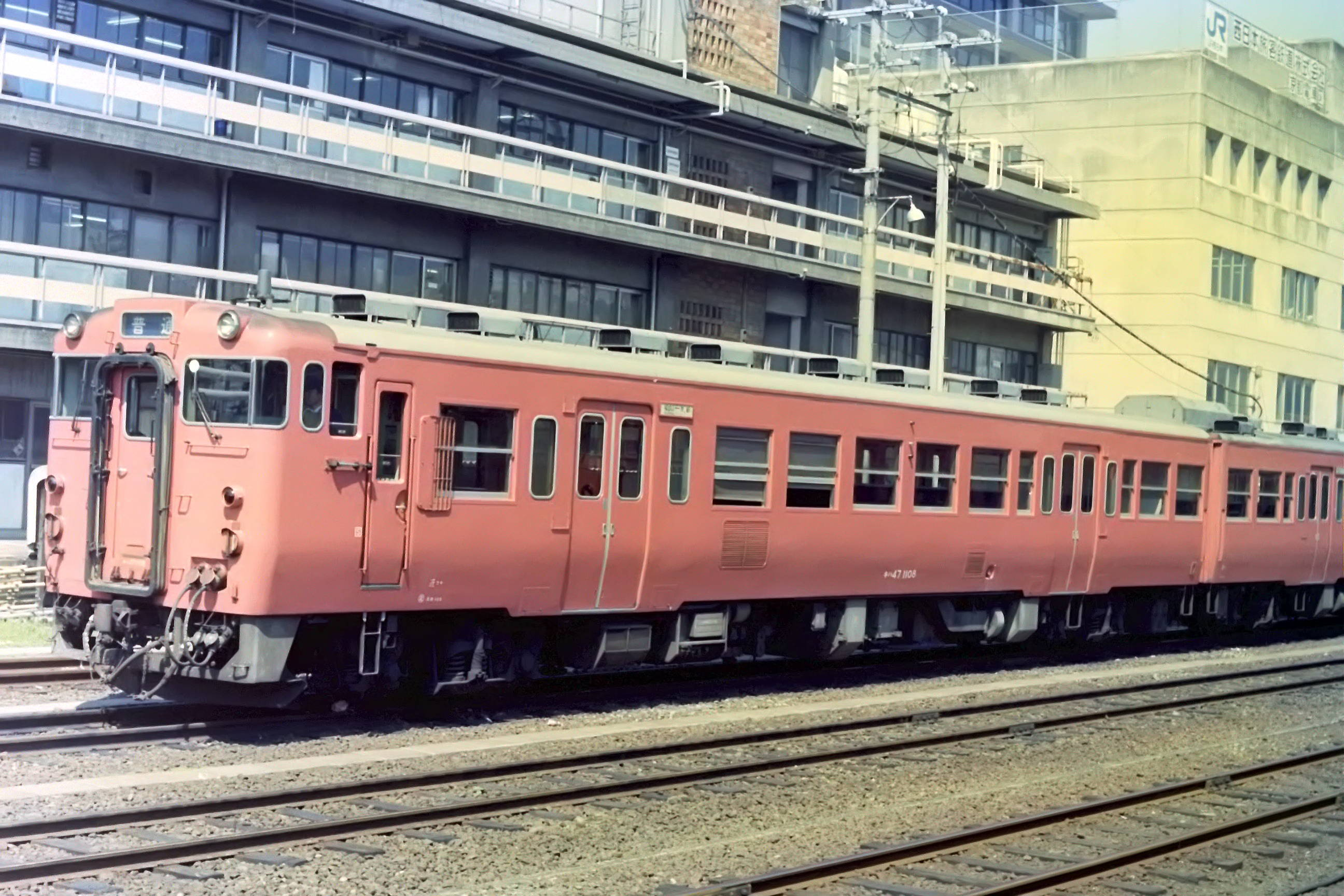
キハ47形の山陰本線列車（1987年4月 京都駅）
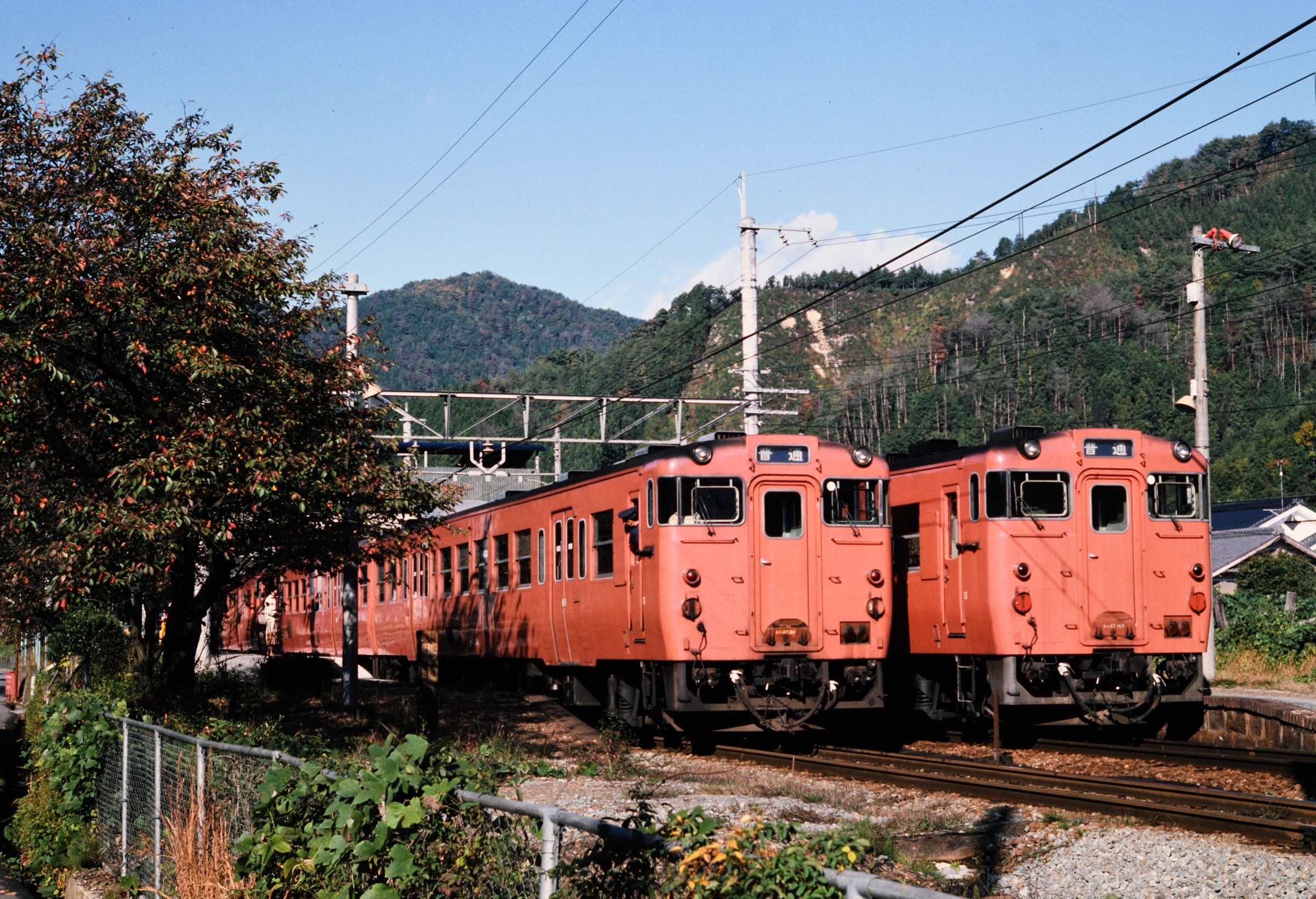
キハ47形の福知山線列車（1986年10月30日 下滝駅）
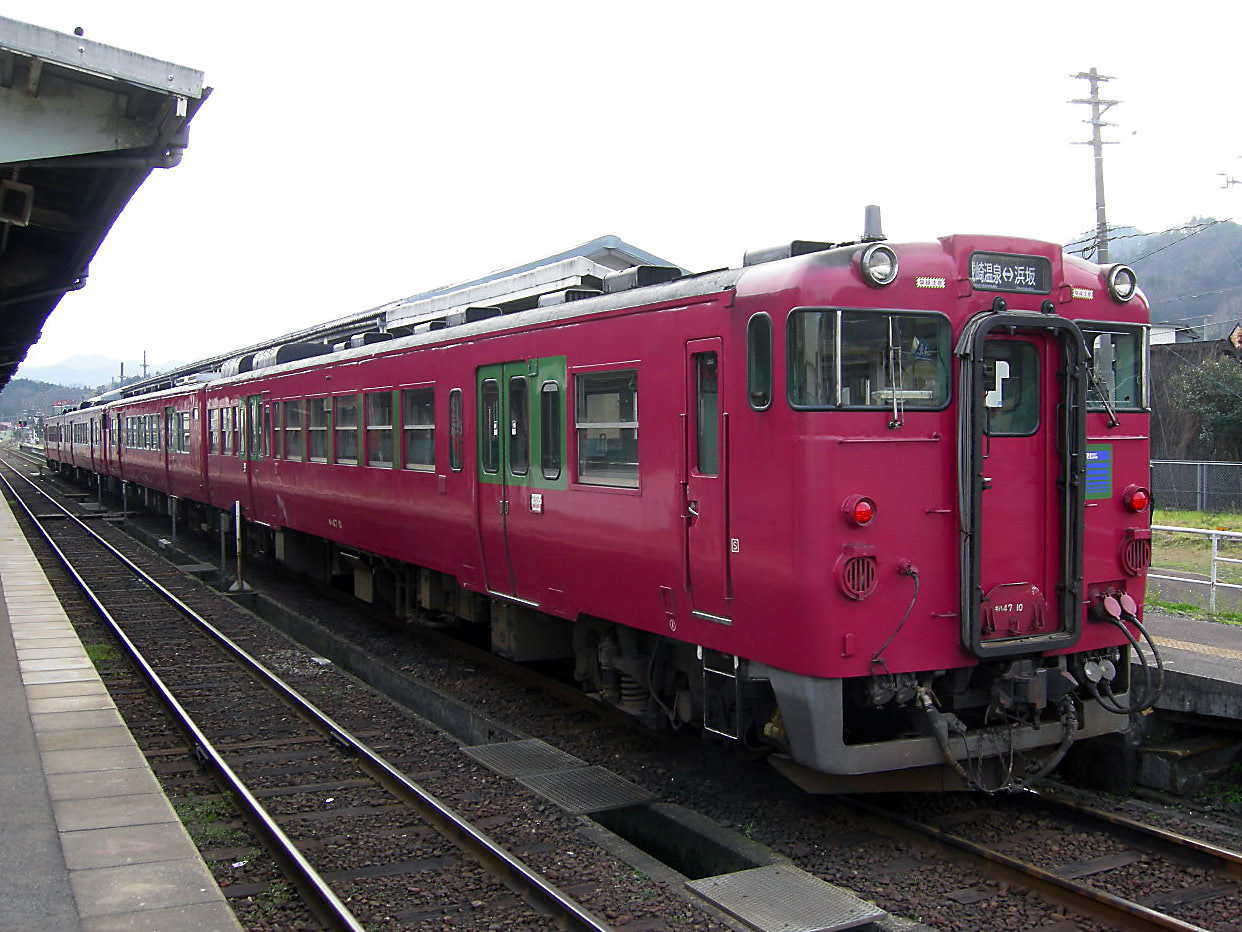
キハ47 10 播但線色（2007年1月6日 浜坂駅）
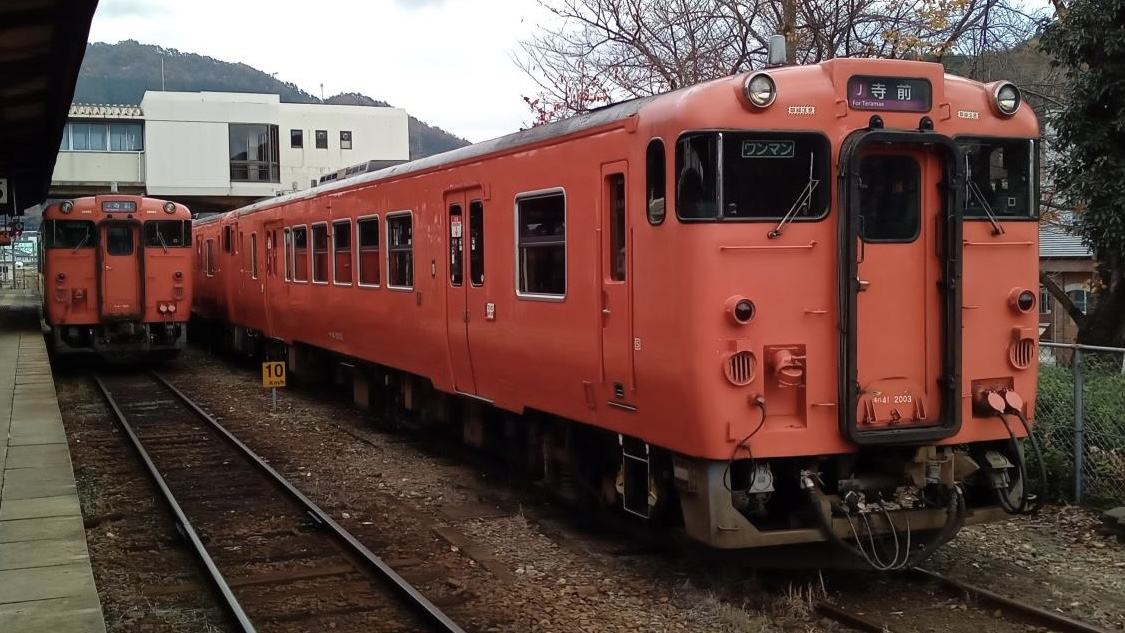
キハ41 2003（2022年11月21日 和田山駅）

関西本線・南近畿地区
1980年には亀山機関区（後の亀山鉄道部）にもキハ40・47形が配置され、関西本線や紀勢本線などで運用を開始した。1989年の片町線全線電化などを経て亀山へのキハ40系の配置が無くなった。
加古川線
加古川線ではJR西日本移行時点でキハ20形、キハ23形、キハ30・35形、キハ37形が使用されていたが、1987年度にキハ47形2両が姫路より転入した。1989年には野村駅（後の西脇市駅） - 谷川駅間ワンマン化用にキハ40形5両が転入し、キハ20形を置き換えた。
1990年までに山陰本線京都口や片町線の電化で余剰となったキハ40系が転入し、キハ23・30・35形を置き換えている。1998年からはキハ40系の更新工事やキハ47形のワンマン化を開始し、1999年には非ワンマンのキハ37形が置き換えられ、2000年3月改正で加古川線全列車がワンマン化された。
1998年のゴールデンウィークには山陰地区の境線で運用されている「鬼太郎列車」のキハ40 2115が関西地区に貸し出され、5月2日・3日は加古川線の定期列車に併結されたほか、5月4日・5日には東海道・山陽本線（JR神戸線）の三ノ宮駅 - 有年駅間で臨時快速列車として運転された（宮原操車場 - 三ノ宮駅間も回送列車で入線）。JR神戸線の運転ではキハ40 2115と加古川色のキハ40 2134を併結した2両編成となり、複々線区間は新快速と同じ外側線を走行した。
1998年秋に一般公募のイラストを側面に描いて、キハ40 2133が恐竜をデザインした「きょうりゅう号」、キハ40 2134が川魚やトンボをデザインした「せいりゅう号」となり、1998年10月4日から2003年まで運転された。
2003年以降は姫路鉄道部と加古川鉄道部の間で更新車を姫新線に、未更新車を加古川線に集約するよう配置車両の交換が行われ、姫路色で転入したキハ40系も加古川線内で運用された。キハ40系は2004年10月19日の加古川線電化により同線での運用を終了した。

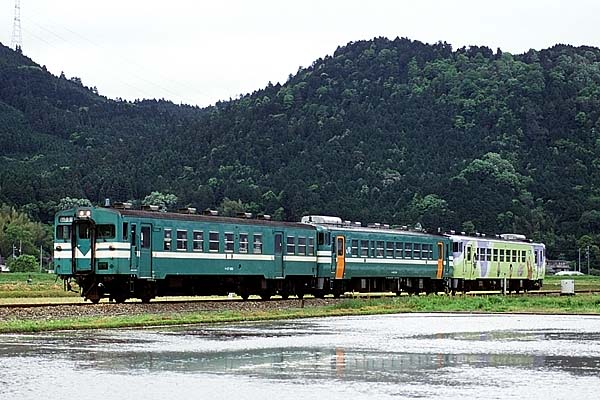
加古川色のキハ37形・キハ40形と境線より貸し出しの「鬼太郎列車」（1998年5月2日）
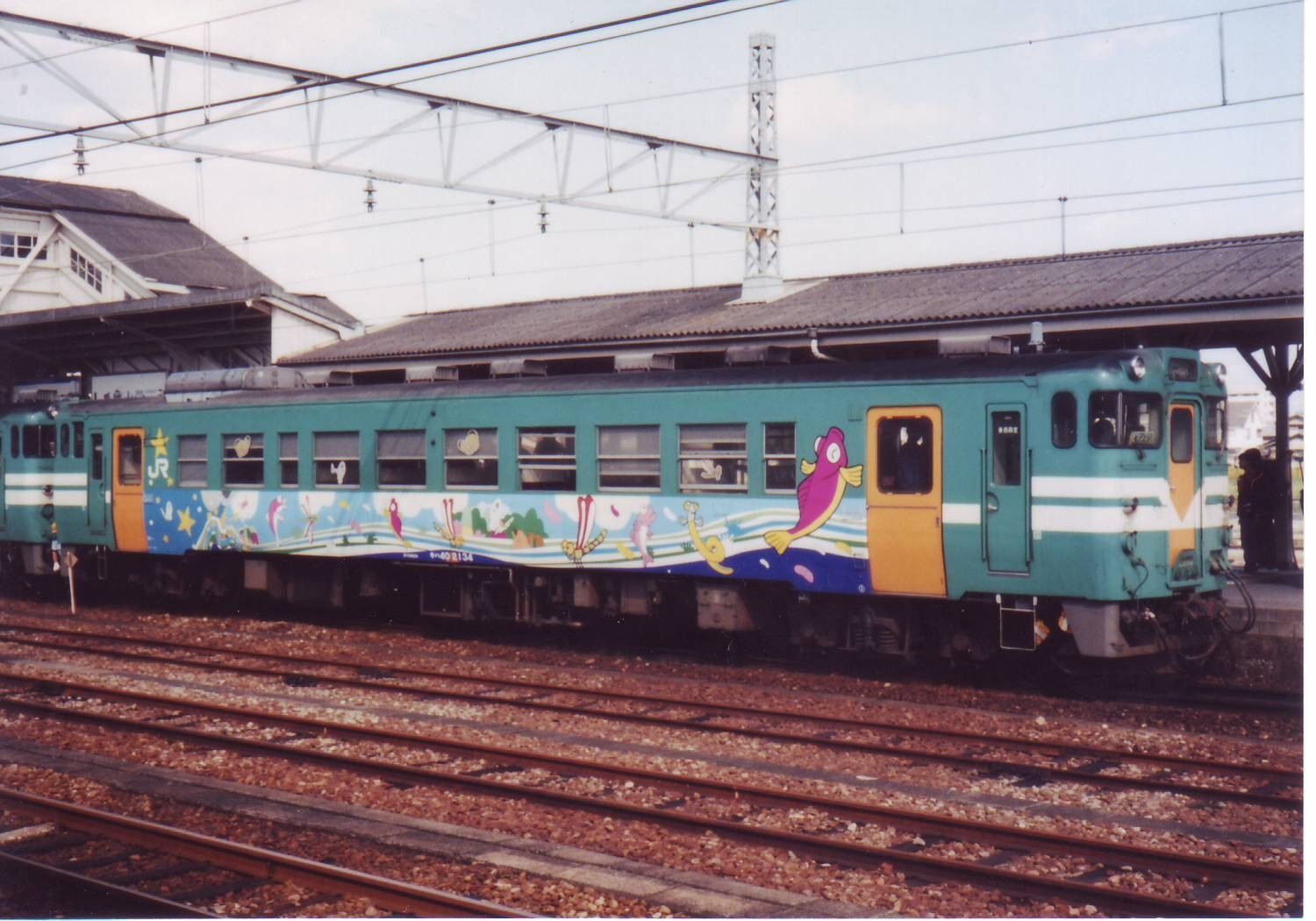
加古川線イラスト列車「せいりゅう号」のキハ40 2134

播但線・姫新線姫路口
播但線・姫新線の姫路口では姫路鉄道部のキハ40・47形が運用されたが、1998年の播但線寺前電化後の姫路所属車は姫新線のみの運用となった。2006年にはキハ40 2091がのじぎく兵庫国体のキャラクター「はばタン」のラッピング車となった。
キハ40系は姫路駅 - 上月駅間の高速化事業により2010年までにキハ122・127形に置き換えられたが、「はばタン」ラッピング車を含むキハ40形3両が残存した。キハ40形は2012年3月16日をもって姫新線姫路口での定期運用を離脱した。

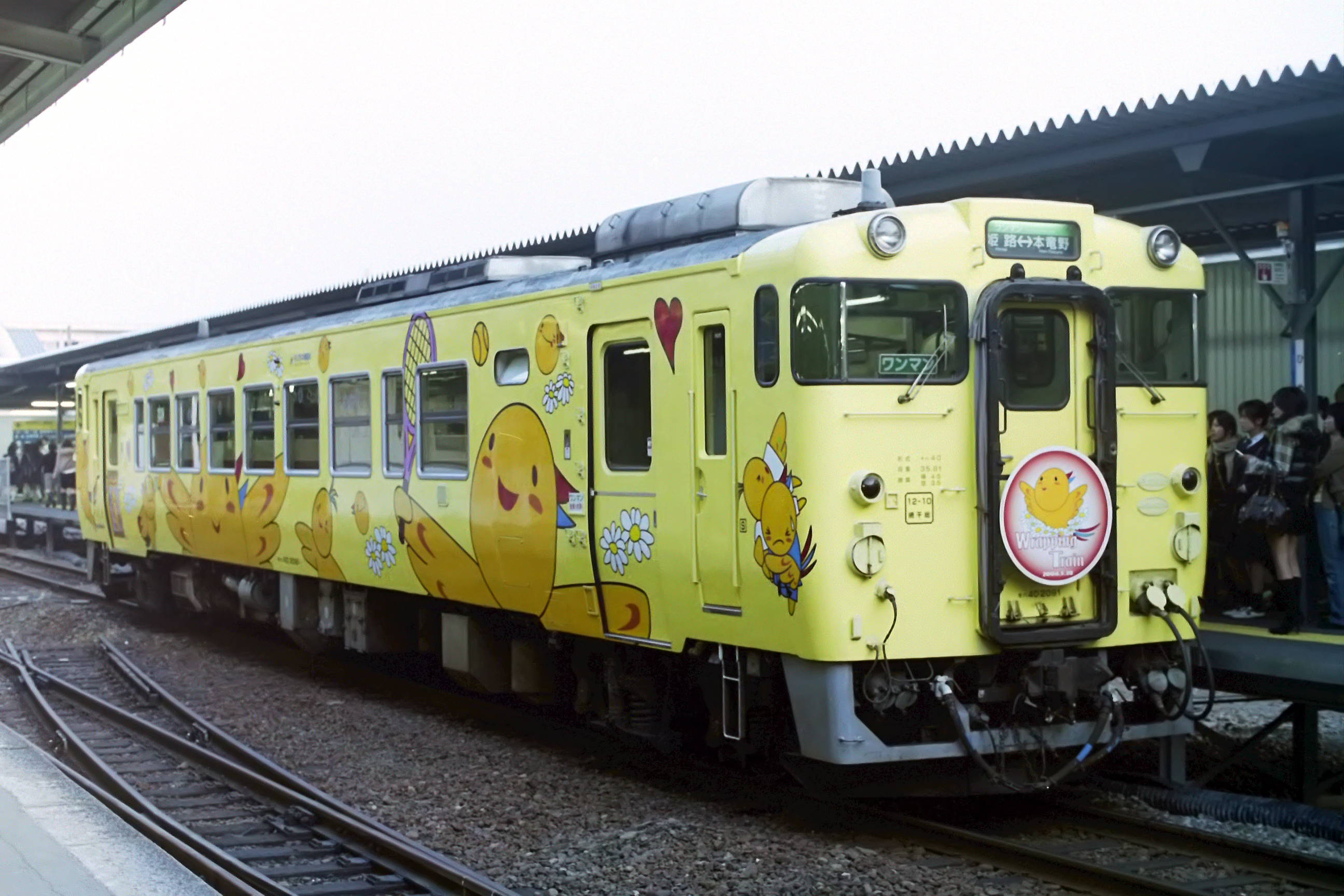
キハ40 2091 「はばタン」列車

### 山陽地区
岡山地区
岡山地区では1978年に同地区のキハ10系置き換え用としてキハ47形10両が岡山気動車区に配置され、同年6月28日より吉備線・津山線・姫新線・伯備線で営業運転を開始した。キハ47形10両のうち5両はトイレのない1000番台である。
津山線では1997年11月29日ダイヤ改正での急行「砂丘」廃止を受けてキハ40系による快速「ことぶき」が岡山駅 - 津山駅間で運転を開始した。同改正では同じく岡山駅 - 津山駅間で急行「つやま」がキハ58系で運転されたが、老朽化により2003年にキハ40系に置き換えられた。「つやま」には山口地区からデッキ付きのキハ48形が転用されて2両編成で運用された。急行「つやま」は2009年に廃止された。
2025年時点では姫新線（津山 - 中国勝山間）、津山線、吉備線（桃太郎線）で運用される。

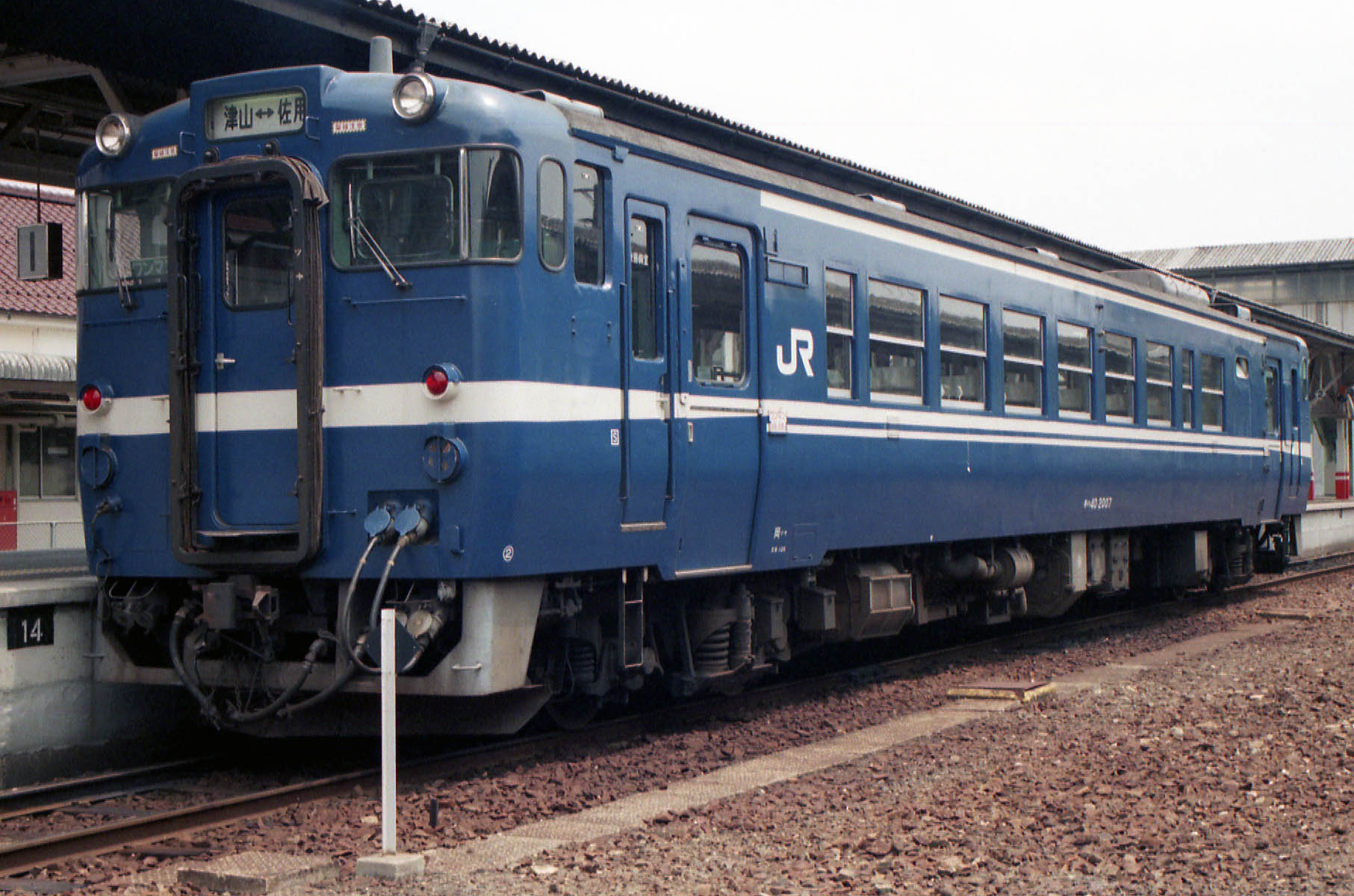
キハ40 2007 津山鉄道部ワンマン車色・旧塗装（1997年）
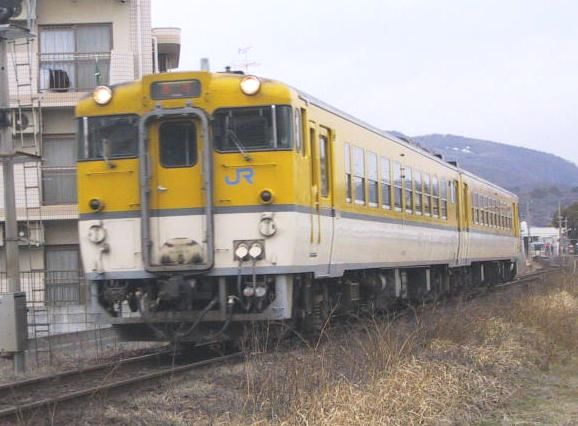
急行「つやま」のキハ48形

広島・山口地区
広島・山口地区では2020年時点で下関総合車両所新山口支所（旧：山口鉄道部）にキハ40・47形が配置されており、芸備線・岩徳線・山口線・山陰本線等で使用されている。一般車の運用範囲は、2016年時点で芸備線（三次 - 広島間）、岩徳線、山口線、山陰本線（益田 - 幡生間）、山陽本線（幡生 - 下関間）である。
呉線では2005年より観光列車「瀬戸内マリンビュー」が、2020年からは後継の「etSETOra」が運行されている。「etSETOra」の運用範囲は呉線に加えて山陽本線の尾道駅 - 三原駅にも乗り入れる。山口地区では山陰本線の観光列車「みすゞ潮彩」と後継の「○○のはなし」が新下関駅発着で運転された。

### 山陰地区
山陰地区では1979年に西鳥取運転区（後の鳥取鉄道部西鳥取車両支部、現後藤総合車両所鳥取支所）にもキハ47・40形が配置され、同年3月14日より因美線・津山線で営業運転を開始した。
境線では沿線の境港市が漫画家・水木しげるの出身地であることから、水木しげるロードが整備された1993年より境線用キハ40形に『ゲゲゲの鬼太郎』のキャラクターをラッピングした「鬼太郎列車」が運行されている。2018年にはキハ40 2115が5代目「鬼太郎」ラッピング車となった。
2016年時点では山陰本線（城崎温泉 - 西出雲間）、因美線（鳥取 - 那岐間）、境線で運用される。2020年3月13日までは若桜鉄道若桜線へ乗り入れる運用もあったが、翌14日からはWT3000形・WT3300形に統一された。

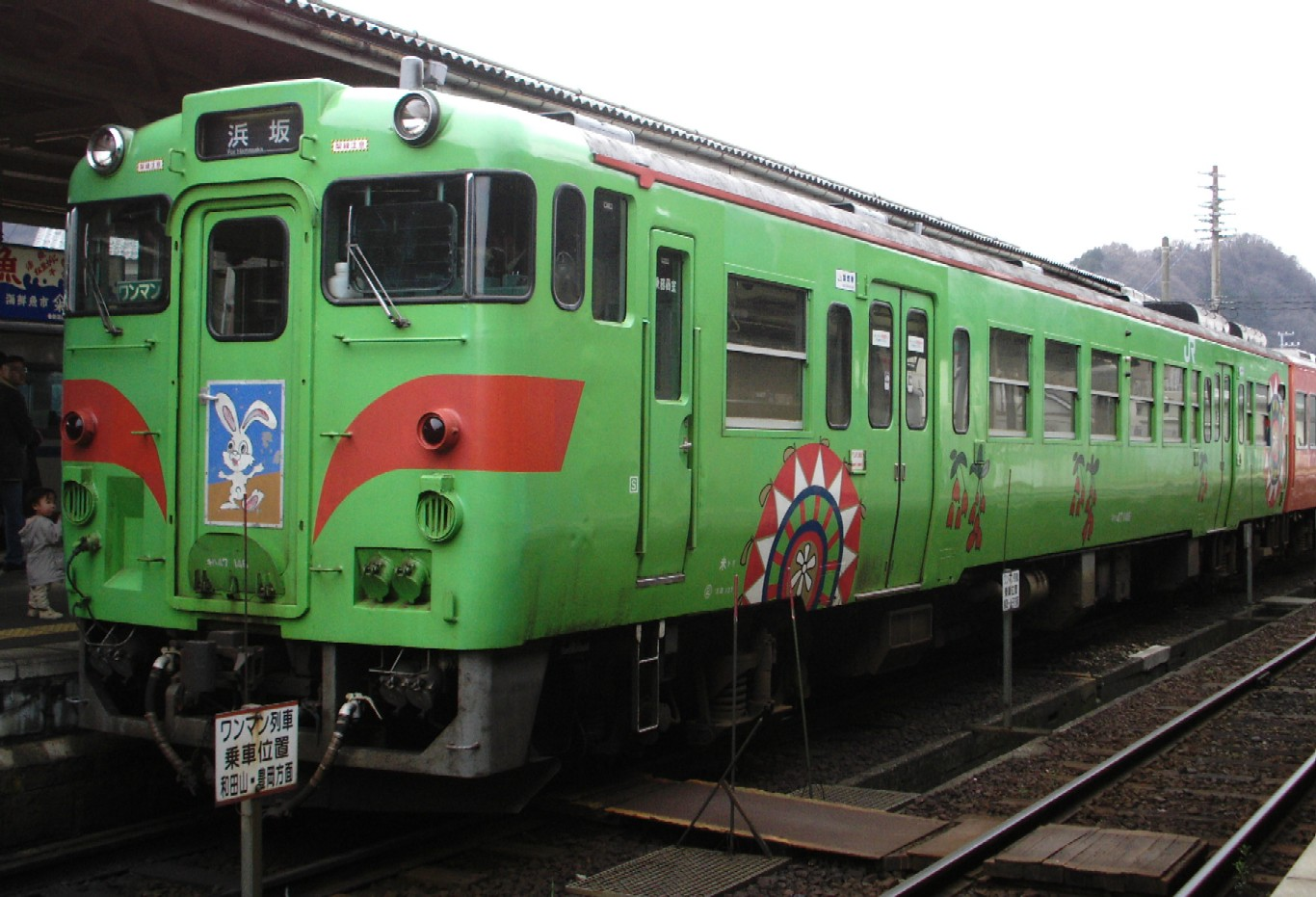
キハ47 146（2007年3月14日）
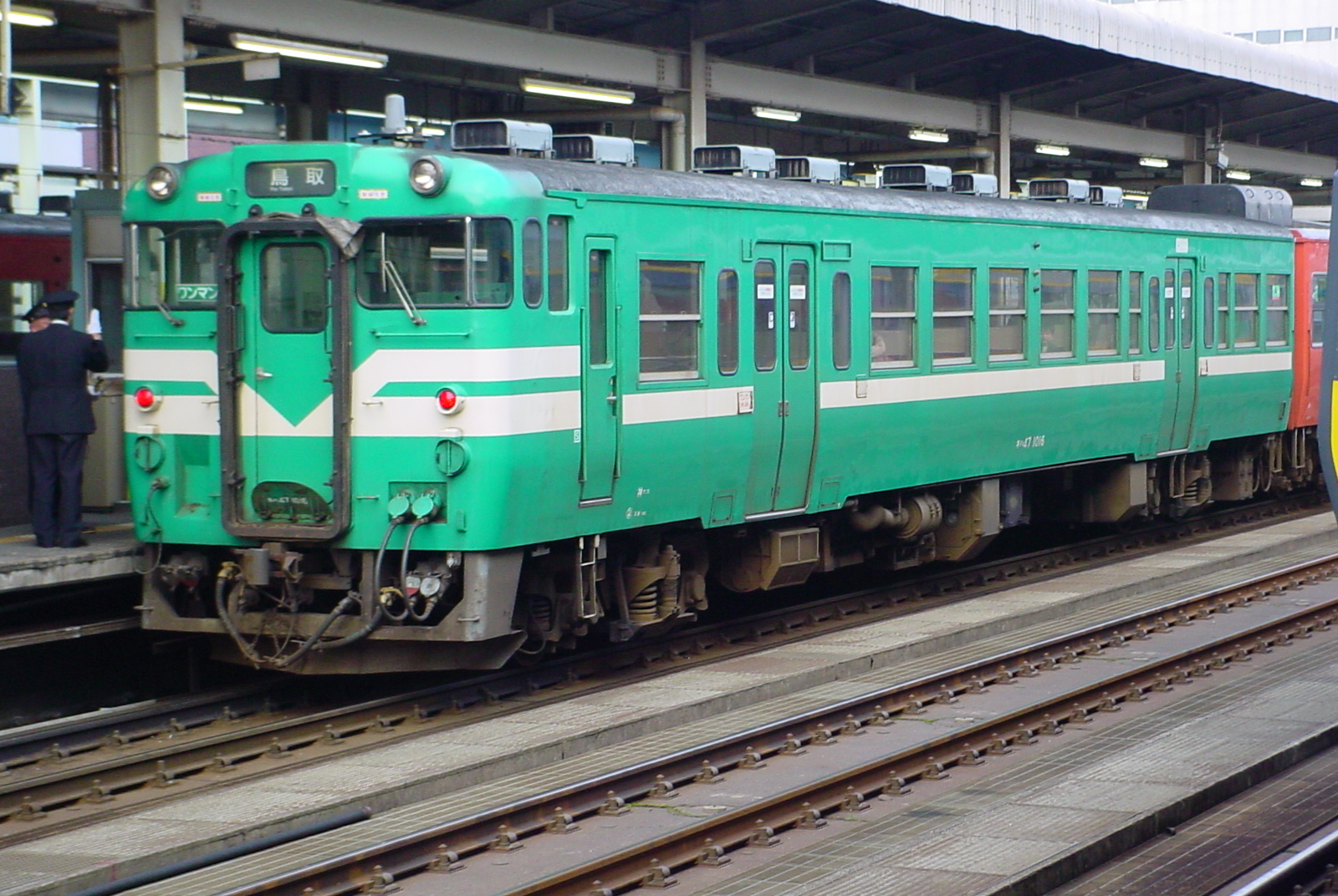
キハ47 1016 加古川線色、山陰地区転用後（2006年3月26日）

### 四国地区
1980年度に土讃本線系統用として高知機関区（後の高知運転所）にキハ47形14両が、翌1981年度には高知機関区にキハ40形4両・キハ47形2両が、松山気動車区（後の松山運転所）にキハ47形14両が投入され、松山区の配置車は予讃本線（現・予讃線）で運用を開始している。その後1982年度には予讃本線系統用にキハ40形7両、キハ47形2両が導入されて松山気動車区に配置された。
2016年以降は以下の路線で運用される。
- 高徳線[478]
- 鳴門線[478]
- 牟岐線（徳島 - 桑野間）[479]
- 徳島線（徳島 - 穴吹間）[480]

2009年10月の編成両数見直しや1500形の投入によって、2010年3月までに徳島運転所のキハ47形10両（111・116・117・502 - 505・1087・1502・1503）が廃車された。2011年には同6両（115・501・1088・1121・1501・1504）が廃車され、同2両（176・1505）がJR九州に譲渡された。2012年には松山運転所のキハ47形3両（172・175・1119）が、2013年には徳島運転所のキハ47形3両（1085・1089・1112）が、2014年には同2両（1090・1132）が廃車された。2016年3月25日のダイヤ改正翌日には、松山運転所所属の車両は「伊予灘ものがたり」のキロ47形2両を除き、全車徳島運転所に転属された。2016年3月には松山運転所のキハ47形1両（1117）と徳島運転所のキハ47形2両（1118・1120）が、2018年3月には徳島運転所のキハ47形2両（113・144）がそれぞれ廃車された。2019年3月には徳島運転所のキハ40形1両（2146）が、2020年1月には徳島運転所のキハ40形1両 (2109) がそれぞれ廃車された。2022年に松山運転所のキロ47形2両が廃車された。2022年4月1日時点では徳島運転所にキハ40形（2000番台）9両とキハ47形11両（0番台10両・1000番台1両）の計20両が配置されていた。
以前は牟岐線の阿南以南や鳴門線では車種独占となっていたが、2010年頃以降は新型車両の導入やホーム嵩上げの進行により、運用が減っている。キハ47形はワンマン設備がないことから優先的に廃車となり、現在は朝夕の通勤時間帯中心の運用である。2011年3月12日から2019年3月15日までは、阿佐海岸鉄道阿佐東線でも運用されていた。また、牟岐線の阿南 - 海部間では、2019年3月15日を最後に乗り入れを終了したが、2022年の改正で阿南～桑野間の運用が復活した。
2016年3月25日までは予讃線・内子線（松山駅 - 内子駅 - 八幡浜駅間および伊予市駅 - 伊予長浜駅 - 伊予大洲駅間）でも運用されていた。翌26日からは、同区間を走行する本系列は伊予灘線を経由する「伊予灘ものがたり」に使用されるキロ47形のみであったが、2021年度末で運用終了となったため、愛媛県内の運用がなくなった。

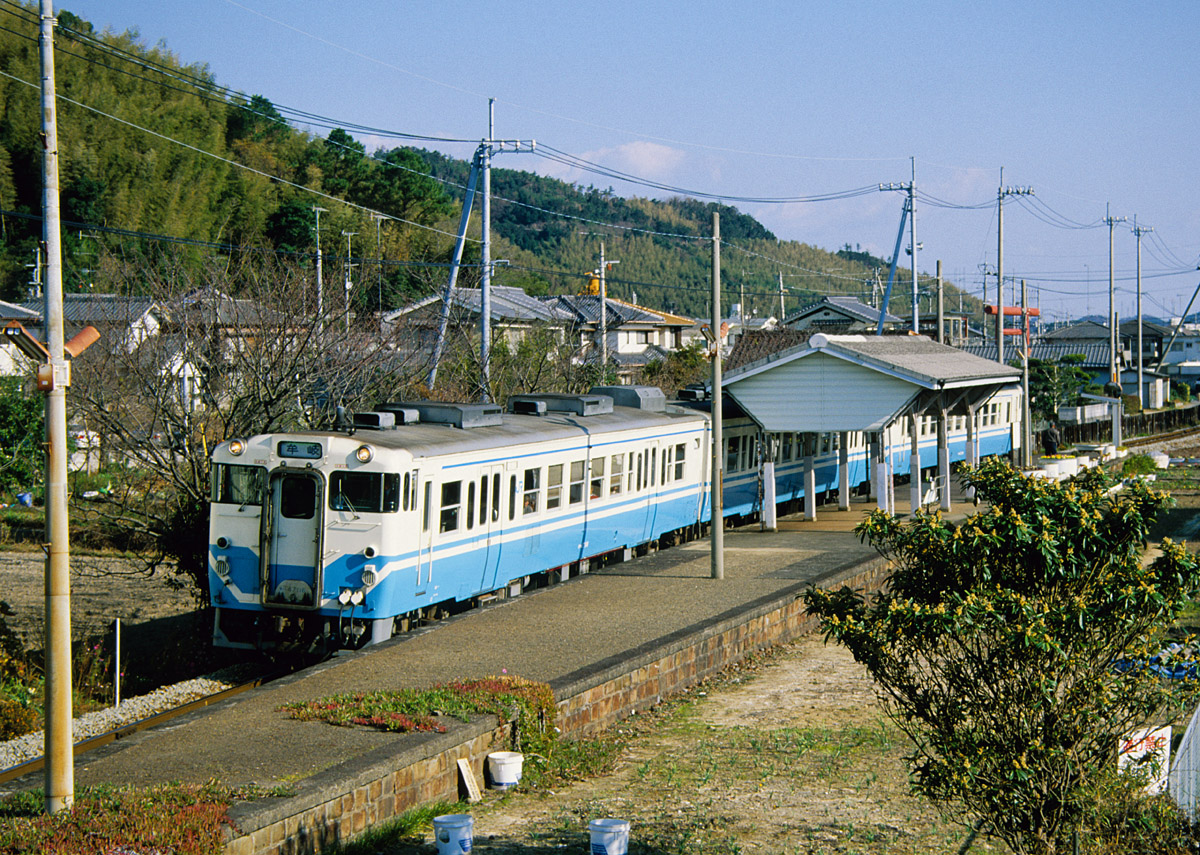
牟岐線阿波橘駅に停車するキハ47形

### 九州地区
九州地区では1979年にキハ47形10両が指宿枕崎線向けに投入され、同年3月23日より運用を開始した。熊本地区では人吉機関区に配置されたキハ47形14両が1979年3月28日より肥薩線（八代駅 - 人吉駅間）・湯前線で運行を開始し、同年4月15日からは鹿児島本線（熊本駅 - 出水駅間）・豊肥本線（熊本駅 - 竜田口駅間）・三角線にも運行区間が拡大している。
長崎地区でも1980年6月よりキハ40・47形が長崎機関区に新製配置された。同時期には早岐機関区にもキハ47形26両が新製配置されている。1982年には長崎機関区のキハ40 2062がキハ58 56とともに小倉工場で青20号とクリーム1号のツートンカラーの試験塗装に変更され、長崎本線・佐世保線・松浦線・大村線で運用された。
国鉄時代の本系列唯一の廃車はキハ40 2055である。同車は1983年6月の指宿枕崎線沿線の集中豪雨の際、野元トンネル北側坑口付近の線路内に流入した土砂にトンネル内から乗上げ、乗客らの避難後さらに周辺の土砂が積み重なったため、そのまま現場で解体され同年7月付で廃車された。
老朽化に伴い未改造車、キハ140形・キハ147形を中心にBEC819系電車・YC1系気動車に置き換えが始まっている。
筑豊地区では直方車両センターの直方運用（筑豊本線折尾 - 若松間ほか）は2017年3月3日に、竹下運用（香椎線）は2019年3月15日に、それぞれBEC819系電車に置き換えられて運用を終了した。日田彦運用は2017年の九州北部豪雨の被災および、BRTひこぼしライン開業により久大本線（夜明 - 日田間）での運用が終了した。
大分地区ではYC1系の長崎地区投入に伴うキハ200系の転属に伴い、2021年3月に大分車両センターでのでの普通列車（久大本線（日田・庄内 - 大分間）、豊肥本線（大分 - 豊後荻間））の運用を終了した。
長崎地区ではキハ66系やキハ200系に置き換えられキハ40系の運用はキロシ47形「或る列車」（臨時列車）のみとなっていたが、2022年9月23日の西九州新幹線開業による長崎本線の電化設備の撤去に伴い817系・キハ66系・キハ200系の代替としてYC1系が順次導入されたが、その増備が進むまでの間はキハ47系が長崎本線江北駅 - 長崎駅間、佐世保線 江北駅 - 早岐駅間で併用された。これには佐世保車両センター配置の西九州エリア普通列車向けリニューアル車が2022年9月23日（「Choo Choo 西九州 TRAIN」のみ10月10日）が使用されたが、YC1系の追加導入に伴い、2025年6月30日に、イベント用の「Choo Choo 西九州 TRAIN」を除き同地区での運行を終了した。
鹿児島・宮崎地区では、非電化区間だけでなく日豊本線での電化区間でも運用され、西鹿児島（鹿児島中央） - 宮崎間での直通運用も設定されていた。2017年に直通運用が廃止されて西都城 - 国分間の運用が終了し、2023年9月22日には肥薩線から日豊本線への直通運用が無くなり高鍋 - 宮崎間の運用が終了した。
2025年7月1日以降は以下の路線で運用される。（或る列車、かんぱち・いちろくを除く）
筑豊篠栗鉄道事業部直方車両センター
直方運用・日田彦運用・竹下運用に分かれている。
日田彦運用
直方車両センターに常駐。
- 日田彦山線
- 後藤寺線
- 筑豊本線（桂川 - 原田間）
- 日豊本線（小倉 - 城野間〈日田彦山線直通列車〉）

佐賀鉄道事業部唐津車両センター
唐津地区ではキハ125形との混結で運用される場合がある。
また、2020年3月のダイヤ改正により、キハ47形が筑肥線（山本-伊万里間）での運用はなくなった。
- 長崎本線（佐賀 - 久保田間 〈唐津線直通列車〉）
- 唐津線

長崎支社佐世保車両センター
- ふたつ星4047（武雄温泉→江北 → 長崎間および、長崎→千綿→武雄温泉間）

熊本支社熊本車両センター
- 鹿児島本線（熊本 - 八代間〈肥薩線・三角線直通列車〉）
- 豊肥本線（熊本 - 豊後竹田間）
- 三角線
- 肥薩線（運行休止中）（普通・快速列車）　

鹿児島支社鹿児島車両センター
- 鹿児島本線（鹿児島中央 - 鹿児島間）
- 日豊本線（宮崎 - 都城〈吉都線直通列車〉、国分 - 鹿児島間）
- 肥薩線（普通列車〈吉都線直通列車含む〉）
- 指宿枕崎線（普通列車、指宿のたまて箱）
- 吉都線（肥薩線・日豊本線直通列車含む）

宮崎支社宮崎車両センター
- 日豊本線（宮崎 - 西都城間）
- 吉都線
- 日南線

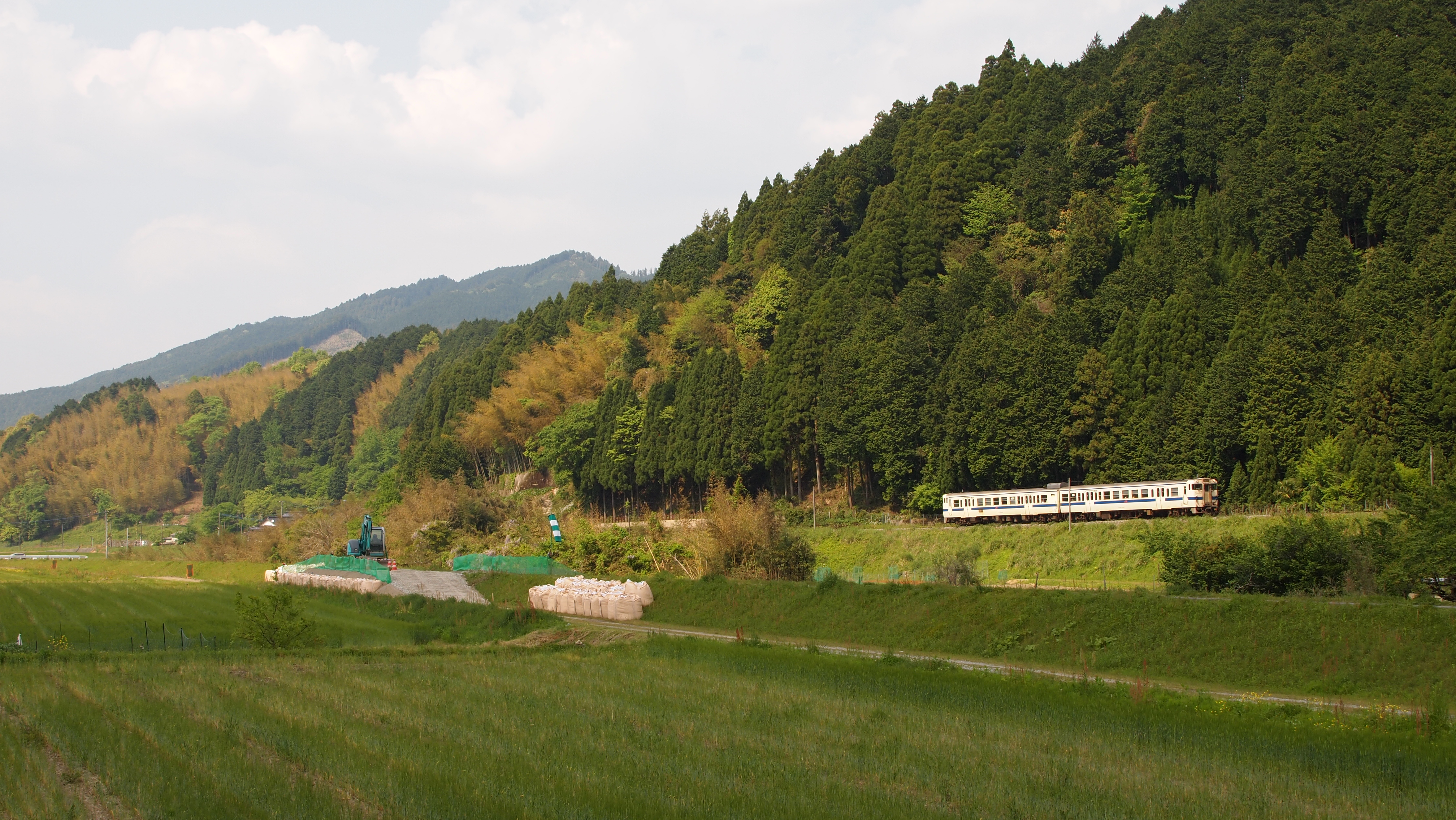
日田彦山線を走行するキハ47形

## 譲渡・貸出

### 日本国内

#### 東海交通事業
東海交通事業（2024年10月よりJR東海交通事業）には、1991年12月1日の城北線部分開業（勝川駅 - 尾張星の宮駅間）用として、JR東海のキハ40 2057・2112がJR東海名古屋工場でワンマン化改造と塗装変更を実施の上で貸し出された。
1993年3月の城北線勝川駅 - 枇杷島駅間全通時にキハ11形に置き換えられてキハ40形はJR東海に返却され、返却後は機関換装でキハ40 6004・6008に、続いてワンマン化の区別のためキハ40 6304・6308に改番された。

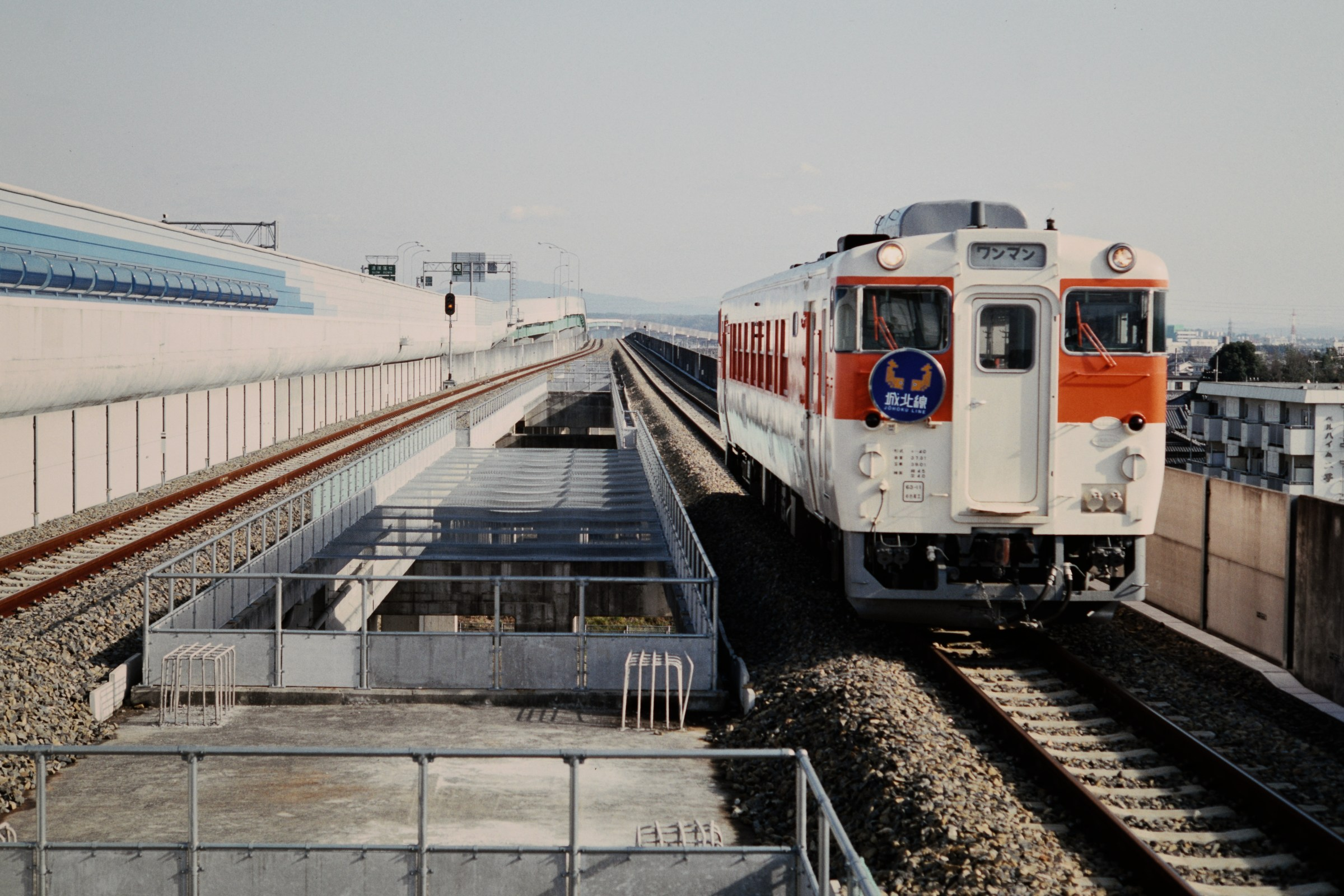
東海交通事業に貸し出されたキハ40形（味美駅、1992年）

#### 会津鉄道
2002年からJR東日本会津若松運輸区で余剰となっていたキハ40 511を日本宝くじ協会の寄贈による宝くじ号として会津鉄道が譲り受け、新潟トランシスで改造したもので、AT-400形 AT-401として2003年4月に使用開始された。
企画当初には2階建車両も模索されたが、キハ40形からの改造として現実的な一部ハイデッキ構造の展望車となった。同じ新潟トランシスが改造に携わった、JR東日本のキハ40系のジョイフルトレインに通じる意匠であり、共通の手法や部品が見られる。定員は48名。「風覧望」（ふうらんぼう）の愛称でトロッコ車のAT-351（2009年まではAT-301）と2両編成で「お座トロ展望列車」として行楽期を中心に運転されている。
会津若松方の1エンド側を展望構造に改造しており、戸袋の位置を逆（車端側）にしたうえで客扉を車体中央寄りへ移設、その前位をハイデッキとした。運転台は低い位置に移設され、通路側は上半ガラスのパーティションとなった。前面は2枚の大形平面ガラスで視界を確保しているが、ハイデッキ部はシアターシート（床を階段状にして後方席からの展望を確保する構造）ではなく、1位側には排気管の立ち上がり部がある。
後位は、当初は2人がけの回転リクライニングシートが通路両側に配置され、若干の立席スペースも設けられていたが、2016年にそれまで連結していたAT-100形お座敷気動車が廃車になったことに伴い、お座敷席に改造された。また、2エンド側の運転台にはほとんど手が入れられておらず、ケースにまとめられた角形の前照灯・尾灯が新たに腰部に追加され、上部種別幕が埋められた程度で、元々の前照灯もそのままである。客室窓はすべて大型の固定窓とされた。トイレは車椅子対応となり、元の窓は埋め込まれた。
JR東日本所有時に冷房装置（AU26J-A × 2基）の搭載、屋根上水タンクの撤去などなされているほか、下回りはほぼJR東日本仕様のキハ40形500番台に準ずるが、機関はカミンズ製NH14R形（300 PS / 2000 rpm、JR東日本DMF14HZ形と同等品）に換装された。機関本来の出力は350 PSだが、液体式変速機がDW9形のままであるため300 PSで使用している。定期運行以外では、導入直後に阿武隈急行に入線したことがあるほか、訓練や貸切運転などでは両運転台構造を生かした単行運転もされている。
運行路線は以下のとおり。運用の詳細はお座トロ展望列車を参照。
- 会津鉄道会津線
- 只見線
- 野岩鉄道会津鬼怒川線（湯めぐり号）
- 東武鬼怒川線（湯めぐり号）

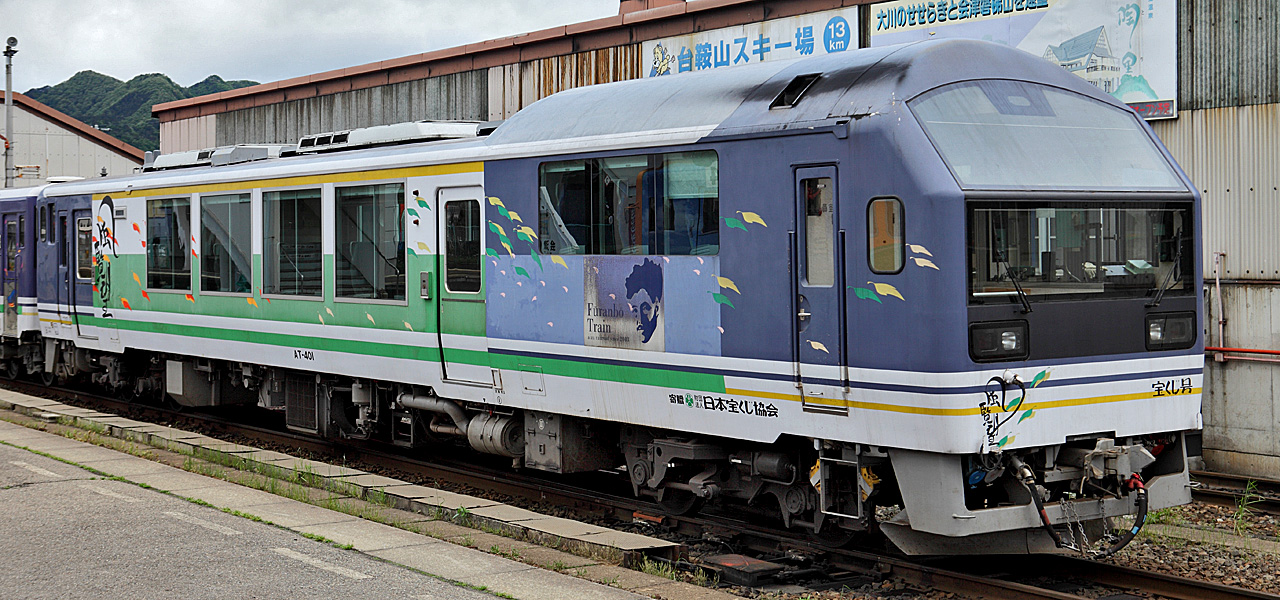
AT-401（2010年5月 会津田島車両基地）
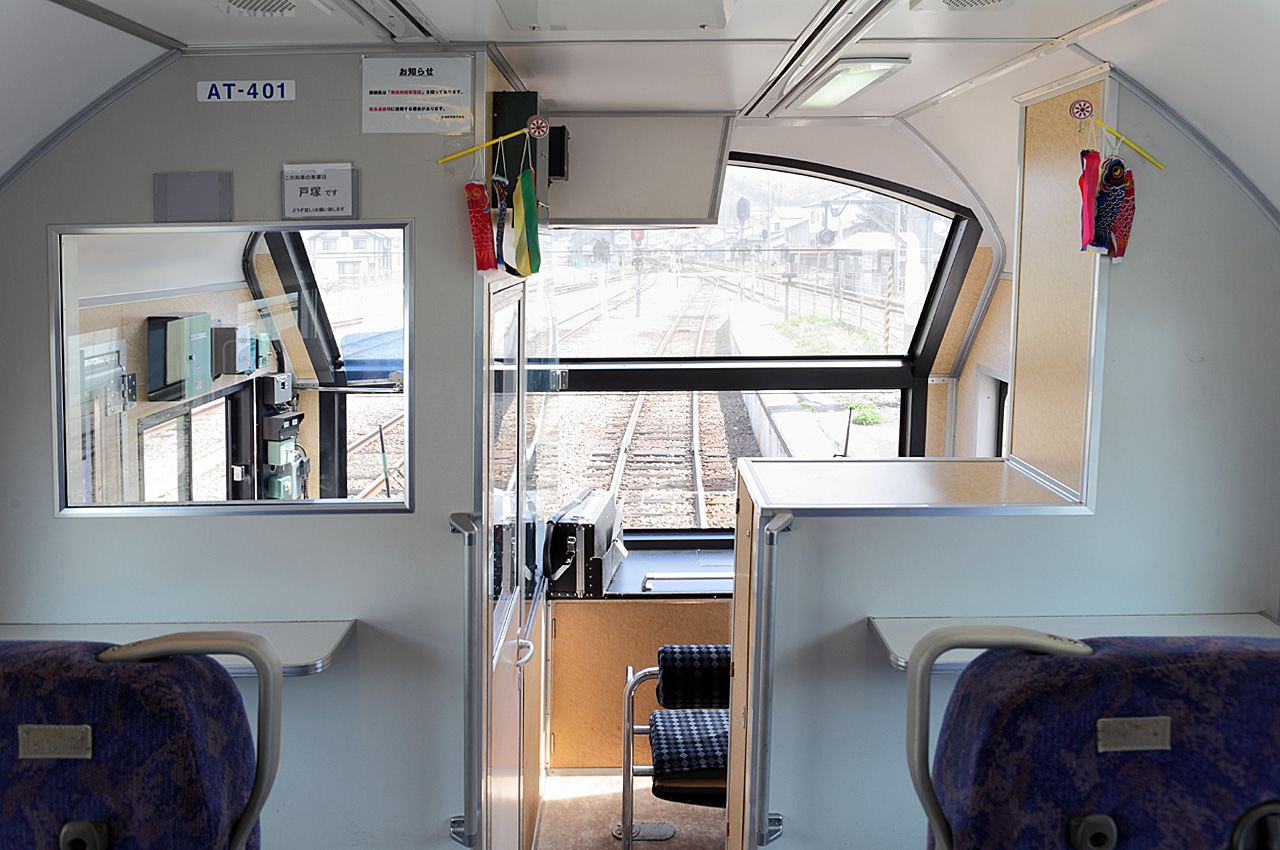
客室前部
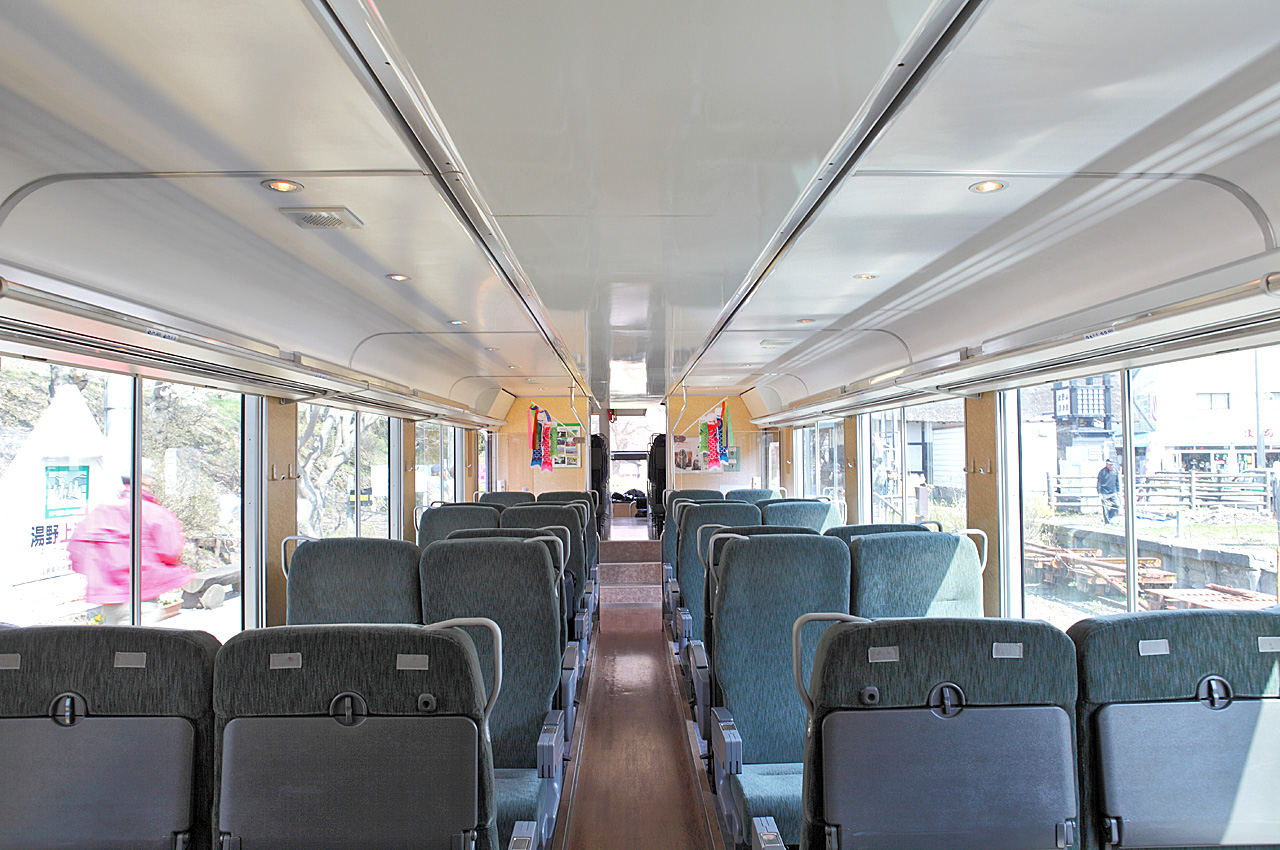
客室（お座敷改造前）
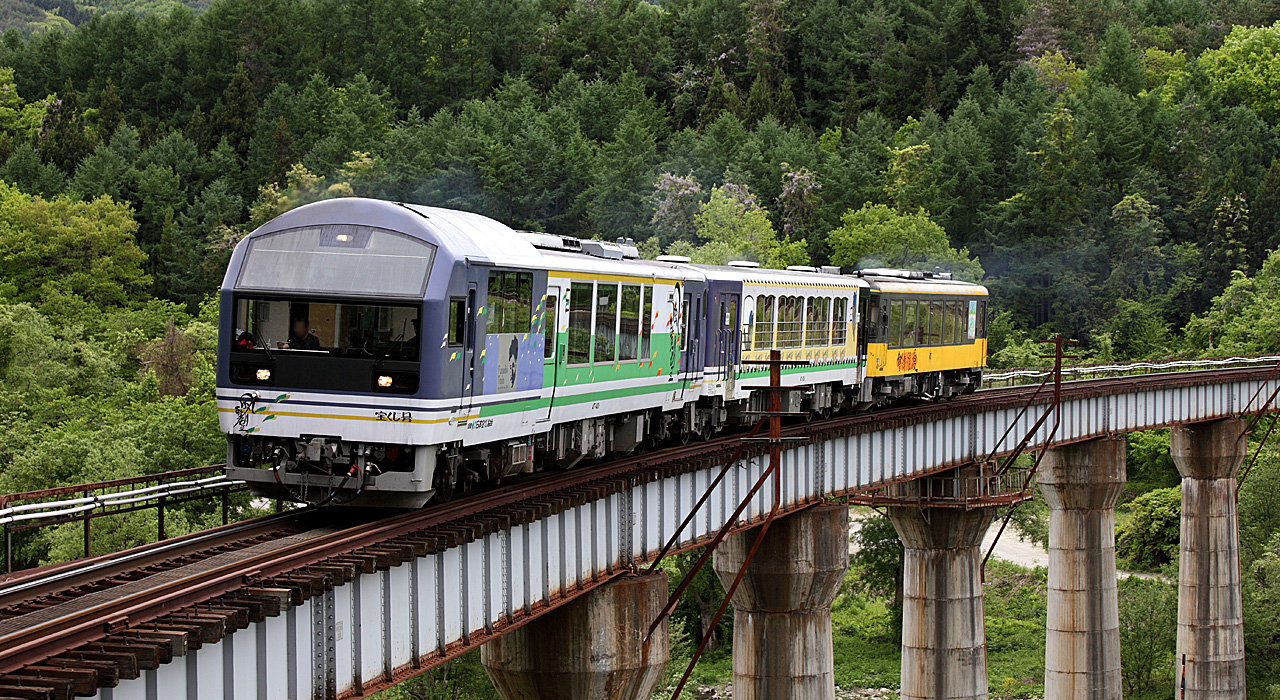
お座トロ展望列車
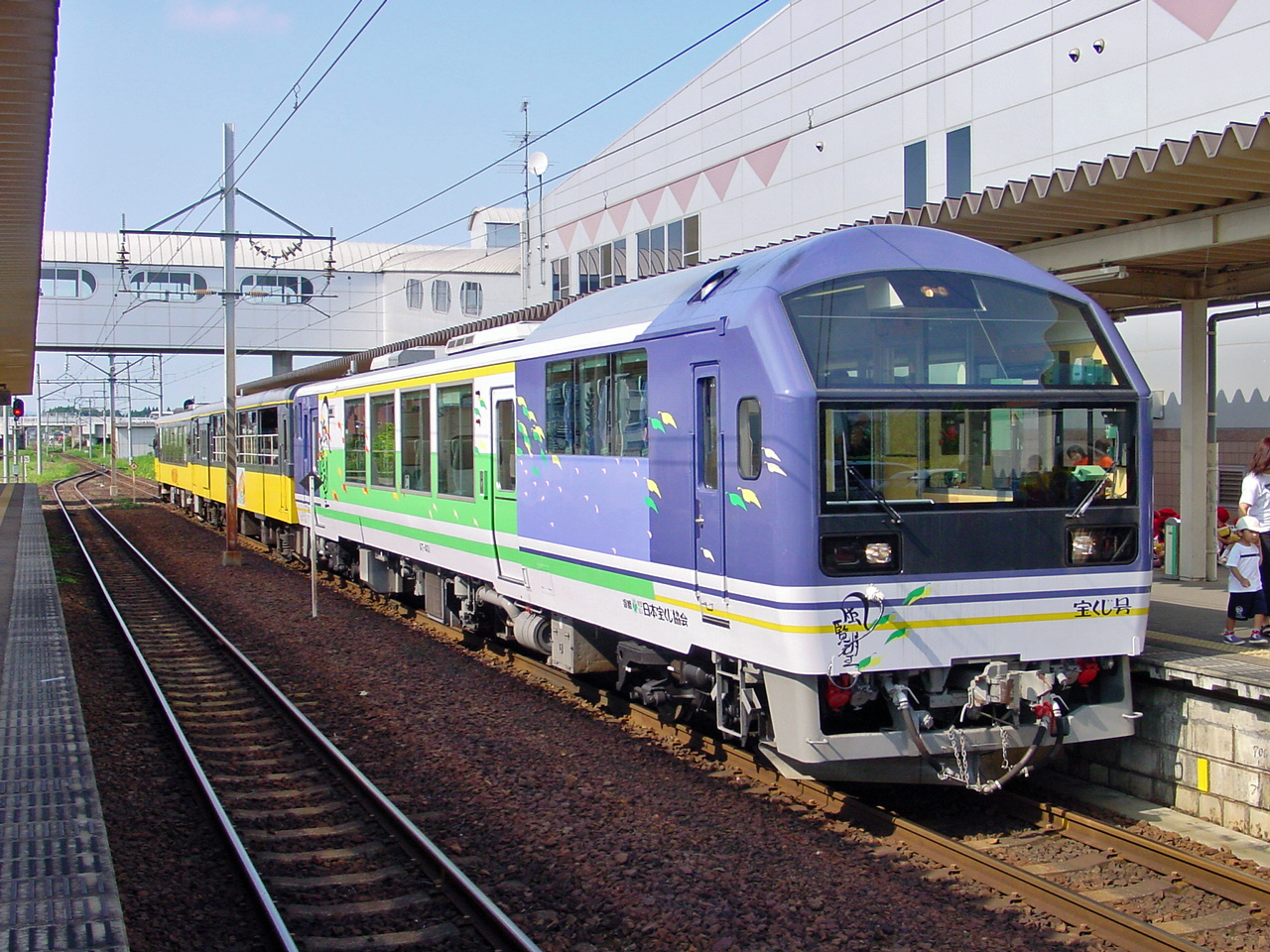
阿武隈急行での運転時の様子（2003年7月 角田駅 ）

#### 道南いさりび鉄道
2016年3月26日の北海道新幹線開業に伴い江差線が転換された道南いさりび鉄道では、開業時にJR北海道からキハ40形1700番台9両（1793・1796・1798・1799・1807・1810・1812・1814・1815）が譲渡された。うち2両（1793・1799）は、貸切列車としても用いられる「ながまれ号」用として、塗装変更と内装の改造が行われ 、他の車両も同社オリジナル塗装へ変更されている。

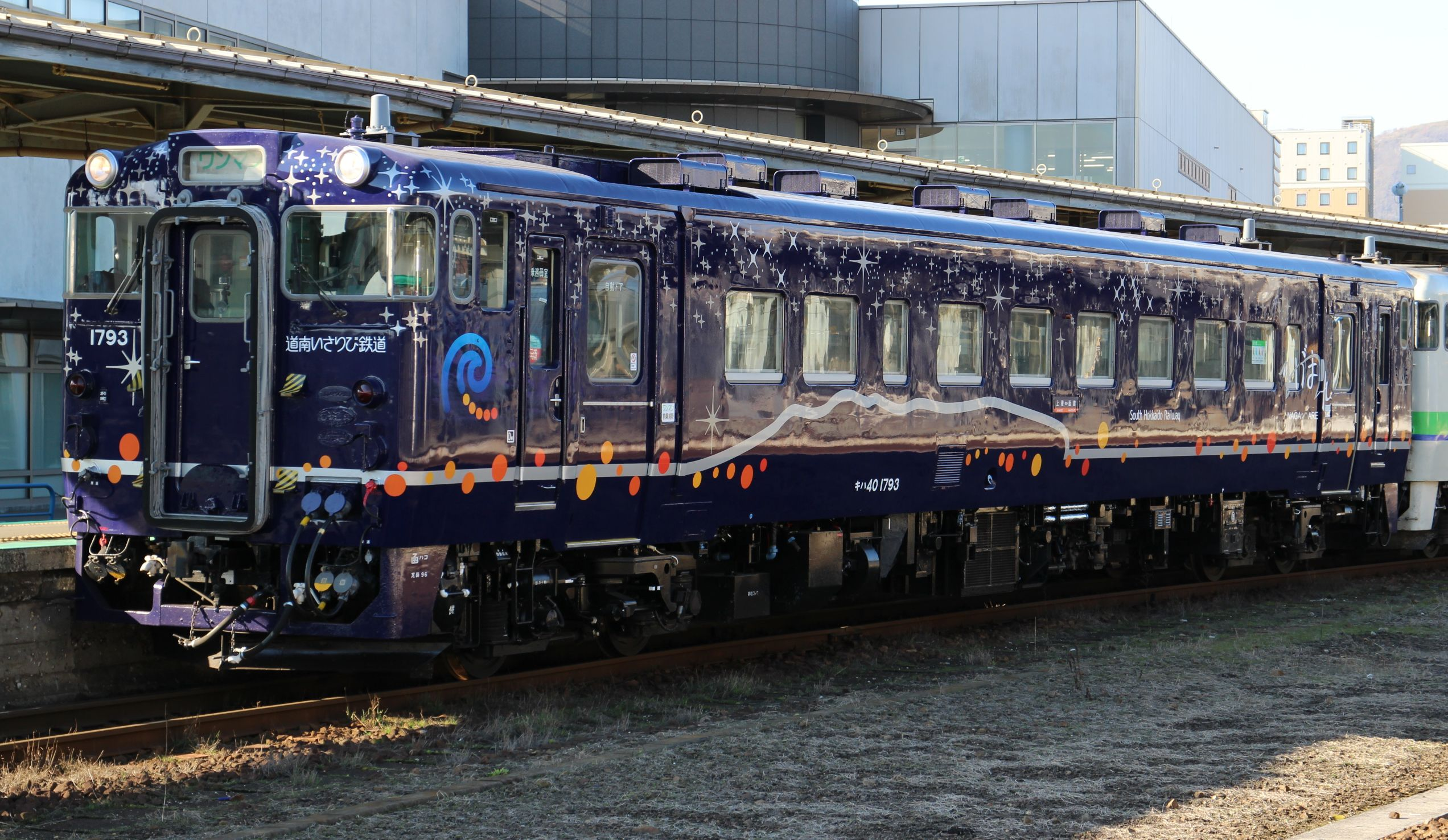
キハ40 1793「ながまれ号」
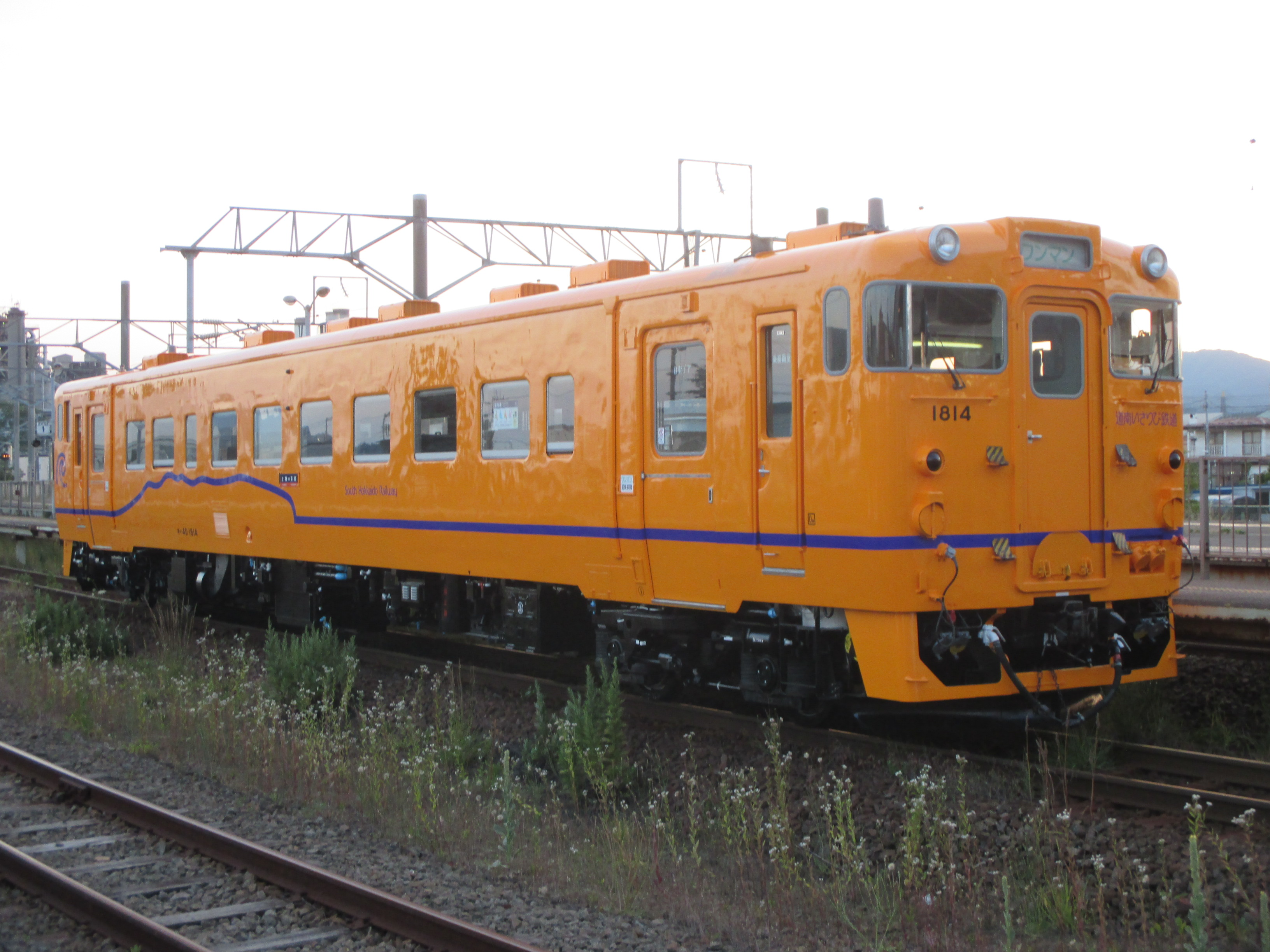
キハ40 1814

#### 錦川鉄道
2017年3月に元烏山線用のキハ40形1000番台の1009号車を錦川鉄道が譲受し。内装をレトロ調に改装し、同年9月16日に錦川清流線で運行を開始した。外装はJRマークを始め烏山線時代のものを引き継いでいる。同社のワンマン運転の規則上、本形式で初めてサイドミラーを装着している。

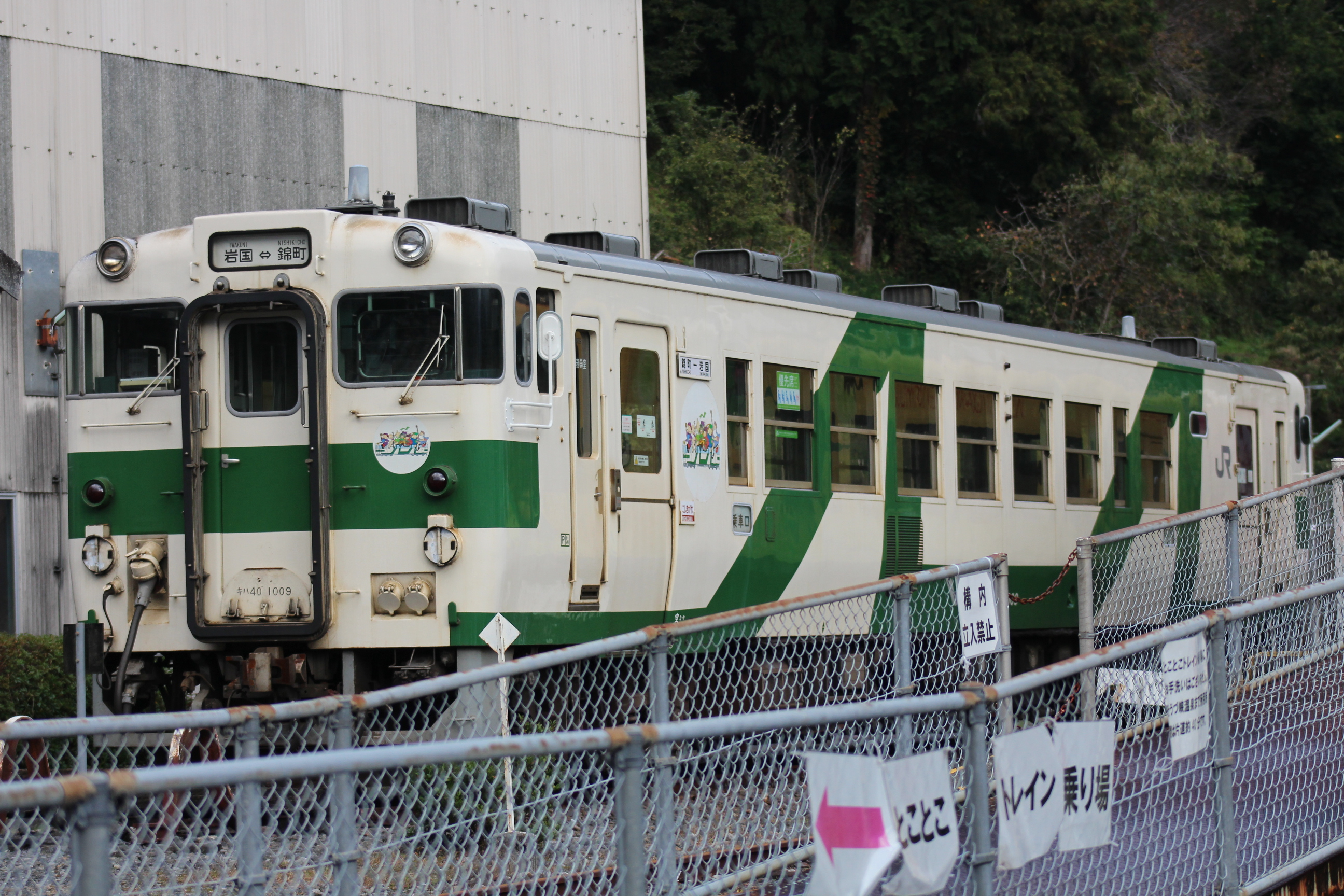
キハ40 1009、2017年
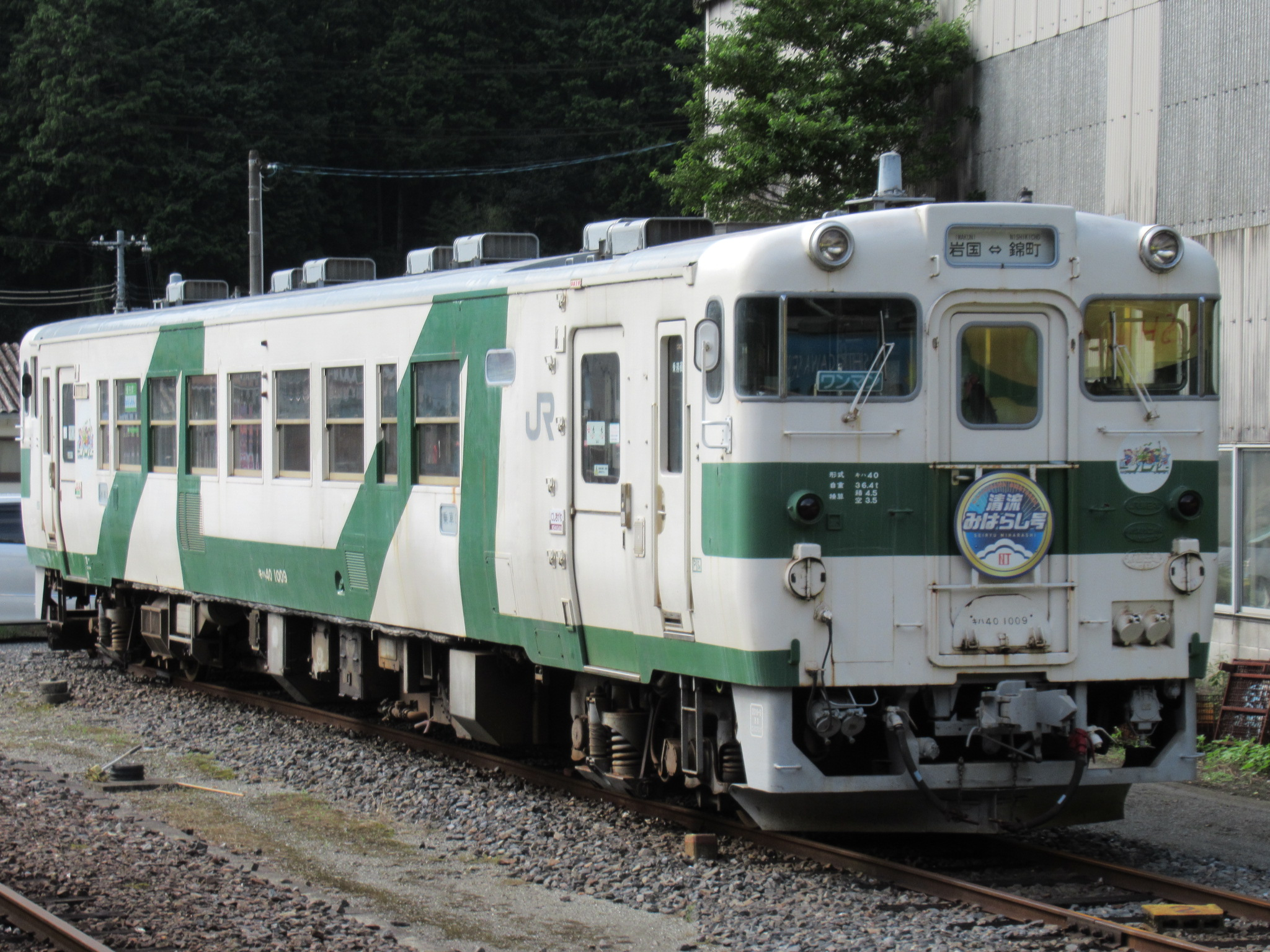
キハ40 1009、2023年

#### 小湊鉄道
小湊鉄道の主力車種であるキハ200形は、ほとんどが冷房化されているものの、DMH17Cエンジンが生産終了になって久しいことや、初期車が2021年には車齢60年に達することから、状態の悪い車両は置き換え、状態の良い車両のみを今後も継続使用することとした。そのため、運用に余裕を持たせ稼働を減らすことを目的に代替車両を探すこととなった。車両導入にあたってはキハ200形と総括制御できることに加え、下記の4条件が設定され、置き換えの決まっていたJR東日本のキハ40形2000番台のうち、これらの条件すべてを満たす車両を譲受することとした。
- 両運転台である
- 保守性の観点から、キハ200形と同じくDT22系台車を装備する
- 同様に保守性の観点から、エンジンが補修部品の流通が少ない原型のDMF15系列ではなく新しい高出力型[注 90]に更新されている
- サブエンジン式ではなく、機関直結式の冷房装置を装備する

まず、2020年3月に只見線での運用が終了したキハ40形のうち、キハ40 2021・2026の2両を東北色のまま2020年5月19日に譲り受けた。導入に際しては「キハ40」という形式はそのままに車番を改番、列車無線・車体色の再塗装・社名ロゴの交換が実施され、キハ40 1（旧2021）は再塗装に際して東北色の塗り分けラインを踏襲しつつ小湊鉄道標準色に変更されている。また、両車はJR時代の改造で車体中央側窓下の方向幕の有無、出入扉の開閉用押しボタンの有無、クロスシートの配置などに違いがあったが、小湊鉄道入線後もそのままである。トイレについては小湊鉄道に汚物処理装置の抜き取り設備がないため、使用せず締め切られている。
キハ40 2（旧2026）は2021年4月23日に運行された臨時急行「さと山」でキハ200と連結して使用を開始した。キハ40 1（旧2021）は検査の関係で遅れて10月9日と10日に試乗会の団体臨時列車として五井 - 光風台間で運行され、10月16日と17日には小湊鉄道とJTBによる「新塗装キハ40本線デビュー記念ツアー」としてキハ40同士の連結で運行された。

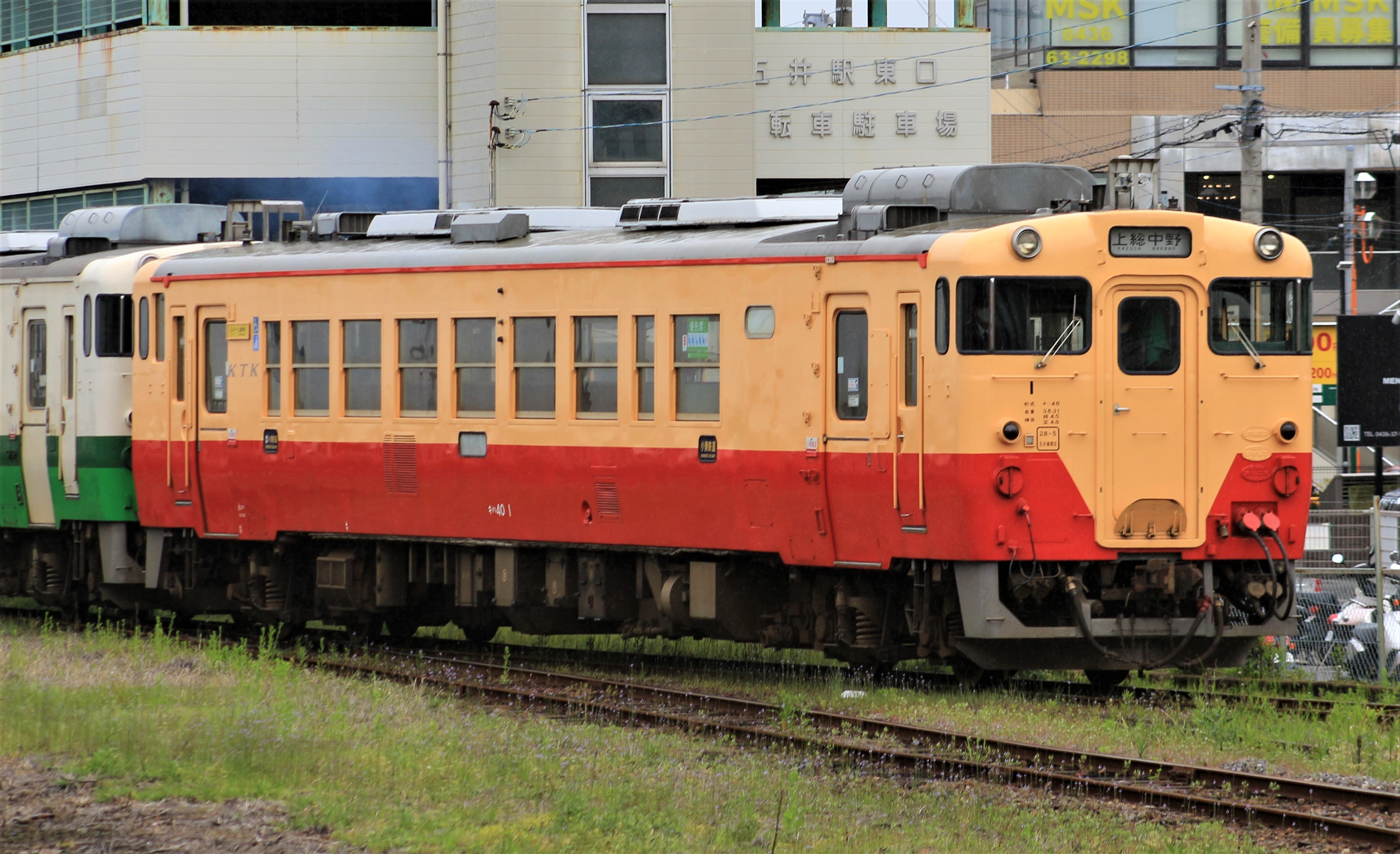
小湊色のキハ40 1（旧キハ40 2021）
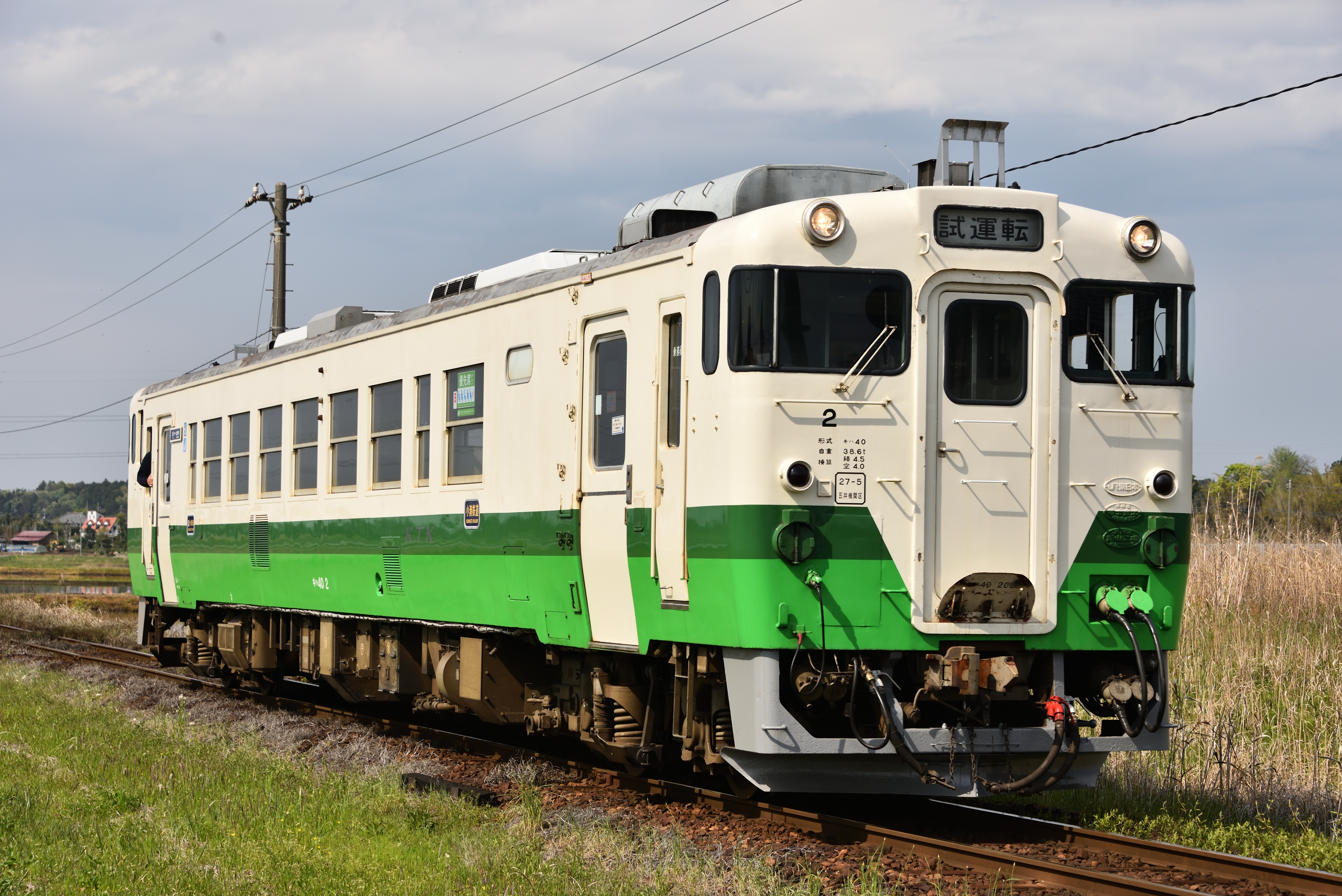
東北色のキハ40 2（旧キハ40 2026）

2021年7月にはキハ40形3両（1006・2018・2019）を譲り受け、先に導入された2両と同様の改造と改番が実施されたほか、キハ40 2と同様に、JR東日本から譲渡された際の塗装と同じ色に再塗装された。このうちキハ40 4（旧2019）は2022年5月7日に、キハ40 3（旧2019）は5月28日に、それぞれ団体臨時列車「キハ40新塗装ナイトラン さと山号乗車企画」で運行を開始した。
- キハ40 2021・2026・2018・2019・1006→キハ40 1 - 5

#### 北条鉄道
北条鉄道では法華口駅への列車行き違い設備新設と増発に伴う予備車の不足を解消するために、JR東日本からキハ40形を譲り受けることとし、導入あたってはクラウドファンディングが活用され2021年10月29日の終了時点で1300万円を集めた。譲渡車両はキハ40 535で、錦川鉄道同様にサイドミラーが取り付けられている。運行開始は当初2022年3月13日を予定していたが、訓練実施に伴い3月16日となった。

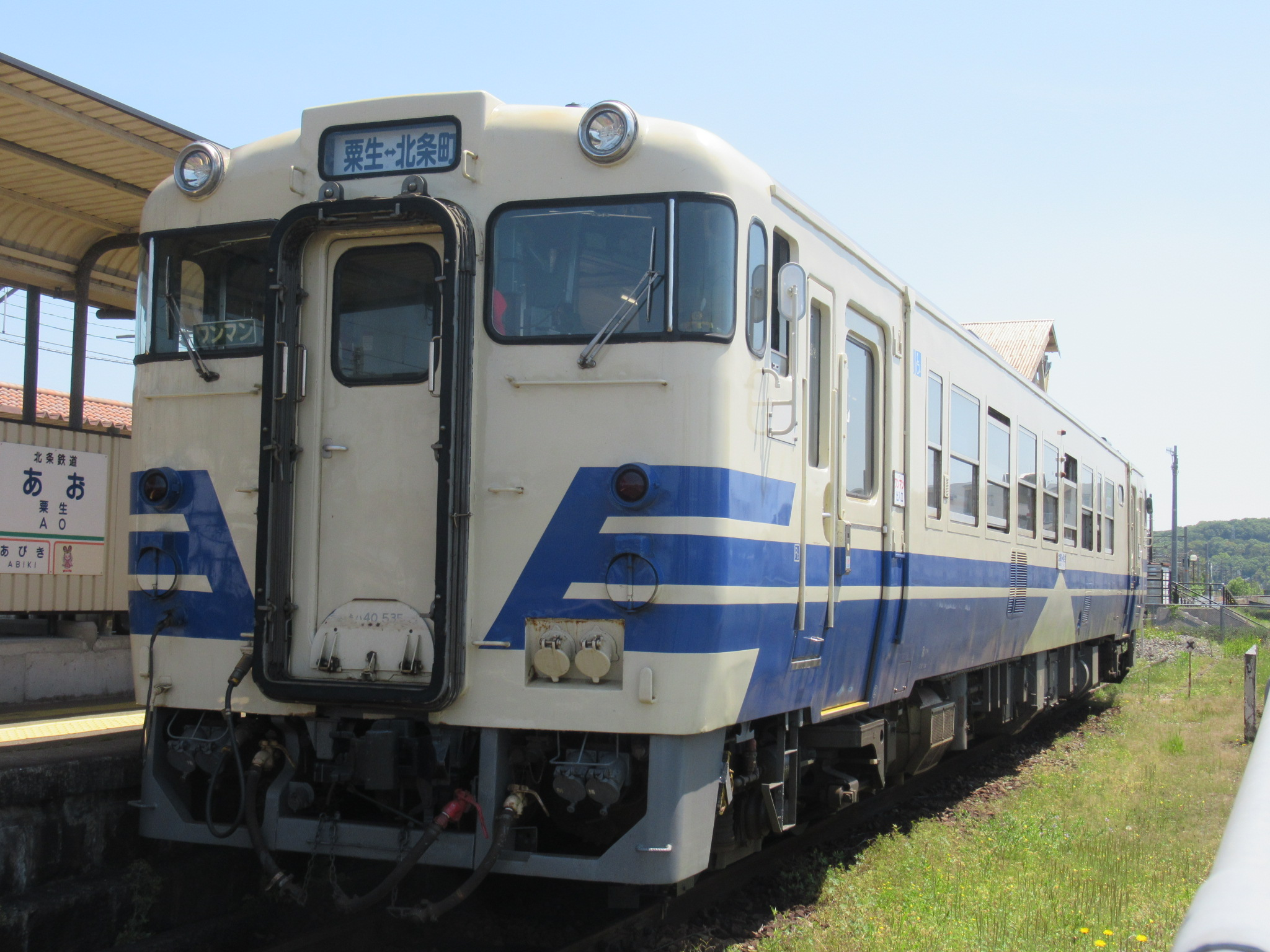
北条鉄道キハ40 535、粟生駅、2022年
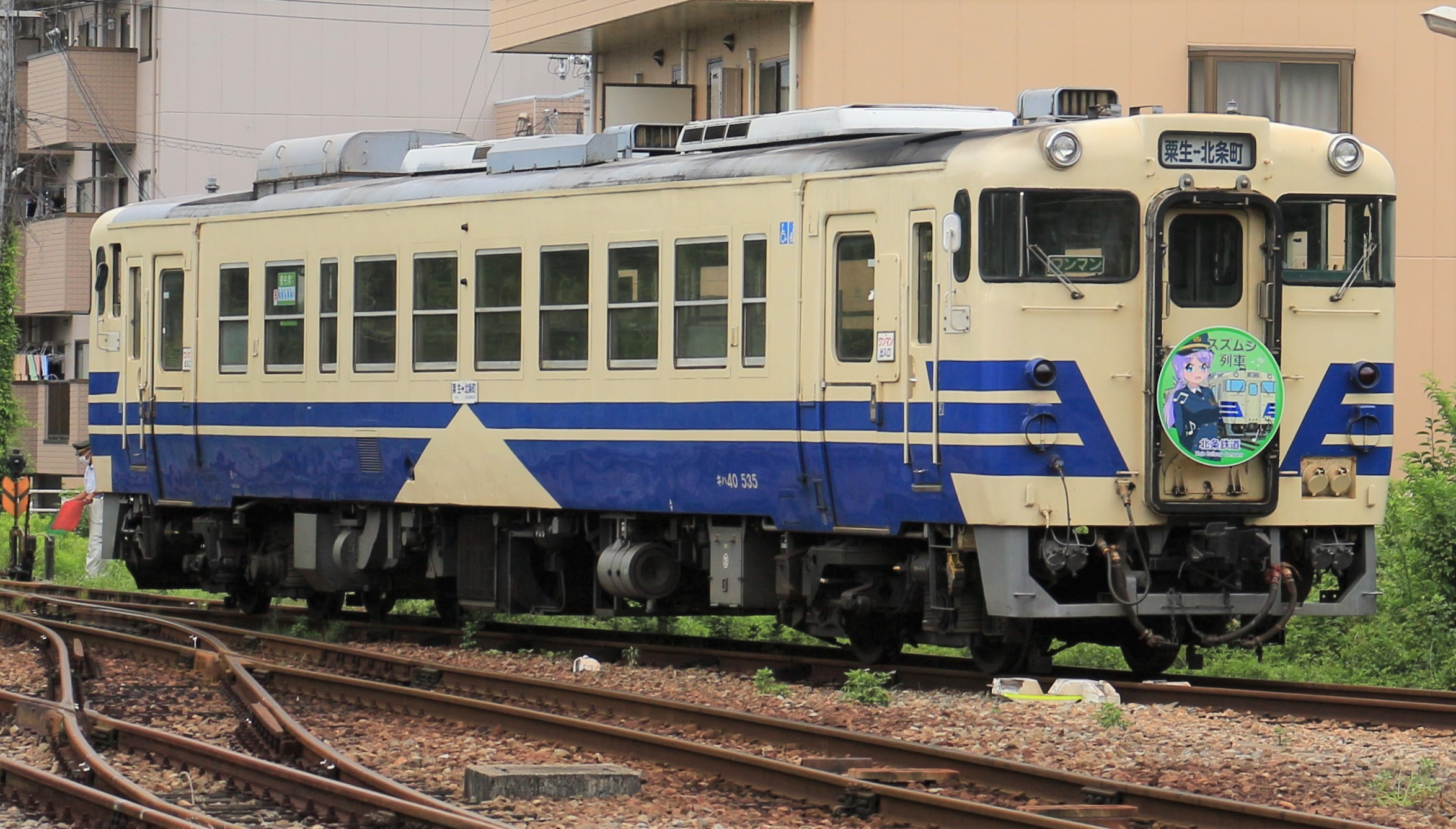
北条鉄道キハ40 535、2022年

### 日本国外

#### ミャンマー国鉄
ミャンマー国鉄にJR北海道からキハ40系が譲渡され、元キハ40形330番台2両と元キハ48形1330番台3両が2014年8月24日からヤンゴン市内の路線で運行されている。 5両編成で冷房も使用している。2013年に竣工したキハ48形のうち、301と302はバゴー - ニャウンカシー間にて運行されている。
2015年にはJR東海から計53両、JR東日本から計19両（キハ40形13両 + キハ48形6両）がミャンマー鉄道省へ譲渡、JR東日本は更に7月下旬から車両保守に関する技術支援を実施。ミャンマーに到着後に順次改造工事を実施し、東海車は2015年7月以降、東日本車は9月末から、順次ヤンゴン市内の路線で運行を開始した。
運行路線は以下のとおり。
- ヤンゴン環状線（全線）
- ヤンゴン - ピィ線（ヤンゴン中央 - ハローガ間）
- バゴー - モーラミャイン線（バゴー - エイビャ - ニャウンカシー間）
- マンダレー - ミッチーナー線（マンダレー - カウリン間）
- マンダレー - モンユワ間
- マンダレー - パコック間

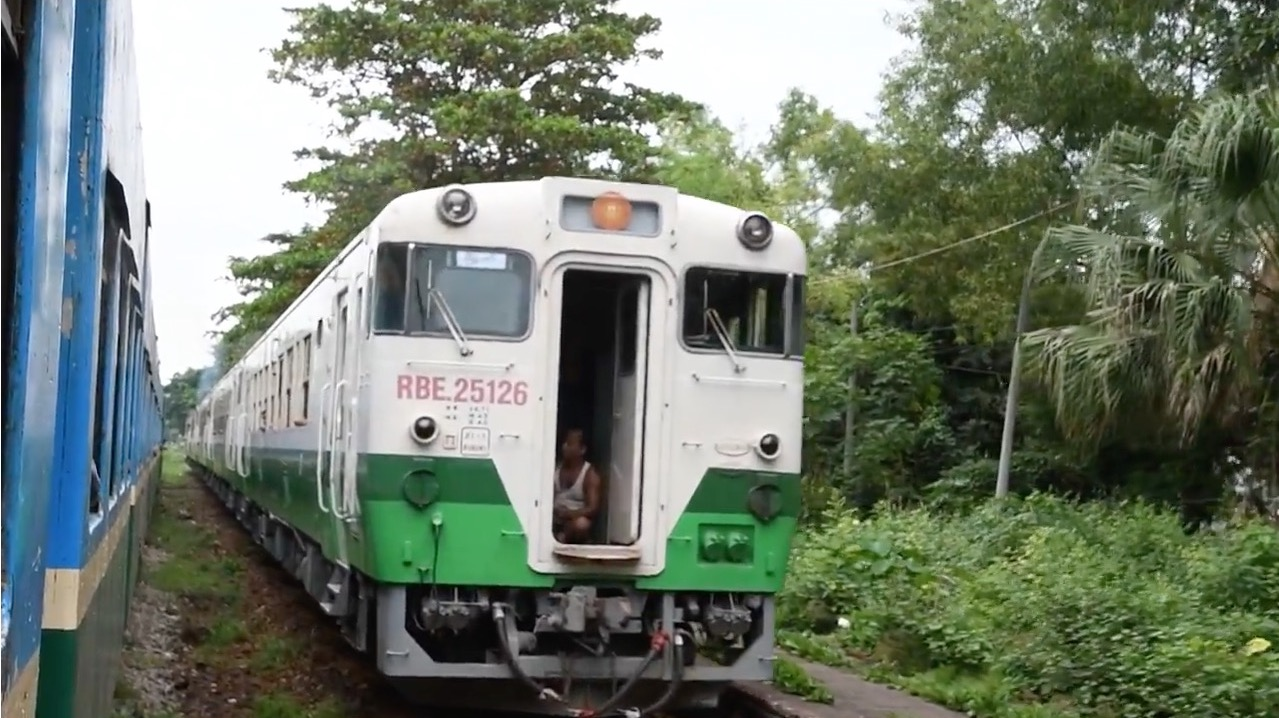
ヤンゴン環状線・RBE25126（元JR東日本キハ40 2022）
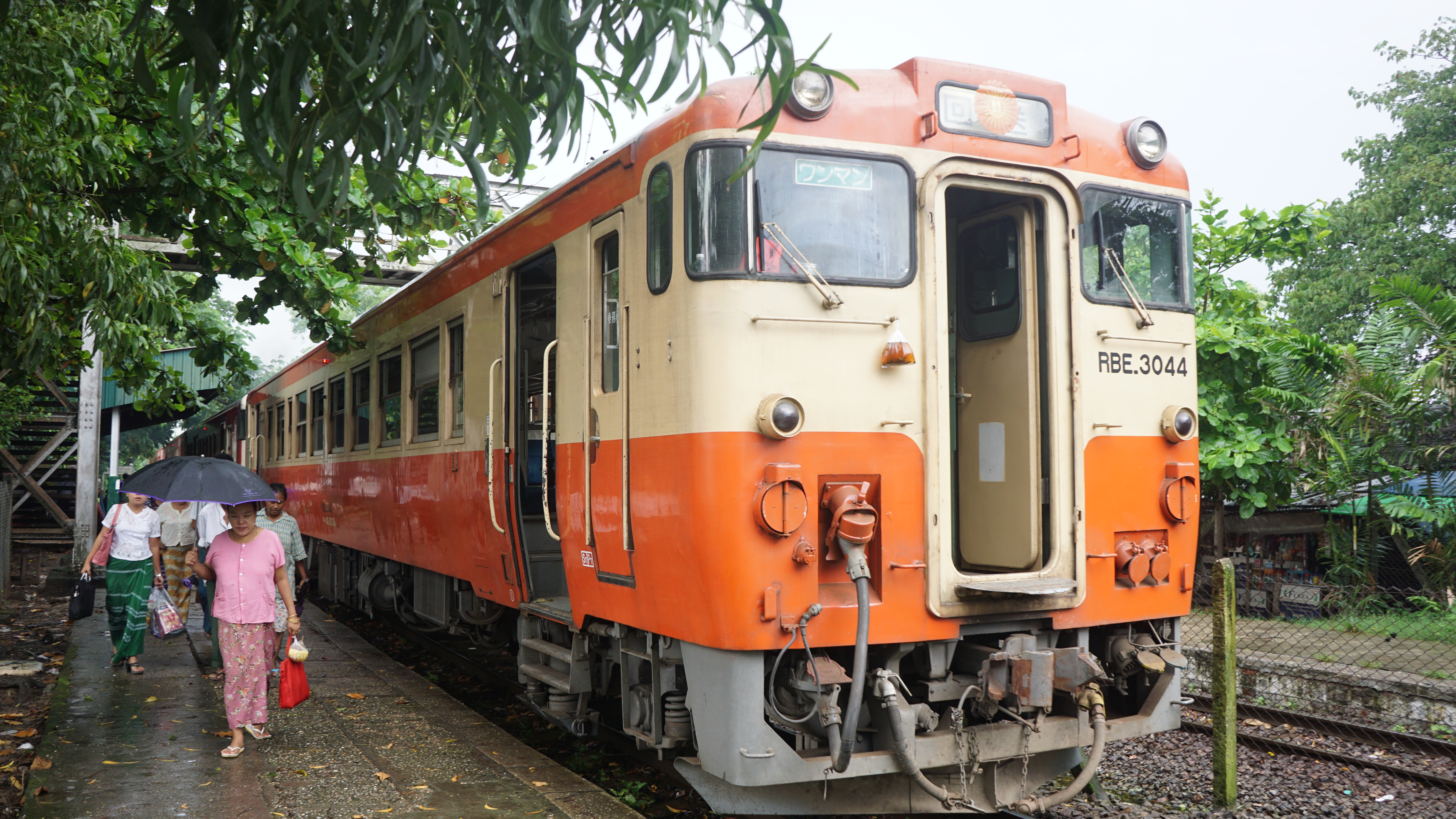
ヤンゴン環状線RBE3044（元JR東海・キハ40 6309）

#### タイ国鉄
タイ国鉄はJR北海道からキハ183系気動車を譲受して2022年に運行を開始した。このキハ183系への反響が大きかったことから、同様にキハ40系を譲受することとなり、2024年3月にキハ40系20両がJR東日本よりタイ国鉄に譲渡された。

#### ベトナム鉄道（計画のみ）
ベトナム鉄道は2021年、JR東日本からキハ40系車両37両の輸入許可をファム・ミン・チン首相に申請した。同鉄道は2021年当時、機関車牽引列車のみの運行となっており、気動車の方が機動性や編成組み換えの柔軟性が高いため運用効率が上がること、また新たな車両を製造するよりも安価であることを理由として挙げた。しかし、同国の政令第65号では中古の鉄道車両の客車は使用期間が10年を超えている場合は輸入禁止、使用期間が40年を超えている場合は使用禁止と規定していることなどから、政府はこの申請に同意しない事を決定、本計画は頓挫した。

## 保存
| 国鉄キハ40系気動車（2代）保存車一覧 | 国鉄キハ40系気動車（2代）保存車一覧 | 国鉄キハ40系気動車（2代）保存車一覧                                              | 国鉄キハ40系気動車（2代）保存車一覧 |
| 画像                                | 番号                                | 所在地                                                                           | 備考 |
| ----------------------------------- | ----------------------------------- | -------------------------------------------------------------------------------- | --- |
|                                     | キハ40 519                          | 宮城県牡鹿郡女川町女川浜字大原 女川駅構内 温泉施設「女川温泉ゆぽっぽ」 ※解体済み | 同施設で休憩所として使用されていたが、東日本大震災の津波で被災し、解体された。 |
|                                     | キハ40 764                          | 北海道空知郡南富良野町字幾寅 幾寅駅跡                                            | 映画『鉄道員（ぽっぽや）』撮影用の改造車。営業運転にも就いていた事があり、キハ12 23(実際のキハ12型が22両製造されたことに因む架空の番号)として運用されていた。 廃車後ロケ地である同駅にカットボディが保存されている。 |
|                                     | キハ40 1002 キハ40 1005 キハ40 1007 | 栃木県那須烏山市白久218-1 那珂川清流鉄道保存会                                   | |